# Liste des terrils du bassin minier du Nord-Pas-de-Calais
Dans le bassin minier du Nord-Pas-de-Calais, 339 terrils sont recensés. En 1969, les Houillères leur ont attribué un numéro individuel, pour les référencer, et les exploiter. Ils sont numérotés d'ouest en est, du no 1 au 202. Une liste complémentaire a été créée dans les années 1970. Les sites y sont numérotés de 203 à 260, sans logique spécifique, chaque numéro ayant été attribué en fonction des sites susceptibles d'être exploités. Certains sites étant composés de plusieurs terrils annexes ou satellites, une lettre suit le numéro.
Certains terrils sont coniques, mais il existe aussi des terrils plats, tabulaires, mixtes, ou encore, des terrils cavalier. Beaucoup de terrils ont été exploités, mais relativement peu ont complètement disparu.
Cinquante-et-un de ces terrils, et d'autres éléments du patrimoine minier, ont été inscrits sur la liste du patrimoine mondial de l'Unesco, le 30 juin 2012.

## Liste des terrils
Le no 243 n'a pas été attribué.

### Terrilno1, 5 de Bruay Nord

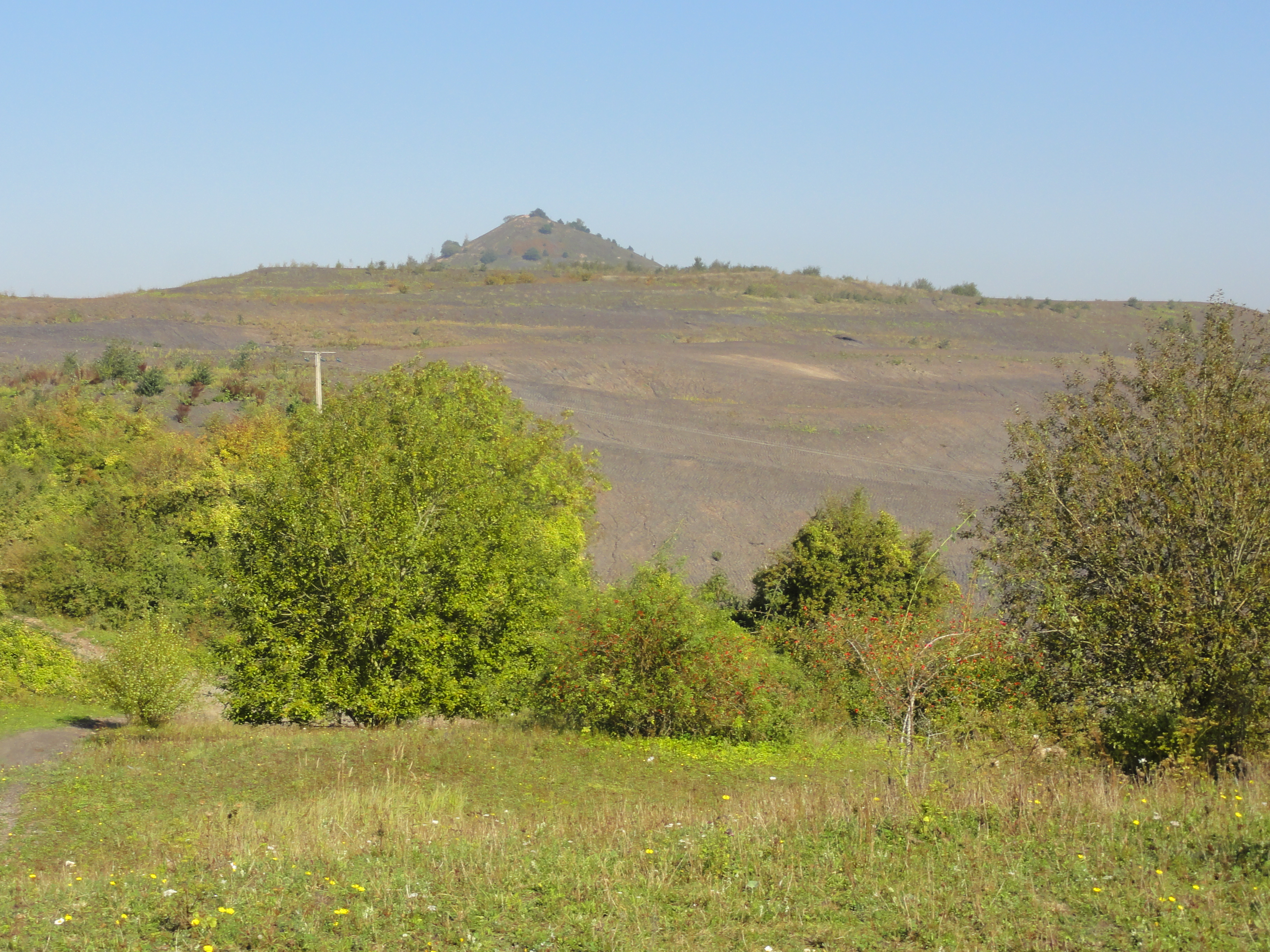
Le terril 5 de Bruay Nord.

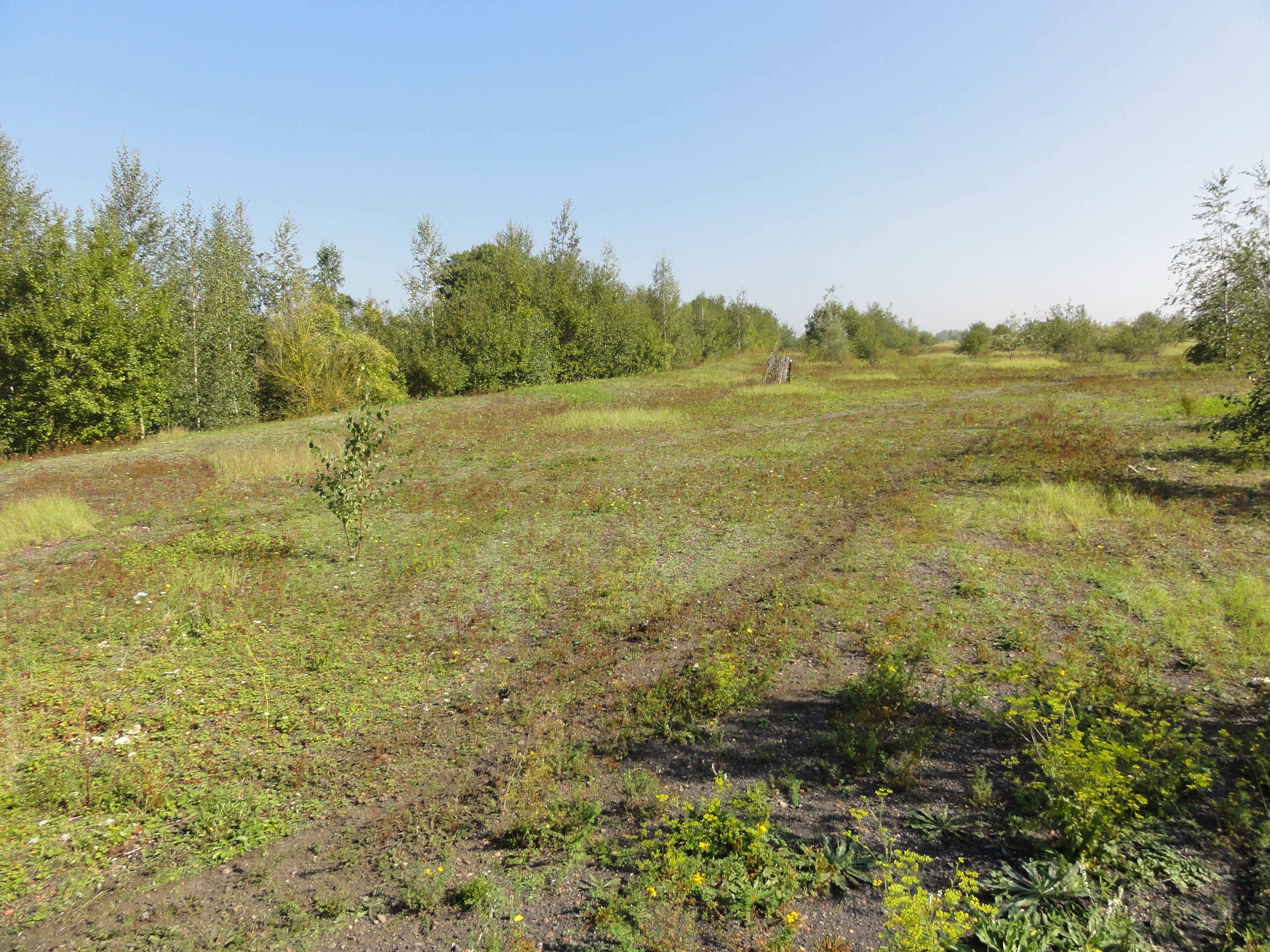
Le sommet du terril 5 de Bruay Sud.

50° 28′ 49″ N, 2° 31′ 10″ E
Le terril no 1, 5 de Bruay Nord, situé à Divion, est l'un des quatre terrils de la fosse no 5 - 5 bis des mines de Bruay, les autres terrils étant les nos 1A, 18 et 29. Ce terril conique était avant son exploitation l'un des plus hauts du bassin minier grâce à ses 130 mètres. Il n'en reste plus que l'assise, sur 16,9 hectares. L'exploitation a cessé peu avant 2010.

### Terrilno1A, 5 de Bruay Sud
50° 28′ 36″ N, 2° 30′ 57″ E
Le terril no 1, 5 de Bruay Sud, situé à Divion, est l'un des quatre terrils de la fosse no 5 - 5 bis des mines de Bruay. Il est situé au sud de l'ancien terril conique, et à l'ouest du carreau de fosse. C'est un terril plat, étendu sur 7,6 hectares, et ayant été partiellement exploité.

### Terrilno2, 6 de Bruay Est

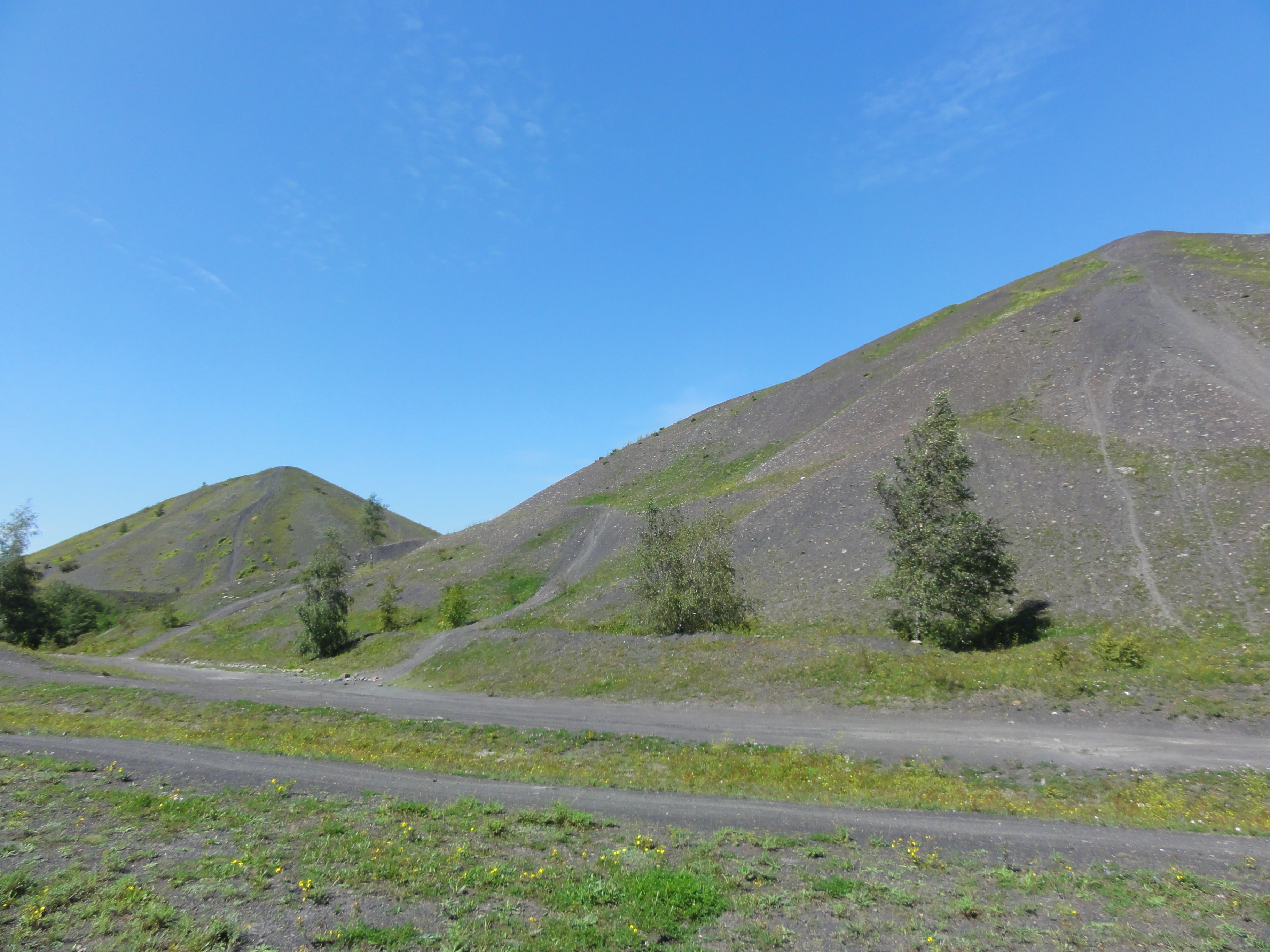
Le terril 6 de Bruay Est au premier plan.

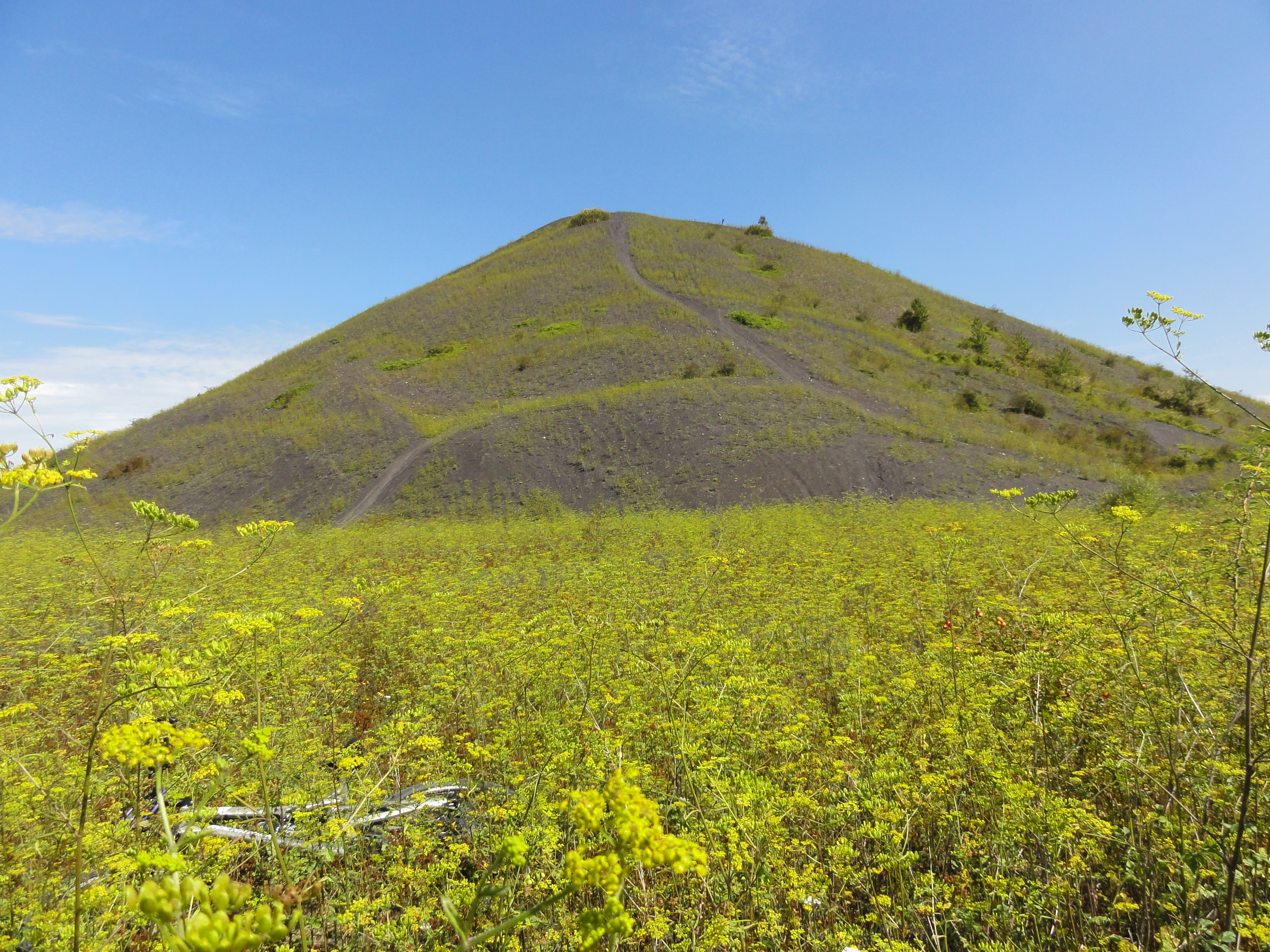
Le terril 6 de Bruay Ouest.

50° 27′ 38″ N, 2° 34′ 12″ E
Le terril no 2, 6 de Bruay Est, situé à Ruitz, est l'un des deux terrils coniques de la fosse no 6 - 6 bis - 6 ter des mines de Bruay, sise à Haillicourt, et un de ses trois terrils. Il n'a jamais été exploité, et figure parmi les terrils les plus connus du bassin minier. Il est haut de cent mètres et étendu sur douze hectares.

### Terrilno3, 6 de Bruay Ouest
50° 27′ 34″ N, 2° 33′ 56″ E
Le terril no 3, 6 de Bruay Ouest, situé à Ruitz, est l'un des deux terrils coniques de la fosse no 6 - 6 bis - 6 ter des mines de Bruay, et un de ses trois terrils. Il n'a jamais été exploité, et figure parmi les terrils les plus connus du bassin minier, ses dimensions sont similaires à celles du terril no 2.

### Terrilno4, 2 bis d'Auchel Est
50° 29′ 39″ N, 2° 30′ 44″ E

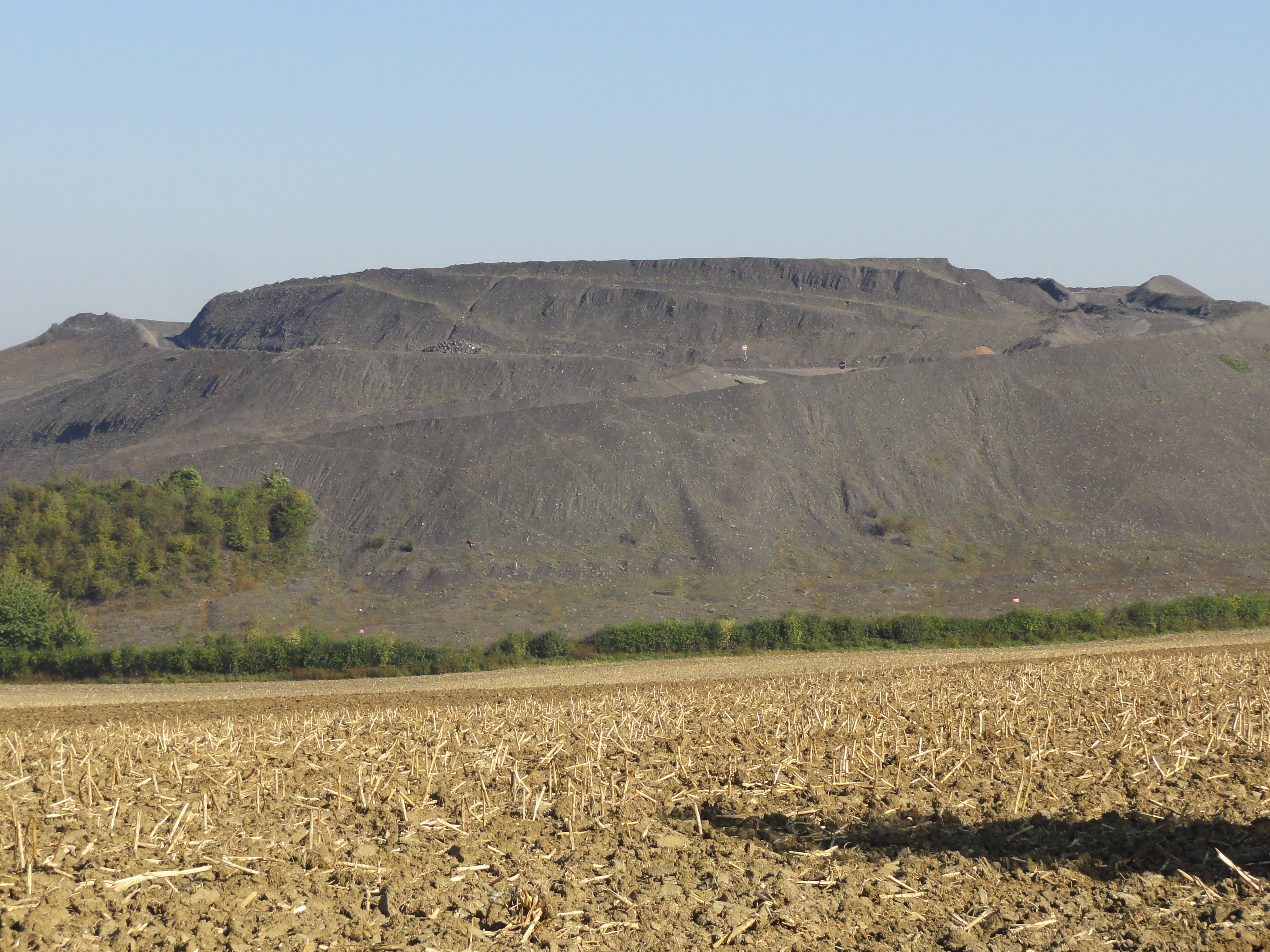
Le terril 2 bis d'Auchel Est.

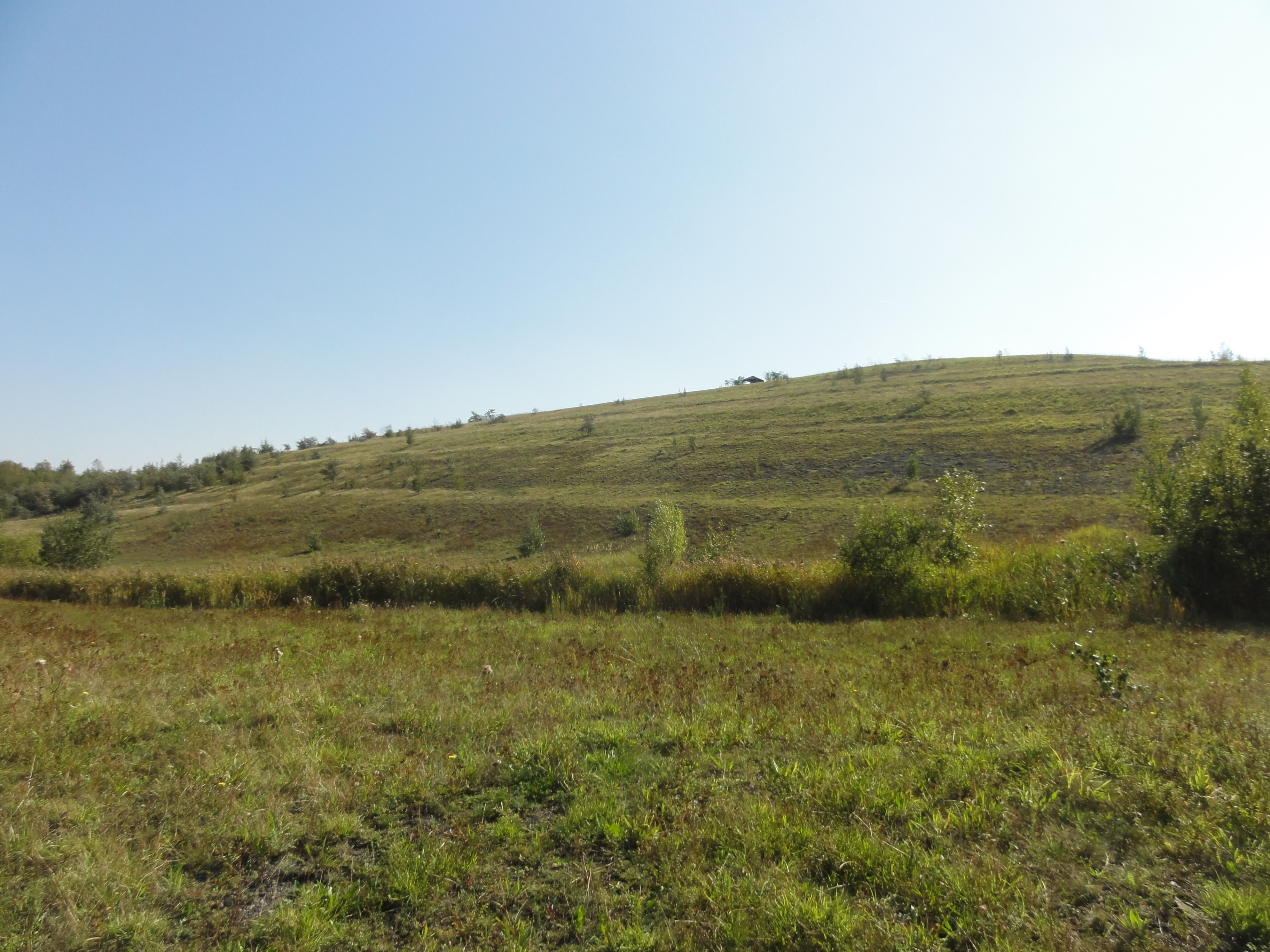
Le terril Lapugnoy.

Le terril no 4, 2 bis d'Auchel Est, contigu avec le no 22, situé à Marles-les-Mines, est un des deux terrils coniques de la fosse no 2 bis - 2 ter des mines de Marles. Initialement haut de 80 mètres et étendu sur 14,27 hectares, il est en cours d'exploitation.

### Terrilno5, Lapugnoy
50° 30′ 33″ N, 2° 31′ 53″ E
Le terril no 5, Lapugnoy, situé à Lapugnoy, est un ancien terril conique (ou tronqué) de la Compagnie des mines de Marles qui a été exploité. Il est situé au nord du Bois de Lapugnoy. Il était initialement haut de 60 mètres et s'étendait sur 14,35 hectares.

### Terrilno6, Bois de Lapugnoy

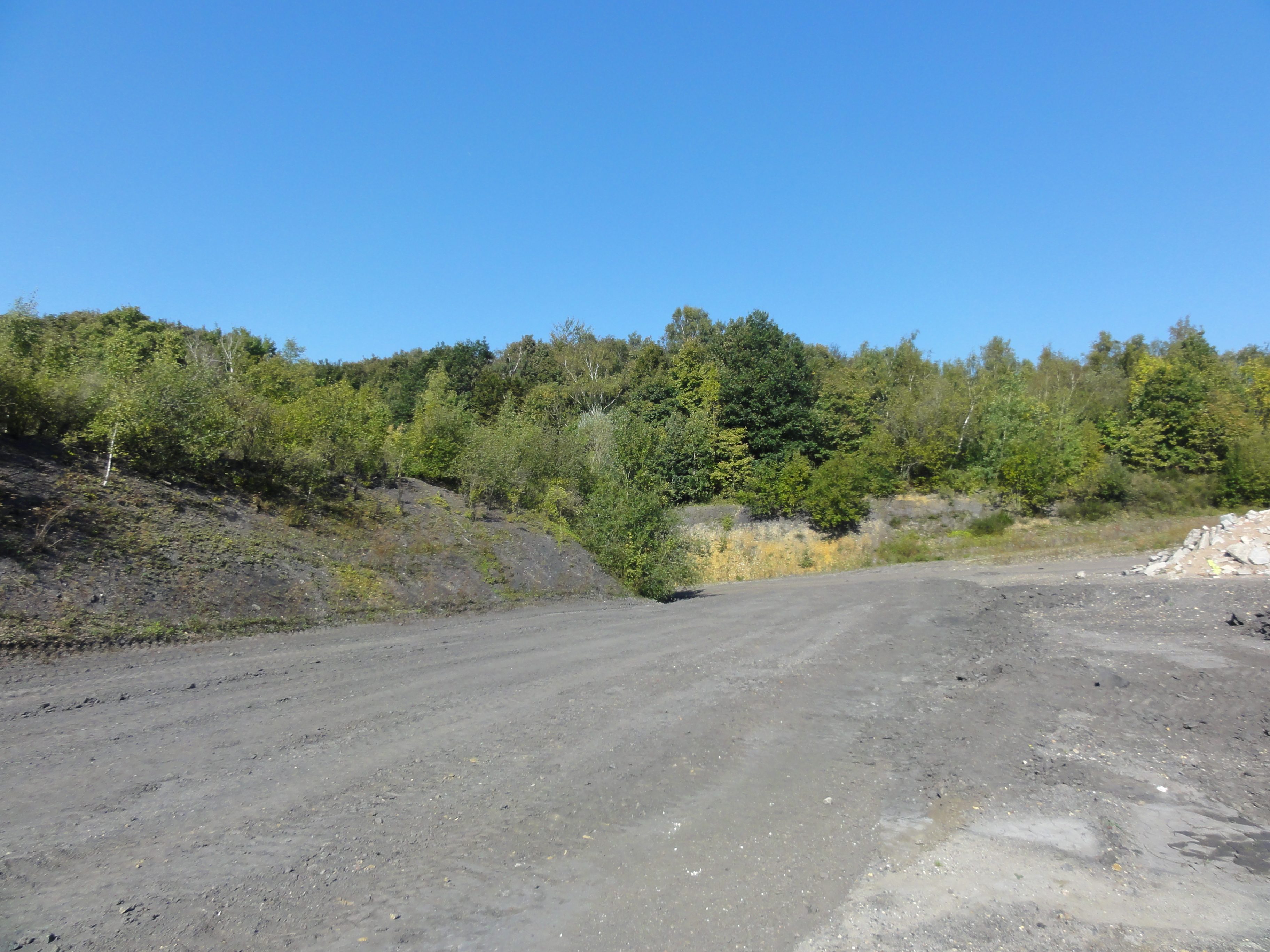
Le terril Bois de Lapugnoy.

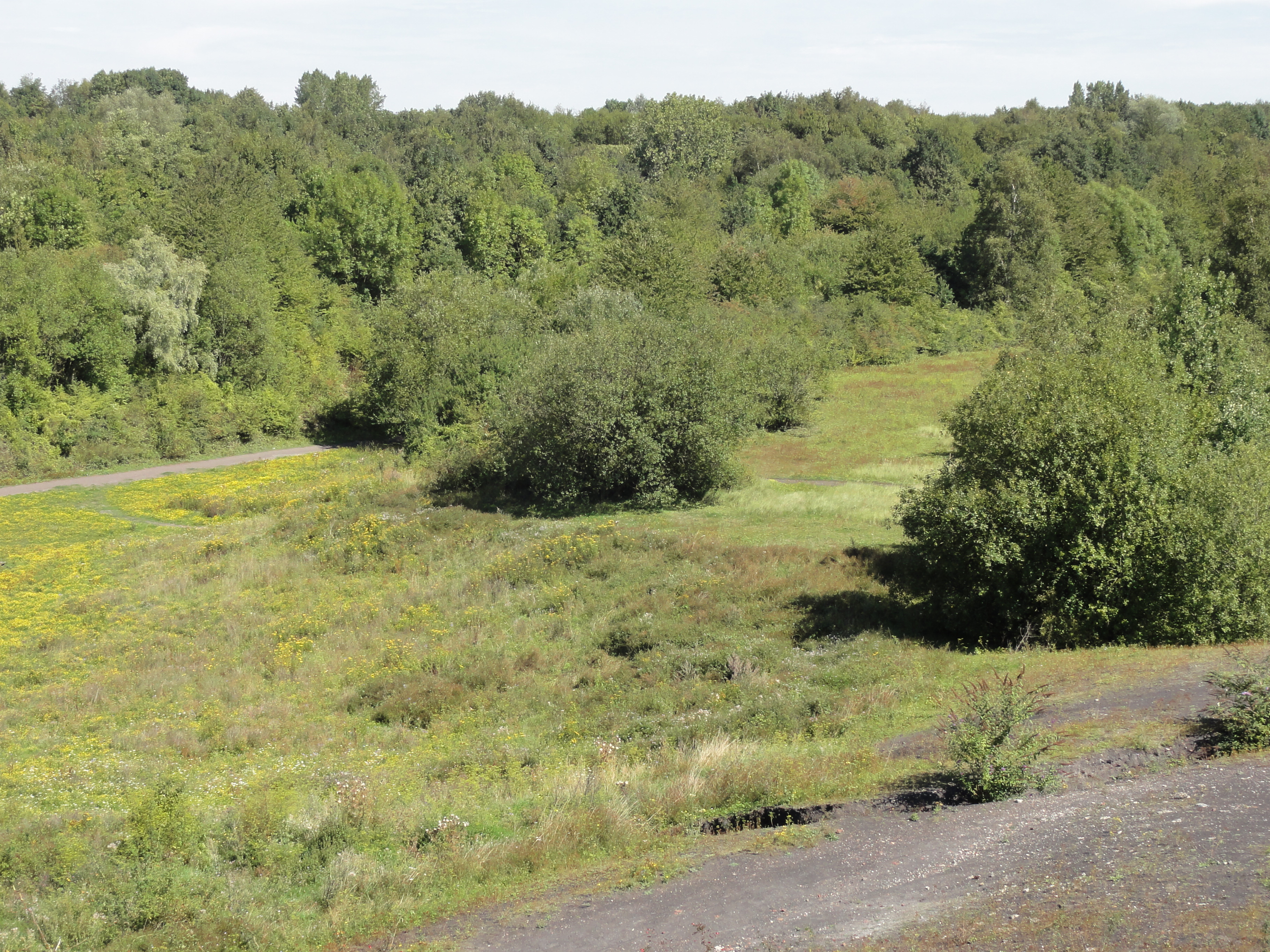
Le terril 6 de Bruay (décharge).

50° 29′ 48″ N, 2° 32′ 27″ E
Le terril no 6, Bois de Lapugnoy, situé à Bruay-la-Buissière, est un terril non pas exploité, mais utilisé en tant que chantier école permanent pour le lycée des travaux publics de Bruay. Il est situé au sud du Bois de Lapugnoy. Il est situé près de la fosse no 2 des mines de Bruay, mais a été alimenté par la fosse no 3 - 3 bis - 3 ter. Il est haut de onze mètres, étendu sur 19,15 hectares, et est propriété de l'Éducation Nationale.

### Terrilno7, 6 de Bruay (décharge)
50° 28′ 06″ N, 2° 34′ 31″ E
Le terril no 7, 6 de Bruay (décharge), situé à Haillicourt, est un des trois terrils de la fosse no 6 - 6 bis - 6 ter des mines de Bruay. Il est haut de onze mètres, plat, étendu sur 10,78 hectares, et entièrement boisé.

### Terrilno8, 3 ter d'Auchel et mare à boue
50° 30′ 26″ N, 2° 29′ 38″ E
Le terril no 8, 3 ter d'Auchel et mare à boue, situé à Auchel et Marles-les-Mines, est un terril cavalier attribué au puits no 3 ter de la fosse no 3 - 3 bis - 3 ter des mines de Marles. Il est situé à l'est des terrils coniques nos 14 et 23, et au sud du terril no 13. Initialement haut de treize mètres, il est étendu sur 12,48 hectares, et a été exploité.

### Terrilno9, 2 bis de Bruay Ouest

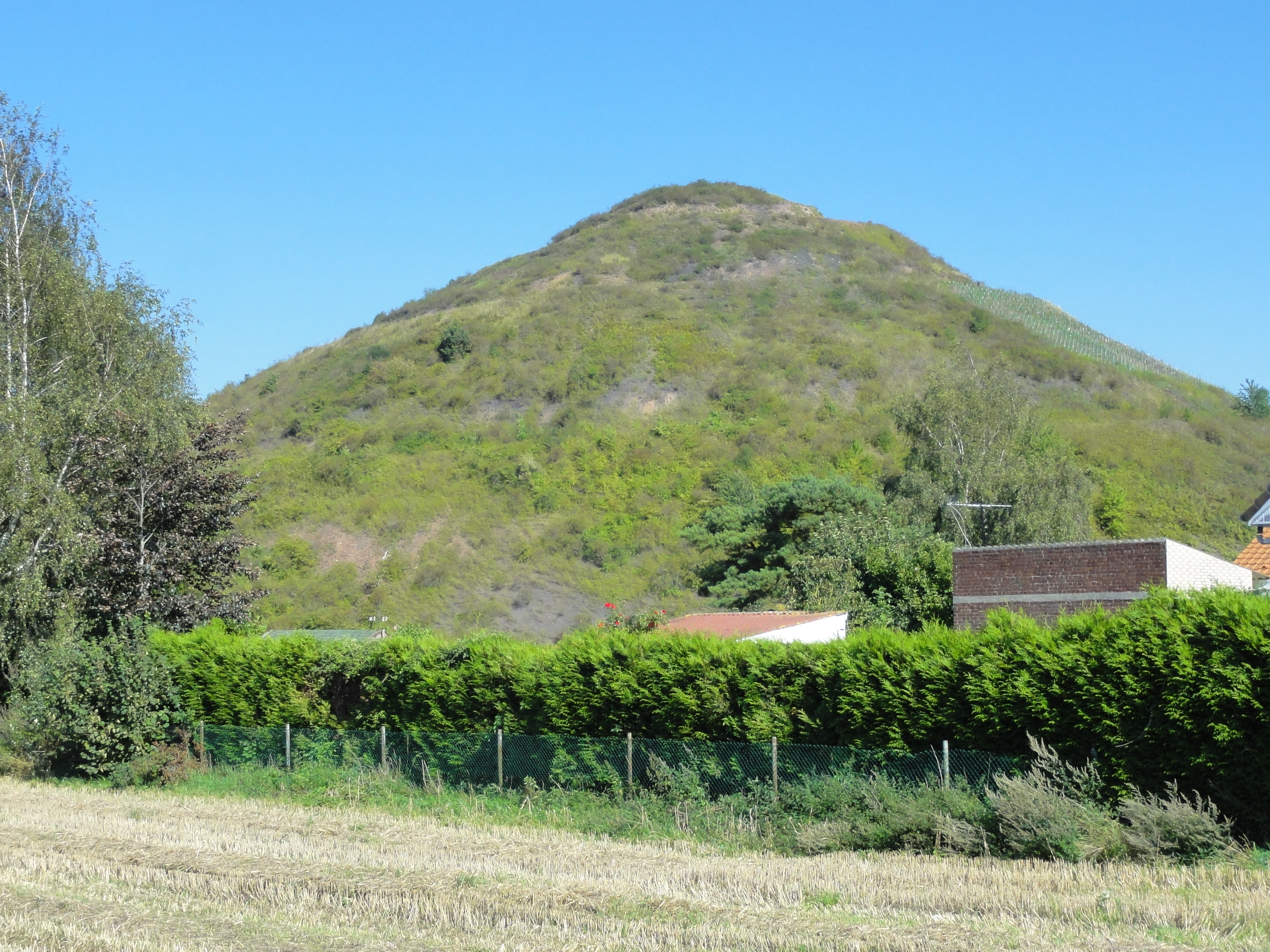
Le terril 2 bis de Bruay Ouest.

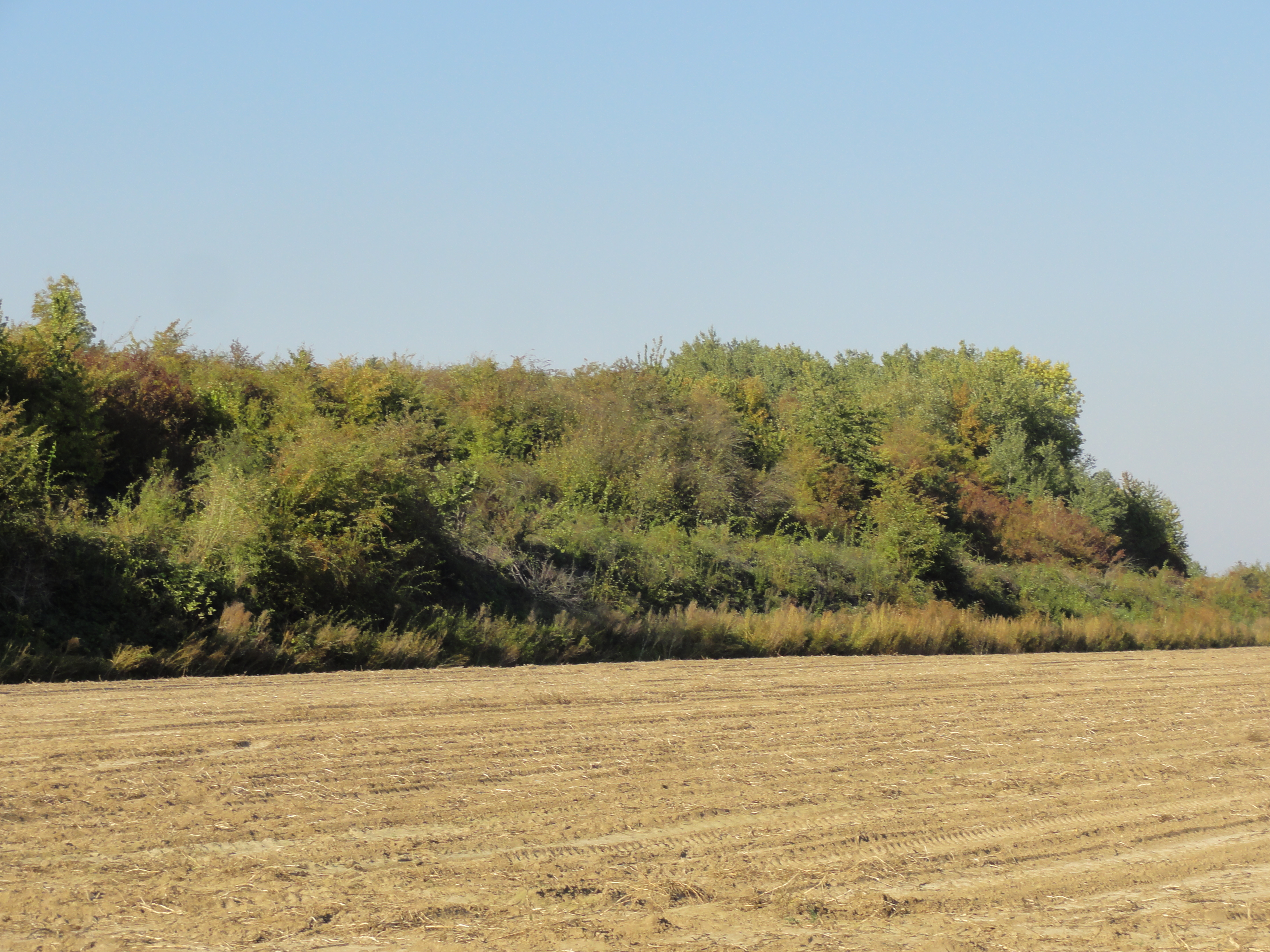
Le terril 2 bis de Bruay Est.

50° 28′ 51″ N, 2° 34′ 52″ E
Le terril no 9, 2 bis de Bruay Ouest, situé à Haillicourt, est le terril conique de la fosse no 2 bis des mines de Bruay. Il n'a pas été exploité, bien qu'une route en colimaçon ait été aménagée jusqu'à son sommet. Il est haut de 73 mètres et s'étend sur neuf hectares. De la vigne a été plantée à son sommet.

### Terrilno9A, 2 bis de Bruay Est
50° 29′ 11″ N, 2° 35′ 17″ E
Le terril no 9A, 2 bis de Bruay Est, situé à Haillicourt, Bruay-la-Buissière et Hesdigneul-lès-Béthune, est le terril plateau de la fosse no 2 bis des mines de Bruay. Il est étendu sur 8,8 hectares et du nord au sud sur plus de 750 mètres. Accolé à lui dans sa partie septentrionale, se trouve le terril no 26, Falande 2 Nord.

### Terrilno10, 3 de Bruay Ouest

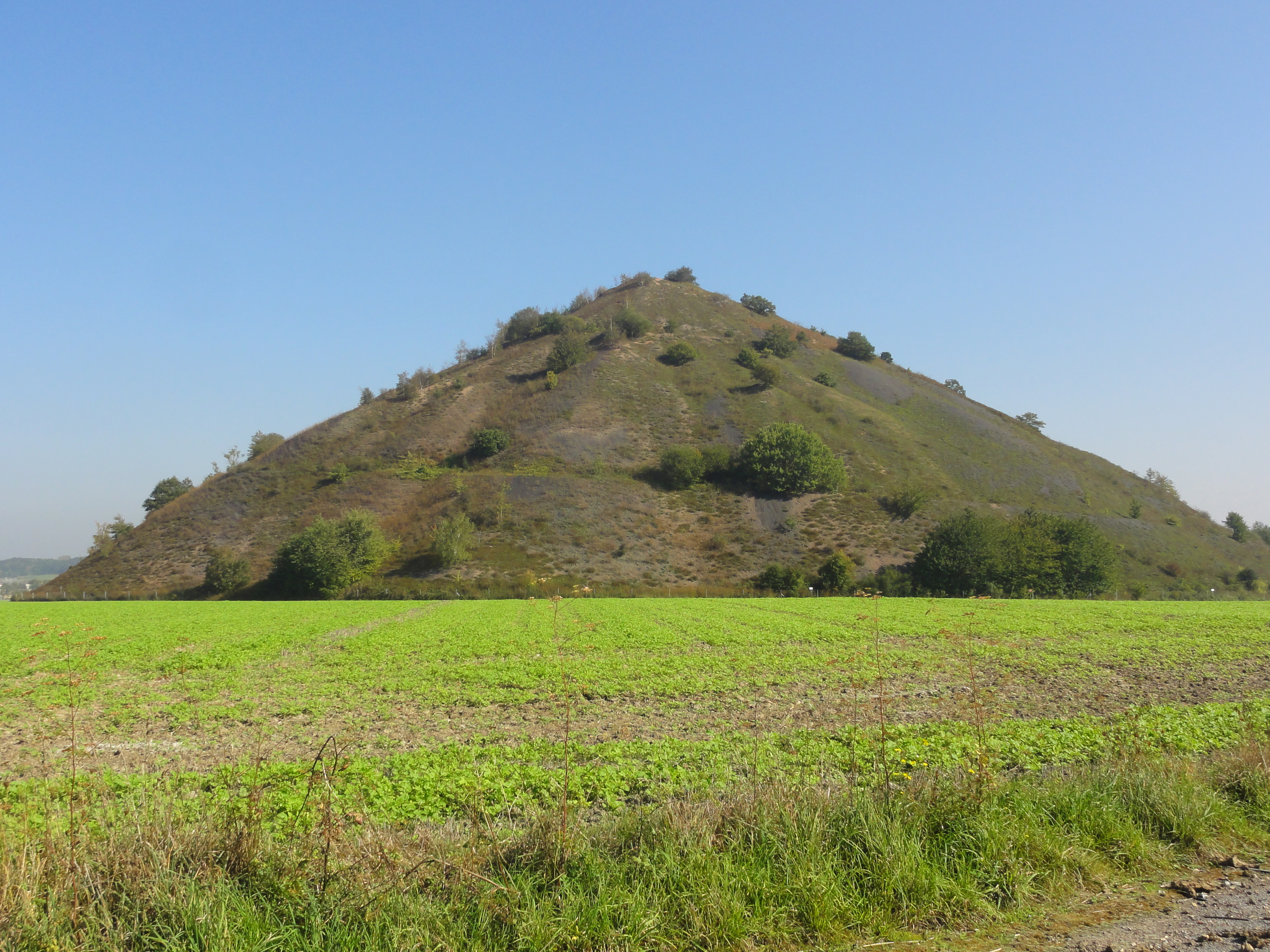
Le terril 3 de Bruay Ouest.

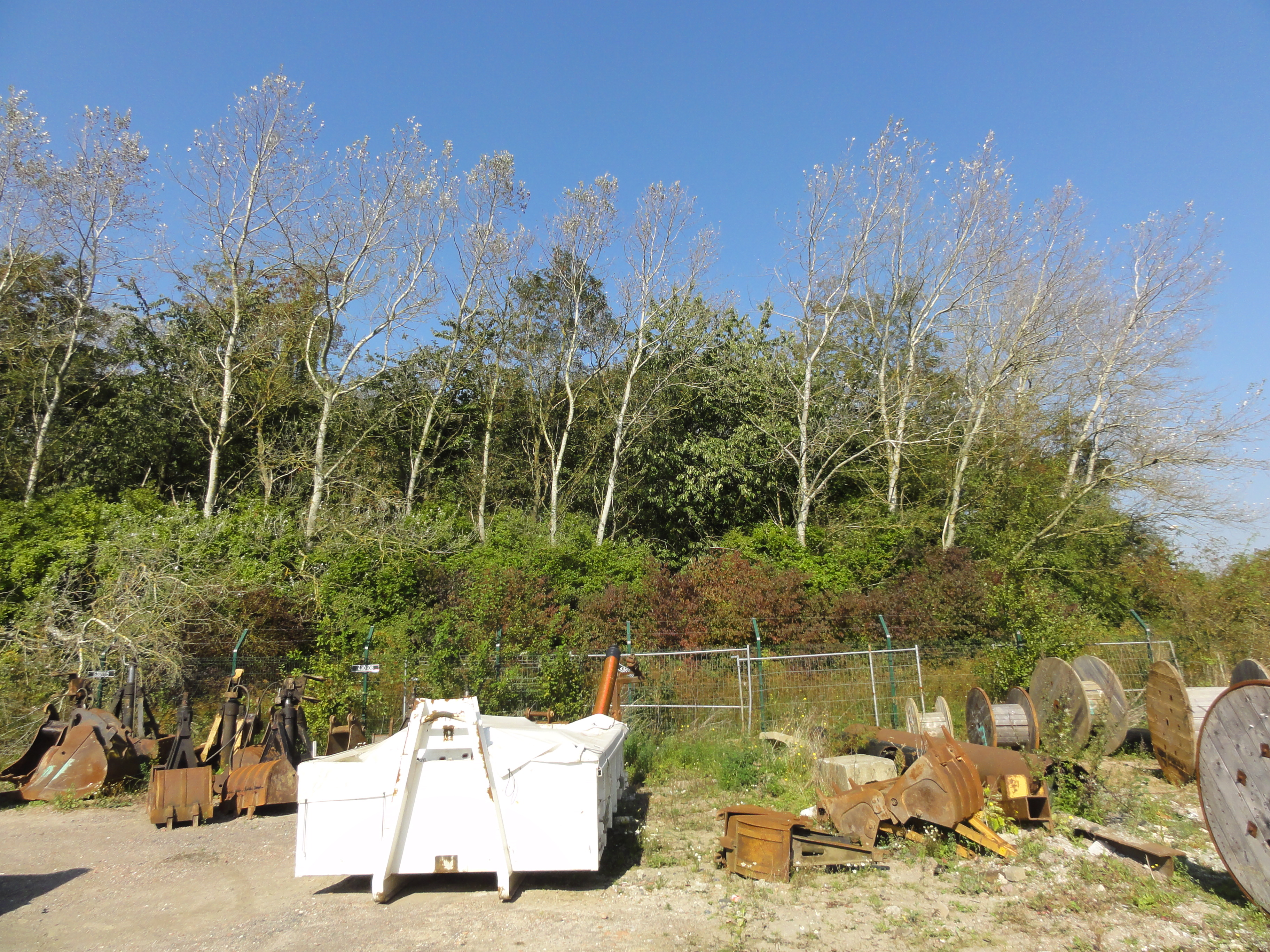
Le terril 3 de Bruay Est.

50° 29′ 13″ N, 2° 31′ 11″ E
Le terril no 10, 3 de Bruay Ouest, situé à Bruay-la-Buissière, est un terril conique haut de 90 mètres issu de l'exploitation de la fosse no 3 - 3 bis - 3 ter des mines de Bruay. Il s'étend sur 10,2 hectares.

### Terrilno10A, 3 de Bruay Est
50° 29′ 08″ N, 2° 31′ 26″ E
Le terril no 10A, 3 de Bruay Est, situé à Bruay-la-Buissière, disparu, était un des deux terrils de la fosse no 3 - 3 bis - 3 ter des mines de Bruay. Il s'agissait d'un petit terril plat, antérieur au terril conique, et s'étendant sur 1,09 hectare. Il a été intégralement exploité.

### Terrilno11, Usines de Labuissière Est

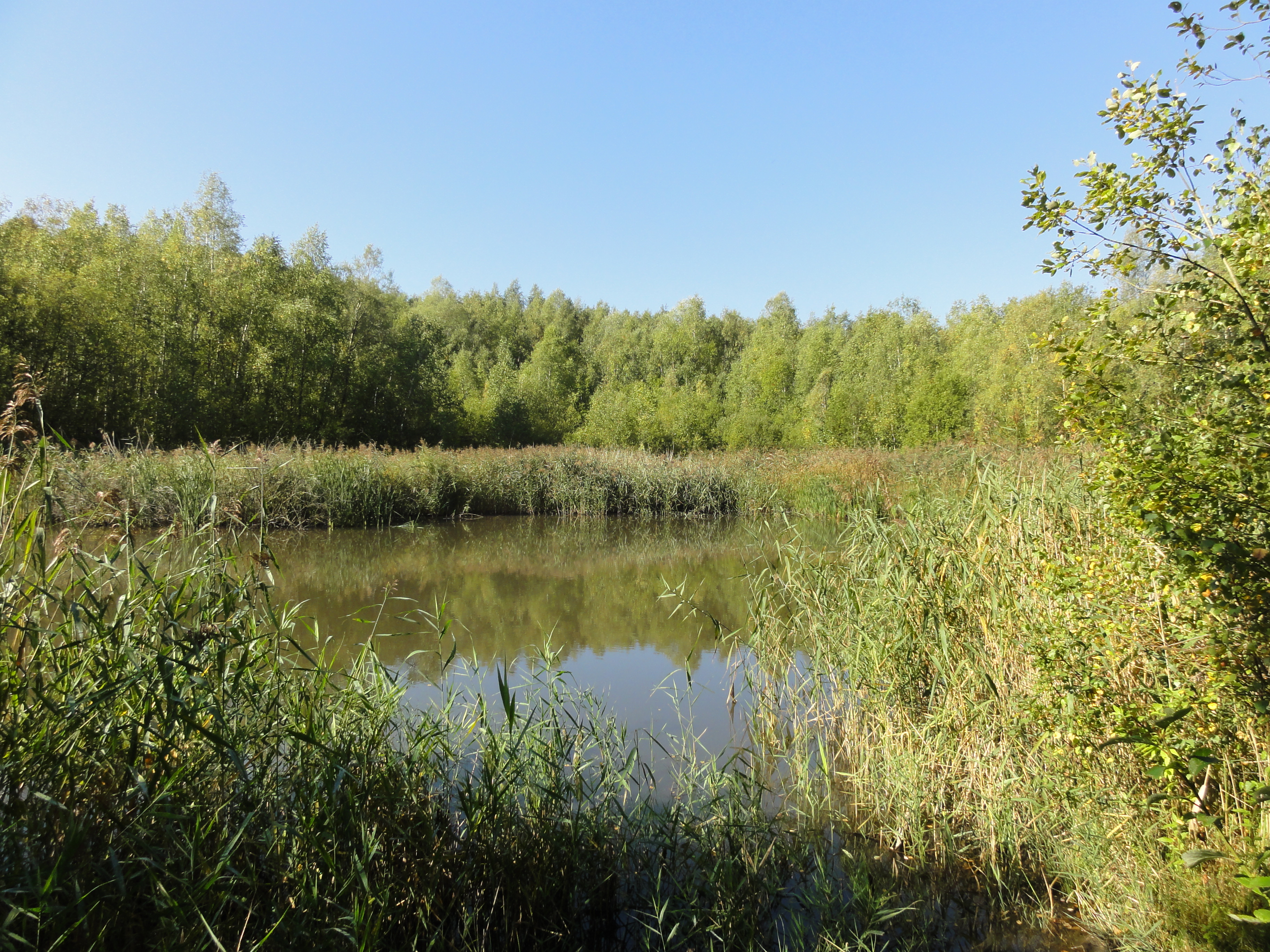
Le terril Usines de Labuissière Est.

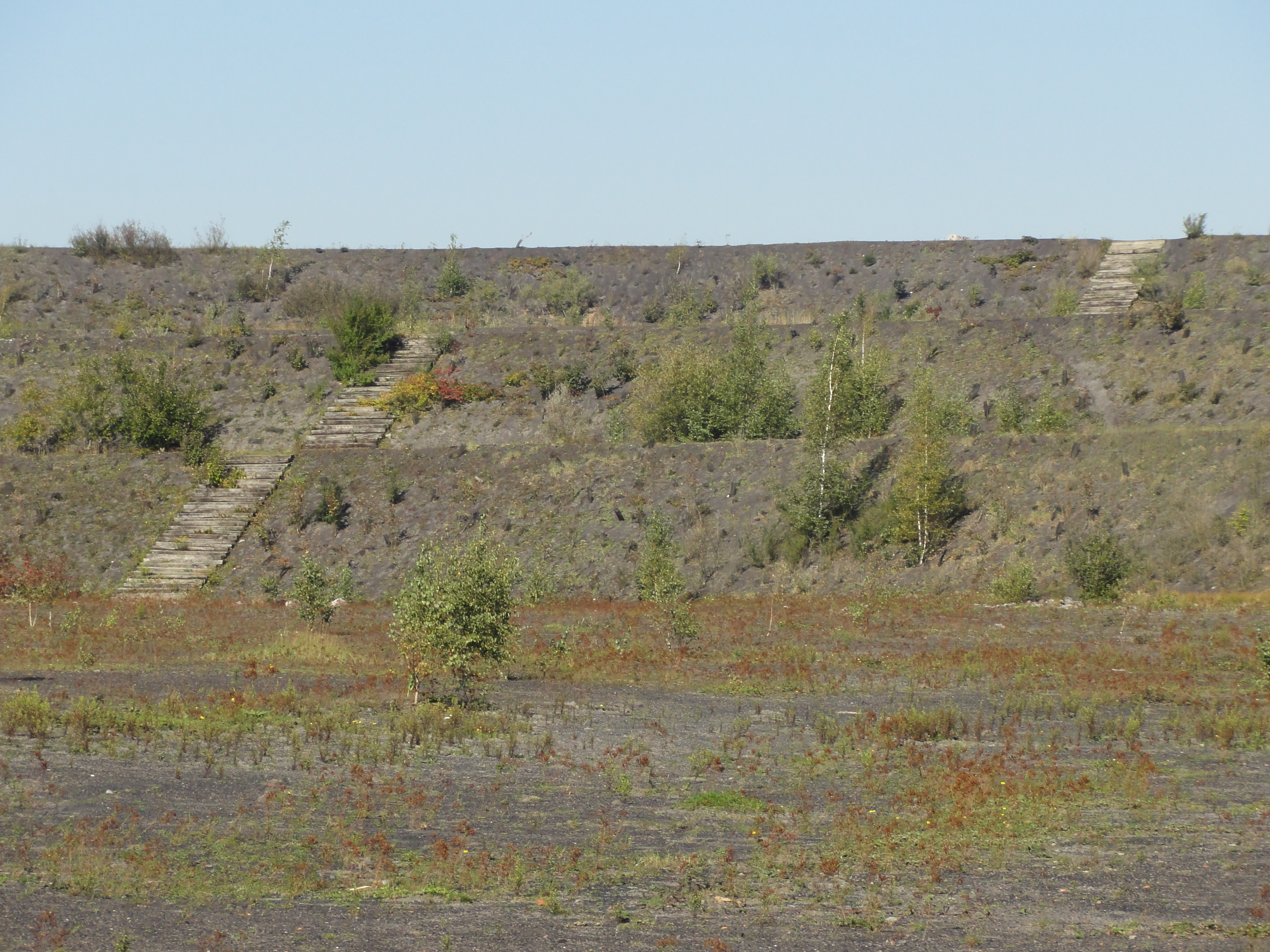
Le terril Usines de Labuissière Ouest.

50° 30′ 19″ N, 2° 33′ 38″ E
Le terril no 11, Usines de Labuissière Est, situé à Bruay-la-Buissière, est un des deux terrils des Usines de Labuissière de la Compagnie des mines de Bruay. Il a été totalement exploité et a disparu. Le site est entièrement boisé. Il est accolé au terril no 12, et situé à l'est. Il était plat, haut de 51 mètres, et s'étendait sur une surface de 6,36 hectares.

### Terrilno12, Usines de Labuissière Ouest
50° 30′ 23″ N, 2° 33′ 24″ E
Le terril no 12, Usines de Labuissière Ouest, situé à Bruay-la-Buissière, est un des deux terrils des Usines de Labuissière de la Compagnie des mines de Bruay. Bien qu'exploité, il ressort d'autant plus qu'il n'est pas boisé mais qu'il est entouré par la forêt. Sa hauteur initiale était de 62 mètres, et il s'étend sur 7,95 hectares.

### Terrilno13, 3 d'Auchel Est
50° 30′ 43″ N, 2° 29′ 32″ E

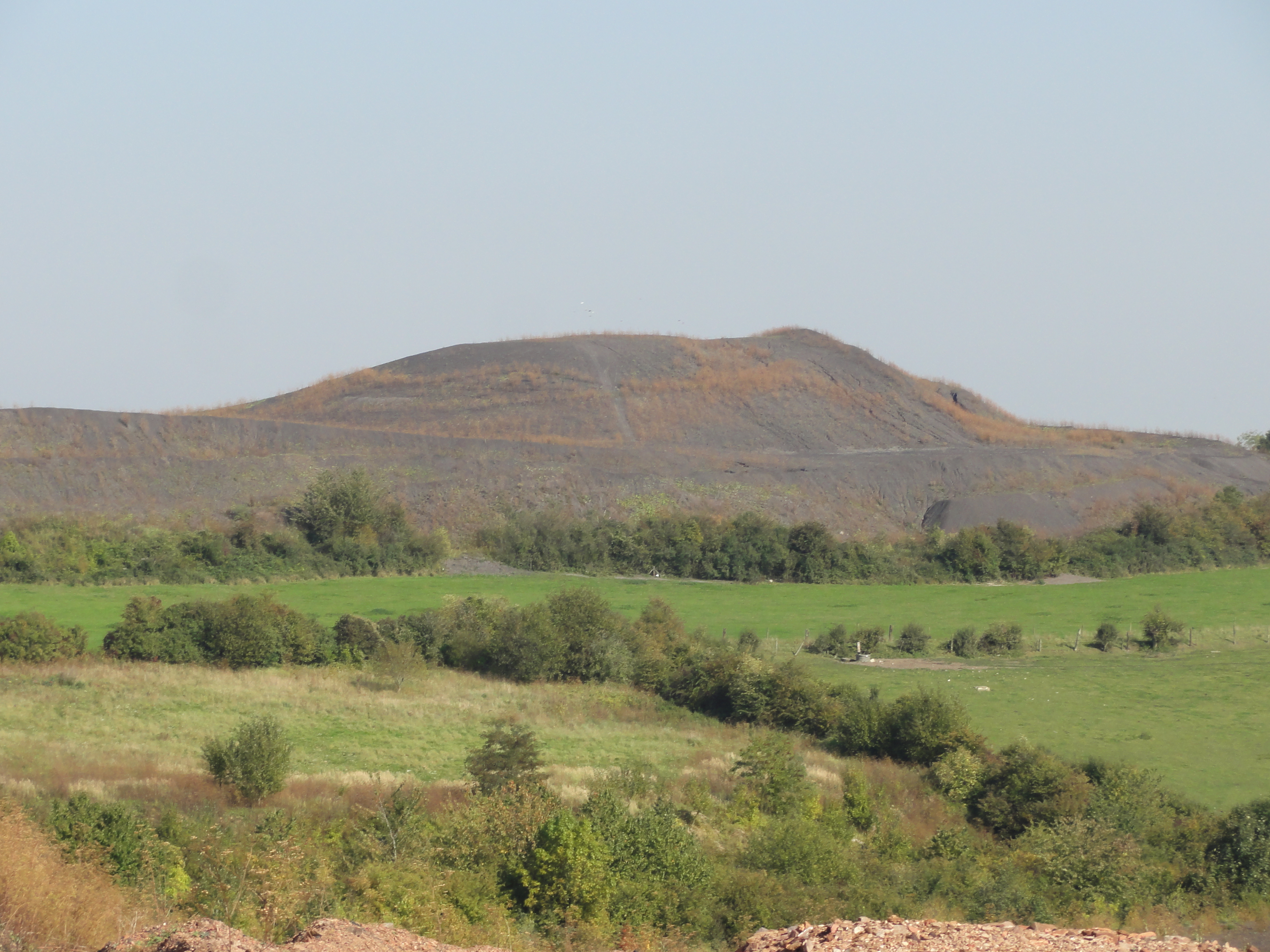
Le terril 3 d'Auchel Est.

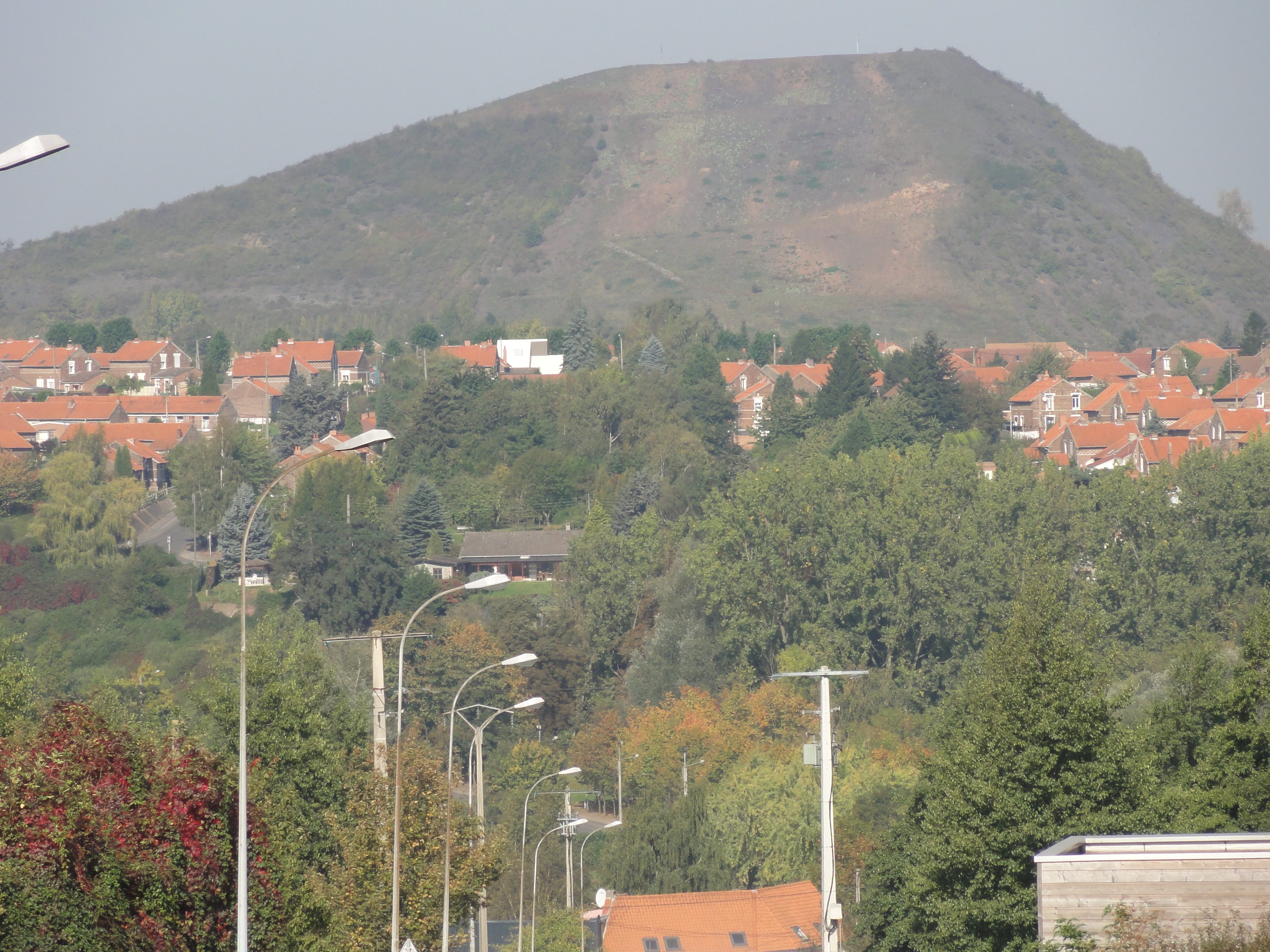
Le terril 5 d'Auchel.

Le terril no 13, 3 d'Auchel Est, situé à Lozinghem, a été alimenté par la fosse no 3 - 3 bis - 3 ter des mines de Marles, ouverte sur le territoire d'Auchel. Il s'agissait d'un terril conique haut de 83 mètres qui a été exploité, il n'en reste plus que l'assise sur 7,2 hectares.

### Terrilno14, 5 d'Auchel
50° 30′ 16″ N, 2° 29′ 02″ E
Le terril no 14, 5 d'Auchel, situé à Auchel, est le terril conique de la fosse no 5 - 5 bis - 5 ter des mines de Marles. Il est haut de 103 mètres et s'étend sur 13.2 hectares.

### Terrilno15, 6 d'Auchel
50° 29′ 19″ N, 2° 30′ 04″ E

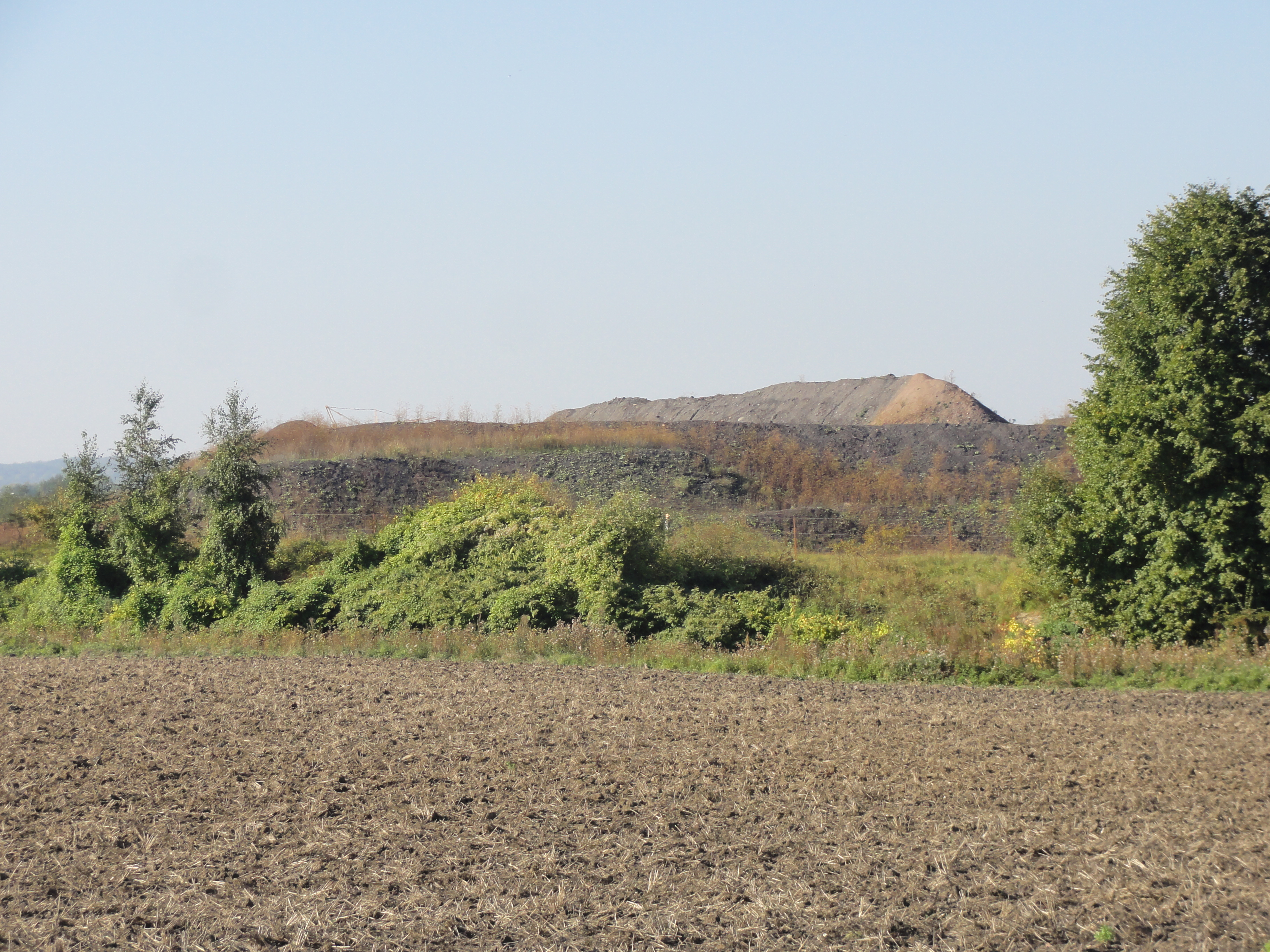
Le terril 6 d'Auchel.

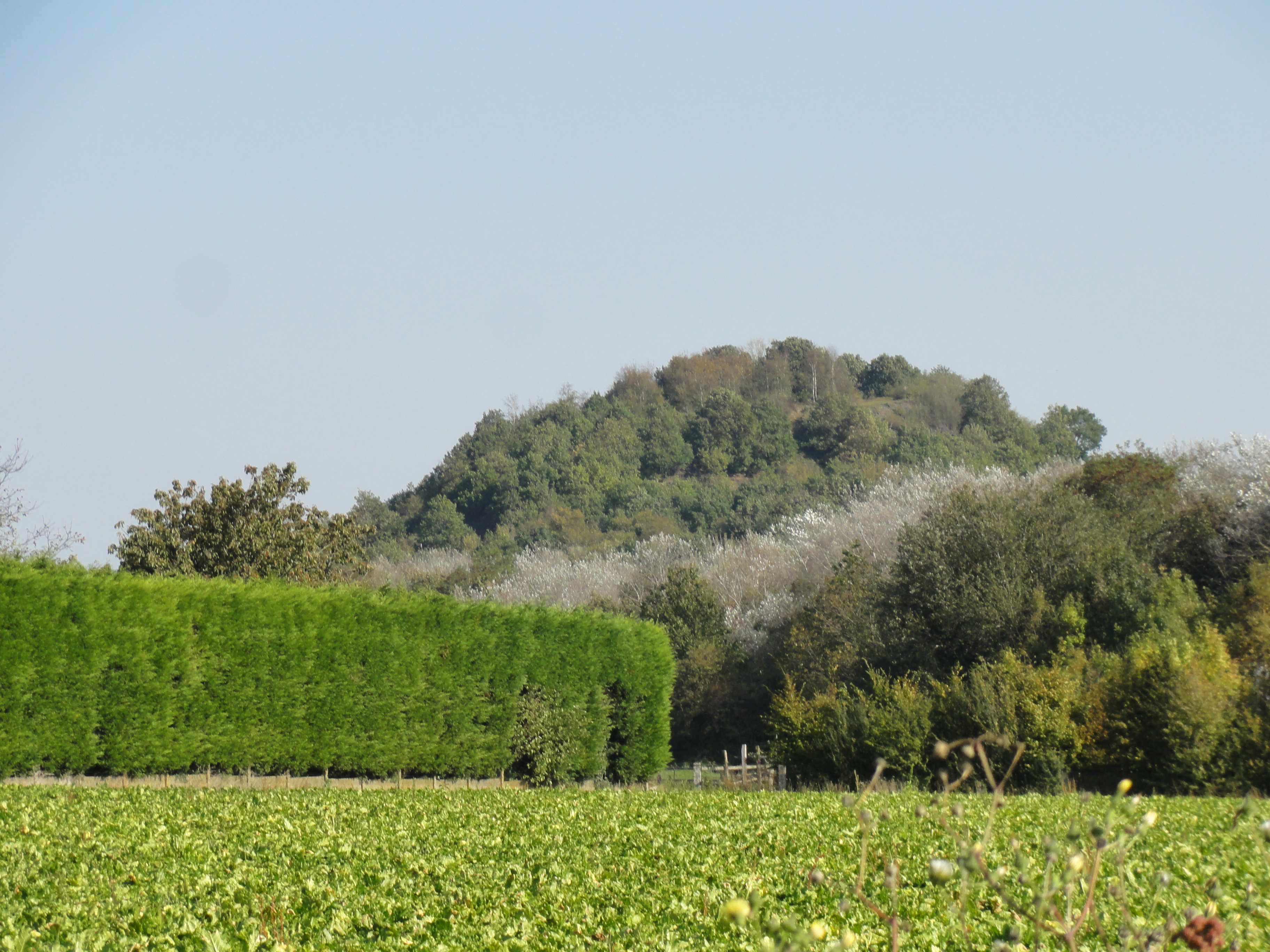
Le terril 1 de Ferfay.

Le terril no 15, 6 d'Auchel, situé à Calonne-Ricouart, est le terril de la fosse no 6 bis - 6 ter des mines de Marles. Il s'agissait à l'origine d'un terril conique haut de 92 mètres qui a été exploité. Il n'en subsiste que l'assise, sur 11,34 hectares. Son explosion en 1975 cause la mort de six personnes dans la cité voisine.

### Terrilno16, 1 de Ferfay
50° 31′ 20″ N, 2° 26′ 31″ E
Le terril no 16, 1 de Ferfay, situé à Ferfay, est le terril conique de la fosse no 1 des mines de Ferfay, devenu no 4 ter des mines de Marles. Établi sur 6,15 hectares, il n'a jamais été exploité et est entièrement boisé.

### Terrilno17, 2 de Bruay
50° 29′ 33″ N, 2° 32′ 38″ E

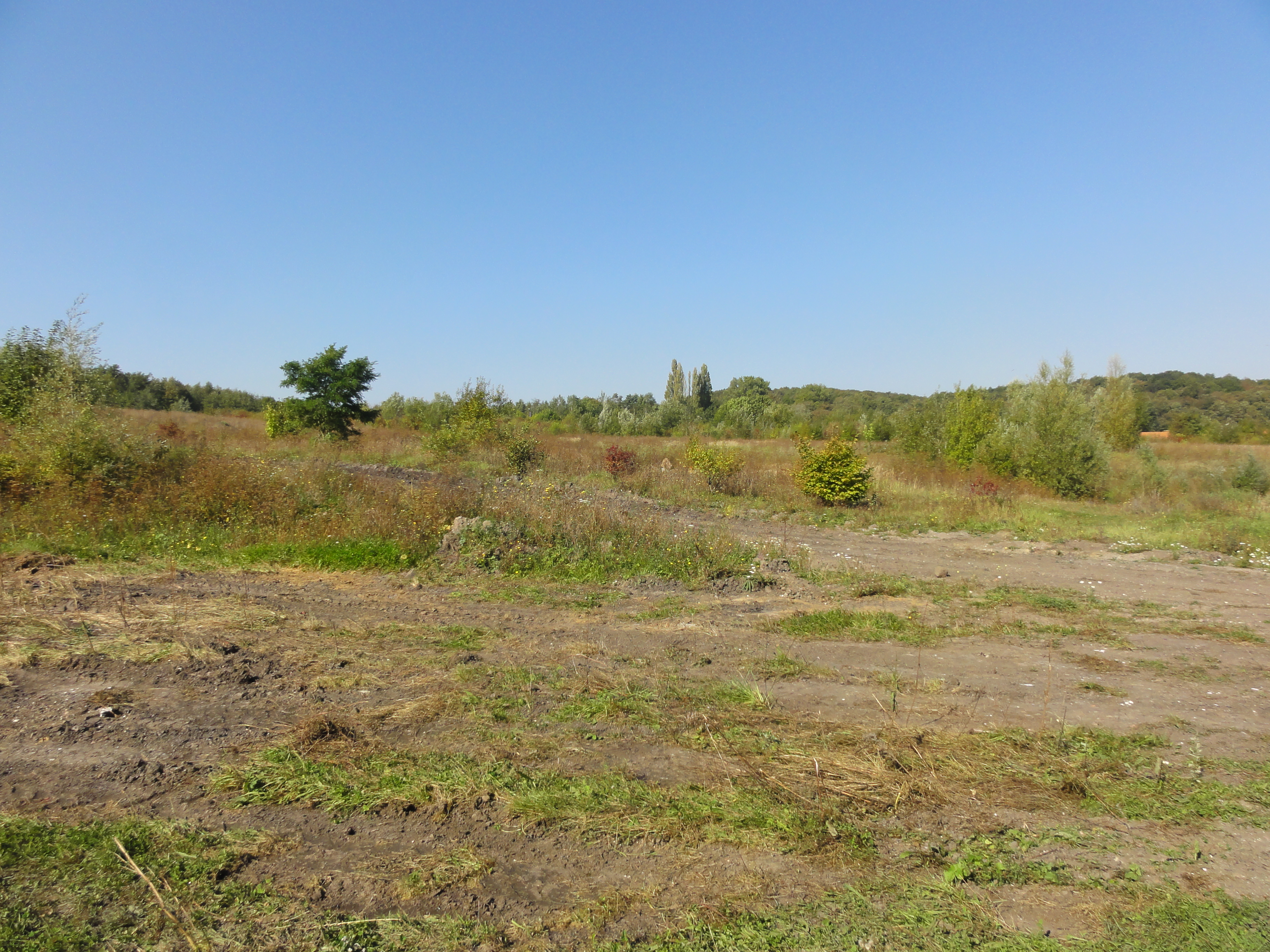
Le terril 2 de Bruay.

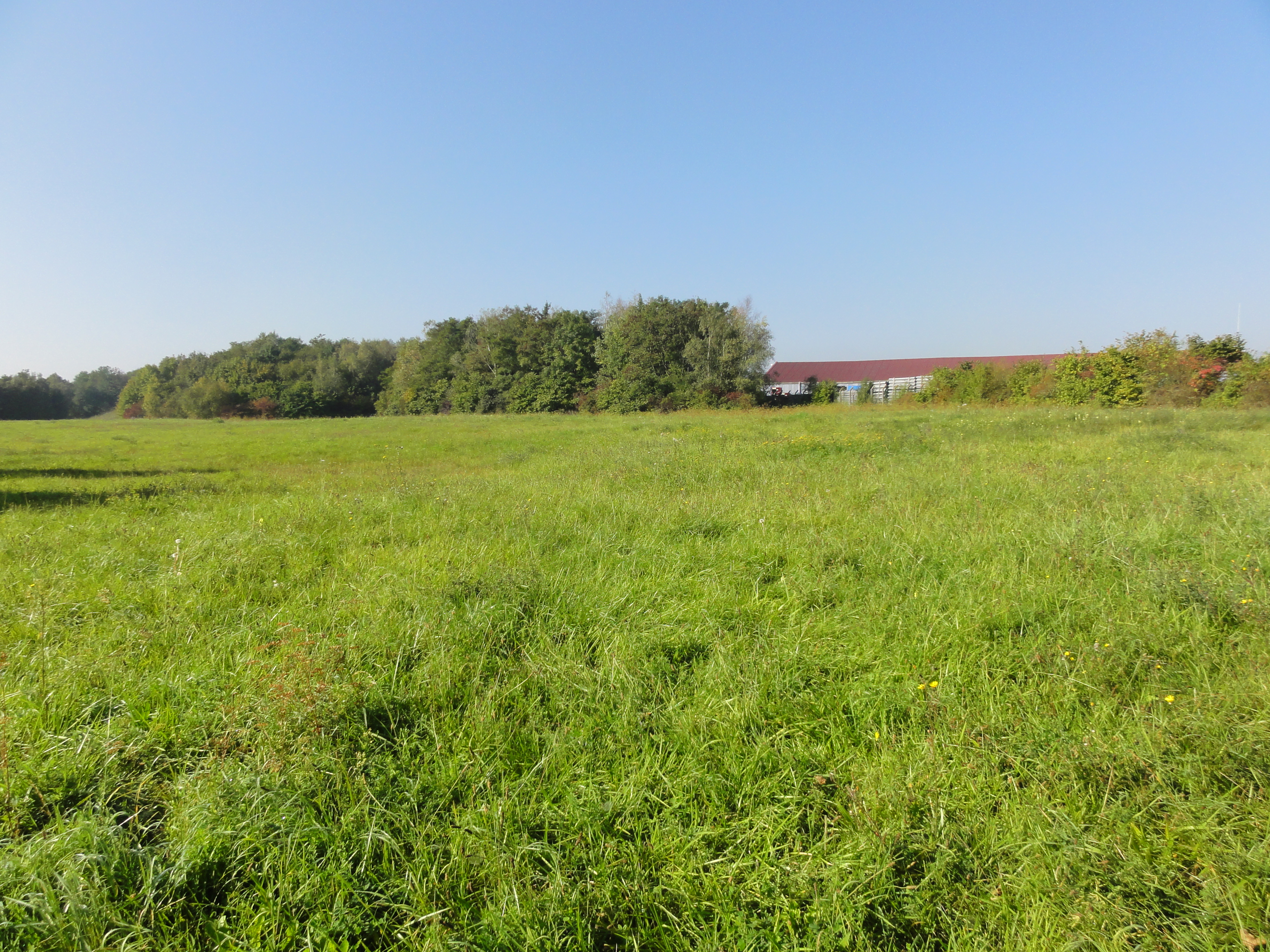
Le terril 5 bis de Lillers.

Le terril no 17, 2 de Bruay, situé à Bruay-la-Buissière, a été alimenté par la fosse no 2 des mines de Bruay et d'autres puits. Il a été exploité. Plat et établi sur 7.19 hectares, il était haut de douze mètres.

### Terrilno18, 5 bis de Lillers
50° 28′ 26″ N, 2° 31′ 31″ E
Le terril no 18, 5 bis de Lillers, situé à Divion, est un des quatre terrils de la fosse no 5 - 5 bis des mines de Bruay. Il s'agit d'un terril plat, et partiellement boisé. Initialement haut de treize mètres et étendu sur 8,22 hectares, il a été exploité.

### Terrilno19, 2 de Ferfay

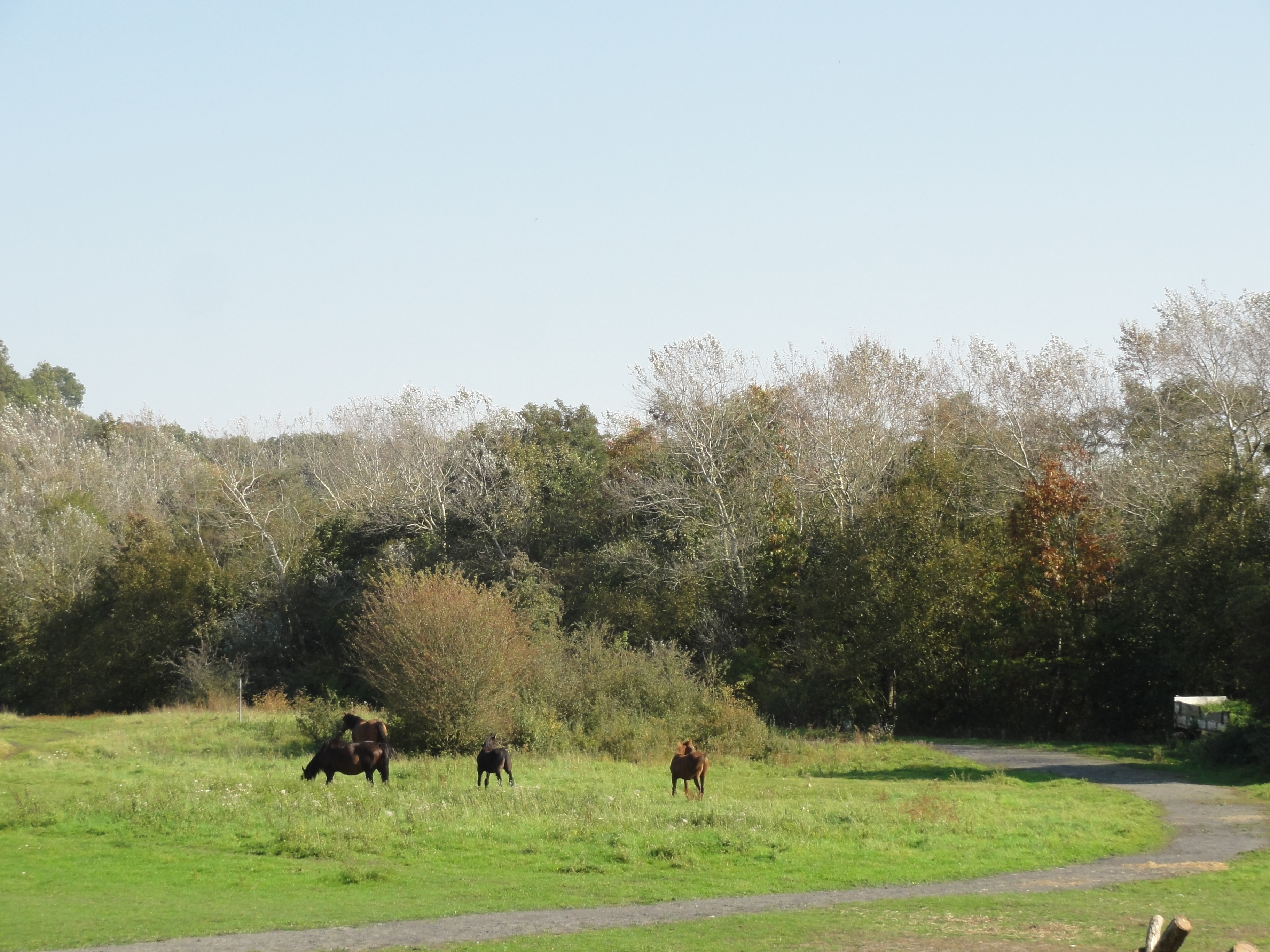
Le terril 2 de Ferfay.

50° 31′ 08″ N, 2° 26′ 18″ E
Le terril no 19, 2 de Ferfay, disparu, situé à Ferfay et Auchel, était le terril de la fosse no 2 - 2 bis des mines de Ferfay. Plat et étendu sur 7,6 hectares, il a été intégralement exploité.

### Terrilno20, Rimbert
50° 31′ 30″ N, 2° 27′ 58″ E
Le terril n° 20, Rimbert, situé à Burbure et Auchel, est le terril de la fosse no 4 - 4 bis des mines de Marles, localisée à Auchel. Le terril, partiellement exploité, s'étend du nord au sud sur un kilomètre, 26,8 hectares, et était haut de 23 mètres. La fosse possédait aussi le terril no 24, situé plus au sud.

### Terrilno21, 3 de Ferfay

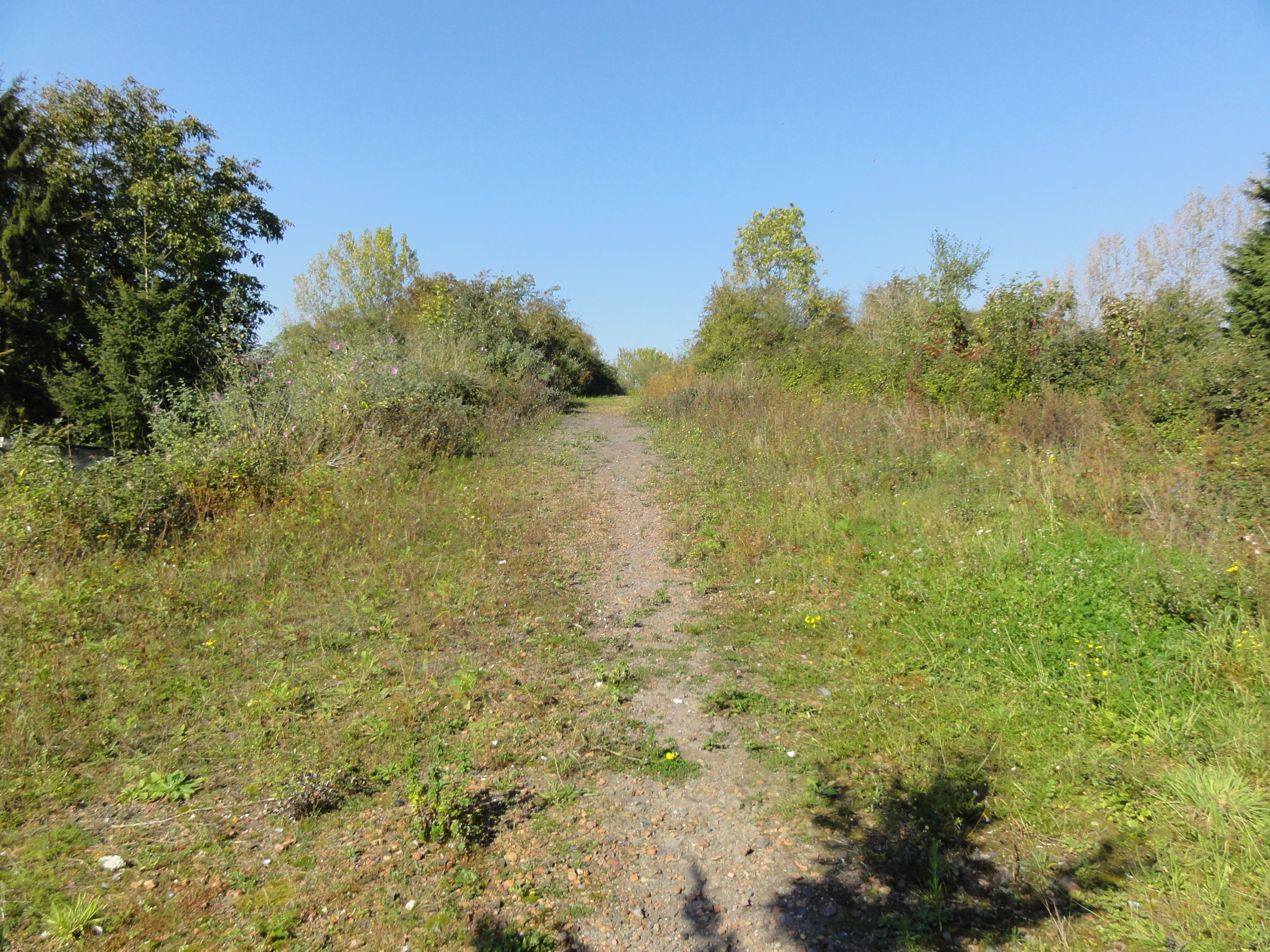
Le terril 3 de Ferfay.

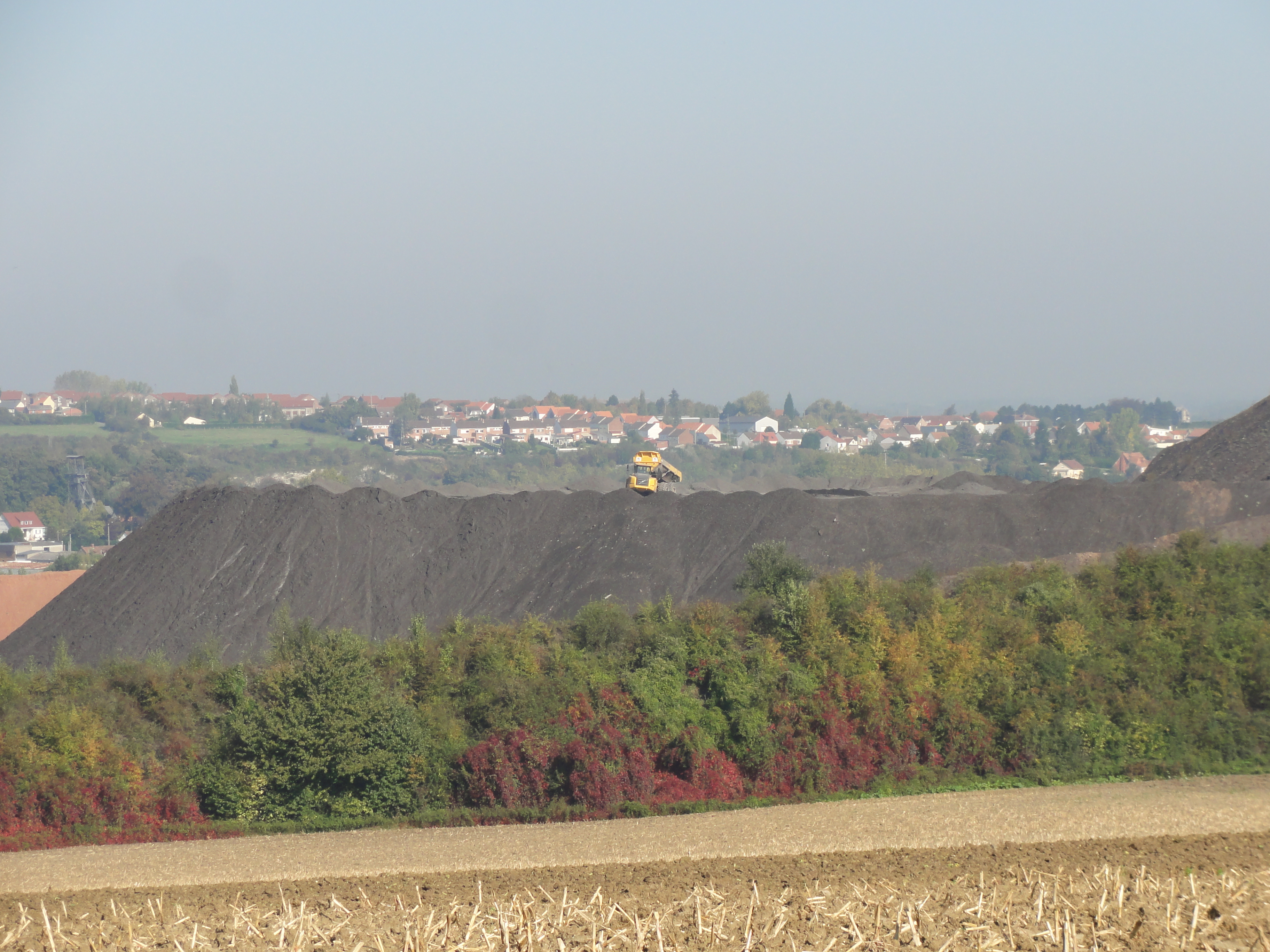
Le terril 2 bis d'Auchel ancien.

50° 31′ 57″ N, 2° 25′ 45″ E
Le terril no 21, 3 de Ferfay, situé à Ames, a été alimenté par la fosse no 3 - 3 bis des mines de Ferfay, ouverte sur le territoire de Ferfay. Il s'agit d'un terril plat, haut de dix mètres, établie sur 2,57 hectares et entièrement boisé.

### Terrilno22, 2 bis d'Auchel ancien
50° 29′ 39″ N, 2° 30′ 33″ E
Le terril no 22, 2 bis d'Auchel ancien, contigu avec le n° 4, situé à Marles-les-Mines et Calonne-Ricouart, est le terril conique le plus ancien de la fosse no 2 bis - 2 ter des mines de Marles. Il est aussi de dimensions plus petites. Initialement haut de 82 mètres, il a été exploité, il en subsiste la base établie sur 5.52 hectares.

### Terrilno23, 3 d'Auchel ancien Ouest
50° 30′ 30″ N, 2° 29′ 03″ E

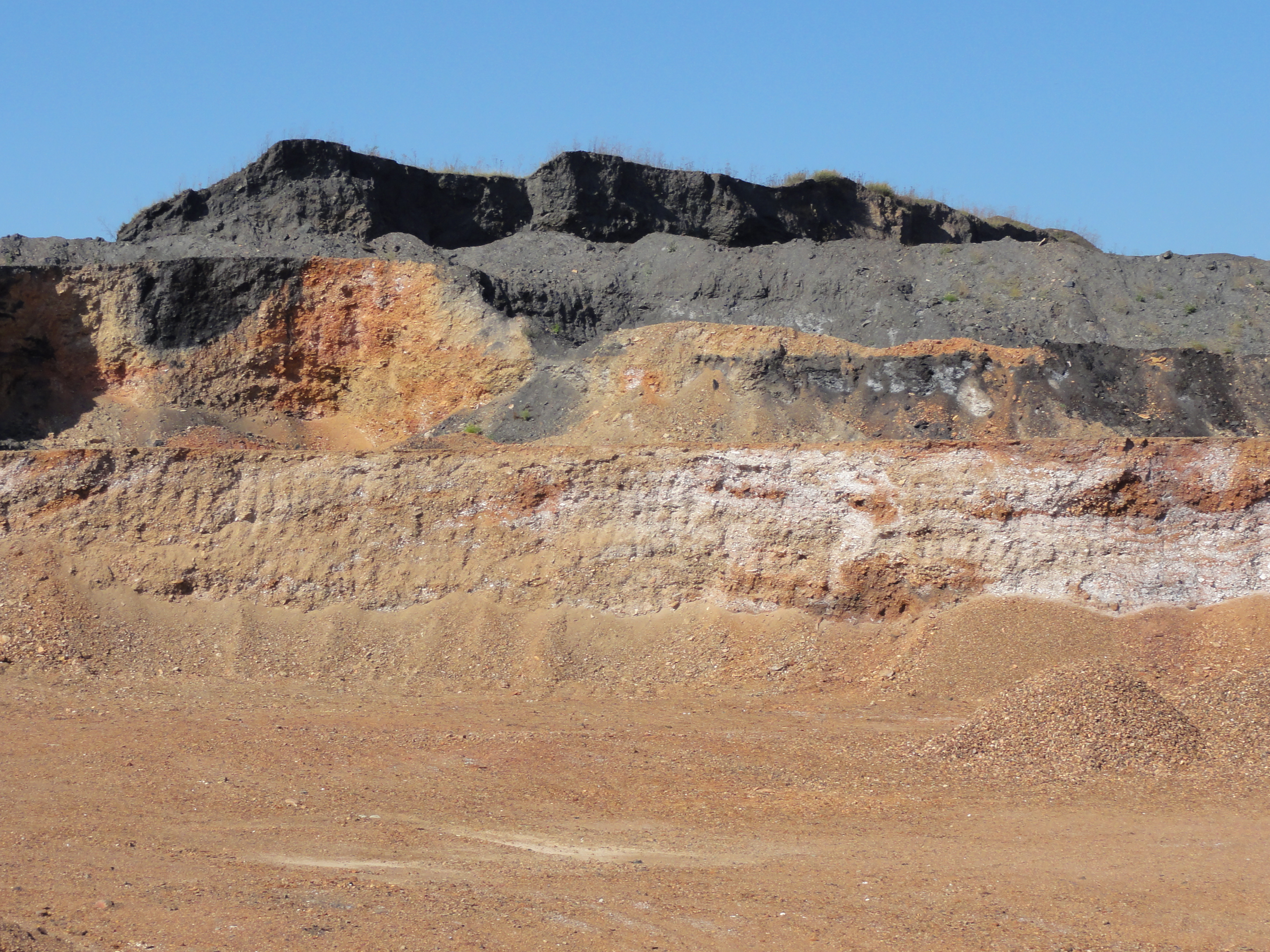
Le terril 3 d'Auchel ancien Ouest.

Le terril no 23, 3 d'Auchel ancien Ouest, situé à Auchel, est, avec les terrils nos 8 et 13, un des terrils de la fosse no 3 - 3 bis - 3 ter des mines de Marles. Exploité, il n'en subsiste que la base. Il s'agissait d'un terril conique haut de 89 mètres et établi sur 12,61 hectares.

### Terrilno24, 4 d'Auchel
50° 31′ 09″ N, 2° 27′ 48″ E
Le terril no 24, 4 d'Auchel, situé à Auchel, alimenté par la fosse no 4 - 4 bis des mines de Marles, était un terril conique haut de 66 mètres. Il a été exploité, et il n'en reste plus que l'assise sur 9,85 hectares. Il est situé à l'est du carreau de fosse. L'autre terril de la fosse est le no 20.

### Terrilno25, Falande 1 Sud

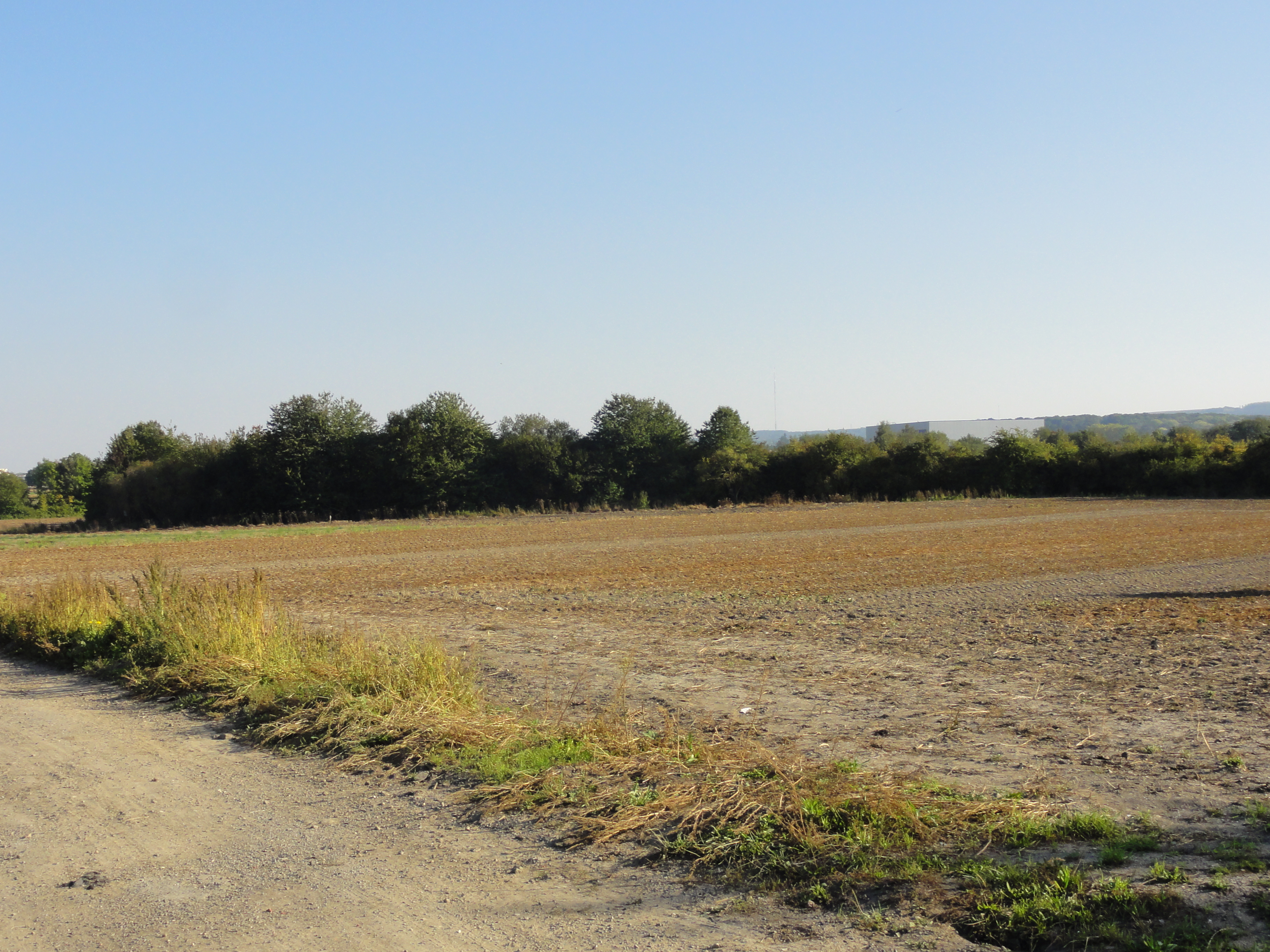
Le terril Falande 1 Sud.

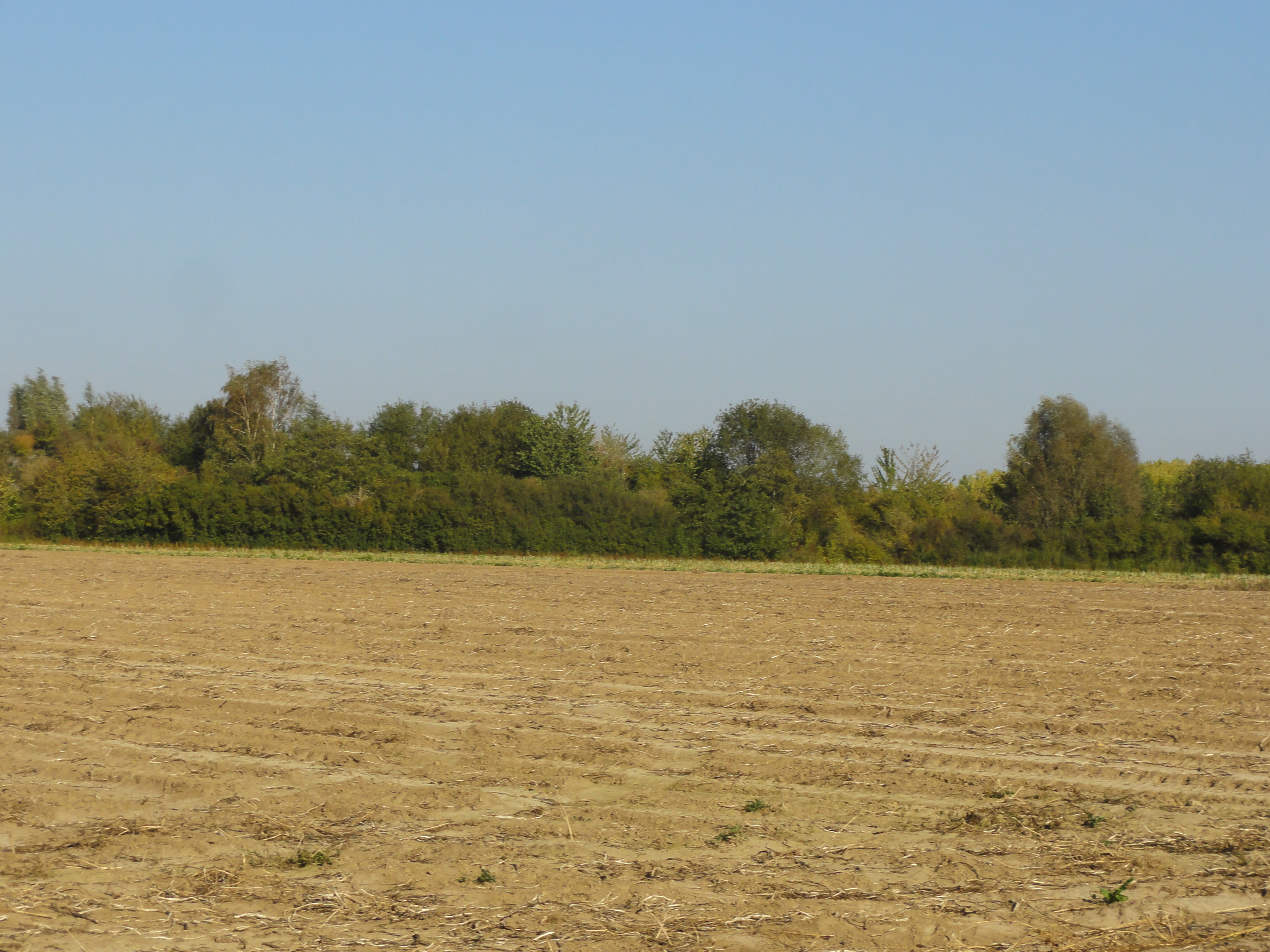
Le terril Falande 2 Nord.

50° 28′ 39″ N, 2° 35′ 34″ E
Le terril no 25, Falande 1 Sud, situé à Haillicourt, est un terril plat, haut de seize mètres, étendu sur un axe nord-sud sur 8,15 hectares. Il est situé à l'est du terril cavalier no 229, Décharge Falande.

### Terrilno26, Falande 2 Nord
50° 29′ 10″ N, 2° 35′ 32″ E
Le terril no 26, Falande 2 Nord, situé à Haillicourt et Hesdigneul-lès-Béthune, est un terril plat, haut de dix mètres, étendu sur un axe nord-sud sur 12,95 hectares, situé au nord des terrils nos 229 et 25, et accolé en sa partie nord au terril no 9A, 2 bis de Bruay Est.

### Terrilno27, Labuissière Aviation

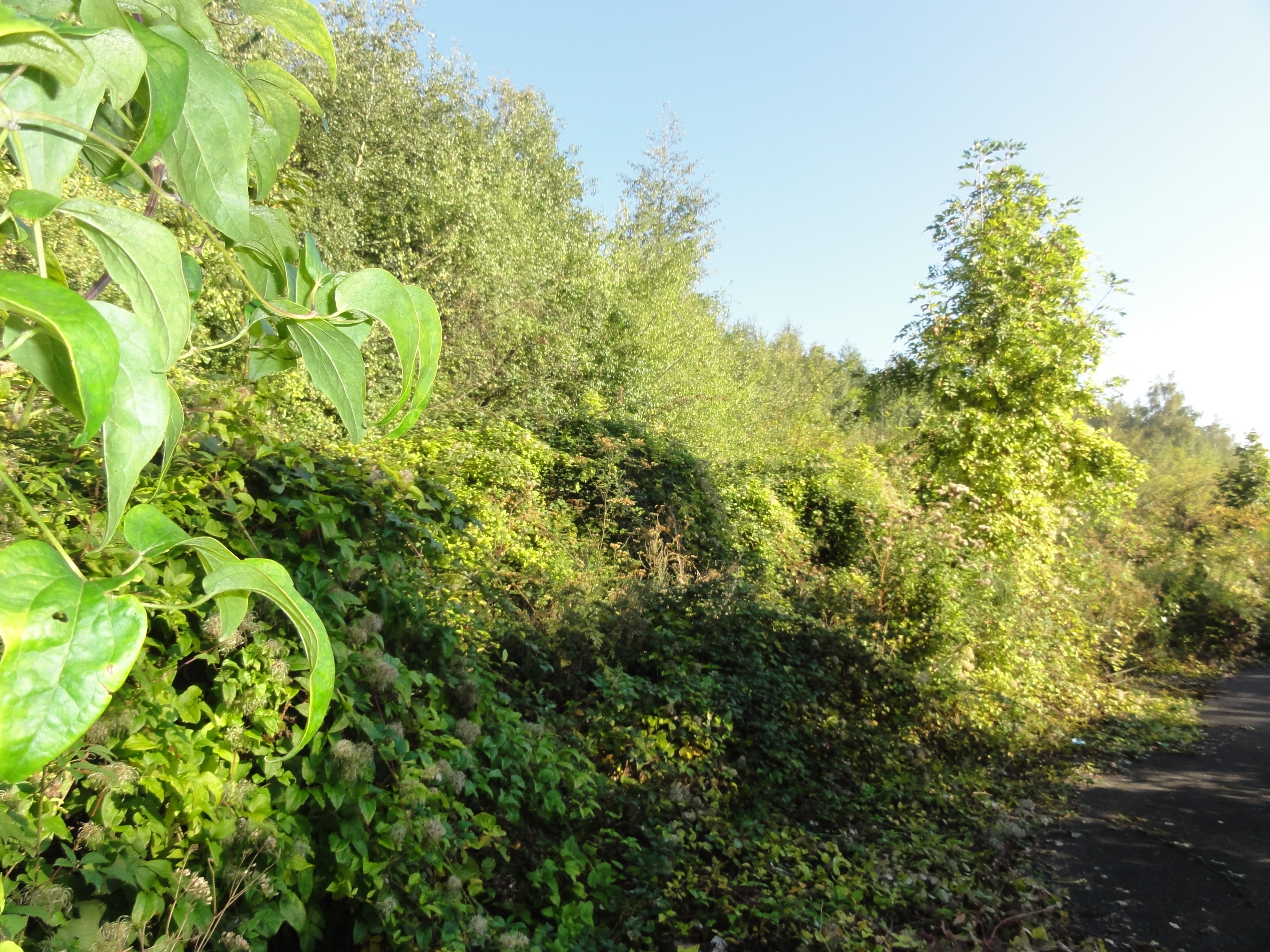
Le terril Labuissière Aviation.

50° 29′ 54″ N, 2° 34′ 32″ E
Le terril no 27, Labuissière Aviation, situé à Bruay-la-Buissière, est un terril plat, très étendu, de faible hauteur, et en partie reconverti en zone industrielle.

### Terrilno28, Fontenelle
50° 31′ 24″ N, 2° 35′ 40″ E
Le terril no 28, situé à Fouquereuil, est un terril plat, assez haut, dont la surface au sol est triangulaire.

### Terrilno29, 5 de Bruay Est

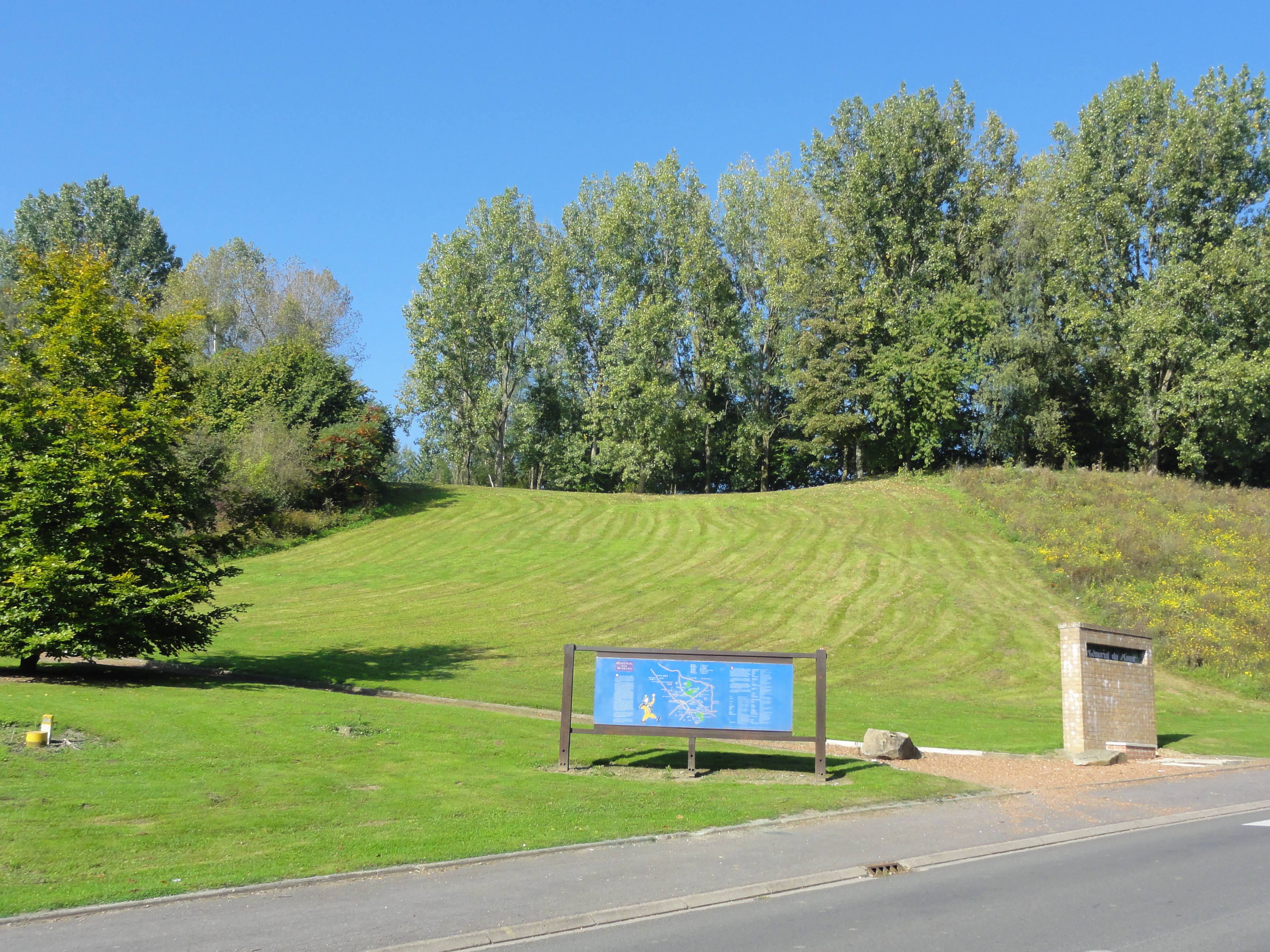
Le terril 5 de Bruay Est.

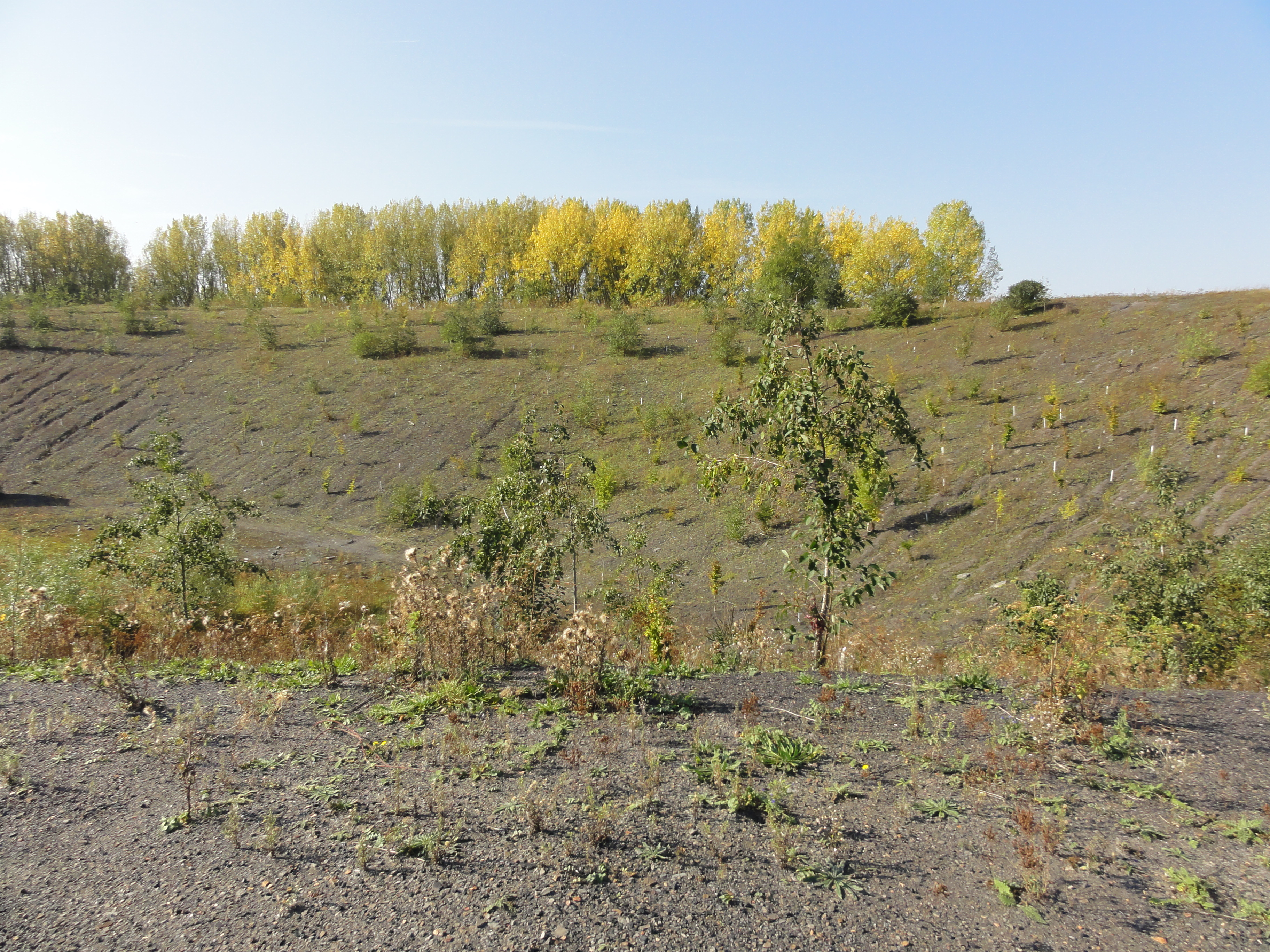
Le terril 7 d'Auchel.

50° 28′ 40″ N, 2° 31′ 41″ E
Le terril no 29, 5 de Bruay Est, situé à Divion, est un des quatre terrils de la fosse no 5 - 5 bis des mines de Lens. Plat et de faible hauteur, il est situé à l'est du carreau.

### Terrilno30, 7 d'Auchel
50° 30′ 32″ N, 2° 26′ 44″ E
Le terril no 30, 7 d'Auchel, situé à Cauchy-à-la-Tour, était le terril conique de la fosse de Cauchy-à-la-Tour de la Compagnie des mines de Cauchy-à-la-Tour ouverte en 1859, la fosse est rachetée en 1870 par la Compagnie des mines de Ferfay qui s'en sert comme puits d'aérage. La Première Guerre mondiale entraîne la reprise de l'exploitation à cette fosse, c'est ainsi que le terril commence à s'édifier. L'extraction cesse en 1950. Le terril est exploité, il en subsiste la base.

### Terrilno31, Transvaal 1 Nord

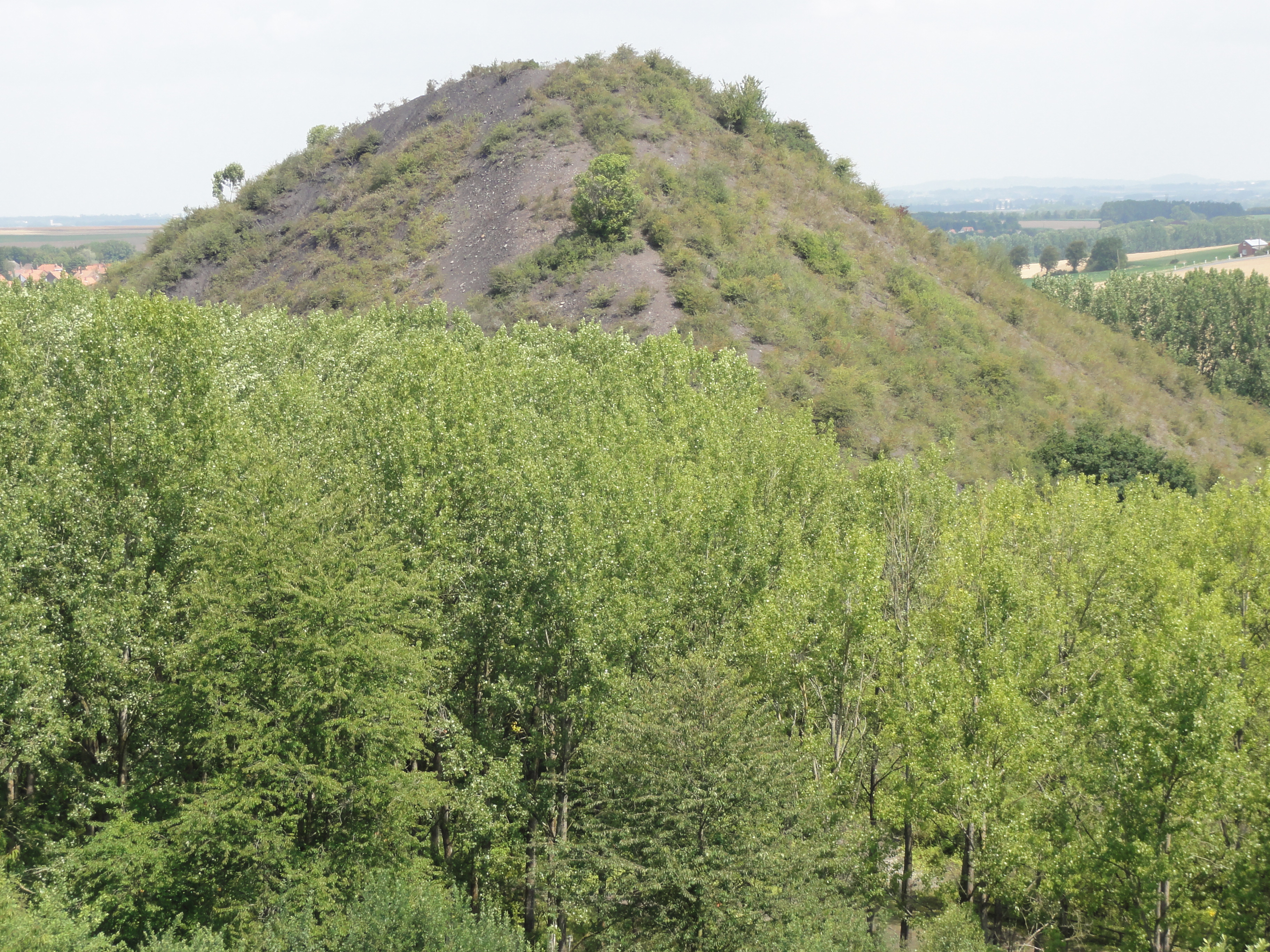
Le terril Transvaal 1 Nord.

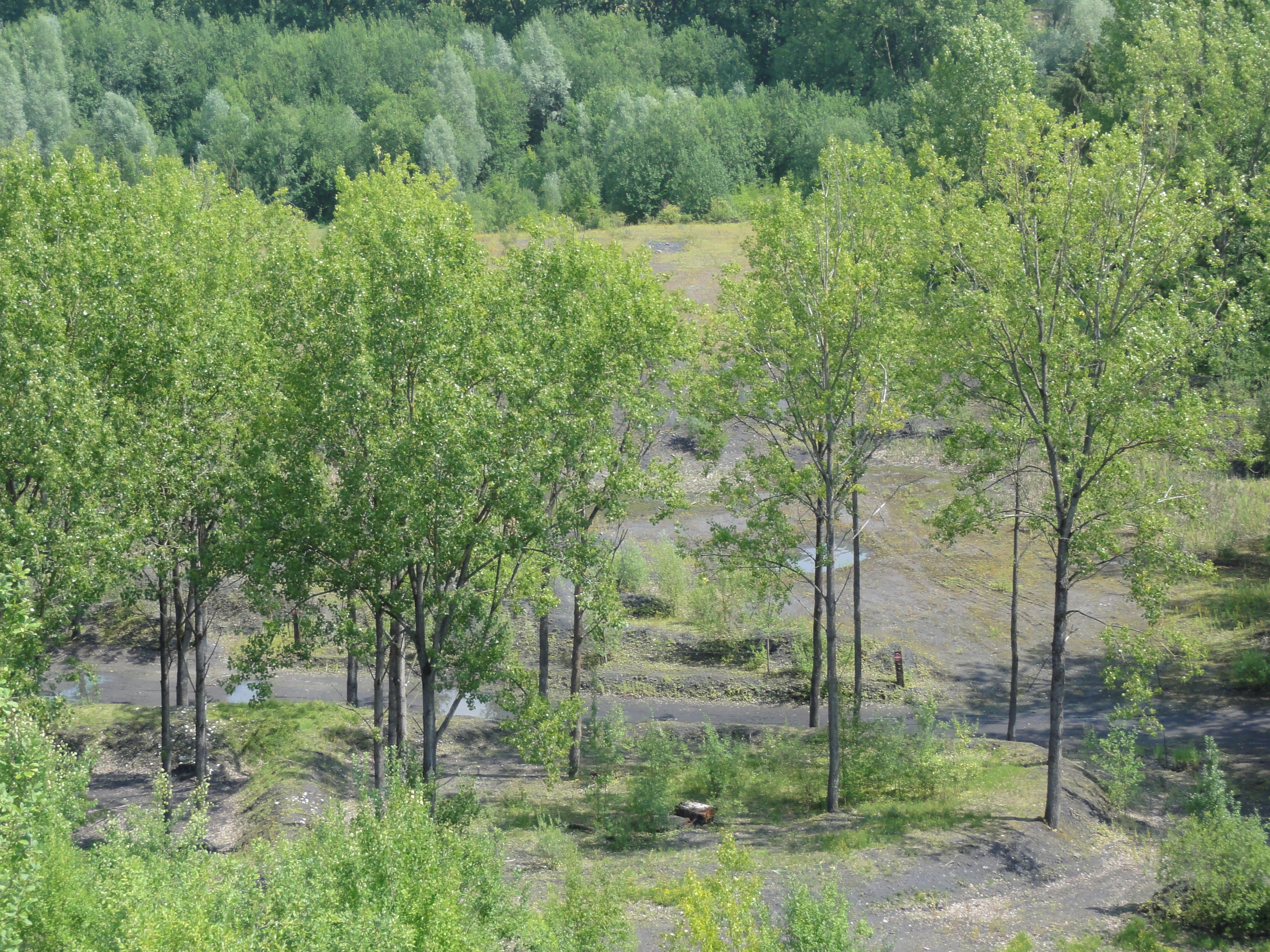
Le terril Transvaal 2 Nord.

50° 34′ 45″ N, 2° 19′ 39″ E
Le terril no 31, Transvaal 1 Nord, situé à Ligny-lès-Aire, est l'un des trois terrils de la fosse no 2 - 2 bis des mines de Ligny-lès-Aire, fermée en 1950. Le terril est conique, végétalisé, et n'a jamais été exploité.

### Terrilno31A, Transvaal 2 Nord
50° 34′ 41″ N, 2° 19′ 42″ E
Le terril no 31A, Transvaal 2 Nord, situé à Ligny-lès-Aire, est un terril plat, situé au sud du terril no 31.

### Terrilno32, Transvaal 2 Sud

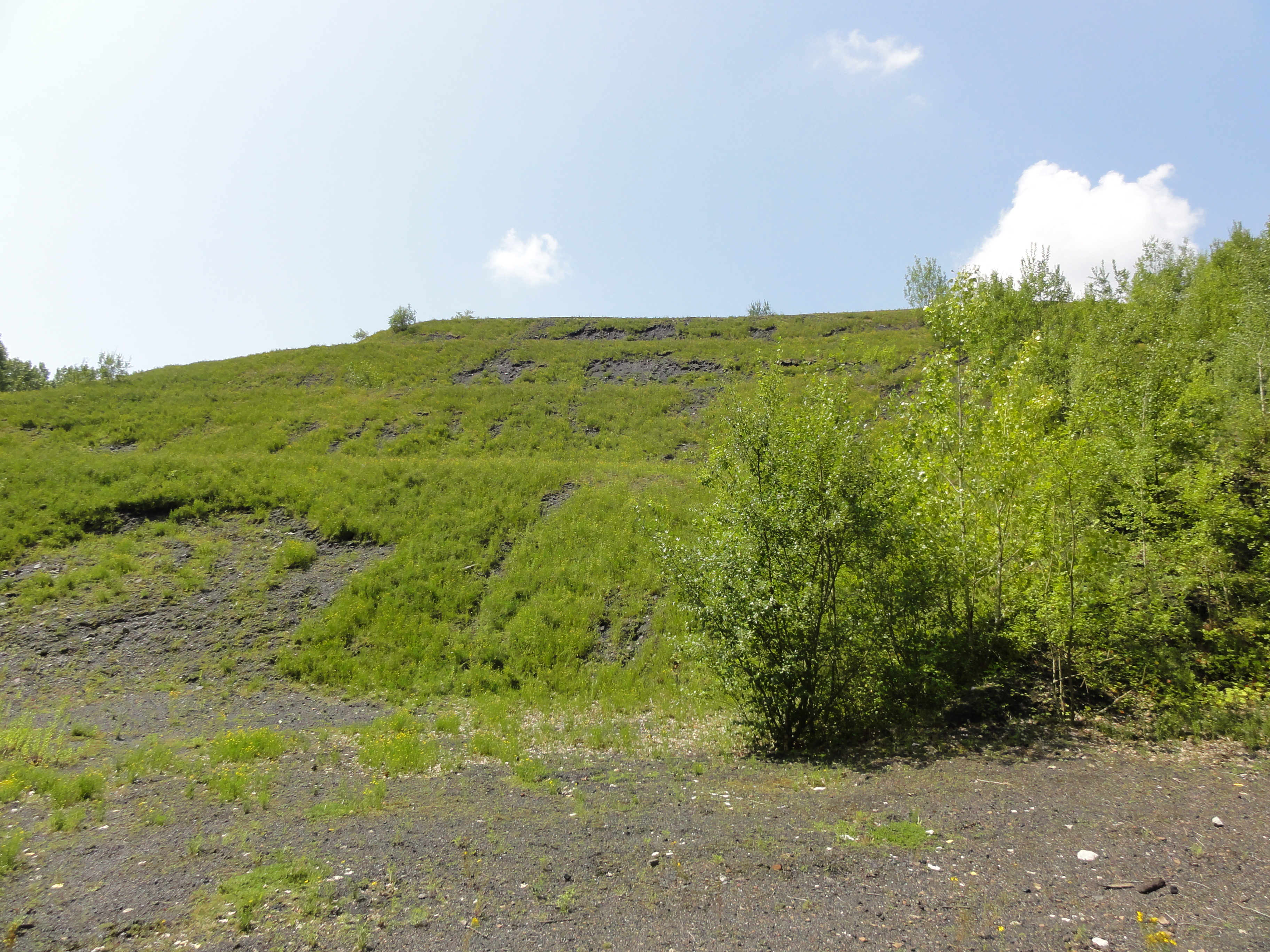
Le terril Transvaal 2 Sud.

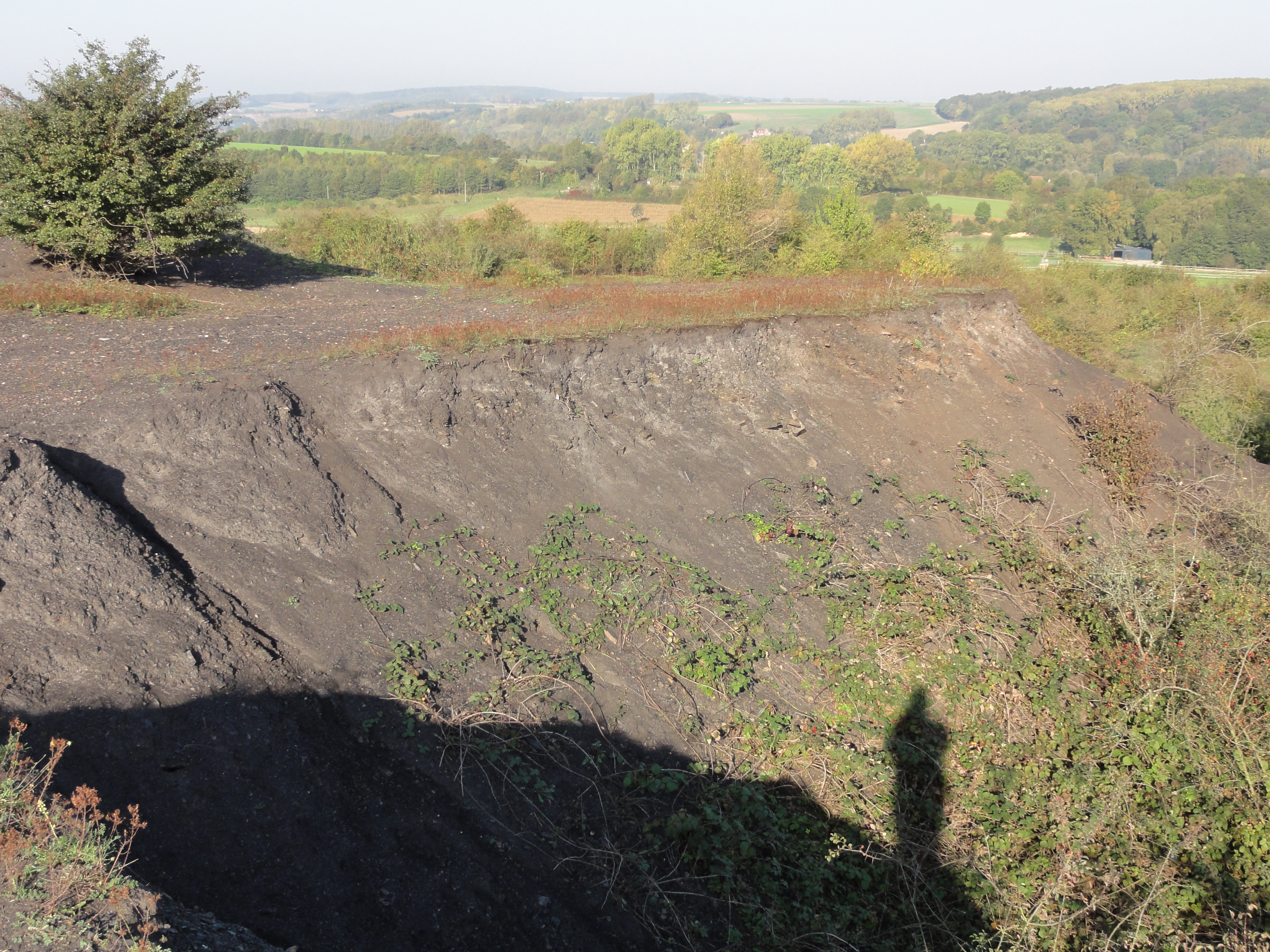
Le terril La Clarence.

50° 34′ 34″ N, 2° 19′ 35″ E
Le terril no 32, Transvaal 2 Sud, situé à Ligny-lès-Aire, est un ancien terril conique, dont le sommet a été exploité. Comme les deux terril précédents, il dépend de la fosse no 2 - 2 bis des mines de Ligny-lès-Aire.

### Terrilno33, La Clarence
50° 28′ 38″ N, 2° 28′ 47″ E
Le terril no 33, La Clarence, situé à Divion, est le terril de la fosse no 1 - 1 bis des mines de La Clarence. Il est situé au nord-est du carreau de fosse.

### Terrilno34, 3 de Ligny
50° 33′ 23″ N, 2° 21′ 24″ E
Le terril no 34, 3 de Ligny, situé à Ligny-les-Aire, est le terril conique de la fosse no 3 des mines de Ligny-lès-Aire, productive de 1929 à 1950.

### Terrilno35, Gouy-Servins
50° 25′ 02″ N, 2° 41′ 18″ E
Le terril no 35, Gouy-Servins, situé à Bouvigny-Boyeffles, est le terril de la fosse no 1 - 1 bis des mines de Gouy-Servins et Fresnicourt Réunis. Il s'agit d'un terril plat, de très faible hauteur, et situé dans la forêt au nord du carreau de fosse.

### Terrilno35A, 3 bis de Ligny Ouest
50° 33′ 22″ N, 2° 22′ 17″ E
Le terril no 35A, 3 bis de Ligny Ouest, situé à Auchy-au-Bois, est un des deux terrils de la fosse no 2 des mines d'Auchy-au-Bois, commencée en 1962 et abandonnée en 1900, elle a été reprise en 1927 par la Compagnie des mines de Ligny-lès-Aire en tant que puits d'aérage no 3 bis, et ferme en 1950. Il a été exploité. Il est situé au nord du puits no 3 bis.

### Terrilno35B, 3 bis de Ligny Est
50° 33′ 23″ N, 2° 22′ 27″ E
Le terril no 35B, 3 bis de Ligny Est, situé à Auchy-au-Bois, est l'autre terril de la fosse précédemment décrite. Il est plat et entièrement boisé.

### Terrilno36, 1 de Nœux
50° 28′ 22″ N, 2° 40′ 22″ E

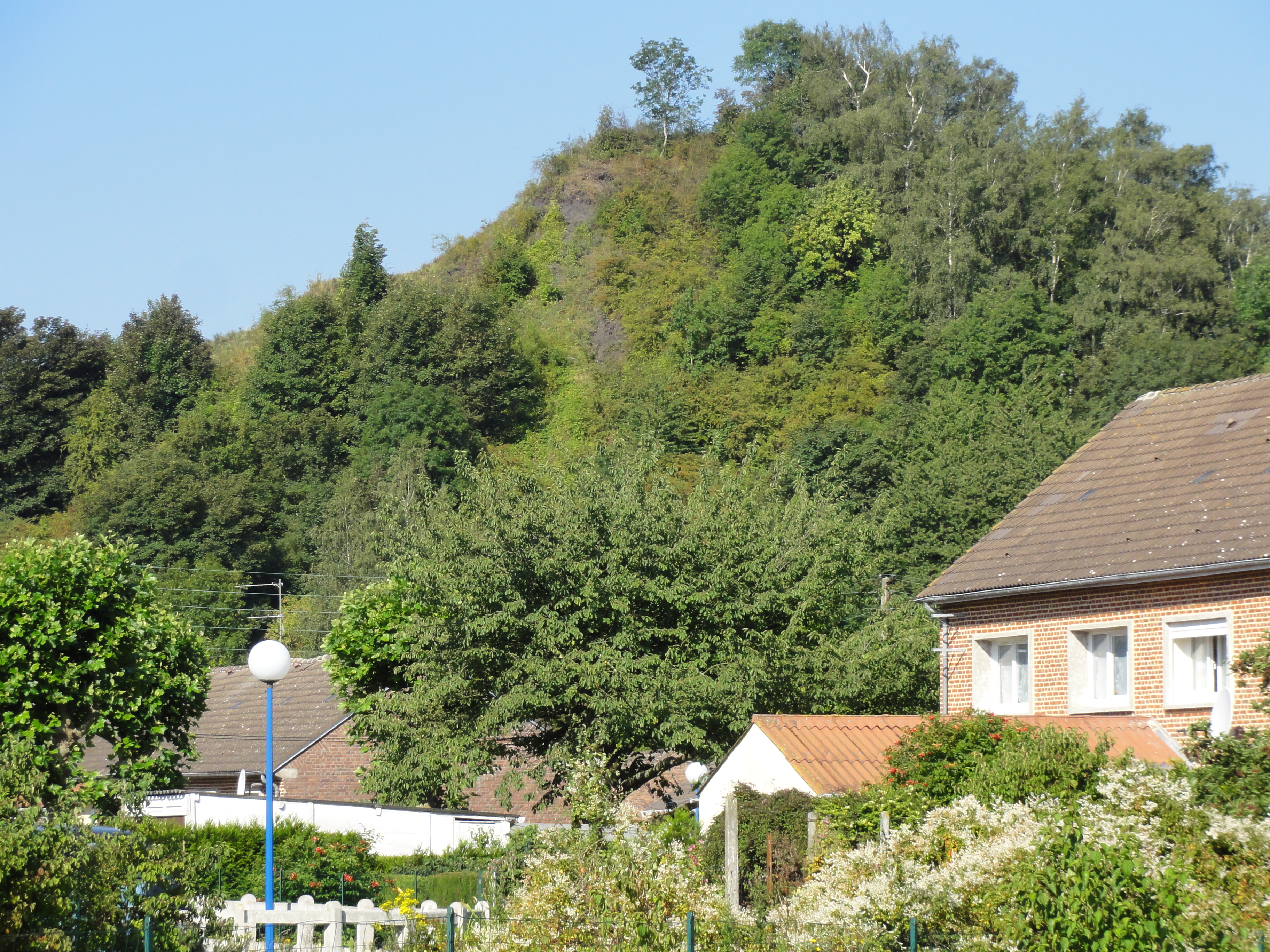
Le terril 1 de Nœux.

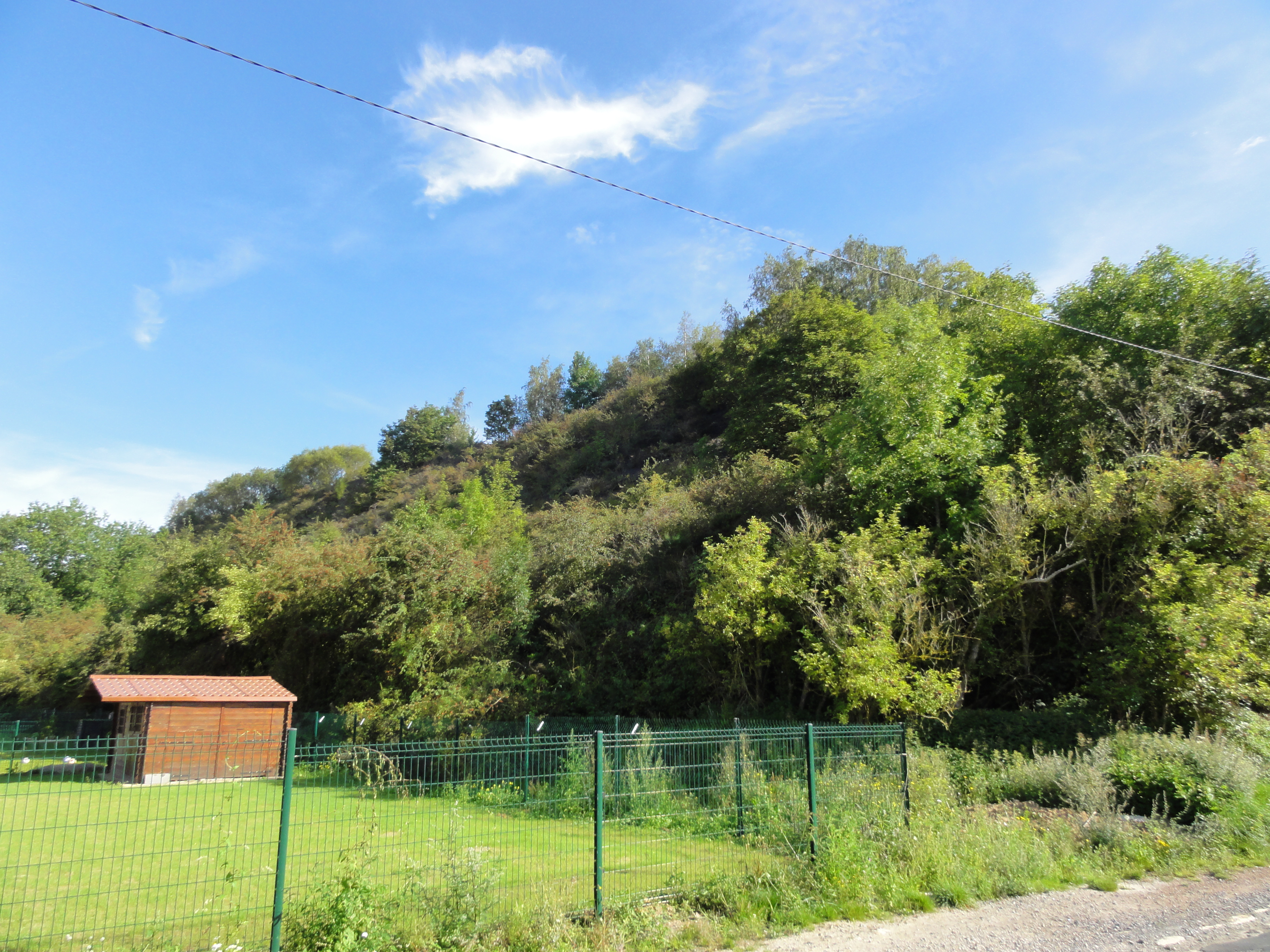
Le terril 8 de Nœux plat.

Le terril no 36, 1 de Nœux, situé à Nœux-les-Mines, est un petit terril conique alimenté par la fosse no 1 - 1 bis des mines de Nœux. Préservé, il est entièrement boisé.

### Terrilno37, 8 de Nœux plat
50° 30′ 02″ N, 2° 38′ 51″ E
Le terril no 37, 8 de Nœux plat, situé à Verquin, a été alimenté par la fosse no 8 - 8 bis des mines de Nœux. Il est plat, contrairement à l'autre terril de la fosse, no 56, situé plus au sud, qui était conique avant son exploitation. À l'est du terril commence le terril cavalier no 237, dit Cavalier Voie du 8 au 11.

### Terrilno38, 7 de Nœux Est
50° 26′ 52″ N, 2° 35′ 53″ E
Le terril no 38, 7 de Nœux Est, situé à Barlin, est l'un des trois terrils de la fosse no 7 - 7 bis des mines de Nœux. Il s'agit d'un terril conique qui a été exploité. Le terril cavalier no 238, reliant les fosses nos 5 - 5 bis et 7 - 7 bis passe au nord du terril.

### Terrilno38A, 7 de Nœux Ouest
50° 26′ 56″ N, 2° 35′ 40″ E
Le terril no 38A, 7 de Nœux Ouest, situé à Barlin, est l'un des trois terrils de la fosse no 7 - 7 bis des mines de Nœux. Il a été exploité.

### Terrilno38B, 7 de Nœux Nord

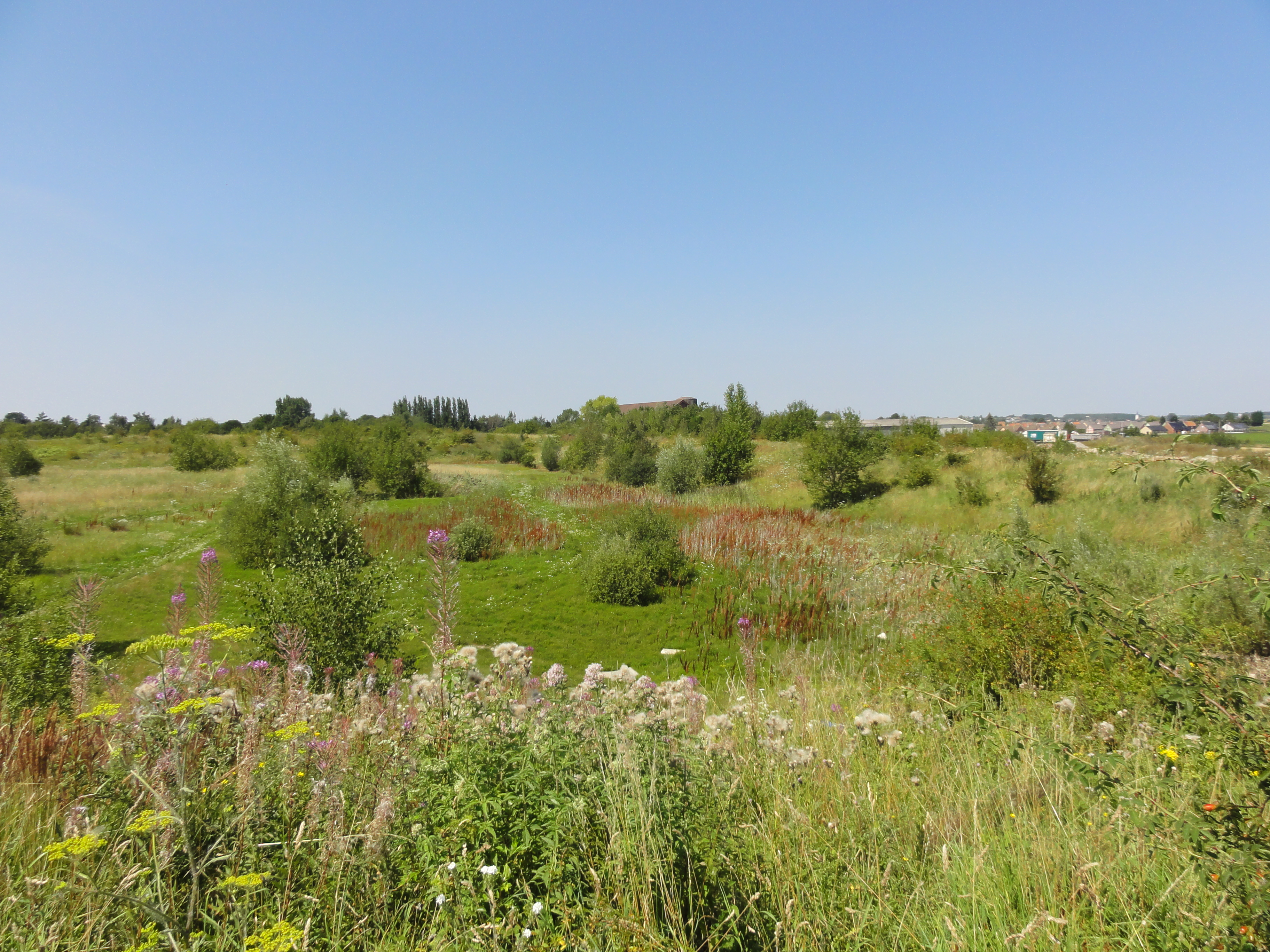
Le terril 5 de Nœux.

50° 27′ 04″ N, 2° 35′ 49″ E
Le terril no 38B, 7 de Nœux Nord, disparu, situé à Barlin, était l'un des trois terrils de la fosse no 7 - 7 bis des mines de Nœux. Il a été intégralement exploité.

### Terrilno39, 5 de Nœux
50° 27′ 08″ N, 2° 37′ 47″ E
Le terril no 39, 5 de Nœux, situé à Barlin, a été alimenté par la fosse no 5 - 5 bis des mines de Nœux. Le terril conique a été exploité.

### Terrilno40, 4 de Nœux Ouest

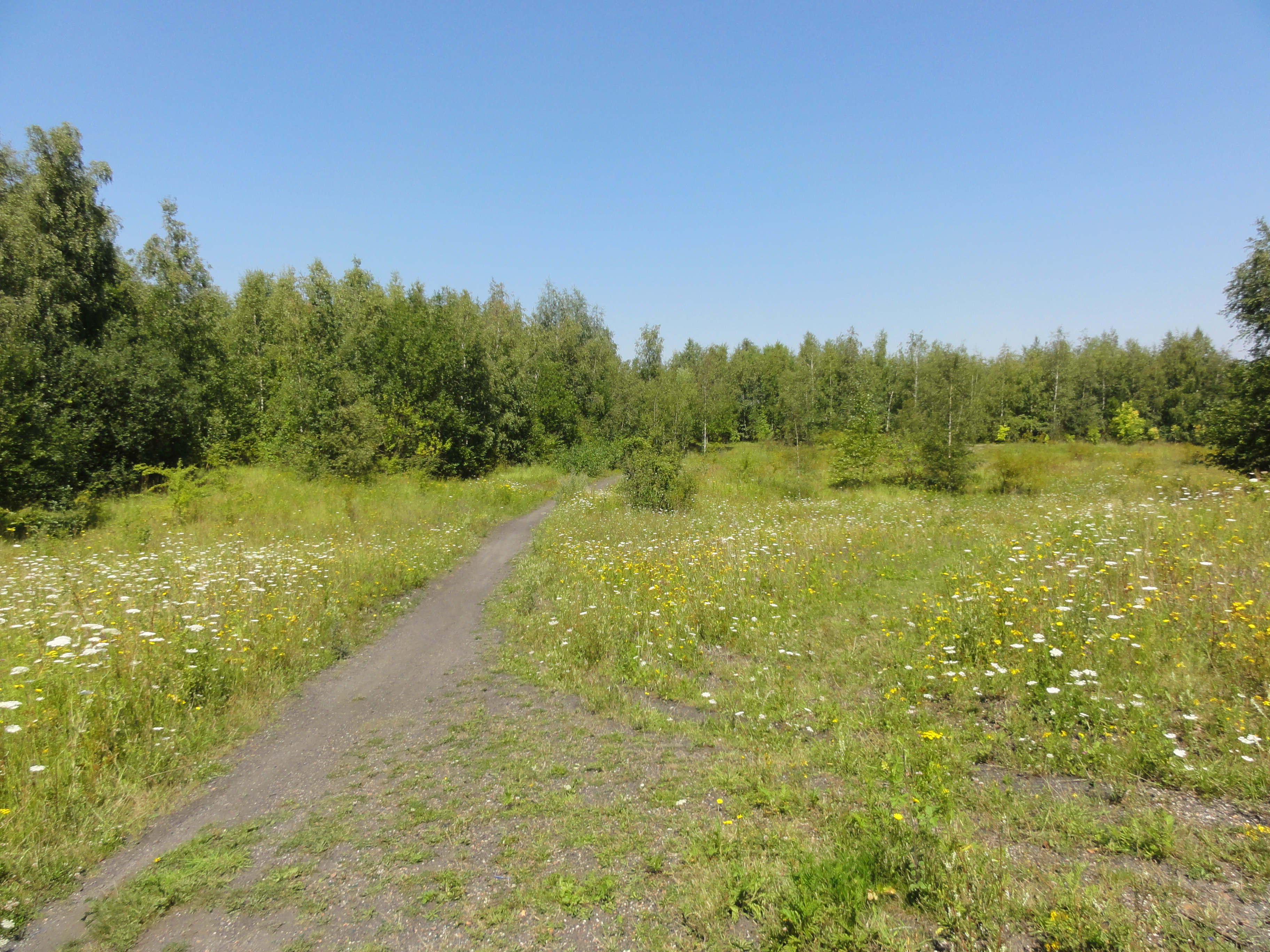
Le terril 4 de Nœux Ouest.

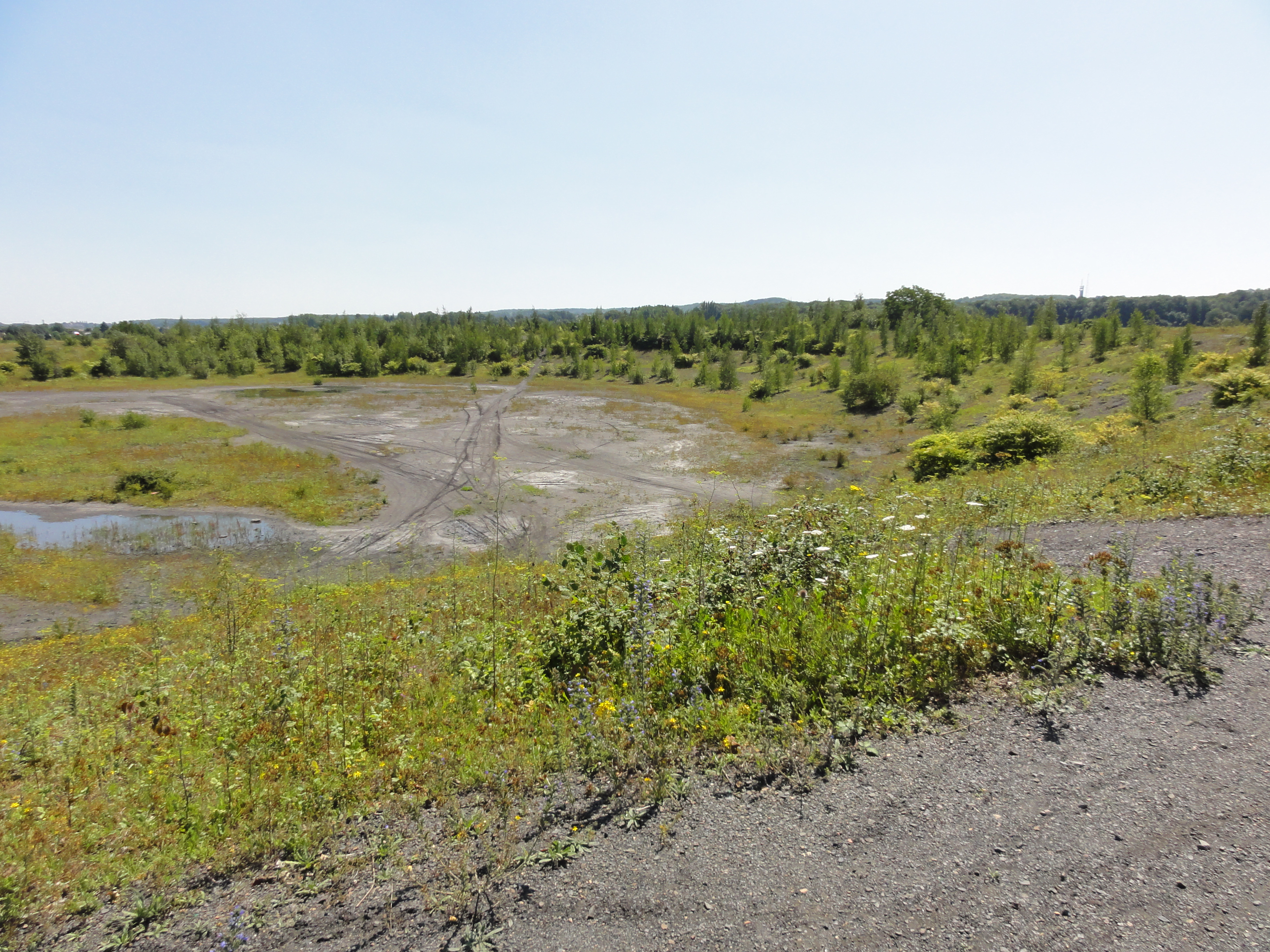
Le terril 4 de Nœux Est.

50° 26′ 43″ N, 2° 39′ 18″ E
Le terril no 40, 4 de Nœux Ouest, situé à Hersin-Coupigny, a été alimenté par la fosse no 4 - 4 bis des mines de Nœux. Il s'agit d'un terril conique qui a été exploité, il n'en subsiste que la base.

### Terrilno41, 4 de Nœux Est
50° 26′ 35″ N, 2° 39′ 35″ E
Le terril no 41, 4 de Nœux Est, situé à Hersin-Coupigny, a été alimenté par la fosse no 4 - 4 bis des mines de Nœux. Il s'agit d'un terril conique qui a été exploité, il n'en subsiste que la base.

### Terrilno42, 3 de Nœux Sud

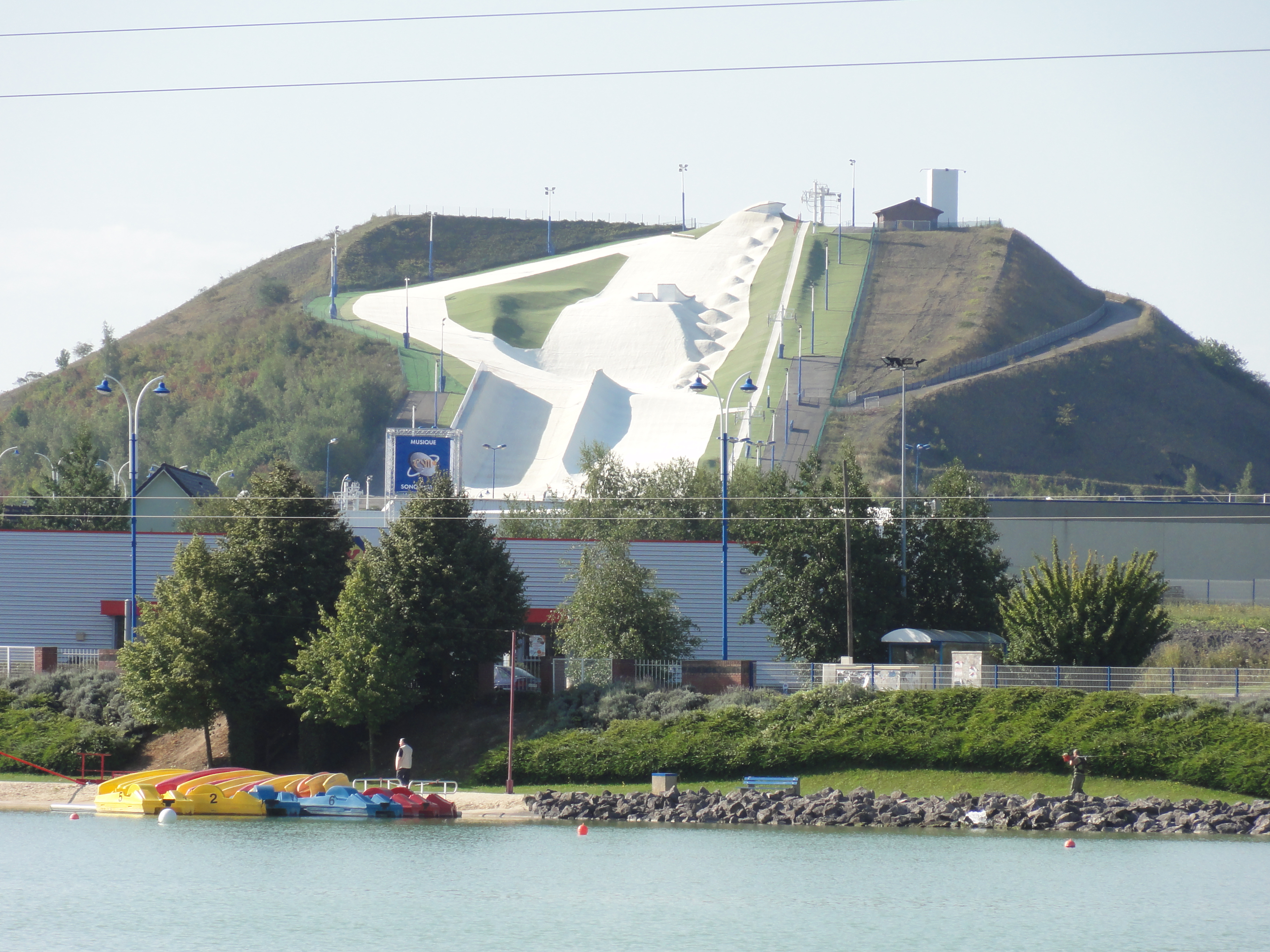
Le terril 3 de Nœux Sud.

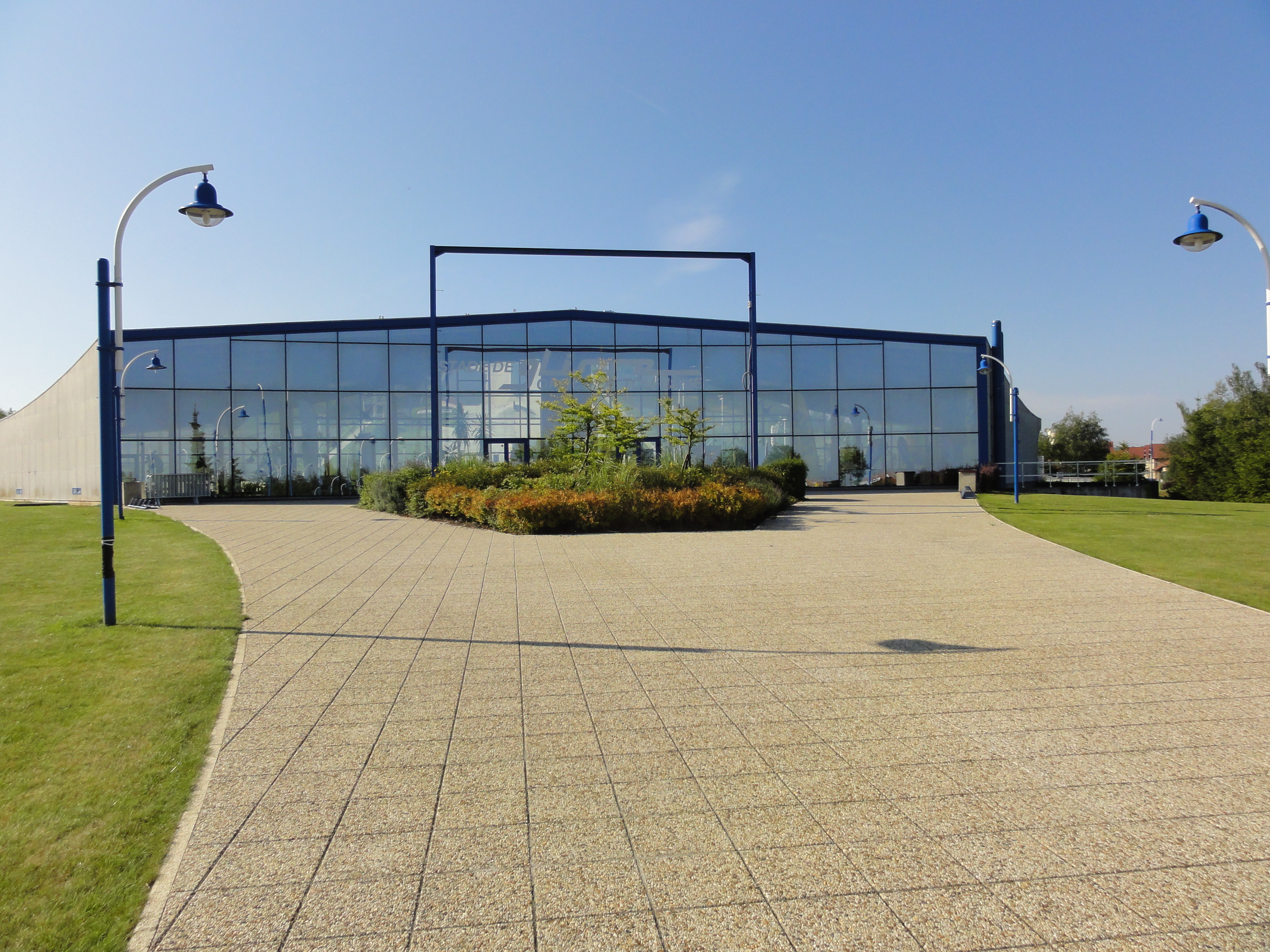
Le site du terril 3 de Nœux (satellite).

50° 28′ 11″ N, 2° 40′ 48″ E
Le terril no 42, 3 de Nœux Sud, situé à Nœux-les-Mines, est l'un des sept terrils de la fosse no 3 - 3 bis des mines de Nœux. C'est le terril le mieux préservé de la fosse no 3 - 3 bis. Il a été reconverti en piste de ski synthétique.

### Terrilno42A, 3 de Nœux (satellite)
50° 28′ 20″ N, 2° 40′ 45″ E
Le terril no 42A, 3 de Nœux (satellite), disparu, situé à Nœux-les-Mines, était l'un des sept terrils de la fosse no 3 - 3 bis des mines de Nœux. Intégralement exploité, il s'agissait d'un petit terril conique, satellite, situé à l'emplacement actuel du bâtiment de Loisinord.

### Terrilno43, 3 de Nœux Nord

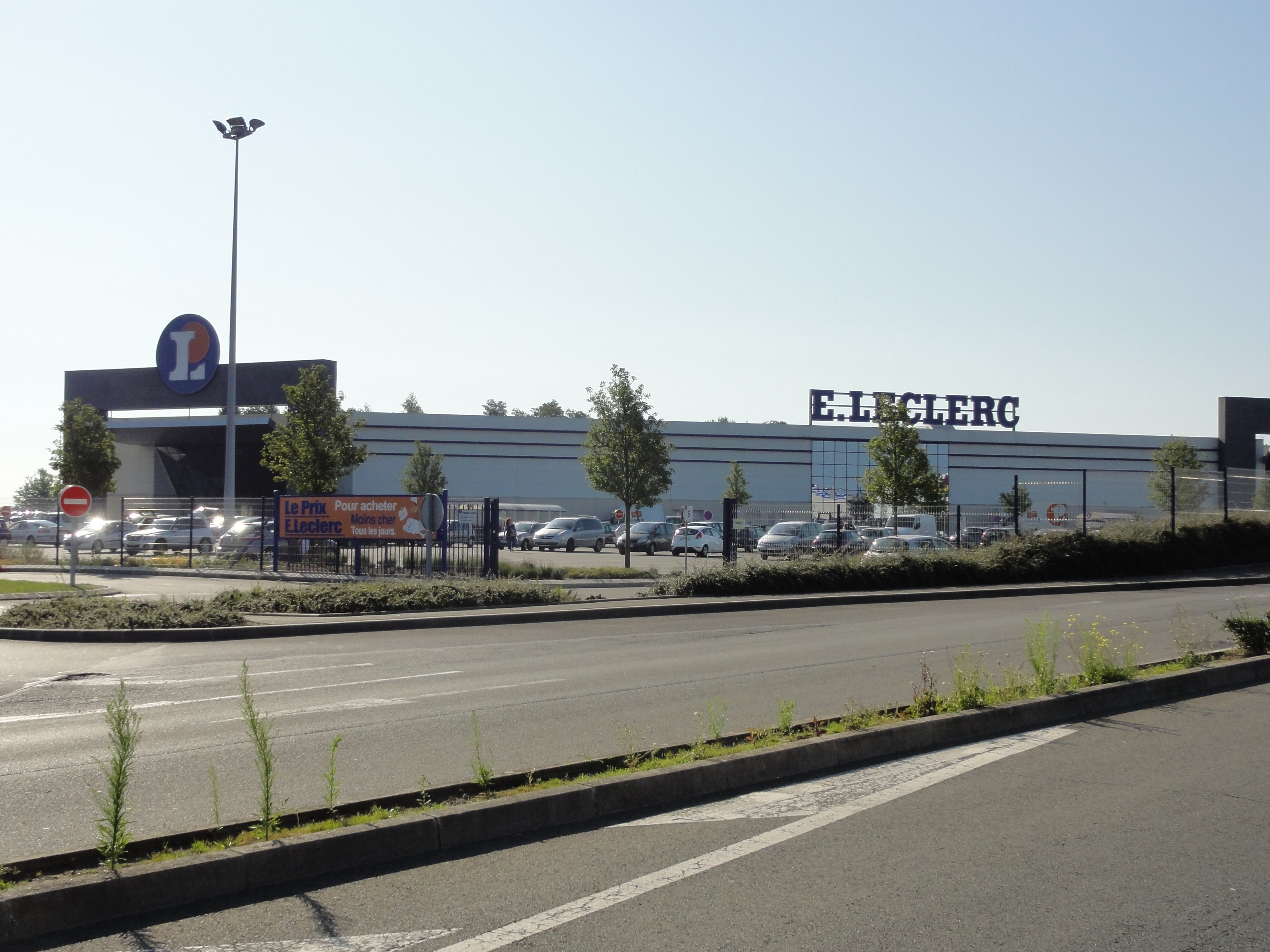
Le site du terril 3 de Nœux Nord.

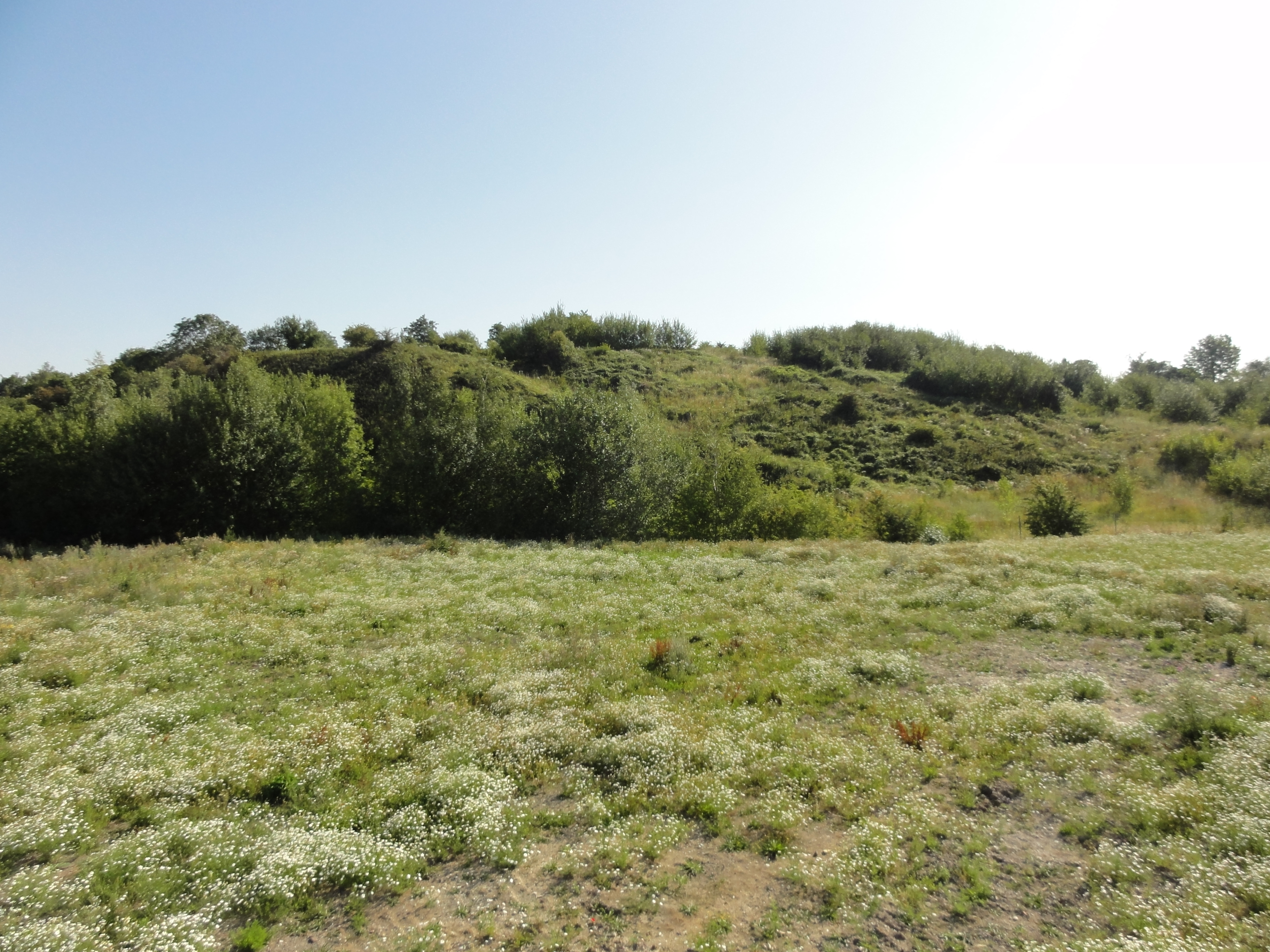
Le terril 3 de Nœux Est.

50° 28′ 31″ N, 2° 40′ 45″ E
Le terril no 43, 3 de Nœux Nord, disparu, situé à Nœux-les-Mines, était l'un des sept terrils de la fosse no 3 - 3 bis des mines de Nœux. Intégralement exploité, il a été remplacé par un centre commercial E.Leclerc.

### Terrilno43A, 3 de Nœux Est
50° 28′ 29″ N, 2° 40′ 55″ E
Le terril no 43A, 3 de Nœux Est, situé à Nœux-les-Mines, est l'un des sept terrils de la fosse no 3 - 3 bis des mines de Nœux. Il a été partiellement exploité.

### Terrilno43B, 3 de Nœux Est

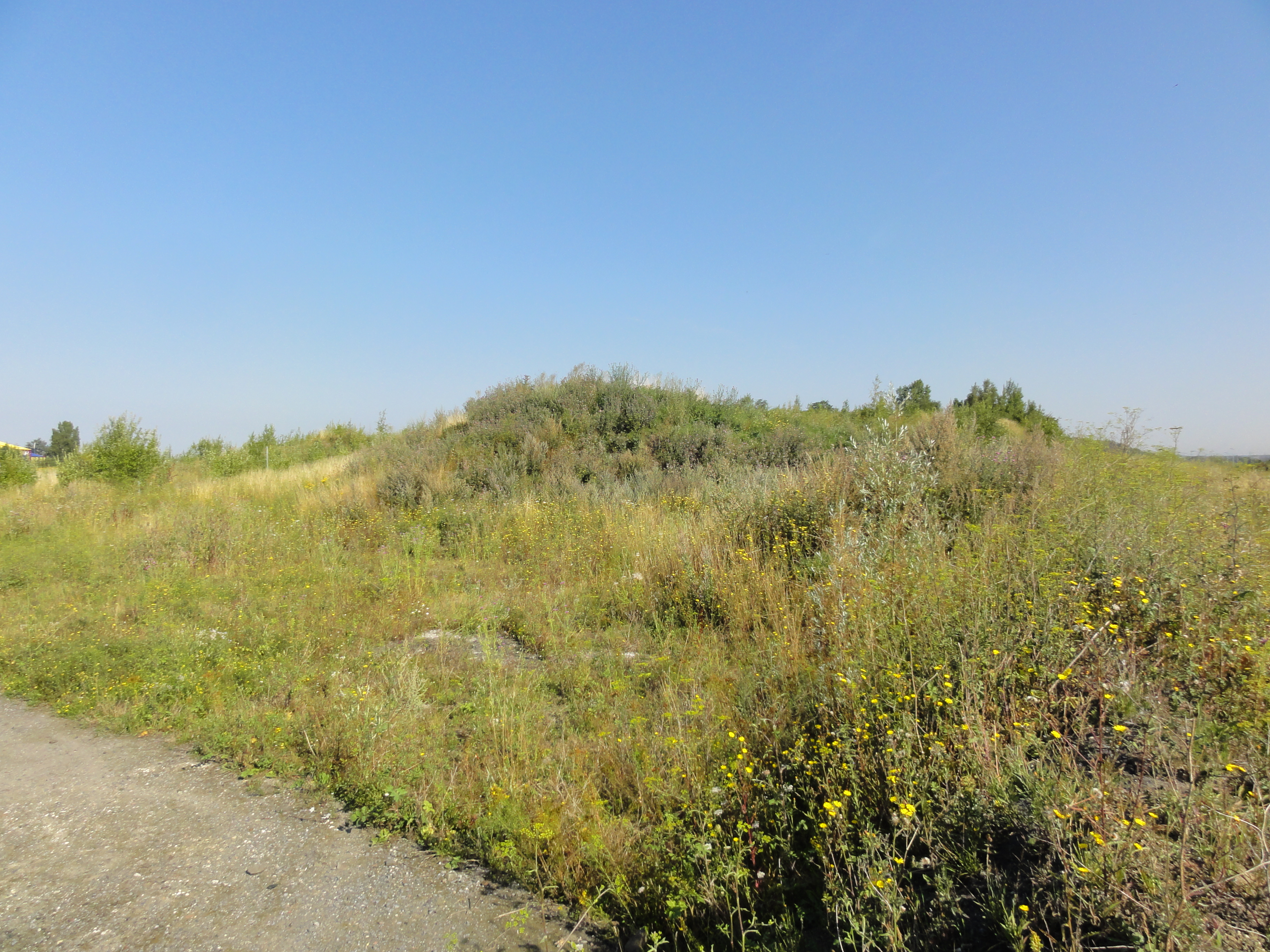
Le site du terril no 43B.

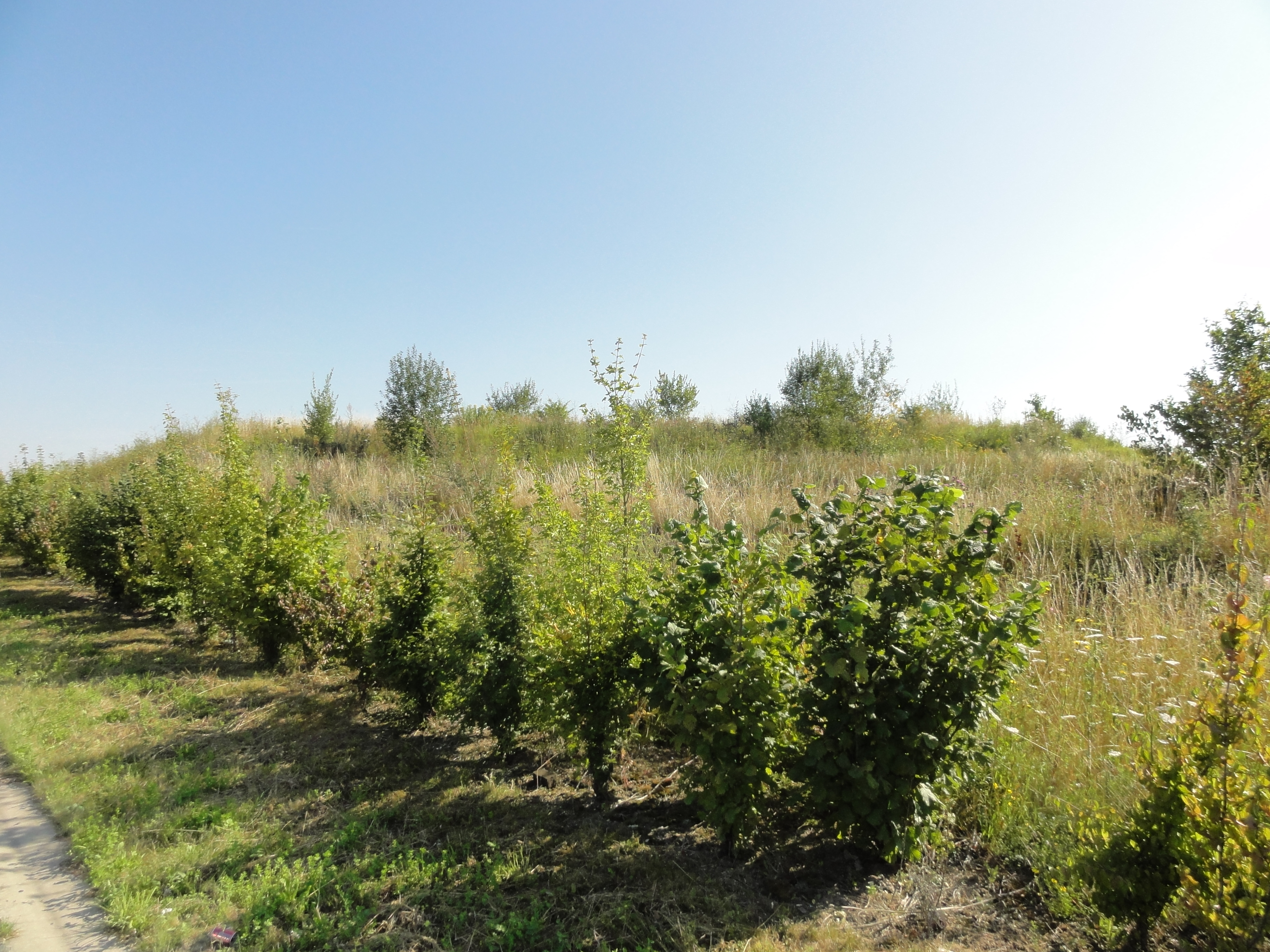
Le site du terril no 43C.

50° 28′ 23″ N, 2° 41′ 04″ E
Le terril no 43B, 3 de Nœux Est, disparu, situé à Nœux-les-Mines, était l'un des sept terrils de la fosse no 3 - 3 bis des mines de Nœux. Il a été intégralement exploité, un circuit automobile ovale y a pris place.

### Terrilno43C, 3 de Nœux Est
50° 28′ 20″ N, 2° 41′ 09″ E
Le terril no 43C, 3 de Nœux Est, disparu, situé à Nœux-les-Mines, était l'un des sept terrils de la fosse no 3 - 3 bis des mines de Nœux. Il a été intégralement exploité.

### Terrilno44, 3 de Nœux Ouest

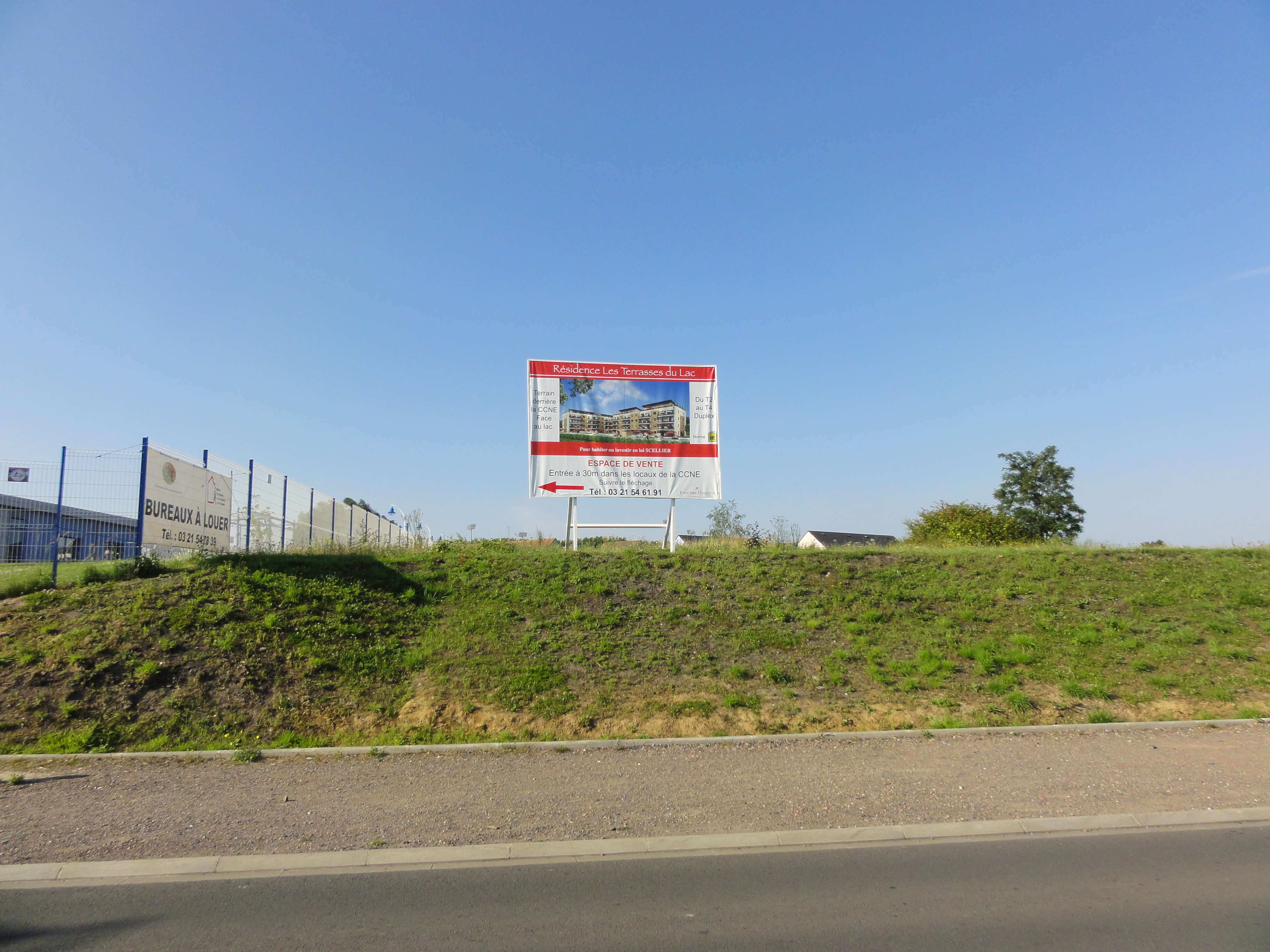
Le site du terril 3 de Nœux Ouest.

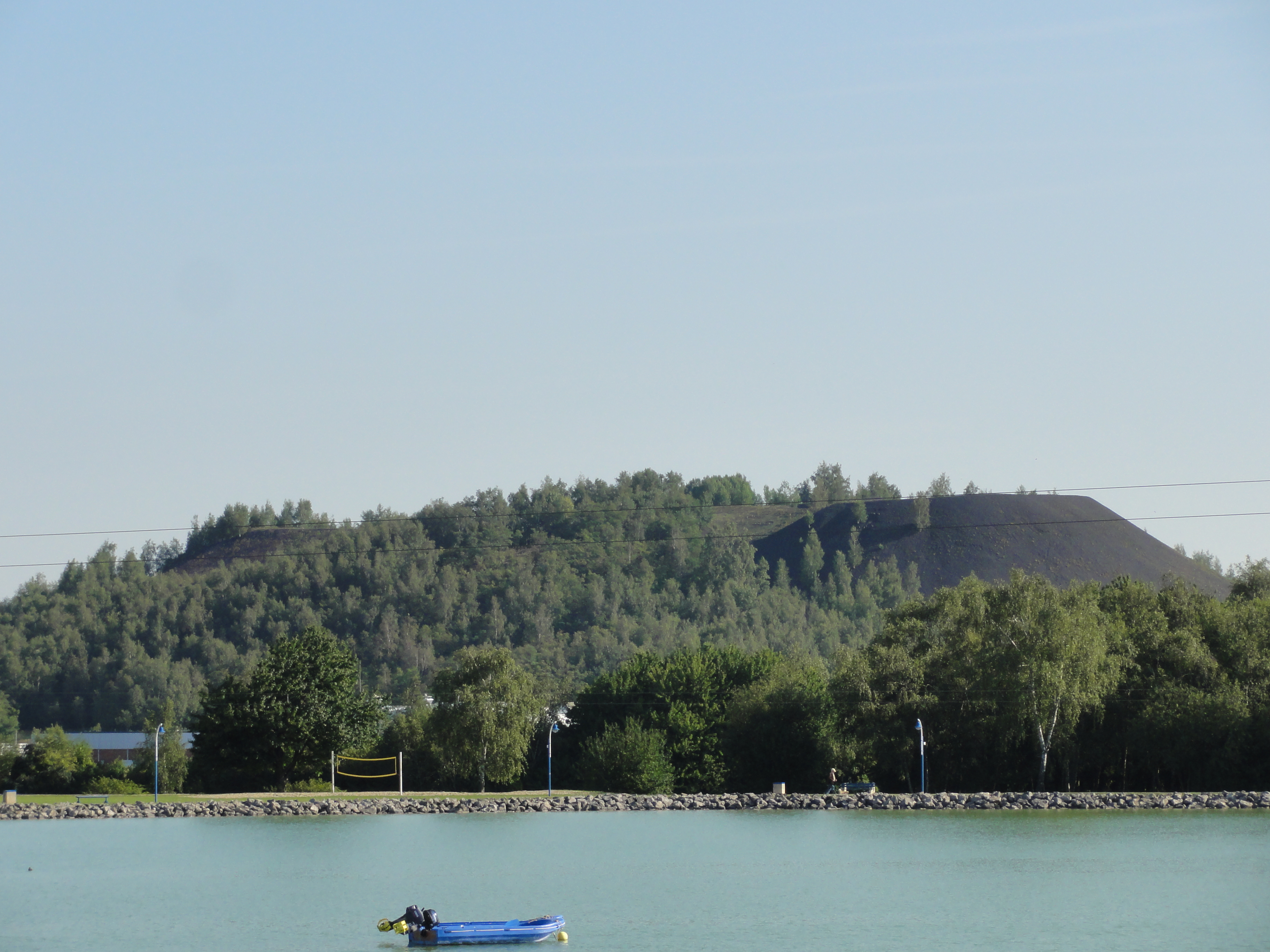
Le terril Nouvelles Usines de Nœux.

50° 28′ 37″ N, 2° 40′ 28″ E
Le terril no 44, 3 de Nœux Ouest, disparu, situé à Nœux-les-Mines, est l'un des sept terrils de la fosse no 3 - 3 bis des mines de Nœux. Il a été intégralement exploité, et ne subsiste que sous la forme d'une butte qui est peu à peu urbanisée.

### Terrilno45, Nouvelles Usines de Nœux
50° 29′ 21″ N, 2° 40′ 45″ E
Le terril no 45, Nouvelles Usines de Nœux, situé à Nœux-les-Mines, est un terril tabulaire partiellement boisé, formé par les déchets des Nouvelles Usines de Nœux.

### Terrilno46, 6 de Nœux Nord

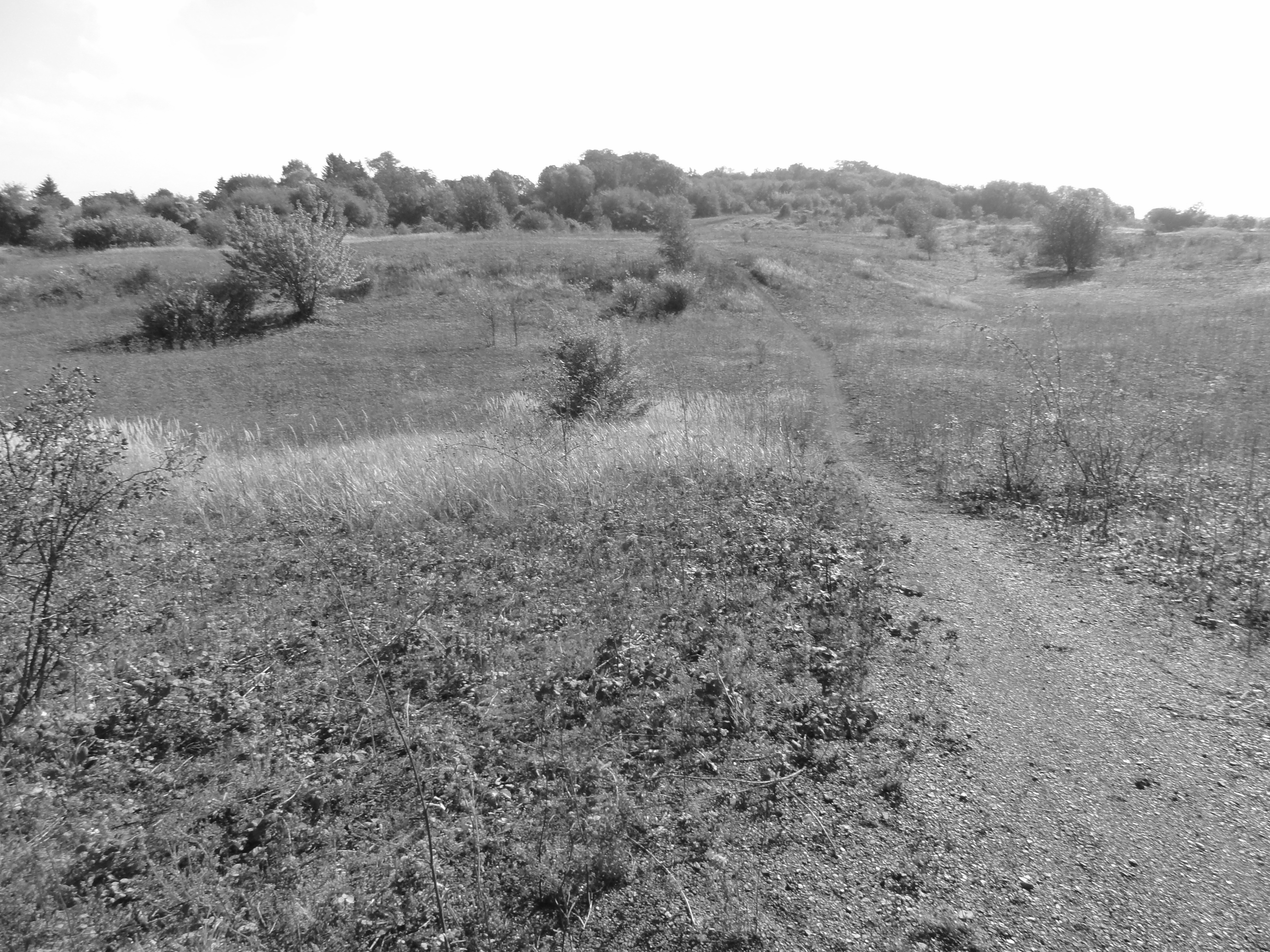
Le terril 9 de Béthune Ouest.

50° 30′ 13″ N, 2° 40′ 38″ E
Le terril no 46, 6 de Nœux Nord, situé à Labourse, est l'un des deux terrils de la fosse no 6 - 6 bis des mines de Nœux, l'autre étant le no 57. Il s'agit d'un terril très spacieux, s'étendant sur plusieurs hectares, et partiellement exploité.

### Terrilno47, 9 de Béthune Ouest
50° 30′ 10″ N, 2° 42′ 57″ E
Le terril no 47, 9 de Béthune Ouest, situé à Annequin, est un des quatre terrils de la fosse no 9 des mines de Béthune, les autres étant le terril plat no 47A, et les terrils cavaliers nos 47B et 63A. Il s'agit d'un terril conique qui a été exploité, il en reste la base.

### Terrilno47A, 9 de Béthune Est

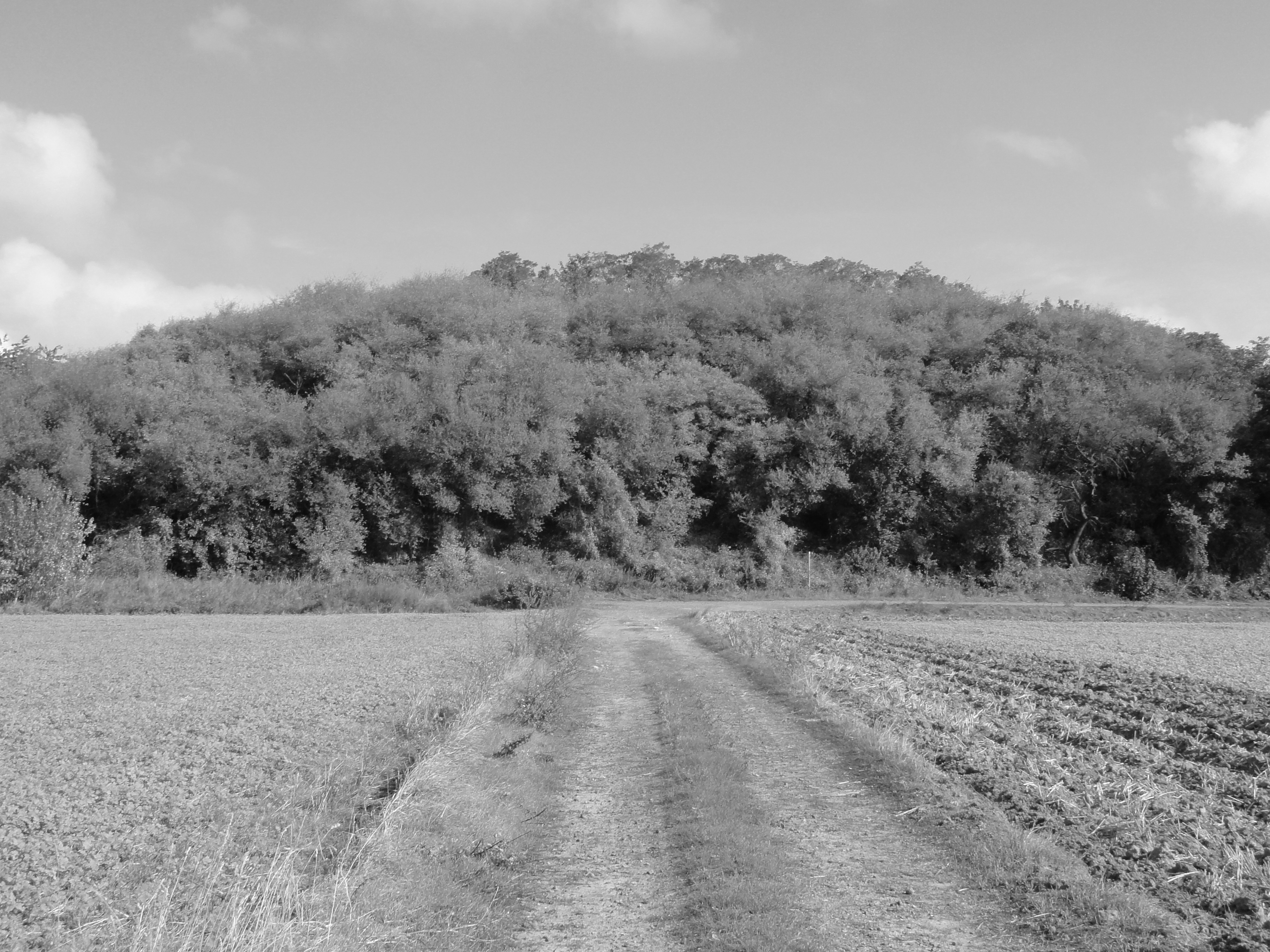
Le terril 9 de Béthune Est.

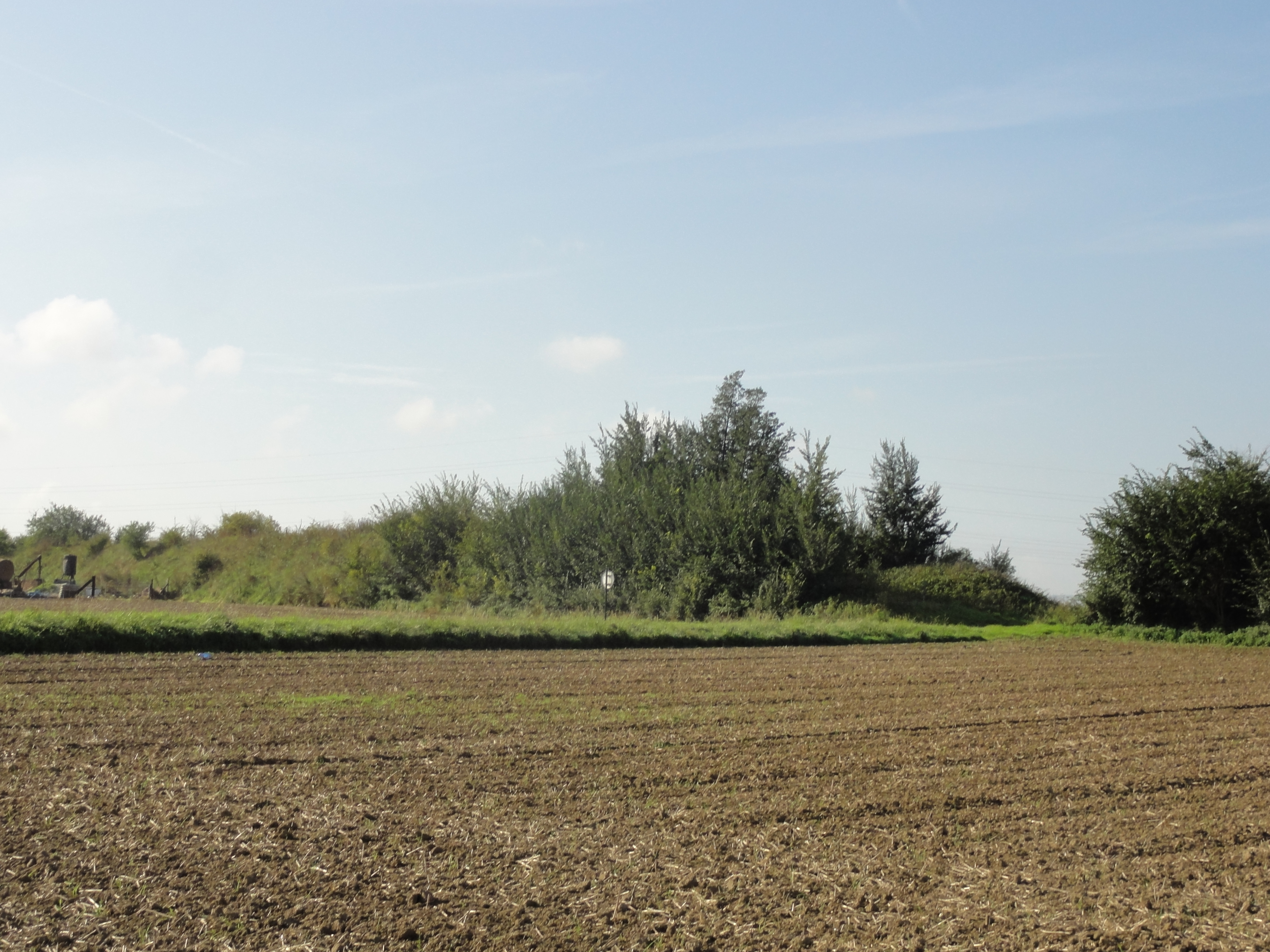
Le terril Cavalier du 9 d'Annequin.

50° 30′ 08″ N, 2° 43′ 10″ E
Le terril no 47A, 9 de Béthune Est, situé à Annequin, est un des terrils de la fosse no 9 des mines de Béthune. Il est plat et entièrement boisé.

### Terrilno47B, Cavalier du 9 d'Annequin
50° 30′ 20″ N, 2° 42′ 37″ E
Le terril no 47B, Cavalier du 9 d'Annequin, situé à Sailly-Labourse, est un des terrils de la fosse no 9 des mines de Béthune. Il s'agit d'un des terrils cavaliers, l'autre étant le no 63A.

### Terrilno48, 4 de Béthune Est

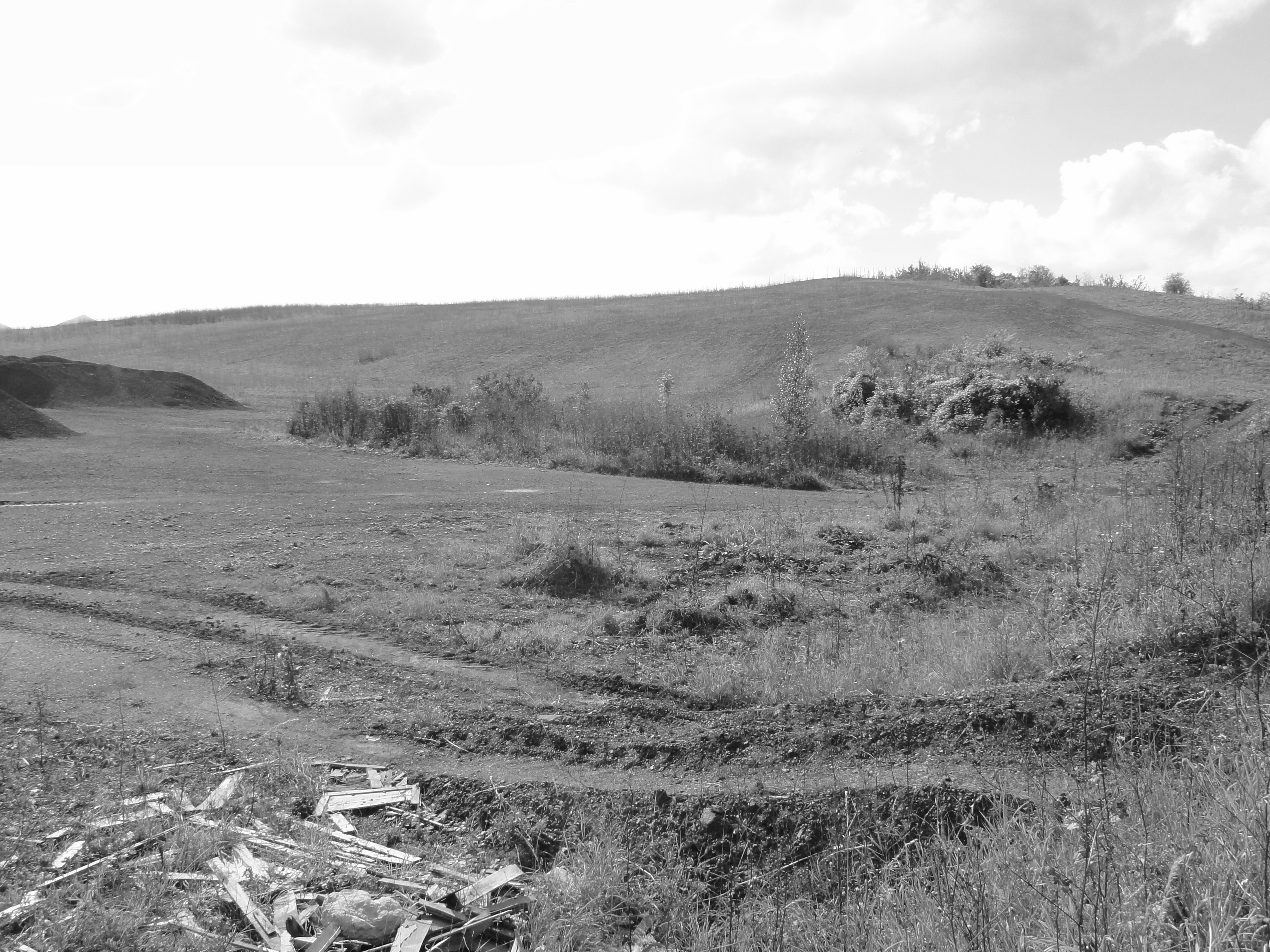
Le terril 4 de Béthune Est.

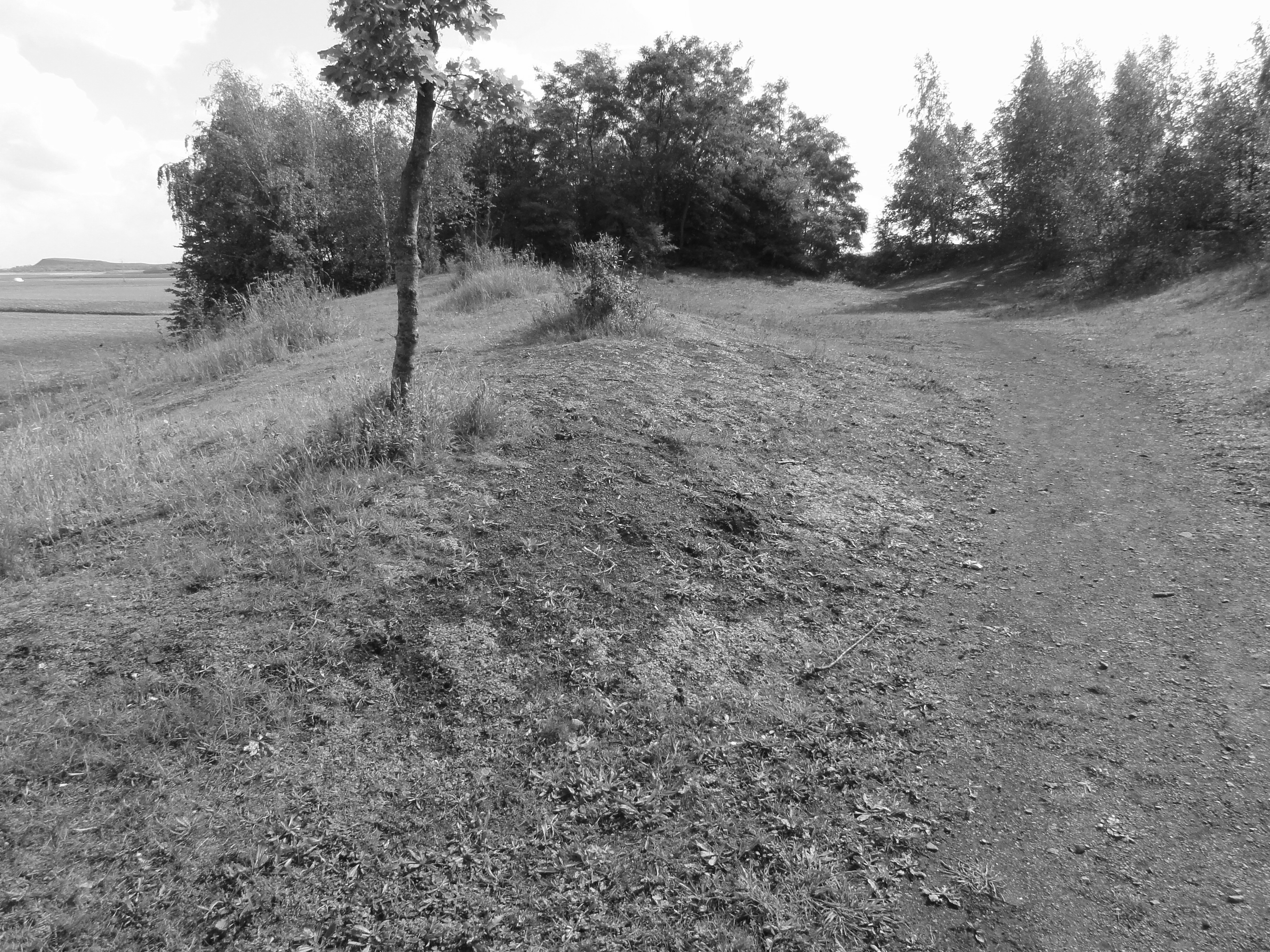
Le terril 4 de Béthune Ouest.

50° 29′ 08″ N, 2° 45′ 25″ E
Le terril no 48, 4 de Béthune Est, situé à Vermelles, est le terril conique de la fosse no 4 des mines de Béthune. Il a été exploité, il n'en reste que la base.

### Terrilno48A, 4 de Béthune Ouest
50° 29′ 12″ N, 2° 45′ 17″ E
Le terril no 48A, 4 de Béthune Ouest, situé à Vermelles, est le terril de la fosse no 4 des mines de Béthune. Il s'agit d'un terril plat, situé entre la fosse et le terril conique.

### Terrilno49, 3 de Béthune

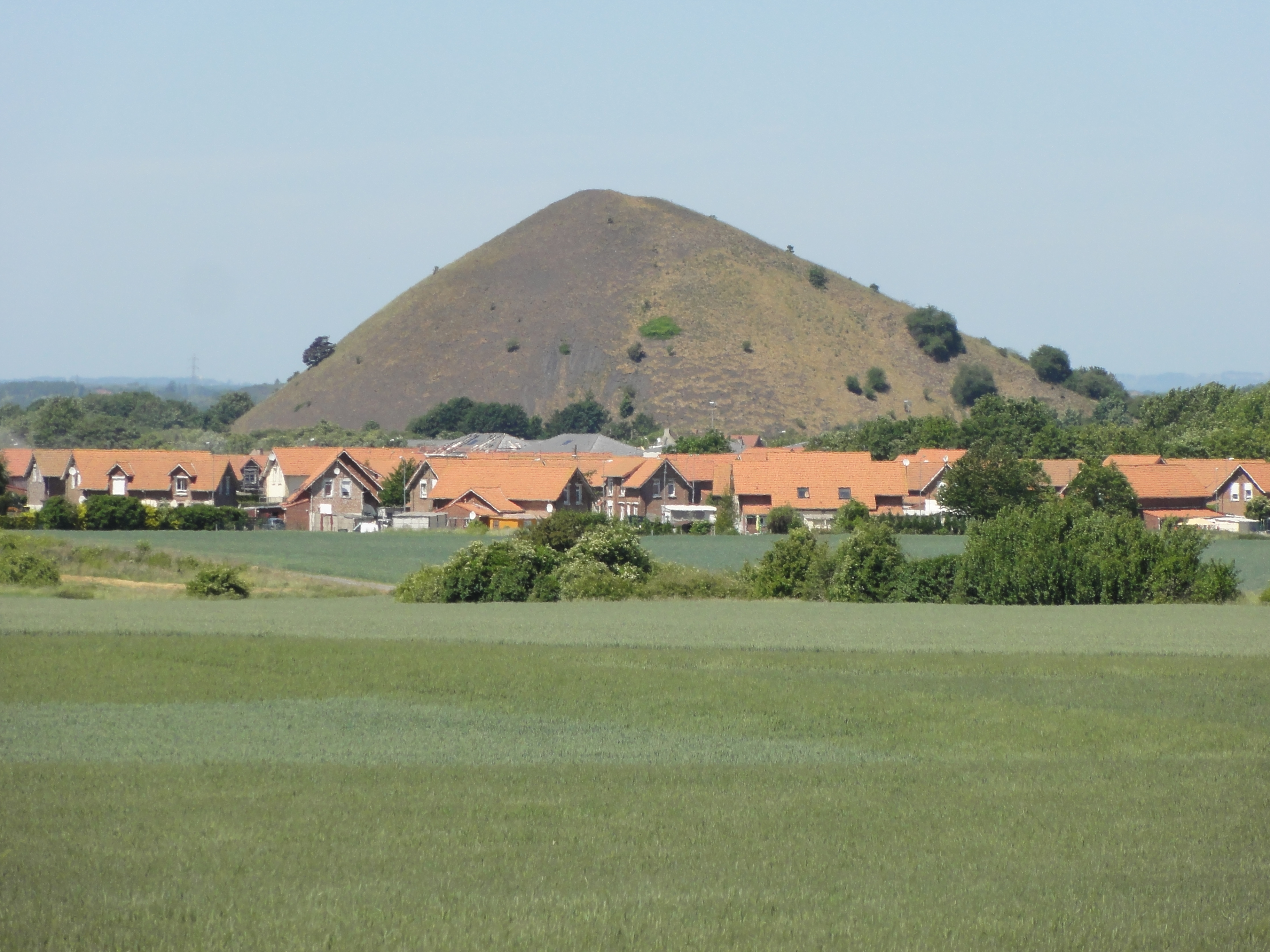
Le terril du 3 de Béthune.

50° 28′ 28″ N, 2° 44′ 22″ E
Le terril no 49, 3 de Béthune, situé à Mazingarbe, est le terril conique de la fosse no 3 des mines de Béthune. Il a été intégralement préservé. La fosse possède également un terril cavalier numéroté 249.

### Terrilno50, 7 de Béthune
50° 27′ 44″ N, 2° 45′ 34″ E
Le terril no 50, 7 de Béthune, situé à Mazingarbe, est le terril plat de la fosse no 7 - 7 bis des mines de Béthune. Il a été exploité.

### Terrilno50A, Cavalier du 7 de Béthune
50° 28′ 01″ N, 2° 45′ 16″ E
Le terril no 50, Cavalier du 7 de Béthune, situé à Mazingarbe, est le terril cavalier reliant la fosse no 7 - 7 bis des mines de Béthune à la fosse no 3.

### Terrilno51, 6 de Béthune Est
50° 27′ 30″ N, 2° 43′ 56″ E
Le terril no 51, 6 de Béthune Est, disparu, situé à Mazingarbe, était le terril de la fosse no 6 - 6 bis des mines de Béthune. Il était situé au sud-ouest du terril no 58, et a été intégralement exploité.

### Terrilno52, 2 de Béthune Est

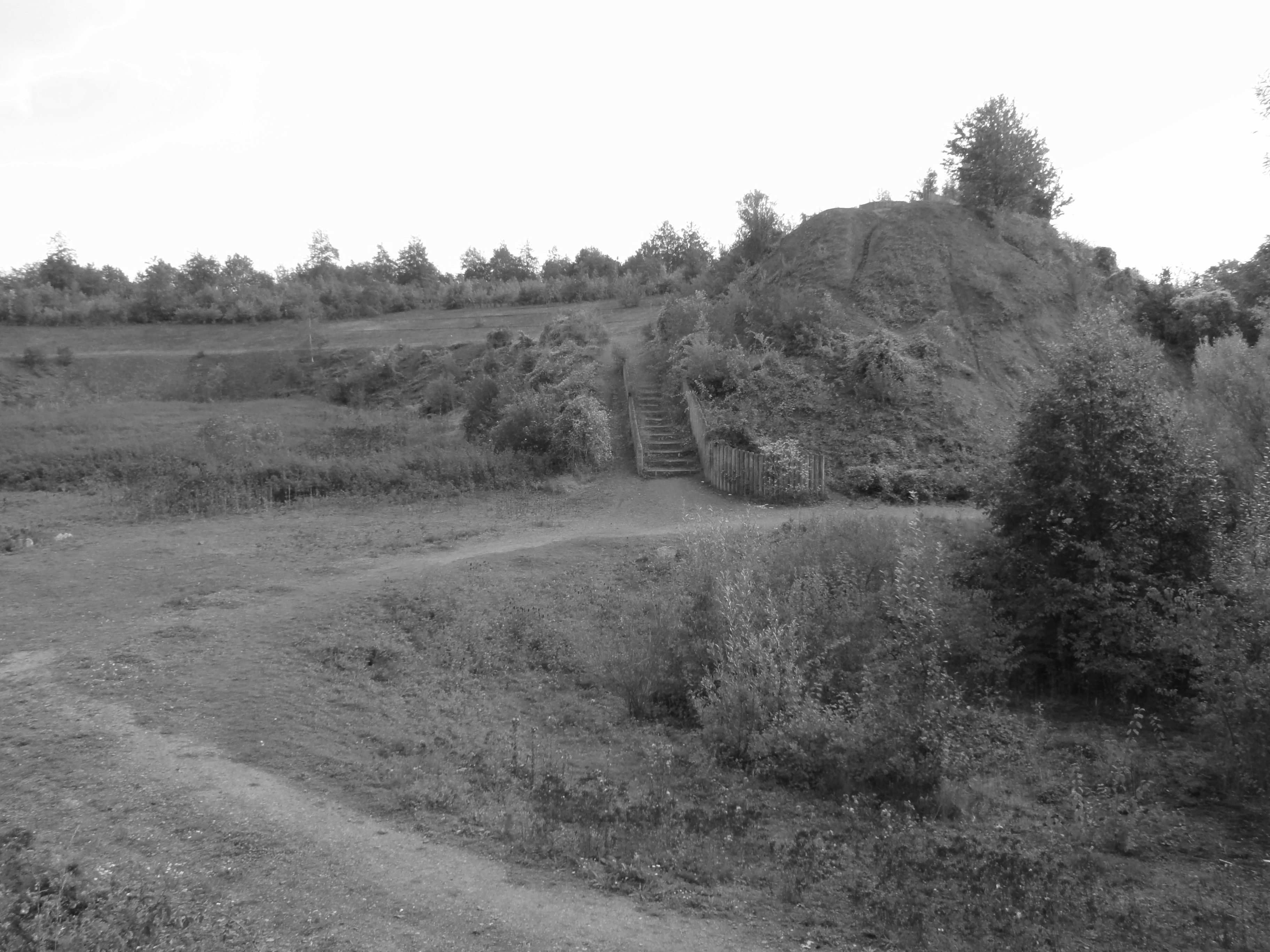
Le terril 2 de Béthune Est.

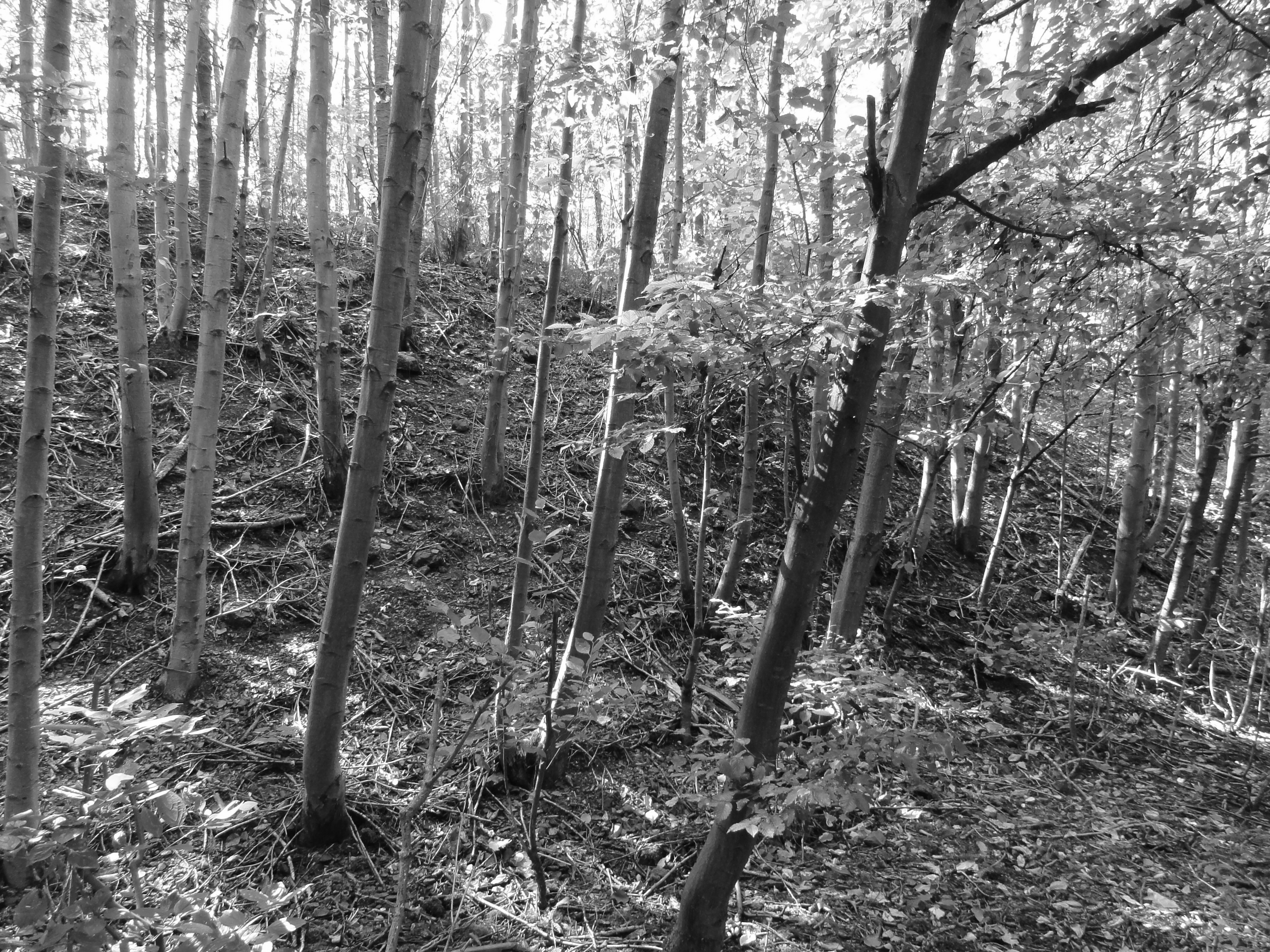
Le terril 2 de Béthune Ouest.

50° 27′ 34″ N, 2° 42′ 31″ E
Le terril no 52, 2 de Béthune Est, situé à Bully-les-Mines, était le terril conique de la fosse no 2 des mines de Béthune. Exploité, il n'en reste que la base.

### Terrilno52A, 2 de Béthune Ouest
50° 27′ 31″ N, 2° 42′ 29″ E
Le terril no 52A, 2 de Béthune Ouest, situé à Bully-les-Mines, était le terril plat de la fosse no 2 des mines de Béthune. Il a été exploité.

### Terrilno53, 1 de Béthune
50° 26′ 42″ N, 2° 43′ 00″ E
Le terril no 53, 1 de Béthune, situé à Bully-les-Mines, est le terril de la fosse no 1 - 1 bis - 1 ter des mines de Béthune. Il a été exploité.

### Terrilno54, 11 de Béthune
50° 26′ 23″ N, 2° 45′ 18″ E
Le terril no 54, 11 de Béthune, disparu, situé à Liévin, est le terril de la fosse no 11 - 11 bis des mines de Béthune. Il a été intégralement exploité, et une zone industrielle y a pris place.

### Terrilno55, 13 de Nœux
50° 26′ 58″ N, 2° 40′ 01″ E

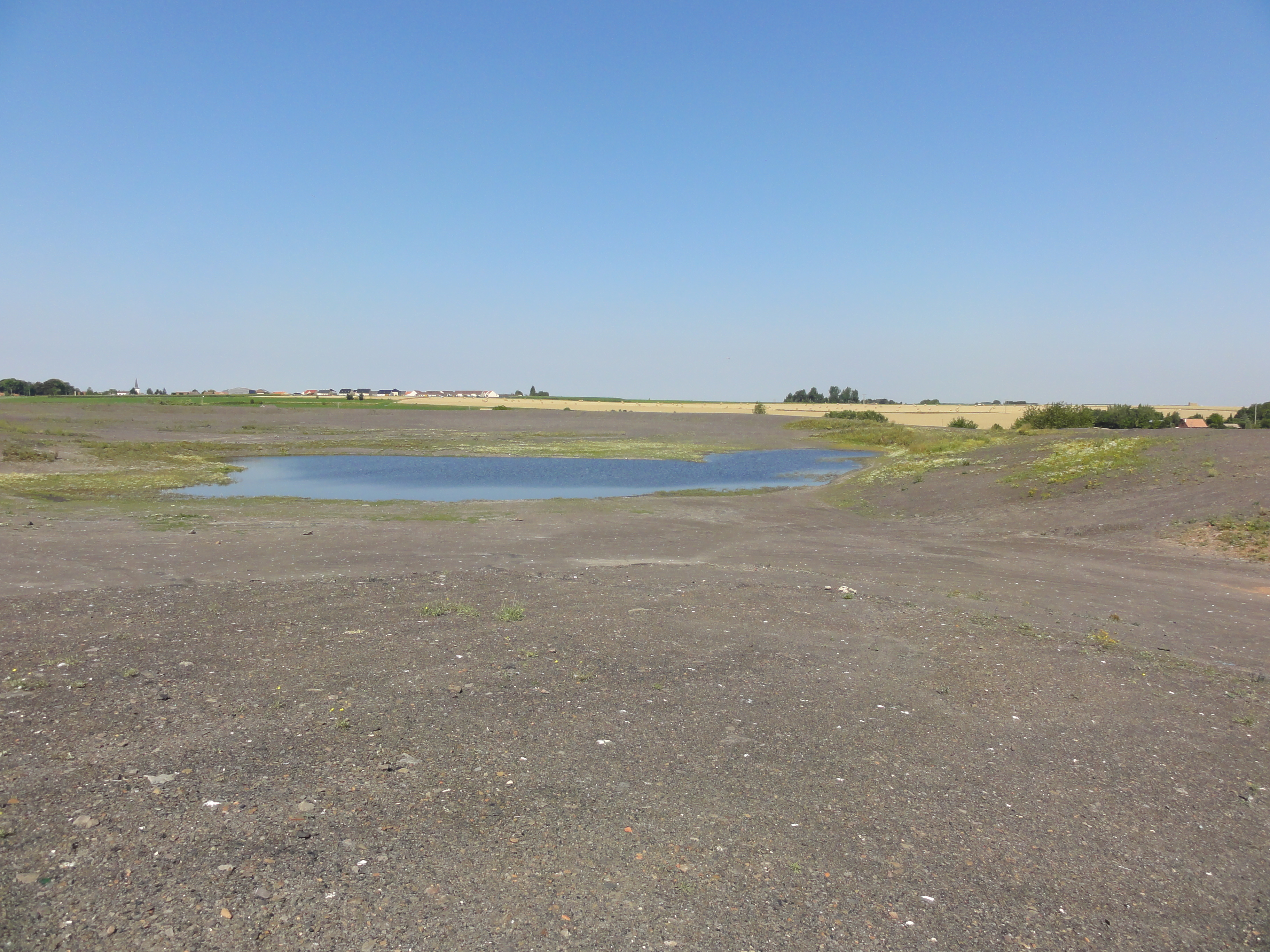
Le terril 13 de Nœux.

Le terril no 55, 13 de Nœux, situé à Hersin-Coupigny, a été alimenté par la fosse no 13 - 13 bis du Groupe de Béthune ouverte après la Nationalisation à Sains-en-Gohelle. Il s'agit d'un terril conique qui a été exploité, il n'en subsiste que la base.

### Terrilno56, 8 de Nœux
50° 29′ 49″ N, 2° 39′ 08″ E
Le terril no 56, 8 de Nœux, situé à Verquin, était un terril conique alimenté par la fosse no 8 - 8 bis des mines de Nœux. Exploité, celui-ci conserve quand même plusieurs mètres de hauteur.

### Terrilno57, 6 de Nœux Sud
50° 30′ 01″ N, 2° 40′ 37″ E
Le terril no 57, 6 de Nœux Sud, disparu, situé à Labourse, est l'un des deux terrils de la fosse no 6 - 6 bis des mines de Nœux, l'autre étant le no 46. Il s'agissait d'un petit terril.

### Terrilno57A, Cavalier du 6 de Nœux
50° 30′ 11″ N, 2° 40′ 57″ E
Le terril no 57A, Cavalier du 6 de Nœux, situé à Labourse, est un terril cavalier reliant la fosse no 6 - 6 bis des mines de Nœux à ses terrils nos 46 et 57.

### Terrilno58, Lavoir Mazingarbe Ouest

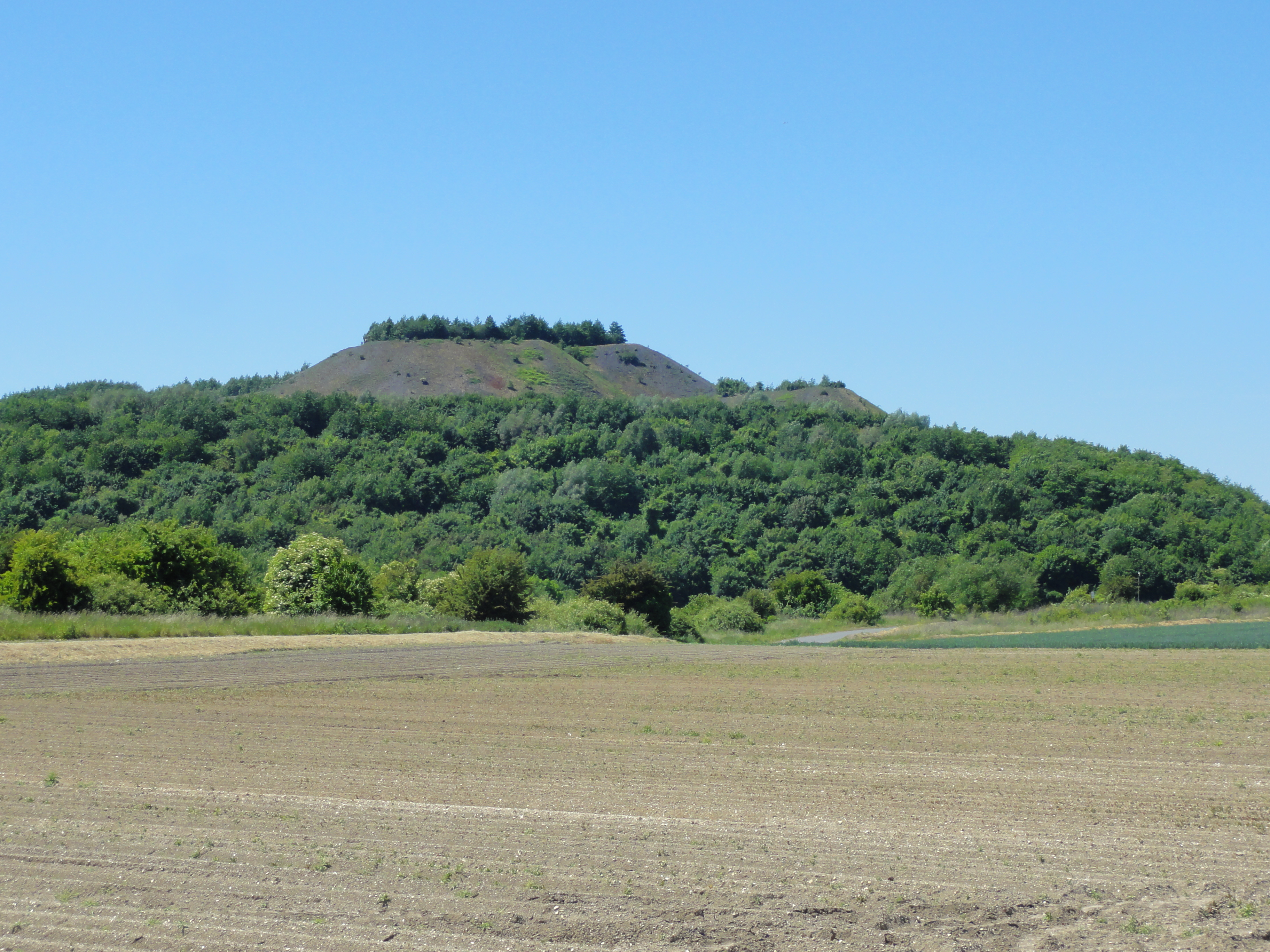
Le terril Lavoir Mazingarbe Ouest.

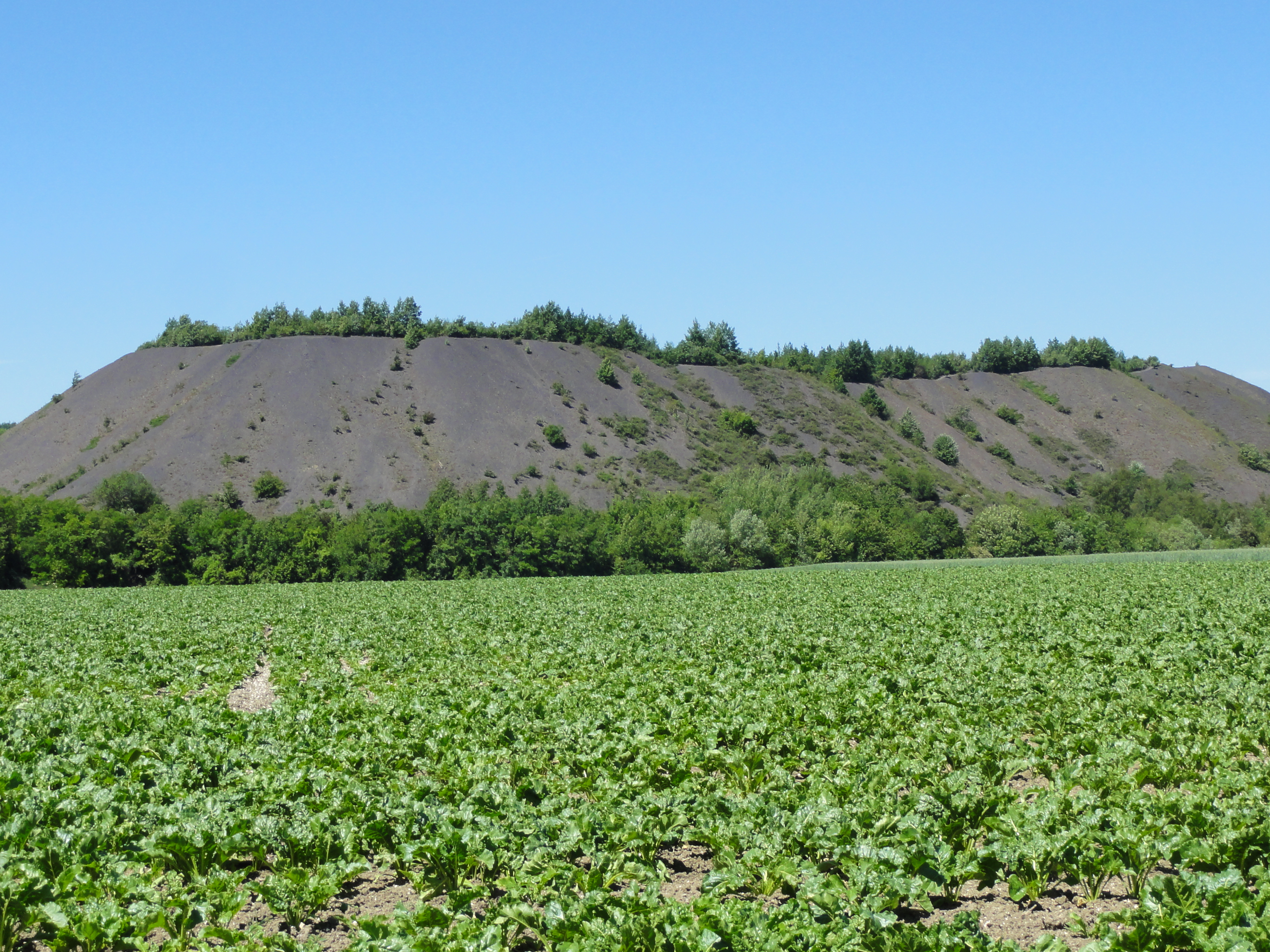
Le terril Lavoir Mazingarbe Est.

50° 27′ 41″ N, 2° 44′ 20″ E
Le terril no 58, Lavoir Mazingarbe Ouest, situé à Grenay, est un des deux terrils tabulaires du lavoir de Mazingarbe. C'est le plus volumineux et le plus ancien.

### Terrilno58A, Lavoir Mazingarbe Est
50° 27′ 35″ N, 2° 44′ 49″ E
Le terril no 58A, Lavoir Mazingarbe Est, situé à Grenay, est un des deux terrils tabulaires du lavoir de Mazingarbe.

### Terrilno59, 5 de Béthune

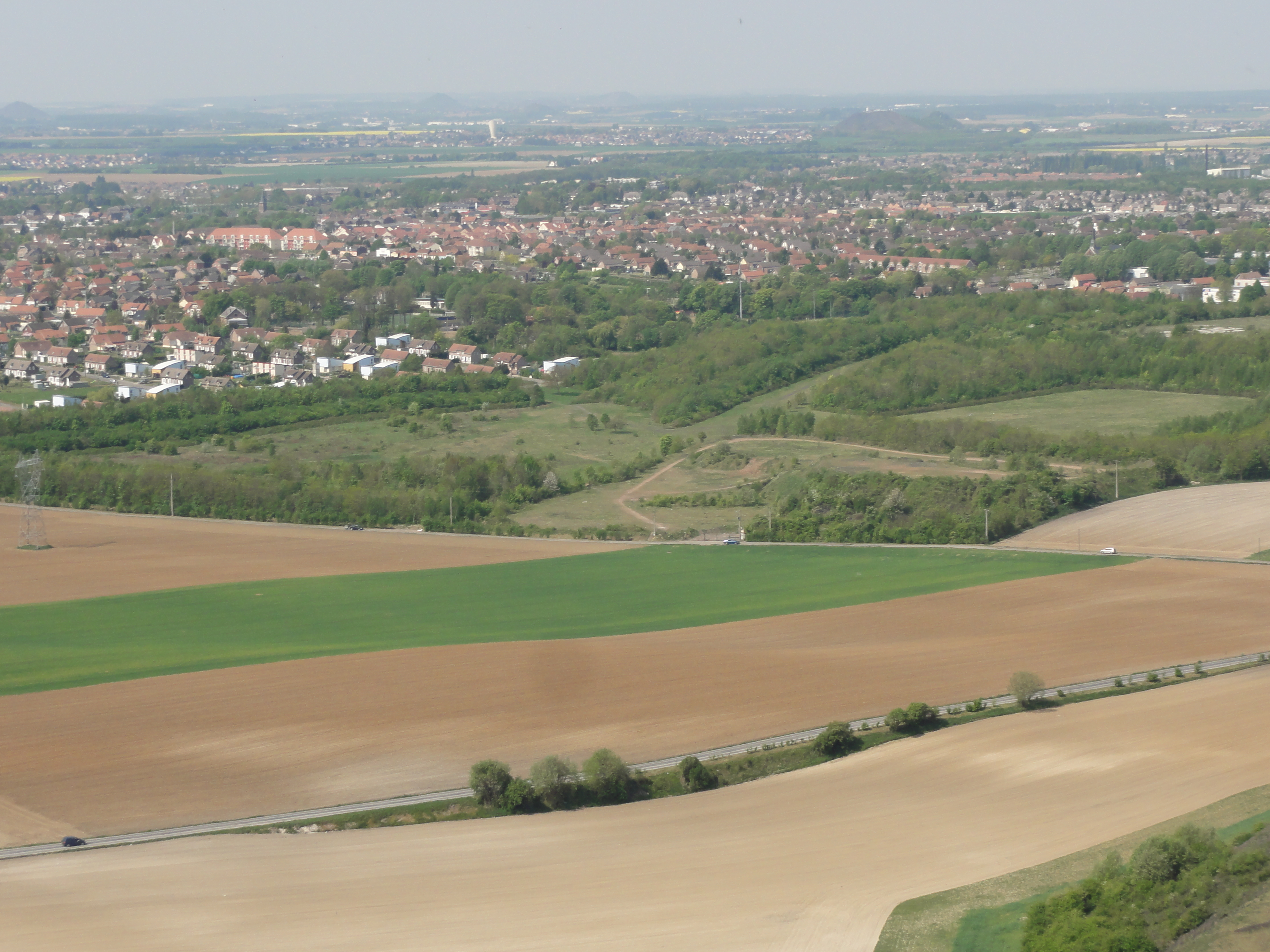
Le terril disparu du 5 de Béthune.

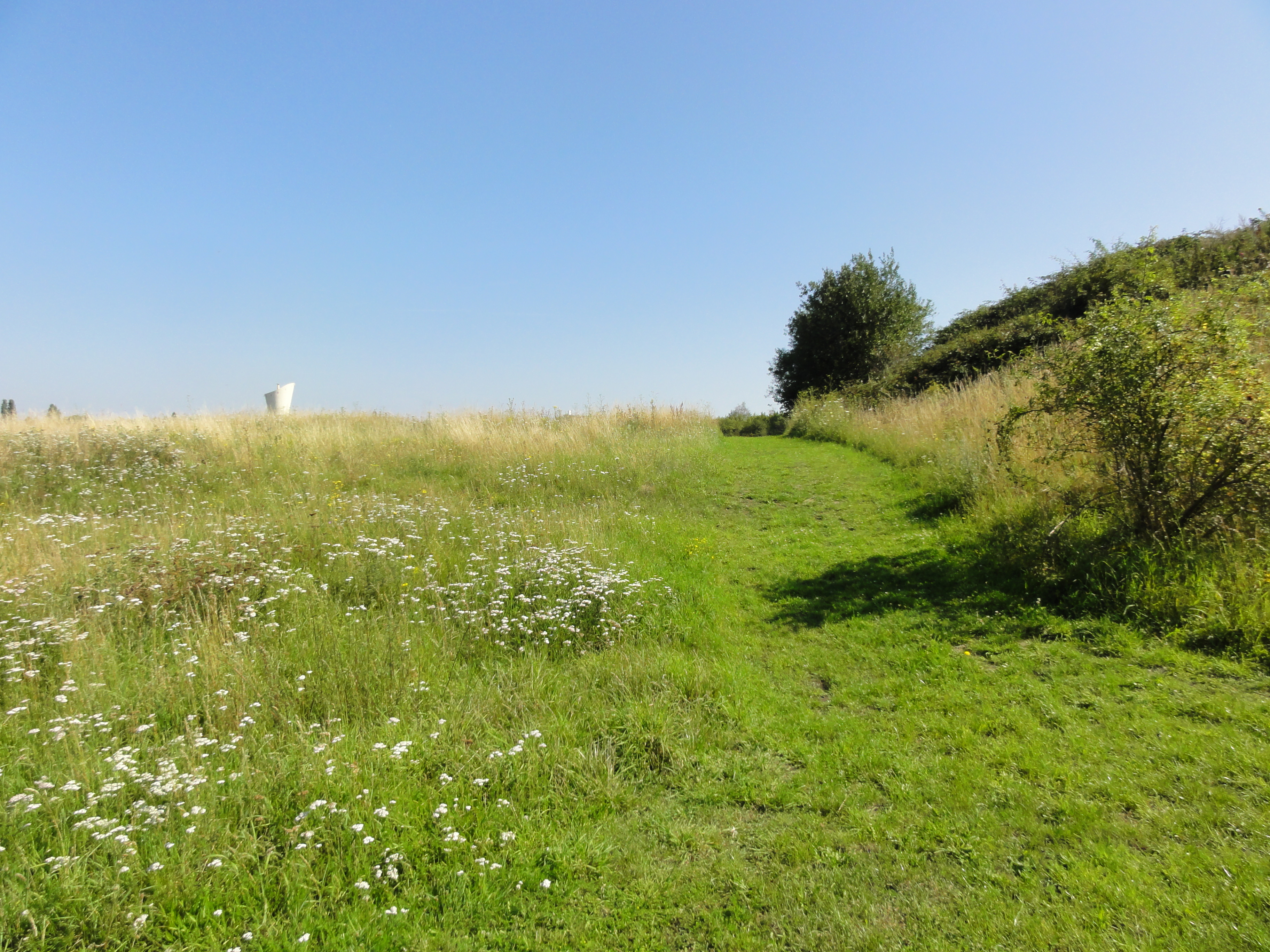
Le terril 2 de Nœux.

50° 26′ 51″ N, 2° 45′ 45″ E
Le terril no 59, 5 de Béthune, situé à Loos-en-Gohelle, est le terril conique de la fosse no 5 - 5 bis des mines de Béthune. Il a été intégralement exploité.

### Terrilno60, 2 de Nœux
50° 27′ 24″ N, 2° 40′ 20″ E
Le terril no 60, 2 de Nœux, situé à Hersin-Coupigny, était le terril conique de la fosse no 2 - 2 bis des mines de Nœux. Exploité, il n'en reste plus que la base.

### Terrilno61, Usines de Nœux

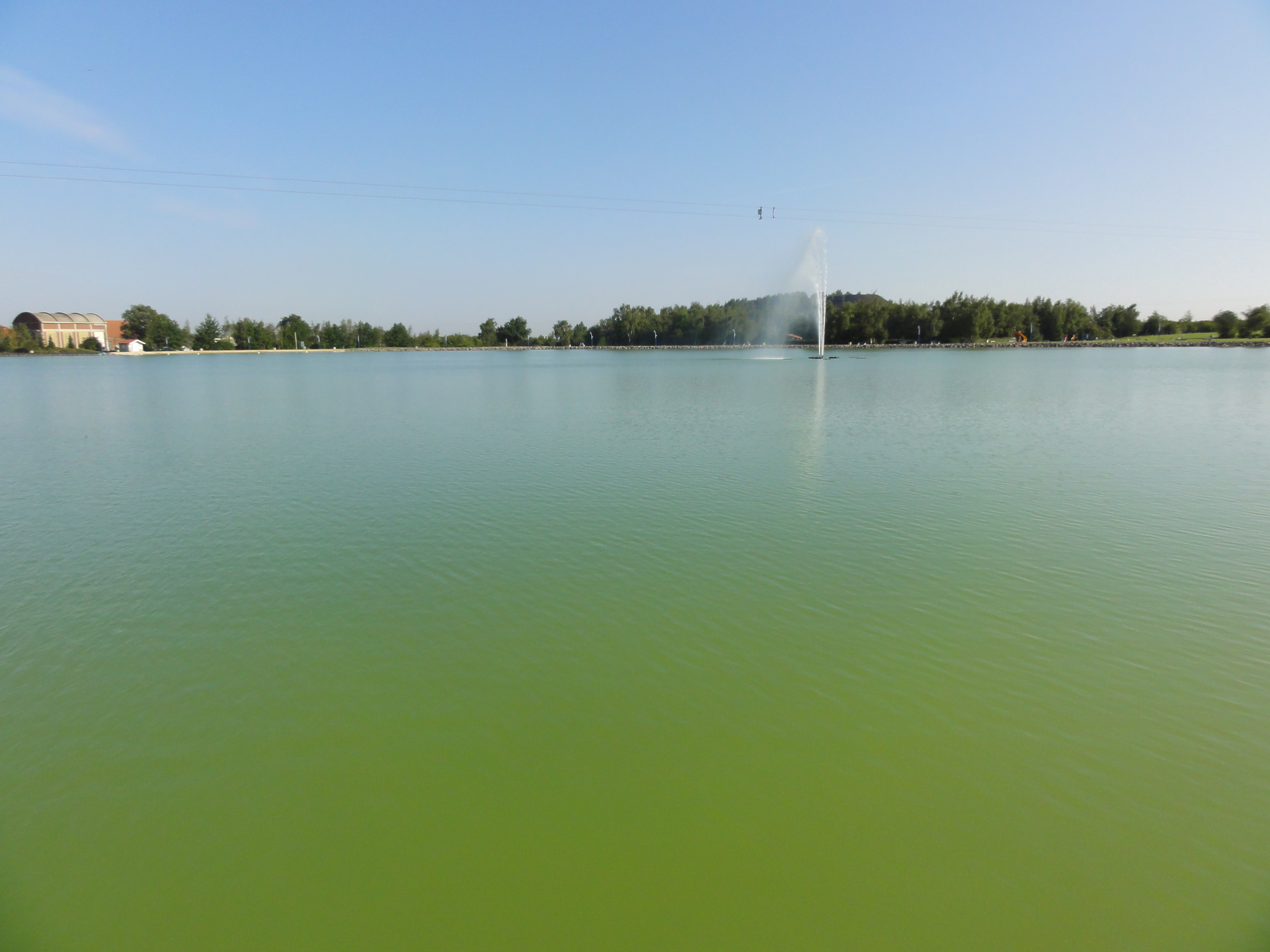
Le site du terril Usines de Nœux.

50° 28′ 45″ N, 2° 40′ 38″ E
Le terril no 61, Usines de Nœux, disparu, situé à Nœux-les-Mines, au sud-est de la fosse no 3 - 3 bis des mines de Nœux, était le terril des Usines de Nœux. Il a été intégralement exploité, et est remplacé par un lac servant à la baignade.

### Terrilno62, Bassin Centrale de Beuvry
50° 30′ 29″ N, 2° 40′ 24″ E
Le terril no 62, Bassin Centrale de Beuvry, situé à Verquigneul, est un des terrils de l'ancienne Centrale de Beuvry.

### Terrilno62A, Remblais de Beuvry
50° 30′ 27″ N, 2° 40′ 08″ E
Le terril no 62A, Remblais de Beuvry, situé à Verquigneul, est un des terrils de l'ancienne Centrale de Beuvry.

### Terrilno62B, Cavalier de la Centrale de Beuvry
50° 30′ 33″ N, 2° 40′ 33″ E
Le terril no 62B, Cavalier de la Centrale de Beuvry, disparu, situé à Verquigneul, était un terril cavalier reliant l'ancienne Centrale de Beuvry à ses terrils.

### Terrilno63, Décharge de Sailly

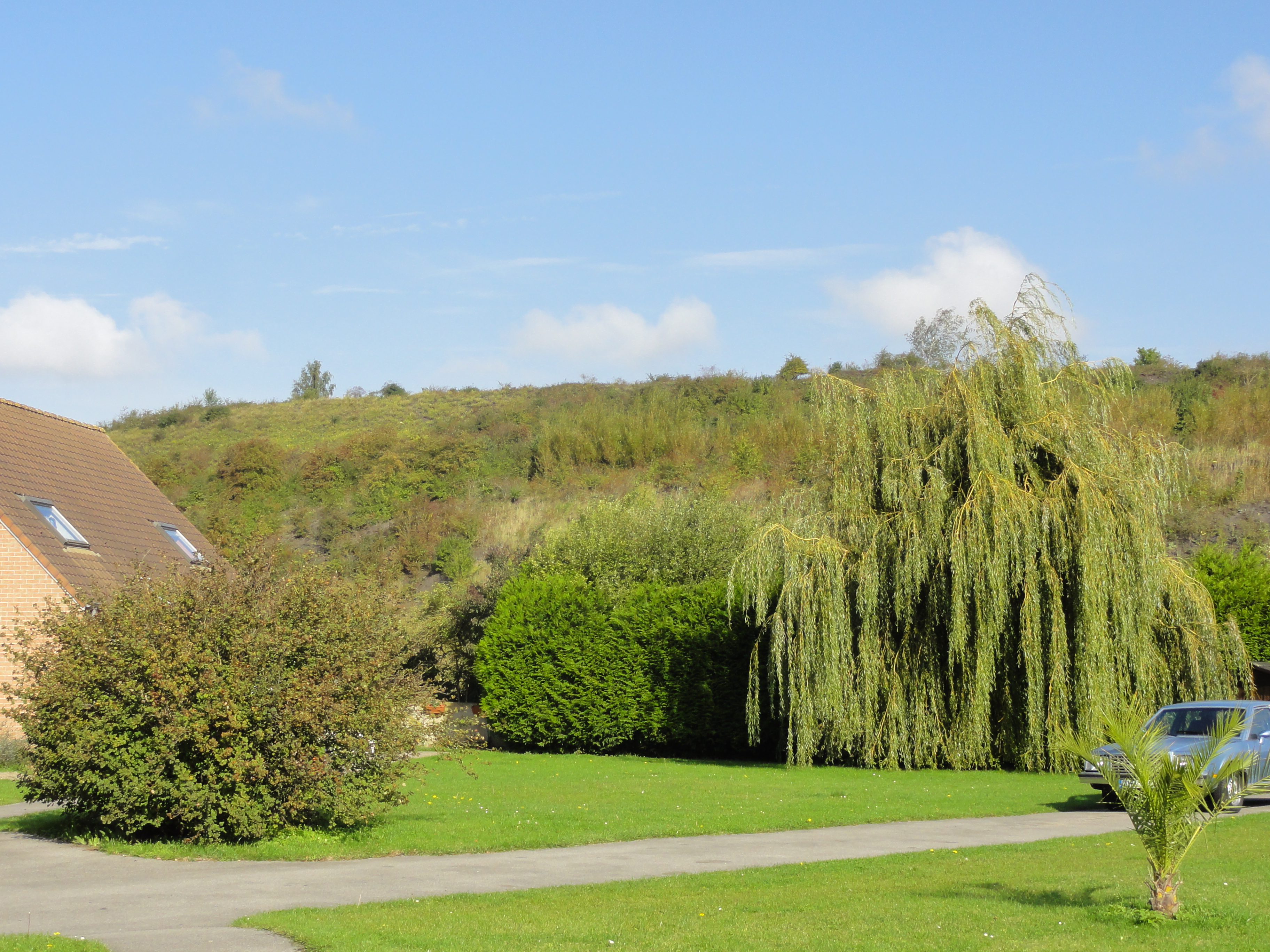
Le terril Décharge de Sailly.

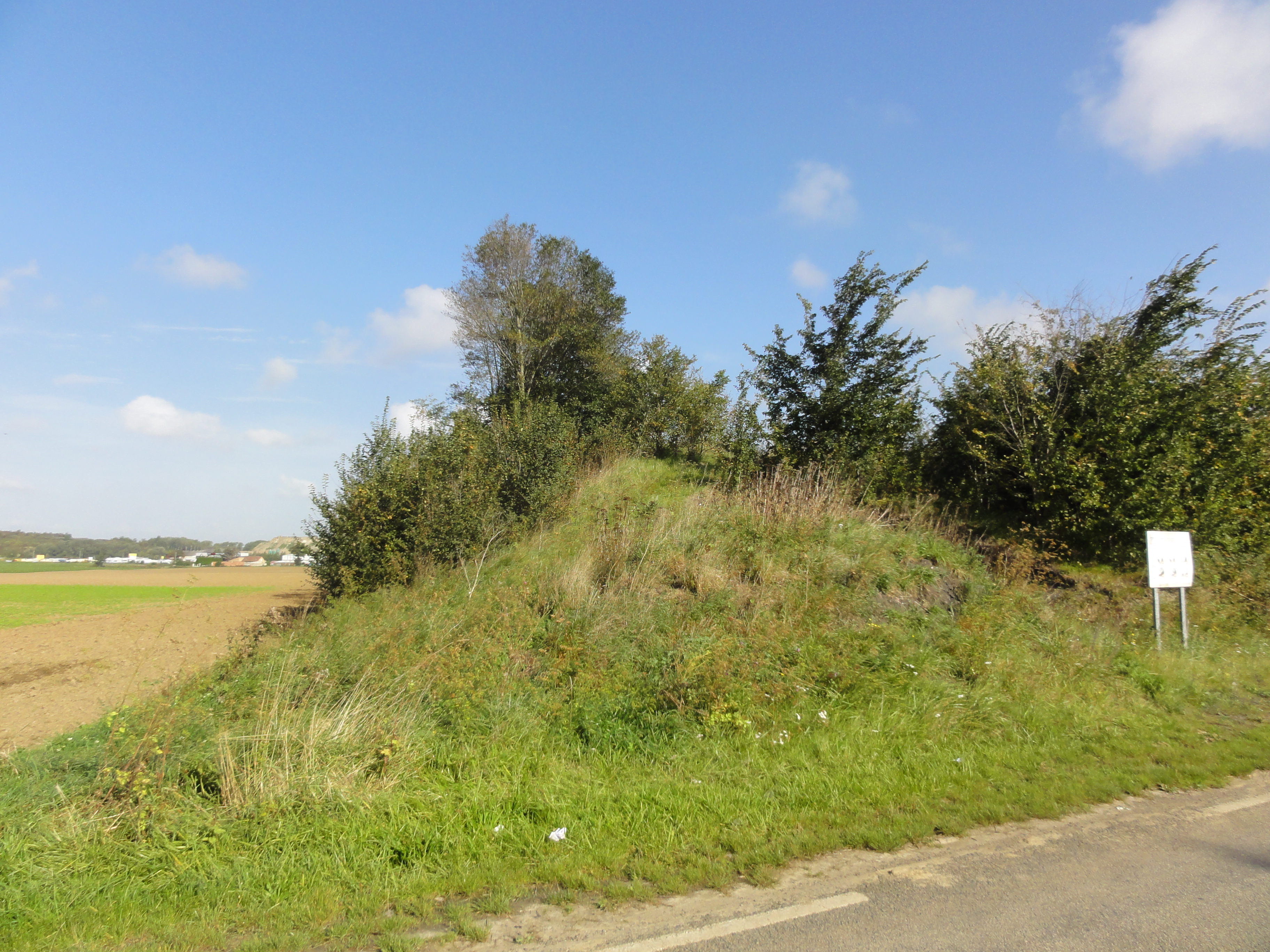
Le terril Cavalier du 9 d'Annequin.

50° 30′ 55″ N, 2° 42′ 12″ E
Le terril no 63, Décharge de Sailly, situé à Sailly-Labourse, est un terril plat et exploité. Il est localisé un kilomètre et demi au nord-ouest de la fosse no 9 des mines de Béthune.

### Terrilno63A, Cavalier du 9 d'Annequin
50° 30′ 32″ N, 2° 42′ 31″ E
Le terril no 63A, Cavalier du 9 d'Annequin, situé à Sailly-Labourse, est un des terrils de la fosse no 9 des mines de Béthune. Il s'agit d'un des terrils cavaliers, l'autre étant le no 47B.

### Terrilno64, Cendres de Vermelles

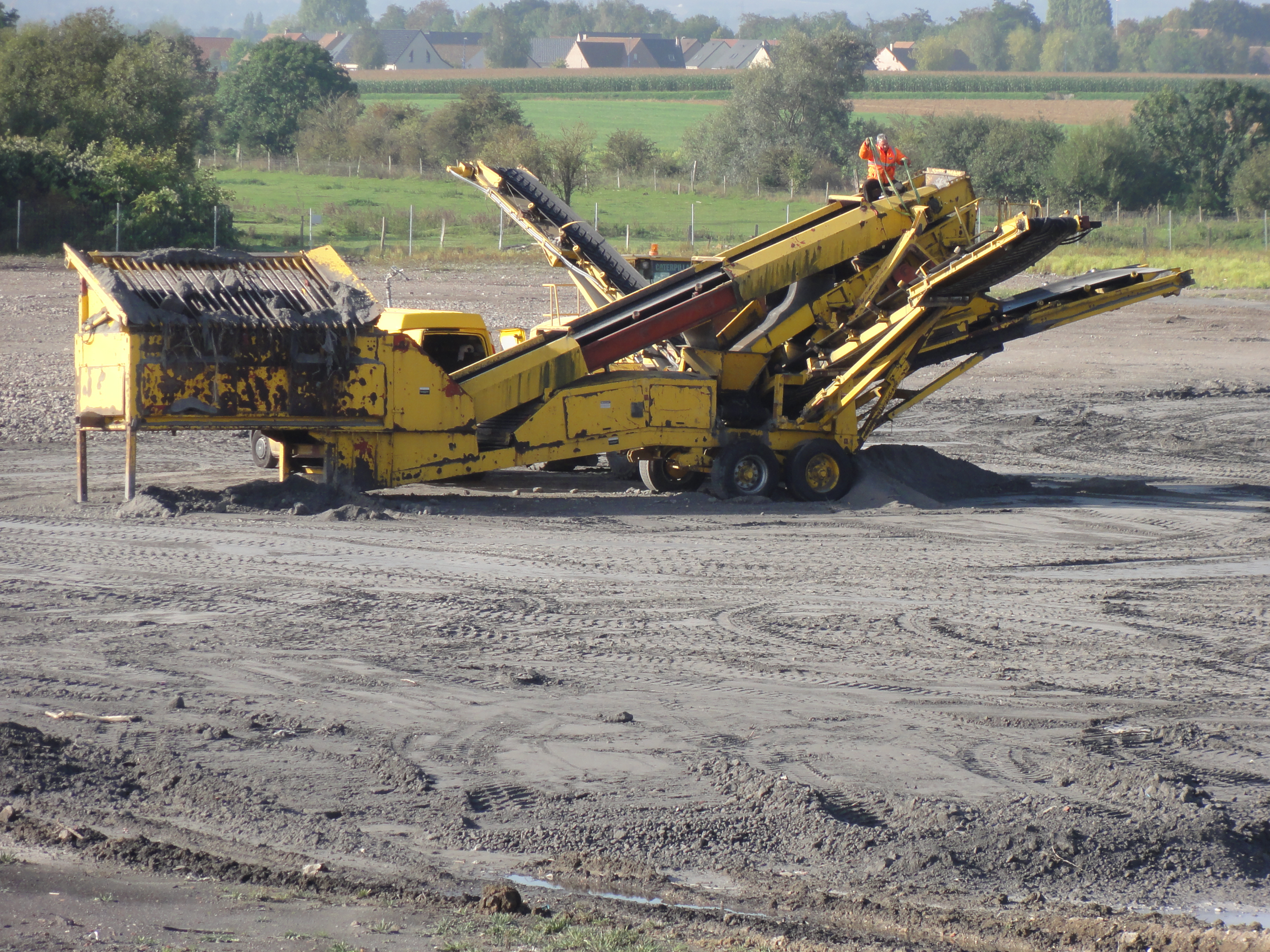
Le terril Cendres de Vermelles.

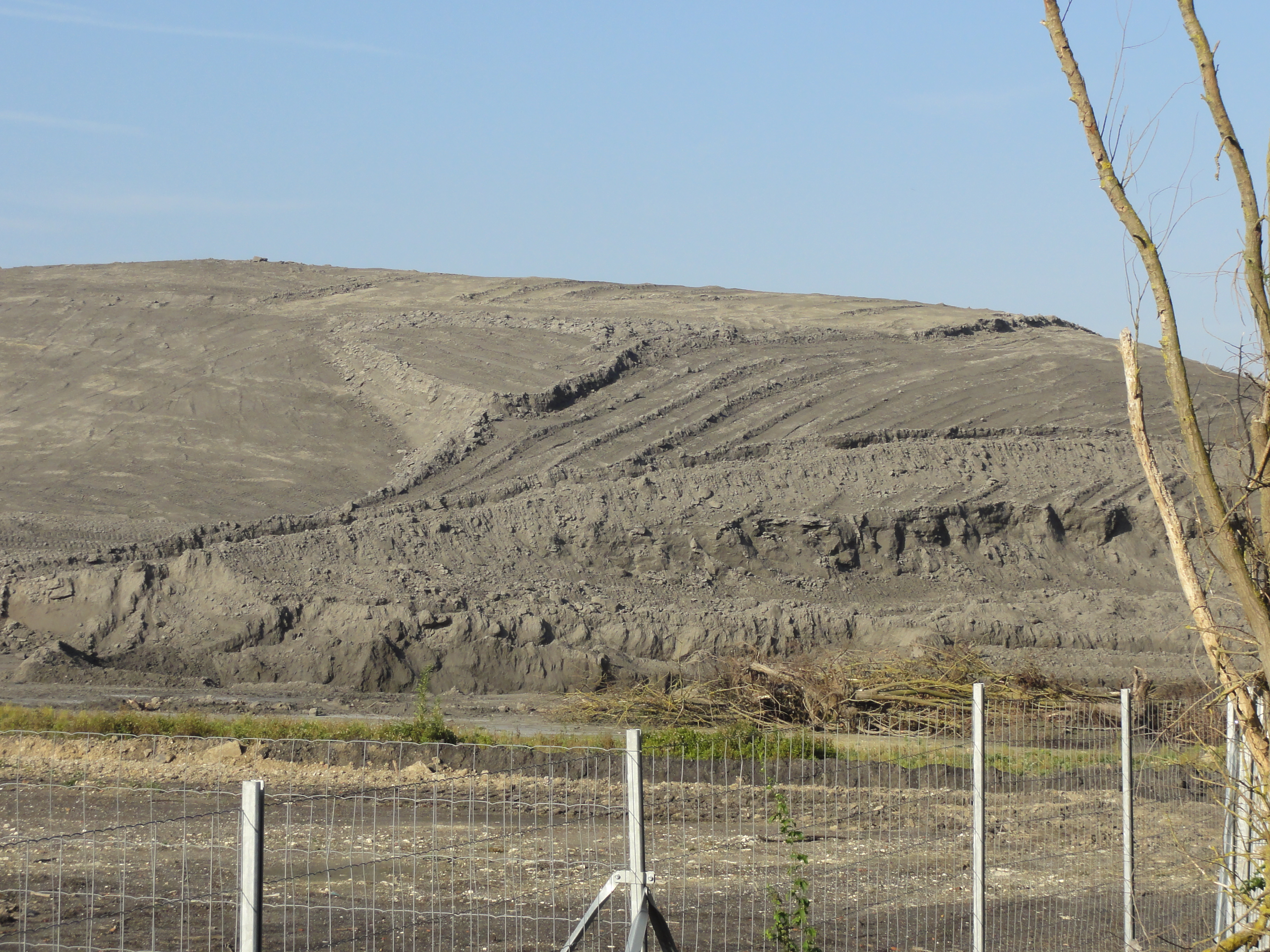
Le terril Cendres de Vermelles.

50° 30′ 00″ N, 2° 44′ 28″ E
Le terril no 64, Cendres de Vermelles, situé à Vermelles, est un terril de cendres et exploité.

### Terrilno65, 10 de Béthune Est

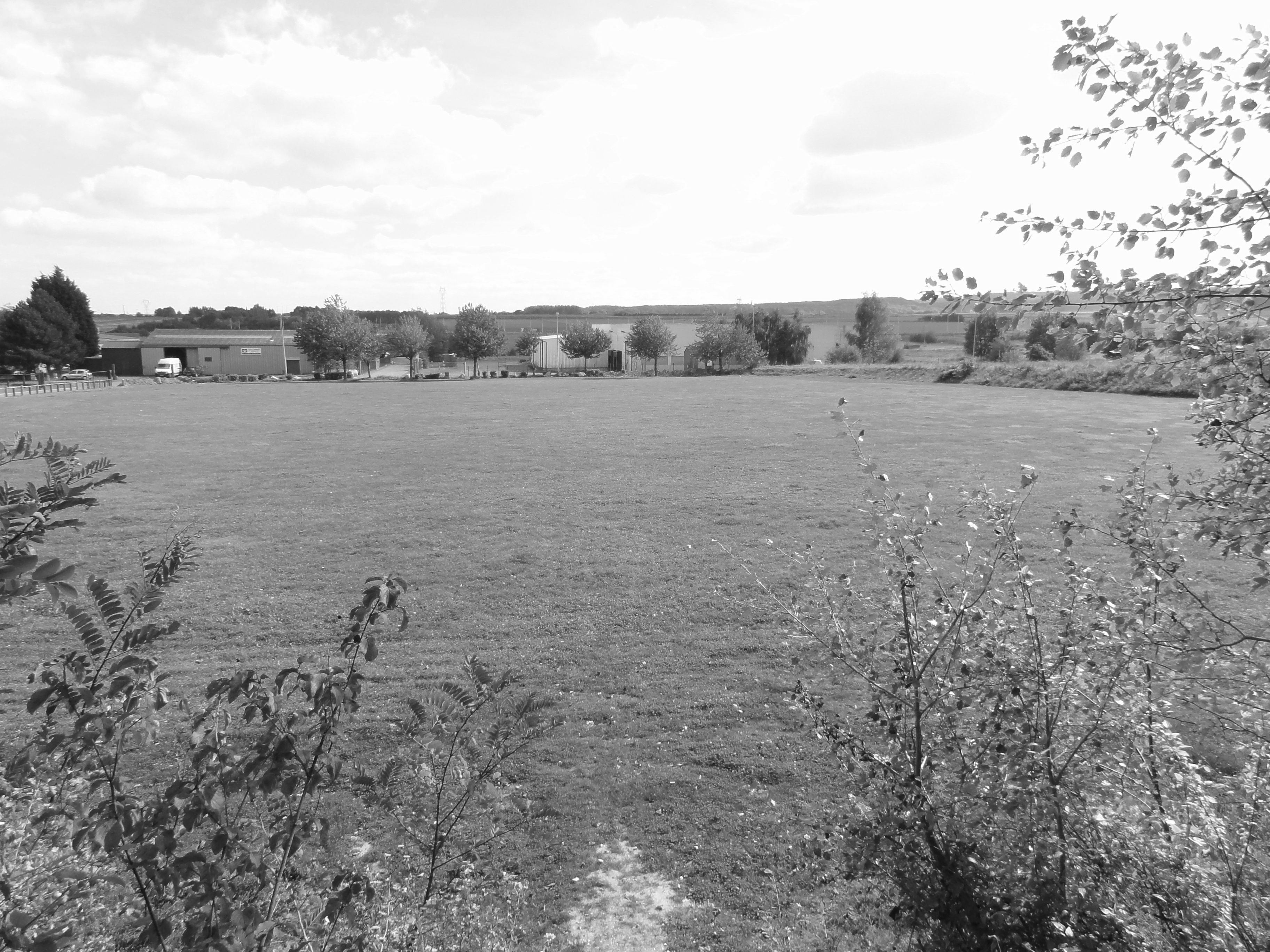
Le terril 10 de Béthune Est.

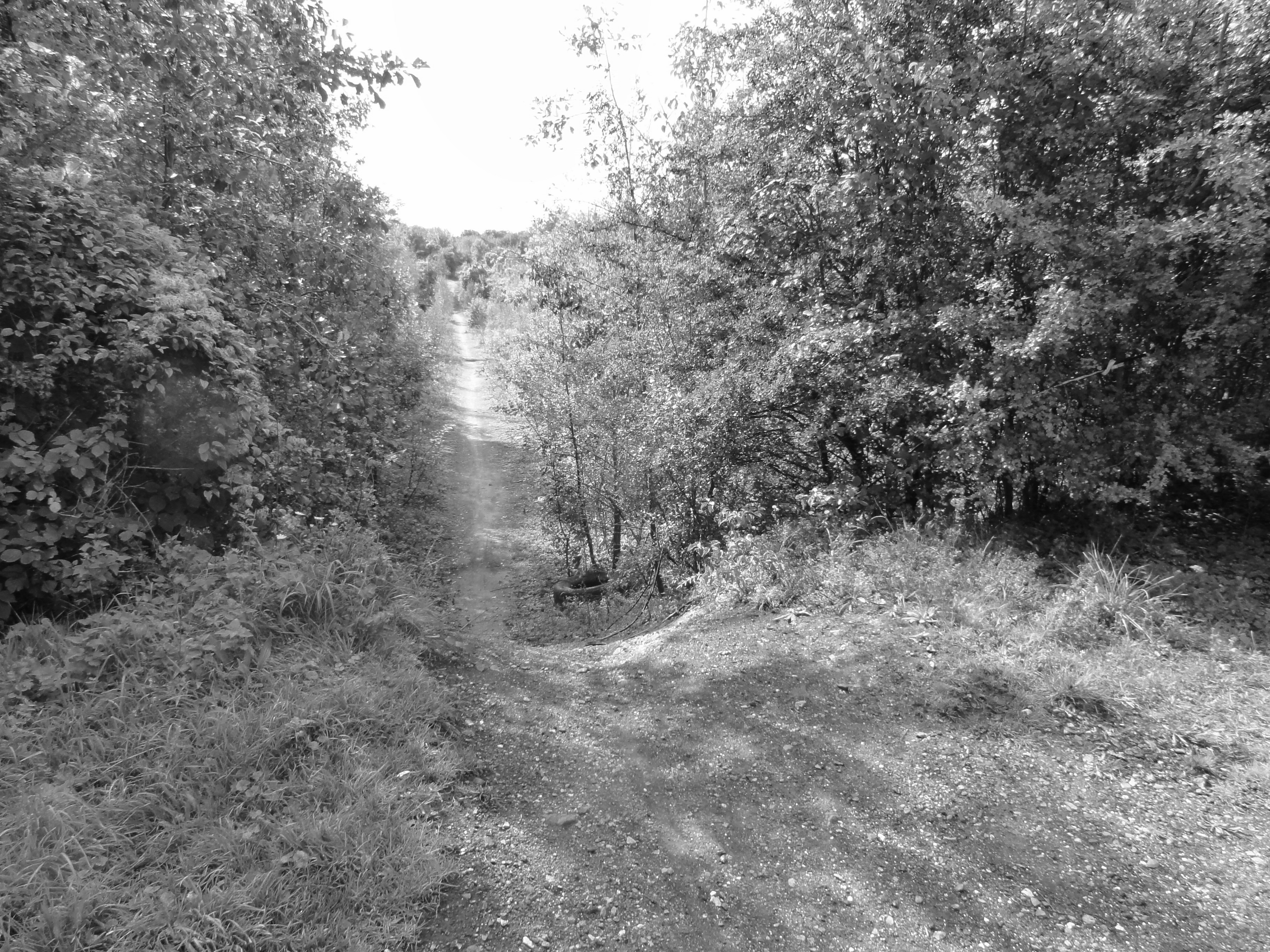
Le terril 10 de Béthune Ouest.

50° 26′ 19″ N, 2° 41′ 32″ E
Le terril no 65, 10 de Béthune Est, situé à Aix-Noulette, a été alimenté par la fosse no 10 - 10 bis des mines de Béthune, située à Sains-en-Gohelle. Le terril a été exploité, et les terrains reconvertis en zone industrielle, il a donc disparu.

### Terrilno65A, 10 de Béthune Ouest
50° 26′ 25″ N, 2° 41′ 17″ E
Le terril no 65A, 10 de Béthune Ouest, situé à Sains-en-Gohelle, est un des deux terrils de la fosse no 10 - 10 bis des mines de Béthune. Exploité en très grande partie, il est entièrement boisé.

### Terrilno66, 11 de Nœux
50° 30′ 48″ N, 2° 37′ 33″ E

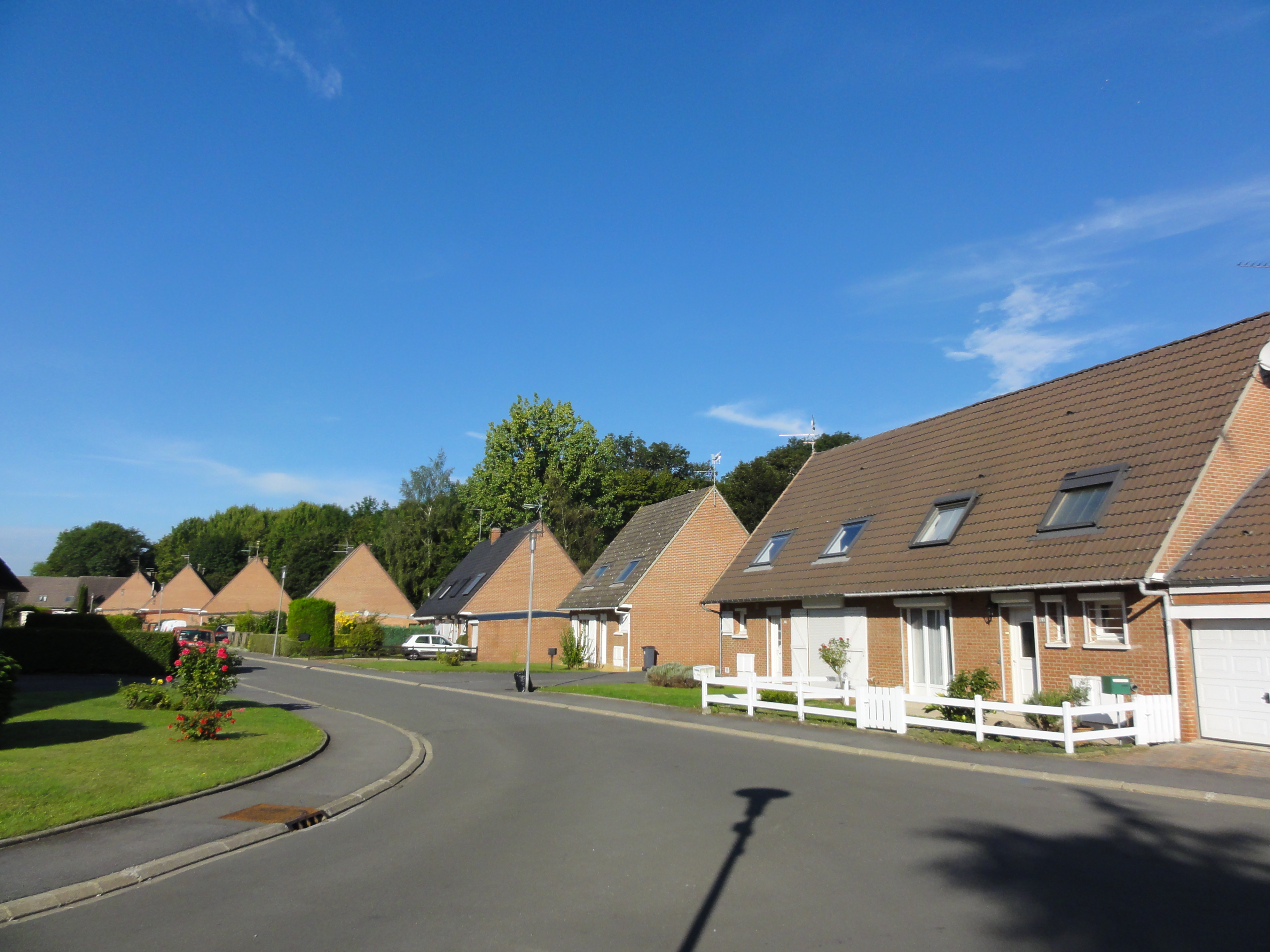
Le site du terril 11 de Nœux.

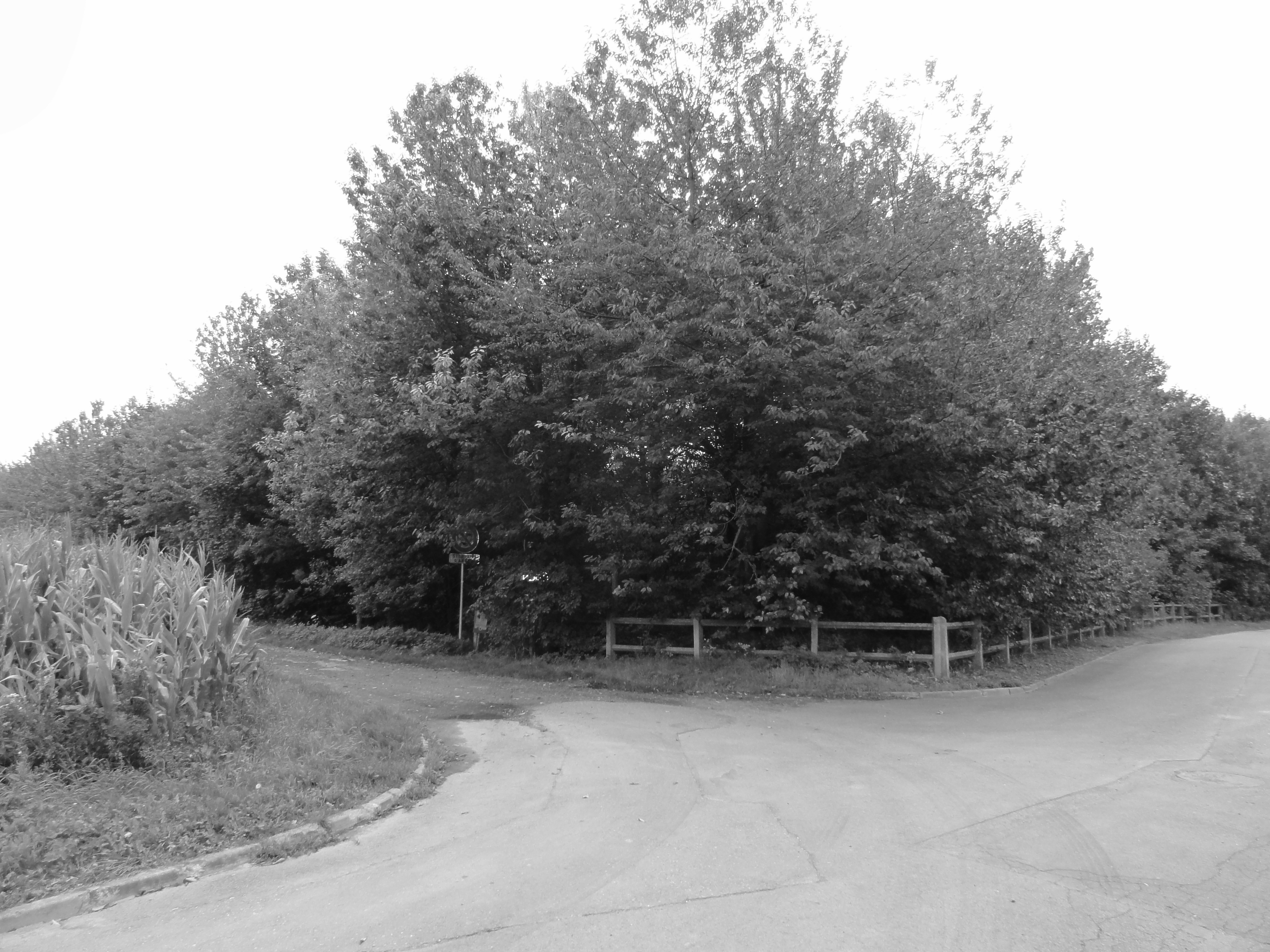
Le terril 13 bis de Lens.

Le terril no 66, 11 de Nœux, disparu, situé à Fouquières-lès-Béthune, était le terril de la fosse no 11 des mines de Nœux. Il a été intégralement exploité, et le site est devenu un lotissement.

### Terrilno67, 13 bis de Lens
50° 28′ 45″ N, 2° 49′ 13″ E
Le terril no 67, 13 bis de Lens, situé à Bénifontaine, est le terril plat de la fosse no 13 bis des mines de Lens. Il a été édifié par les déblais retirés lors du fonçage du puits.

### Terrilno68, 9 de Lens
50° 25′ 49″ N, 2° 48′ 39″ E

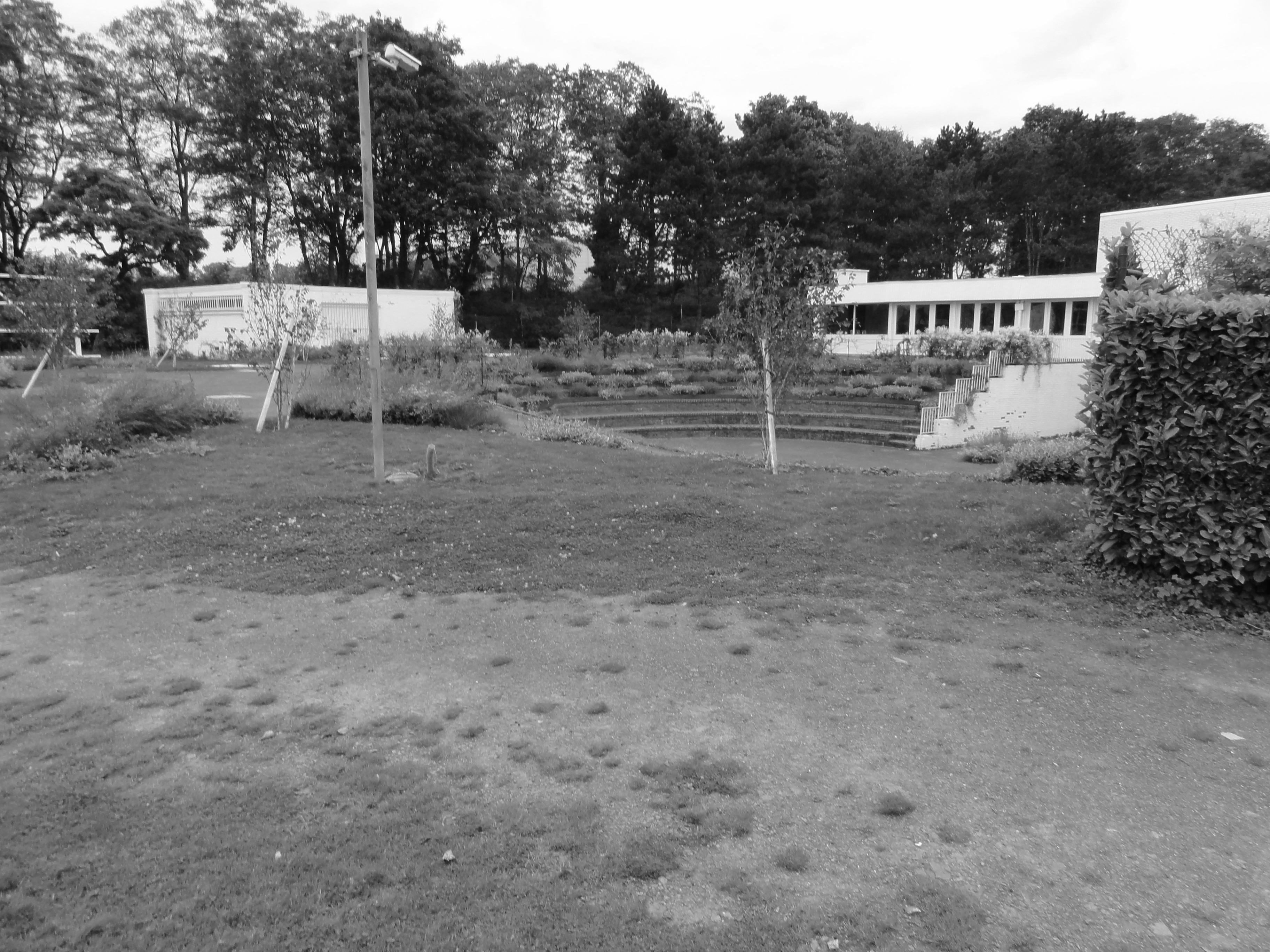
Le terril 9 de Lens.

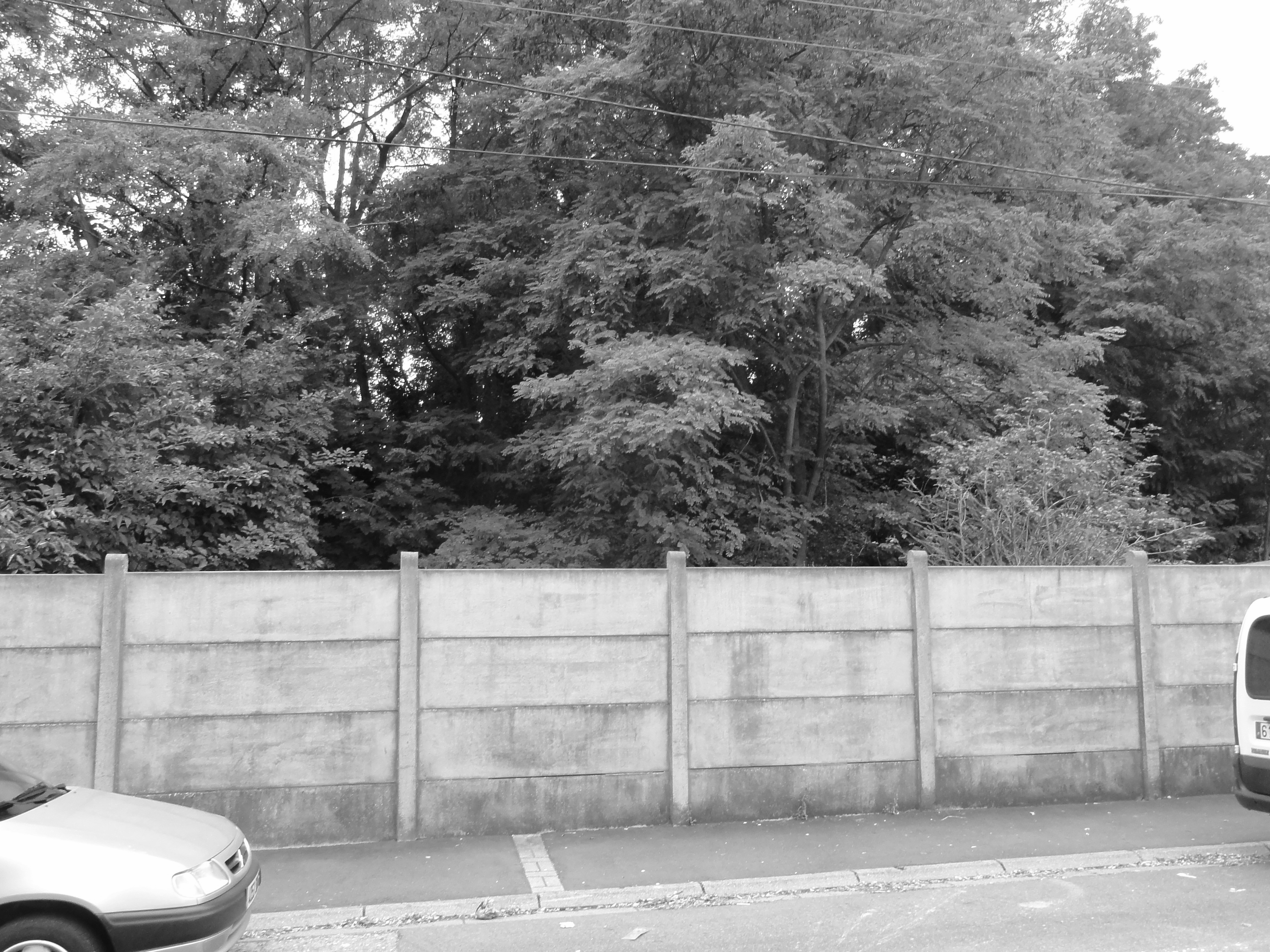
Le terril Cavalier du 9 de Lens.

Le terril no 68, 9 de Lens, situé à Lens, est le terril plat de la fosse no 9 des mines de Lens. Sur une partie du site, des installations sportives ont été installées, l'autre partie, est le site du Louvre-Lens.

### Terrilno68A, Cavalier du 9 de Lens
50° 25′ 46″ N, 2° 48′ 51″ E
Le terril no 68A, Cavalier du 9 de Lens, situé à Lens, est le terril cavalier reliant la fosse no 9 des mines de Lens au triage de la gare de Lens. Il est entièrement boisé.

### Terrilno69, 2 de Meurchin

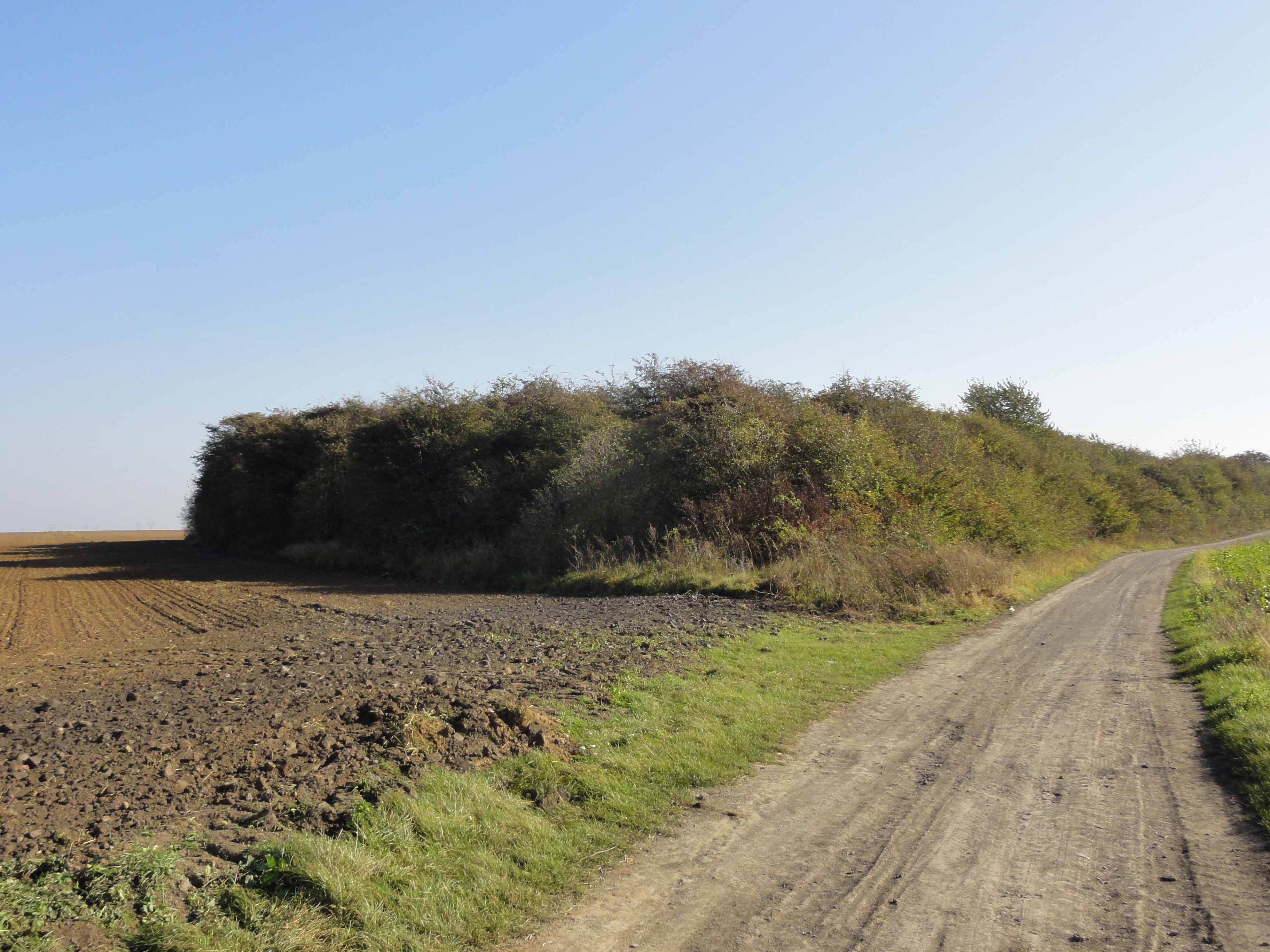
Le terril 2 de Meurchin.

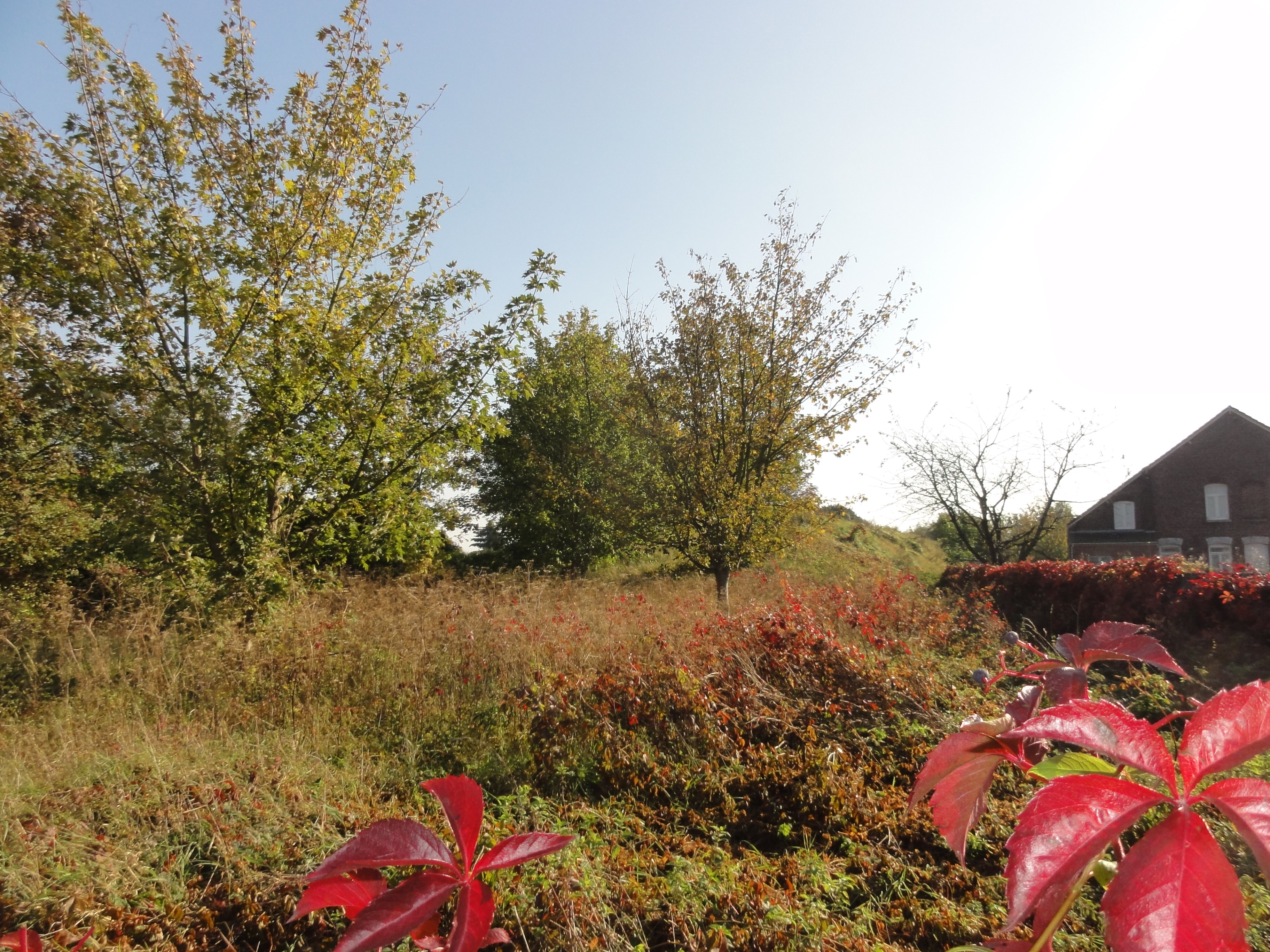
Le terril Cavalier du 2 de Meurchin.

50° 29′ 58″ N, 2° 54′ 19″ E
Le terril no 69, 2 de Meurchin, situé à Meurchin, est le petit terril plat de la fosse no 2 - 7 des mines de Meurchin.

### Terrilno69A, Cavalier du 2 de Meurchin
50° 30′ 05″ N, 2° 53′ 50″ E
Le terril no 69A, Cavalier du 2 de Meurchin, situé à Meurchin, est le terril cavalier de la fosse no 2 - 7 des mines de Meurchin, il permettait avant que le pont ne soit détruit de franchir la ligne de Lens à Don-Sainghin.

### Terrilno70, 3 - 4 de Meurchin Est chemin des îles

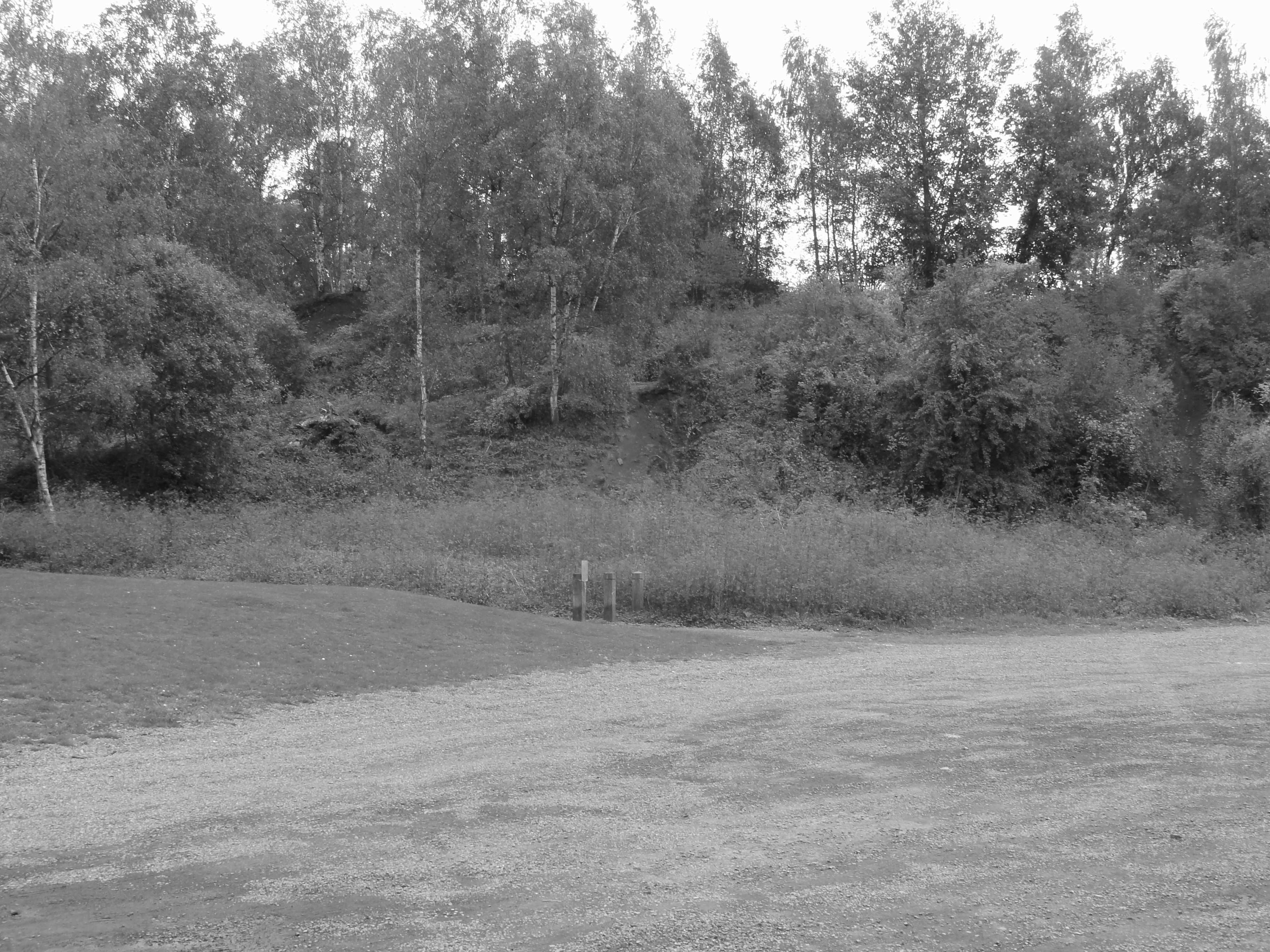
Le terril 3 - 4 de Meurchin Est chemin des îles.

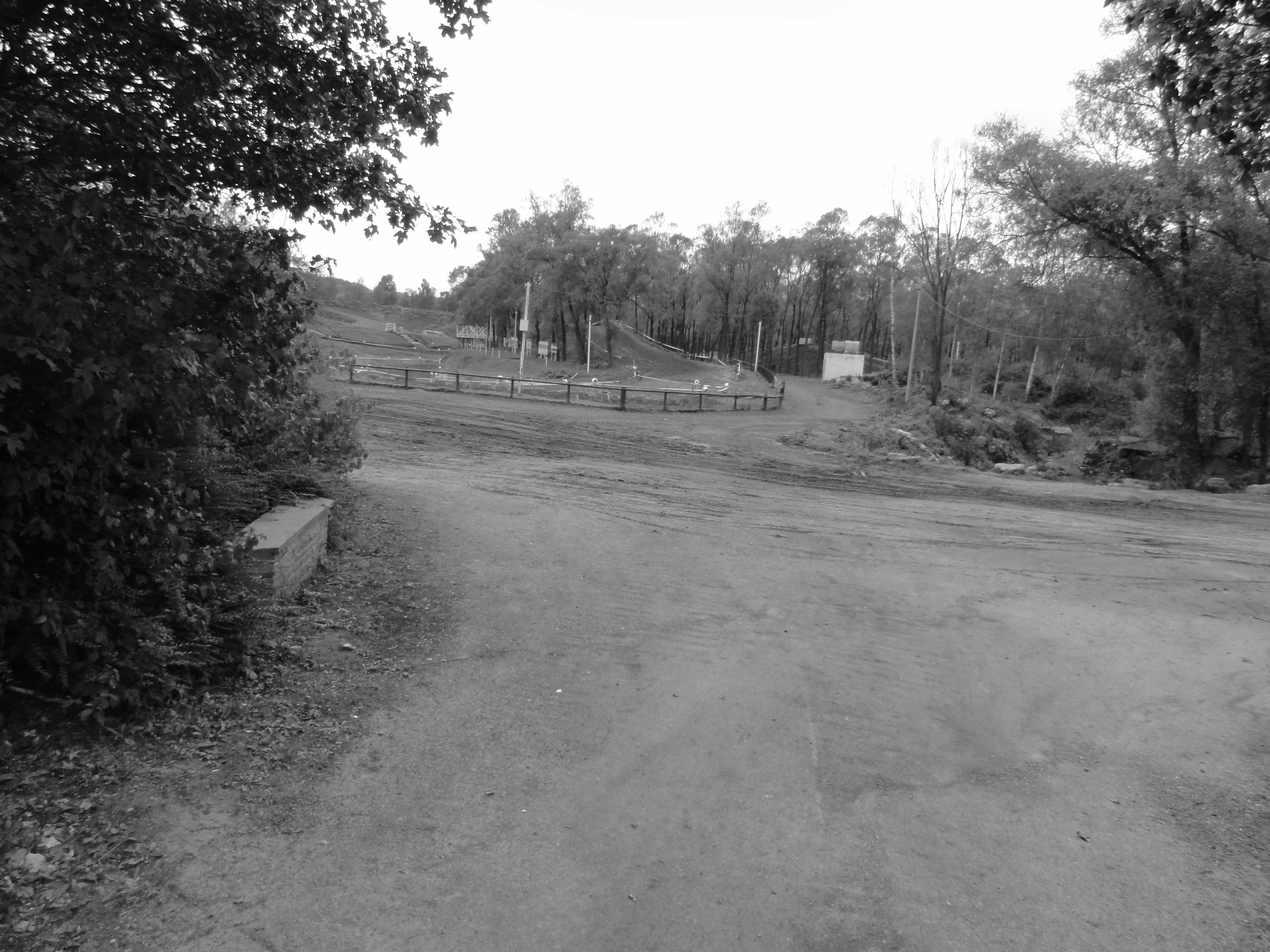
Le terril 3 - 4 de Meurchin Ouest chemin des îles.

50° 30′ 28″ N, 2° 52′ 02″ E
Le terril no 70, 3 - 4 de Meurchin Est chemin des îles, situé à Billy-Berclau, est un des terrils plats de la fosse no 3 - 4 des mines de Meurchin puis de Lens.

### Terrilno70A, 3 - 4 de Meurchin Ouest chemin des îles
50° 30′ 13″ N, 2° 51′ 12″ E
Le terril no 70A, 3 - 4 de Meurchin Ouest chemin des îles, situé à Douvrin, est un des terrils plats de la fosse no 3 - 4 des mines de Meurchin puis de Lens.

### Terrilno70B, Acacias
50° 30′ 06″ N, 2° 50′ 58″ E

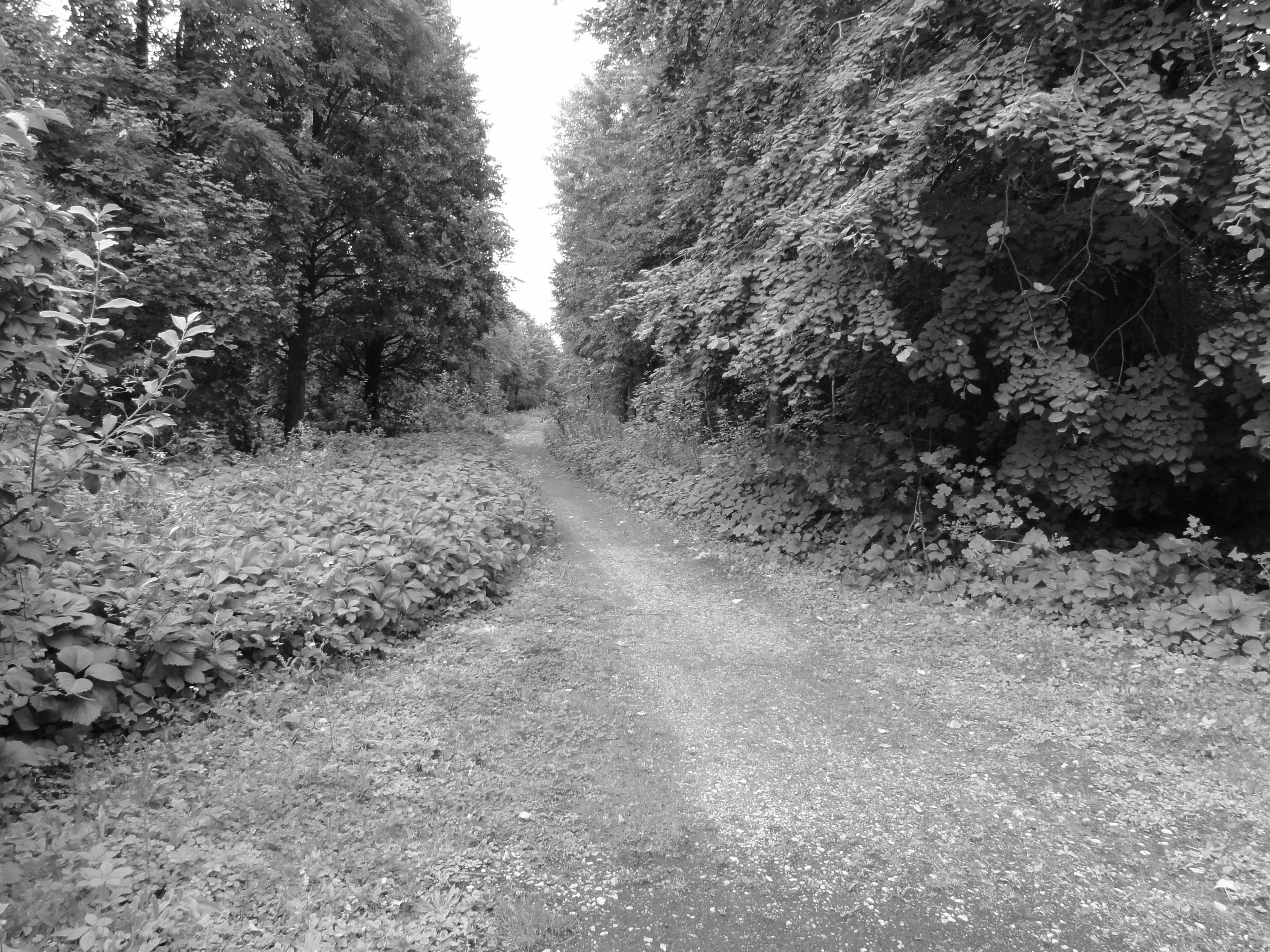
Le terril Acacias.

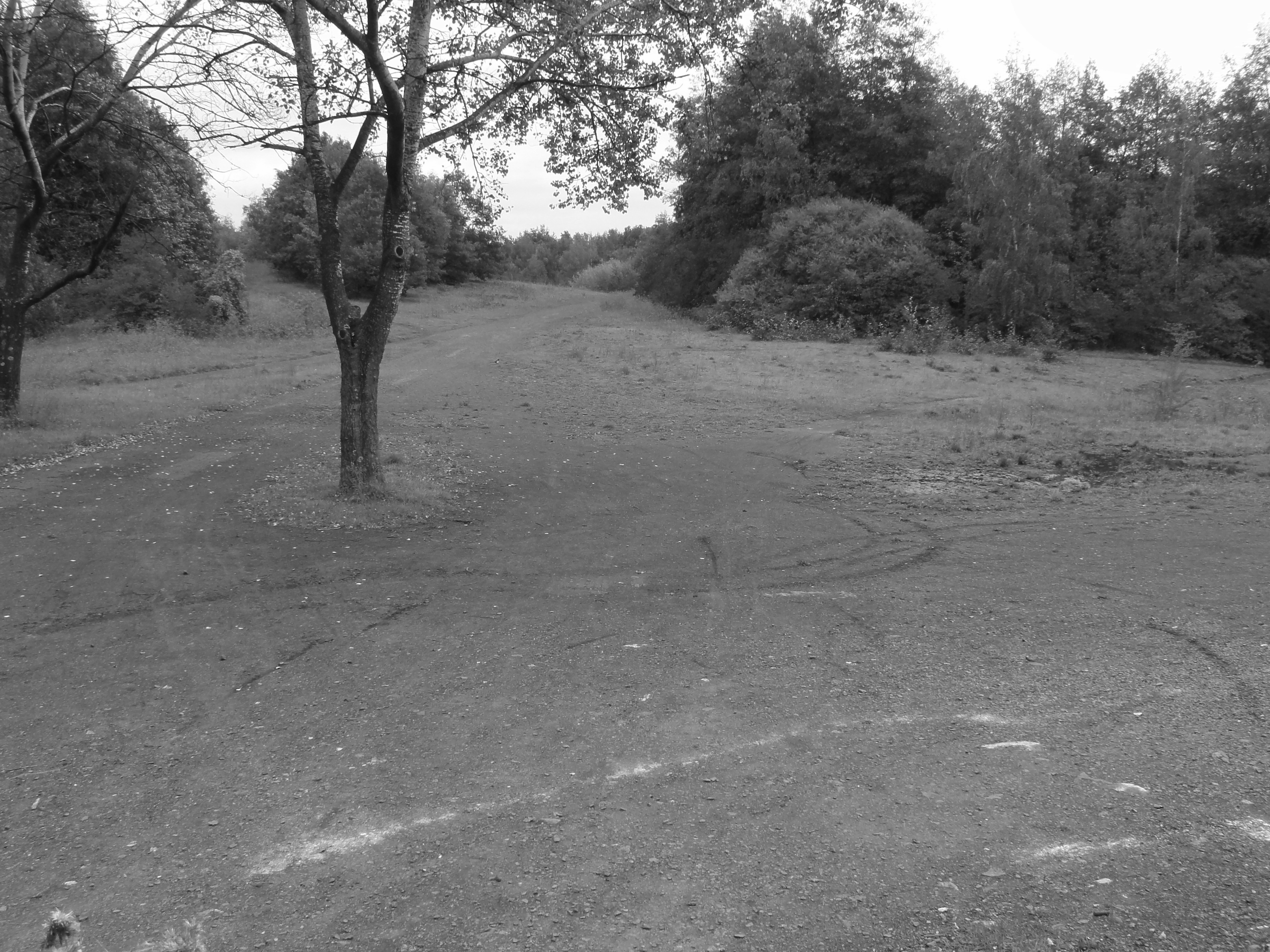
Le terril 3 - 4 de Meurchin.

Le terril no 70B, Acacias, situé à Wingles, est un des terrils plats de la fosse no 3 - 4 des mines de Meurchin puis de Lens.

### Terrilno70C1+C2, 3 - 4 de Meurchin
50° 30′ 05″ N, 2° 52′ 22″ E
Le terril no 70C1+C2, 3 - 4 de Meurchin, situé à Wingles, est un des terrils plats de la fosse no 3 - 4 des mines de Meurchin puis de Lens.

### Terrilno70D, 3 - 4 de Meurchin marais à tanches

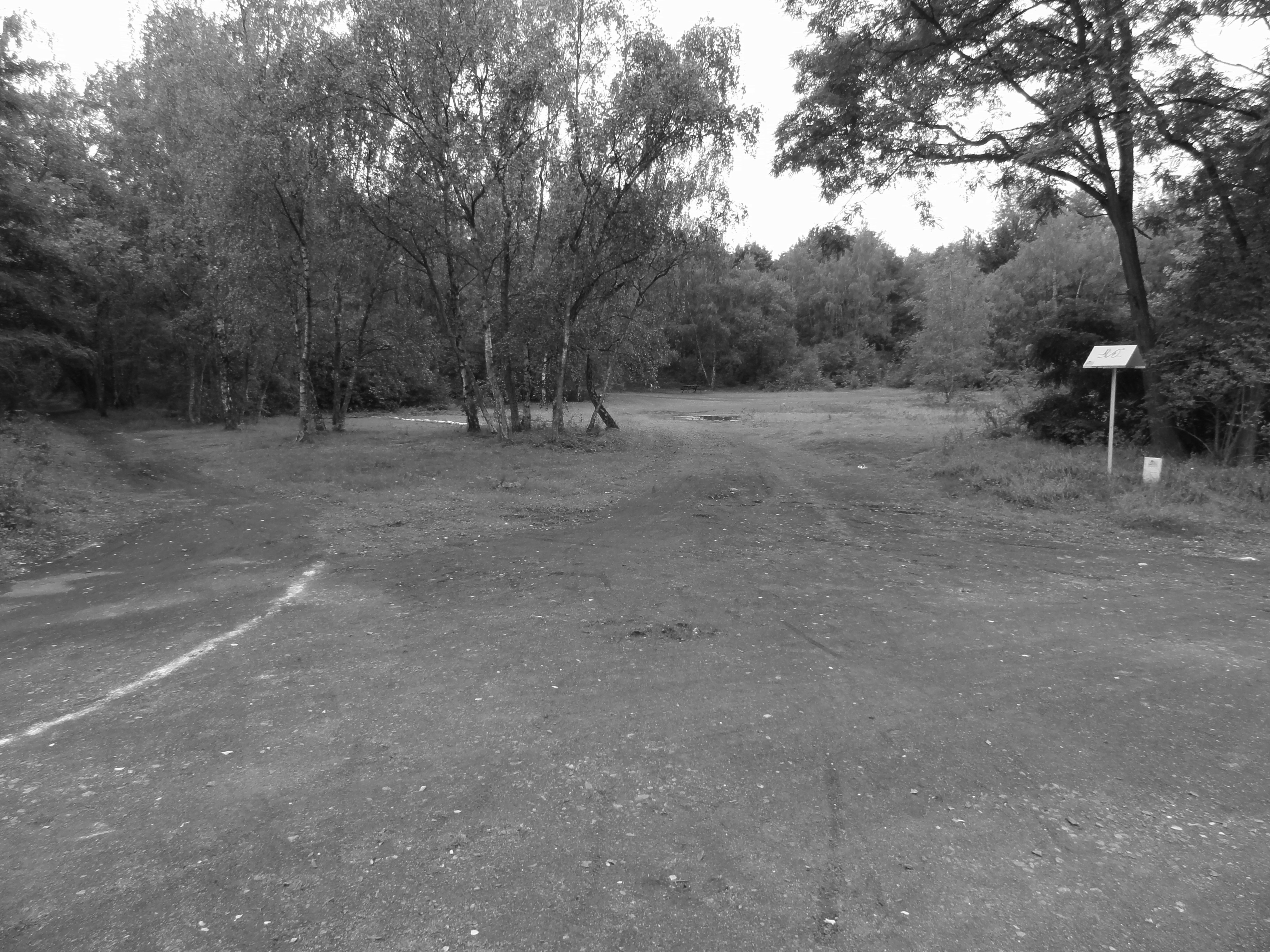
Le terril 3 - 4 de Meurchin marais à tanches.

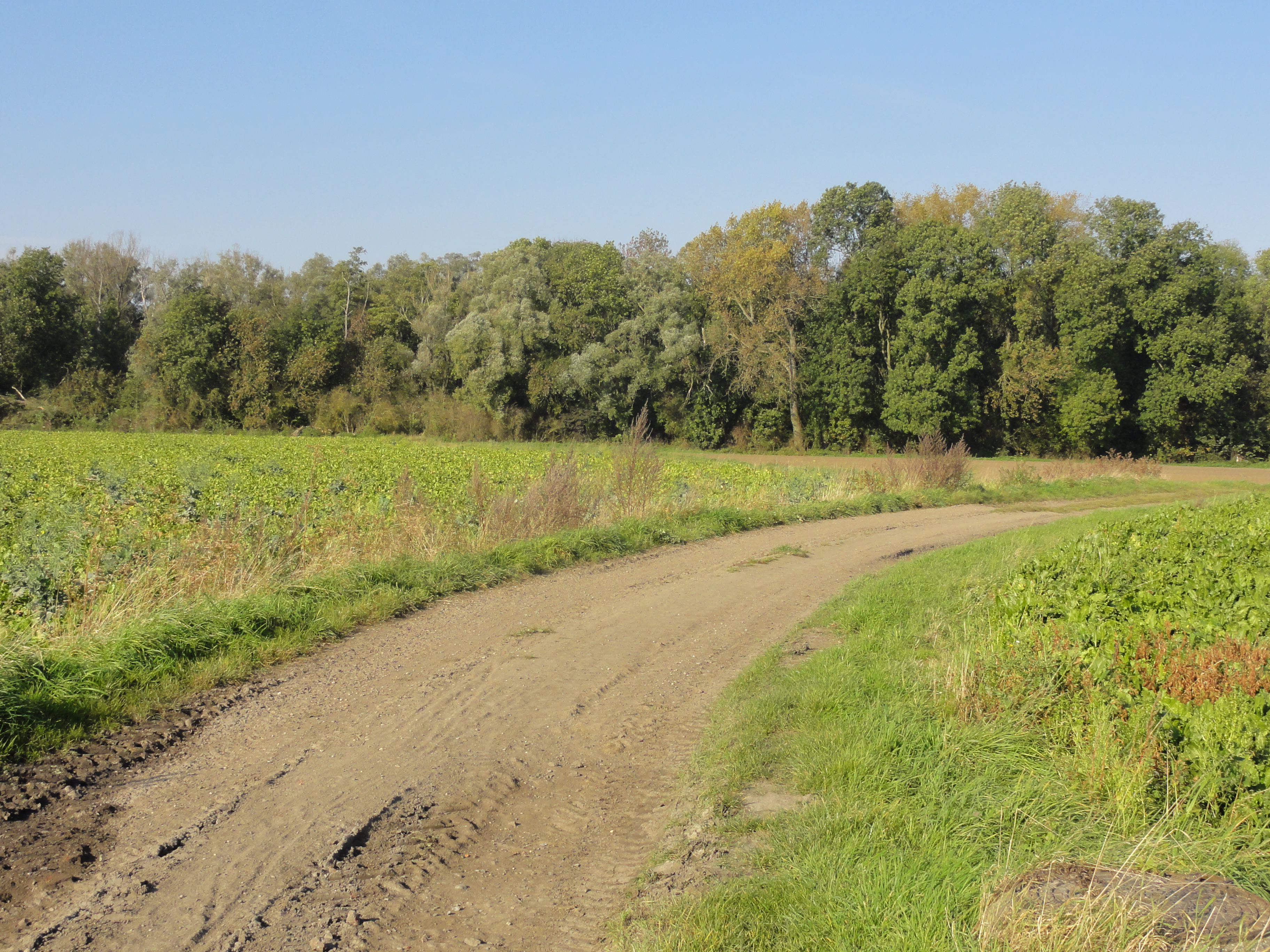
Le terril 3 - 4 de Meurchin marais des îles.

50° 30′ 01″ N, 2° 52′ 09″ E
Le terril no 70D, 3 - 4 de Meurchin marais à tanches, situé à Wingles, est un des terrils plats de la fosse no 3 - 4 des mines de Meurchin puis de Lens.

### Terrilno70E, 3 - 4 de Meurchin marais des îles
50° 30′ 19″ N, 2° 53′ 03″ E
Le terril no 70E, 3 - 4 de Meurchin marais des îles, situé à Meurchin, est un des terrils plats de la fosse no 3 - 4 des mines de Meurchin puis de Lens, c'est le seul à être situé à l'est de la Deûle.

### Terrilno71, 2 de Liévin

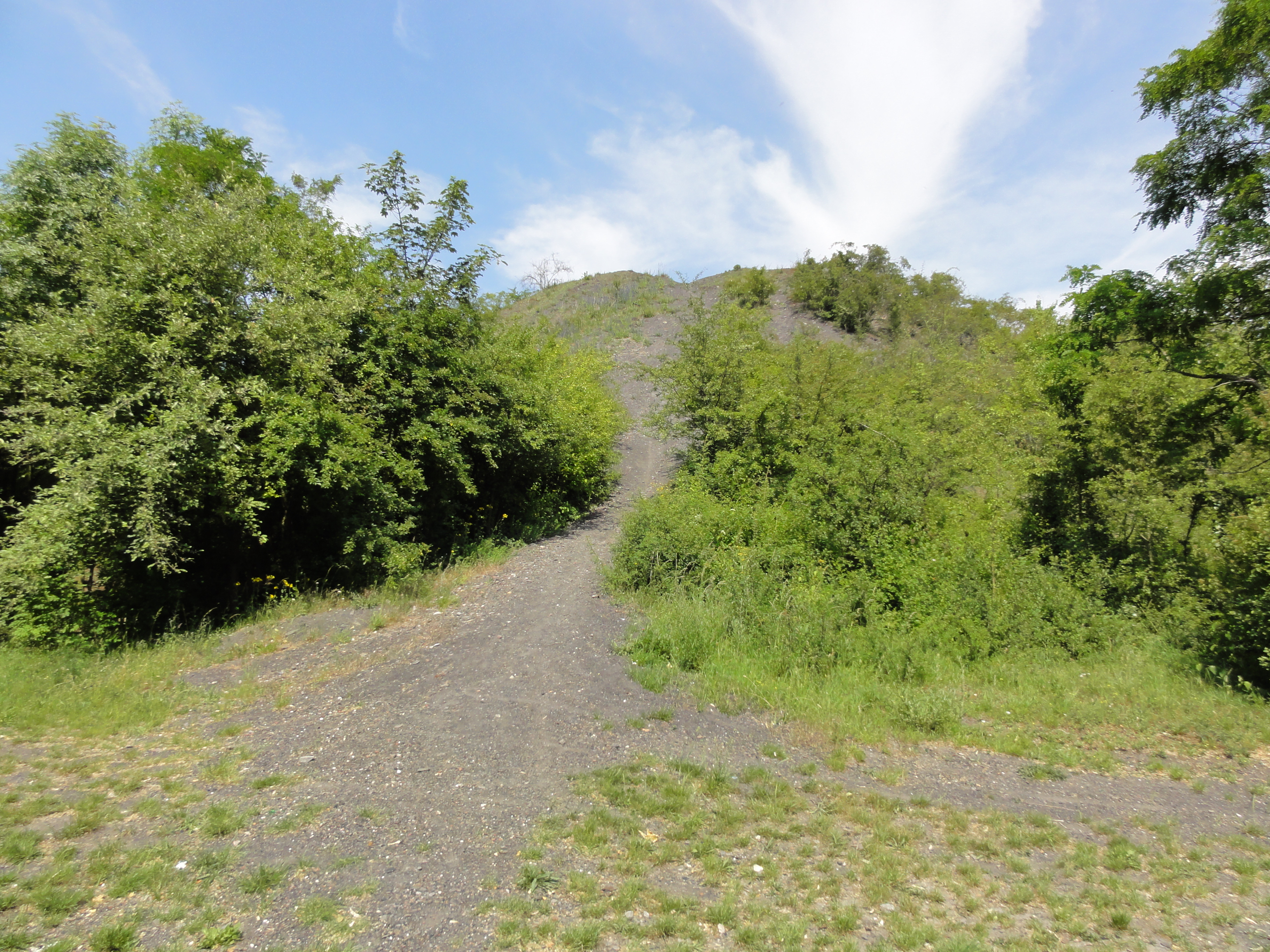
Le sommet du terril du 2 de Liévin.

50° 25′ 59″ N, 2° 45′ 11″ E
Le terril no 71, 2 de Liévin, situé à Liévin, a été formé à partir de 1870, peu de temps après que la Compagnie des mines de Liévin a racheté la fosse à la Société d'Aix. Il s'agit d'un terril plat, dont un cône de petite taille a été édifié dessus. La fosse no 2 a fermé en 1936, date à laquelle le terril a cessé d'être alimenté. Il n'a jamais été exploité, et est entièrement boisé.

### Terrilno72, 5 de Liévin
50° 25′ 34″ N, 2° 44′ 48″ E
Le terril no 72, 5 de Liévin, situé à Liévin, alimenté par la fosse no 5 - 5 bis des mines de Liévin, a été en très grande partie exploité.

### Terrilno72A, Cavalier du 5 de Liévin
50° 25′ 37″ N, 2° 44′ 53″ E
Le terril no 72A, Cavalier du 5 de Liévin, disparu, situé à Liévin, était le terril cavalier reliant la fosse no 5 - 5 bis des mines de Liévin au réseau ferroviaire de la compagnie.

### Terrilno73, 18 de Lens
50° 29′ 37″ N, 2° 47′ 51″ E

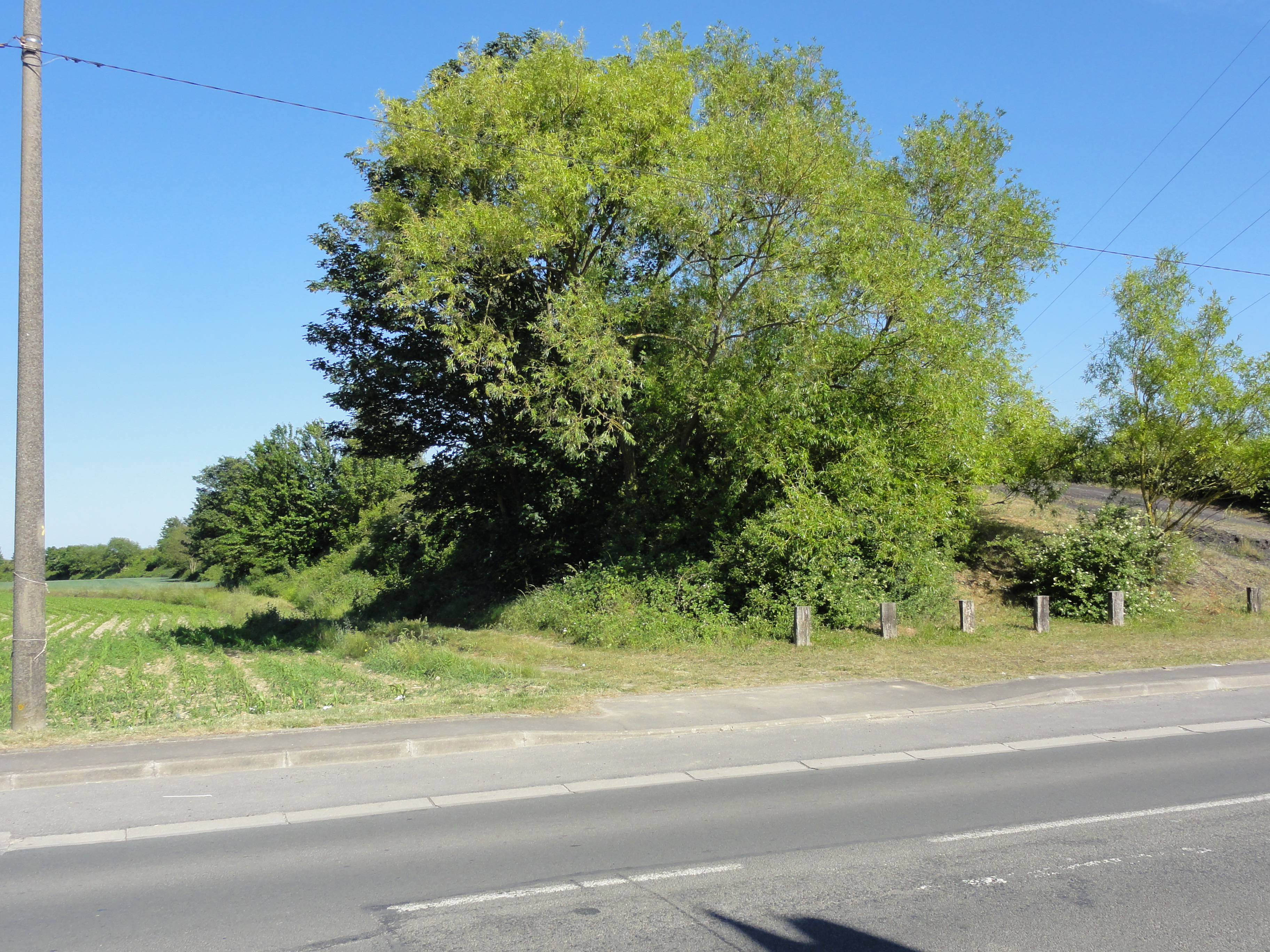
Le terril cavalier du 18 de Lens.

Le terril no 73, 18 de Lens, situé à Haisnes, est le terril conique de la fosse no 18 - 18 bis du Groupe de Lens, sise à Hulluch. Il a été en grande partie exploité.

### Terrilno73B, Cavalier du 18 de Lens
50° 29′ 45″ N, 2° 48′ 05″ E
Le terril no 73B, Cavalier du 18 de Lens, situé à Haisnes, est le terril cavalier raccordant la fosse no 18 - 18 bis du Groupe de Lens au réseau ferroviaire de la Compagnie des mines de Lens. Le terril a été édifié après la Nationalisation, à l'instar du terril no 73.

### Terrilno74, 11 - 19 de Lens Est

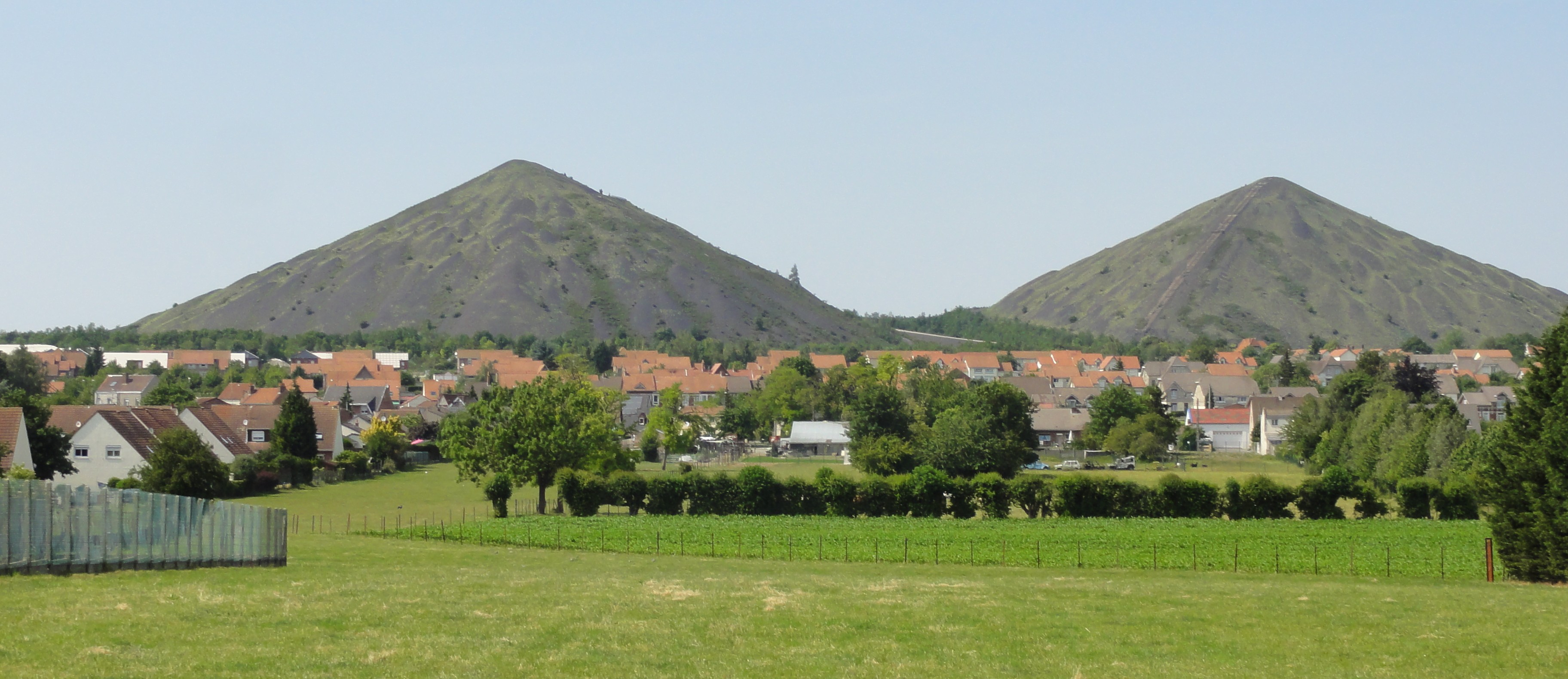
Les trois terrils du 11 - 19 de Lens.

50° 26′ 43″ N, 2° 46′ 59″ E
Le terril no 74, 11 - 19 de Lens Est, situé à Loos-en-Gohelle, est un des trois terrils de la fosse no 11 - 19 des mines de Lens. Il s'agit d'un terril conique. C'est avec le no 74A le plus haut d'Europe.

### Terrilno74A, 11 - 19 de Lens Ouest
50° 26′ 35″ N, 2° 46′ 42″ E
Le terril no 74A, 11 - 19 de Lens Ouest, situé à Loos-en-Gohelle, est un des trois terrils de la fosse no 11 - 19 des mines de Lens. Il s'agit d'un terril conique.

### Terrilno74B, 11 - 19 de Lens Nouveau
50° 26′ 47″ N, 2° 46′ 40″ E
Le terril no 74B, 11 - 19 de Lens Nouveau, situé à Loos-en-Gohelle, est un des trois terrils de la fosse no 11 - 19 des mines de Lens. Il s'agit d'un terril tabulaire, et c'est le terril le plus récent.

### Terrilno75, Pinchonvalles

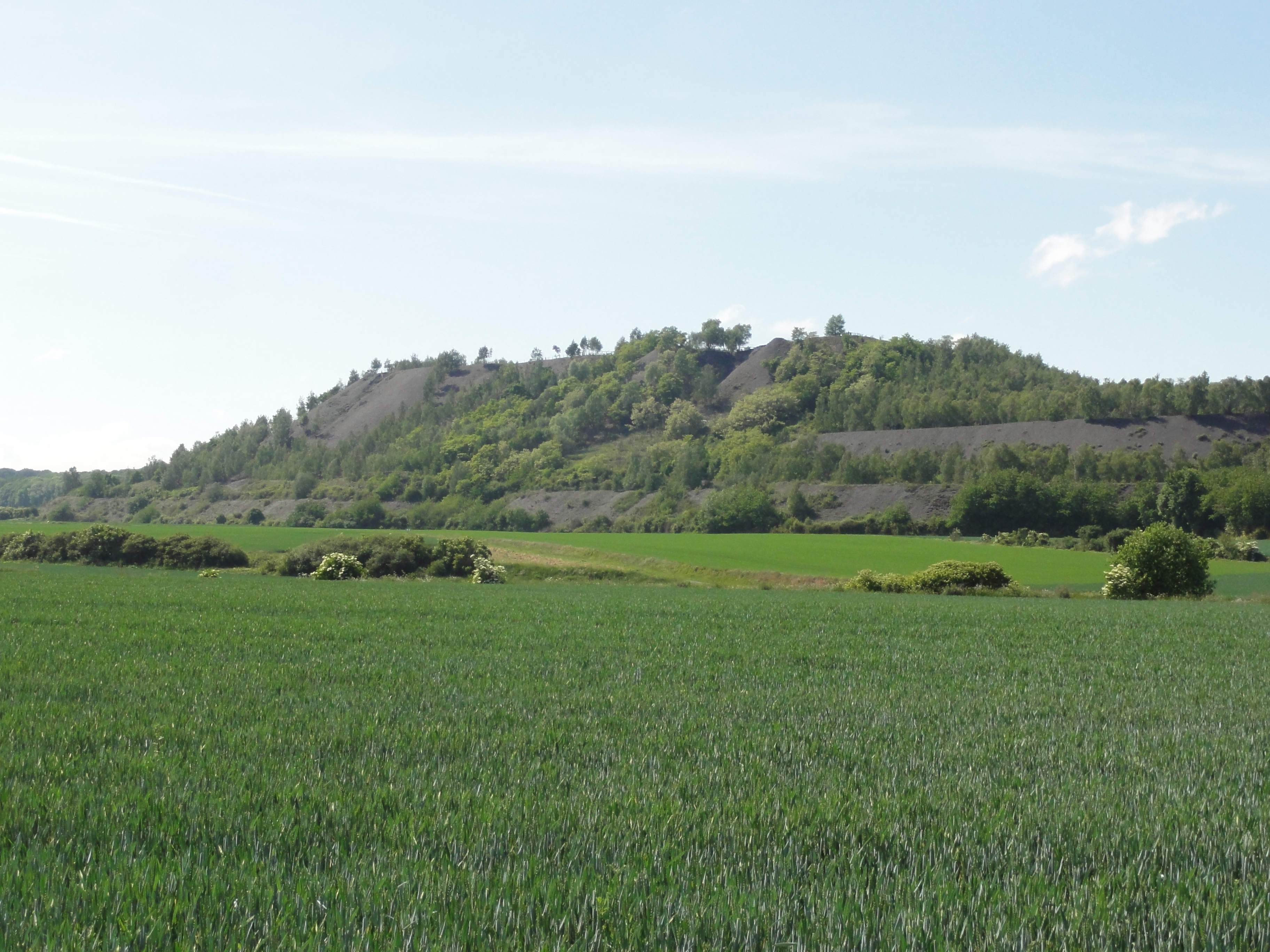
Le terril Pinchonvalles.

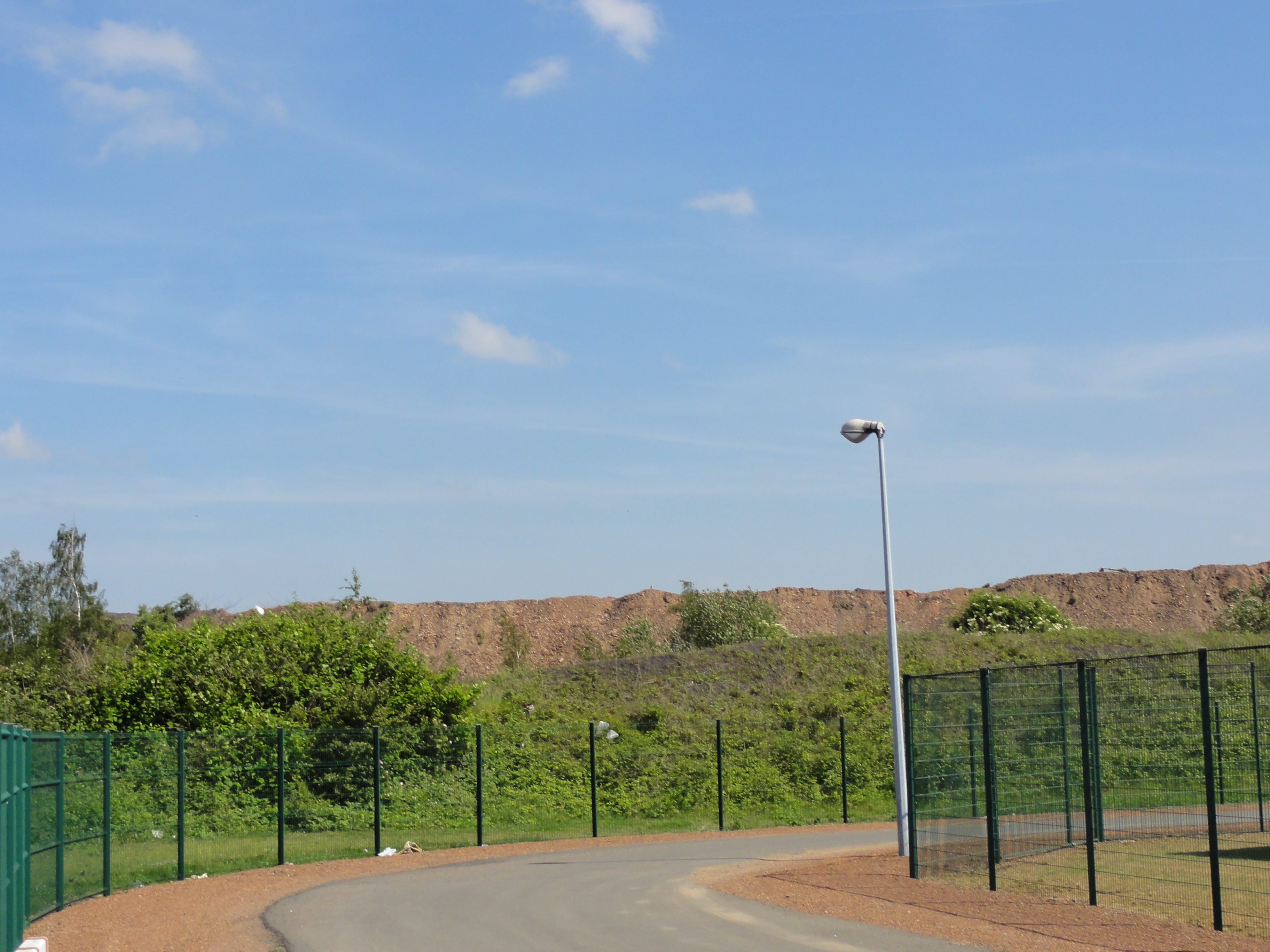
Le terril du 7 de Liévin.

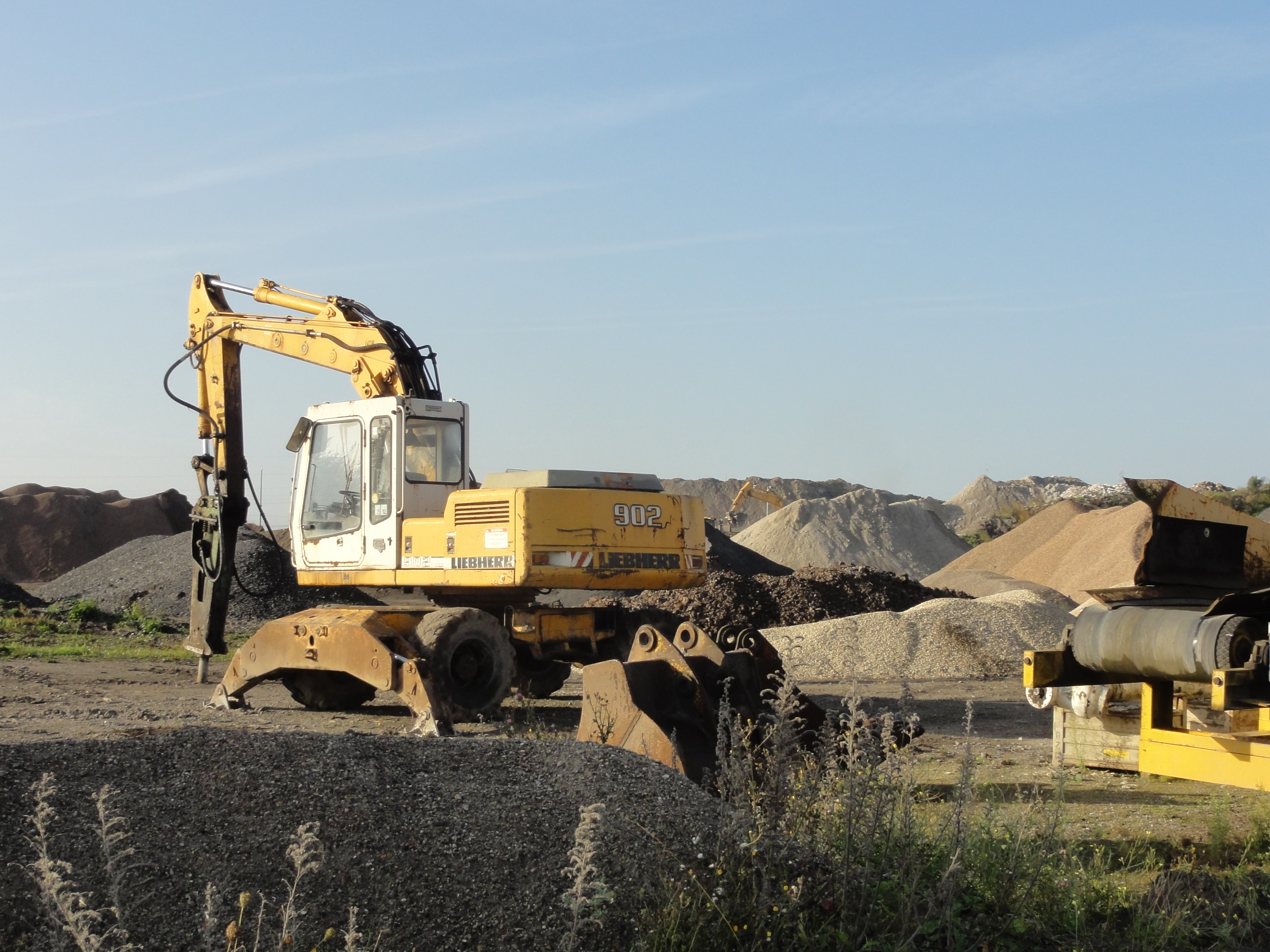
Le terril 8 de Béthune.

50° 24′ 18″ N, 2° 48′ 04″ E
Le terril no 75, Pinchonvalles, situé à Avion, est le terril tabulaire de la fosse no 6 - 6 bis des mines de Liévin. Il s'agit d'un des terrils les plus longs du bassin minier.

### Terrilno76, 7 de Liévin
50° 24′ 00″ N, 2° 49′ 07″ E
Le terril no 76, 7 de Liévin, situé à Avion (à 1,3 km du centre ville d’Avion), près de la RN17, est le terril conique de la fosse no 7 - 7 bis des mines de Liévin. C'est un terril en combustion, qui a été abondamment arrosé avec de l'eau de la nappe[réf. nécessaire]. Il est en cours d'exploitation (production de grave et gravillon pour les fonds de couches routières, exploitée par tranches horizontales de 5m d’épaisseur) ; il n'en reste que la base.

### Terrilno77, 8 de Béthune
50° 30′ 04″ N, 2° 47′ 04″ E
Le terril no 77, 8 de Béthune, situé à Auchy-les-Mines, est le terril conique de la fosse no 8 - 8 bis des mines de Béthune. Il a été exploité, il n'en subsiste plus que l'assise.

### Terrilno78, 15 de Lens
50° 27′ 11″ N, 2° 48′ 03″ E

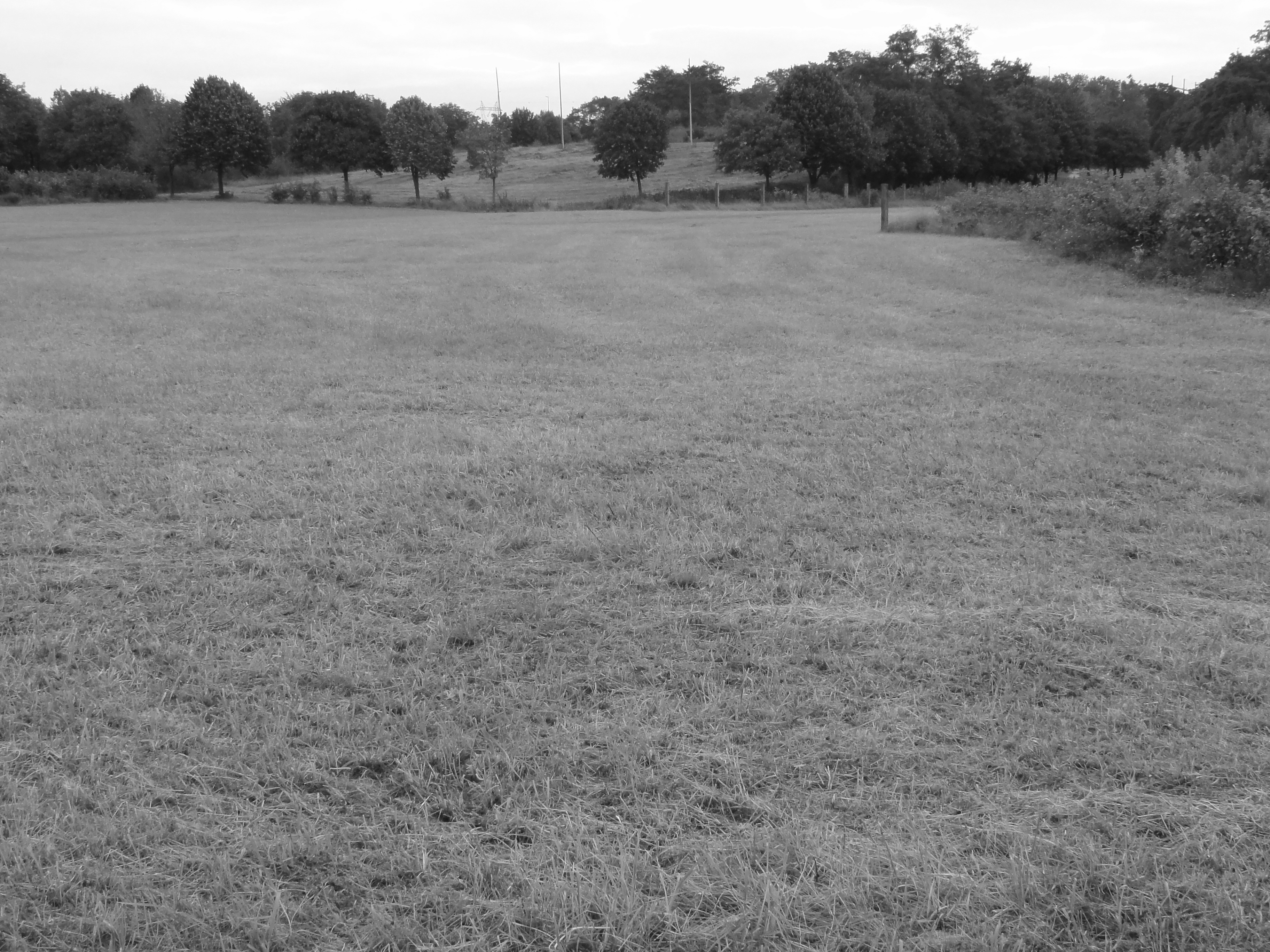
Le terril 15 de Lens.

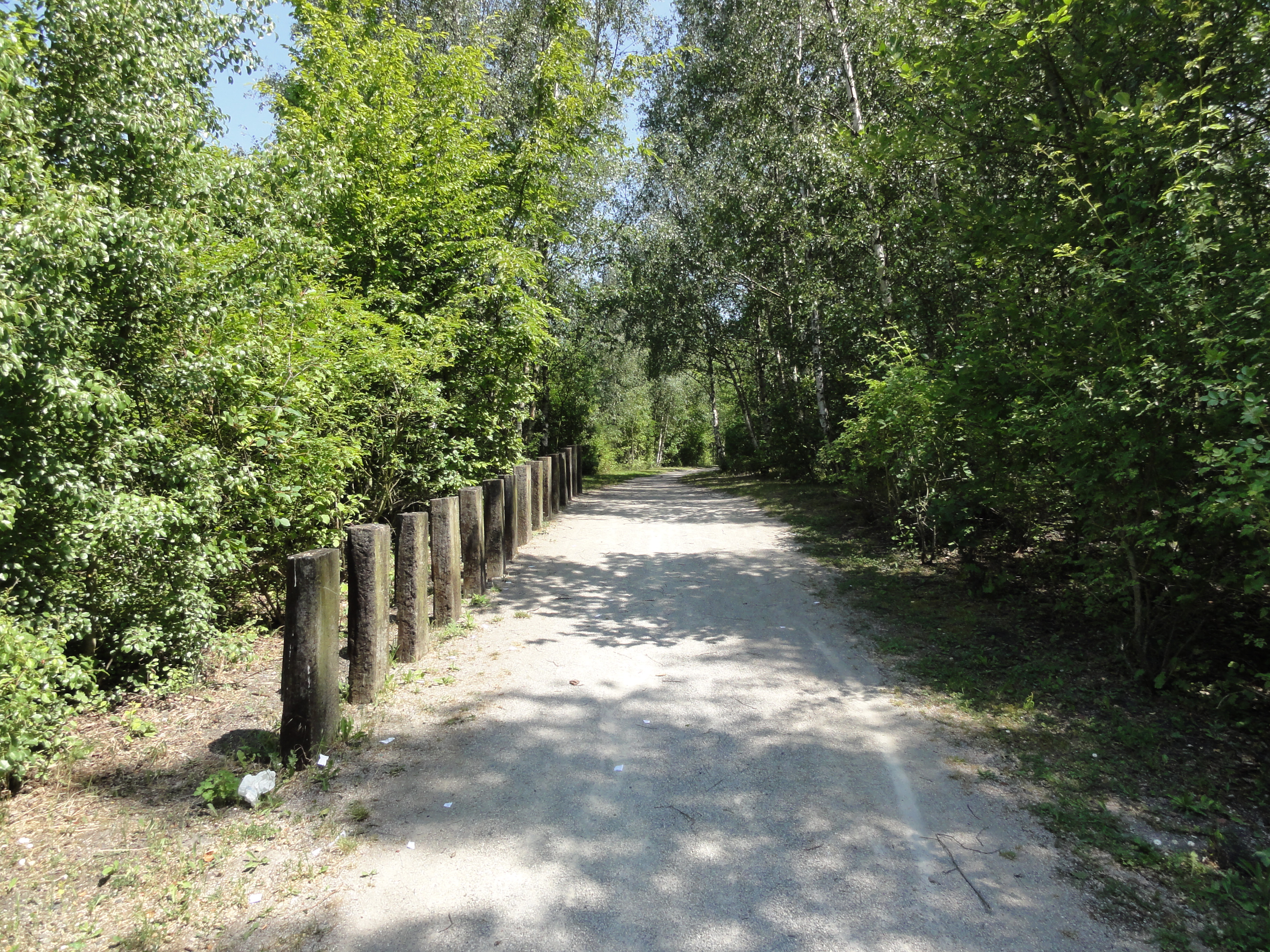
Le terril Cavalier du 15 de Lens.

Le terril no 78, 15 de Lens, situé à Loos-en-Gohelle, est le terril conique de la fosse no 15 - 15 bis des mines de Lens. Exploité, il en subsiste la base.

### Terrilno78A, Cavalier du 15 de Lens
50° 26′ 56″ N, 2° 48′ 18″ E
Le terril no 78A, Cavalier du 15 de Lens, situé à Loos-en-Gohelle, est le terril cavalier à partir duquel nait l'embranchement vers la fosse no 15 - 15 bis des mines de Lens. Dans les faits, il est situé juste au nord de la fosse no 12. Il est entièrement boisé.

### Terrilno79, 16 de Lens Est

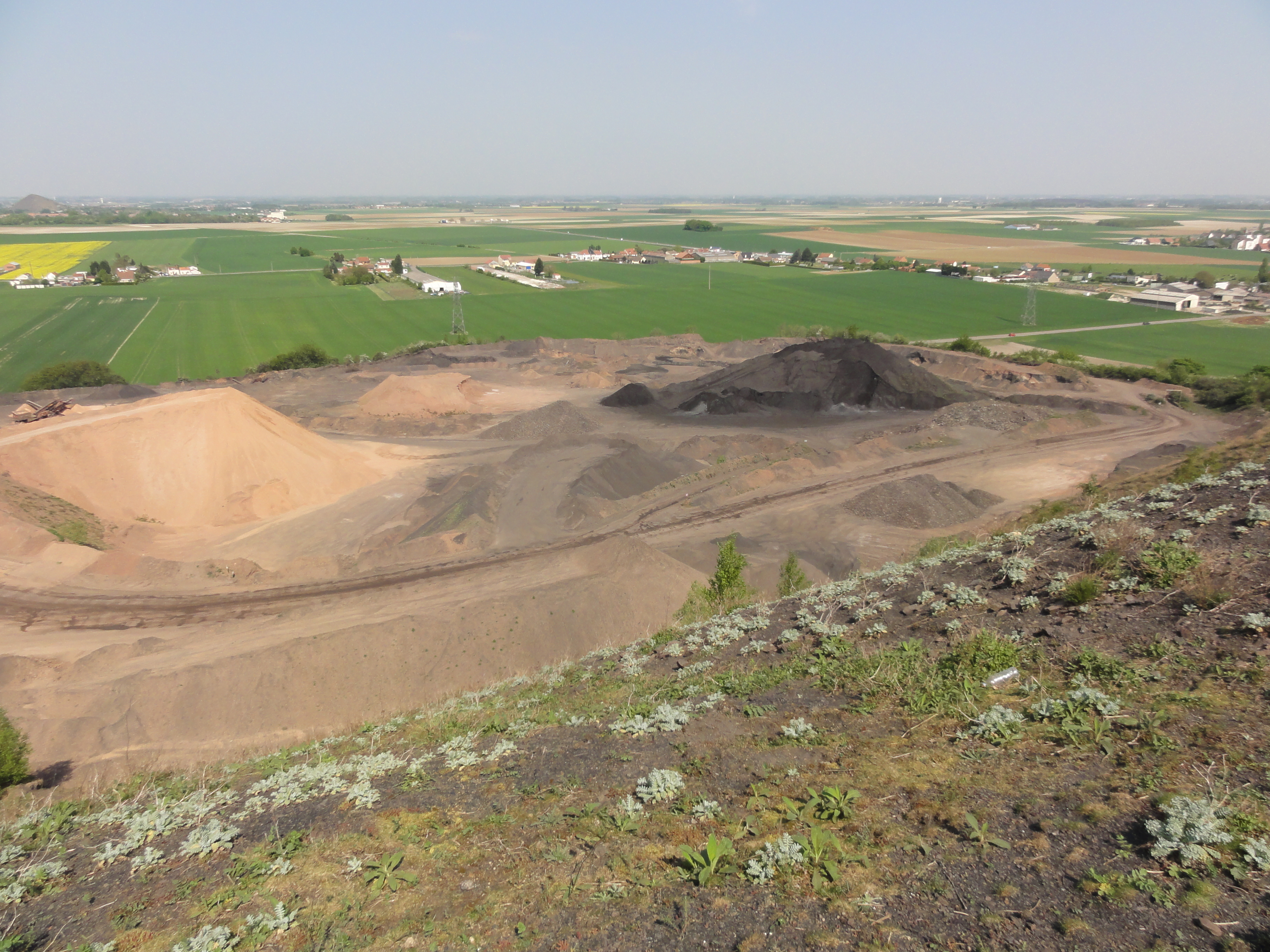
Le terril du 16 de Lens Est.

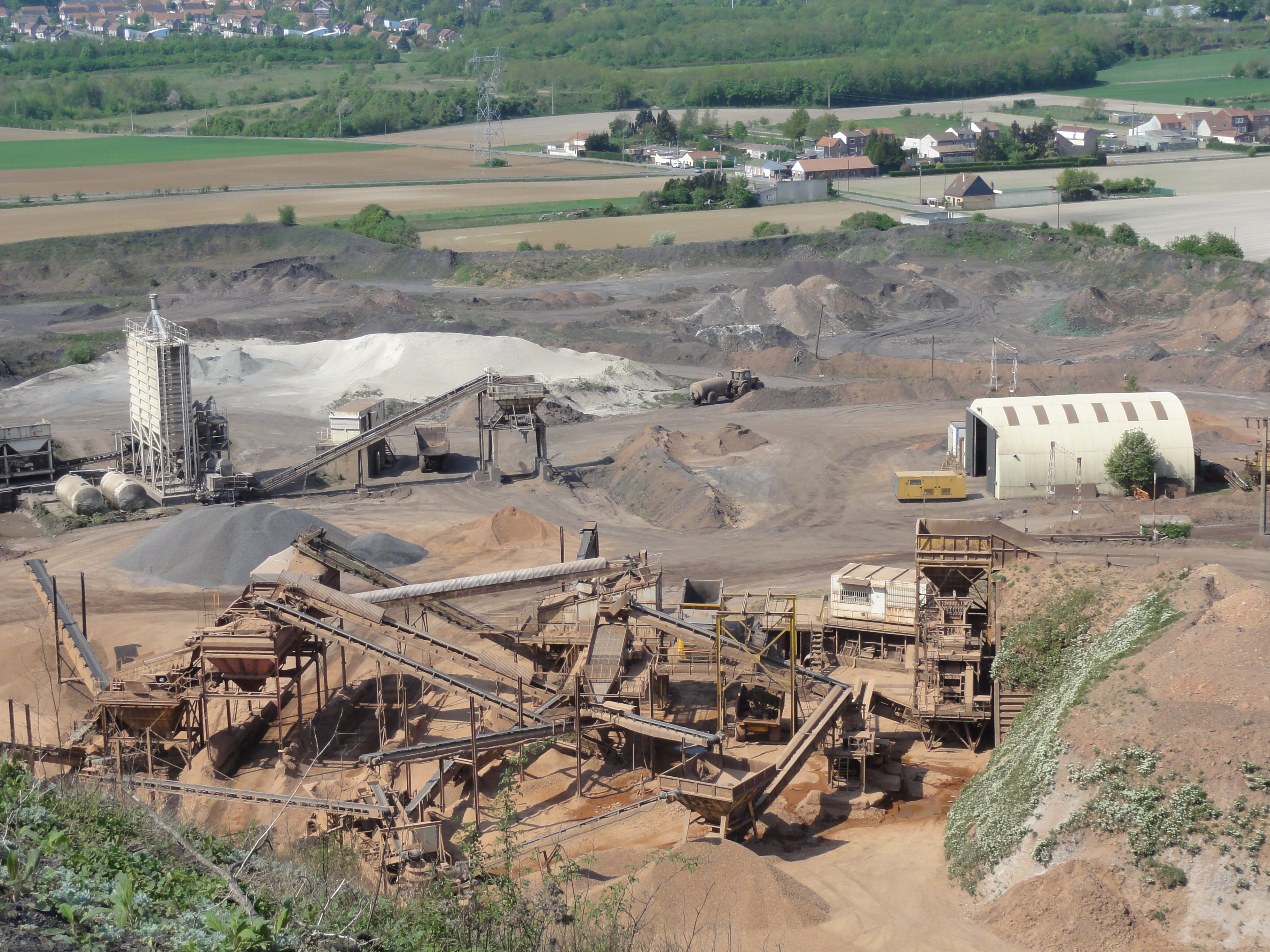
Le terril du 16 de Lens Ouest.

50° 26′ 57″ N, 2° 46′ 42″ E
Le terril no 79, 16 de Lens Est, situé à Loos-en-Gohelle, est un des deux terrils de la fosse no 16 des mines de Lens. Il s'agit d'un terril conique actuellement en exploitation.

### Terrilno79A, 16 de Lens Ouest
50° 26′ 50″ N, 2° 46′ 27″ E
Le terril n° 79A, 16 de Lens Ouest, situé à Loos-en-Gohelle, est un des deux terrils de la fosse no 16 des mines de Lens. Il s'agit d'un terril conique actuellement en exploitation. Les trémies sont installées sur ce terril.

### Terrilno80, Abattoir Pont Ampère

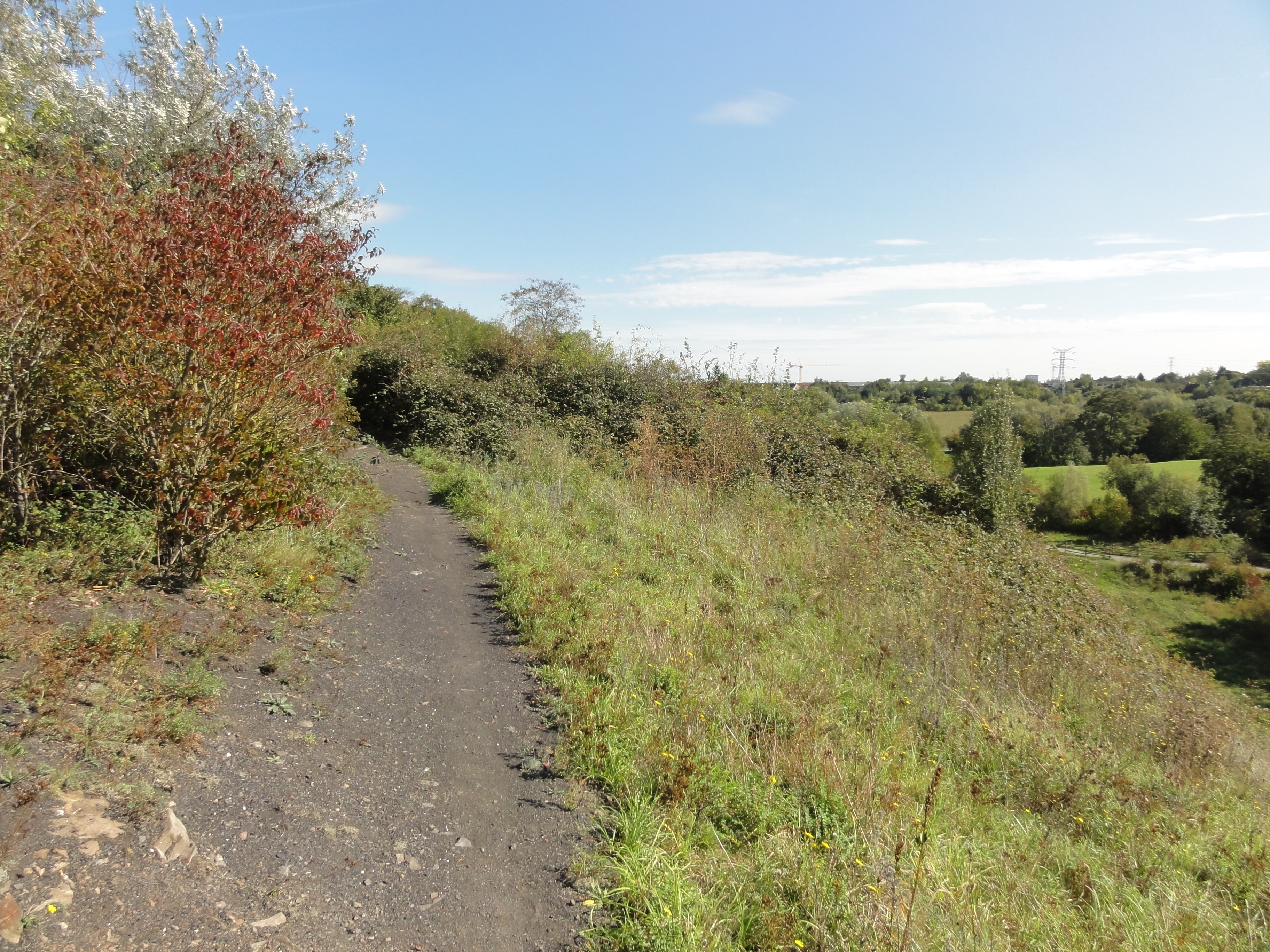
Le terril Abattoir Pont Ampère.

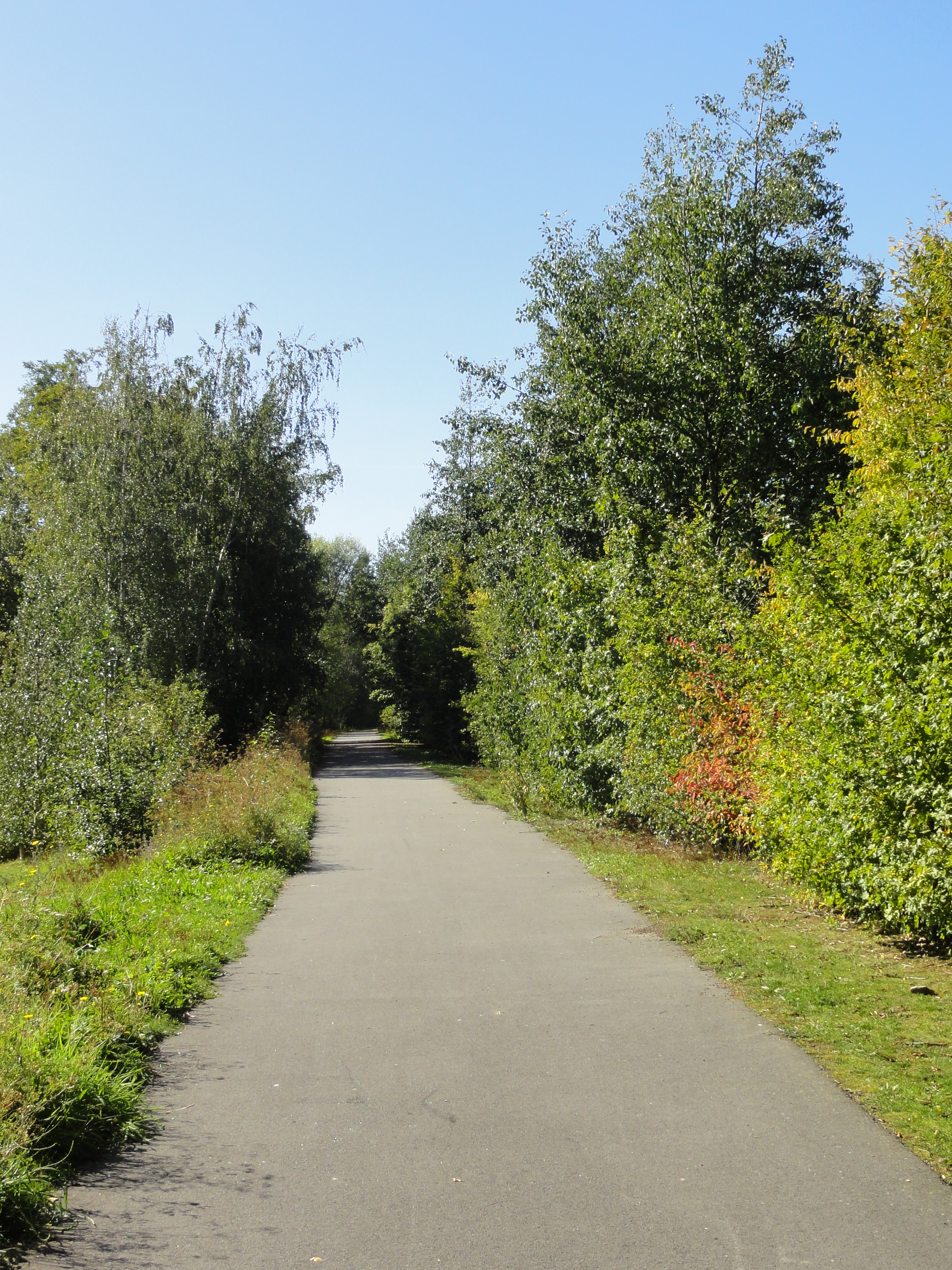
Le terril Cavalier Garennes Pont Ampère.

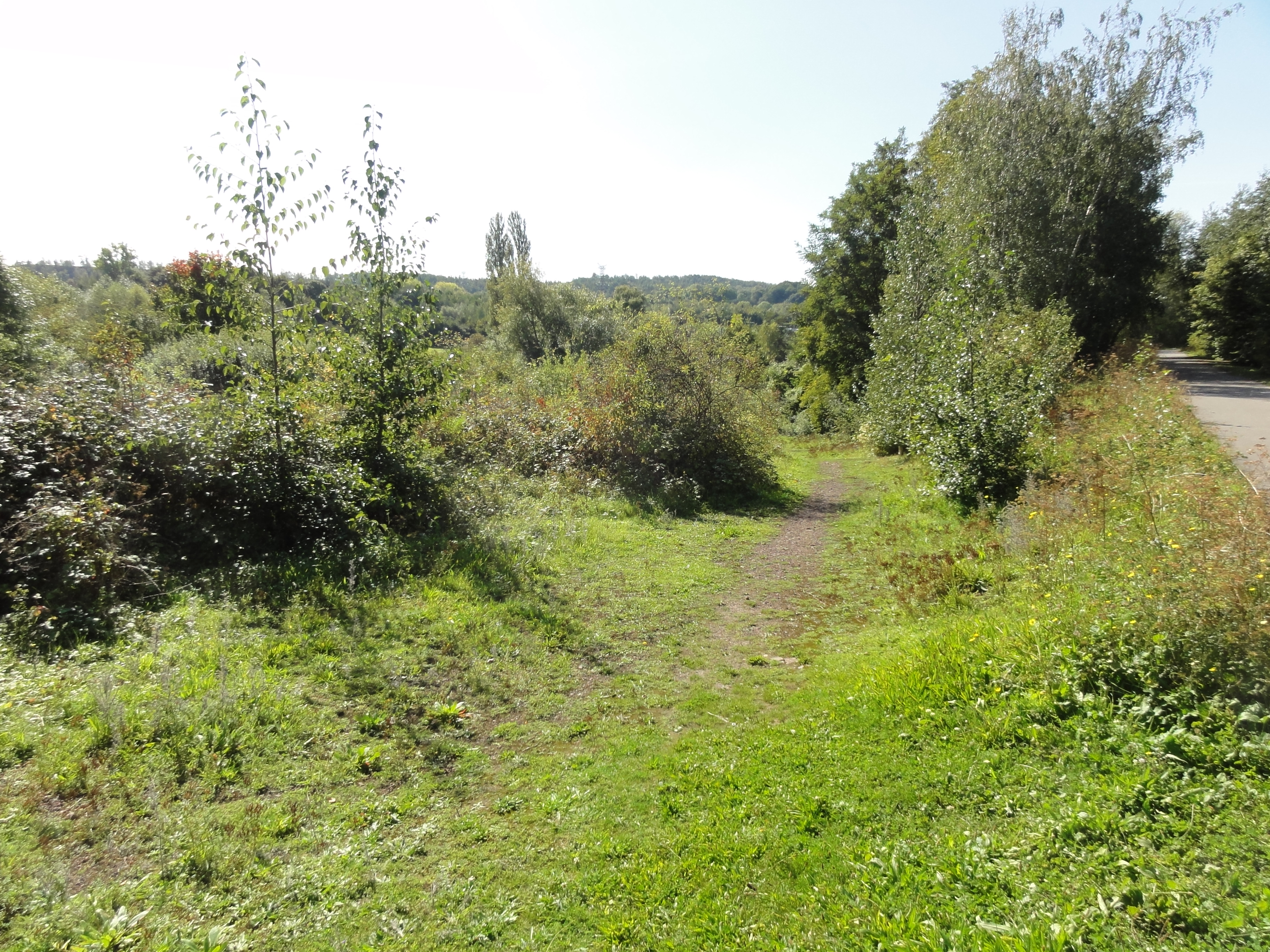
Le terril Garennes Pont Ampère.

50° 24′ 53″ N, 2° 47′ 47″ E
Le terril no 80, Abattoir Pont Ampère, situé à Liévin, est un terril plat de la fosse no 3 - 3 bis - 3 ter des mines de Liévin à Éleu-dit-Leauwette, dont il est situé au sud-ouest.

### Terrilno80A, Garennes Pont Ampère
50° 24′ 56″ N, 2° 48′ 34″ E
Le terril n° 80A, Garennes Pont Ampère, situé à Éleu-dit-Leauwette, est un terril plat localisé au sud de la fosse no 3 - 3 bis - 3 ter des mines de Liévin et son cavalier no 80B.

### Terrilno80B, Cavalier Garennes Pont Ampère
50° 24′ 57″ N, 2° 48′ 28″ E
Le terril no 80B, Cavalier Garennes Pont Ampère, situé à Éleu-dit-Leauwette, est un terril cavalier localisé au sud de la fosse no 3 - 3 bis - 3 ter des mines de Liévin et au nord de son terril no 80A.

### Terrilno81, 5 de Lens Est

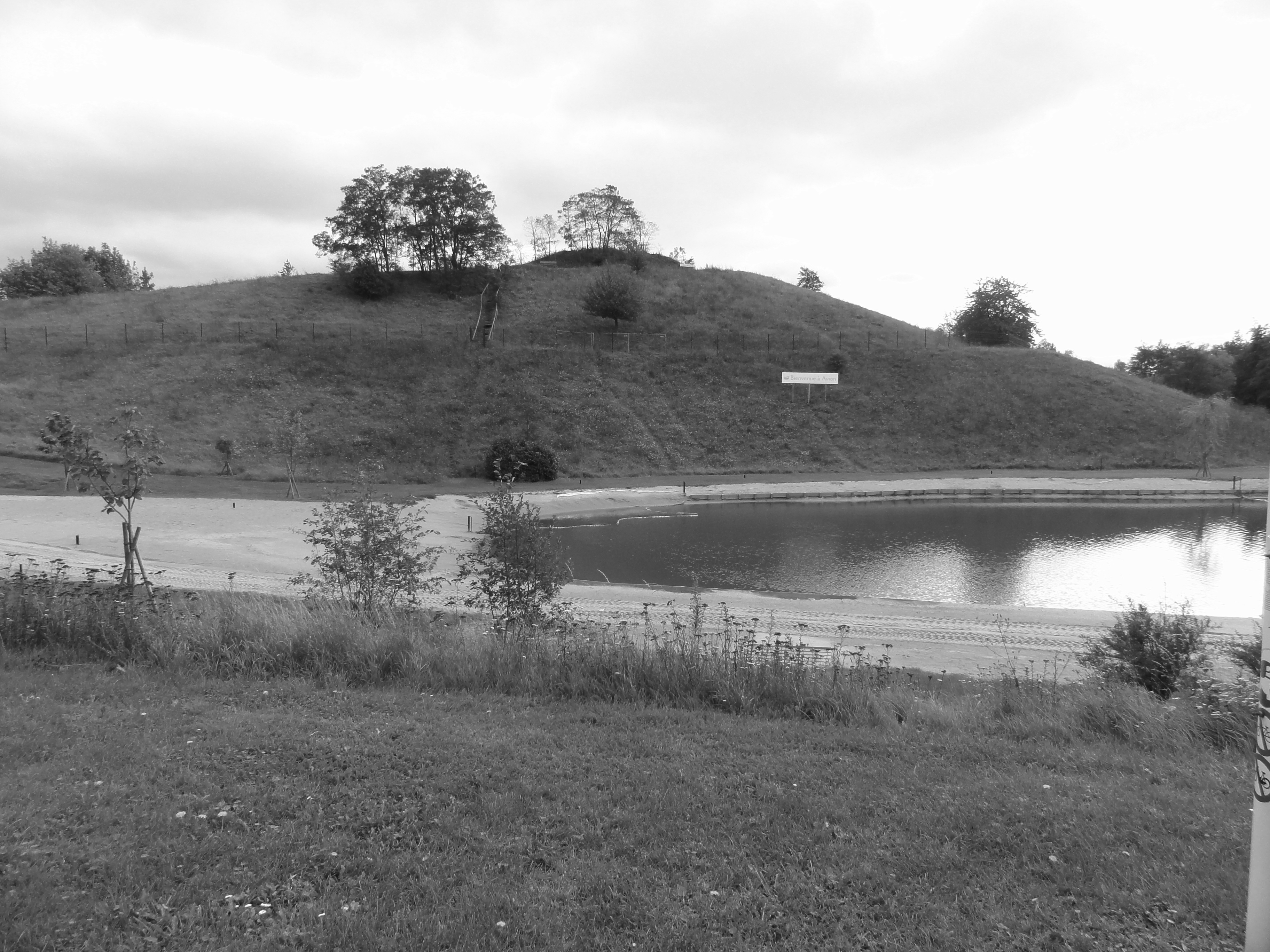
Le terril 5 de Lens Est.

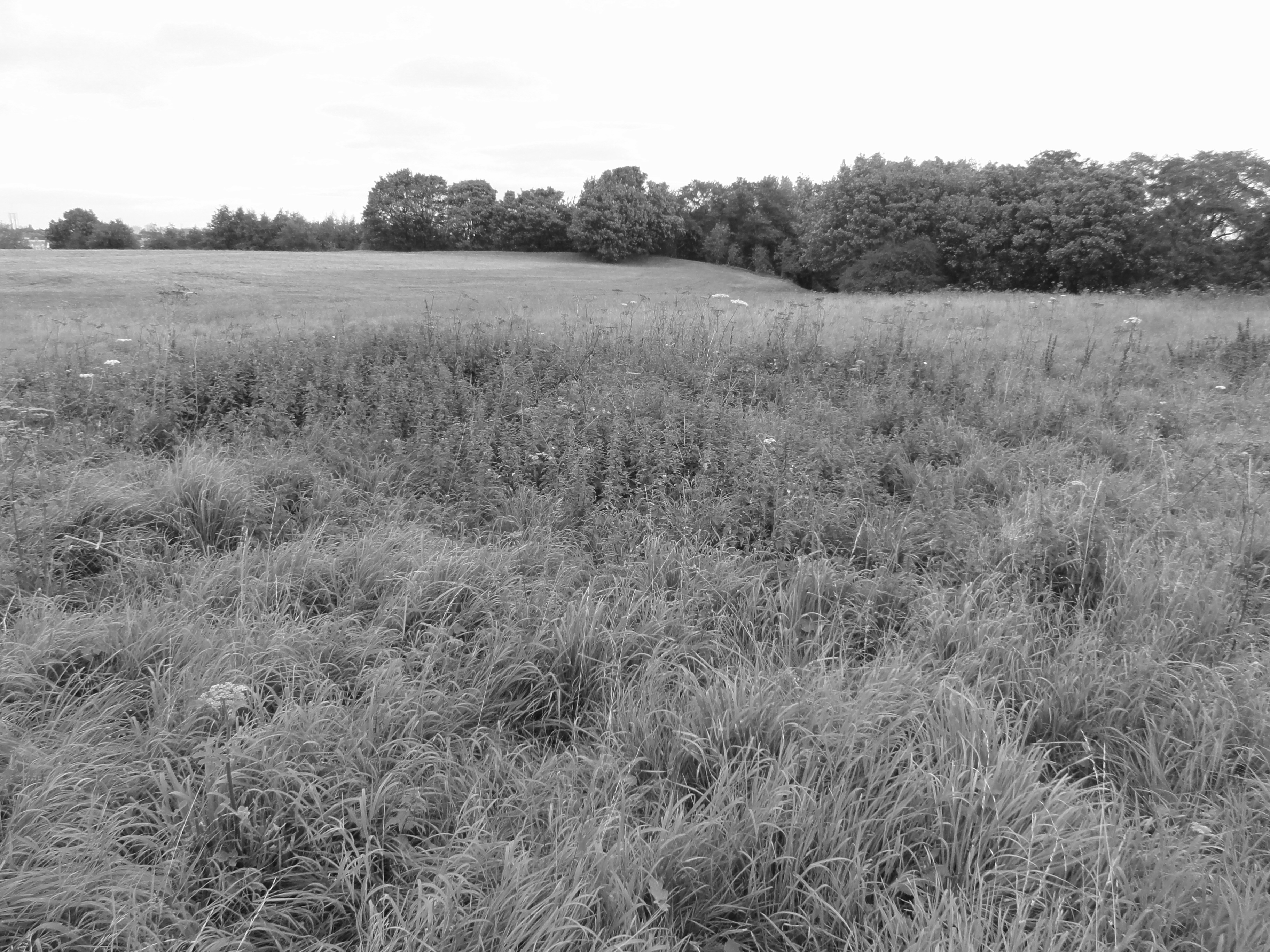
Le terril 5 de Lens Ouest.

50° 25′ 09″ N, 2° 50′ 06″ E
Le terril no 81, 5 de Lens Est, situé à Avion, est un des deux terrils coniques de la fosse no 5 - 5 bis des mines de Lens. Son sommet a été exploité.

### Terrilno81A, 5 de Lens Ouest
50° 25′ 16″ N, 2° 49′ 23″ E
Le terril no 81A, 5 de Lens Ouest, situé à Lens, est un des deux terrils coniques de la fosse no 5 - 5 bis des mines de Lens. Il a été entièrement été exploité, et le site est reconverti en zone industrielle. Toutefois, il n'est pas considéré comme disparu.

### Terrilno82, 9 Nord de Courrières
50° 26′ 27″ N, 2° 54′ 30″ E
Le terril no 82, 9 Nord de Courrières, disparu, situé à Harnes, était le terril de la fosse no 9 - 17 des mines de Courrières. Il a été intégralement exploité.

### Terrilno82A, 9 Nord de Courrières
50° 26′ 26″ N, 2° 54′ 37″ E
Le terril no 82A, 9 Nord de Courrières, disparu, situé à Harnes, était le terril de la fosse no 9 - 17 des mines de Courrières. Il a été intégralement exploité.

### Terrilno83, 7 - 19 Marais

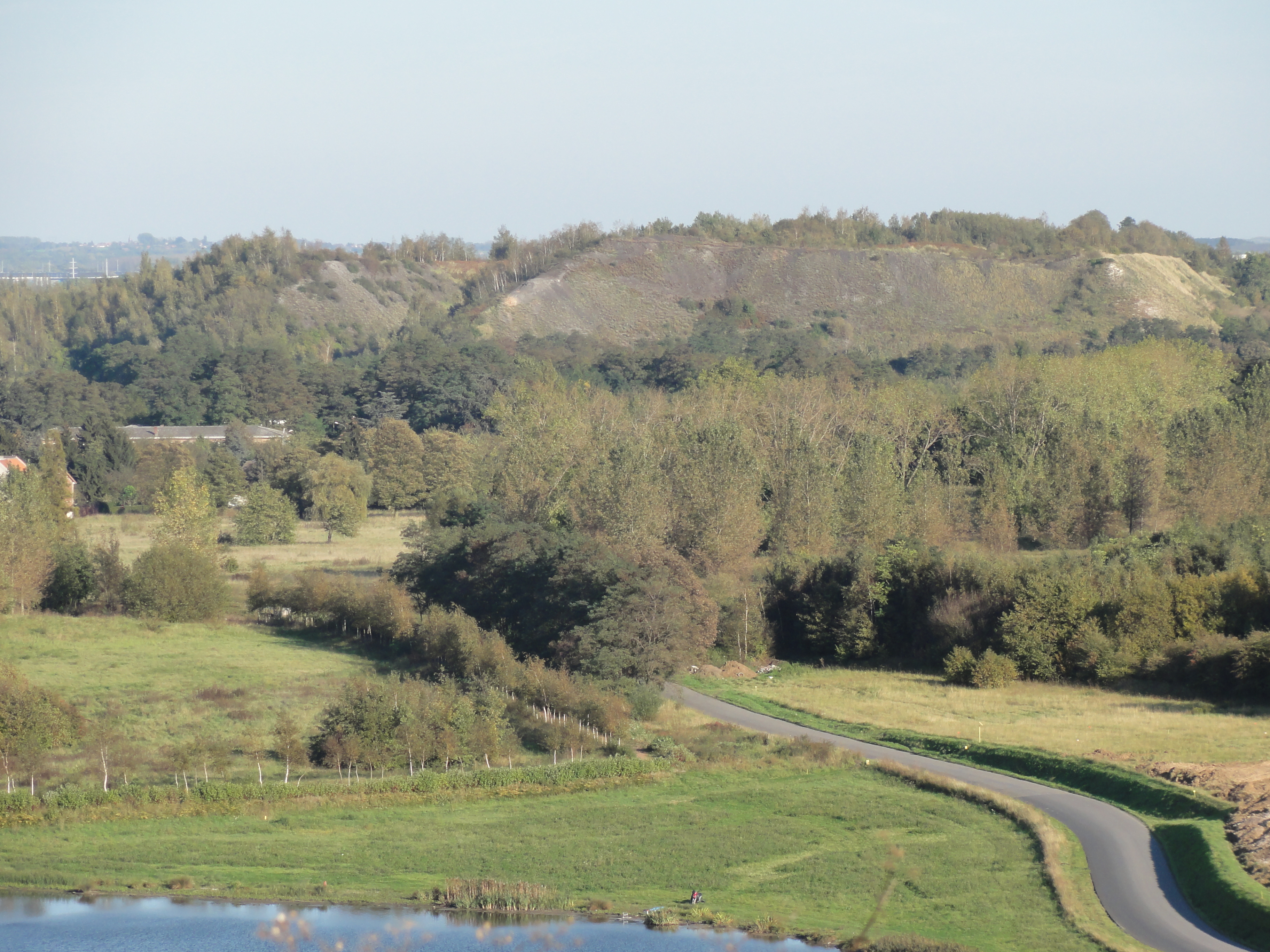
Les terrils du 7 - 19.

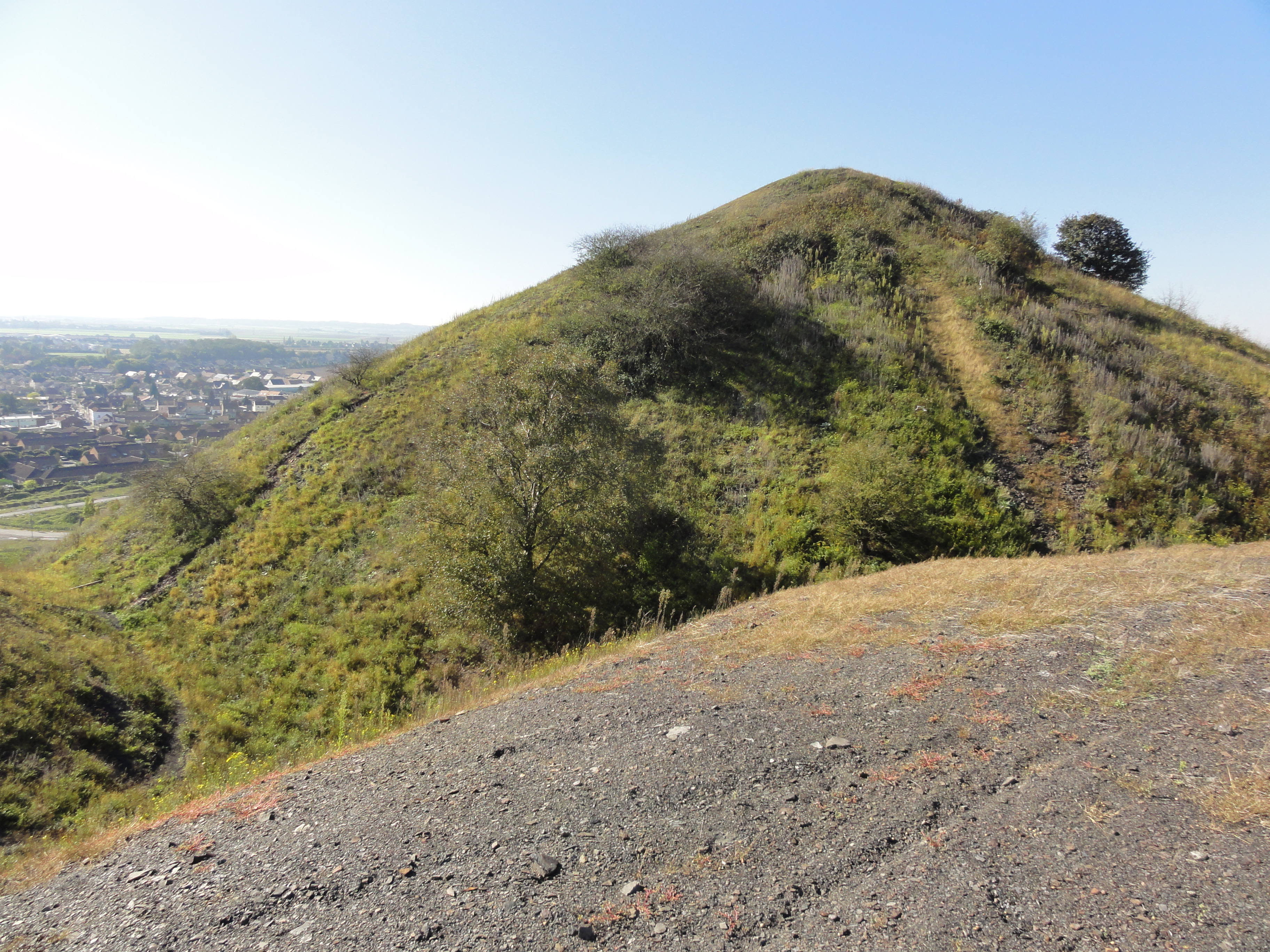
Le terril 2 Sud de Drocourt.

50° 26′ 05″ N, 2° 54′ 46″ E
Le terril no 83, 7 - 19 Marais, situé à Fouquières-lez-Lens, est un des trois terrils créés par la Compagnie des mines de Courrières sur le Marais de Fouquières, les autres étant les terrils nos 100 et 230. Ce terril a été alimenté par la fosse no 7 - 19 des mines de Courrières.

### Terrilno84, 2 Sud de Drocourt
50° 24′ 32″ N, 2° 54′ 51″ E
Le terril no 84, 2 Sud de Drocourt, situé à Rouvroy, est le terril conique de la fosse no 2 des mines de Drocourt. Il est accolé au terril no 101 du Lavoir de Drocourt, qui a été en partie exploité.

### Terrilno85, 3 Est de Dourges

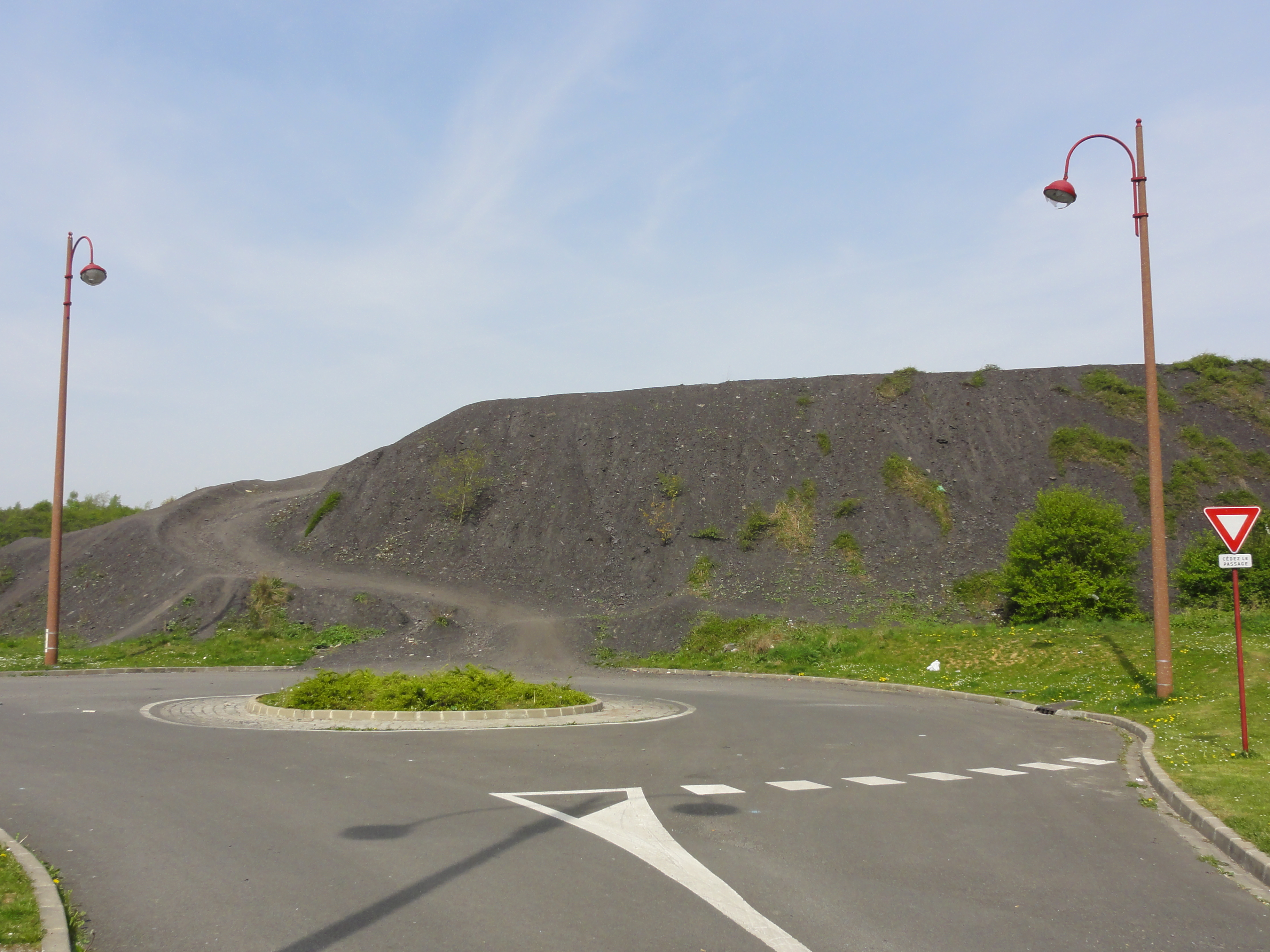
Le terril 3 Est de Dourges.

50° 24′ 46″ N, 2° 56′ 22″ E
Le terril no 85, 3 Est de Dourges, situé à Hénin-Beaumont, est le terril conique de la fosse no 3 - 3 bis des mines de Dourges, dont il est situé au sud du carreau. Exploité, il en reste la base sur une dizaine de mètres de hauteur. La fosse possédait un autre terril, no 89, plus petit et ancien, situé plus à l'ouest, de l'autre côté de la route.

### Terrilno86, 7 de Dourges
50° 25′ 35″ N, 2° 56′ 06″ E
Le terril no 86, 7 de Dourges, situé à Montigny-en-Gohelle, est le terril conique de la fosse no 7 - 7 bis des mines de Dourges. Il a été exploité, il n'en reste que la base.

### Terrilno87, Lavoir Hénin Est

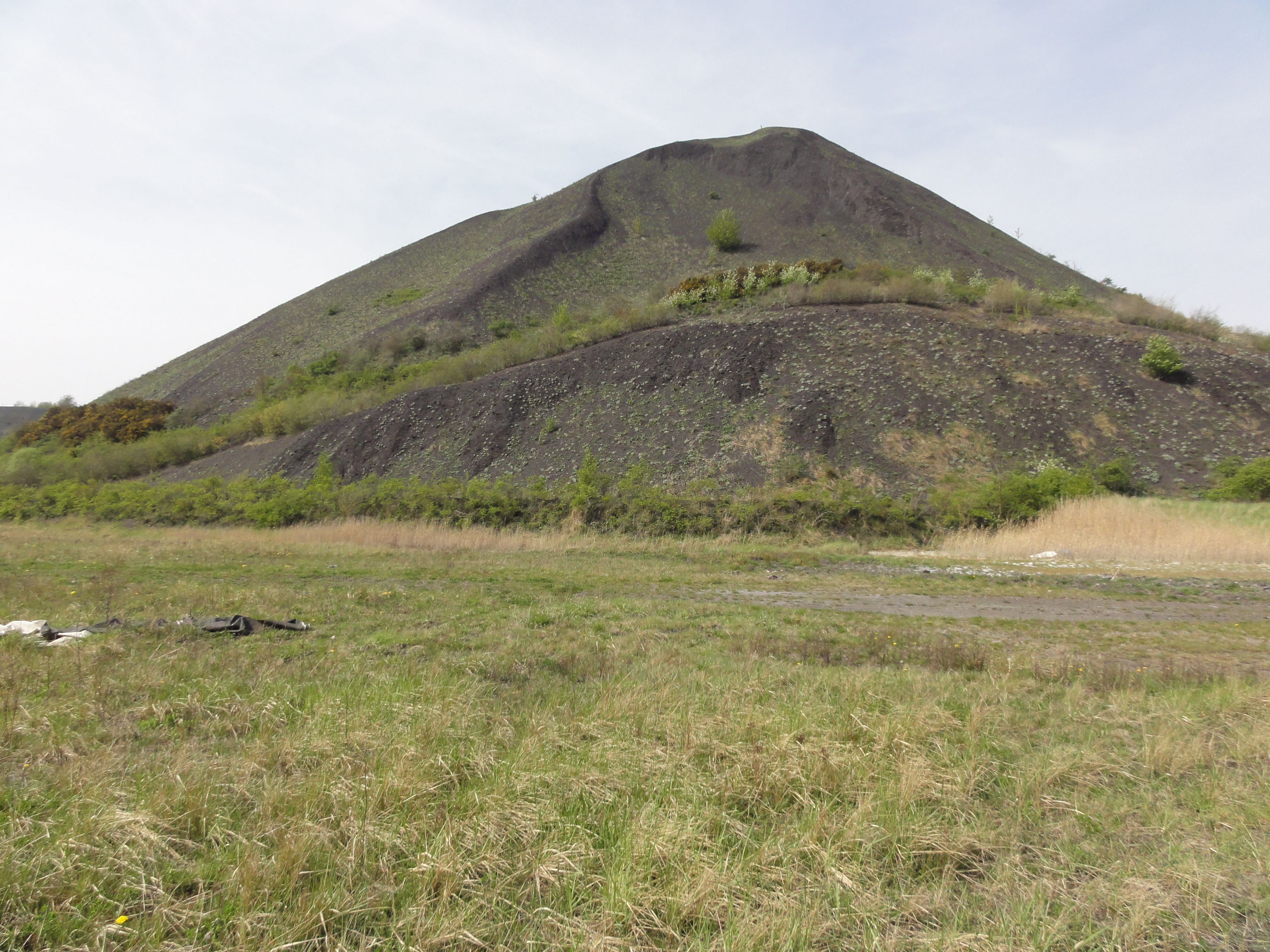
Le terril Lavoir Hénin Est.

50° 25′ 27″ N, 2° 58′ 46″ E
Le terril no 87, Lavoir Hénin Est, situé à Dourges, a été alimenté par le lavoir d'Hénin, et la fosse no 2 - 2 bis des mines de Dourges. Il s'agit d'un terril conique, non exploité, situé à l'ouest de l'autoroute A1 et de la LGV Nord, pour qui elle symbolise l'entrée dans le bassin minier.

### Terrilno88, Bois de Boulogne parc à stock
50° 26′ 32″ N, 2° 54′ 53″ E
Le terril n° 88, Bois de Boulogne parc à stock, situé à Harnes, est un terril disparu, reconverti en station d'épuration expérimentale. Il est situé à l'est des terrils nos 82 et 82A, et au nord des terrils nos 83, 100 et 230.

### Terrilno89, 3 Est de Dourges

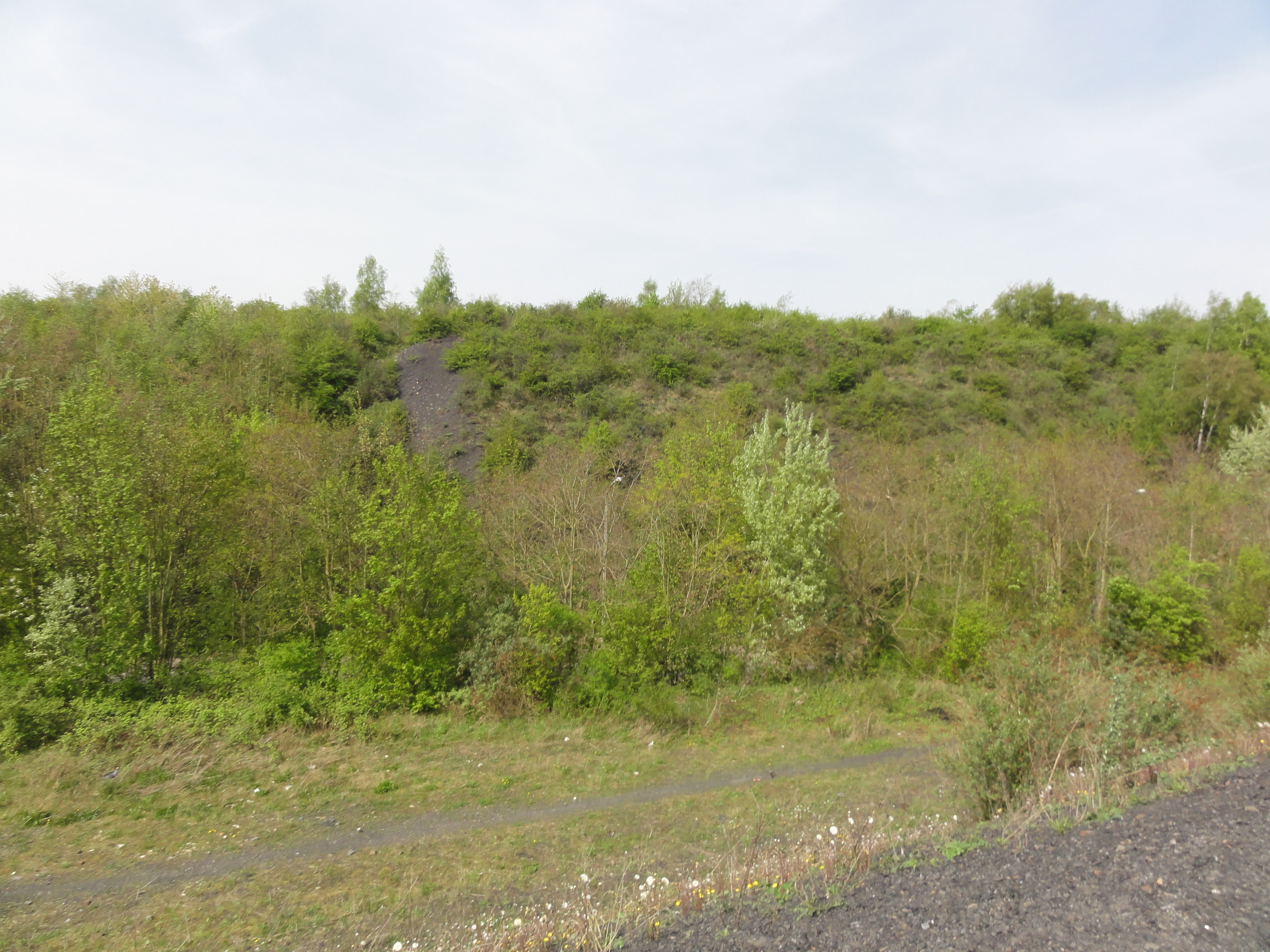
Le terril du 3 Est de Dourges ancien.

50° 24′ 49″ N, 2° 56′ 11″ E
Le terril no 89, 3 Est de Dourges, situé à Hénin-Beaumont, est le terril plat de la fosse no 3 - 3 bis des mines de Dourges. Il est plus ancien que le terril no 85, et n'a pas été exploité.

### Terrilno90, 6 Est de Dourges
50° 25′ 05″ N, 2° 56′ 04″ E
Le terril no 90, 6 Est de Dourges, situé à Hénin-Beaumont, est le terril plat de la fosse no 6 des mines de Dourges. Il a été exploité, et il n'en reste que la base.

### Terrilno91, 6 - 7 de Drocourt
50° 24′ 09″ N, 2° 58′ 13″ E
Le terril no 91, 6 - 7 de Drocourt, situé à Hénin-Beaumont, est le terril plat de la fosse no 6 - 7 des mines de Drocourt. Il est en grande partie boisé.

### Terrilno92, Lavoir Hénin Ouest

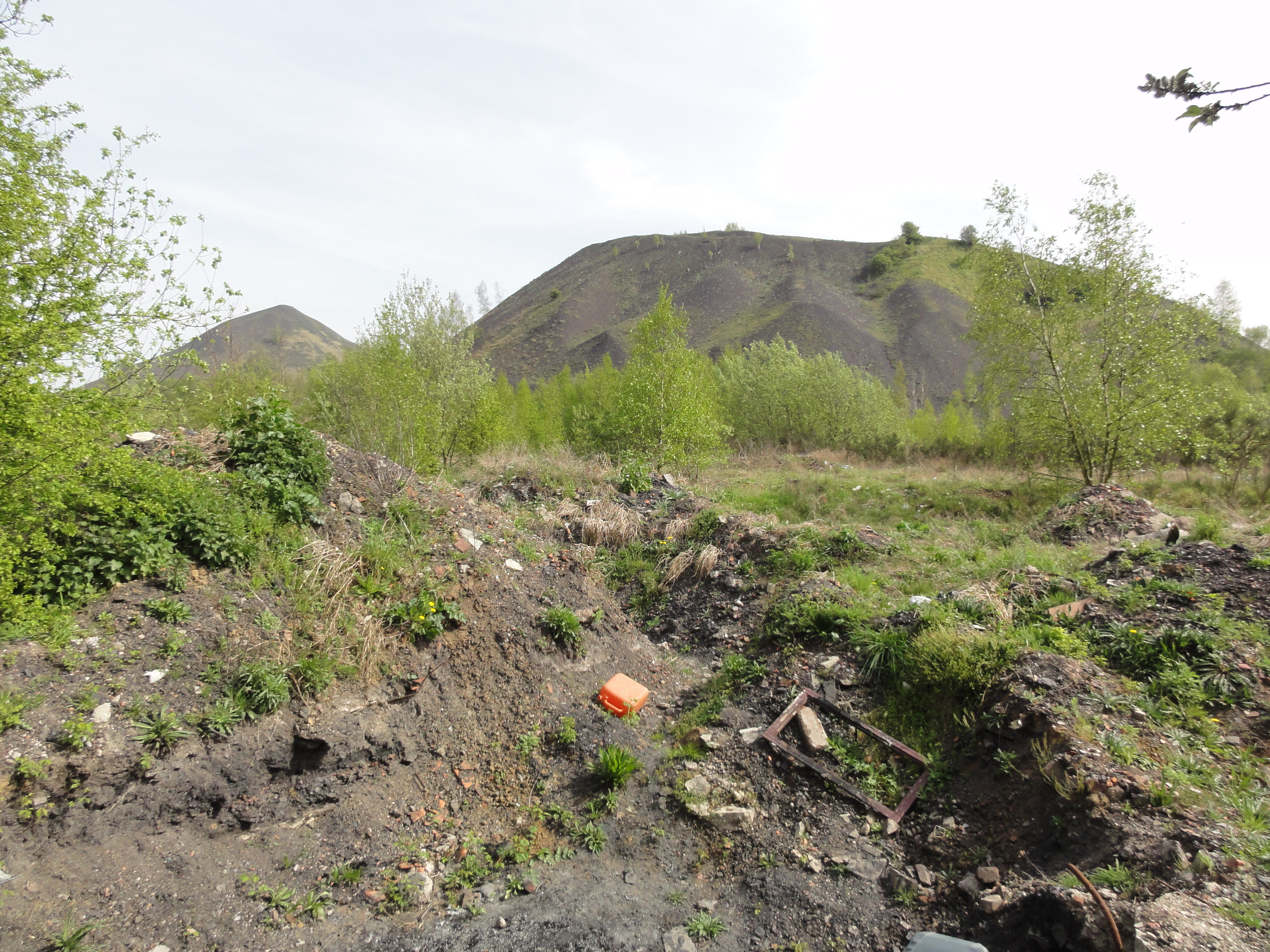
Le terril Lavoir Hénin Ouest.

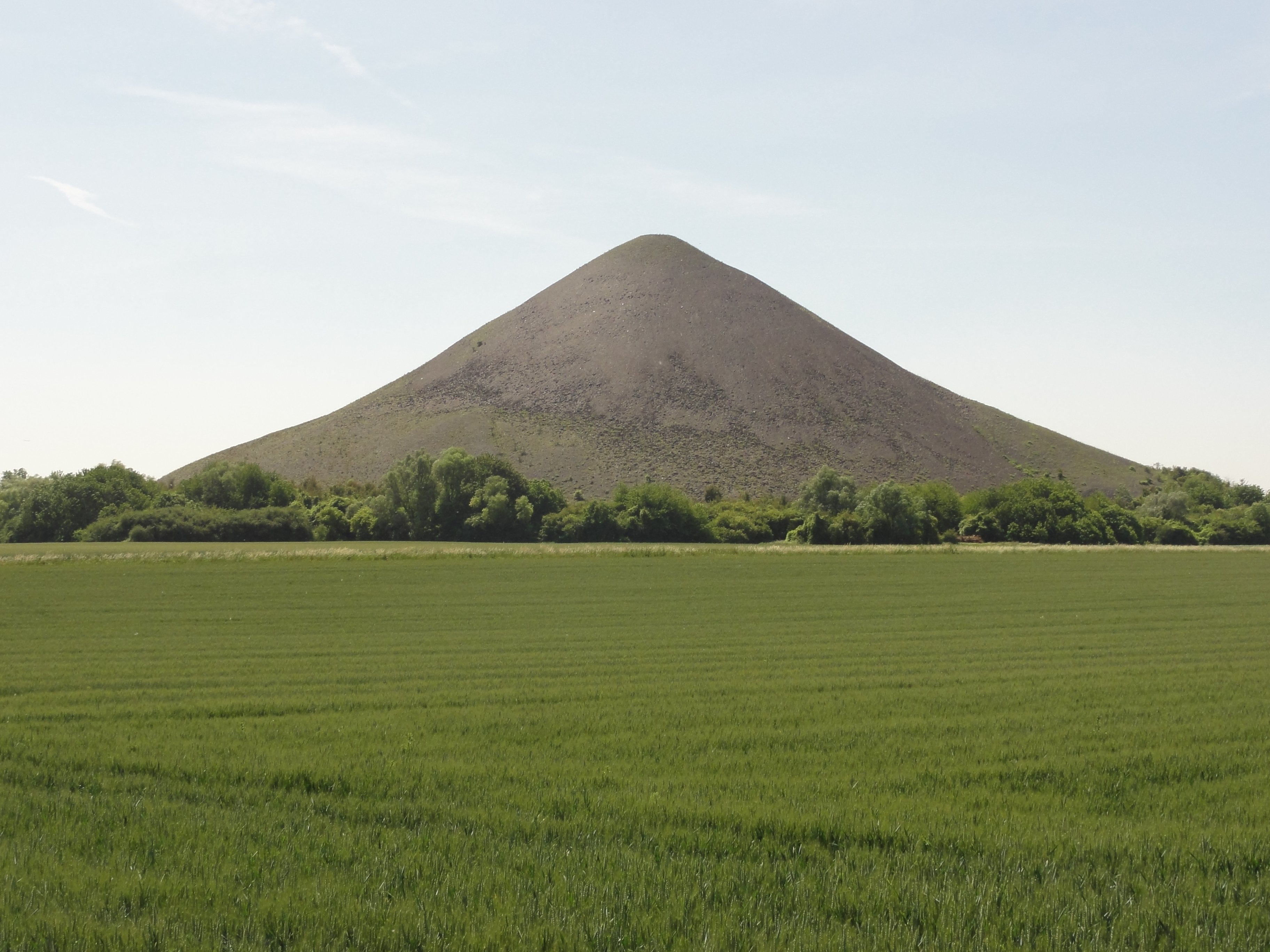
Le terril 21 Nord de Courrières.

50° 25′ 23″ N, 2° 58′ 21″ E
Le terril no 92, Lavoir Hénin Ouest, situé à Hénin-Beaumont, a été alimenté par le lavoir d'Hénin, et la fosse no 2 - 2 bis des mines de Dourges. Il s'agissait à l'origine d'un terril conique, mais son sommet a été exploité. Le terril reste toutefois très imposant, mais reste toutefois moins connu que son voisin le terril no 87.

### Terrilno93, 21 Nord de Courrières
50° 27′ 05″ N, 2° 53′ 25″ E
Le terril no 93, 21 Nord de Courrières, situé à Harnes, est un terril conique, alimenté par la fosse no 21 - 22 des mines de Courrières. Il n'a jamais été exploité, et n'est pas boisé.

### Terrilno94, Lavoir de Fouquières

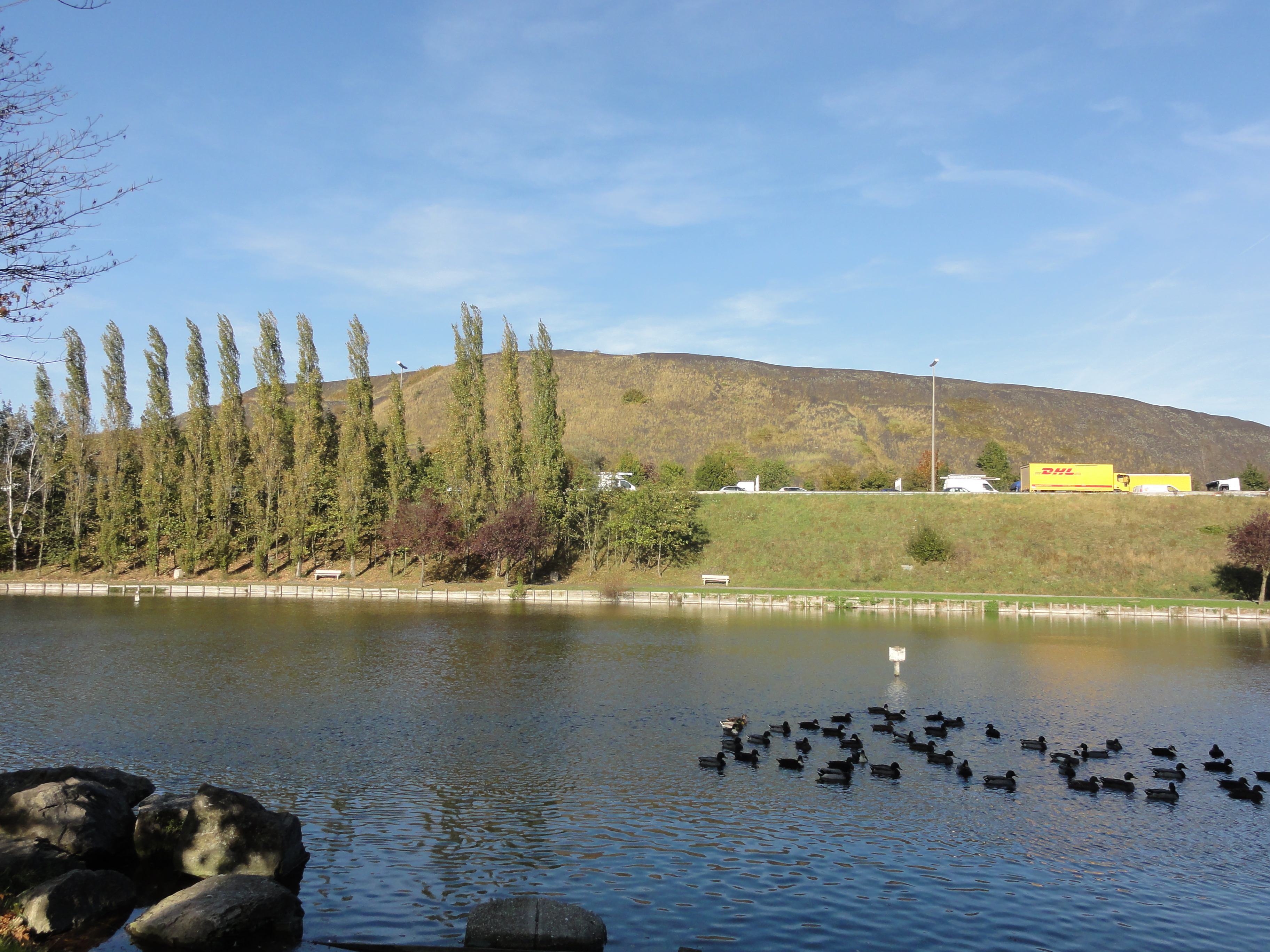
Les terrils Lavoir de Fouquières.

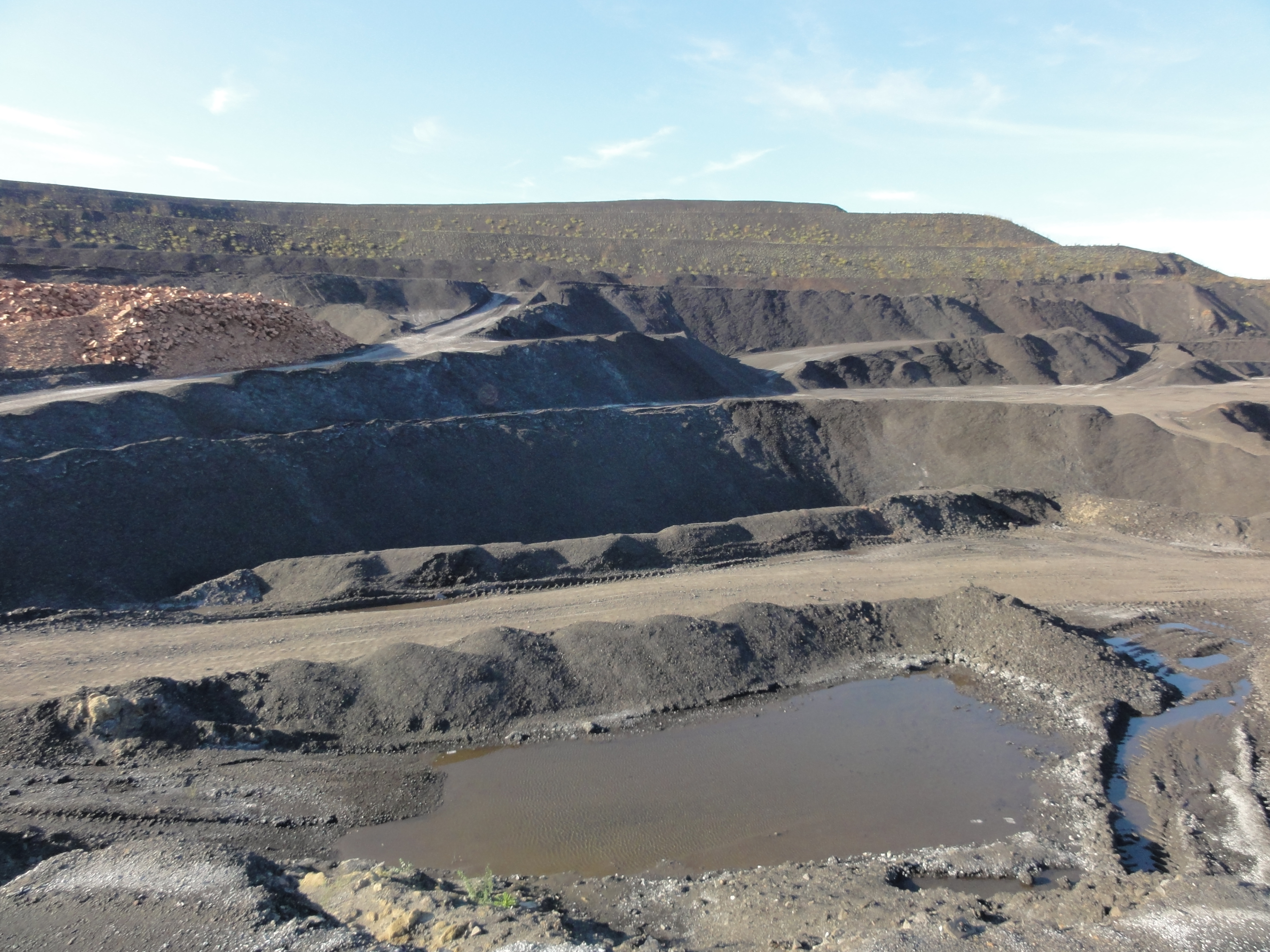
Les terrils Lavoir de Fouquières.

50° 26′ 03″ N, 2° 53′ 05″ E
Le terril no 94, Lavoir de Fouquières, situé à Noyelles-sous-Lens est un des trois terrils du lavoir de Fouquières, les autres étant les terrils nos 94A et 260. Il s'agit d'un terril conique, indissociable du terril no 94A, exploité, dont il subsiste la base.

### Terrilno94A, Lavoir de Fouquières
50° 26′ 05″ N, 2° 52′ 52″ E
Le terril no 94A, Lavoir de Fouquières, situé à Noyelles-sous-Lens, est un des terrils du Lavoir de Fouquières. Indissociable du terril no 94, il semble qu'il s'agisse à la base d'un terril plat, alors que l'autre était conique. Le terril est en partie exploité.

### Terrilno95, 6 Sud de Courrières
50° 25′ 37″ N, 2° 54′ 06″ E
Le terril no 95, 6 Sud de Courrières, situé à Fouquières-lez-Lens, était un terril conique, exploité, alimenté par la fosse no 6 - 14 des mines de Courrières. Il n'en subsiste que la base.

### Terrilno95A, 6 Sud de Courrières
50° 25′ 29″ N, 2° 53′ 48″ E
Le terril no 95A, 6 Sud de Courrières, situé à Fouquières-lez-Lens, était un terril conique, exploité, alimenté par la fosse no 6 - 14 des mines de Courrières. Il n'en subsiste que la base.

### Terrilno96, 5 Ouest de Courrières

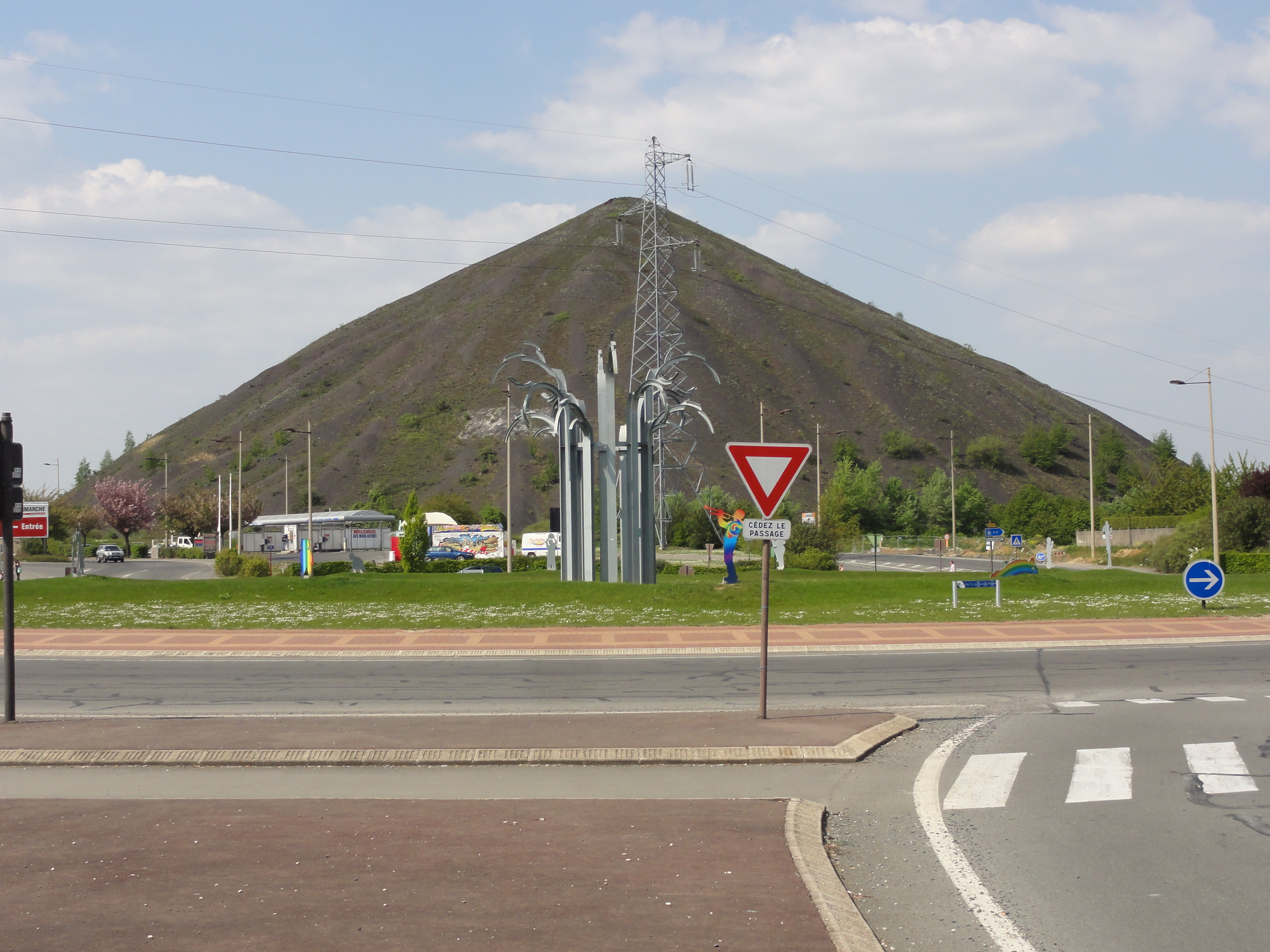
Le terril du 4 - 5 Sud de Drocourt.

50° 25′ 37″ N, 2° 51′ 46″ E
Le terril no 96, 5 Ouest de Courrières, disparu, situé à Noyelles-sous-Lens, était le terril de la fosse no 5 - 12 des mines de Courrières. Il a été entièrement exploité, il n'en subsiste plus rien. Le site est reconverti en zone industrielle. Le terril s'étendait sur plusieurs hectares.

### Terrilno97, 4 - 5 Sud de Drocourt

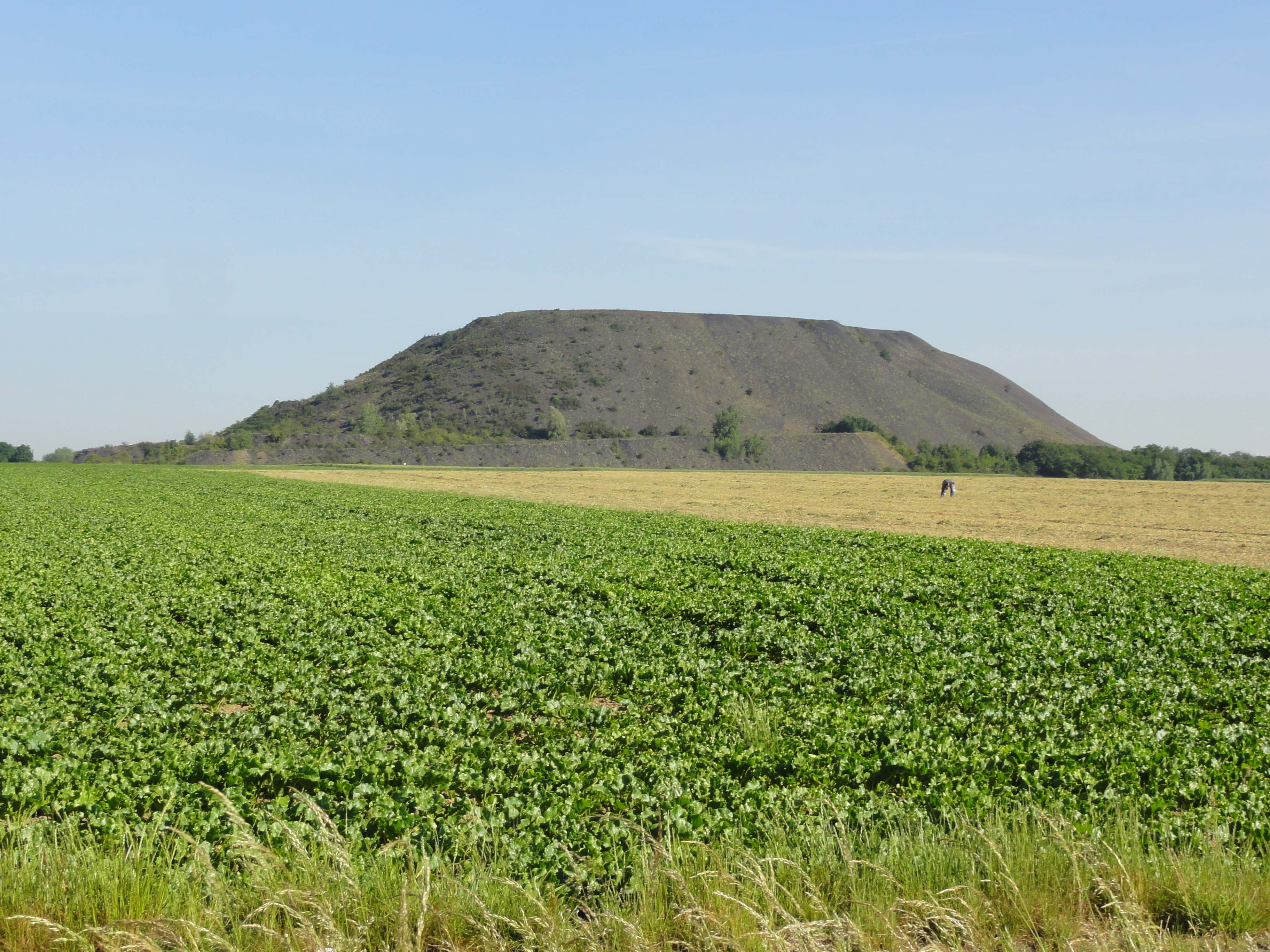
Le terril 24 Nord de Courrières.

50° 24′ 24″ N, 2° 52′ 19″ E
Le terril no 97, 4 - 5 Sud de Drocourt, situé à Méricourt, est un terril conique créé par l'exploitation de la fosse no 4 - 5 des mines de Drocourt.

### Terrilno98, 24 Nord de Courrières
50° 28′ 59″ N, 2° 55′ 11″ E
Le terril no 98, 24 Nord de Courrières, situé à Estevelles, est le terril tabulaire de la fosse no 24 - 25 des mines de Courrières.

### Terrilno99, Centrale de Courrières

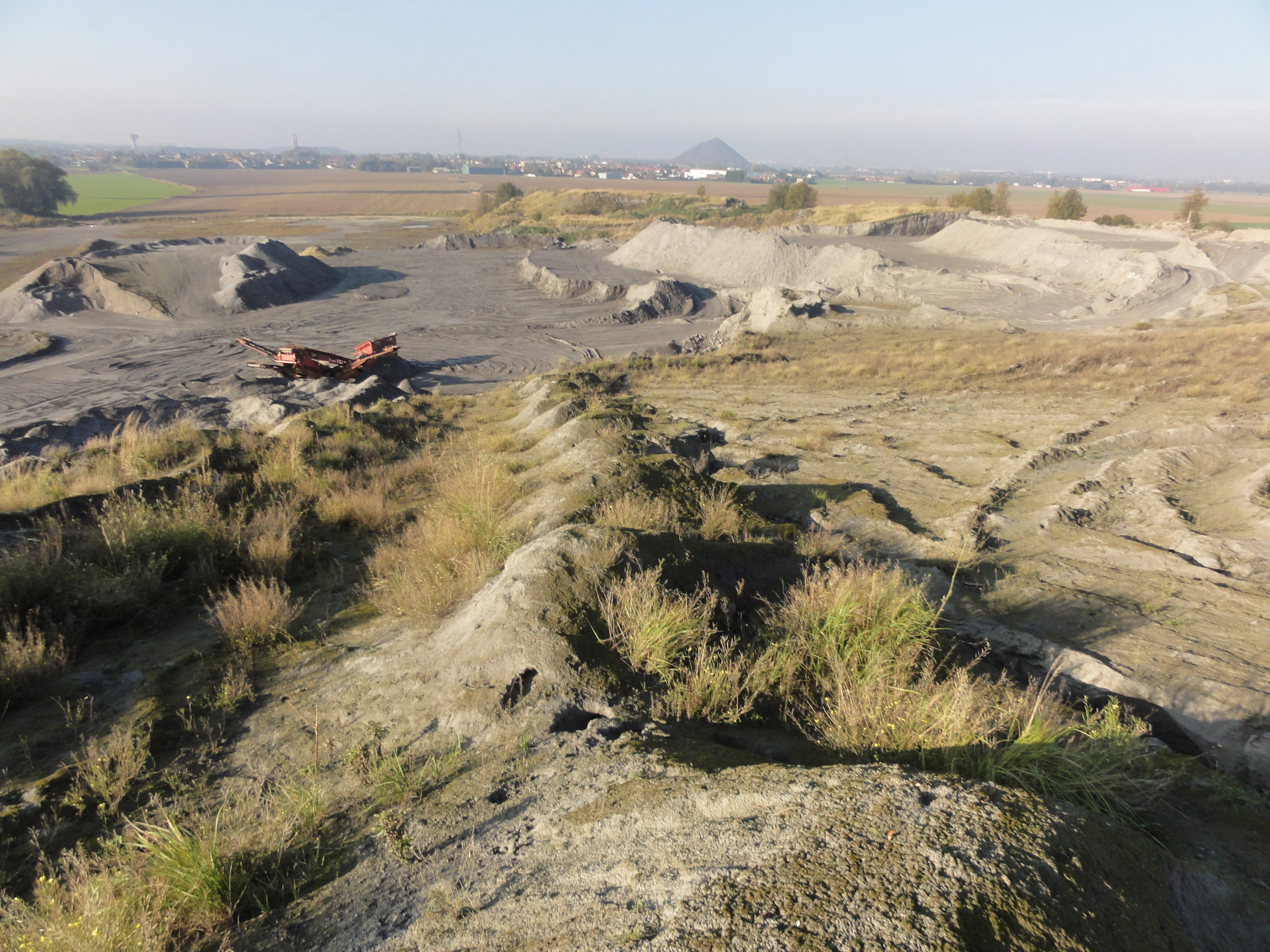
Le terril Centrale de Courrières.

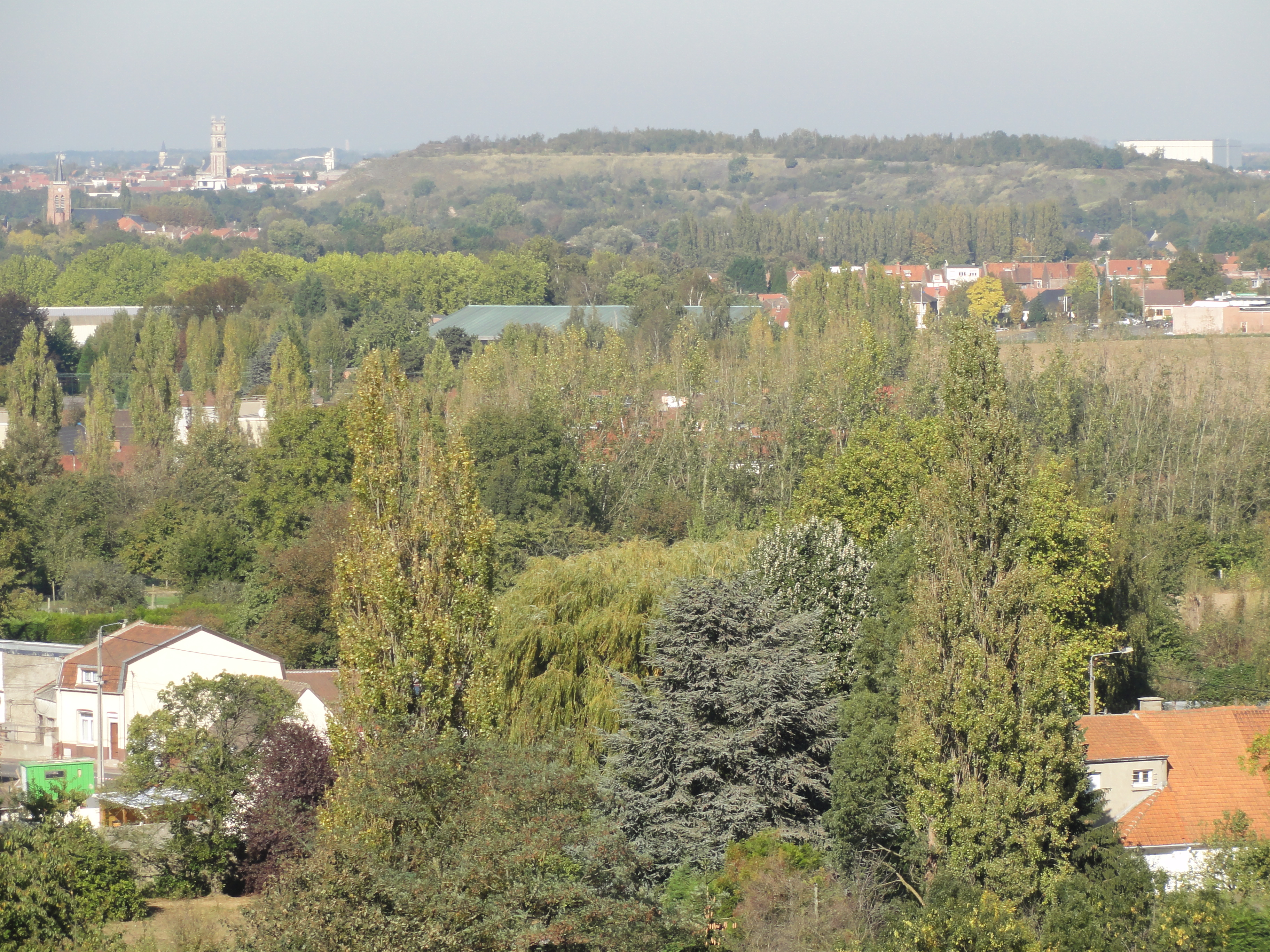
Le terril Décharge Marais de Fouquières.

50° 27′ 25″ N, 2° 55′ 42″ E
Le terril no 99, Centrale de Courrières, situé à Courrières, est le terril de cendres de l'ancienne centrale de Courrières. Exploité en grande partie, il est situé au nord du canal reliant la Deûle à Lens.

### Terrilno100, Décharge Marais de Fouquières
50° 26′ 10″ N, 2° 54′ 56″ E
Le terril no 100, Décharge Marais de Fouquières, situé à Fouquières-lez-Lens, est un des trois terrils créés par la Compagnie des mines de Courrières sur le Marais de Fouquières pour la Fosse n° 7 - 19 des mines de Courrières, les autres étant les terrils nos 83 et 230.

### Terrilno101, Lavoir de Drocourt

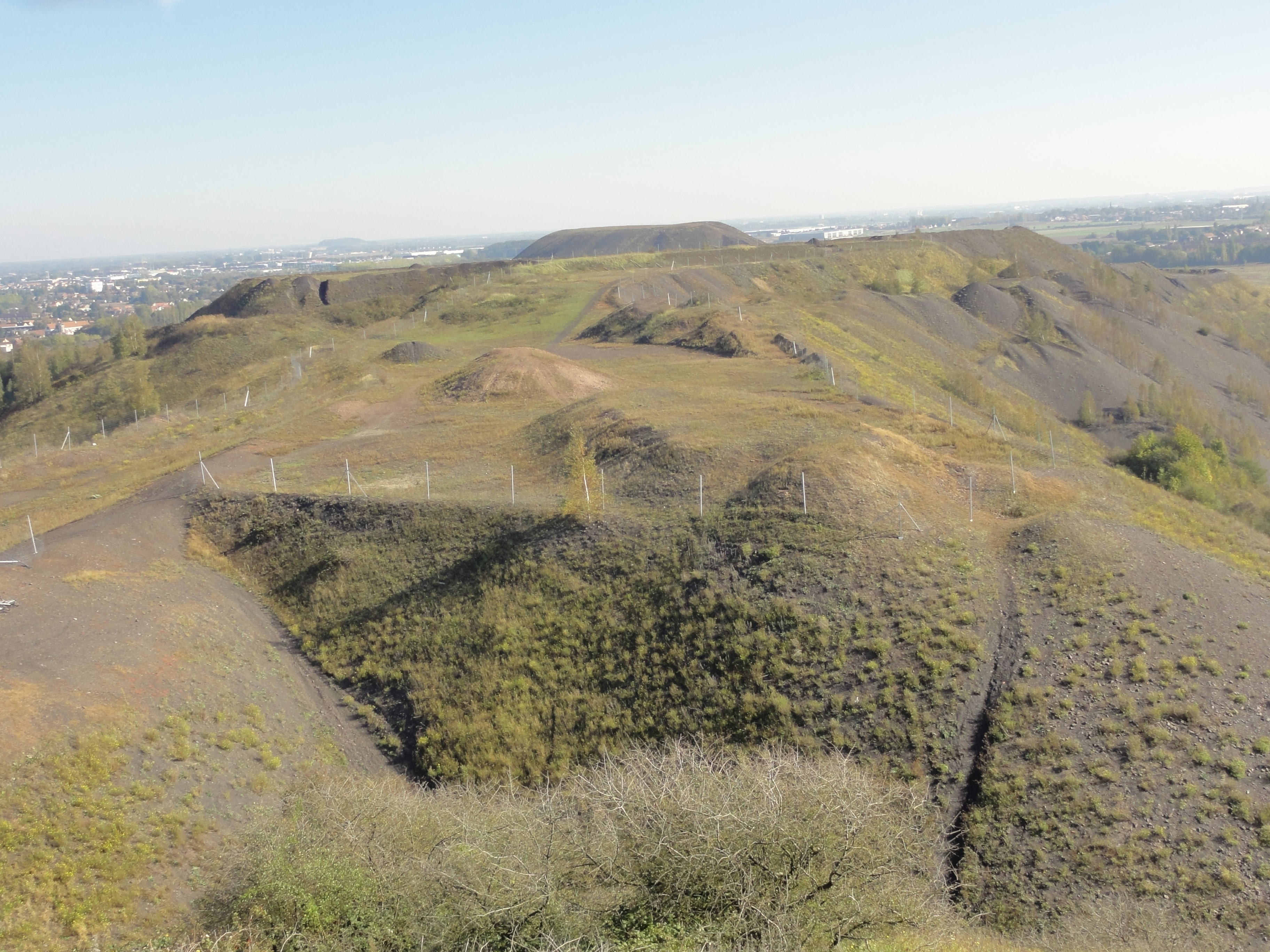
Le terril Lavoir de Drocourt.

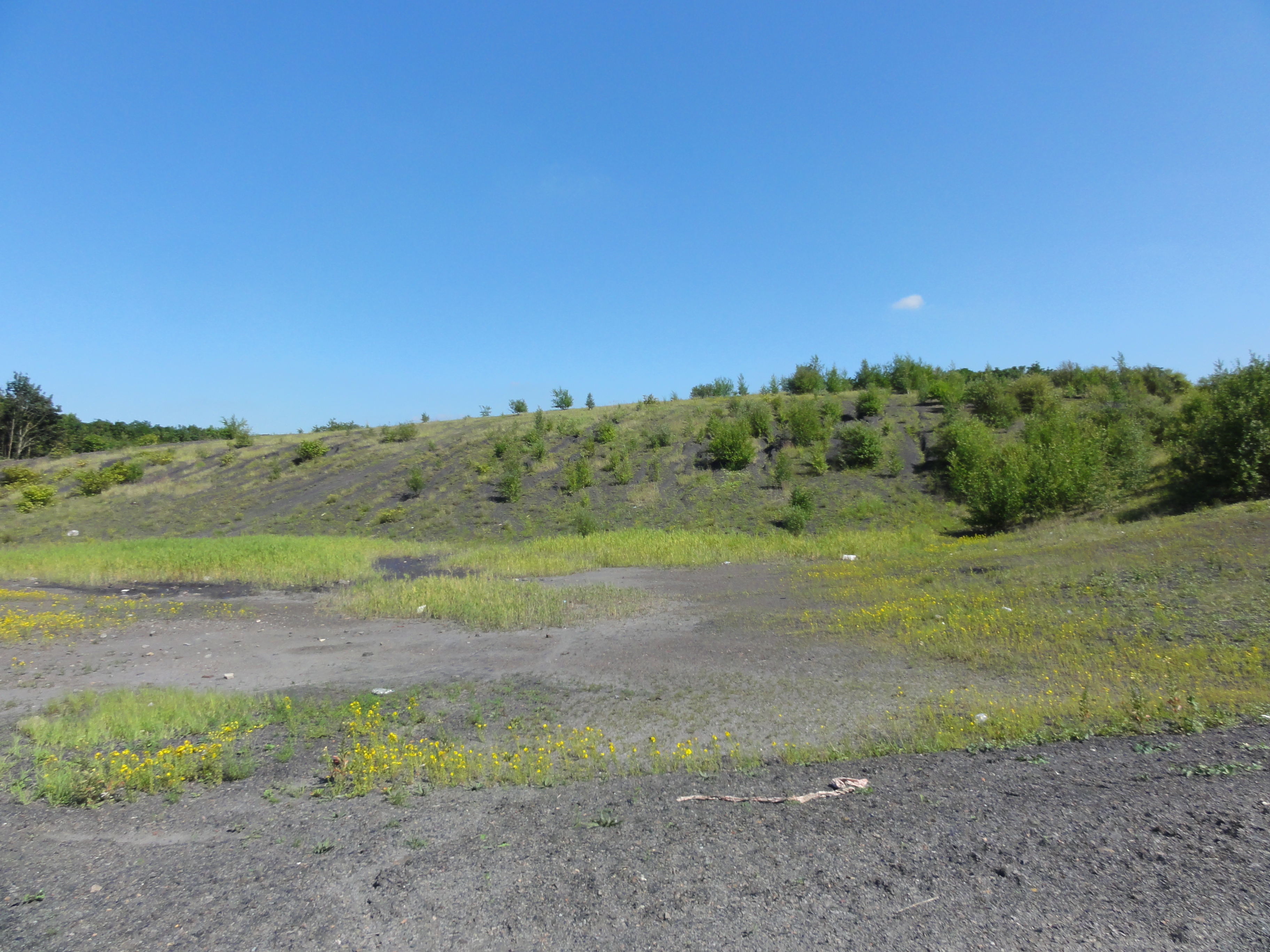
Le terril 4 Est de Dourges.

50° 24′ 28″ N, 2° 55′ 19″ E
Le terril no 101, Lavoir de Drocourt, situé à Hénin-Beaumont, est le terril tabulaire du Lavoir de Drocourt. Il est partiellement exploité, et contigu, dans la partie ouest, avec le terril conique no 84.

### Terrilno102, 4 Est de Dourges
50° 24′ 48″ N, 2° 59′ 48″ E
Le terril no 102, 4 Est de Dourges, situé à Noyelles-Godault, était un terril conique alimenté par la fosse no 4 - 4 bis des mines de Dourges. Il a été totalement exploité, et il n'en subsiste plus qu'une butte haute d'une dizaine de mètres.

### Terrilno103, 13 Ouest de Courrières Nord
50° 25′ 10″ N, 2° 50′ 46″ E
Le terril no 103, 13 Ouest de Courrières Nord, situé à Avion, est un petit terril plat constitué par la fosse no 13 - 18 des mines de Courrières, localisée à l'est, sur la commune de Sallaumines.

### Terrilno103A, 13 Ouest de Courrières Sud
50° 25′ 06″ N, 2° 50′ 50″ E
Le terril no 103A, 13 Ouest de Courrières Sud, situé à Avion, est un terril plat constitué par la fosse no 13 - 18 des mines de Courrières.

### Terrilno104, 10 Sud de Courrières sud

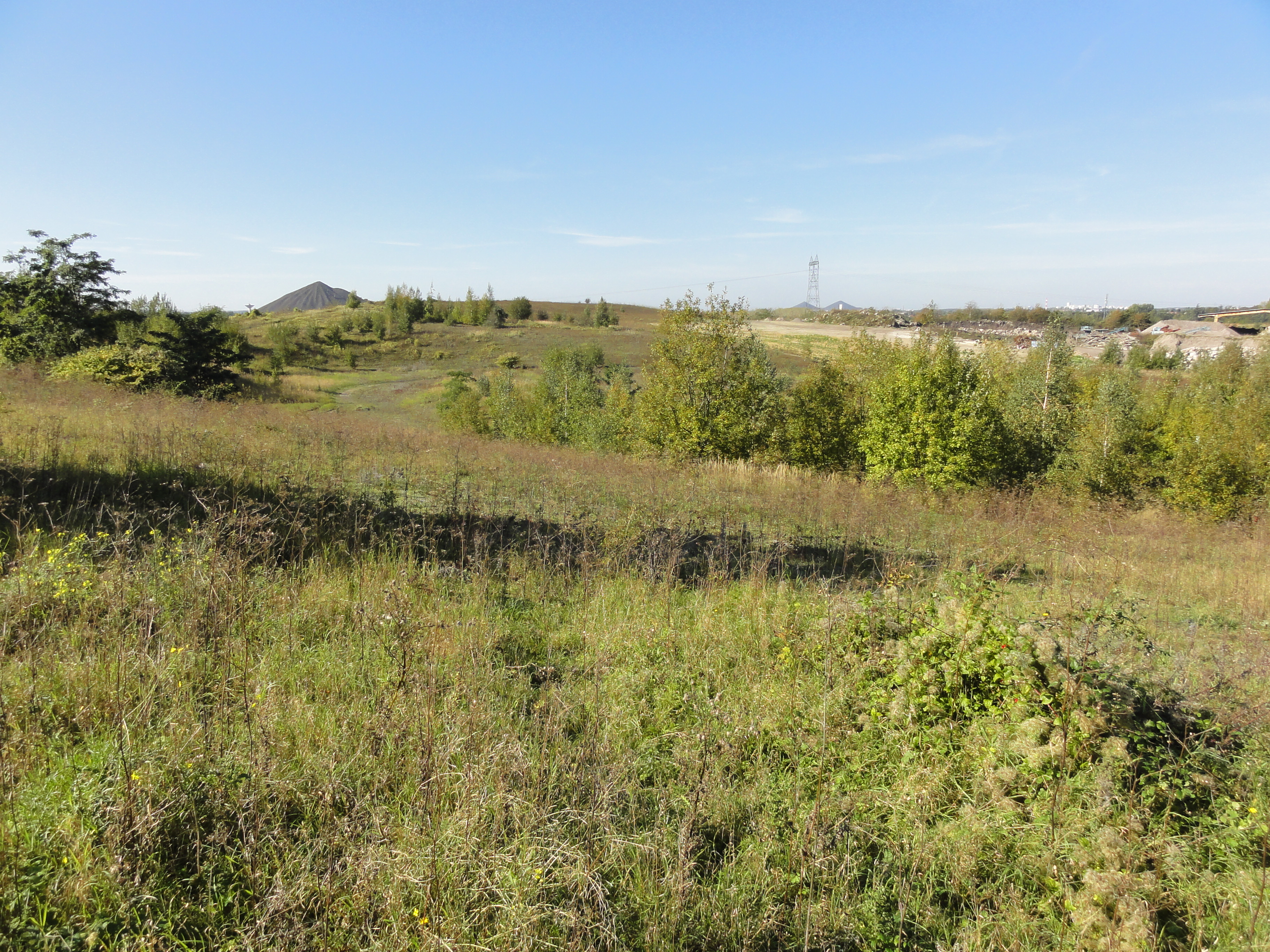
Le terril 10 Sud de Courrières sud.

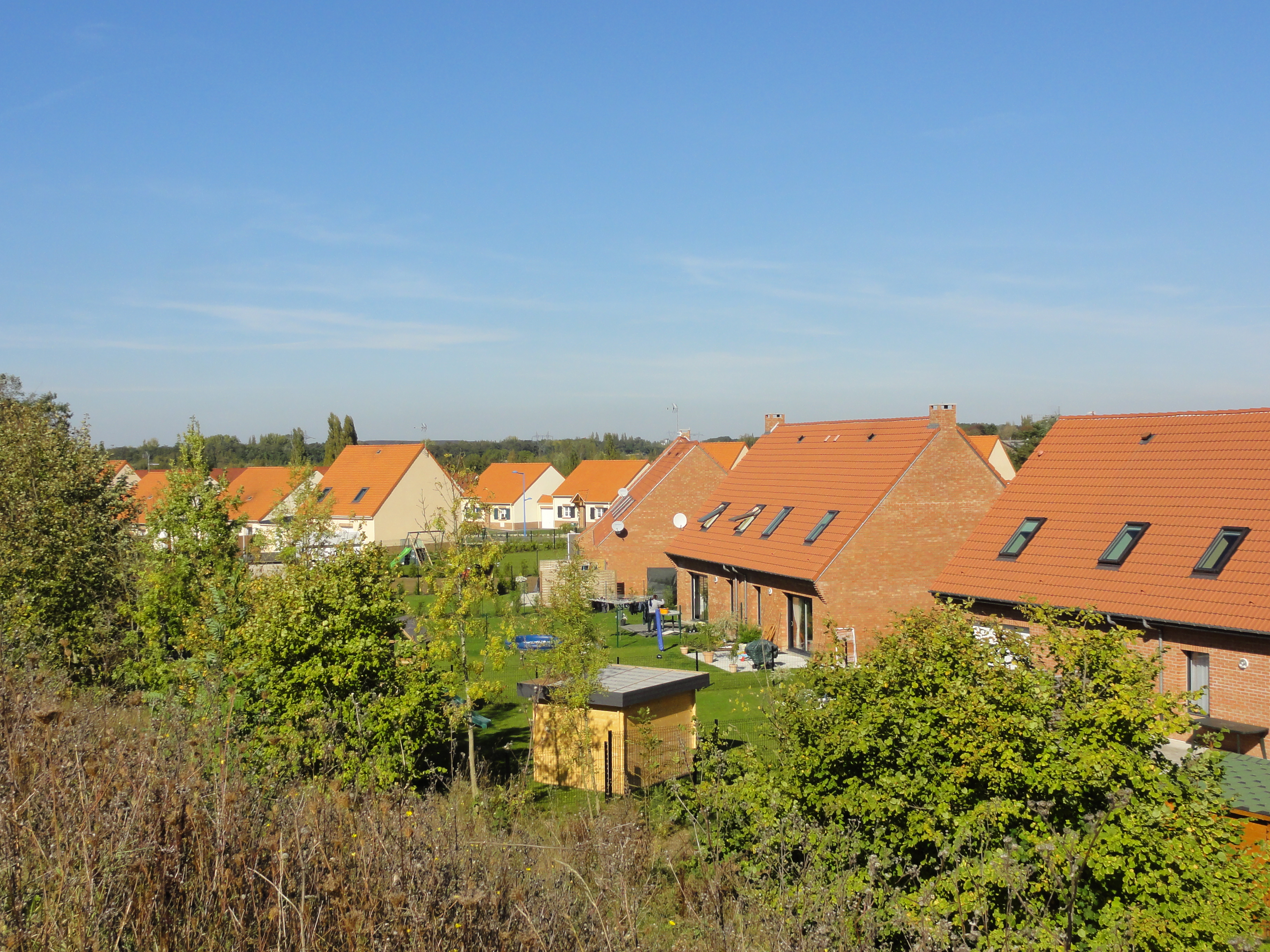
Le site du terril 10 Sud de Courrières nord.

50° 24′ 36″ N, 2° 53′ 56″ E
Le terril no 104, 10 Sud de Courrières sud, situé à Billy-Montigny, alimenté par la fosse no 10 - 20 des mines de Courrières, était un terril conique qui a été totalement exploité. Il est subsiste l'assise. Il est situé au sud du terril no 104A, disparu.

### Terrilno104A, 10 Sud de Courrières nord
50° 24′ 45″ N, 2° 54′ 03″ E
Le terril no 104A, 10 Sud de Courrières nord, disparu, situé à Billy-Montigny, était le terril plat de la fosse no 10 - 20 des mines de Courrières. Il a été intégralement exploité, et des lotissements ont été construits dessus.

### Terrilno105, 6 bis de Dourges Est

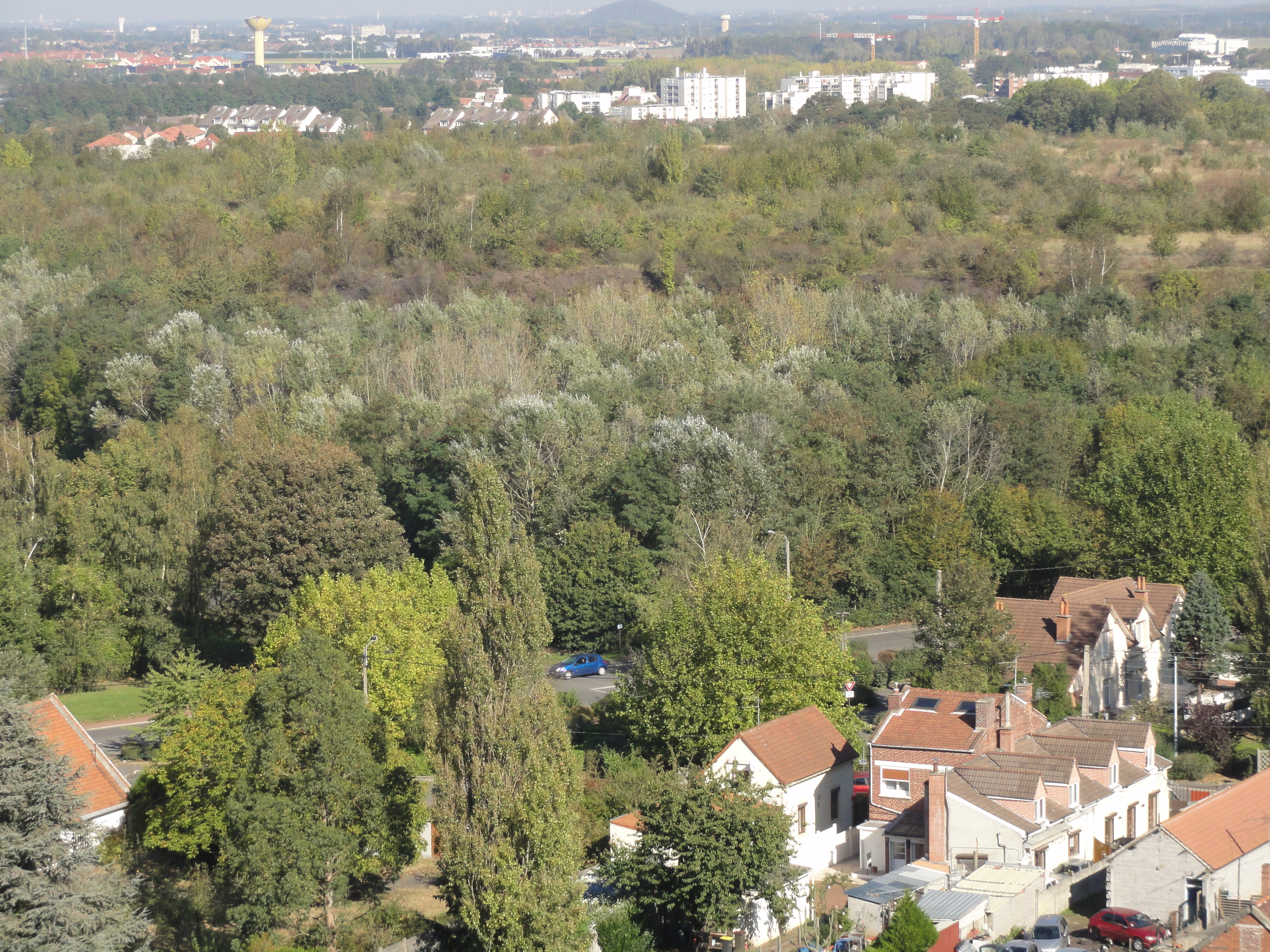
Le terril 6 bis de Dourges Est.

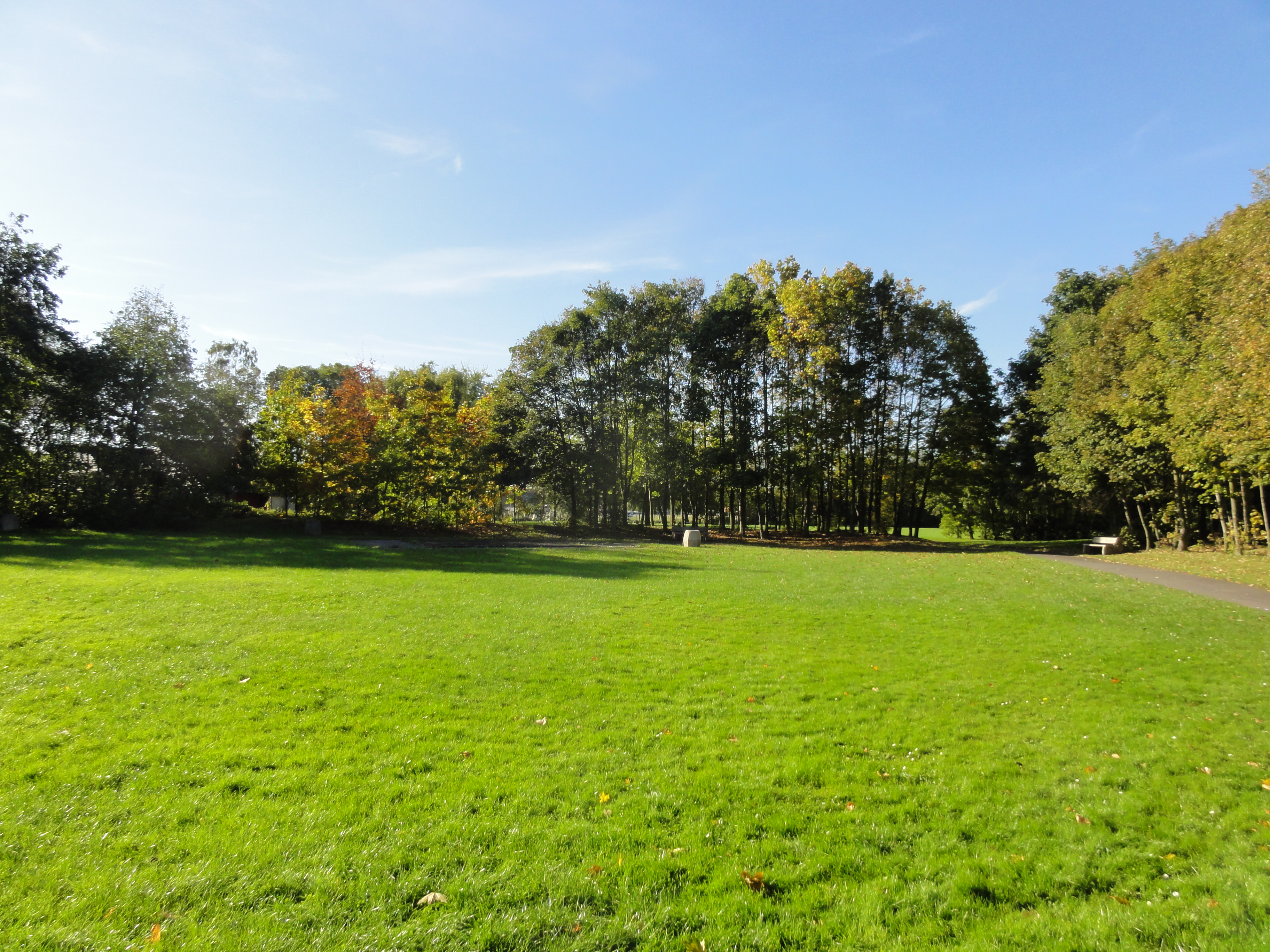
Le terril 23 de Courrières.

50° 24′ 48″ N, 2° 55′ 48″ E
Le terril no 105, 6 bis de Dourges Est, situé à Hénin-Beaumont, est le terril de la fosse no 6 bis des mines de Dourges. Il est situé à l'ouest des terrils nos 89 et 85, et au sud de la ligne de Lens à Ostricourt.

### Terrilno106, 23 de Courrières
50° 25′ 55″ N, 2° 52′ 55″ E
Le terril no 106, 23 de Courrières, disparu, situé à Noyelles-sous-Lens, était le terril de la fosse no 23 des mines de Courrières. Il a été intégralement exploité. La fosse possédait un terril cavalier no 240, également disparu.

### Terrilno107, 4 d'Oignies
50° 29′ 16″ N, 2° 58′ 41″ E

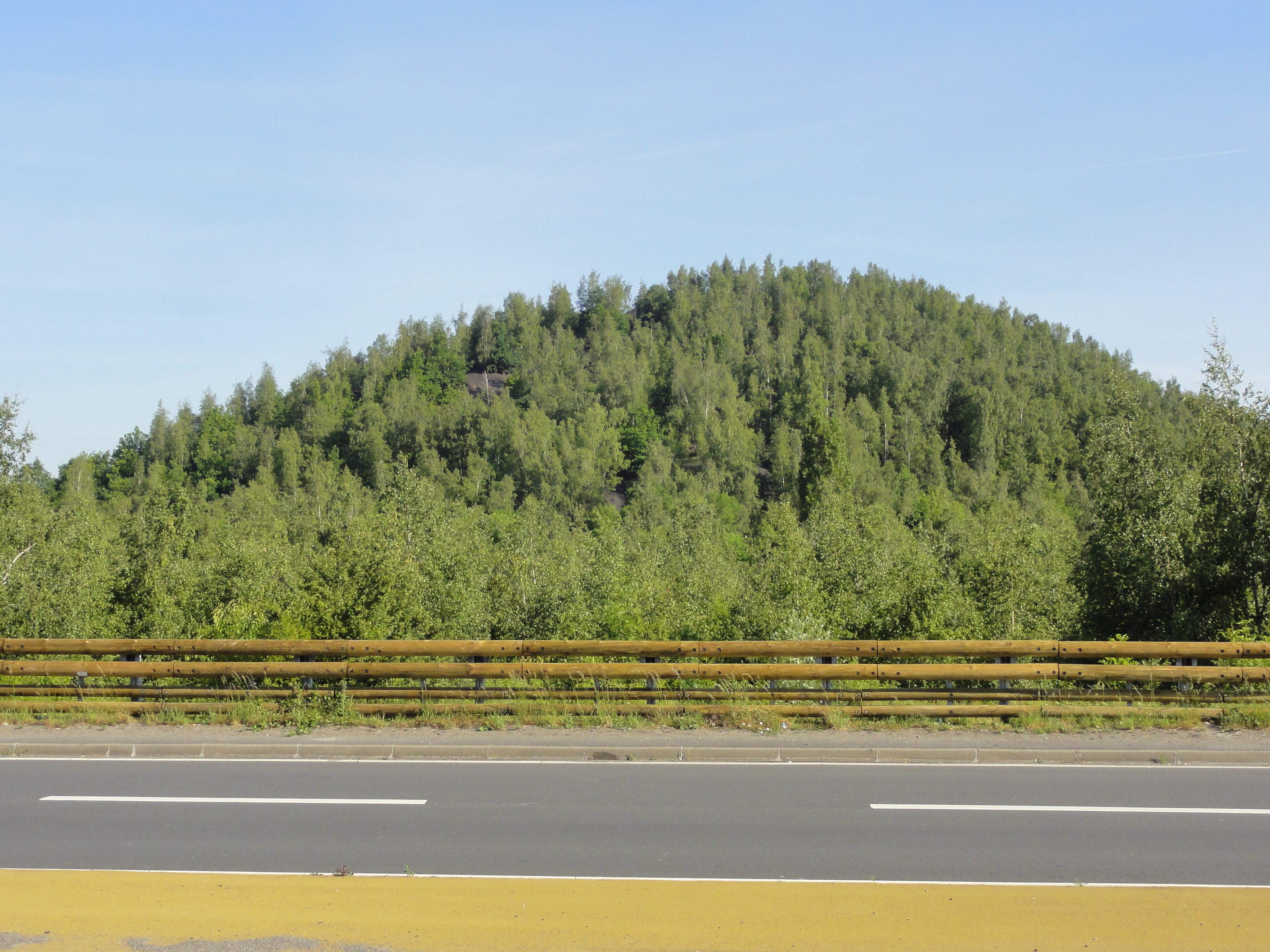
Le terril du 4 d'Oignies.

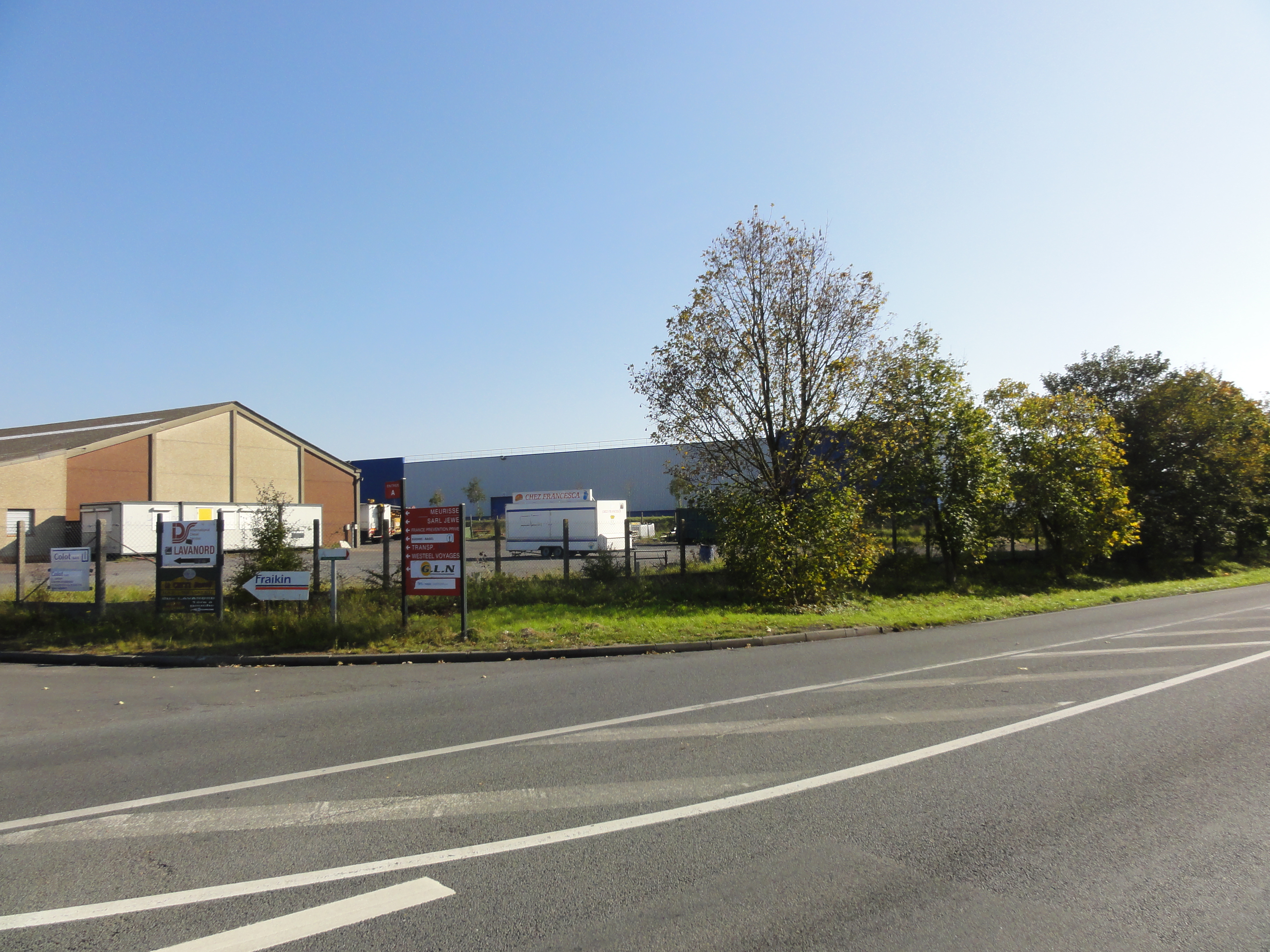
Le terril Aire de stock du 4.

Le terril no 107, 4 d'Oignies, situé à Carvin, est le terril conique de la fosse no 4 des mines d'Ostricourt. Il a été conservé et est entièrement boisé.

### Terrilno107A, Aire de stock du 4
50° 28′ 54″ N, 2° 58′ 46″ E
Le terril no 107A, Aire de stock du 4, disparu, situé à Libercourt, était le terril plat de la fosse no 4 des mines d'Ostricourt.

### Terrilno108, 7 d'Oignies
50° 27′ 31″ N, 3° 02′ 14″ E

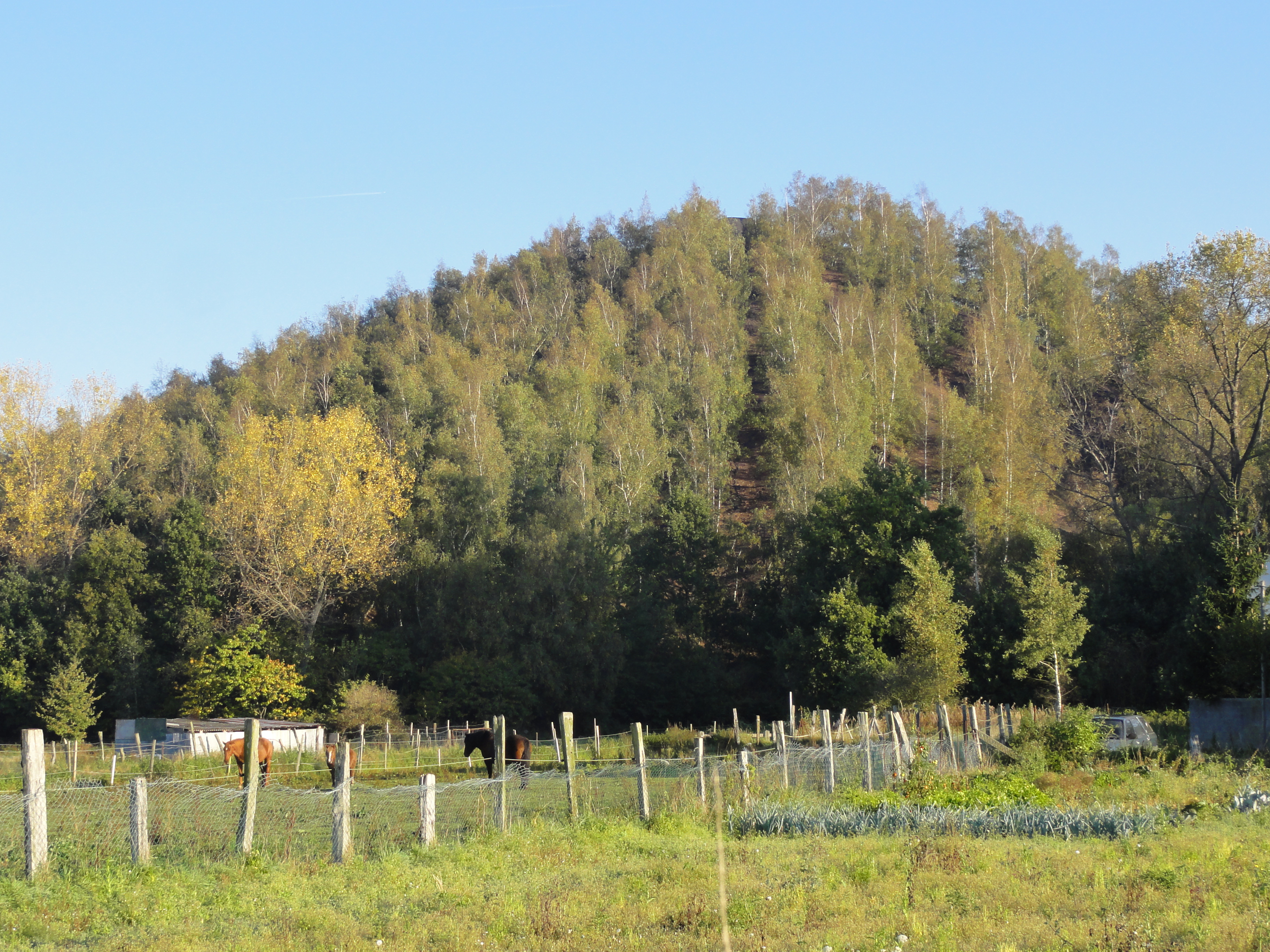
Le terril 7 d'Oignies.

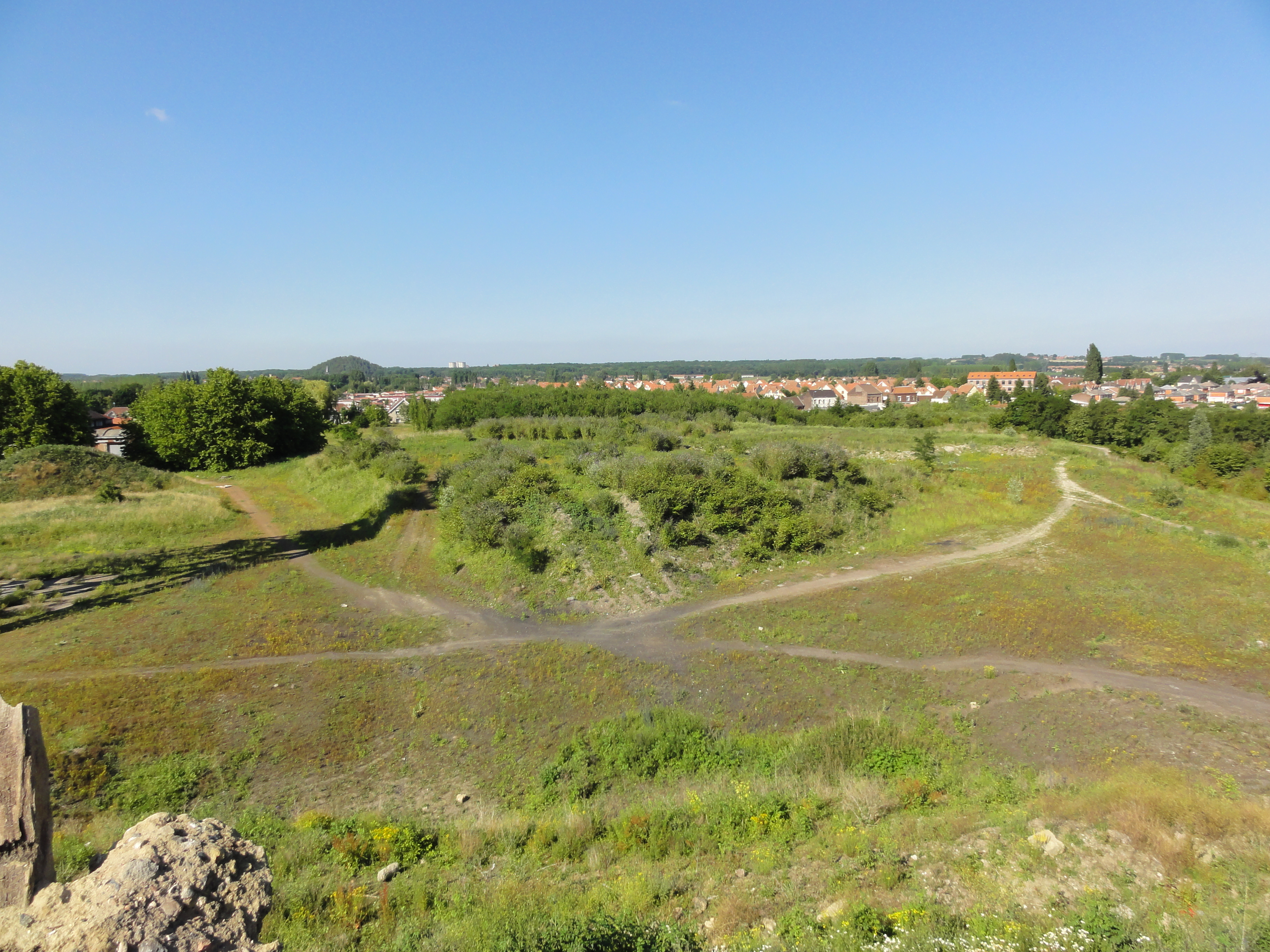
Le terril 8 de Dourges Nord.

Le terril no 108, 7 d'Oignies, situé à Ostricourt, est le terril conique de la fosse no 7 - 7 bis des mines d'Ostricourt.

### Terrilno109, 8 de Dourges Nord
50° 26′ 12″ N, 3° 01′ 28″ E
Le terril no 109, 8 de Dourges Nord, situé à Évin-Malmaison, a été alimenté par la fosse no 8 - 8 bis des mines de Dourges. Il s'agissait d'un terril conique qui a été exploité, il n'en reste plus que la base.

### Terrilno110, 9 de Dourges

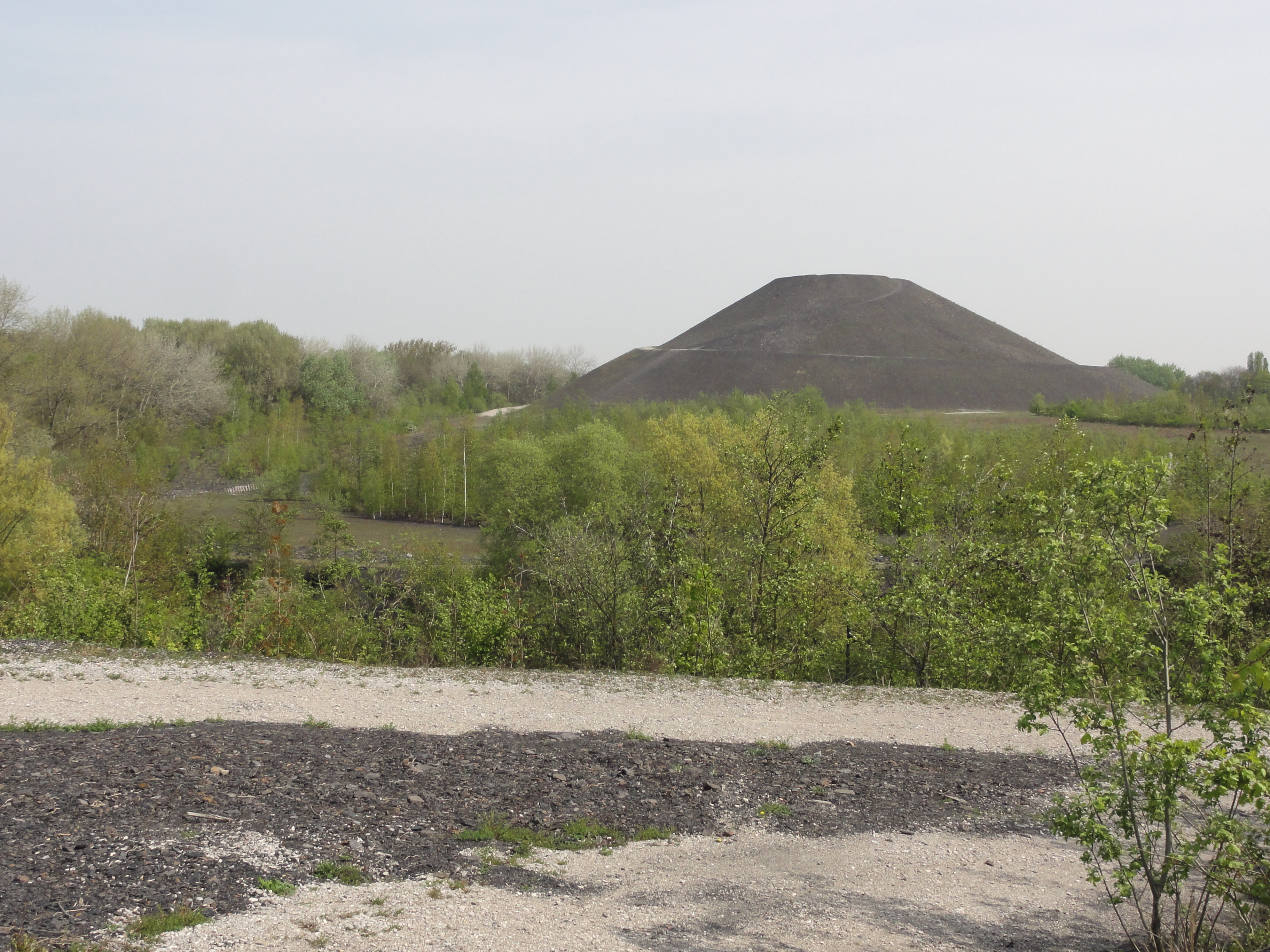
Le terril 9 de Dourges.

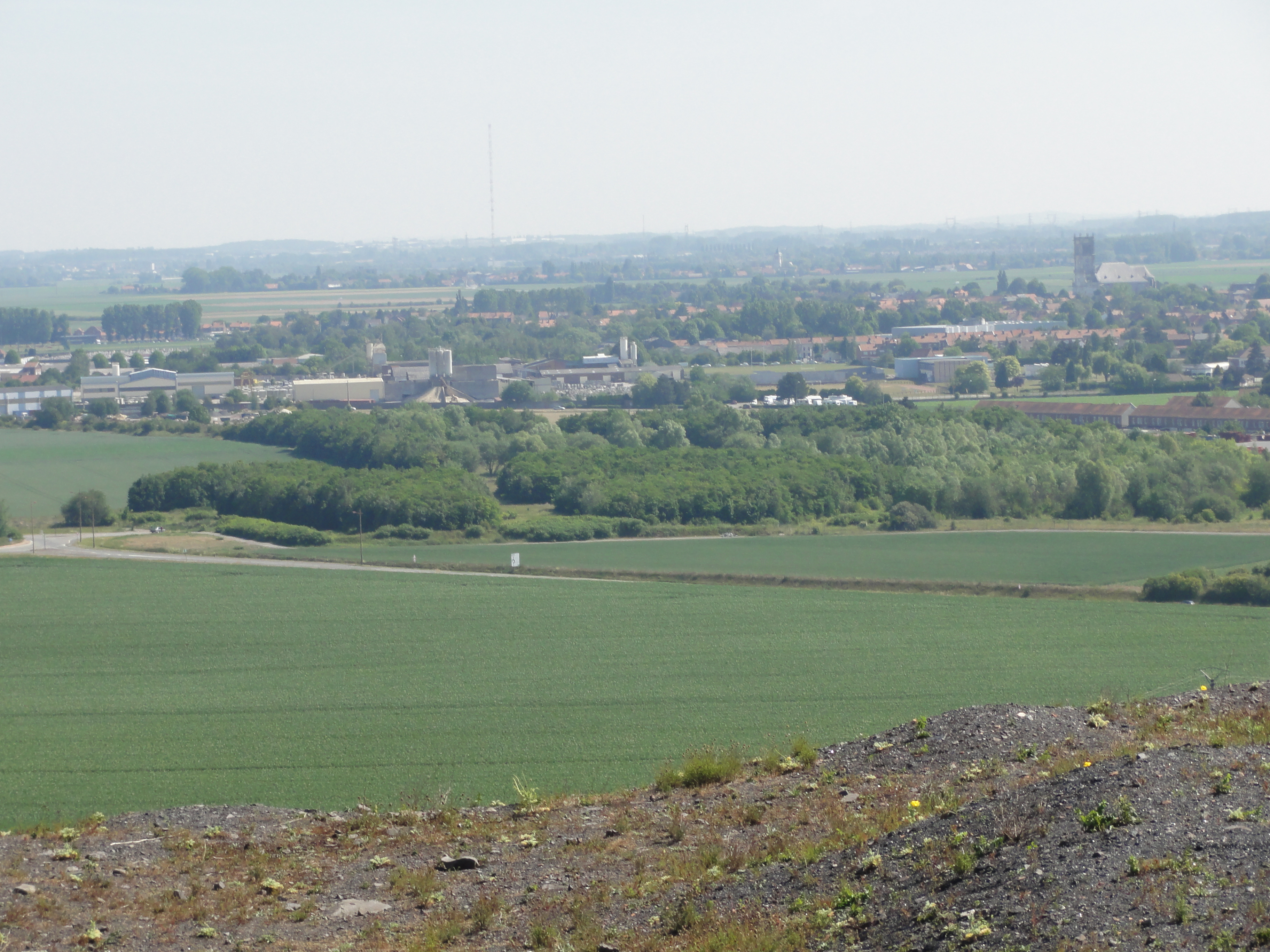
Le terril du 14 de Carvin Sud.

50° 27′ 37″ N, 2° 59′ 04″ E
Le terril no 110, 9 de Dourges, situé à Oignies, est le terril conique de la fosse no 9 - 9 bis des mines de Dourges. Deux bassins élevés sur des terrils sont établis à proximité.

### Terrilno111, 14 de Carvin Sud
50° 29′ 25″ N, 2° 56′ 01″ E
Le terril no 111, 14 de Carvin Sud, disparu, situé à Carvin, était le terril conique de la fosse no 4 des mines de Carvin. Il a été intégralement exploité.

### Terrilno111A, 14 de Carvin Nord

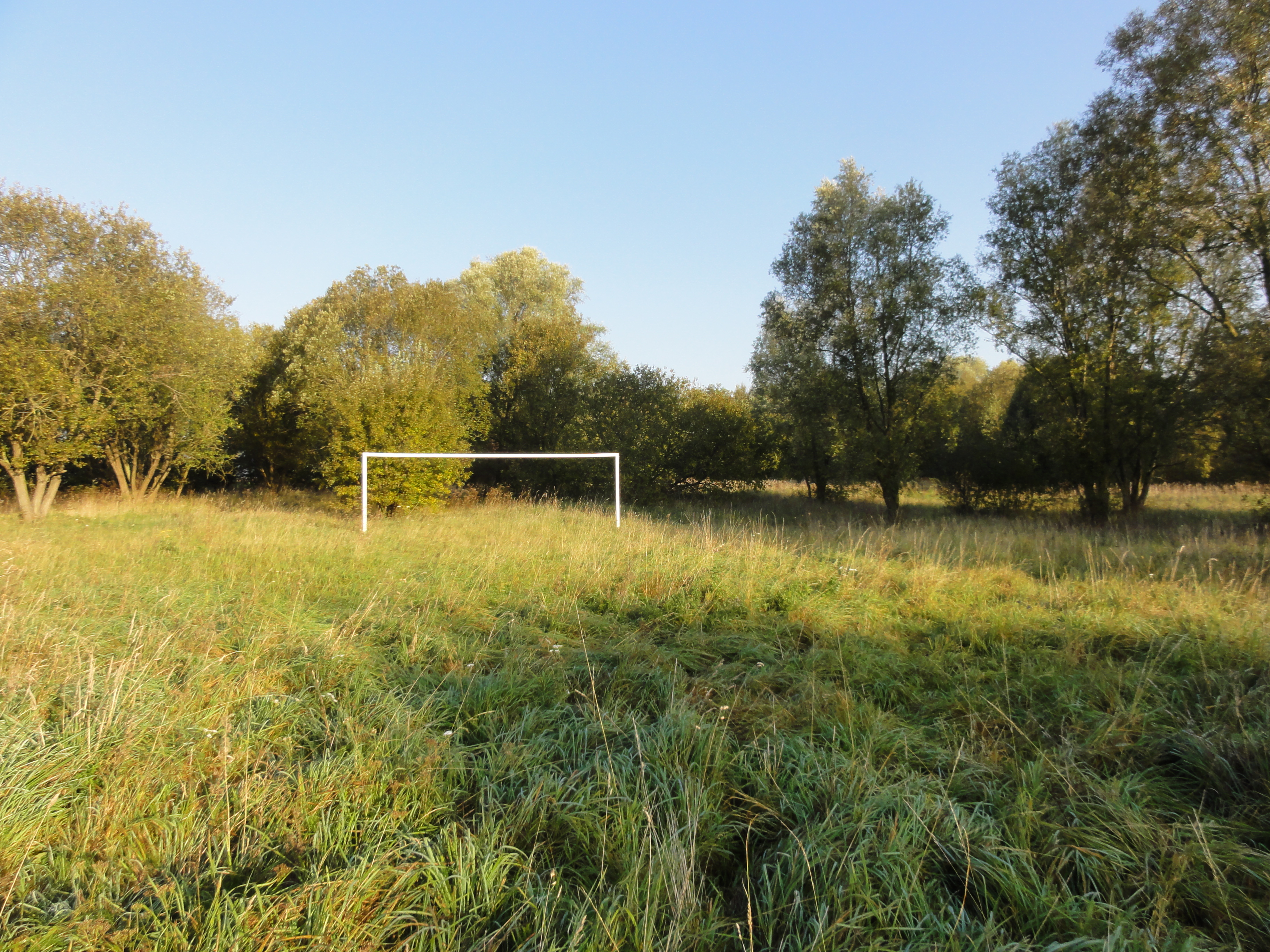
Le terril 14 de Carvin Nord.

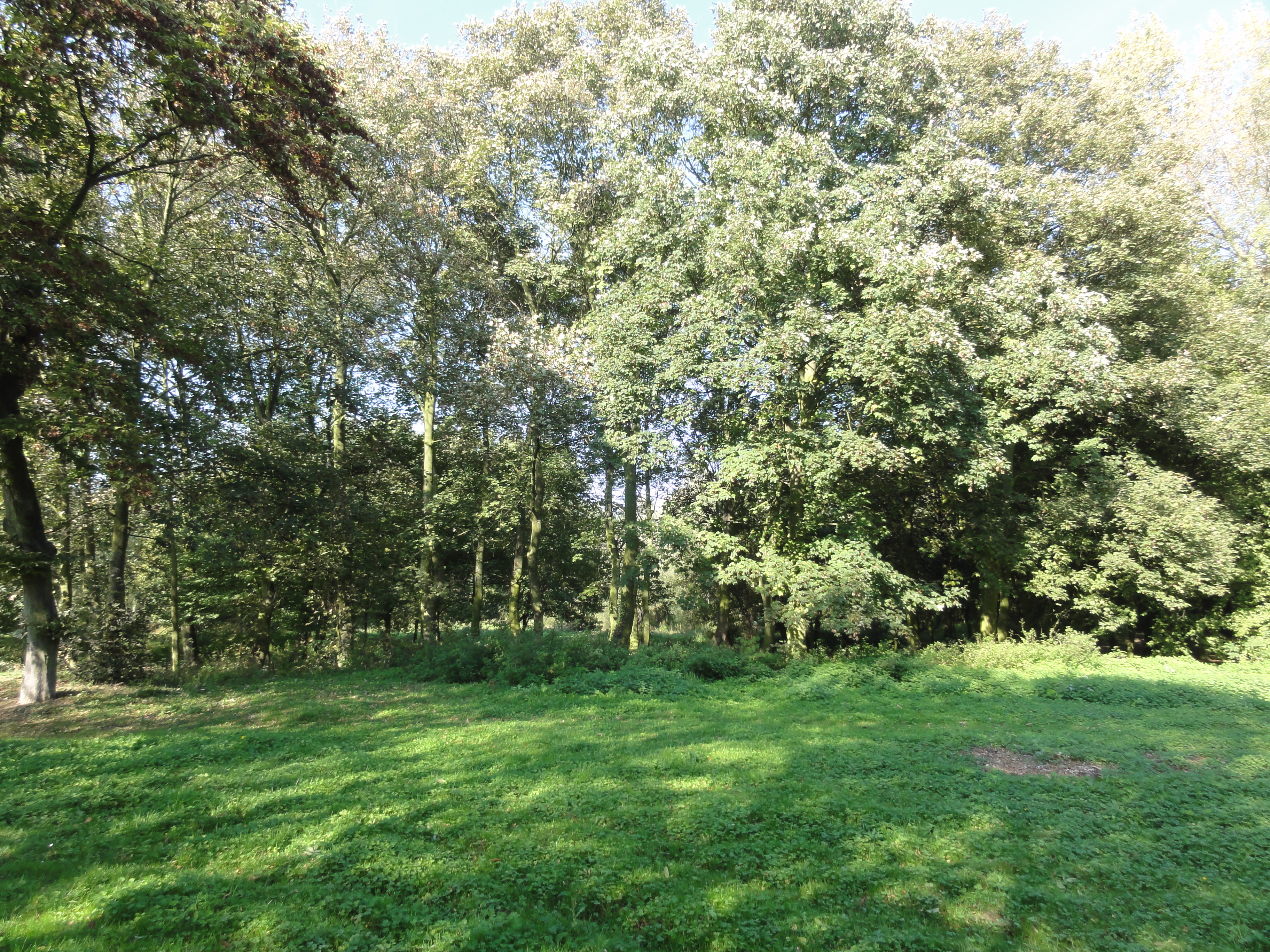
Le site du terril 5 d'Oignies.

50° 29′ 29″ N, 2° 56′ 13″ E
Le terril no 111A, 14 de Carvin Nord, disparu, situé à Carvin, était le terril plat de la fosse no 4 des mines de Carvin. Il a été intégralement exploité.

### Terrilno112, 5 d'Oignies
50° 29′ 22″ N, 2° 59′ 48″ E
Le terril no 112, 5 d'Oignies, disparu, situé à Libercourt, était le terril de la fosse no 5 des mines d'Ostricourt. Il a été intégralement exploité.

### Terrilno113, 8 de Dourges Sud

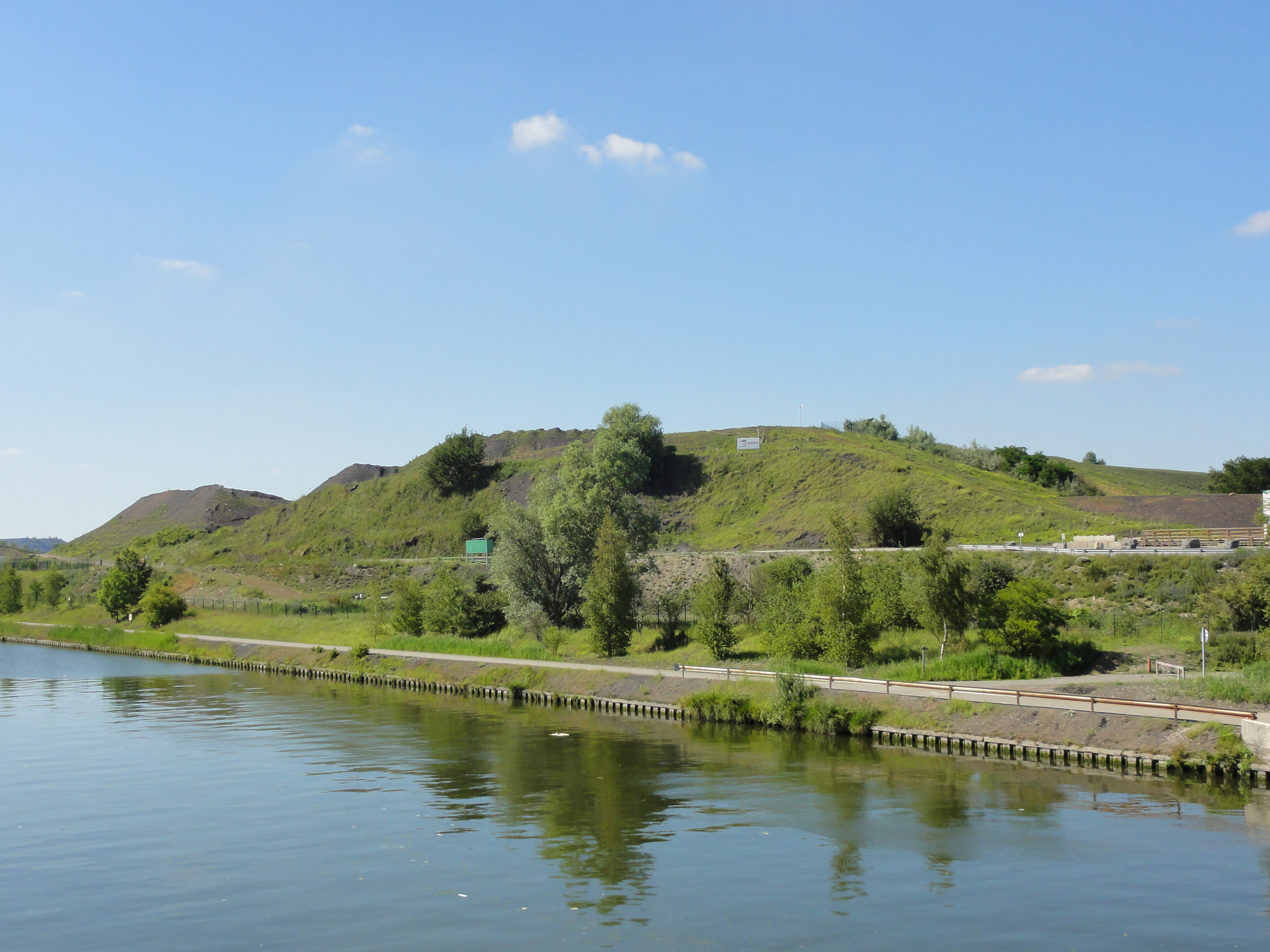
Le terril 8 de Dourges Sud.

50° 26′ 01″ N, 3° 01′ 15″ E
Le terril no 113, 8 de Dourges Sud, situé à Évin-Malmaison, a été alimenté par la Fosse no 8 - 8 bis des mines de Dourges. Il s'agit d'un terril plateau, assez étendu. La fosse possédait également un second terril, le no 109.

### Terrilno113A, Cavalier du 8 de Dourges
50° 26′ 19″ N, 2° 59′ 49″ E
Le terril no 113A, Cavalier du 8 de Dourges, disparu, situé à Évin-Malmaison, était un terril cavalier qui permettait de relier la fosse no 8 - 8 bis des mines de Dourges aux fosses nos 9 - 9 bis et 10.

### Terrilno114, 13 d'Oignies Ouest
50° 29′ 27″ N, 2° 57′ 02″ E

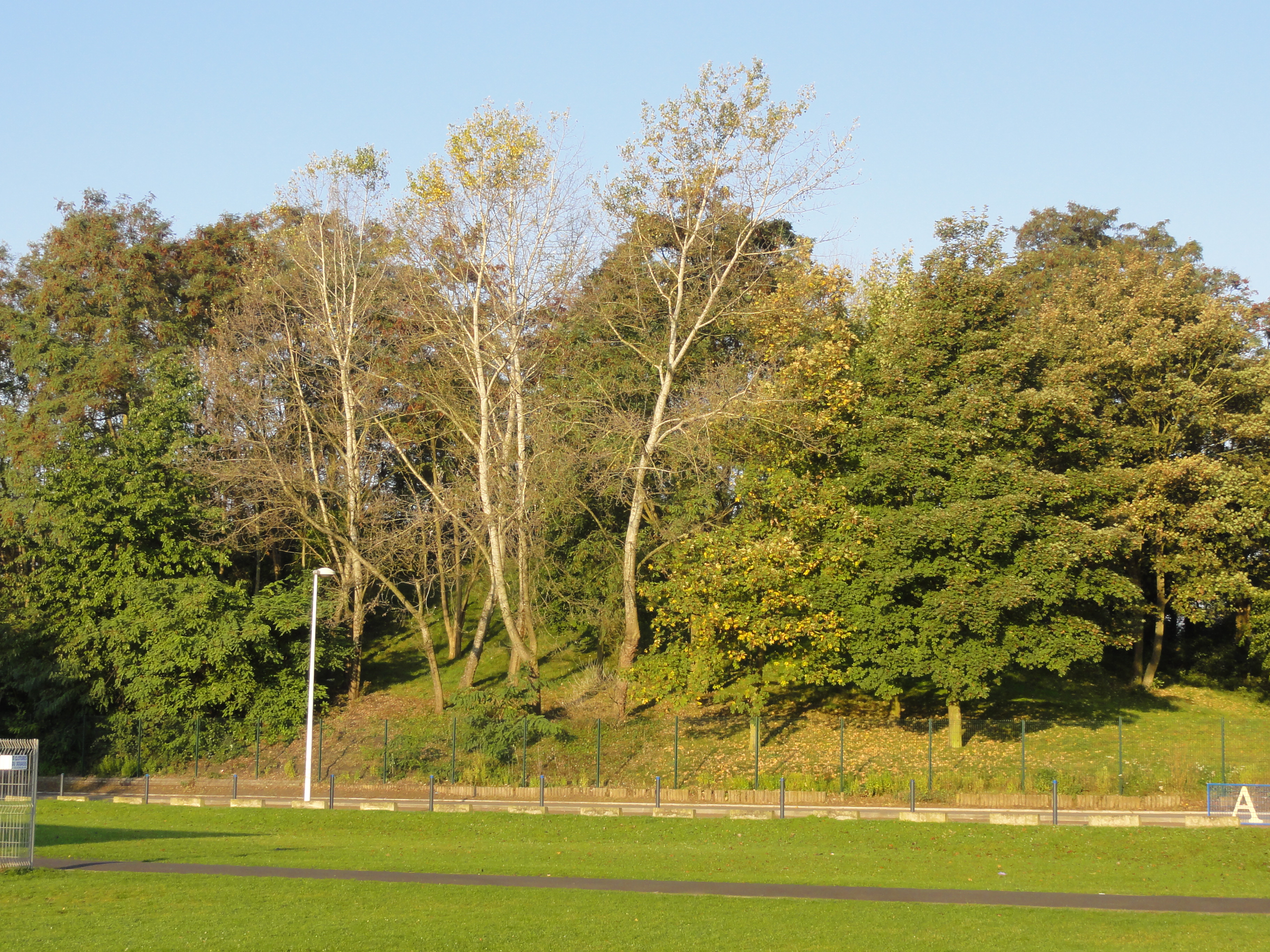
Le terril 13 d'Oignies Ouest.

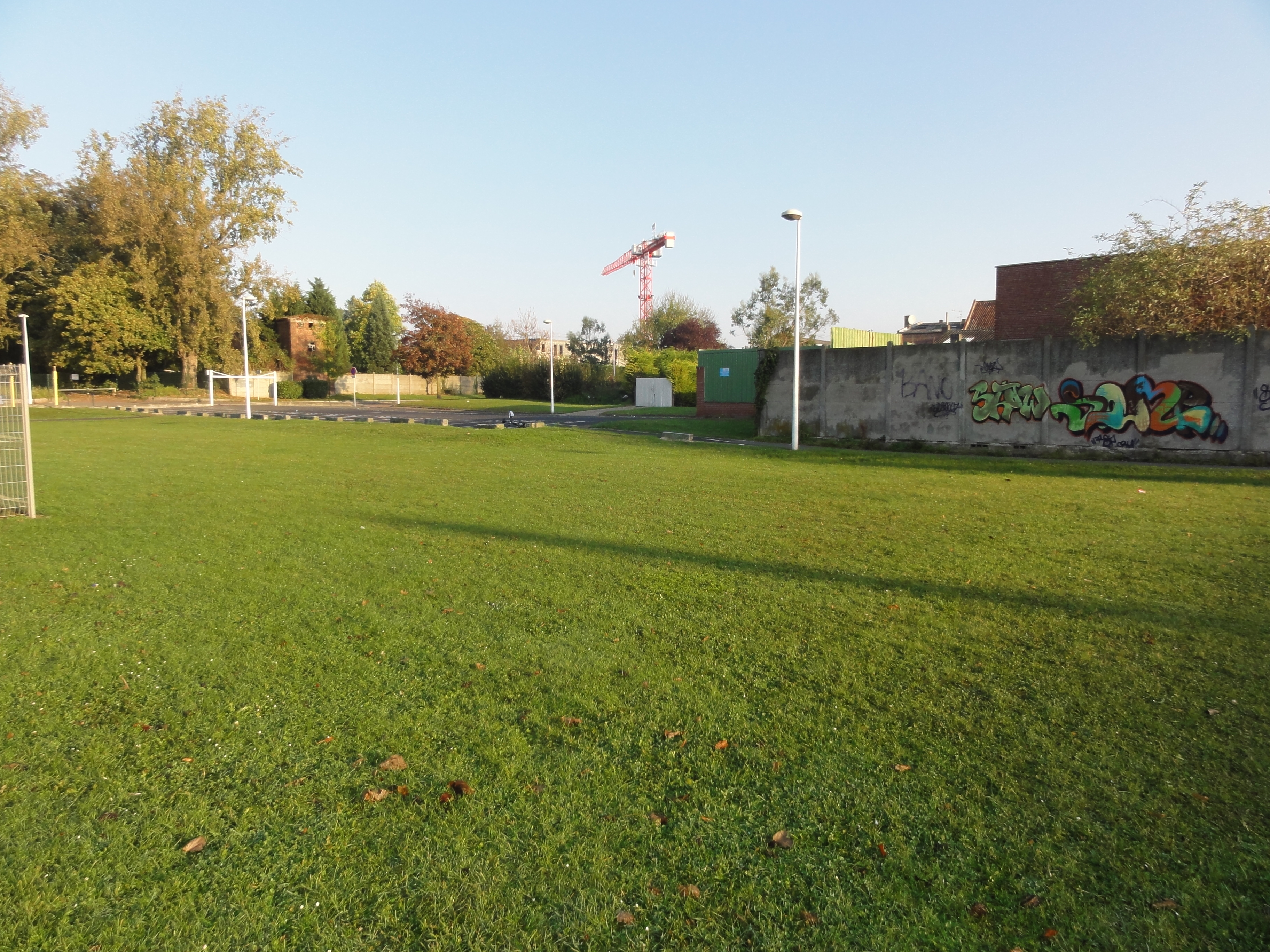
Le terril 13 d'Oignies Est.

Le terril no 114, 13 d'Oignies Ouest, disparu, situé à Carvin, était le terril plat de la fosse no 3 des mines de Carvin. Il a été intégralement exploité.

### Terrilno114A, 13 d'Oignies Est
50° 29′ 25″ N, 2° 57′ 08″ E
Le terril no 114A, 13 d'Oignies Est, disparu, situé à Carvin, était le terril plat de la fosse no 3 des mines de Carvin. Il a été intégralement exploité.

### Terrilno115, 2 du téléphérique

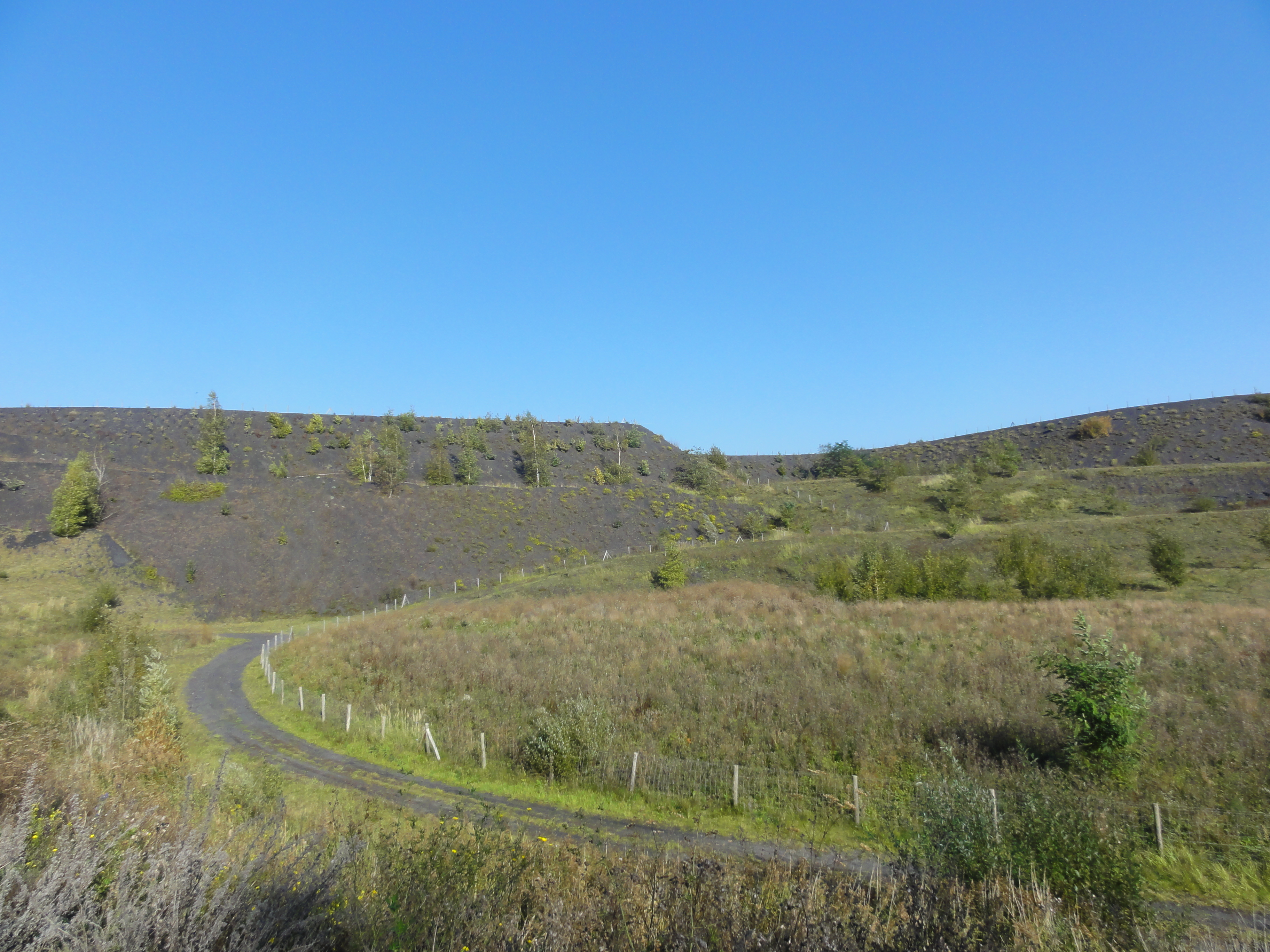
Le terril 2 du téléphérique.

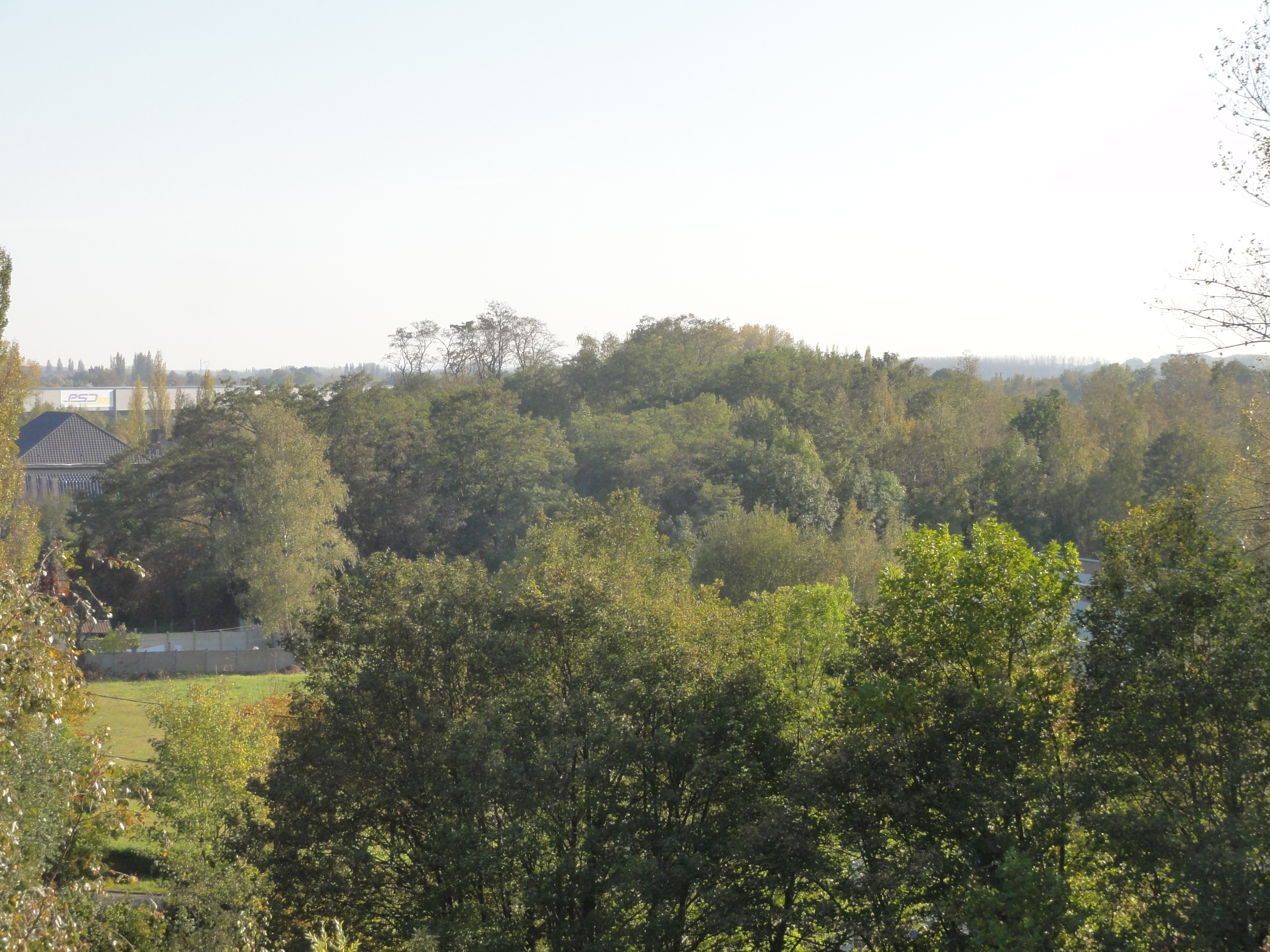
Le terril 2 d'Oignies.

50° 28′ 46″ N, 2° 59′ 32″ E
Le terril no 115, 2 du téléphérique, situé à Libercourt, était alimenté par un système de téléphérique par la fosse no 2 des mines d'Ostricourt, alors siège de concentration du Groupe d'Oignies, à partir de 1948. Malgré le fait qu'il a été exploité, il en reste un volume non négligeable.

### Terrilno115A, 2 d'Oignies
50° 28′ 27″ N, 2° 59′ 48″ E
Le terril no 115A, 2 d'Oignies, situé à Libercourt, est le premier terril de la fosse no 2 des mines d'Ostricourt. Il est situé juste au nord du carreau, et a été totalement exploité puisqu'il a disparu. Le site est désormais boisé.

### Terrilno116, 10 d'Oignies
50° 27′ 03″ N, 2° 59′ 24″ E

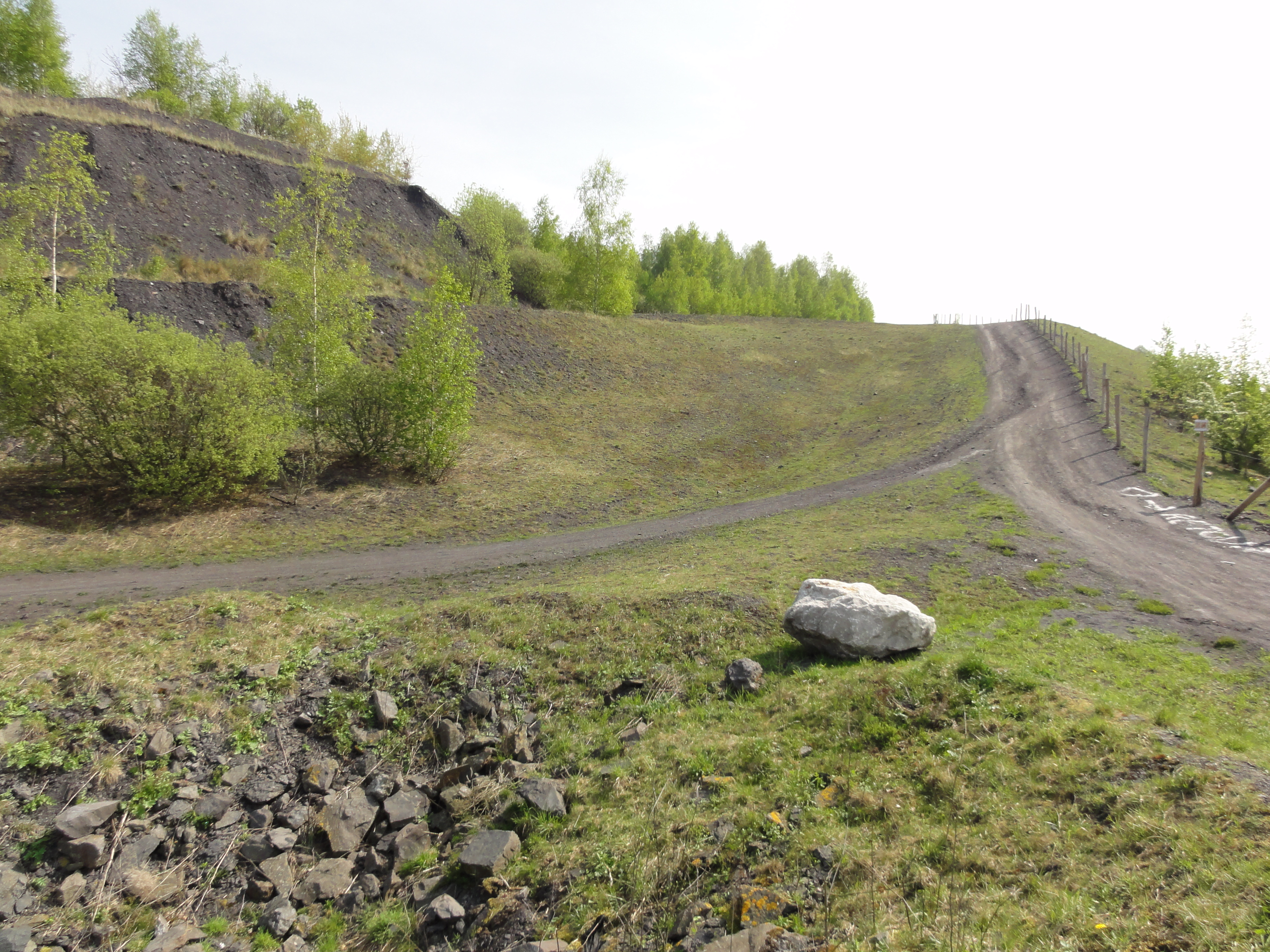
Les terrils du 10 d'Oignies.

Les terrils nos 116 et 117, 10 d'Oignies, sont situés à Dourges, au nord de la fosse no 10 du Groupe d'Oignies. Ils sont indissociables et ne forment plus qu'un. Les pentes ont été remodelées.

### Terrilno117, 10 d'Oignies
50° 27′ 03″ N, 2° 59′ 24″ E
Les terrils nos 116 et 117, 10 d'Oignies, sont situés à Dourges, au nord de la fosse no 10 du Groupe d'Oignies. Ils sont indissociables et ne forment plus qu'un. Les pentes ont été remodelées.

### Terrilno118, 1 d'Oignies
50° 27′ 44″ N, 3° 00′ 44″ E

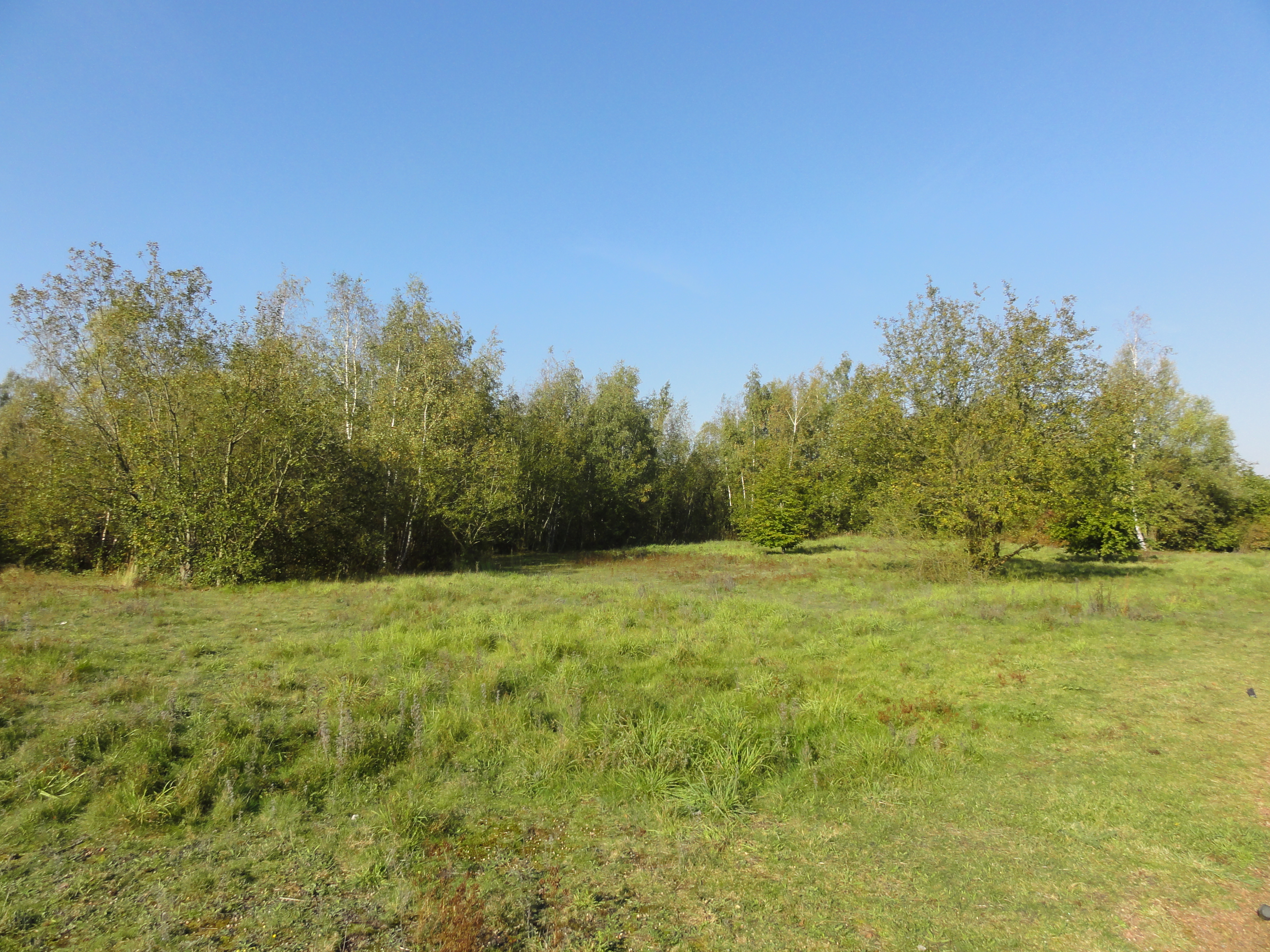
Le terril 1 d'Oignies.

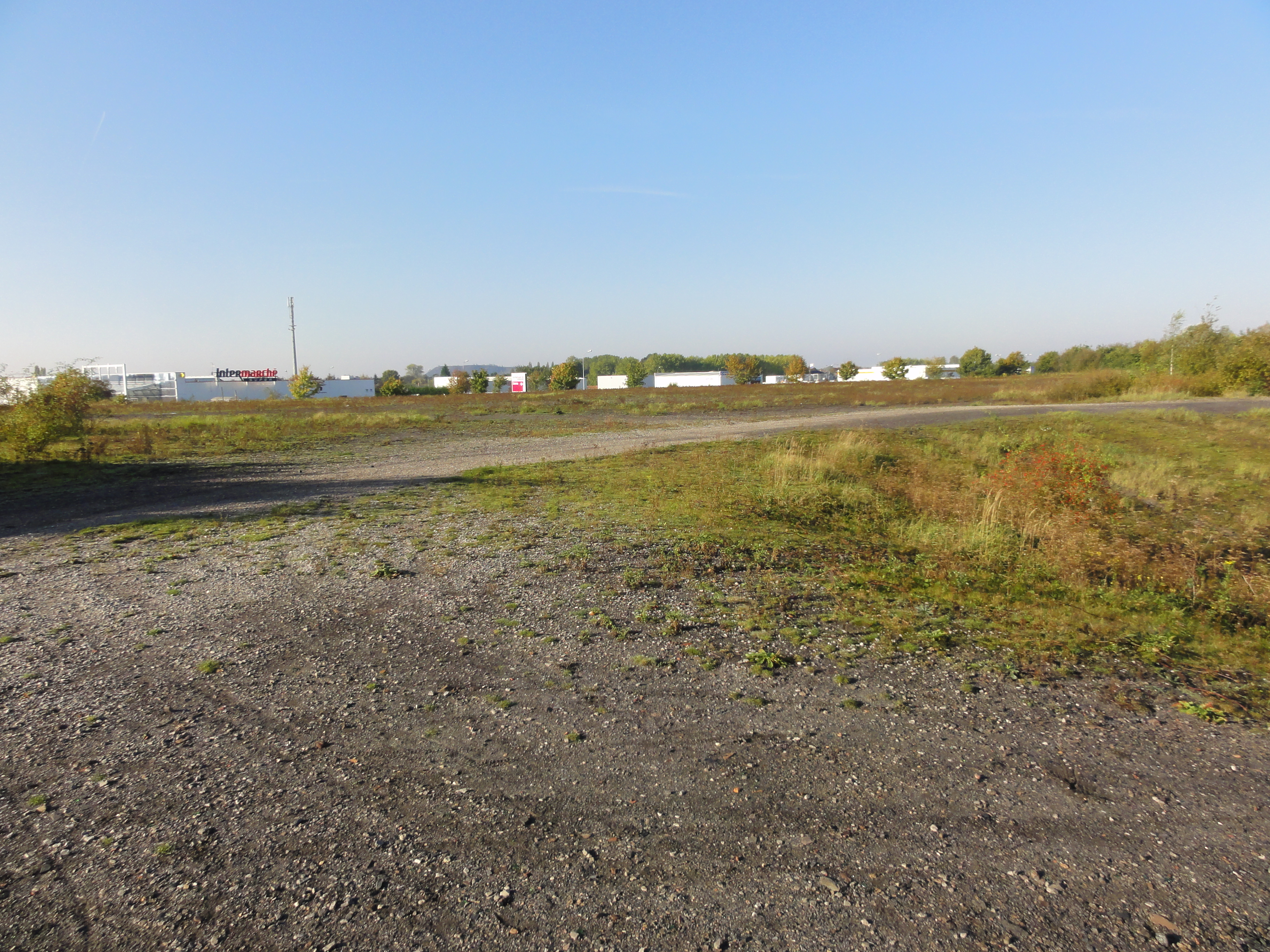
Le terril 6 d'Oignies Sud.

Le terril no 118, 1 d'Oignies, situé à Oignies, est le terril conique de la fosse no 1 des mines d'Ostricourt. Il a été exploité, et il ne reste que la base.

### Terrilno119, 6 d'Oignies Sud
50° 28′ 00″ N, 3° 01′ 47″ E
Le terril no 119, 6 d'Oignies Sud, situé à Ostricourt, est le terril conique de la fosse no 6 des mines d'Ostricourt. Il a été exploité, il n'en reste que la base.

### Terrilno120, 6 d'Oignies Nord
50° 28′ 08″ N, 3° 01′ 46″ E

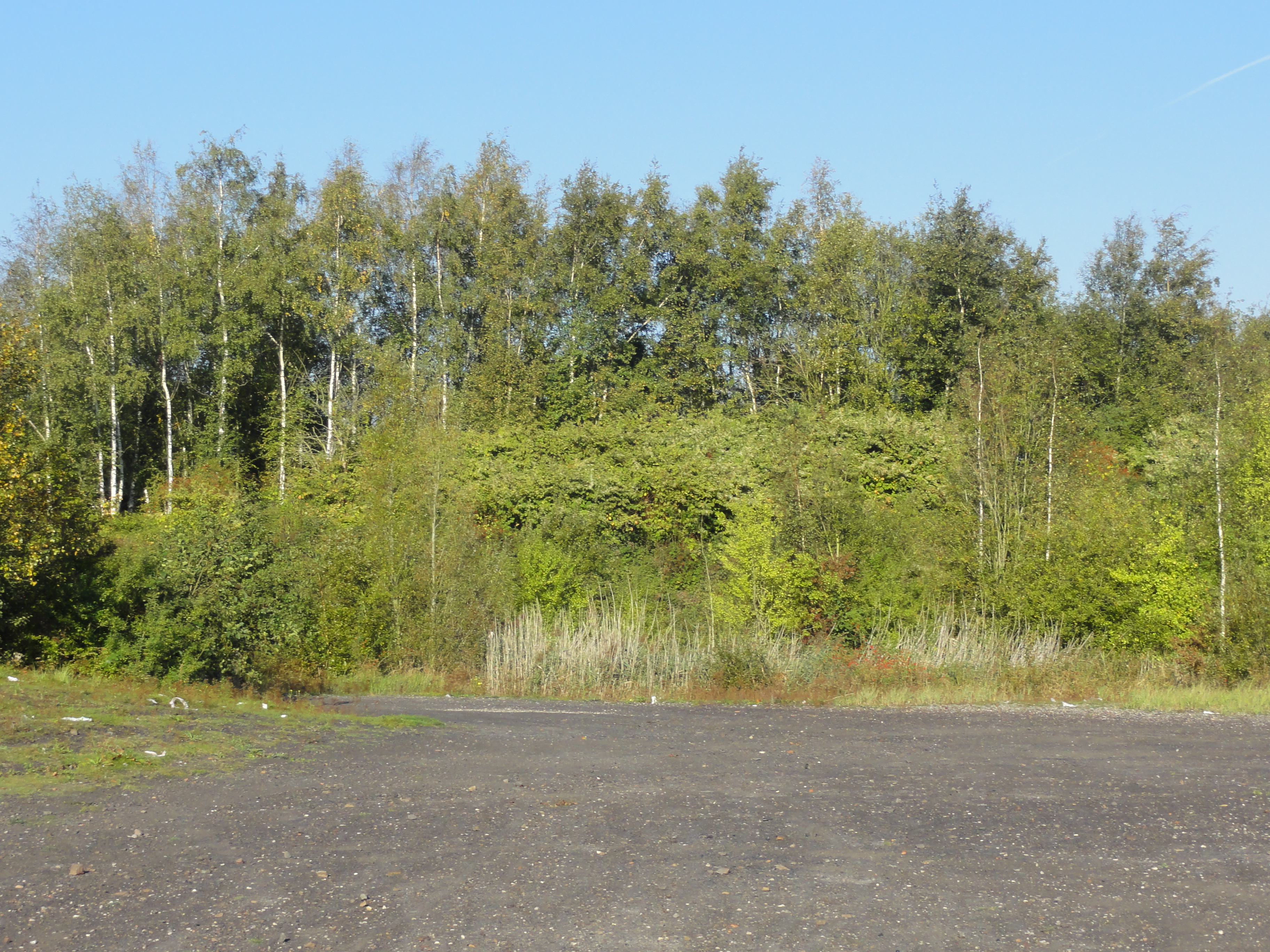
Le terril 6 d'Oignies Nord.

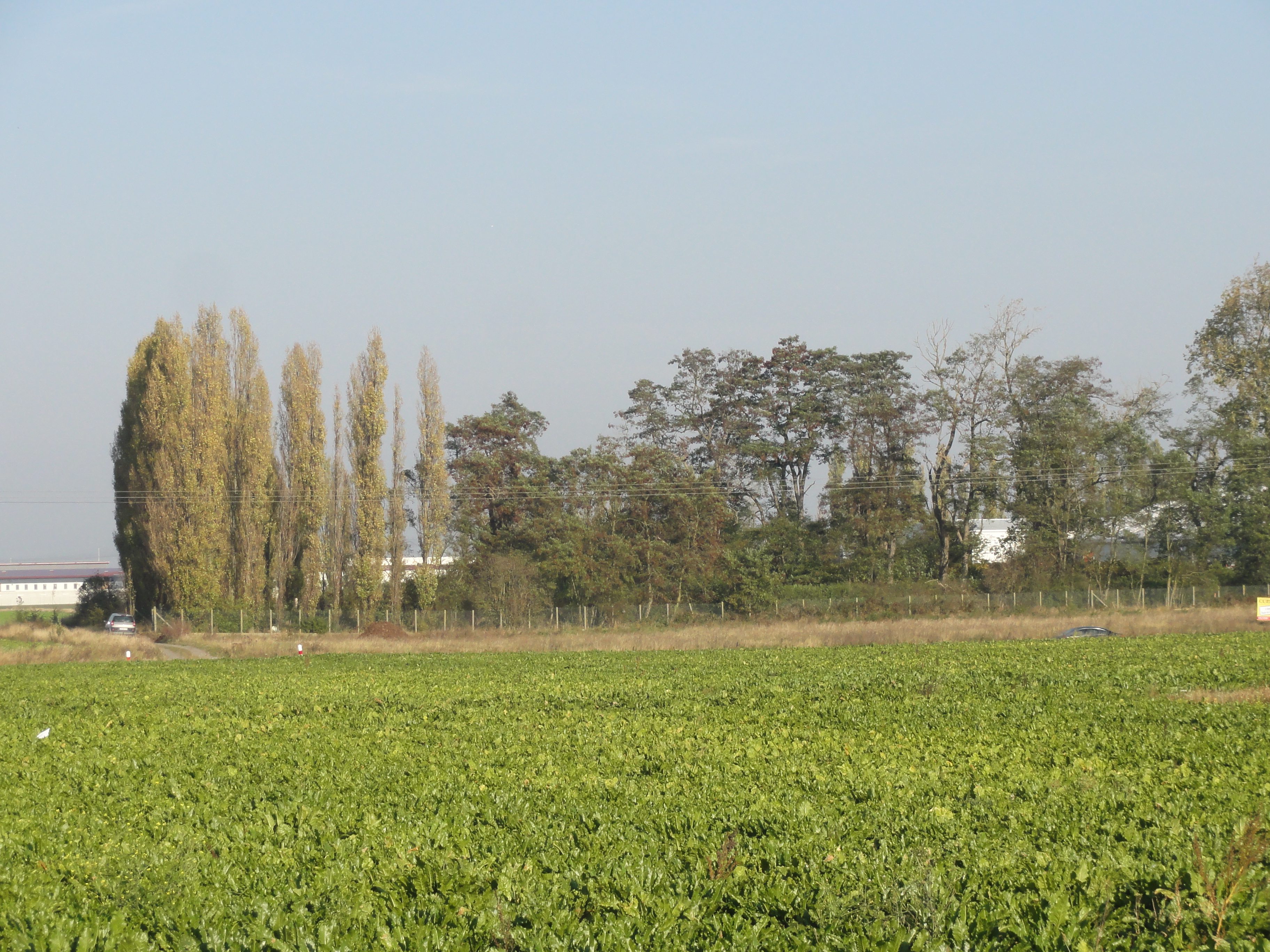
Le site du terril 11 d'Oignies.

Le terril no 120, 6 d'Oignies Nord, situé à Ostricourt, est le terril plat de la fosse no 6 des mines d'Ostricourt. Il a été exploité, il n'en reste que la base.

### Terrilno121, 11 d'Oignies
50° 30′ 20″ N, 2° 56′ 42″ E
Le terril no 121, 11 d'Oignies, disparu, situé à Carvin, était le terril plat de la fosse no 1 des mines de Carvin.

### Terrilno122, 10 de l'Escarpelle Est
50° 26′ 57″ N, 3° 03′ 50″ E

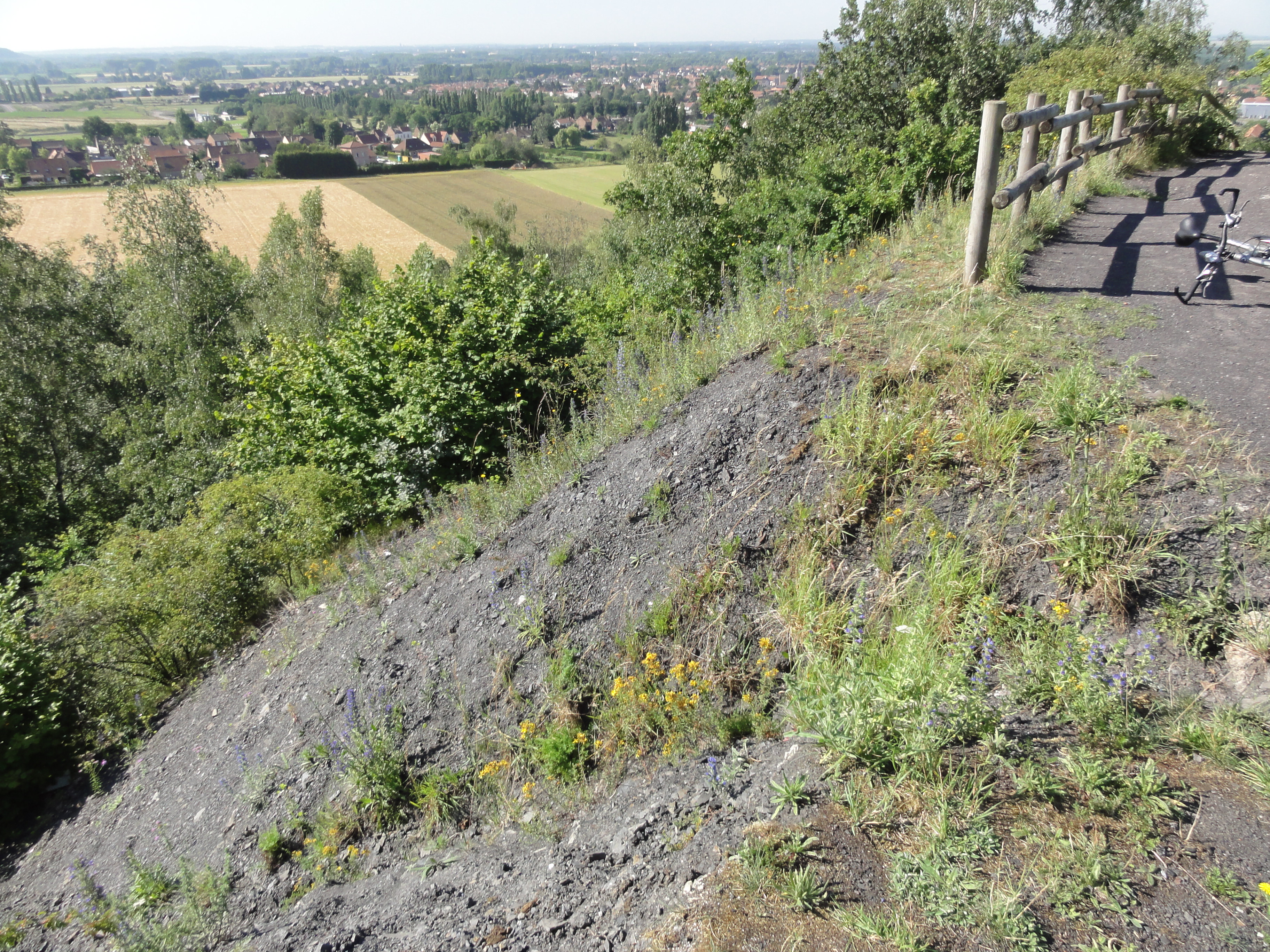
Le terril du 10 de l'Escarpelle Est.

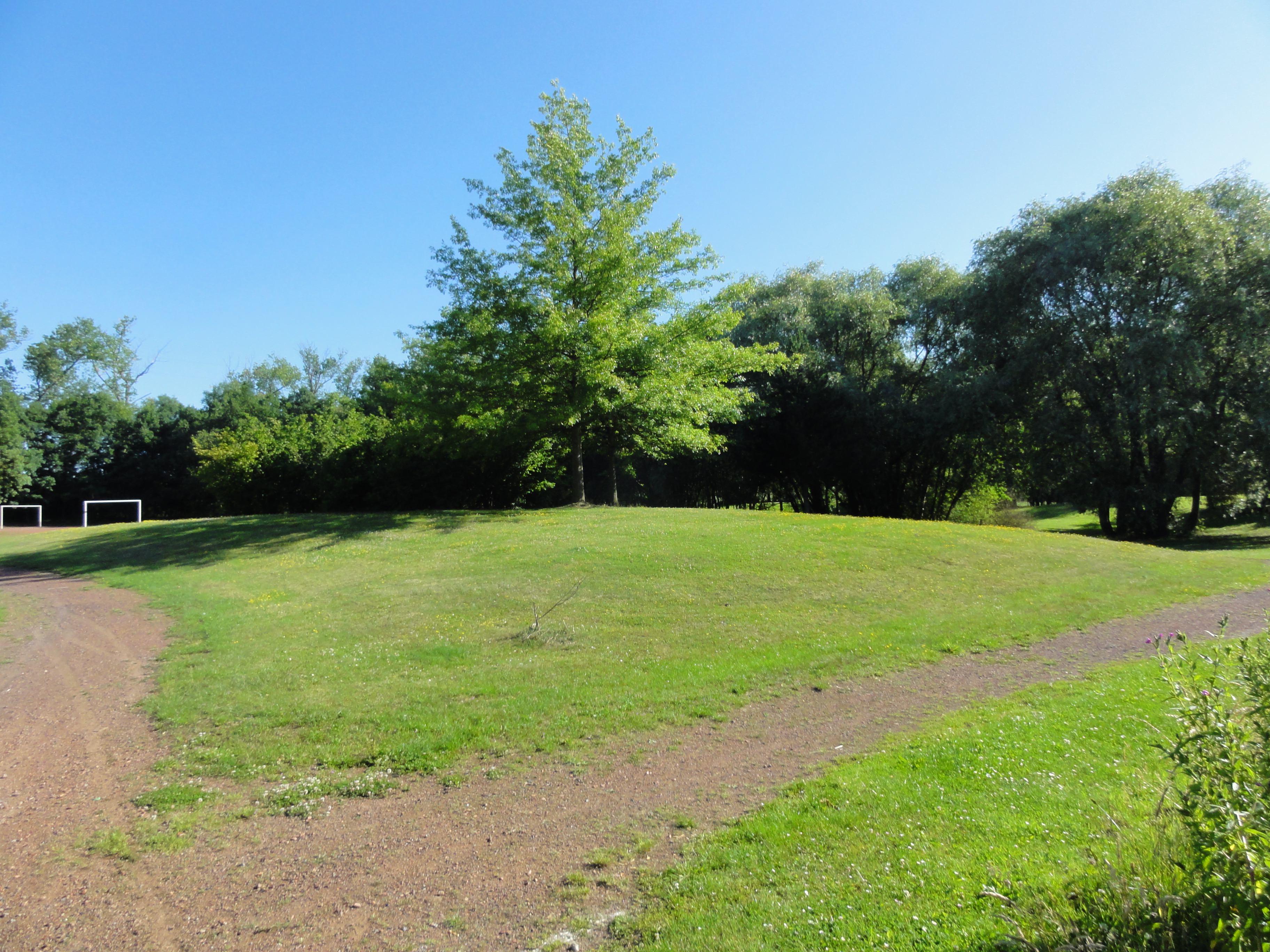
Le terril du 10 de l'Escarpelle Ouest.

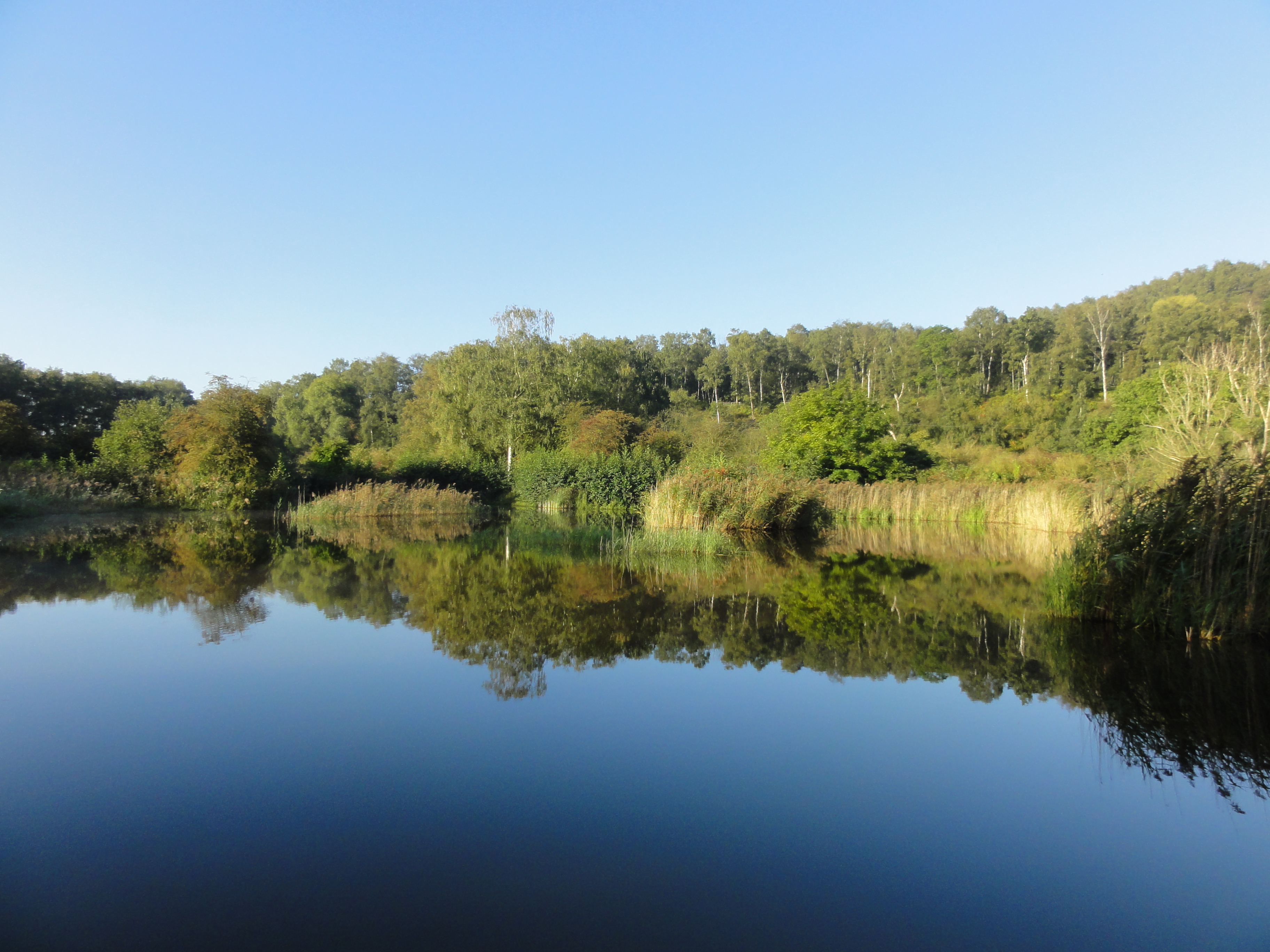
Les terrils Escarpelle ancien plat et 1 Nouveau Est.

Le terril no 122, 10 de l'Escarpelle Est, situé à Leforest, est le terril conique de la fosse no 10 des mines de l'Escarpelle. Il est entièrement boisé.

### Terrilno122A, 10 de l'Escarpelle Ouest
50° 26′ 50″ N, 3° 03′ 40″ E
Le terril no 122, 10 de l'Escarpelle Ouest, situé à Leforest, est le terril plat de la fosse no 10 des mines de l'Escarpelle. Il est boisé, et semble avoir été exploité.

### Terrilno123, Escarpelle ancien plat
50° 24′ 14″ N, 3° 06′ 47″ E
Le terril no 123, Escarpelle ancien plat, situé à Roost-Warendin, est un terril plat de la fosse no 1 des mines de l'Escarpelle, sur lequel a été édifié le terril conique no 141, duquel il est indissociable.

### Terrilno124, 1 de Flines Est

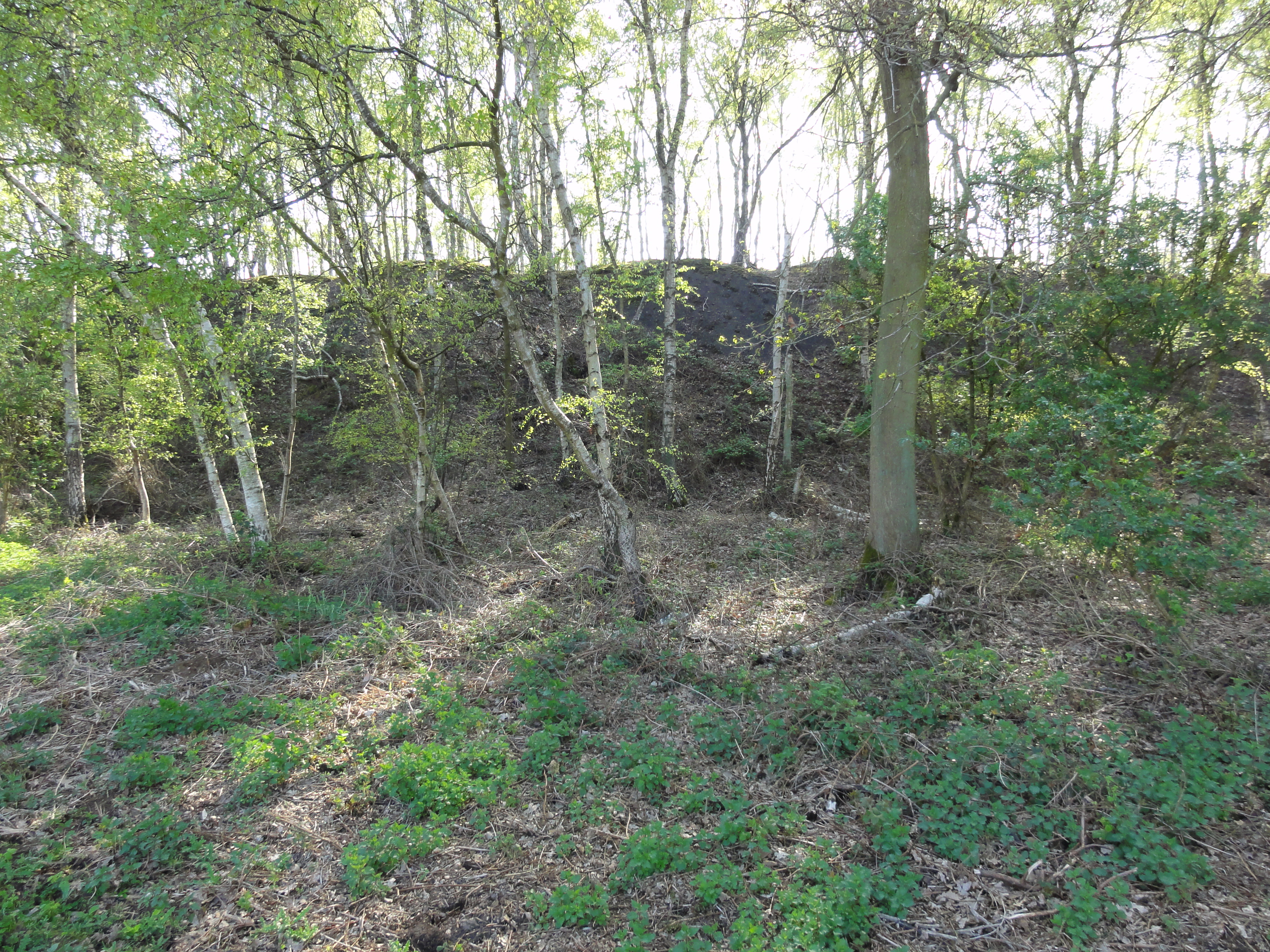
Le terril 1 de Flines Est.

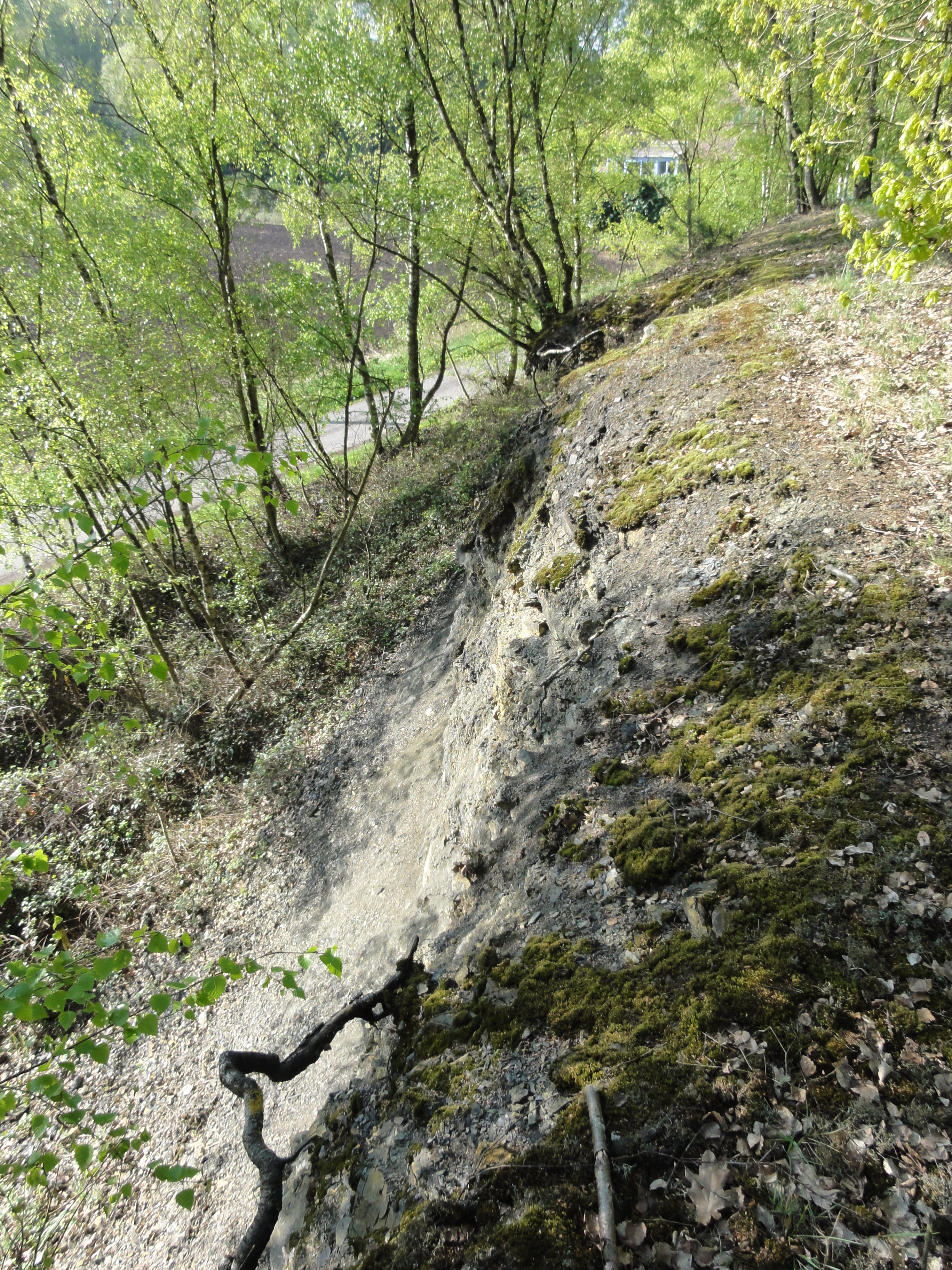
Le terril 1 de Flines Ouest.

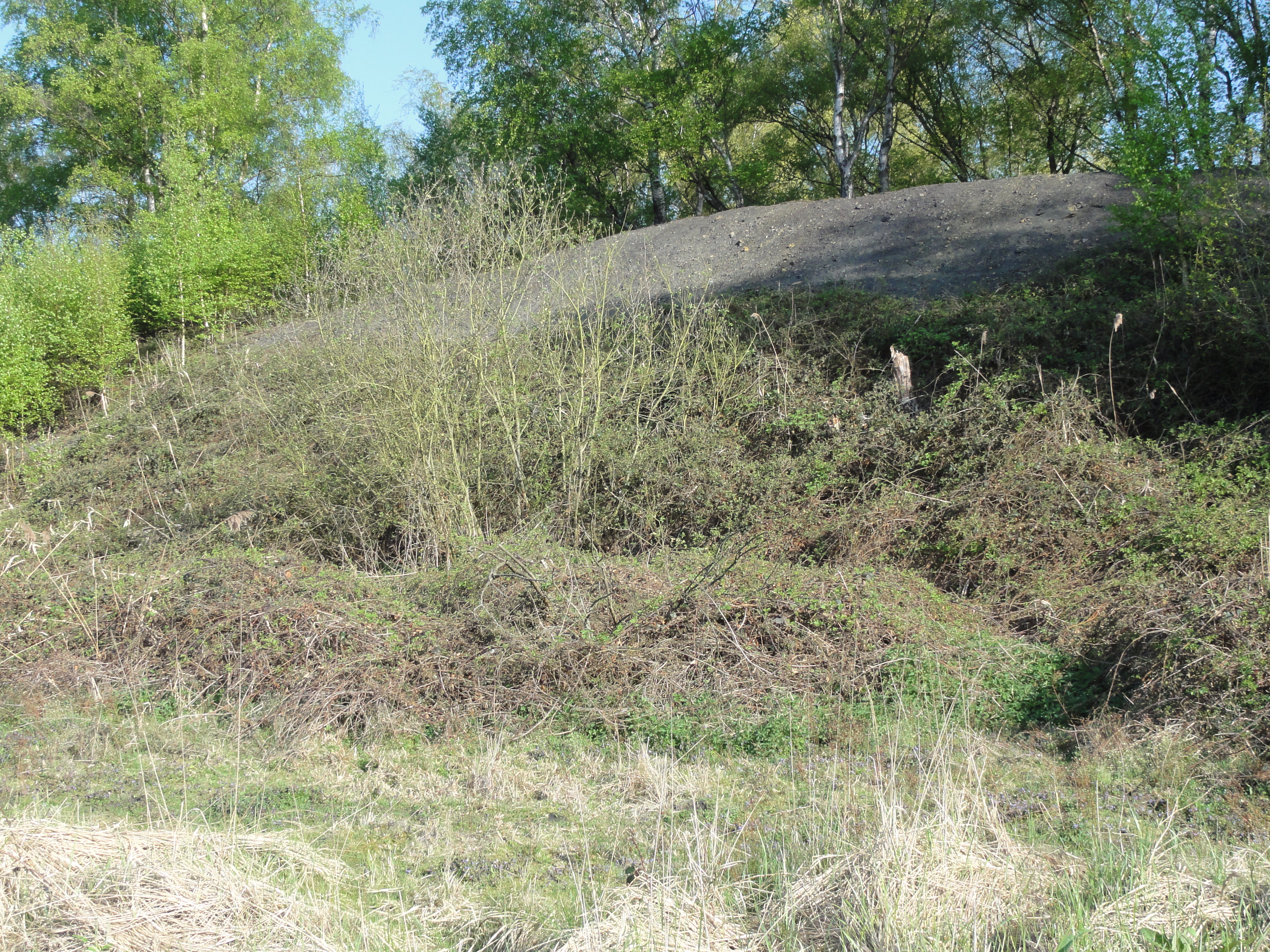
Le terril 1 de Flines Centre.

50° 23′ 34″ N, 3° 11′ 10″ E
Le terril no 124, 1 de Flines Est, situé à Flines-lez-Raches, est un des trois terrils plats de la fosse no 1 des mines de Flines puis des mines d'Aniche. Il est situé à l'est du puits.

### Terrilno124A, 1 de Flines Centre
50° 23′ 38″ N, 3° 10′ 47″ E
Le terril no 124A, 1 de Flines Centre, situé à Flines-lez-Raches, est un des trois terrils plats de la fosse no 1 des mines de Flines puis des mines d'Aniche. Il est situé au nord du puits.

### Terrilno124B, 1 de Flines Ouest
50° 23′ 41″ N, 3° 10′ 40″ E
Le terril no 124B, 1 de Flines Ouest, situé à Flines-lez-Raches, est un des trois terrils plats de la fosse no 1 des mines de Flines puis des mines d'Aniche. Il est situé à l'ouest du puits.

### Terrilno125, Sainte Marie Est

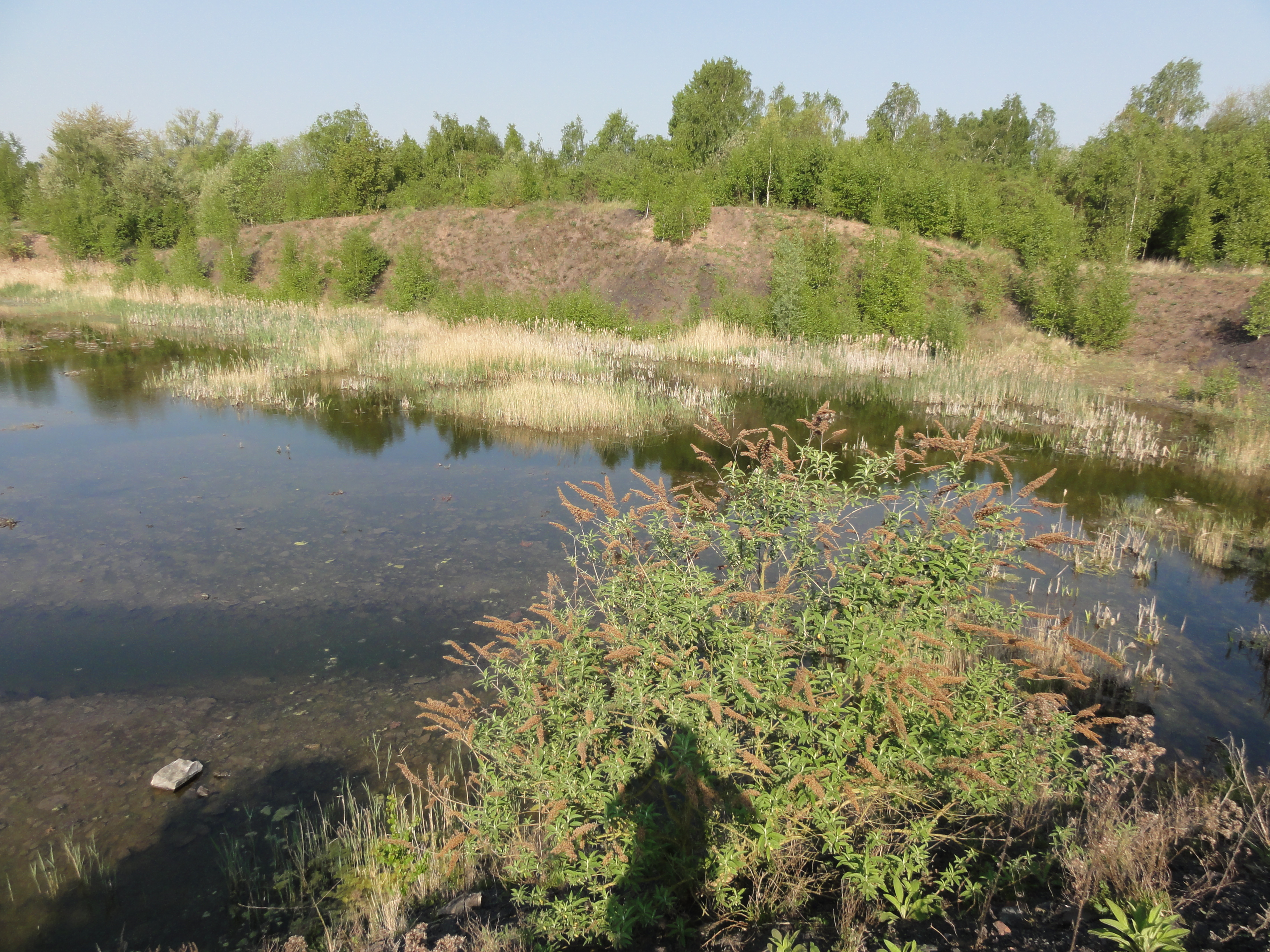
Le terril Sainte Marie Est.

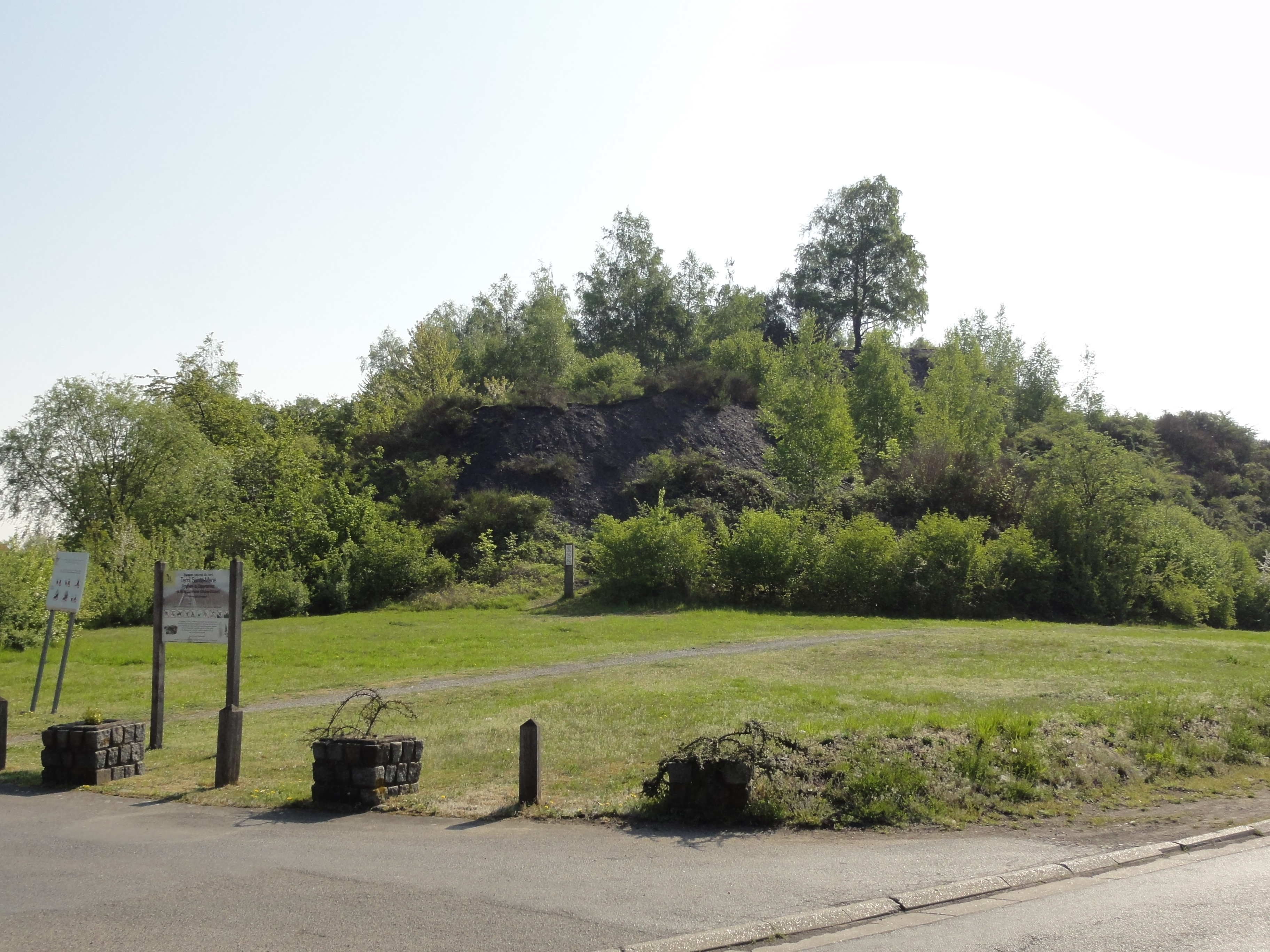
Le terril Sainte Marie Ouest.

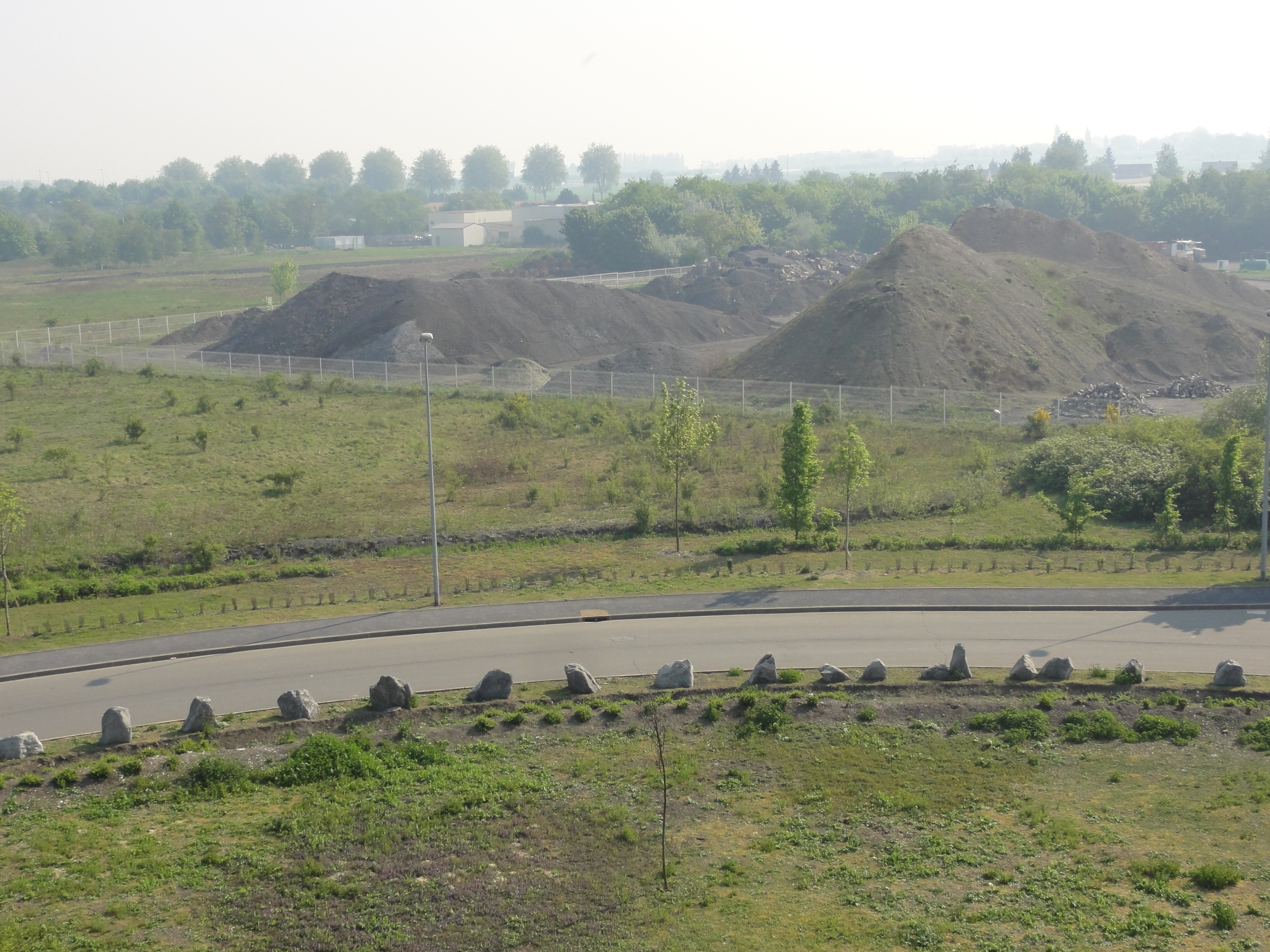
Le site du terril Saint Louis.

50° 20′ 45″ N, 3° 14′ 14″ E
Le terril n° 125, Sainte Marie Est, situé à Auberchicourt, est un des deux terrils de la fosse Sainte-Marie des mines d'Aniche. Il s'agit d'un terril plat, de faible hauteur, très étendu, partiellement exploité, et qui est devenu un espace protégé.

### Terrilno125A, Sainte Marie Ouest
50° 20′ 31″ N, 3° 13′ 51″ E
Le terril no 125A, Sainte Marie Ouest, situé à Auberchicourt, est un des deux terrils de la fosse Sainte-Marie des mines d'Aniche. Il s'agit d'un terril conique, entièrement boisé, et de petite taille comparé aux autres terrils coniques du bassin minier.

### Terrilno126, Saint Louis
50° 20′ 32″ N, 3° 16′ 32″ E
Le terril no 126, Saint Louis, disparu, situé à Somain, était le terril de la fosse Saint-Louis des mines d'Aniche. Intégralement exploité, il n'en subsiste plus rien. Un mont d'une dizaine de mètres a été installé à l'ouest du puits pour rappeler sa présence, mais ce n'est pas un terril. Celui-ci est inclus dans la zone industrielle de La Renaissance. Une entreprise de travaux publics est partiellement installée sur le site, et comporte plusieurs monts faisant penser à un terril.

### Terrilno127, Traisnel Est

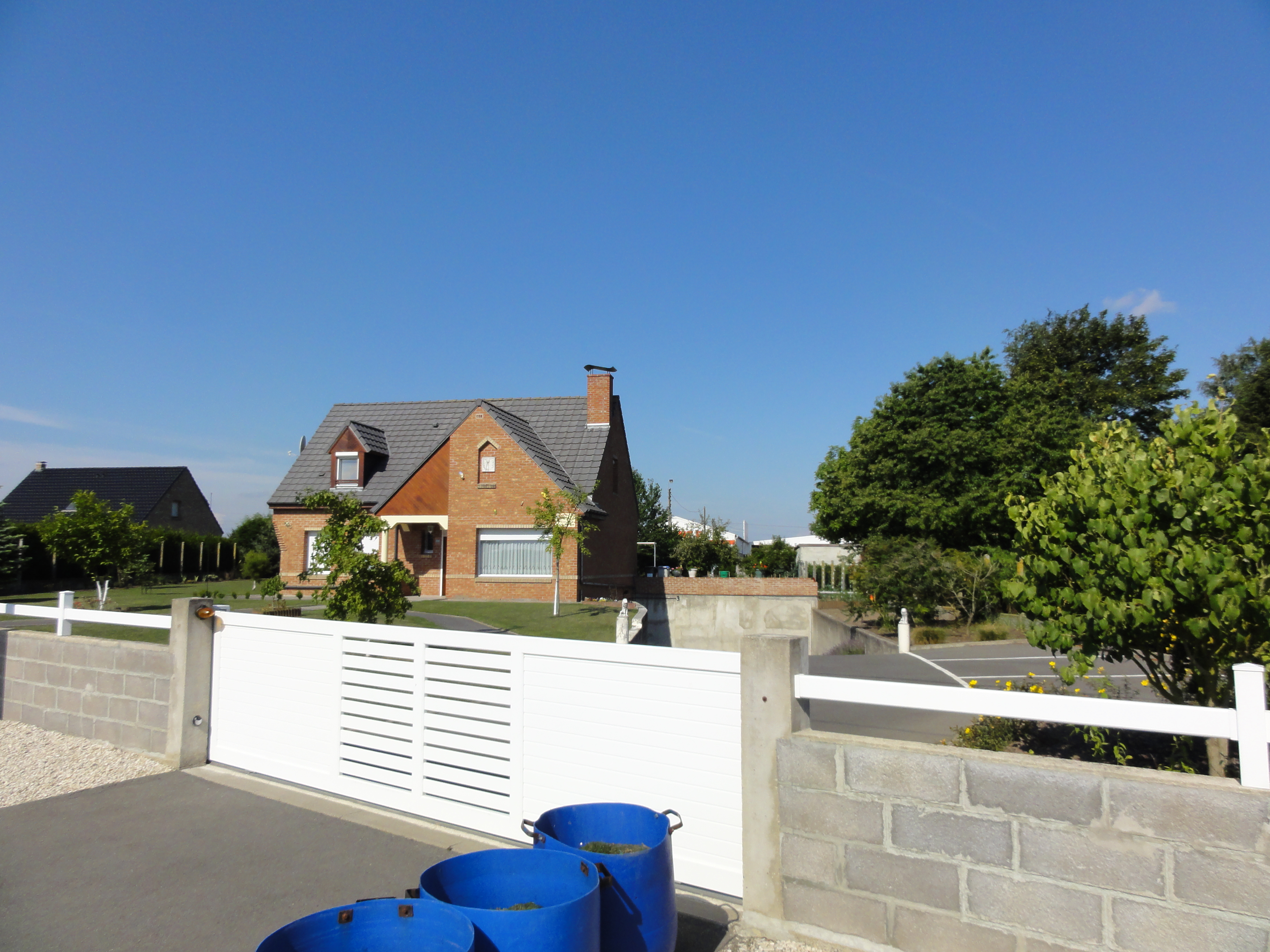
Le site du terril Traisnel Est.

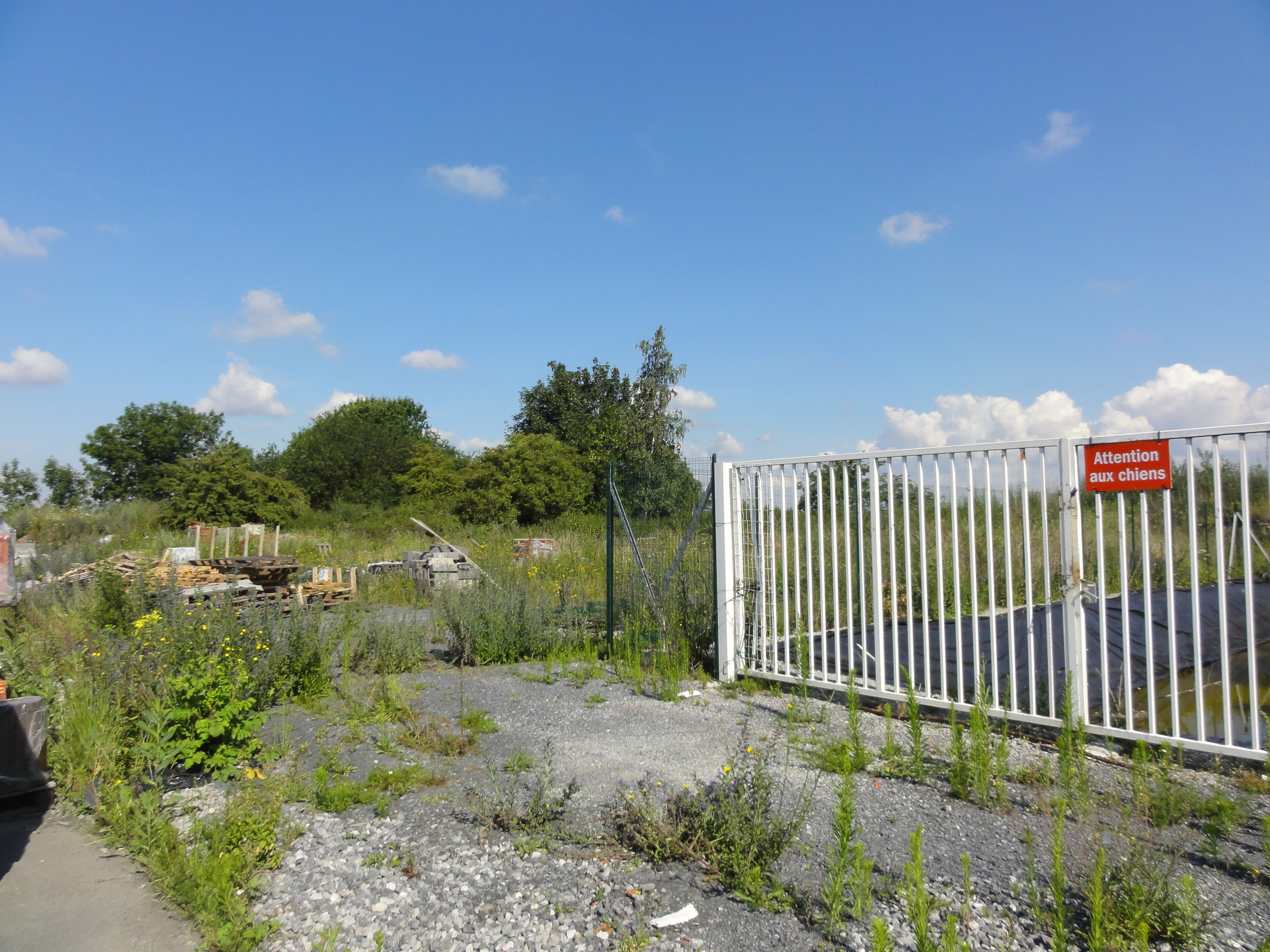
Le site du terril Traisnel Ouest.

50° 20′ 40″ N, 3° 15′ 27″ E
Le terril no 127, Traisnel Est, disparu, situé à Aniche, était un des deux terrils plats de la fosse Traisnel des mines d'Aniche. Intégralement exploité, il n'en subsiste plus rien. Deux habitations occupent le site.

### Terrilno127A, Traisnel Ouest
50° 20′ 42″ N, 3° 15′ 21″ E
Le terril no 127A, Traisnel Ouest, disparu, situé à Aniche, était un des deux terrils plats de la fosse Traisnel des mines d'Aniche. Intégralement exploité, il n'en subsiste plus rien. Il était situé au nord du carreau de fosse.

### Terrilno128, 7 bis de l'Escarpelle

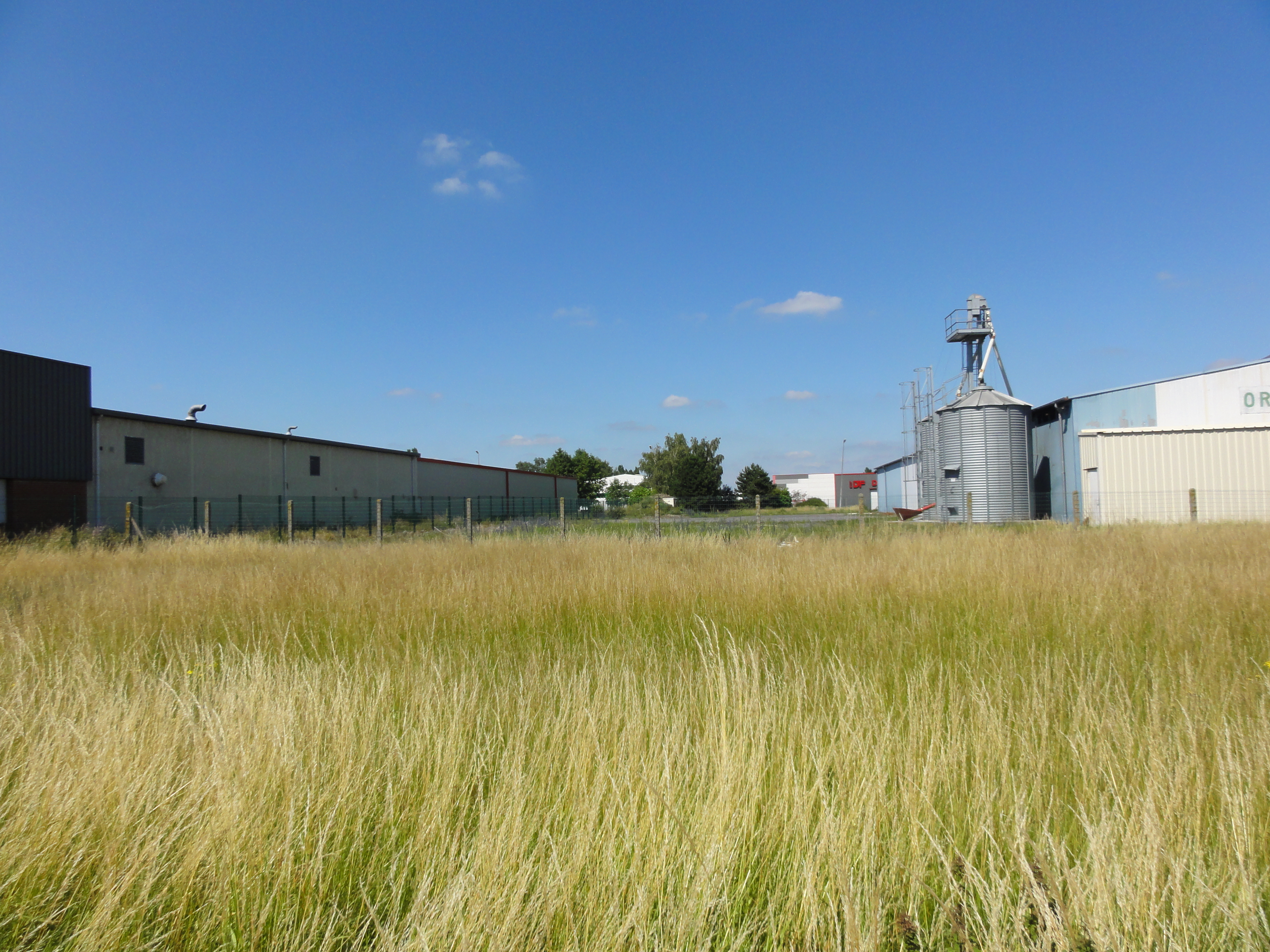
Le site du terril du 7 bis de l'Escarpelle.

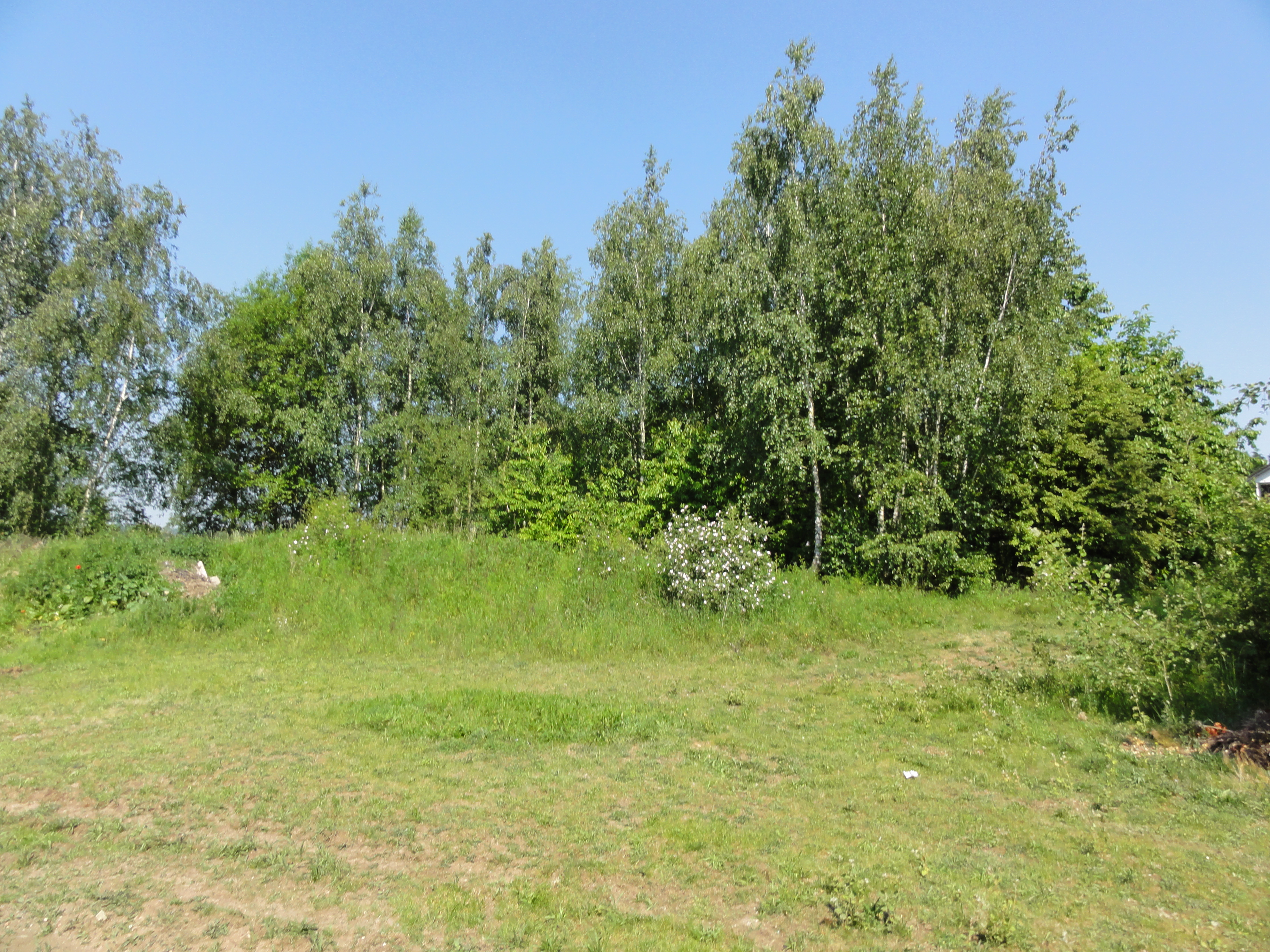
Le terril du 2 d'Azincourt.

50° 24′ 29″ N, 3° 00′ 54″ E
Le terril no 128, 7 bis de l'Escarpelle, disparu, situé à Courcelles-lès-Lens, était un des deux terrils coniques de la fosse no 7 - 7 bis des mines de l'Escarpelle. Intégralement exploité, il n'en reste plus rien. Le site a été reconverti en zone industrielle. L'autre terril conique, également disparu, était le no 145.

### Terrilno129, 2 d'Azincourt
50° 18′ 57″ N, 3° 11′ 18″ E
Le terril no 129, 2 d'Azincourt, situé à Erchin, est le terril de la fosse no 2 des mines d'Anzincourt, dont le carreau est situé au nord, dans le jardin d'une habitation. De petite taille, il a été exploité, et il n'en subsiste quasiment plus rien.

### Terrilno130, Pas de la Ville Est

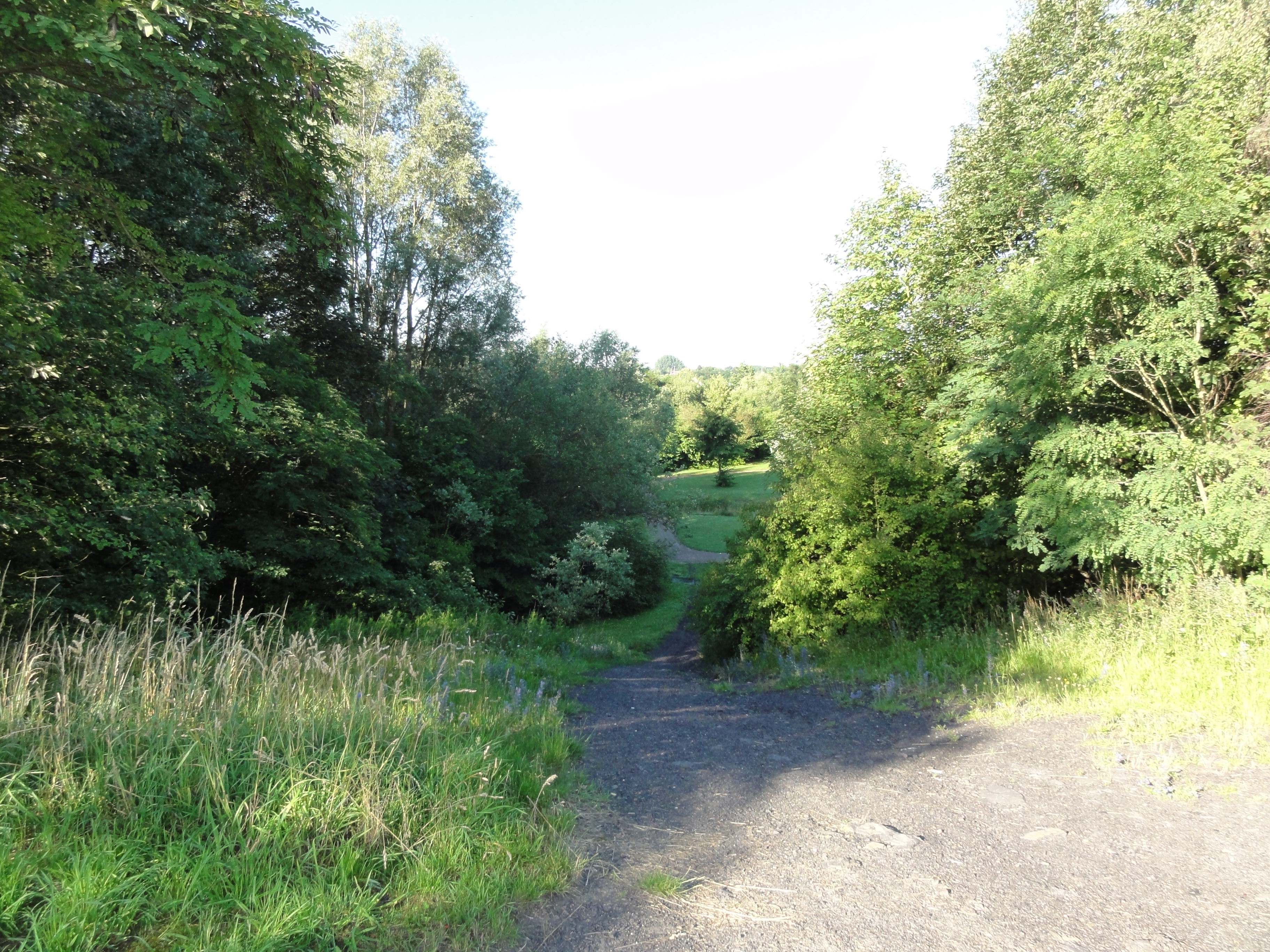
Le terril Pas de la Ville Est.

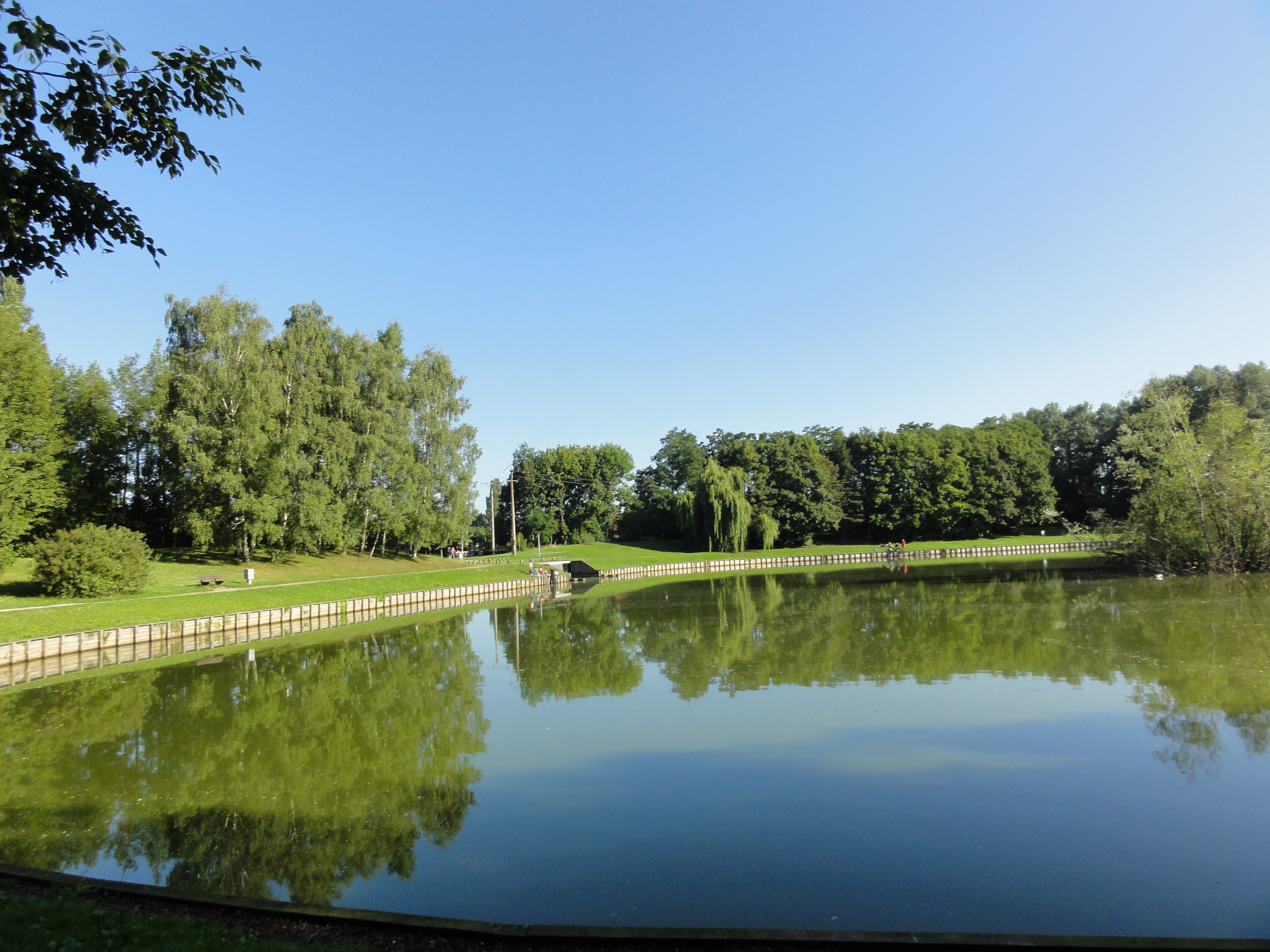
Le terril Pas de la Ville Ouest.

50° 25′ 43″ N, 3° 04′ 01″ E
Le terril no 130, Pas de la Ville Est, situé à Leforest, est un des deux terrils plats de la fosse no 6 des mines de l'Escarpelle, c'est le terril le plus au sud. Il a été partiellement exploité.

### Terrilno130A, Pas de la Ville Ouest
50° 25′ 55″ N, 3° 04′ 02″ E
Le terril no 130A, Pas de la Ville Ouest, situé à Leforest, est un des deux terrils plats de la fosse no 6 des mines de l'Escarpelle, c'est le terril le plus au nord, et le plus proche du carreau de fosse. Il a été partiellement exploité, un lac se trouve en son milieu.

### Terrilno131, Fénelon
50° 20′ 09″ N, 3° 16′ 24″ E

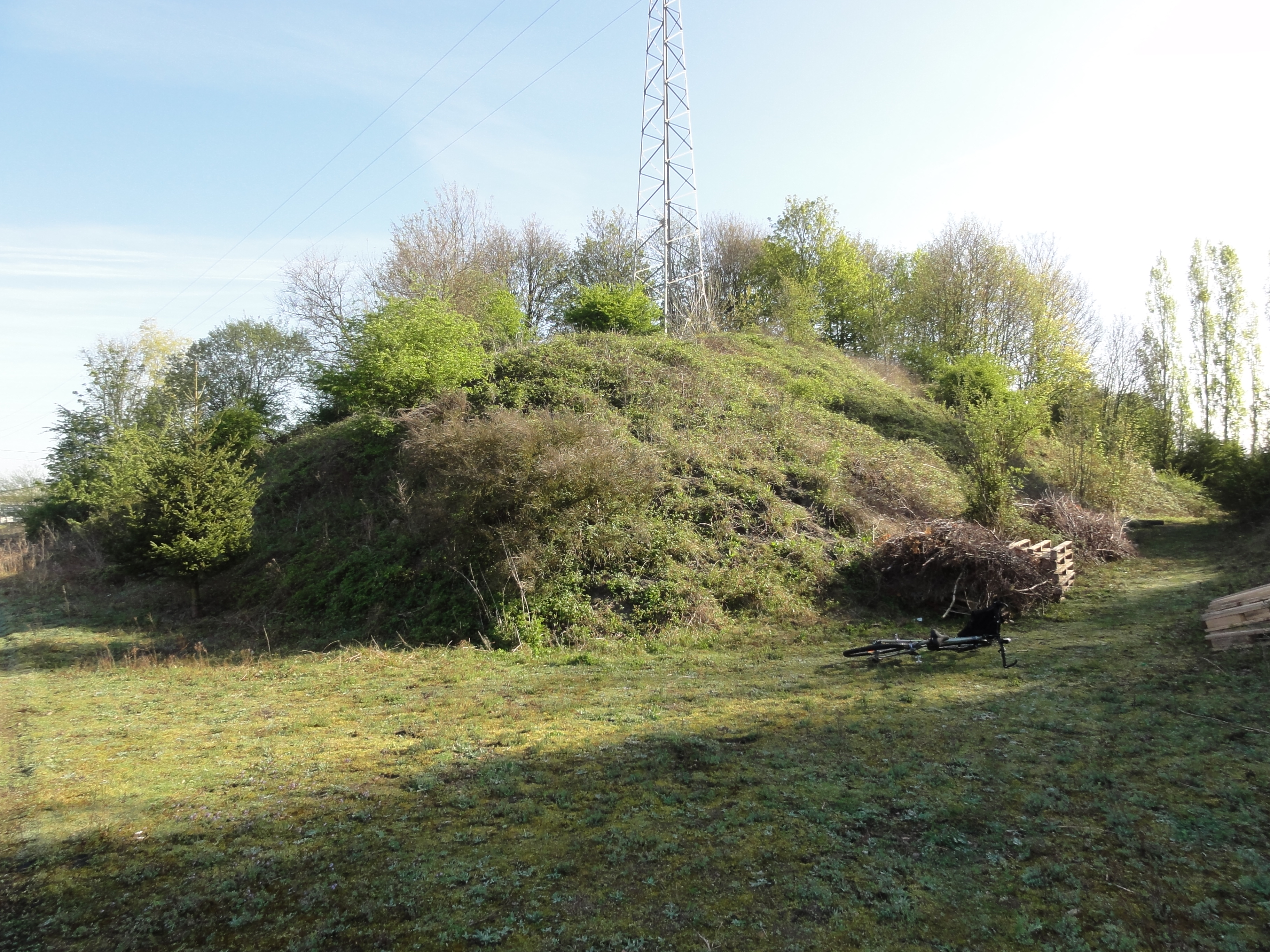
Le terril Fénélon.

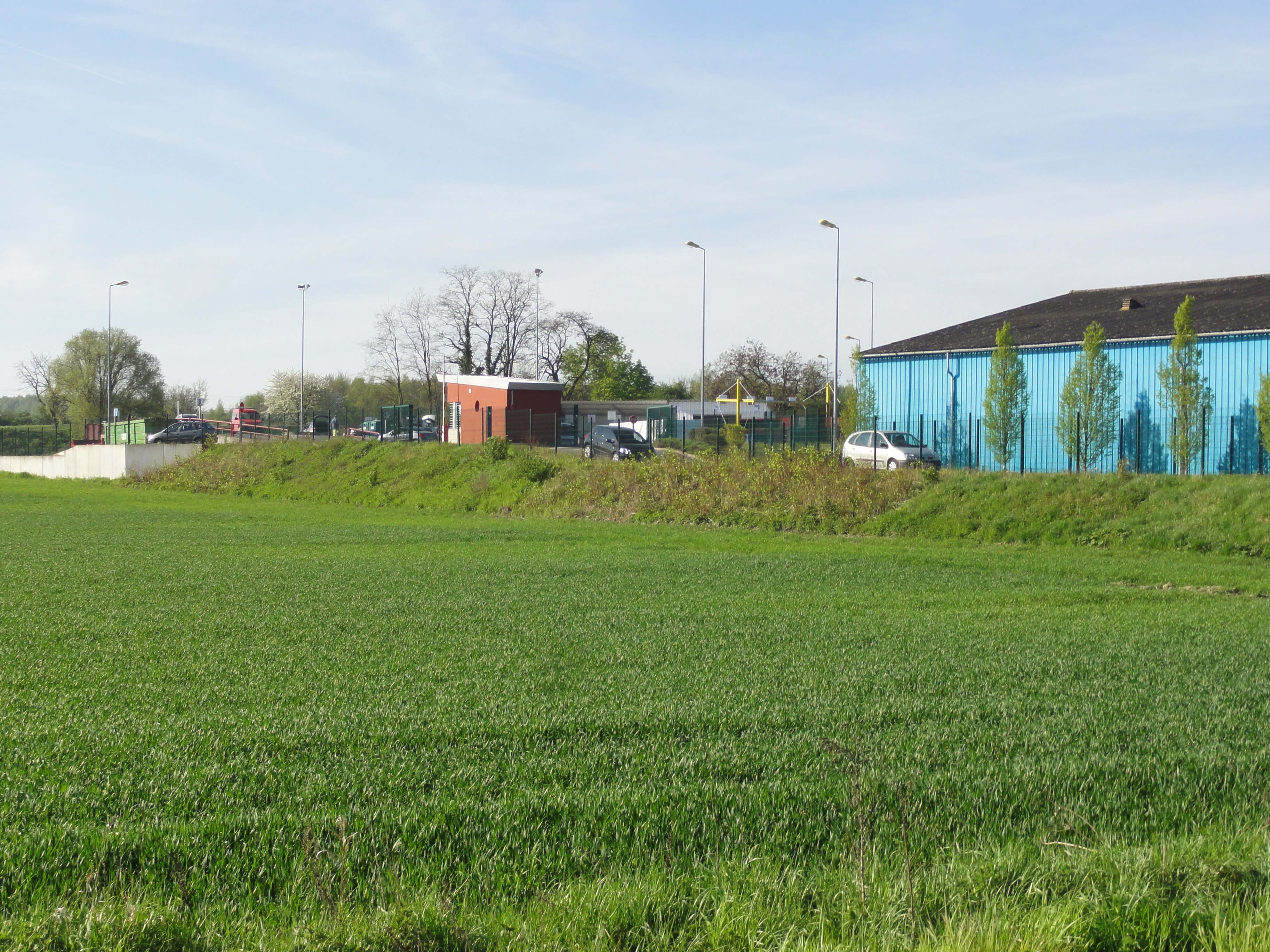
Le terril d'Aoust.

Le terril no 131, Fénelon, situé à Aniche, est le terril cavalier de la fosse Fénelon des mines d'Aniche. Il a été partiellement exploité dans sa partie sud.

### Terrilno132, d'Aoust
50° 19′ 59″ N, 3° 15′ 58″ E
Le terril no 132, d'Aoust, situé à Aniche, est le terril de la fosse Aoust des mines d'Aniche. Considéré comme disparu, il a été reconverti en plateforme de déchèterie.

### Terrilno133, Dechy
50° 21′ 30″ N, 3° 07′ 59″ E

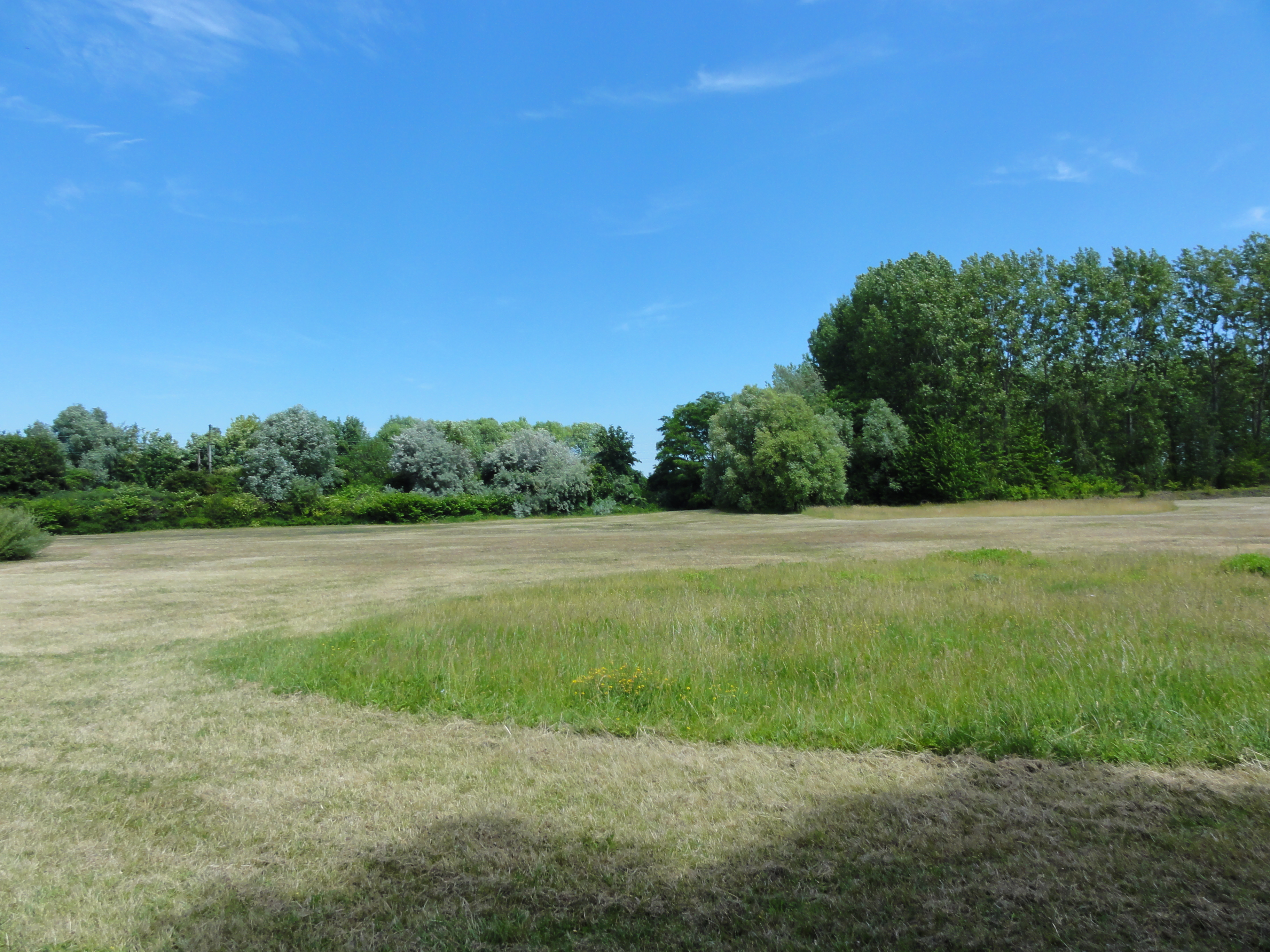
Le terril Dechy.

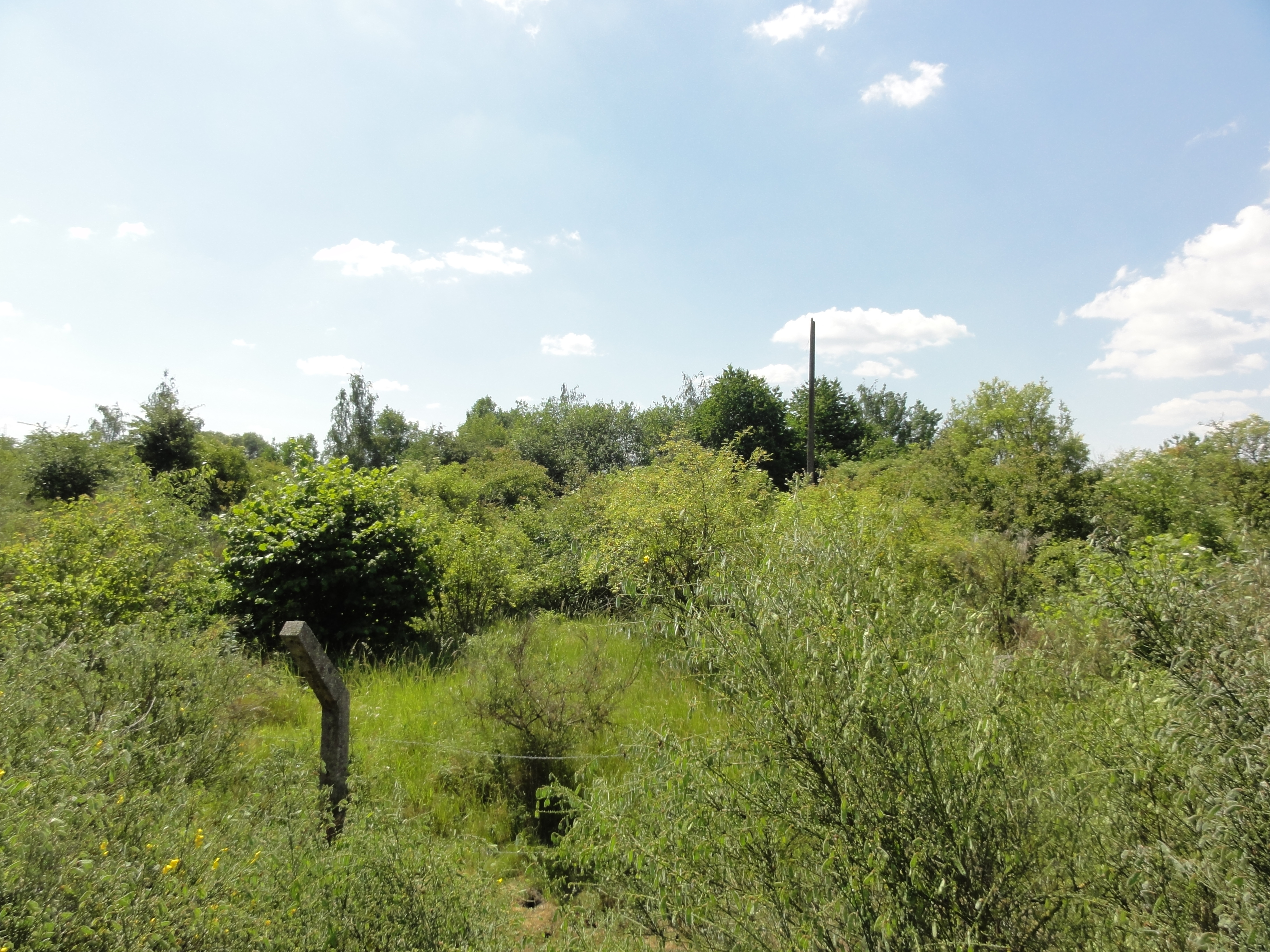
Le terril Camp de la Centrale Est.

Le terril no 133, Dechy, disparu, situé à Dechy, était le terril de la fosse Dechy des mines d'Aniche. Il a été intégralement exploité.

### Terrilno134, Camp de la Centrale Est
50° 22′ 07″ N, 3° 07′ 33″ E
Le terril no 134, Camp de la Centrale Est, situé à Sin-le-Noble, est avec les terrils nos 134A et 146, un des trois terrils de l'ancienne centrale de Dechy. De faible hauteur, il est entièrement boisé.

### Terrilno134A, Camp de la Centrale Ouest

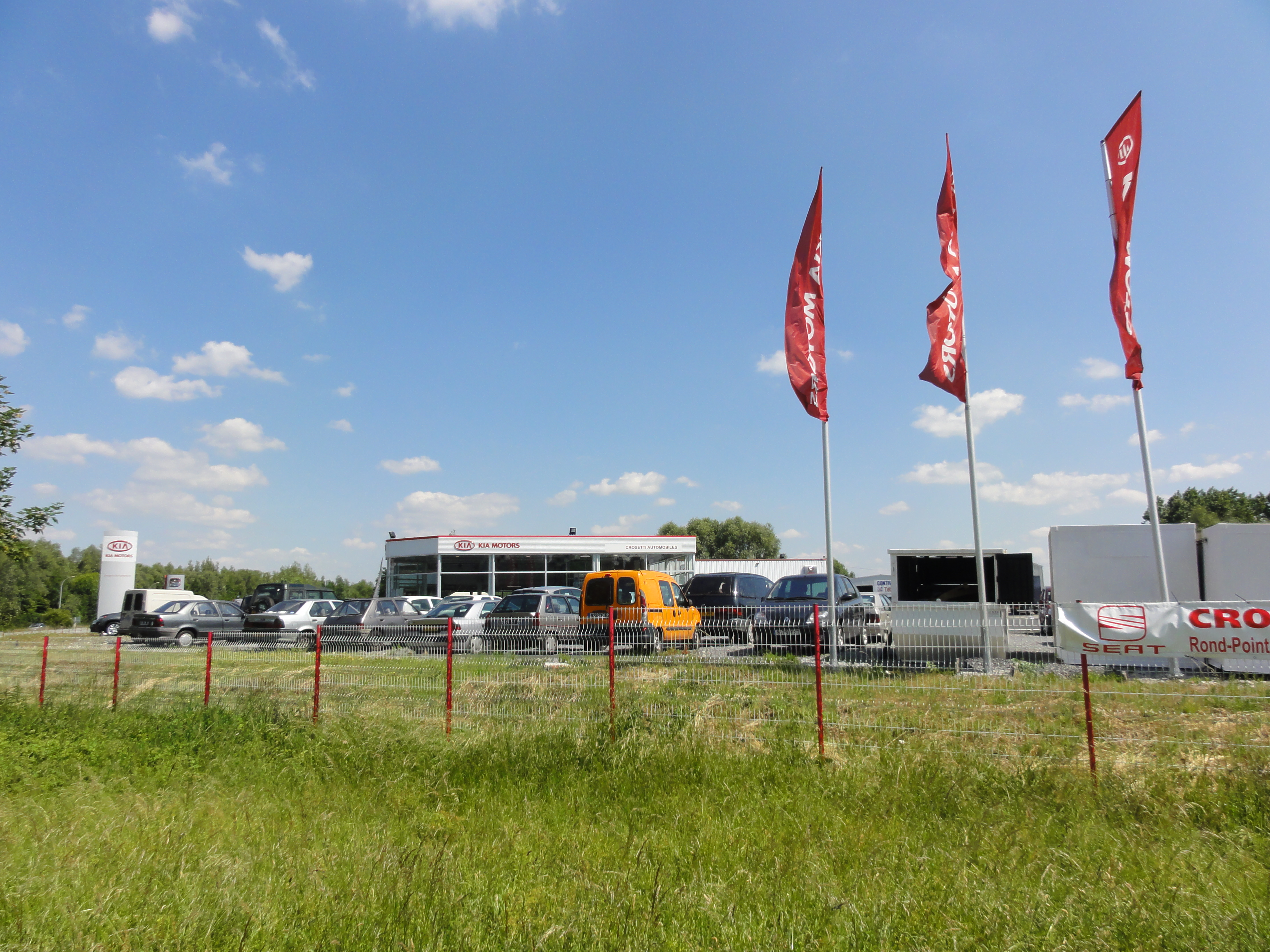
Le terril Camp de la Centrale Ouest.

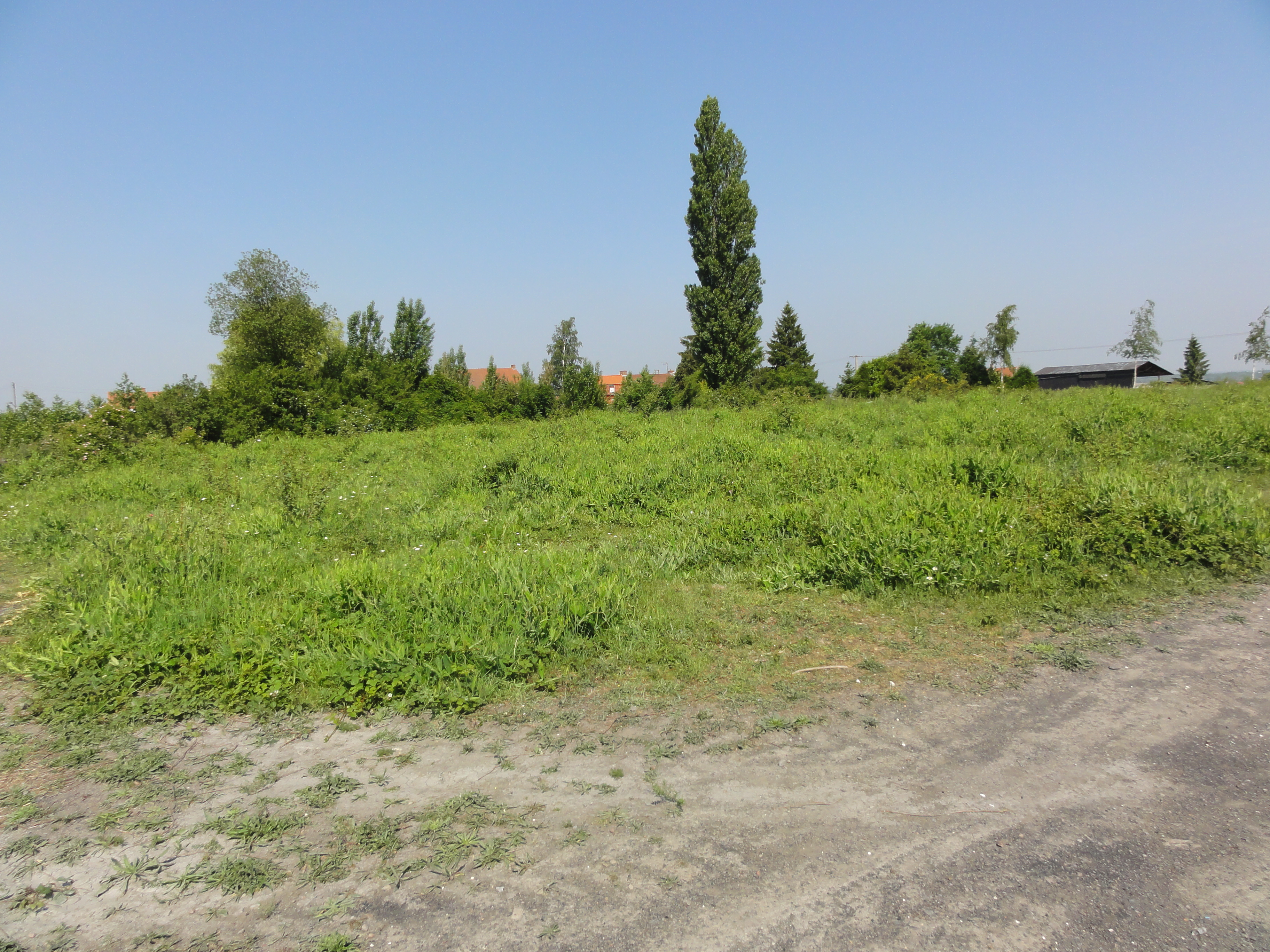
Le terril Sébastopol.

50° 22′ 08″ N, 3° 07′ 15″ E
Le terril no 134A, Camp de la Centrale Ouest, disparu, situé à Sin-le-Noble, est avec les terrils nos 134A et 146, un des trois terrils de l'ancienne centrale de Dechy. Il a été intégralement exploité, et remplacé par le garage automobile Crosetti. Il semblerait qu'un mètre d'épaisseur du terril subsiste sous le macadam.

### Terrilno135, Sébastopol
50° 19′ 19″ N, 3° 11′ 40″ E
Le terril no 135, Sébastopol, situé à Erchin, est le terril de la fosse Sébastopol des mines d'Aniche, dont le carreau est situé à l'ouest du terril. De petite taille, il a été exploité, et il n'en subsiste que sa base.

### Terrilno136, Roost Lains Ouest

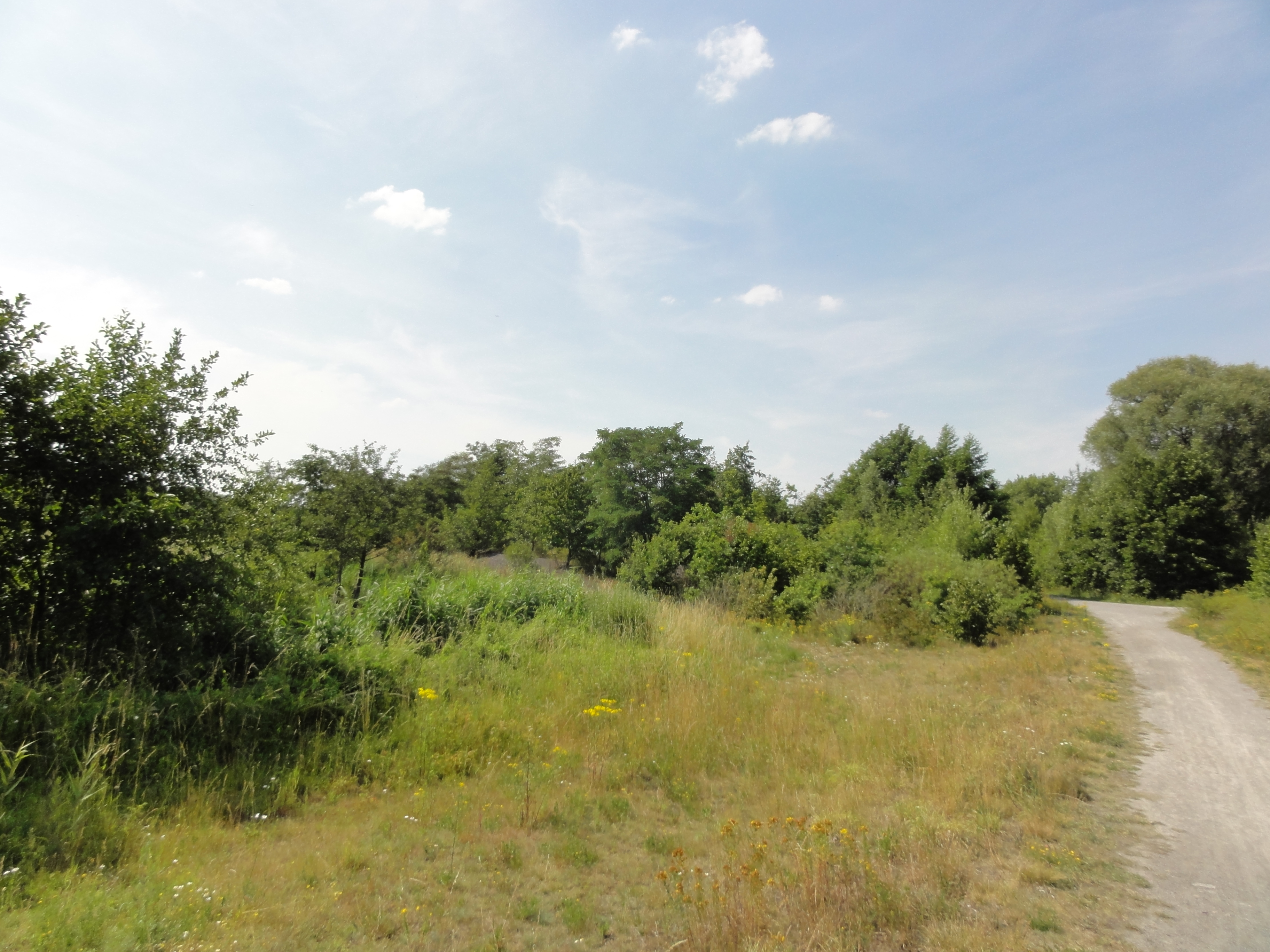
Le terril Roost Lains Ouest.

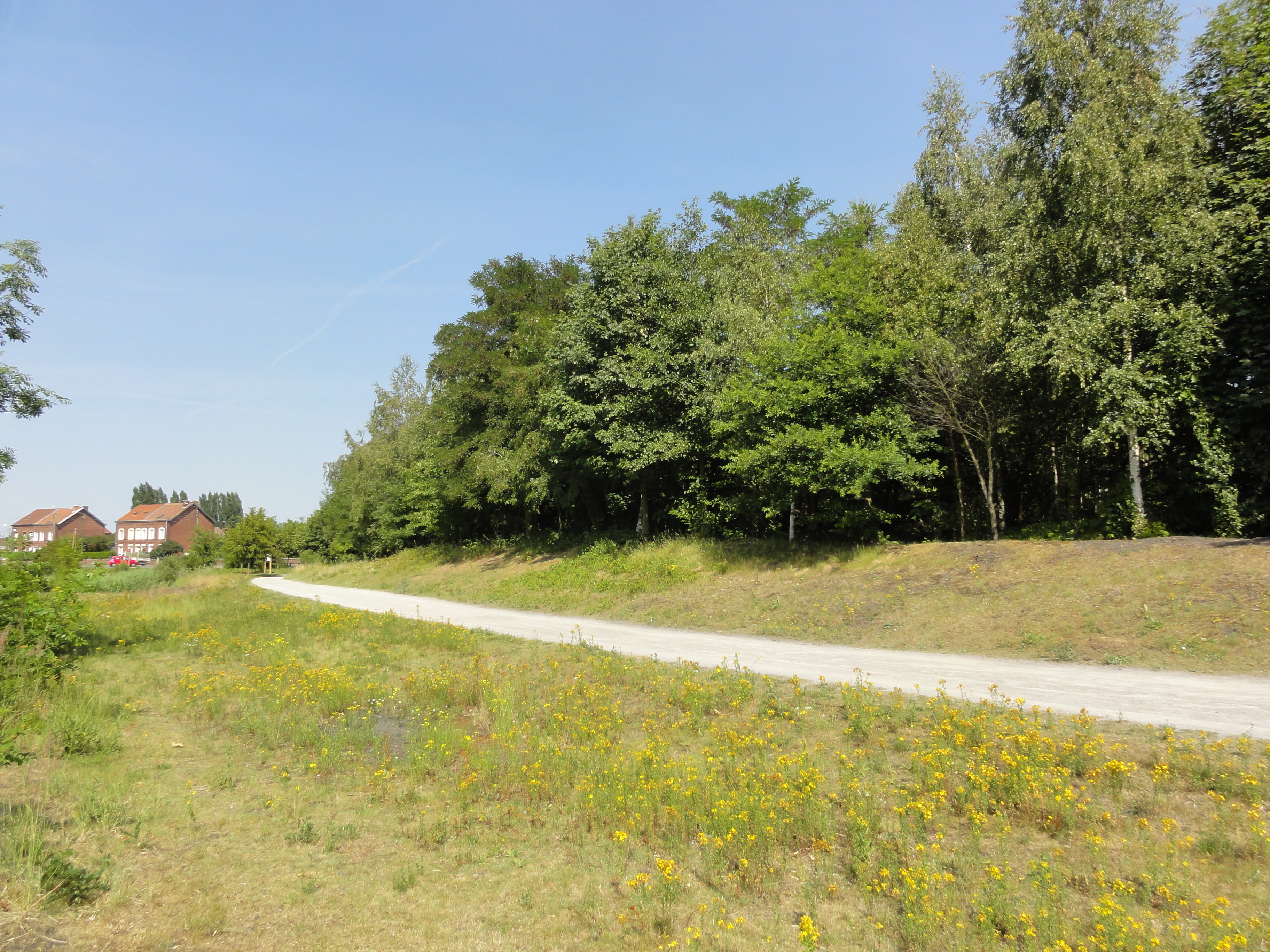
Le terril Roost Lains Est.

50° 24′ 39″ N, 3° 05′ 38″ E
Le terril no 136, Roost Lains Ouest, situé à Roost-Warendin, a été alimenté par la fosse no 9 des mines de l'Escarpelle, et est situé près de son embranchement ferroviaire, à l'ouest du terril no 136A.

### Terrilno136A, Roost Lains Est
50° 24′ 38″ N, 3° 05′ 48″ E
Le terril no 136A, Roost Lains Est, situé à Roost-Warendin, a été alimenté par la fosse no 9 des mines de l'Escarpelle, dont il est traversé par l'embranchement ferroviaire.

### Terrilno137, Bernicourt

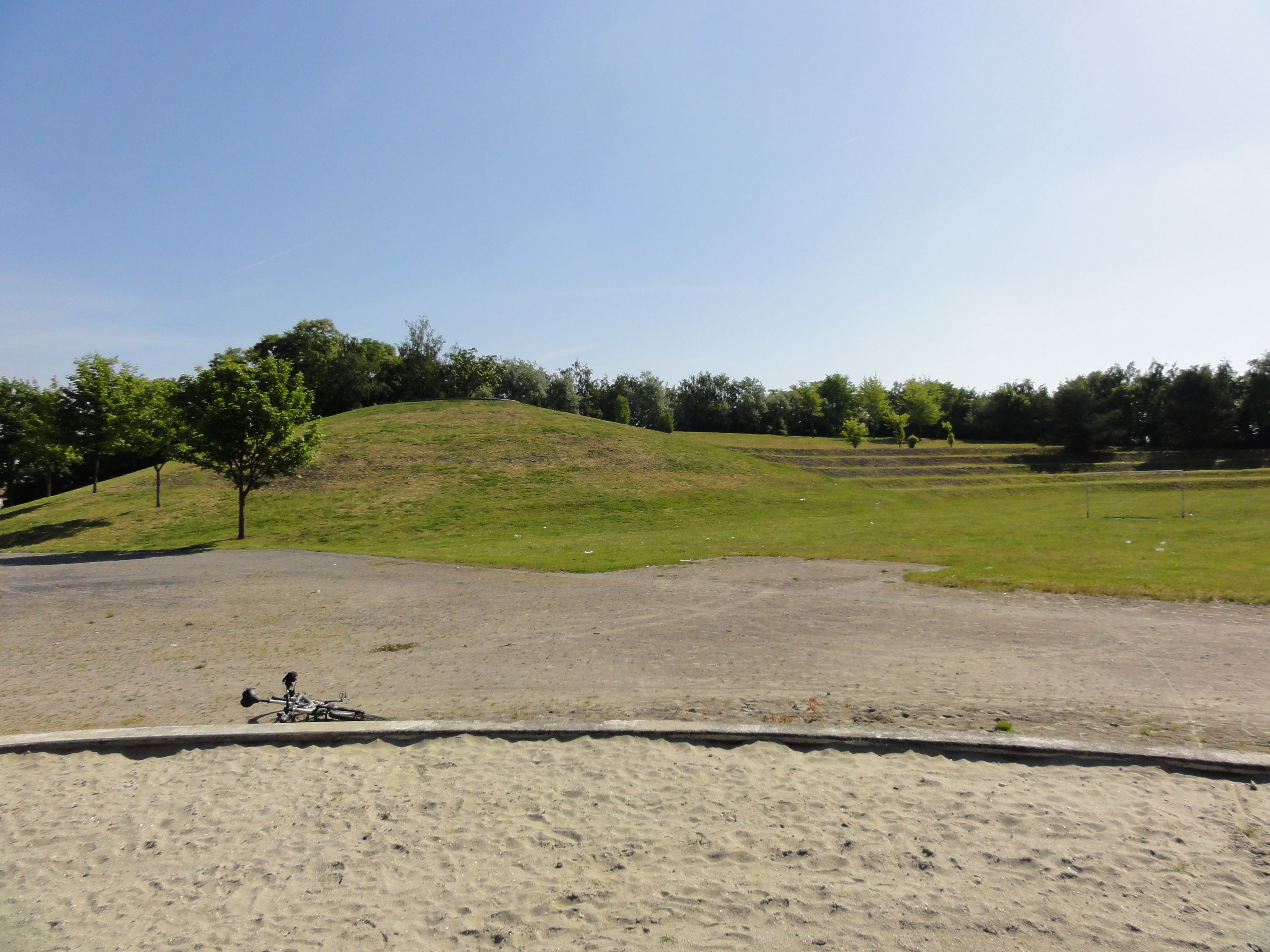
Le terril Bernicourt.

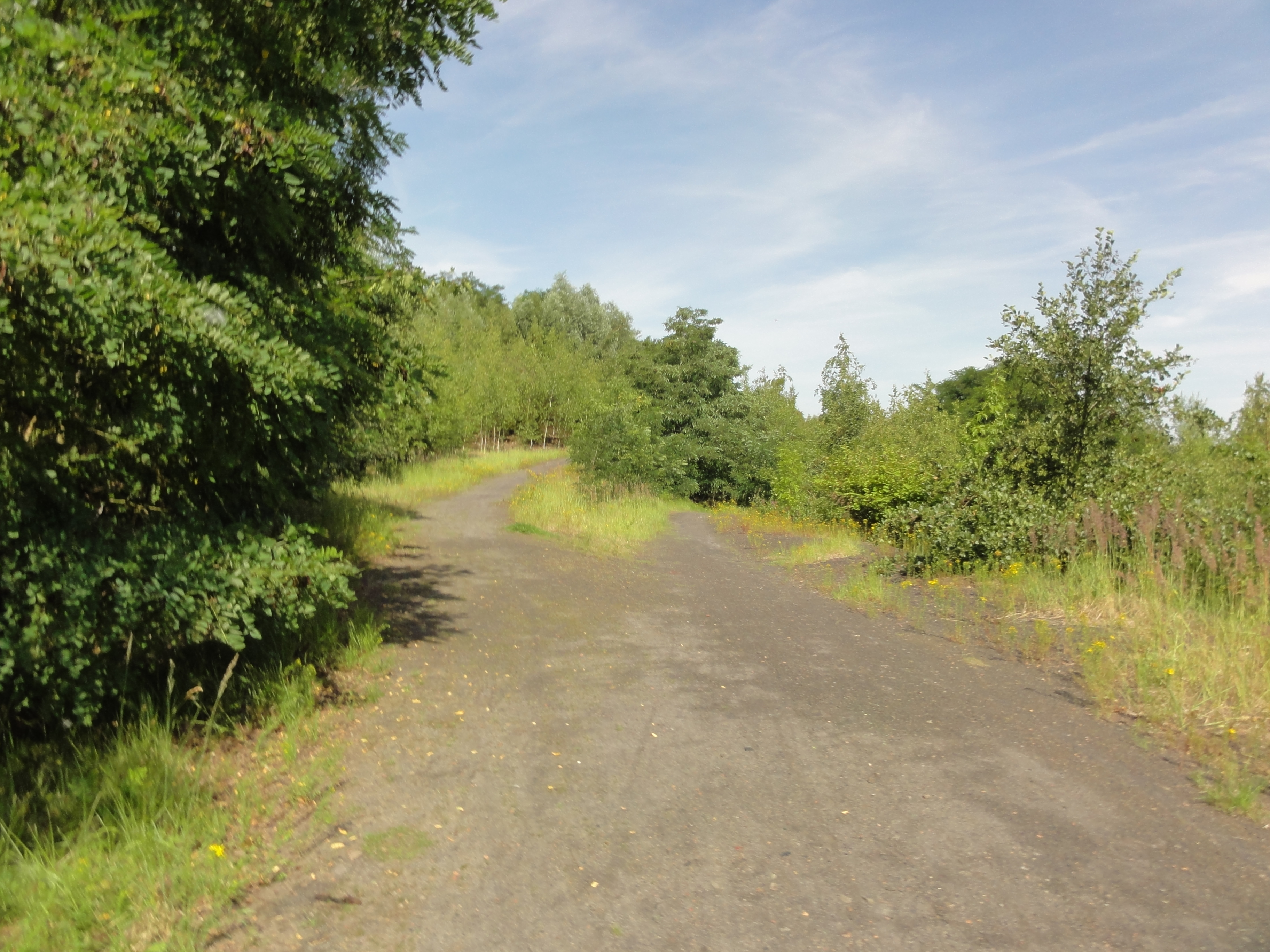
Le terril du 9 de l'Escarpelle.

50° 22′ 57″ N, 3° 06′ 44″ E
Le terril no 137, Bernicourt, situé à Waziers, est le terril plat de la fosse Bernicourt des mines d'Aniche. Il a été partiellement exploité.

### Terrilno138, 9 de l'Escarpelle
50° 24′ 32″ N, 3° 06′ 14″ E
Le terril no 138, 9 de l'Escarpelle, situé à Roost-Warendin, a été alimenté par la fosse no 9 des mines de l'Escarpelle, dont il est situé au sud. Il a été exploité, et est désormais un site naturel.

### Terrilno139, Paturelles

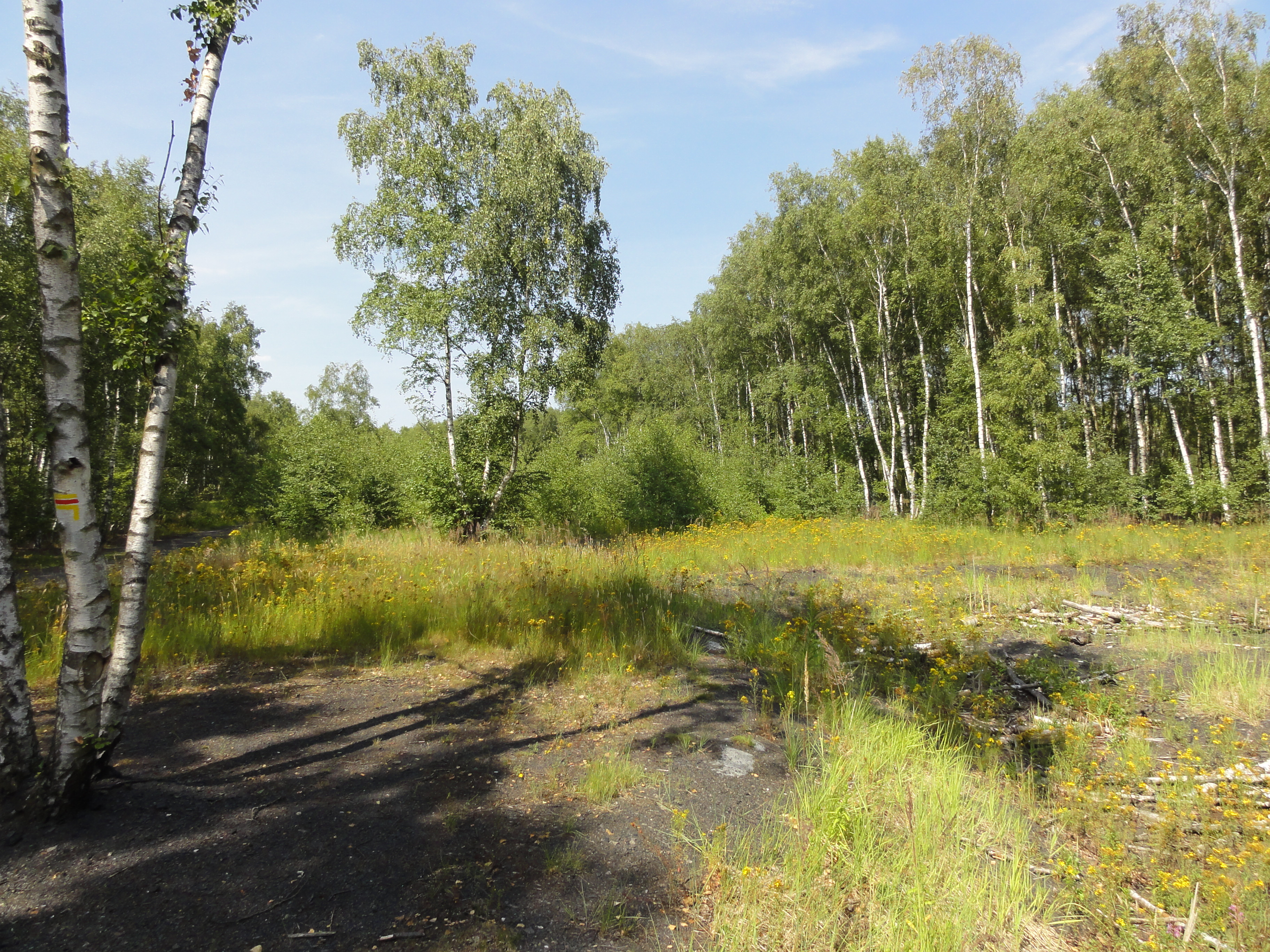
Le terril Paturelles.

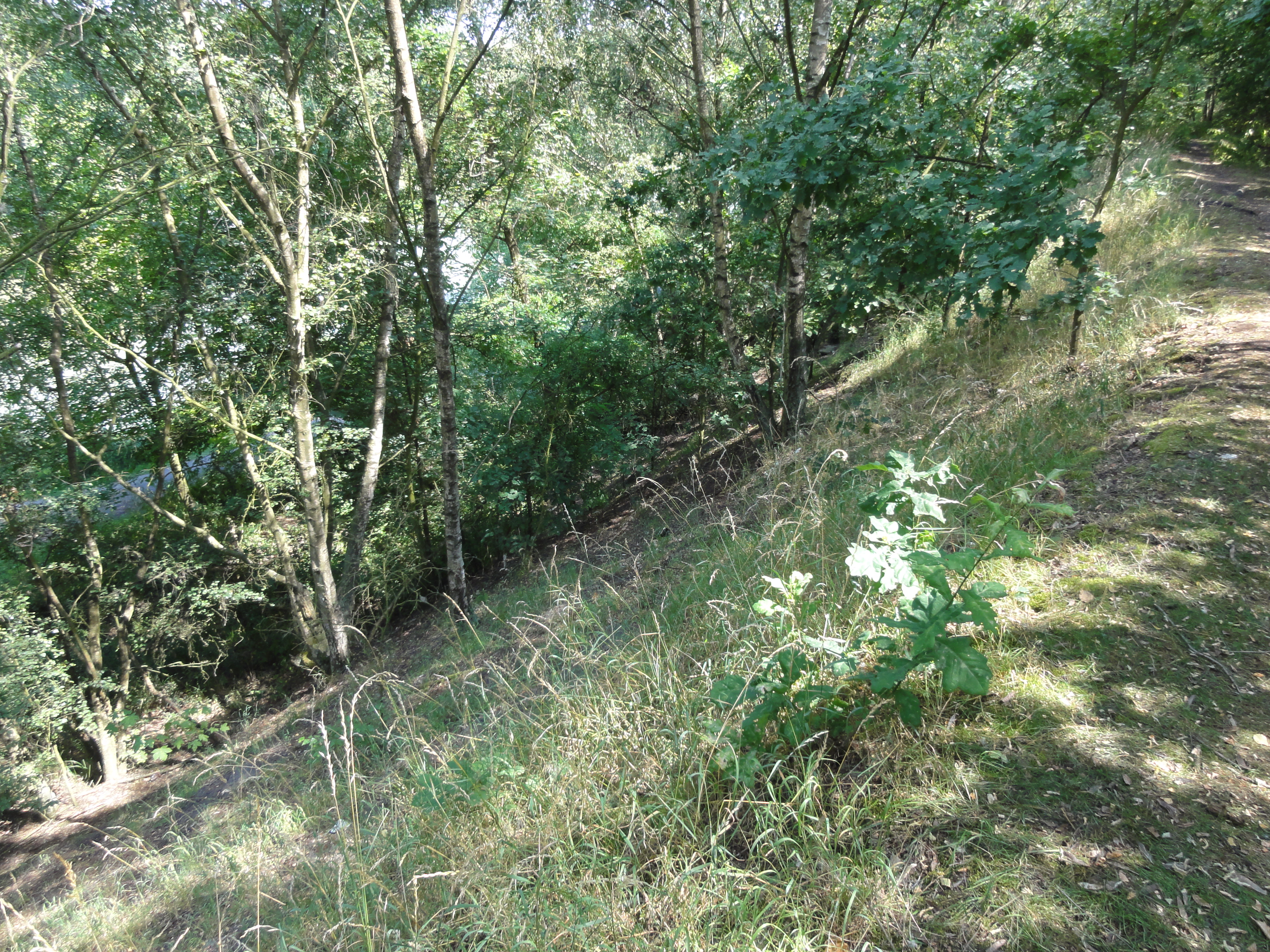
Le terril Marais du Vivier Ouest.

50° 24′ 23″ N, 3° 07′ 18″ E
Le terril n° 139, Paturelles, situé à Roost-Warendin, est un terril plat, boisé et très étendu, de la fosse no 1 des mines de l'Escarpelle. Les autres terrils de cette fosse sont les nos 123 et 141.

### Terrilno140, Marais du Vivier Ouest
50° 25′ 04″ N, 3° 04′ 14″ E
Le terril no 140, Marais du Vivier Ouest, situé à Auby, est un terril plat entièrement boisé, et contourné à l'ouest par le terril cavalier no 213B.

### Terrilno140A, Marais du Vivier Est

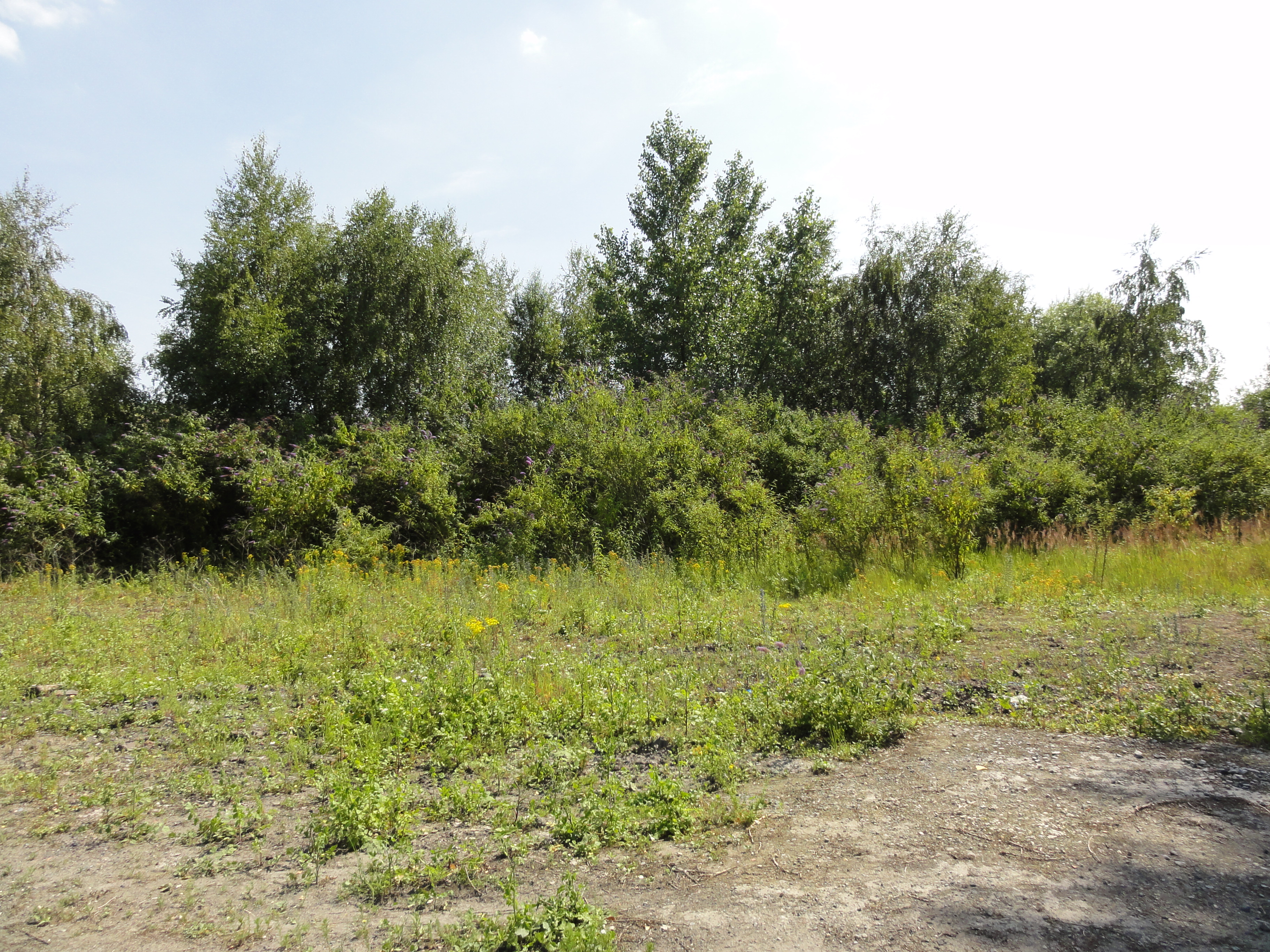
Le site du terril Marais du Vivier Est.

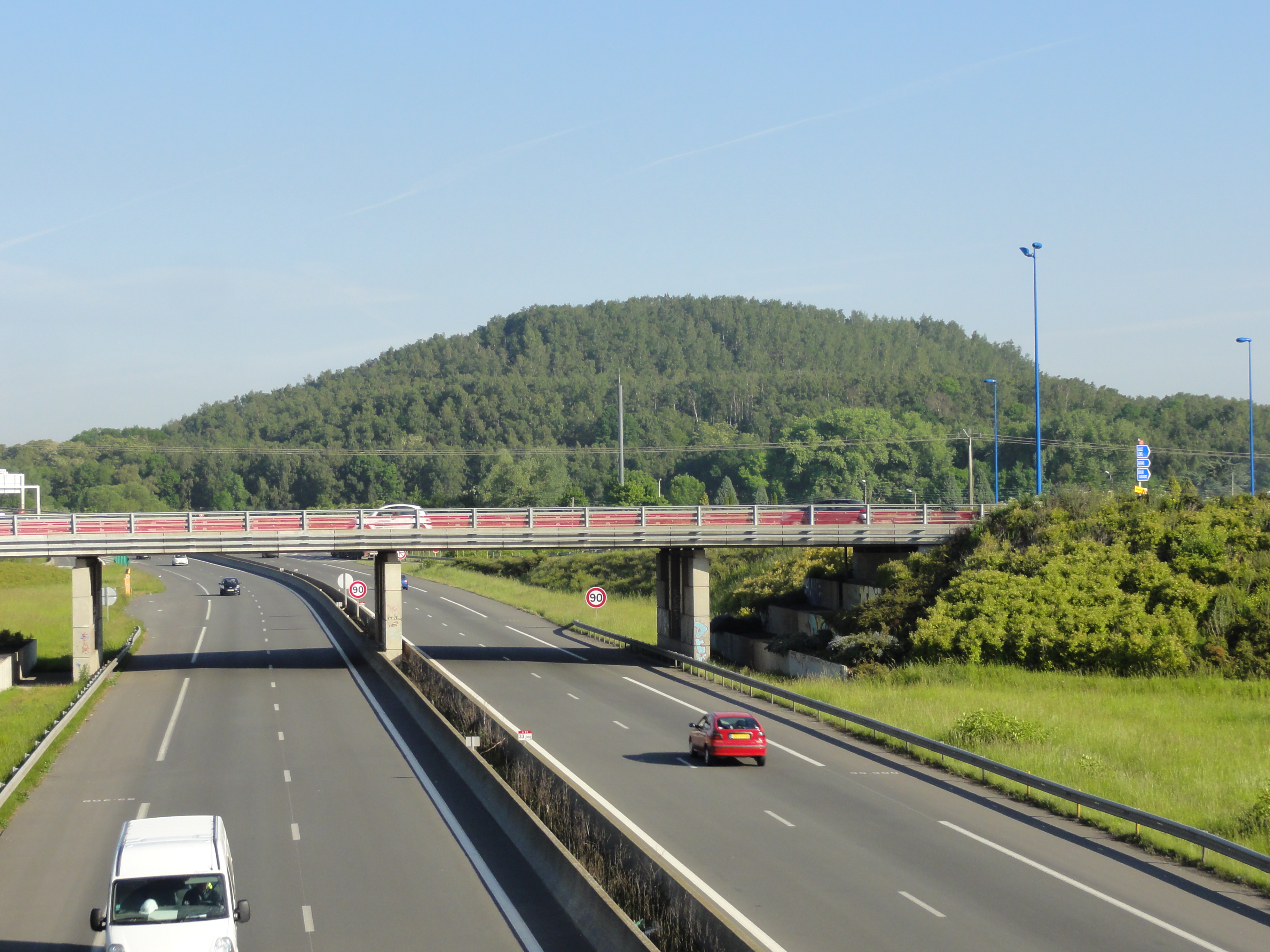
Les terrils Escarpelle ancien plat et 1 Nouveau Est.

50° 25′ 02″ N, 3° 04′ 39″ E
Le terril no 140A, Marais du Vivier Est, situé à Auby, disparu, est situé à l'est du terril no 140, de l'autre côté de la ligne Paris-Nord - Lille, et à l'ouest d'un des bassins de décantation de l'usine Umicore.

### Terrilno141, 1 Nouveau Est
50° 24′ 14″ N, 3° 06′ 35″ E
Le terril no 141, 1 Nouveau Est, situé à Roost-Warendin, est le terril conique de la fosse no 1 des mines de l'Escarpelle. Il est haut et entièrement boisé. Il a été établi par-dessus le terril no 123.

### Terrilno142, 8 de l'Escarpelle
50° 24′ 39″ N, 3° 02′ 31″ E

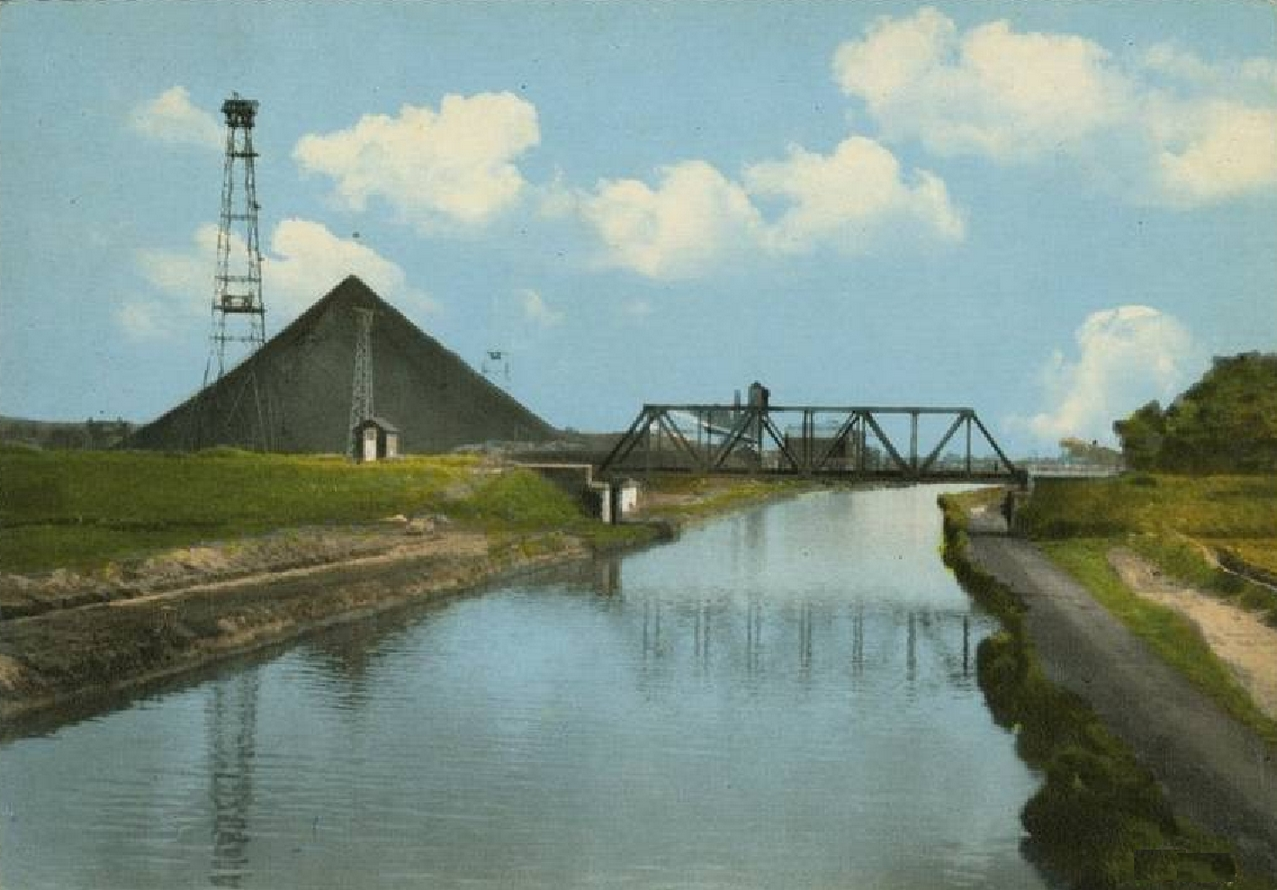
Le terril du 8 de l'Escarpelle avant son exploitation

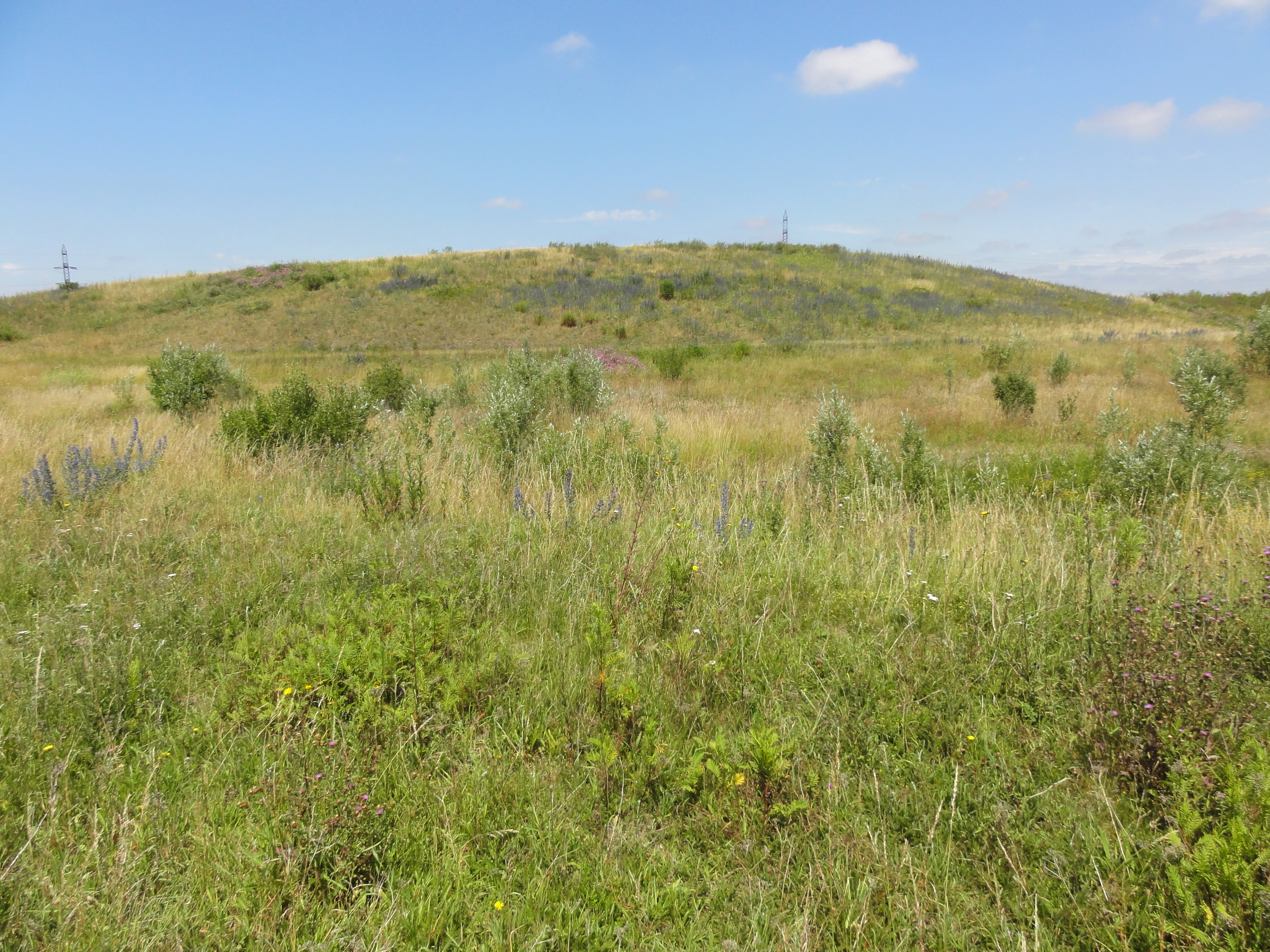
Le terril du 8 de l'Escarpelle en 2011.

Le terril no 142, 8 de l'Escarpelle, situé à Auby, est le terril conique de la fosse no 8 des mines de l'Escarpelle. Exploité, il ne reste plus que la base.

### Terrilno143, Germinies Sud

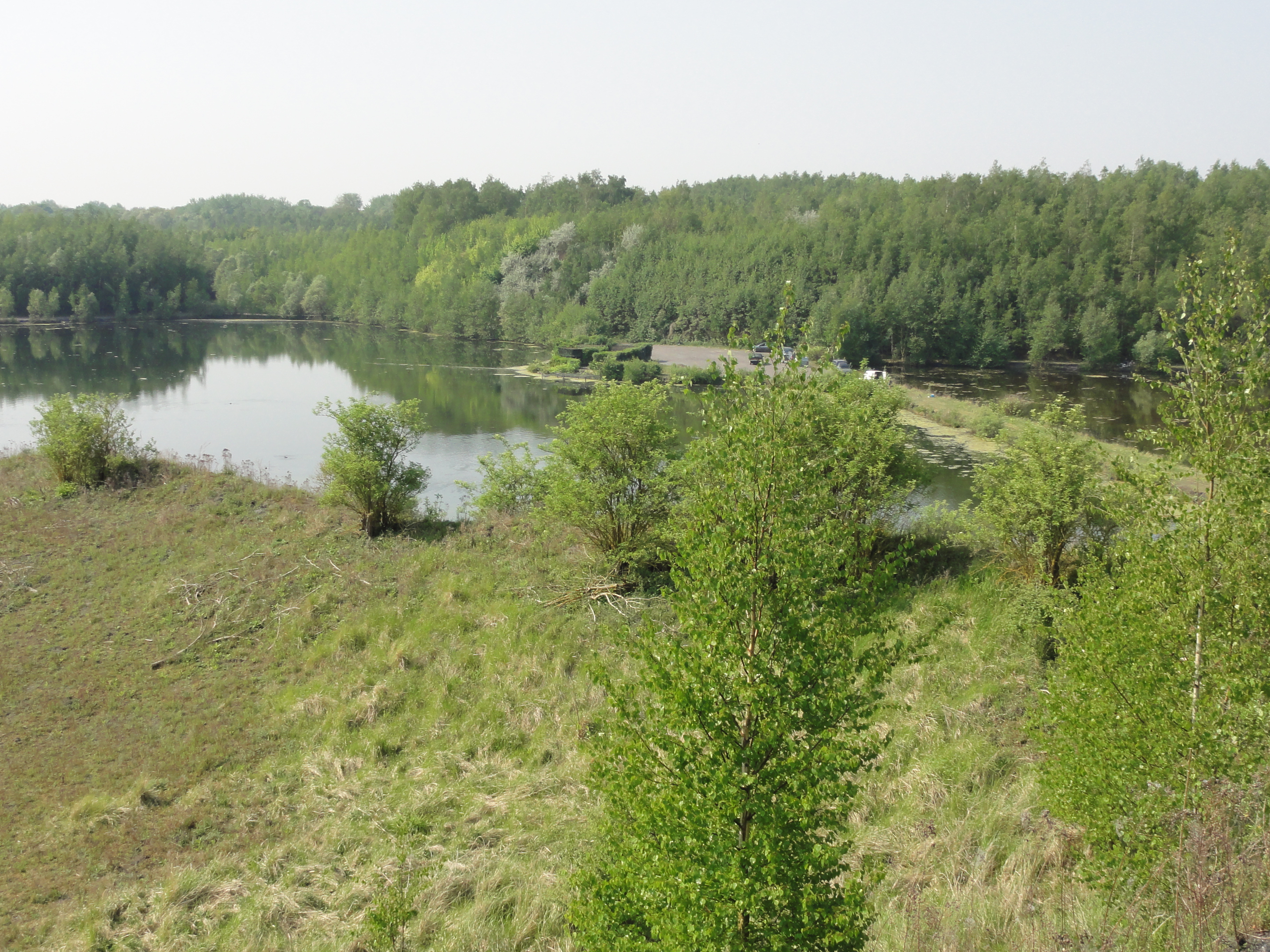
Le terril Germinies Sud.

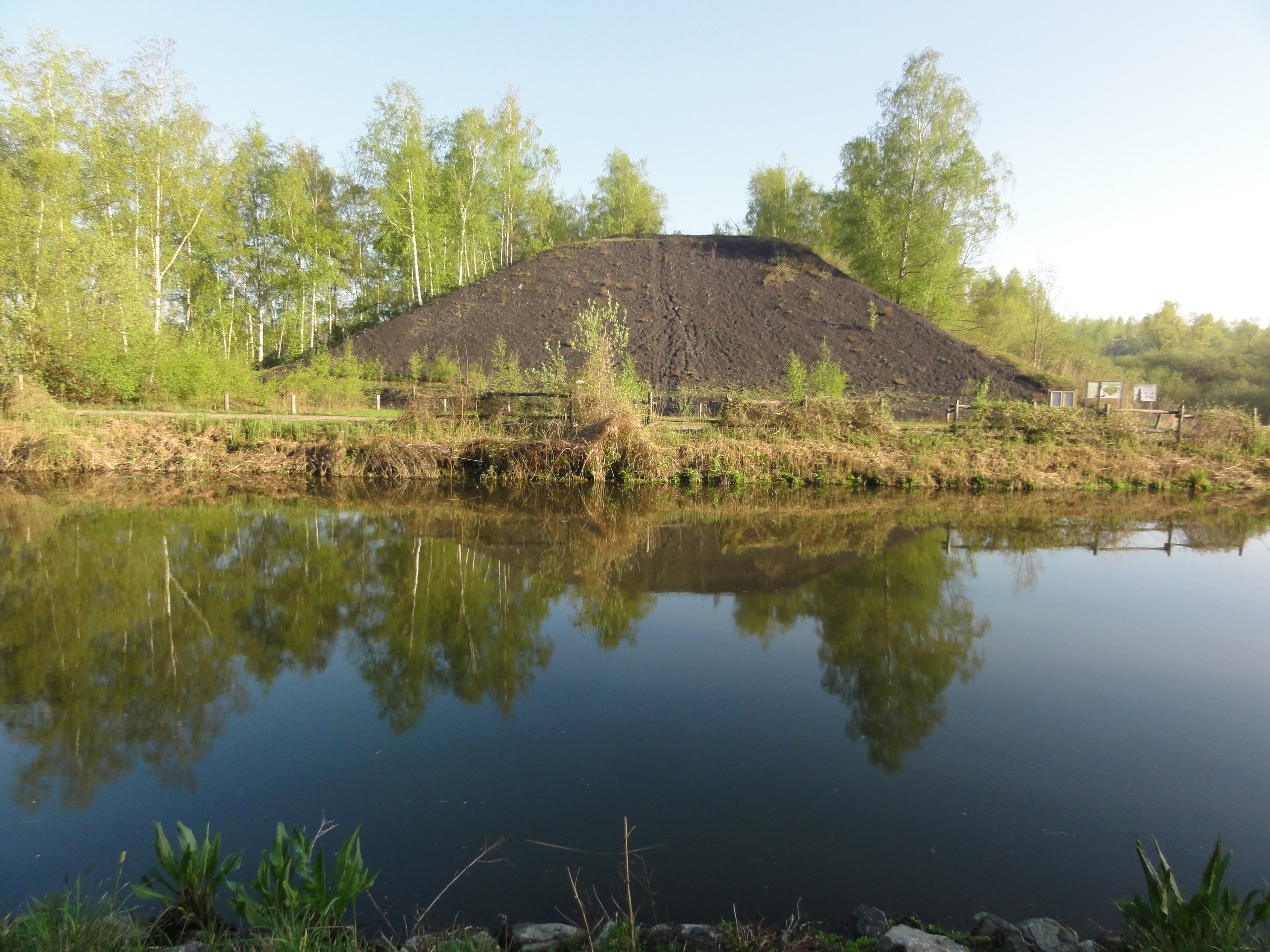
Le terril Germinies Nord.

50° 23′ 08″ N, 3° 11′ 25″ E
Le terril no 143, Germinies Sud, situé à Pecquencourt, est un immense terril tabulaire alimenté par la fosse Barrois des mines d'Aniche, puis indirectement par les autres fosses de la concentration, Lemay, Bonnel, et Déjardin. Entièrement boisé, le site sert en partie de station d'épuration expérimentale.

### Terrilno143A, Germinies Nord
50° 23′ 45″ N, 3° 11′ 49″ E
Le terril no 143A, Germinies Nord, situé à Flines-lez-Raches et Marchiennes, est un immense terril tabulaire alimenté par la fosse Barrois des mines d'Aniche, puis indirectement par les autres fosses de la concentration, Lemay, Bonnel, et Déjardin. Le site est intégralement préservé et est devenu une réserve naturelle. Il comporte une autre dénomination du terril Germinies Sud puisqu'il a été établi au-delà de la Scarpe, il s'agit donc d'un autre terril.

### Terrilno144, Rieulay
50° 22′ 49″ N, 3° 14′ 42″ E

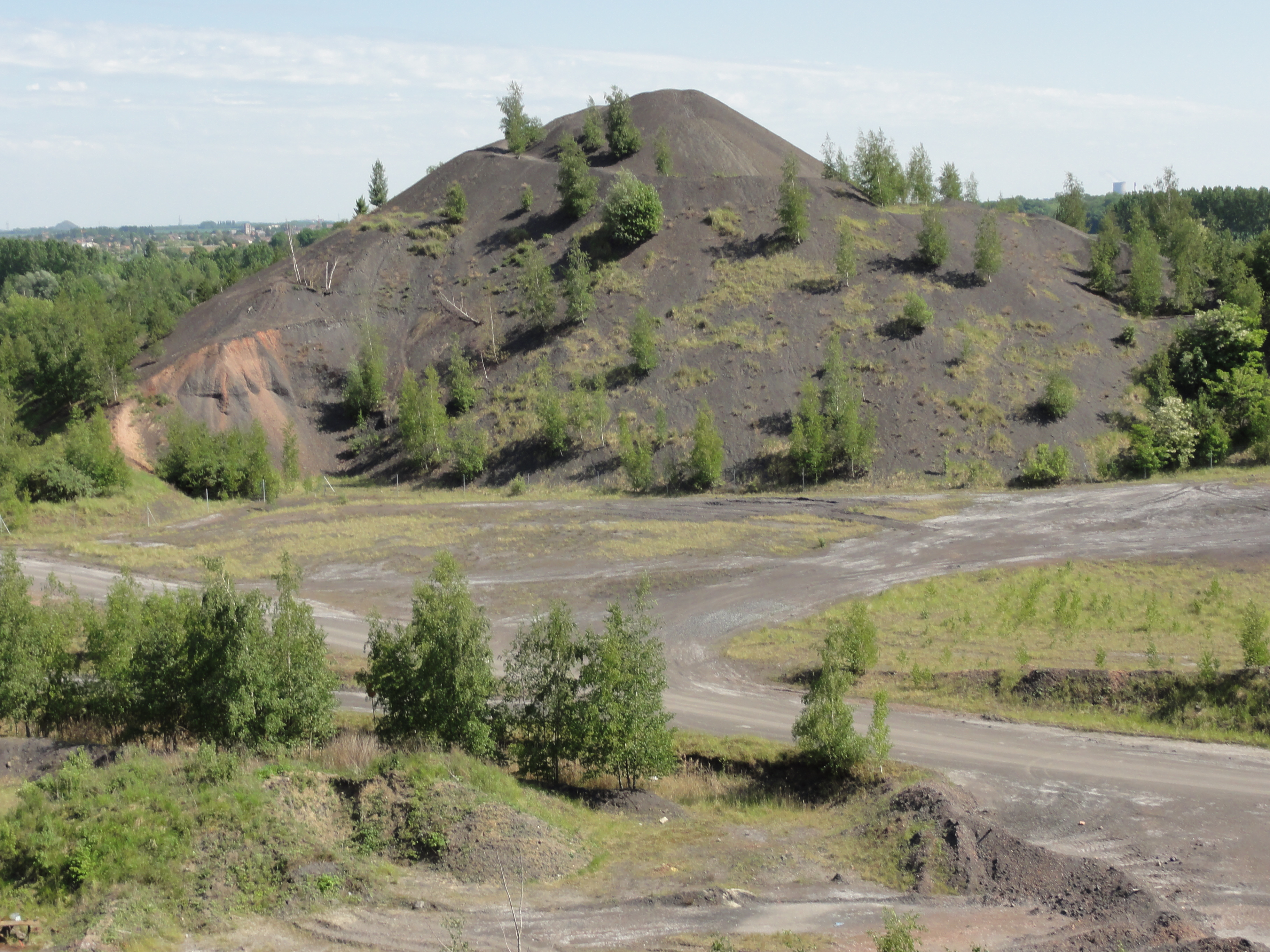
Le terril de Rieulay.

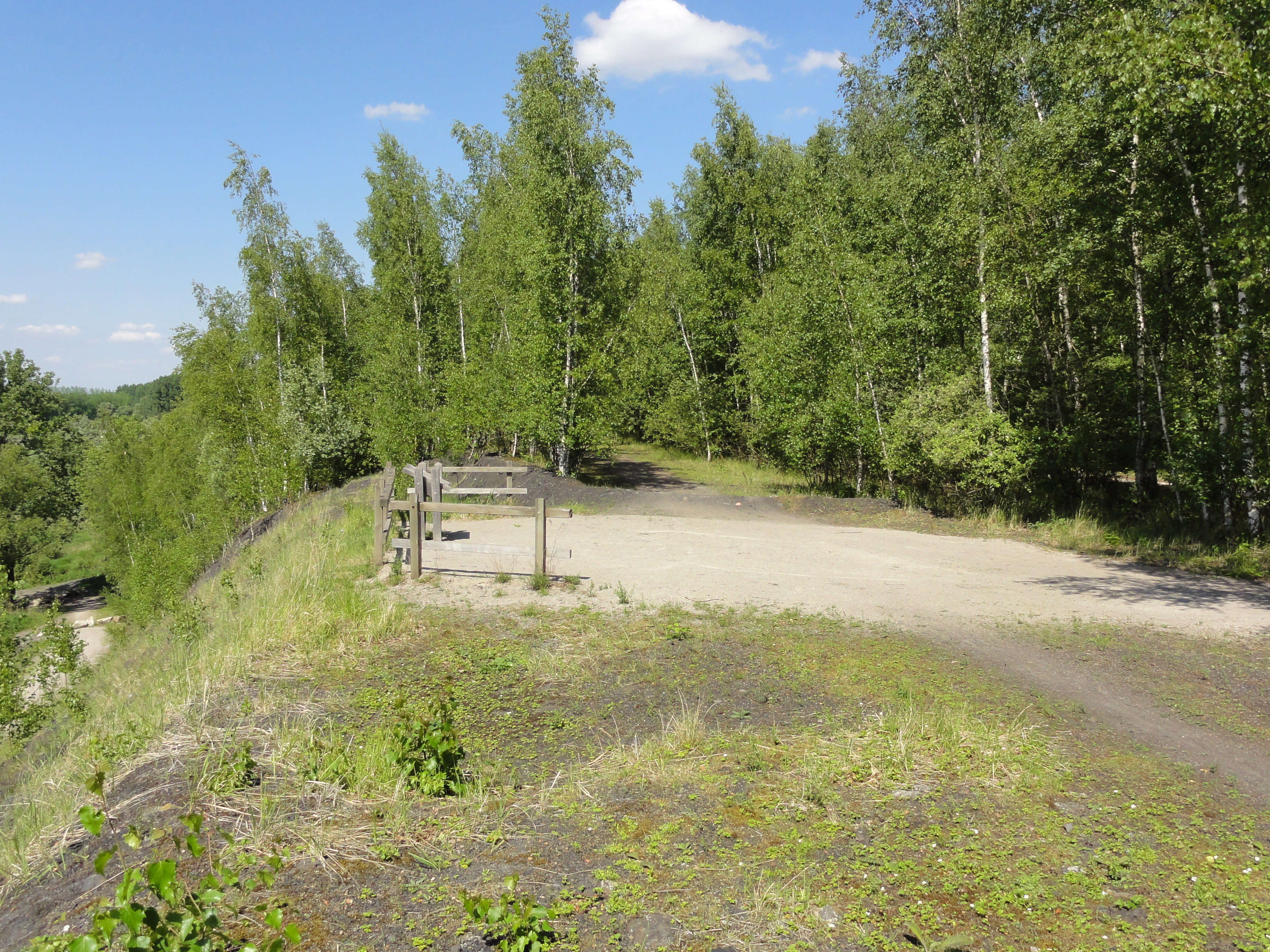
Le terril de Rieulay.

Le terril no 144, Rieulay, situé à Rieulay et Pecquencourt, est le terril plat des fosses De Sessevalle et Lemay. Il a été partiellement exploité, mais est avec ses 140 hectares, le terril le plus vaste d'Europe. Sur sa partie ouest, se situe le terril no 254, sur sa partie sud, le terril cavalier disparu no 251, mal délimité.

### Terrilno145, 7 de Courcelles

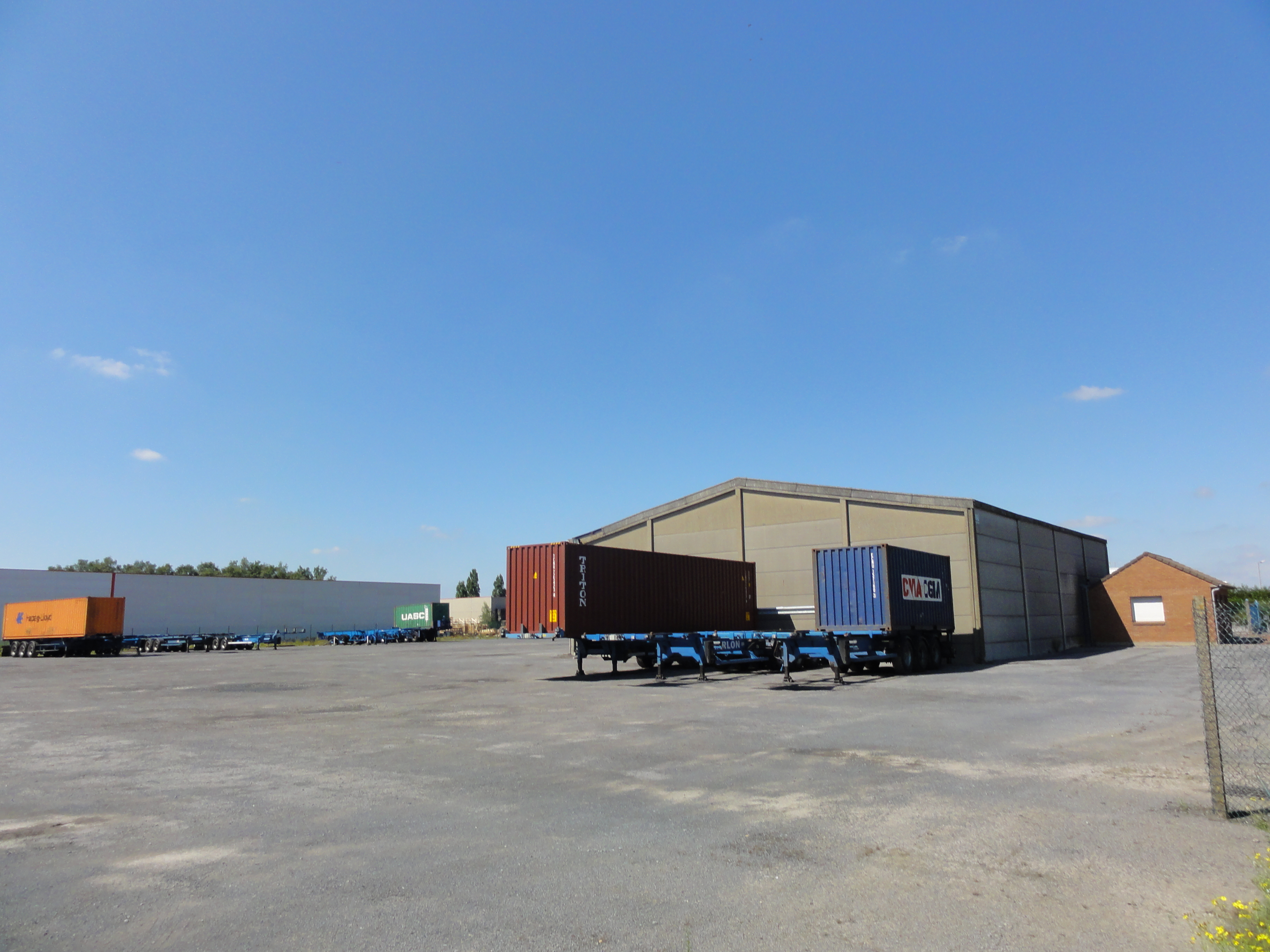
Le site du terril du 7 de Courcelles.

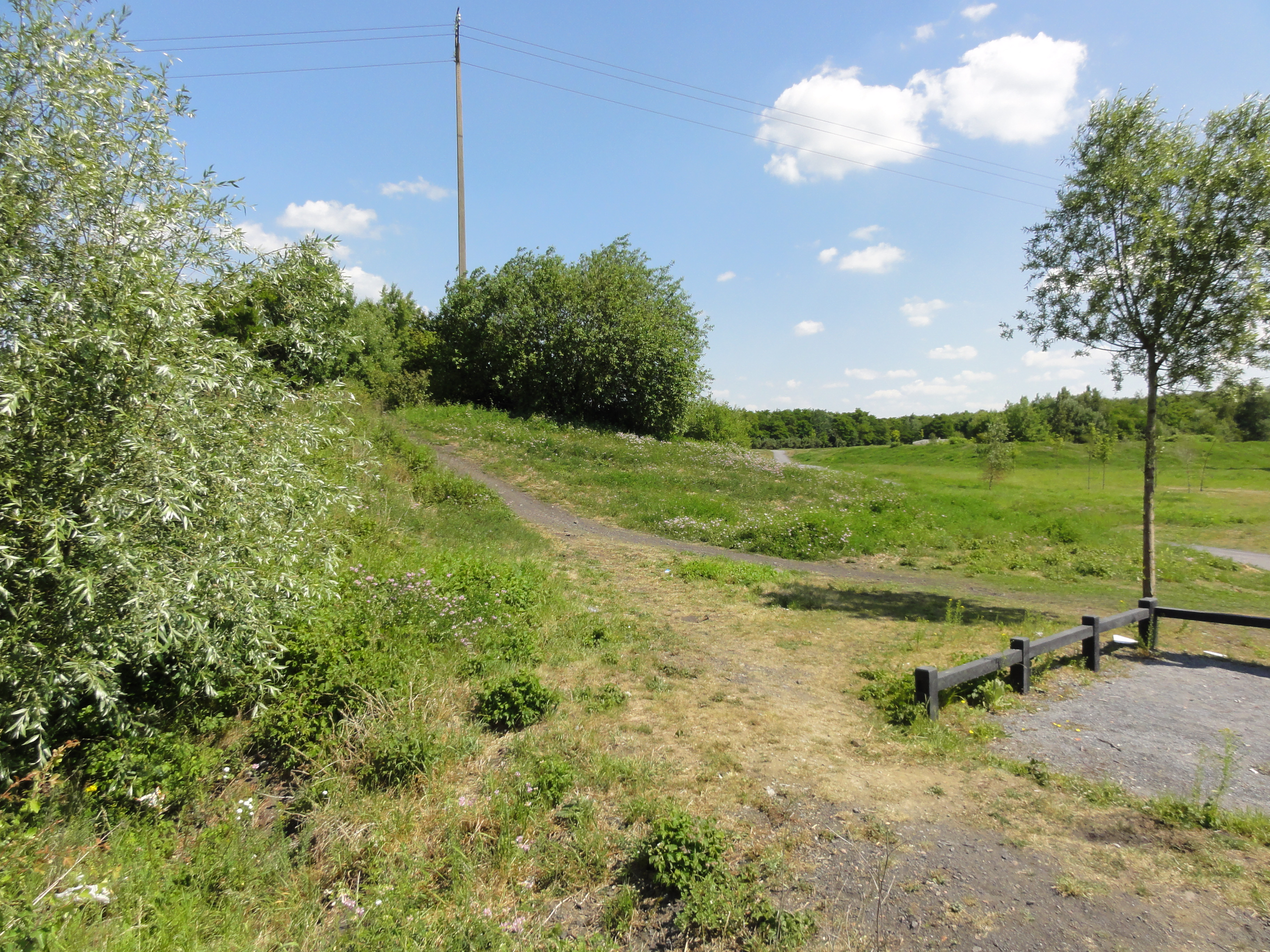
Le terril Centrale de Dechy.

50° 24′ 34″ N, 3° 01′ 01″ E
Le terril no 145, 7 de Courcelles, disparu, situé à Courcelles-lès-Lens, était un des deux terrils coniques de la fosse no 7 - 7 bis des mines de l'Escarpelle. Intégralement exploité, il n'en reste plus rien. Le site a été reconverti en zone industrielle. L'autre terril conique, également disparu, était le no 128.

### Terrilno146, Centrale de Dechy
50° 22′ 01″ N, 3° 08′ 16″ E
Le terril no 146, Centrale de Dechy, situé à Dechy, est un des trois terrils plats de la Centrale de Dechy, les autres étant les nos 134 et 134A. Il a été partiellement exploité. Fin janvier 2023 est présenté le projet d'y installer une centrale solaire photovoltaïque.

### Terrilno147, Casimir Périer Ouest

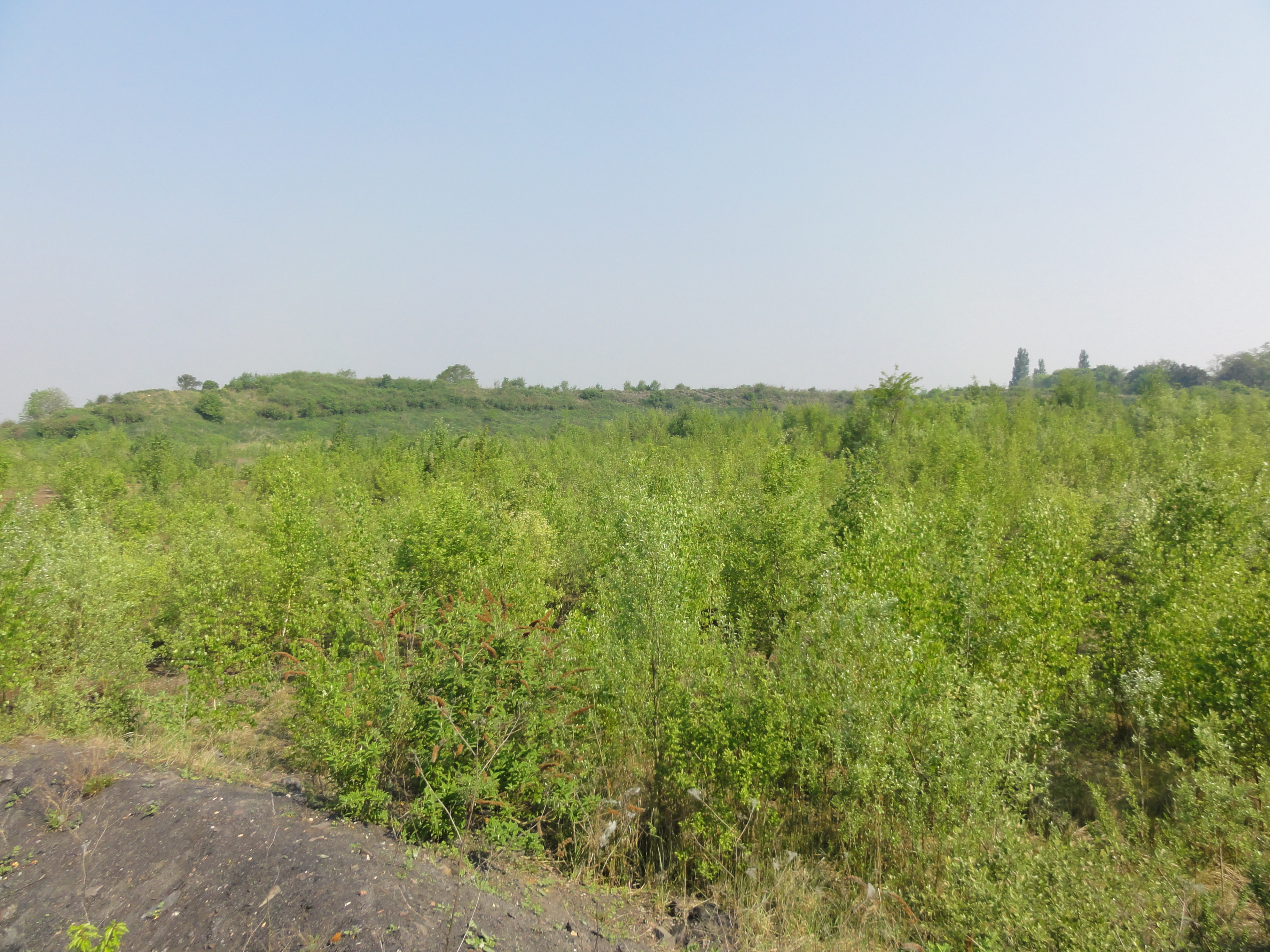
Le terril Casimir Périer Ouest.

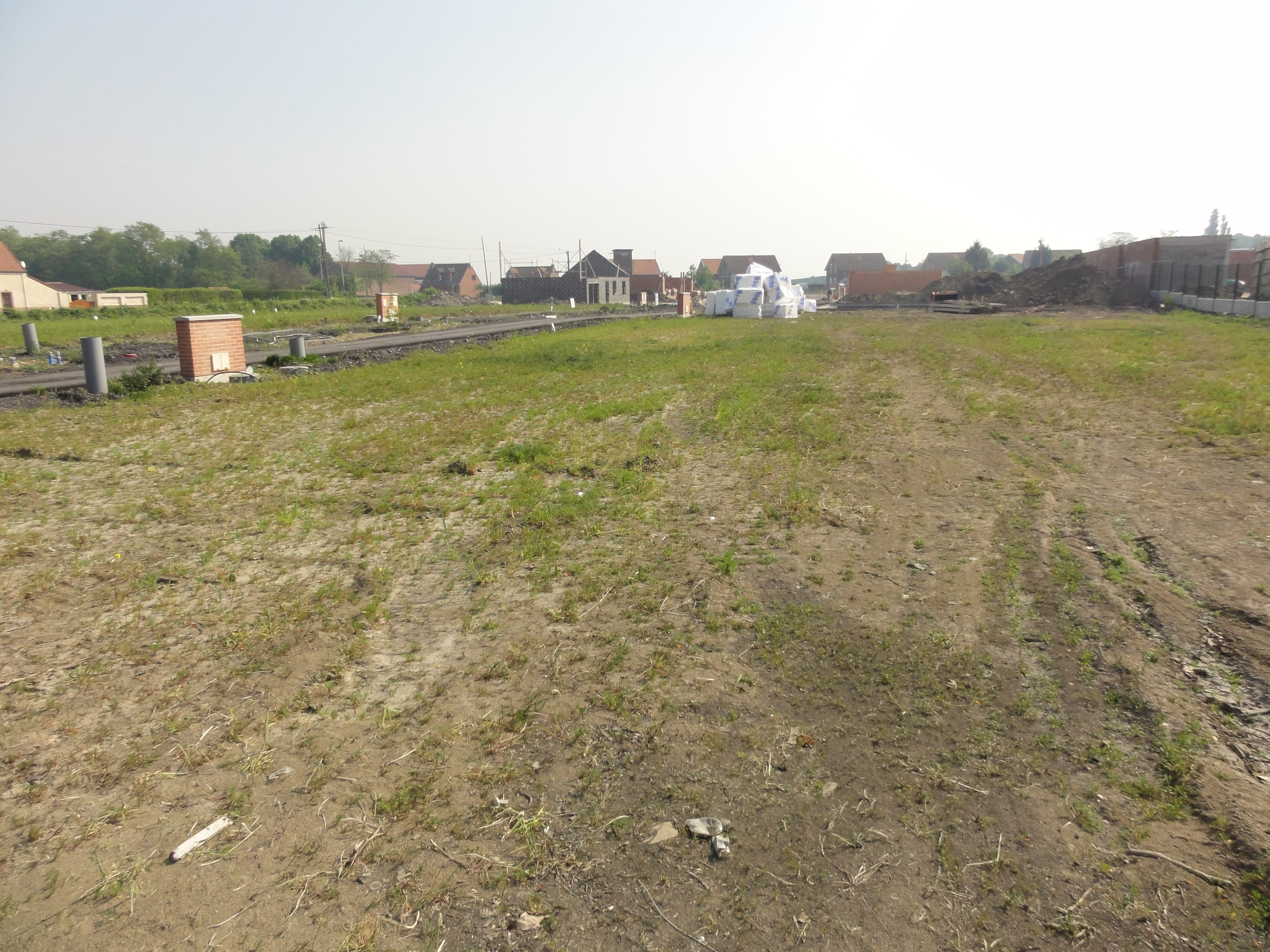
Le terril Casimir Périer Est.

50° 20′ 32″ N, 3° 17′ 25″ E
Le terril no 147, Casimir Périer Ouest, situé à Somain, était un terril conique alimenté par la fosse Casimir-Perier des mines d'Anzin. Il a été exploité à partir du 1992, et il n'en subsiste que les pourtours. Toutefois, le site s'est entièrement couvert de végétation ces dernières années.

### Terrilno148, Casimir Périer Est
50° 20′ 34″ N, 3° 17′ 40″ E
Le terril no 148, Casimir Périer Est, situé à Somain et Fenain, alimenté par la fosse Casimir-Perier des mines d'Anzin, était un terril plat entièrement boisé. Il a été exploité à partir de 1992, et il n'en subsiste plus rien. La zone est urbanisée par un lotissement et des constructions nouvelles.

### Terrilno149, Saint Mark Sud

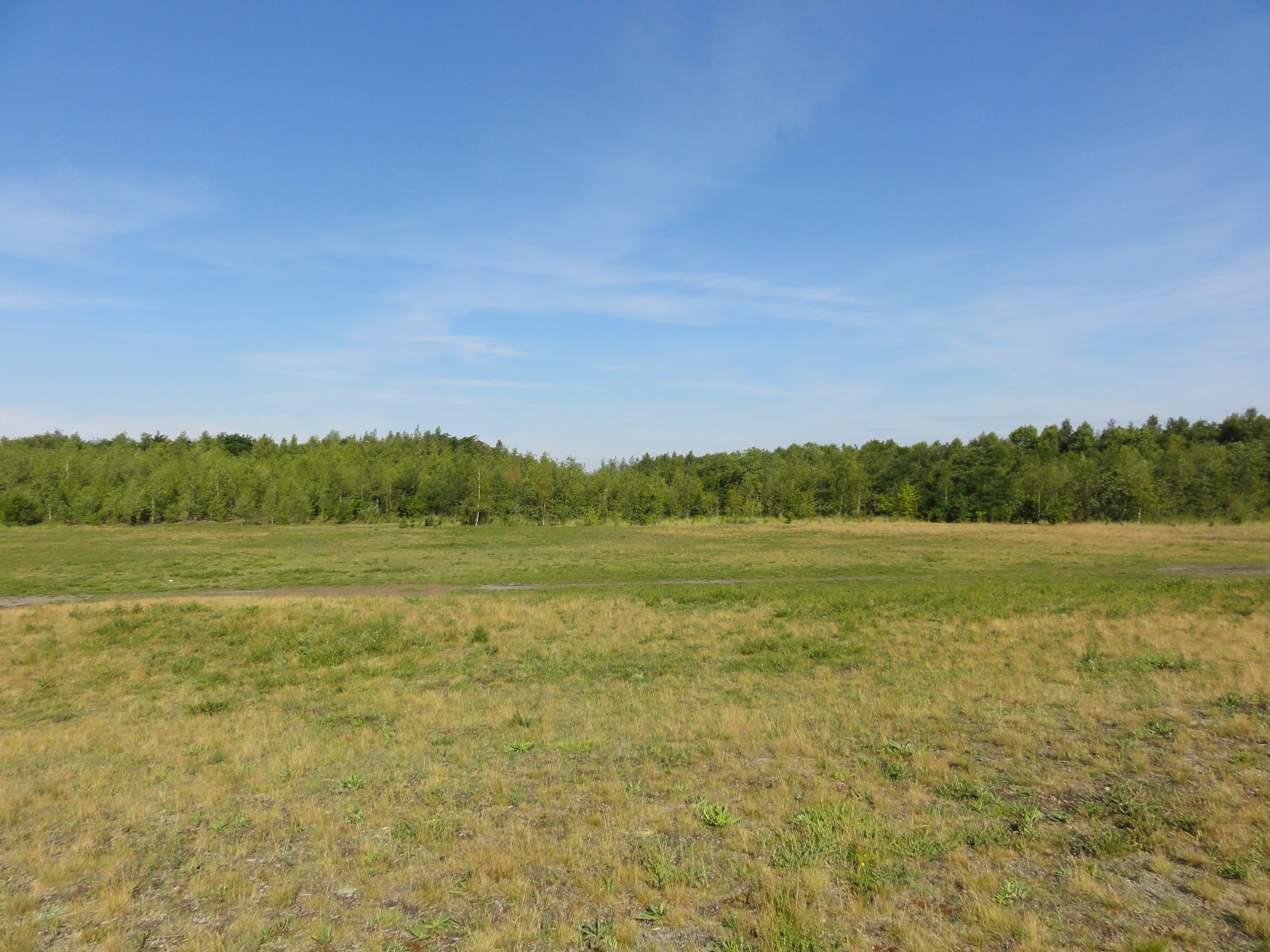
Le terril Saint Mark Sud.

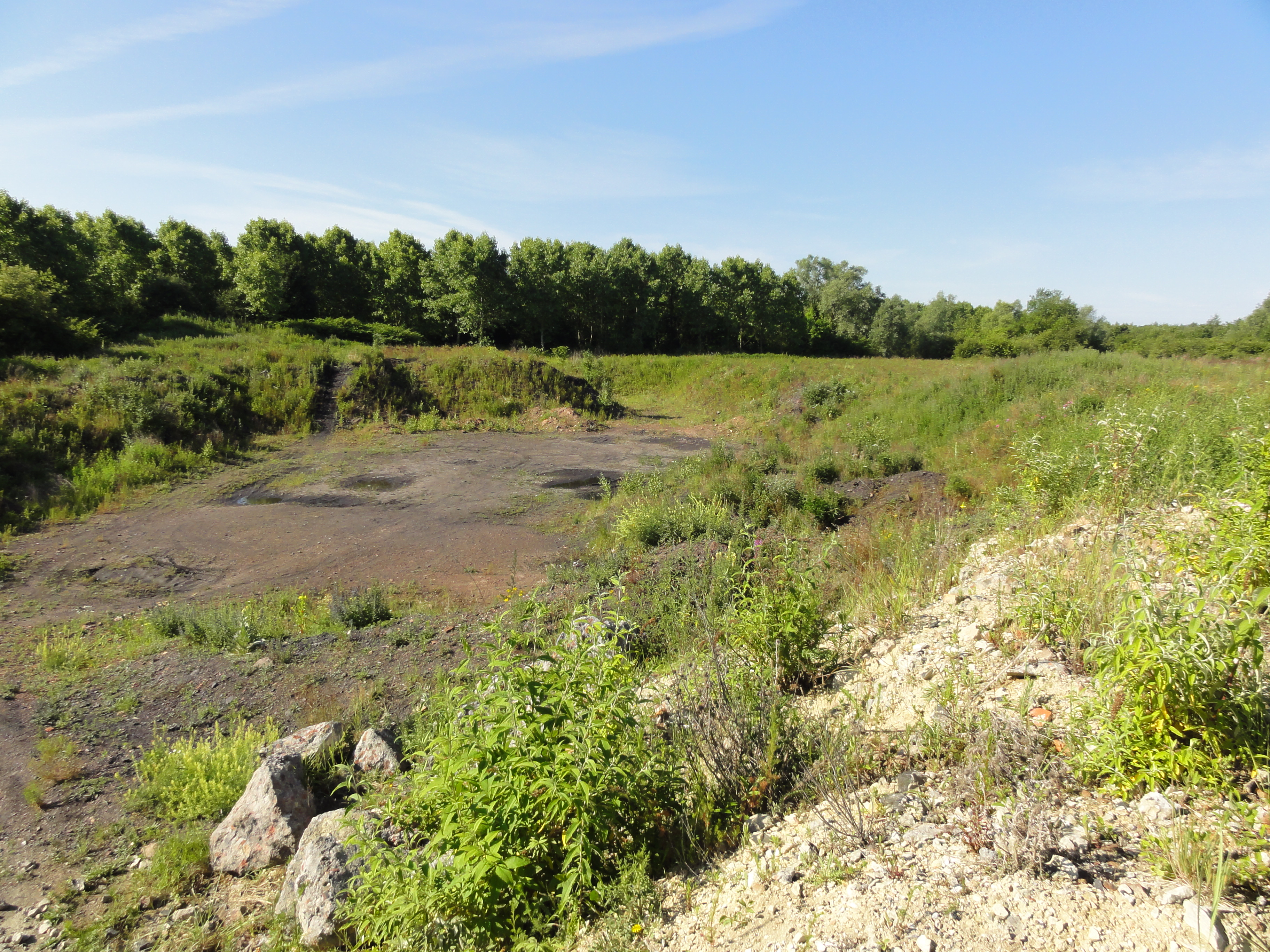
Le terril Saint Mark Nord.

50° 20′ 13″ N, 3° 19′ 01″ E
Le terril no 149, Saint Mark Sud, est situé à Escaudain, il a été alimenté par la fosse Saint-Mark des mines d'Anzin. Il s'agissait d'un terril conique qui a totalement été exploité, bien qu'il soit considéré comme ayant disparu.

### Terrilno149A, Saint Mark Nord
50° 20′ 24″ N, 3° 18′ 55″ E
Le terril no 149A, Saint Mark Nord, est situé à Escaudain, il a été alimenté par la fosse Saint-Mark des mines d'Anzin. Il s'agissait d'un terril plat qui a totalement été exploité, bien qu'il soit considéré comme ayant disparu. Il était à l'origine de plus petite taille que le terril Saint Mark Sud.

### Terrilno150, Agache
50° 21′ 27″ N, 3° 18′ 24″ E

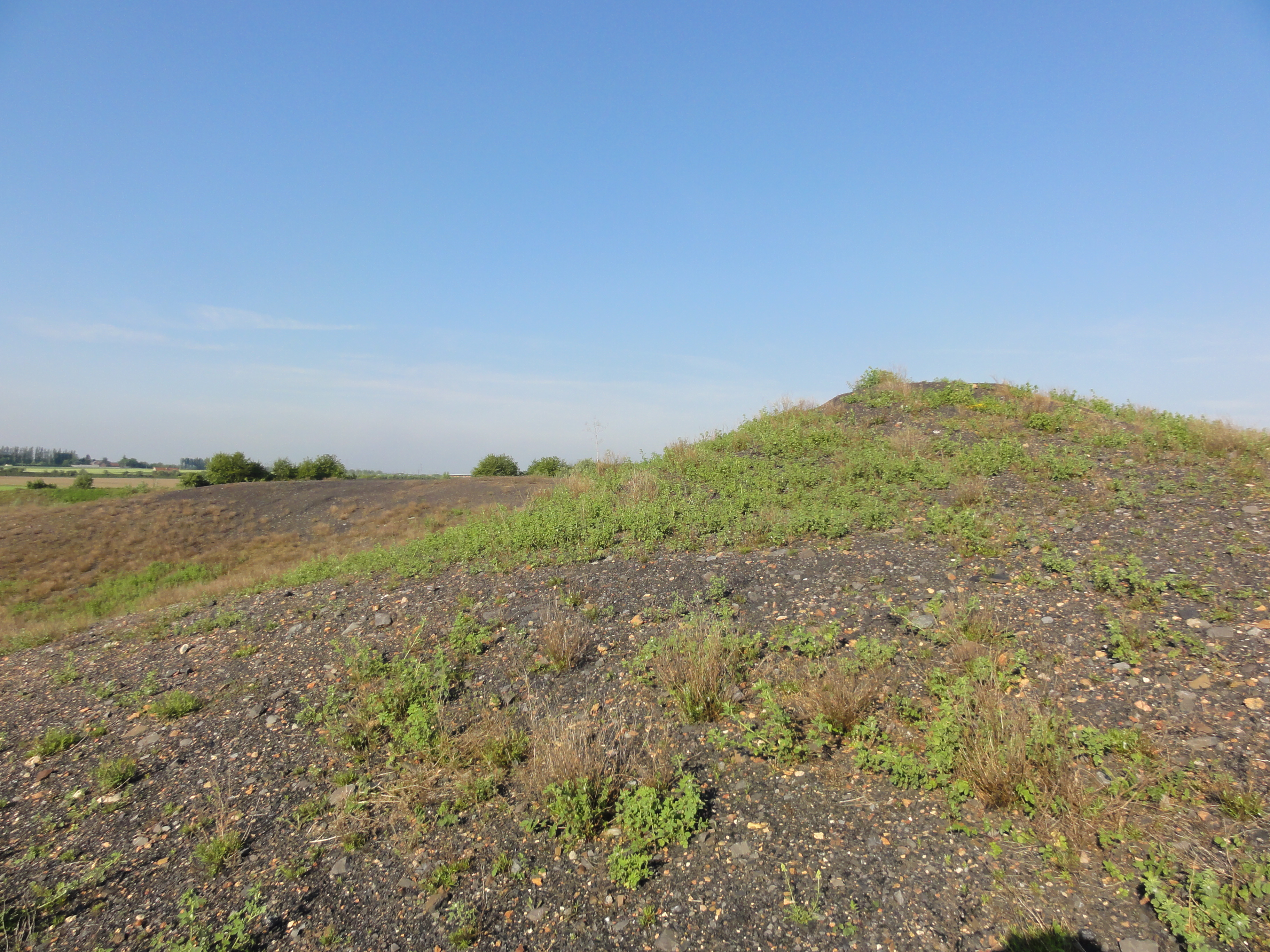
Le terril Agache.

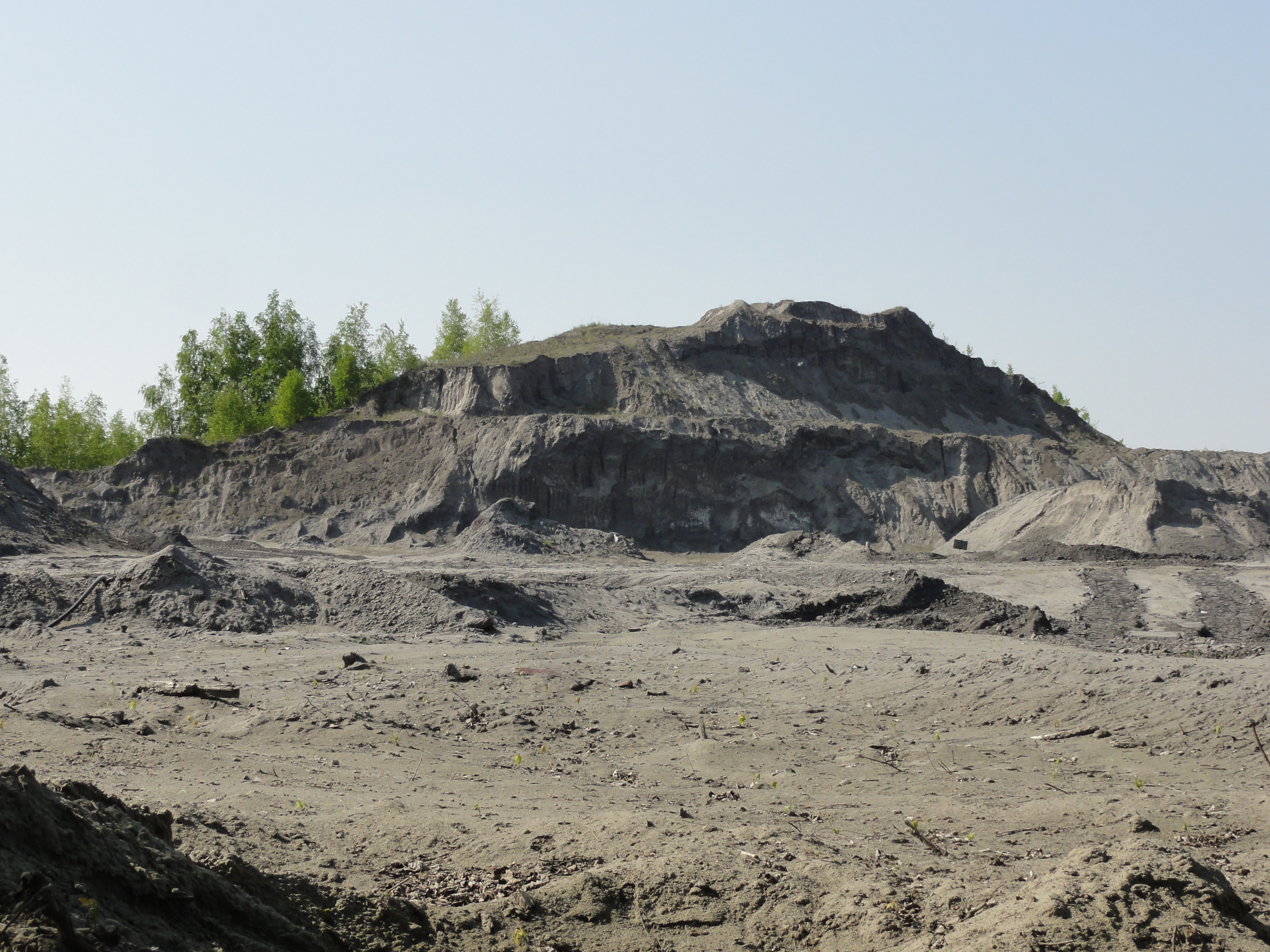
Le terril de la Centrale d'Hornaing.

Le terril no 150, Agache, situé à Fenain, était alimenté par la fosse Agache des mines d'Anzin. Le terril conique a été exploité, il n'en reste plus que l'assise.

### Terrilno151, Centrale d'Hornaing
50° 22′ 52″ N, 3° 20′ 53″ E
Le terril no 151, Centrale d'Hornaing, situé à Hornaing, est le terril de cendres de la centrale thermique, établie par le Groupe de Valenciennes. Bien que la fosse Heurteau des mines d'Anzin était établie sur le site de la centrale, elle n'a pas contribué à la création d'un terril de ce côté, puisqu'il s'agissait de deux puits d'aérage et de service, toutefois, un terril a disparu avec l'installation de la centrale. Le terril est régulièrement exploité.

### Terrilno152, Audiffret Nord

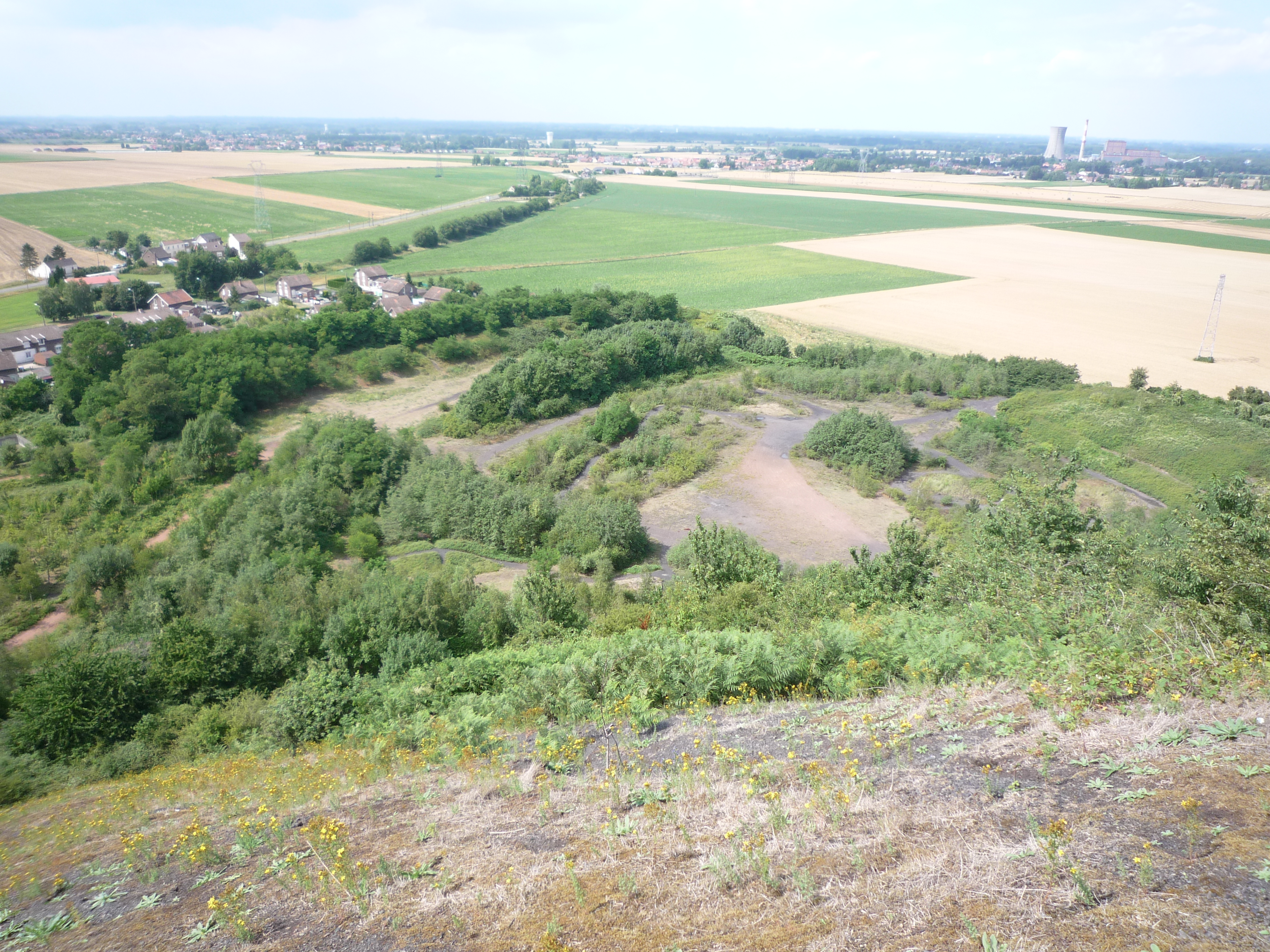
Le terril Audiffret Nord.

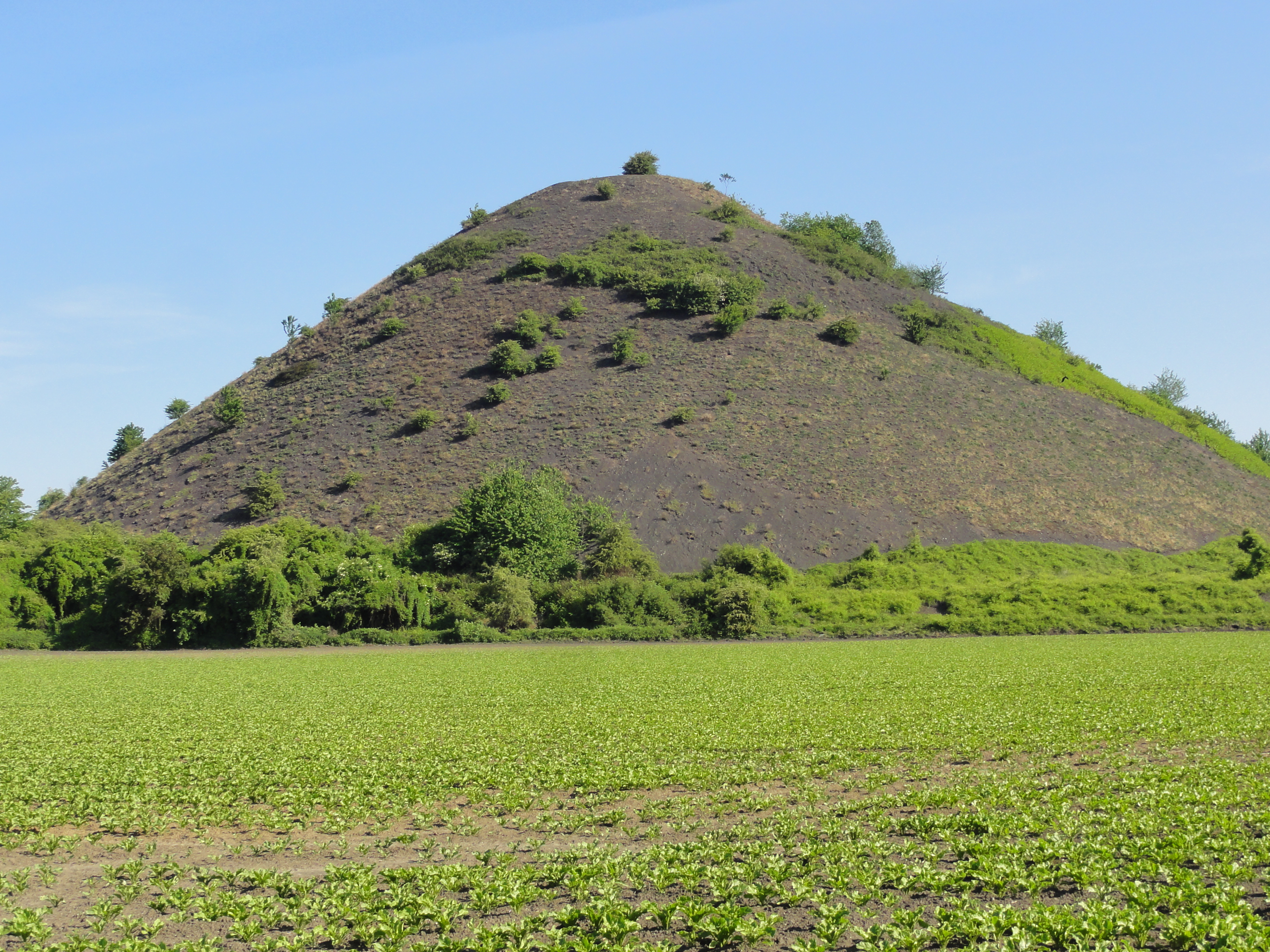
Le terril Audiffret Sud.

50° 20′ 51″ N, 3° 20′ 47″ E
Le terril no 152, Audiffret Nord, situé à Escaudain, est le terril conique de la fosse Audiffret-Pasquier des mines d'Anzin. Il a été exploité, et il n'en subsiste que la base.

### Terrilno153, Audiffret Sud
50° 20′ 46″ N, 3° 20′ 49″ E
Le terril no 153, Audiffret Sud, situé à Escaudain, est le terril conique de la fosse Audiffret-Pasquier des mines d'Anzin. Il n'a pas été exploité, et est intact.

### Terrilno154, Lambrecht Ouest

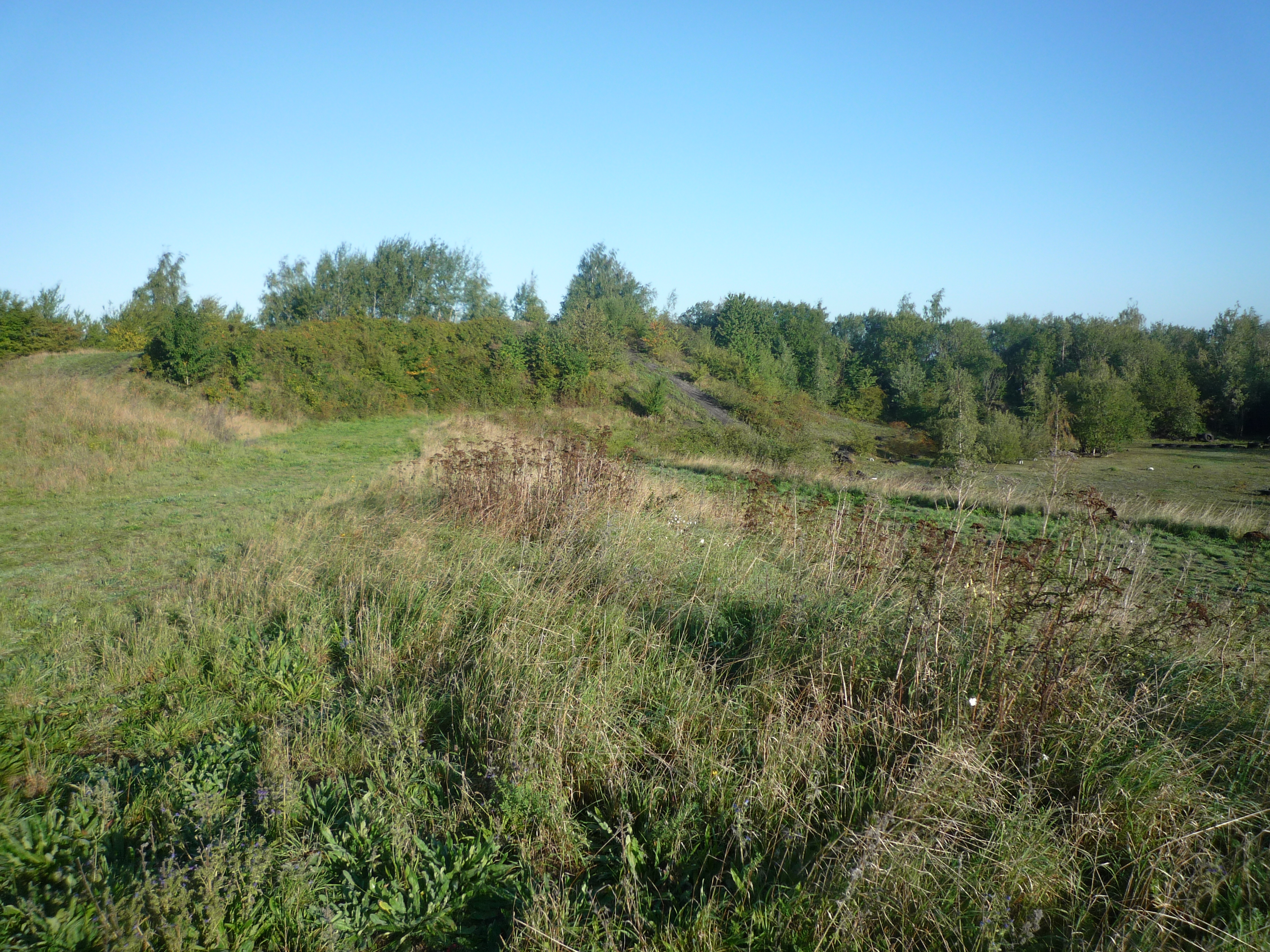
Le terril Lambrecht Ouest.

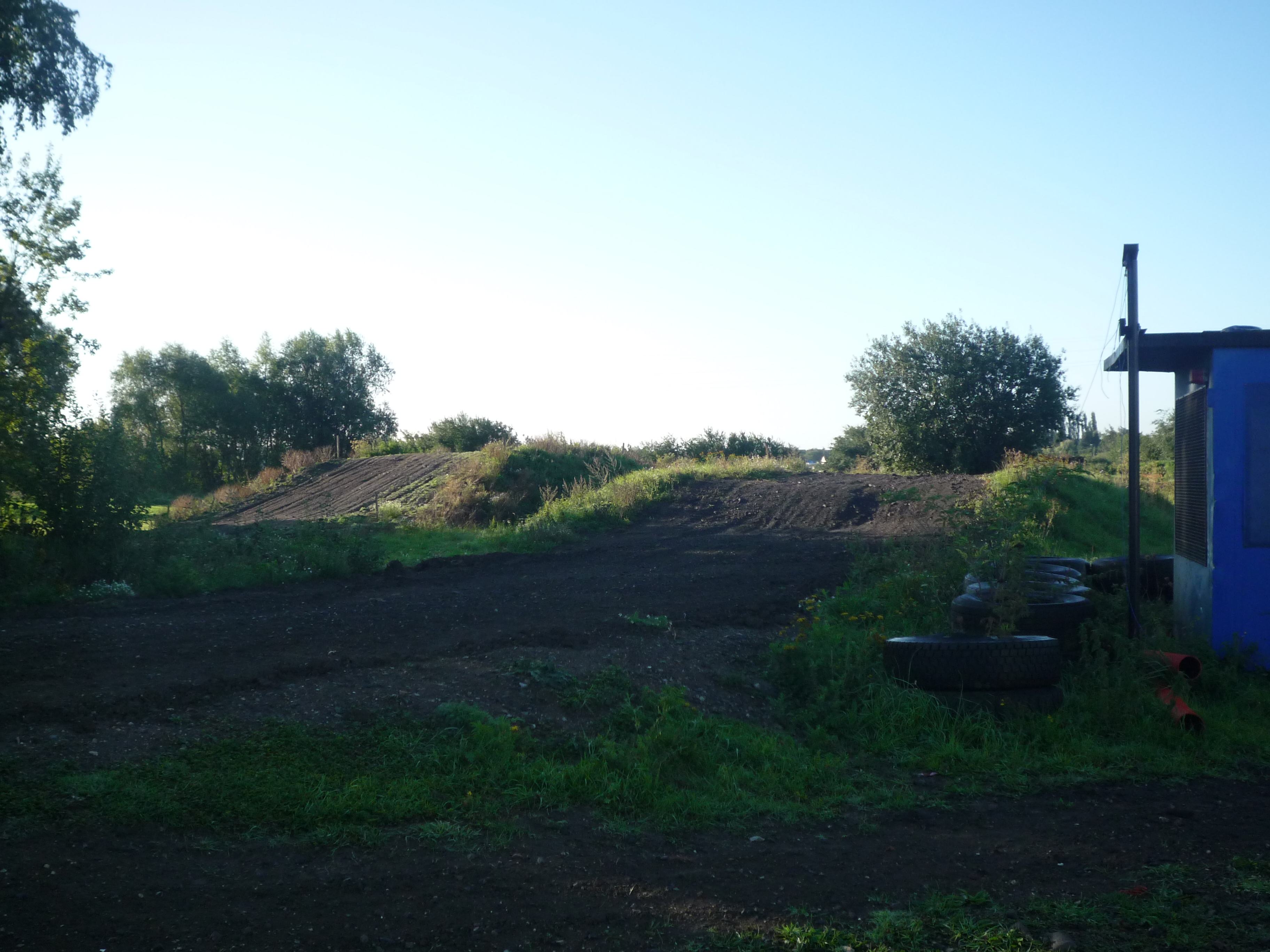
Le terril Lambrecht Est.

50° 21′ 12″ N, 3° 22′ 12″ E
Le terril no 154, Lambrecht Ouest, est situé à Hélesmes, près des limites avec Wallers. Il était alimenté par la fosse Lambrecht des mines d'Anzin, située sur le même site, un peu plus à l'est. Il s'agissait d'un terril conique qui a été en partie exploité.

### Terrilno155, Lambrecht Est
50° 21′ 14″ N, 3° 22′ 21″ E
Le terril no 155, Lambrecht Est, est situé à Wallers. Il était alimenté par la fosse Lambrecht, située sur le même site un peu plus au sud. Il est plat et de faible hauteur, et sert de circuit pour des motos.

### Terrilno156, Turenne
50° 19′ 54″ N, 3° 22′ 53″ E

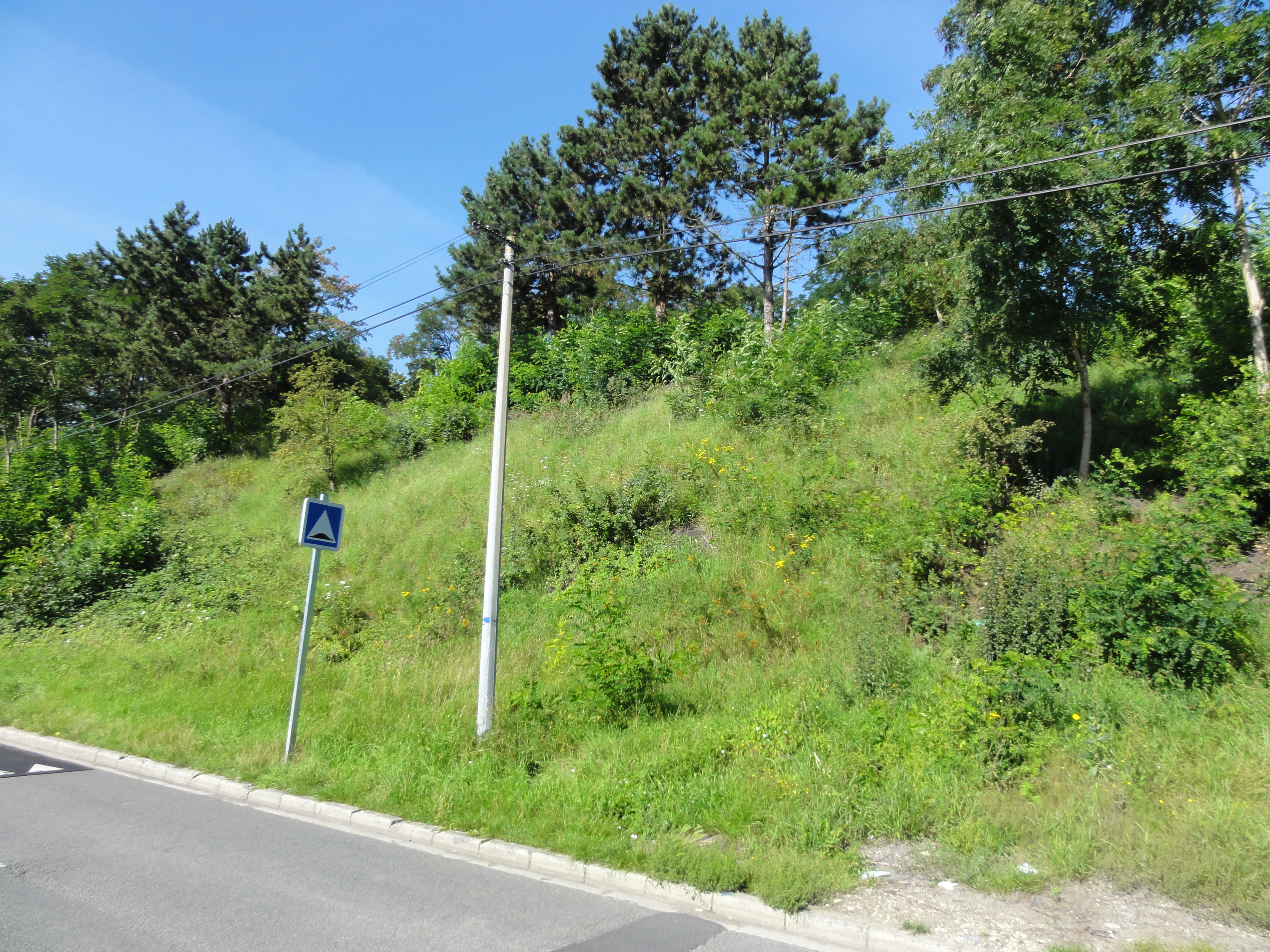
Le terril Turenne.

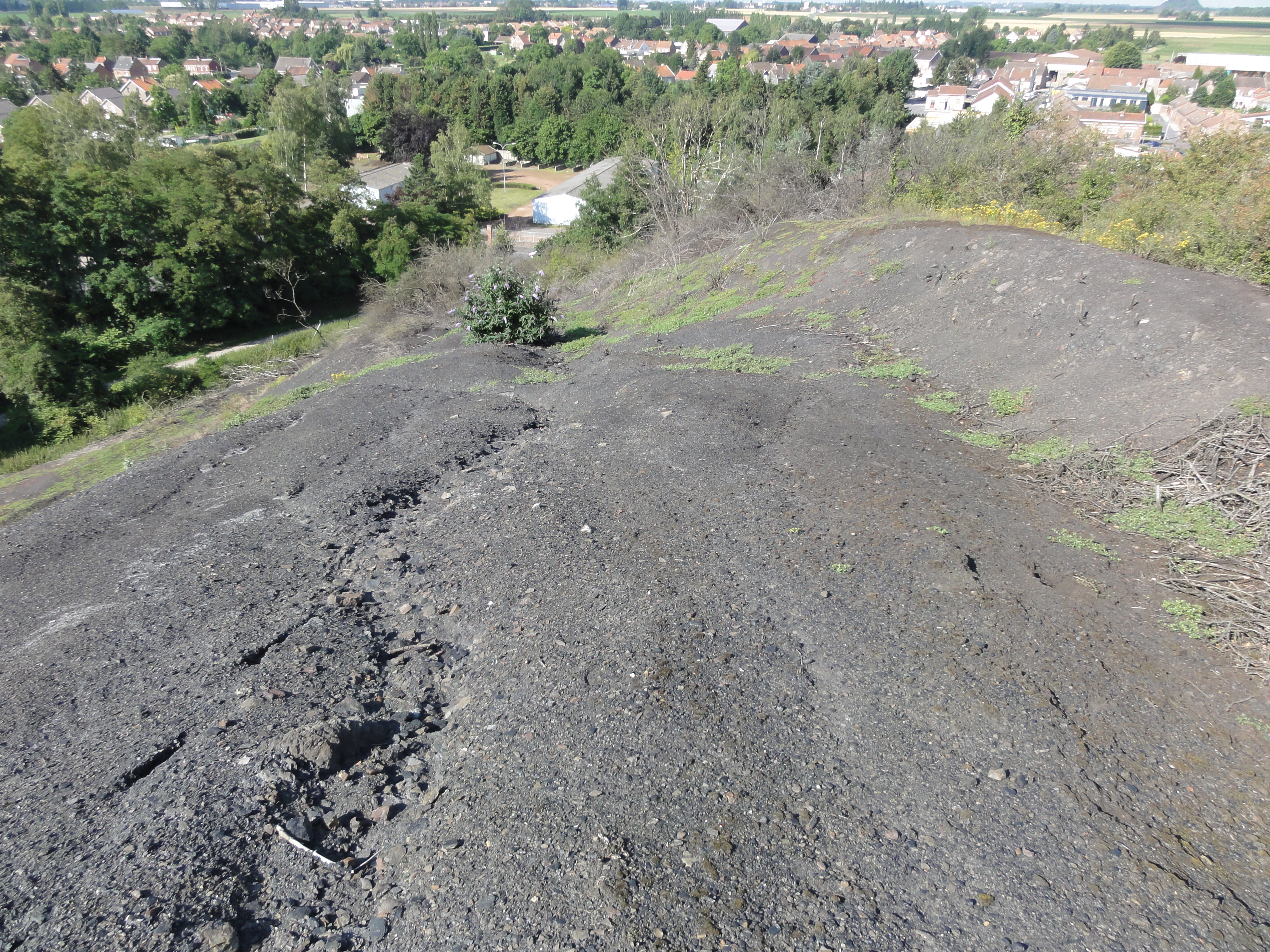
Le terril Haveluy Nord.

Le terril no 156, Turenne, situé à Denain, est un petit terril plat situé à l'ouest de la fosse Turenne et alimenté principalement par celle-ci. Il est entièrement boisé.

### Terrilno157, Haveluy Nord
50° 21′ 22″ N, 3° 24′ 34″ E
Le terril no 157, Haveluy Nord, situé à Haveluy, est le terril conique de la fosse d'Haveluy des mines d'Anzin. Il est entré en combustion au début du XXIe siècle.

### Terrilno158, Haveluy Sud

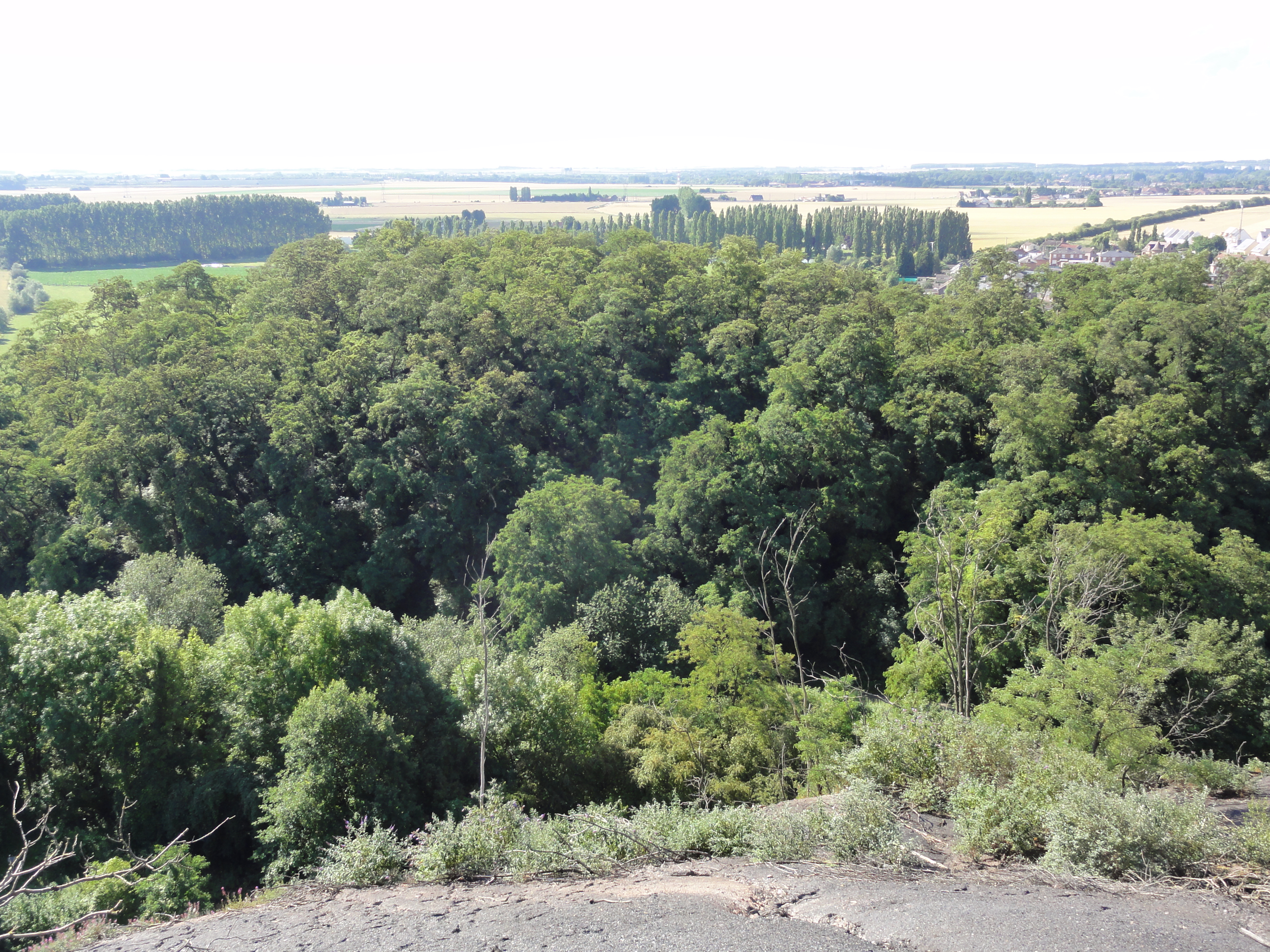
Le terril Haveluy Sud.

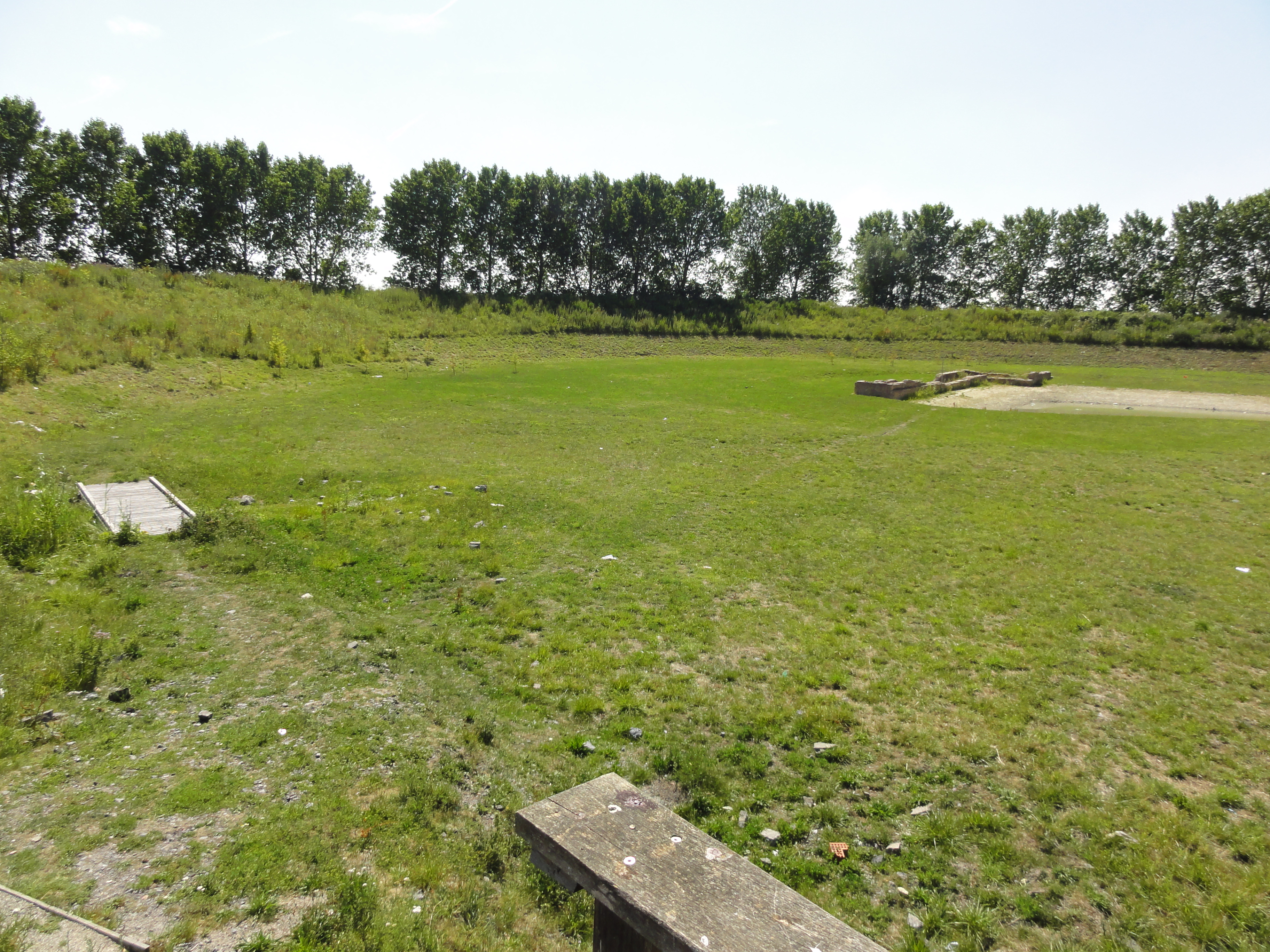
Le terril Fosse d'Hérin.

50° 21′ 16″ N, 3° 24′ 36″ E
Le terril no 158, Haveluy Sud, situé à Haveluy, est le terril conique de la fosse d'Haveluy des mines d'Anzin. Il est de plus petite taille que l'autre terril.

### Terrilno159, Fosse d'Hérin
50° 21′ 06″ N, 3° 26′ 52″ E
Le terril no 159, Fosse d'Hérin, est situé à Hérin, il a été alimenté par la fosse d'Hérin des mines d'Anzin, puis totalement exploité. Il s'agissait à l'origine d'un terril conique.

### Terrilno160, Arenberg
50° 23′ 04″ N, 3° 25′ 19″ E

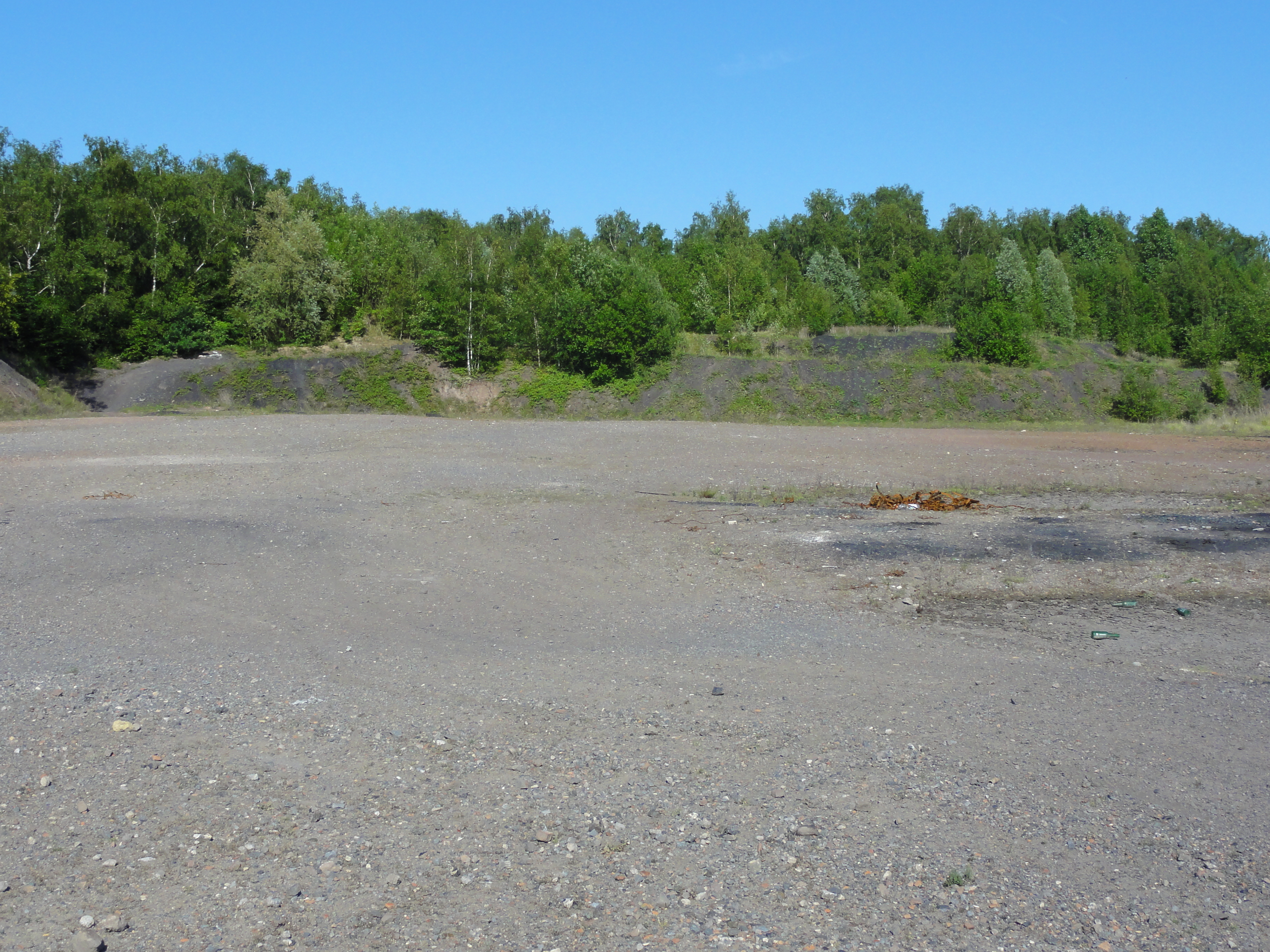
Le terril Arenberg.

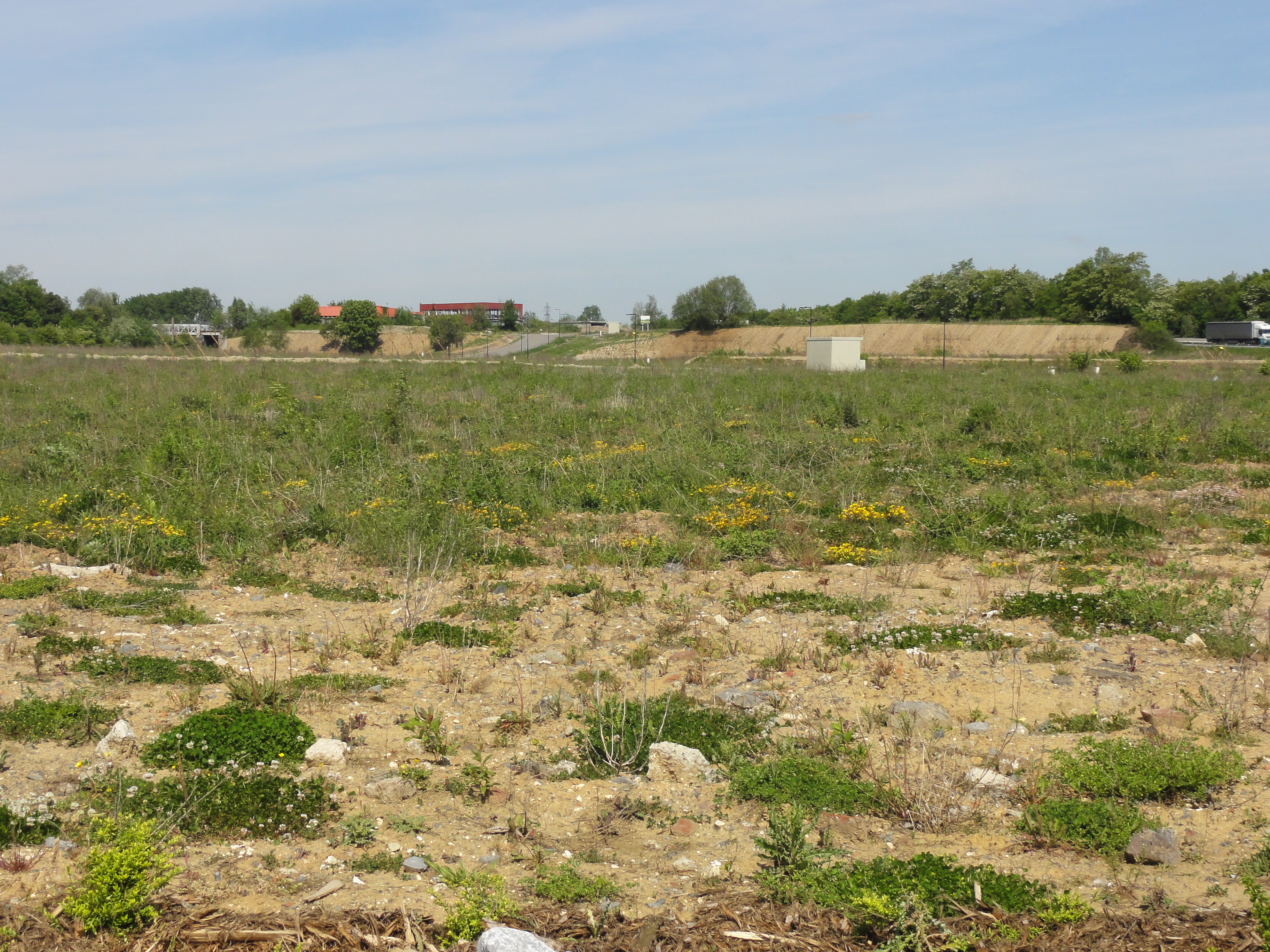
Le site du terril de Rœulx.

Le terril no 160, Arenberg, situé à Wallers, est le terril conique de la fosse Arenberg des mines d'Anzin. Il a été exploité à partir de 1980, il ne subsiste que la base. La fosse possédait également un autre terril, plat, le no 171.

### Terrilno161, Rœulx
50° 19′ 23″ N, 3° 20′ 25″ E
Le terril no 161, Rœulx, disparu, situé à Escaudain, est le terril conique de la fosse de Rœulx des mines d'Anzin. Il a été intégralement exploité.

### Terrilno162, Renard
50° 19′ 36″ N, 3° 22′ 18″ E

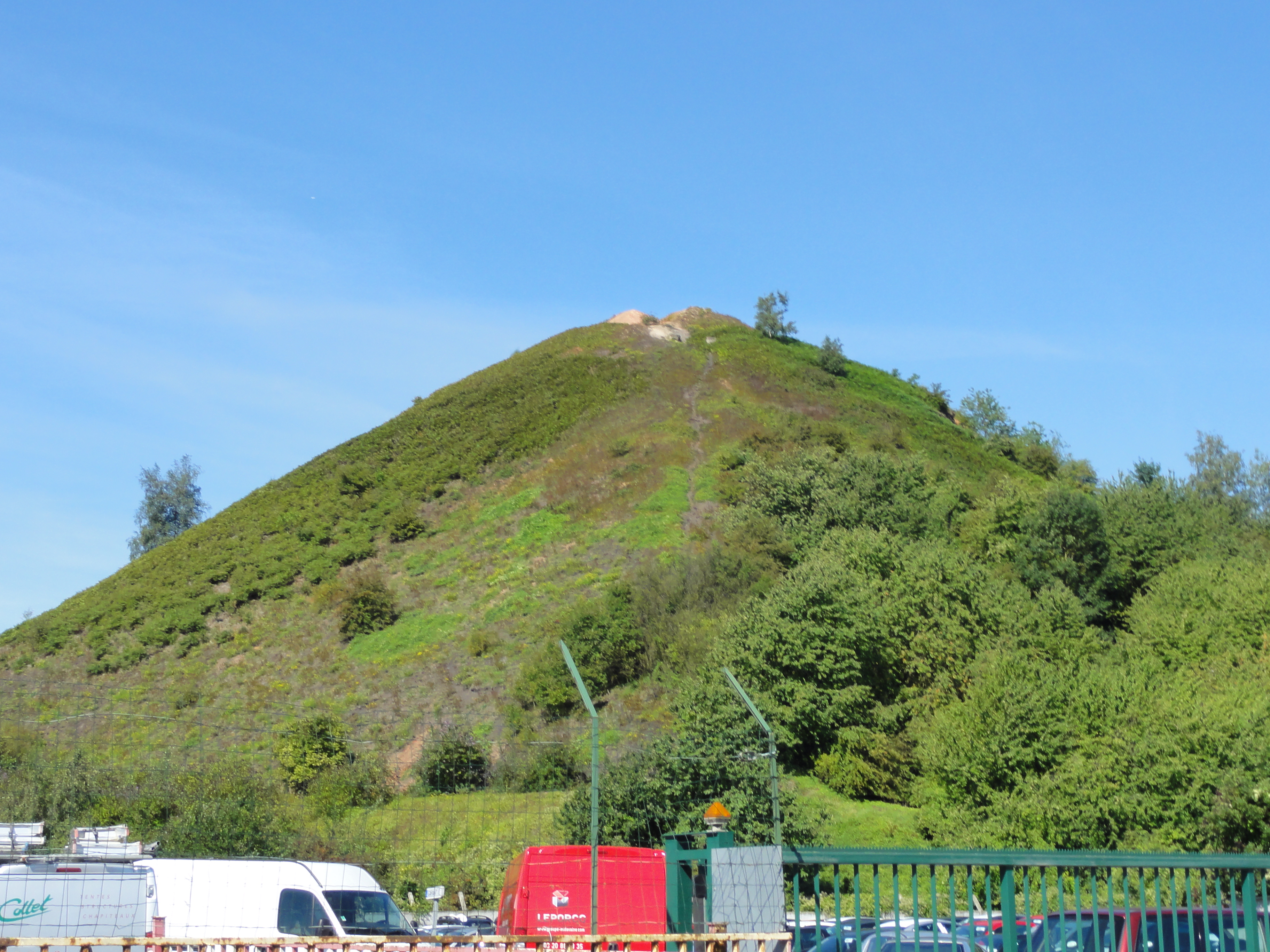
Le terril Renard.

Le terril n° 162, Renard, situé à Denain, est le terril conique de la fosse Renard des mines d'Anzin.

### Terrilno162A, Renard
50° 19′ 42″ N, 3° 22′ 30″ E
Le terril no 162A, Renard, situé à Denain, est le terril plat de la fosse Renard des mines d'Anzin. Sa hauteur est faible.

### Terrilno163, Enclos Est

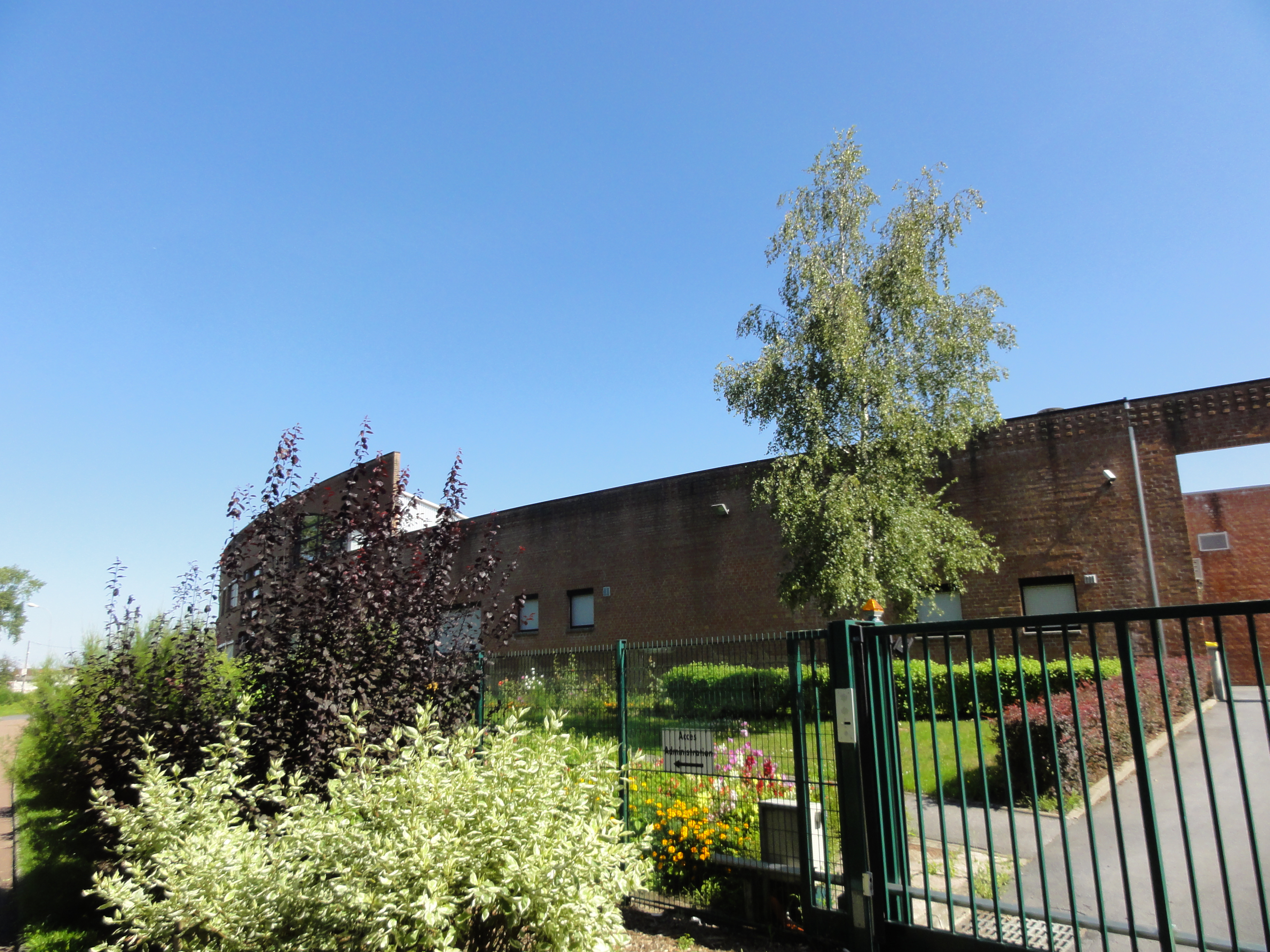
Le site du terril Enclos Est.

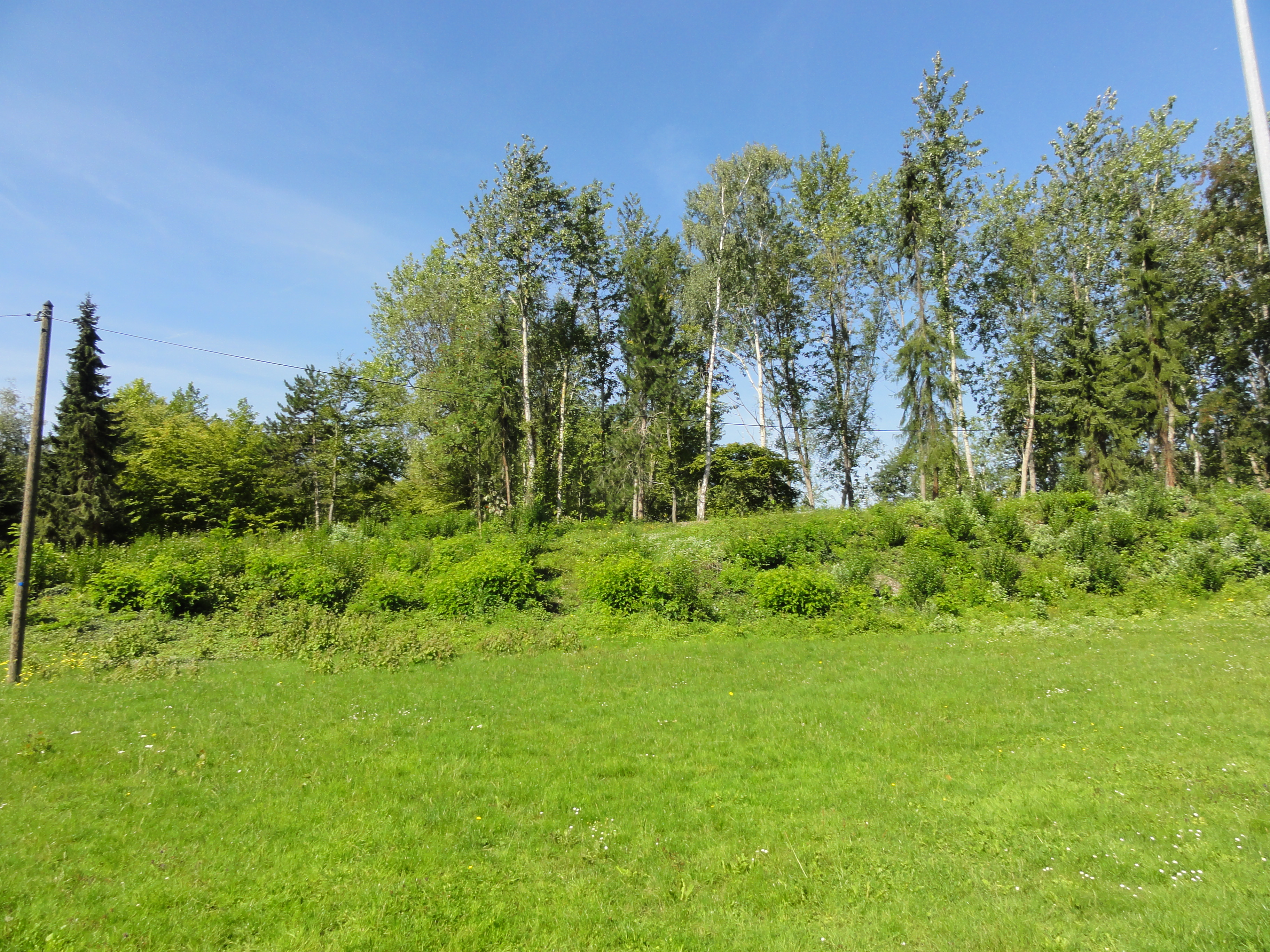
Le site du terril Enclos Nord.

50° 19′ 22″ N, 3° 23′ 42″ E
Le terril no 163, Enclos Est, disparu, était un des trois terrils plats de la fosse Enclos des mines d'Anzin. Il a été intégralement exploité. Un collège a pris place sur le site.

### Terrilno163A, Enclos Nord
50° 19′ 23″ N, 3° 23′ 34″ E
Le terril no 163A, Enclos Nord, disparu, était un des trois terrils plats de la fosse Enclos des mines d'Anzin. Il a été intégralement exploité. Le site fait partie du parc de Denain.

### Terrilno164, Enclos Sud

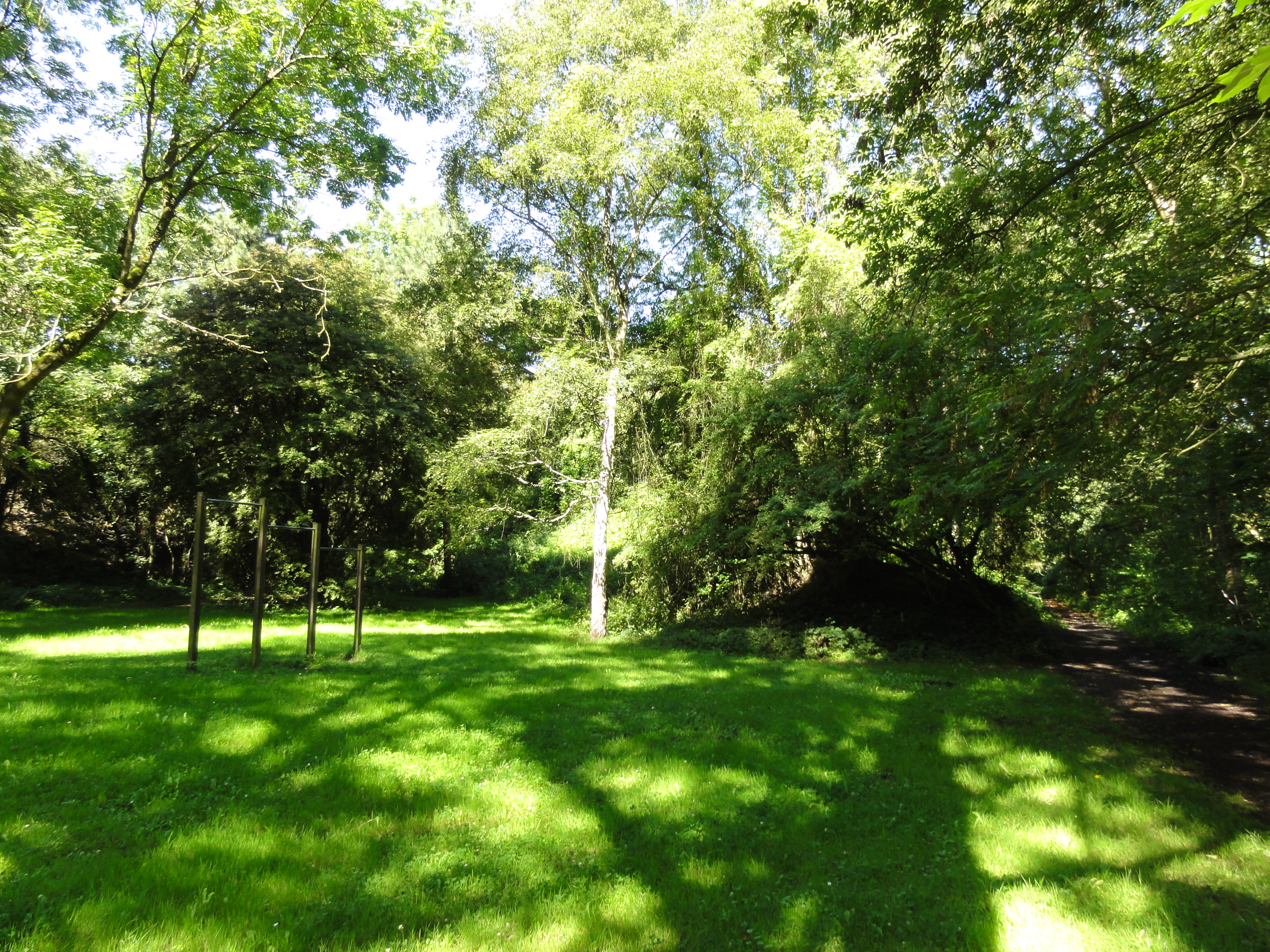
Le site du terril Enclos Sud.

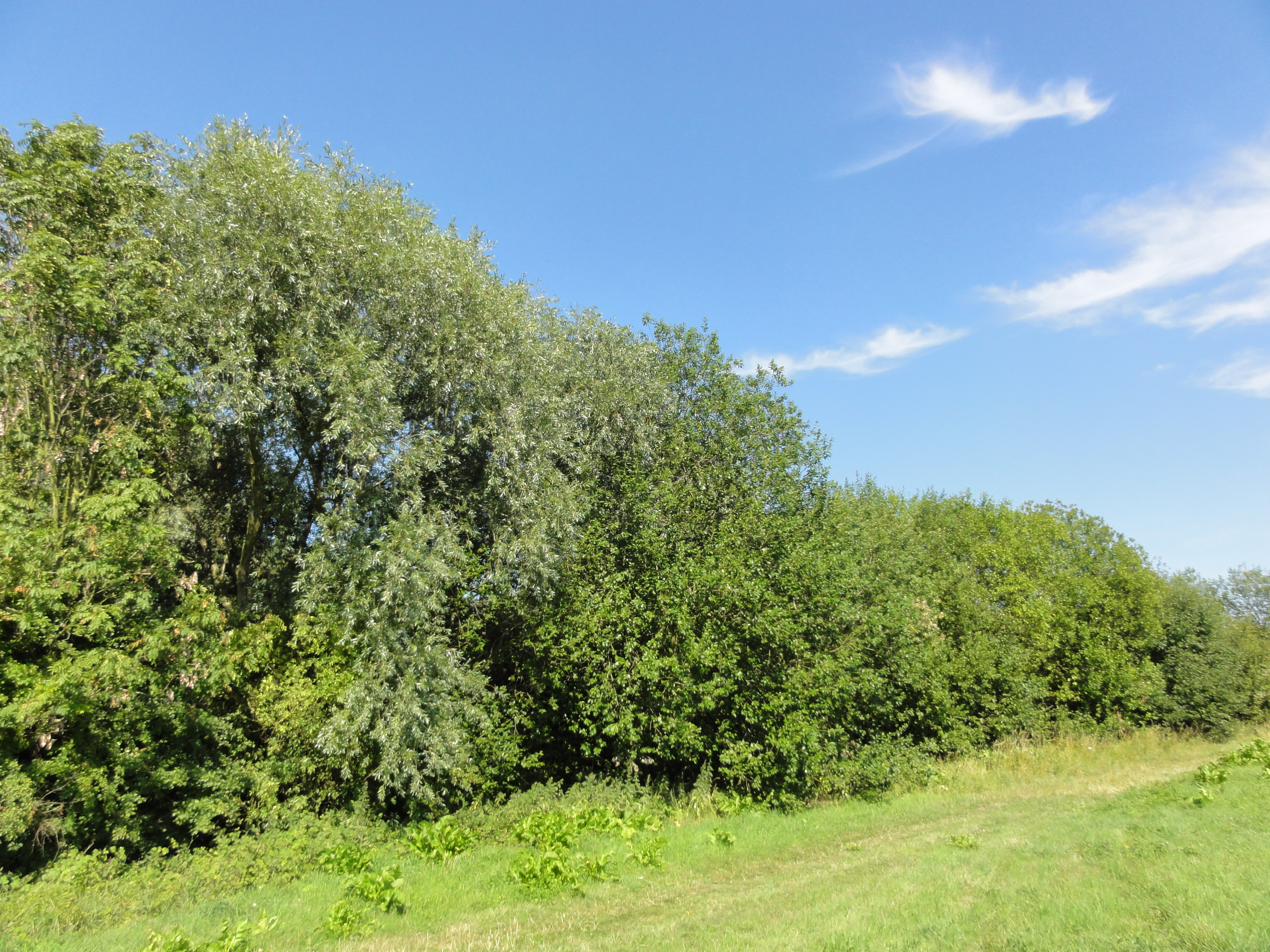
Le terril Blignières Ouest.

50° 19′ 14″ N, 3° 23′ 30″ E
Le terril no 164, Enclos Sud, disparu, était un des trois terrils plats de la fosse Enclos des mines d'Anzin. Il a été intégralement exploité. Le site fait partie du parc de Denain.

### Terrilno165, Blignières Ouest
50° 19′ 37″ N, 3° 25′ 22″ E
Le terril no 165, Blignières Ouest, situé à Rouvignies, est un des trois terrils de la fosse Blignières des mines d'Anzin. Exploité en partie, il est situé au sud de la fosse, et à l'ouest de la ligne de Lourches à Valenciennes, qui le sépare du terril no 166.

### Terrilno166, Blignières Est

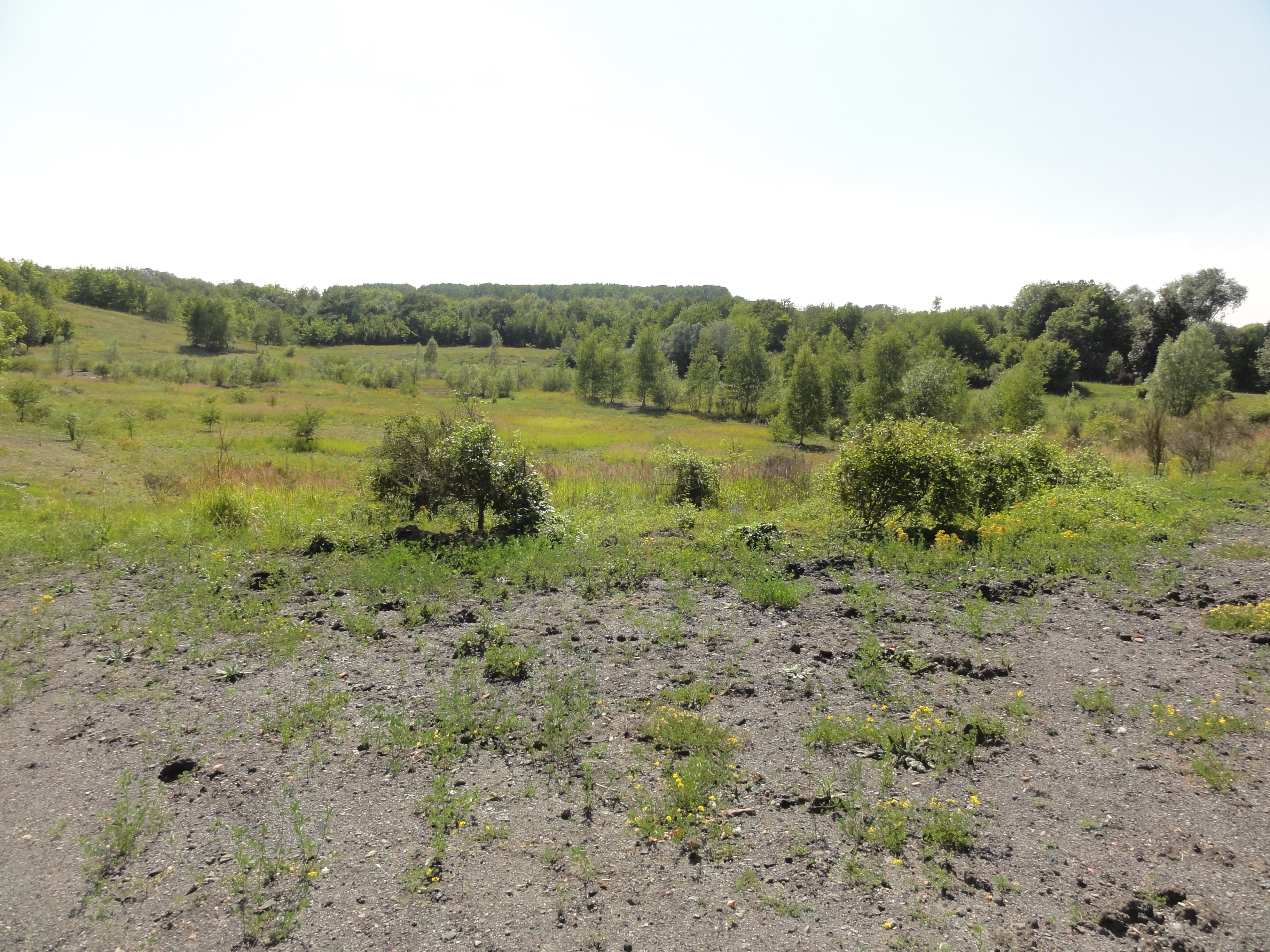
Le terril Blignières Est.

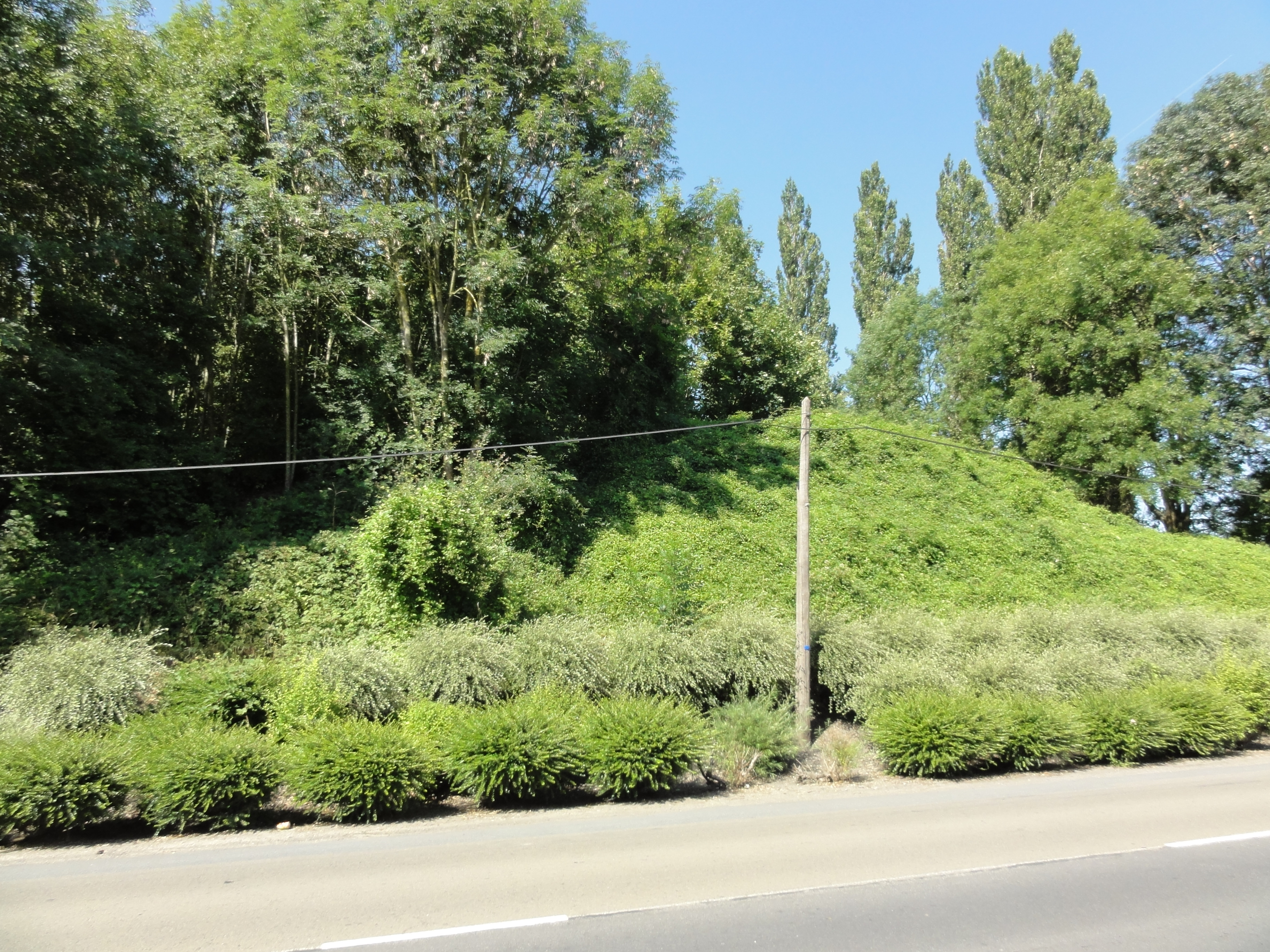
Le terril Blignières Carreau.

50° 19′ 38″ N, 3° 25′ 39″ E
Le terril no 166, Blignières Est, situé à Rouvignies, est le terril le plus étendu de la fosse Blignières. Partiellement exploité, il est situé à l'est de la Ligne de Lourches à Valenciennes, et au nord du canal de l'Escaut.

### Terrilno166A, Blignières Carreau
50° 19′ 49″ N, 3° 25′ 26″ E
Le terril no 166A, Blignières Carreau, situé à Wavrechain-sous-Denain, est un petit terril plat accolé au sud du carreau de la fosse Blignières des mines d'Anzin. Il est localisé à l'est de la ligne de Lourches à Valenciennes.

### Terrilno167, Douchy
50° 18′ 37″ N, 3° 22′ 34″ E

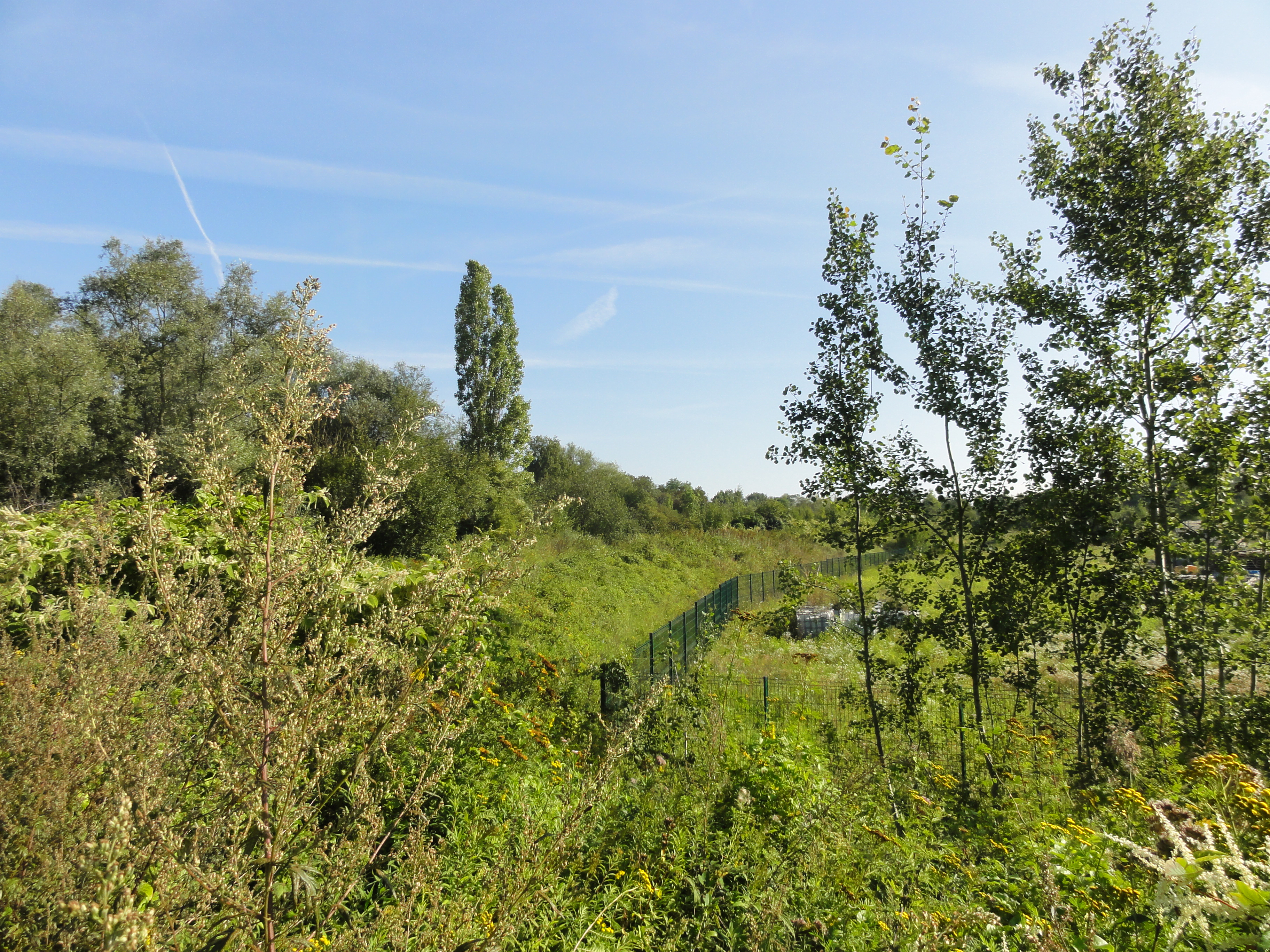
Le site du terril Douchy.

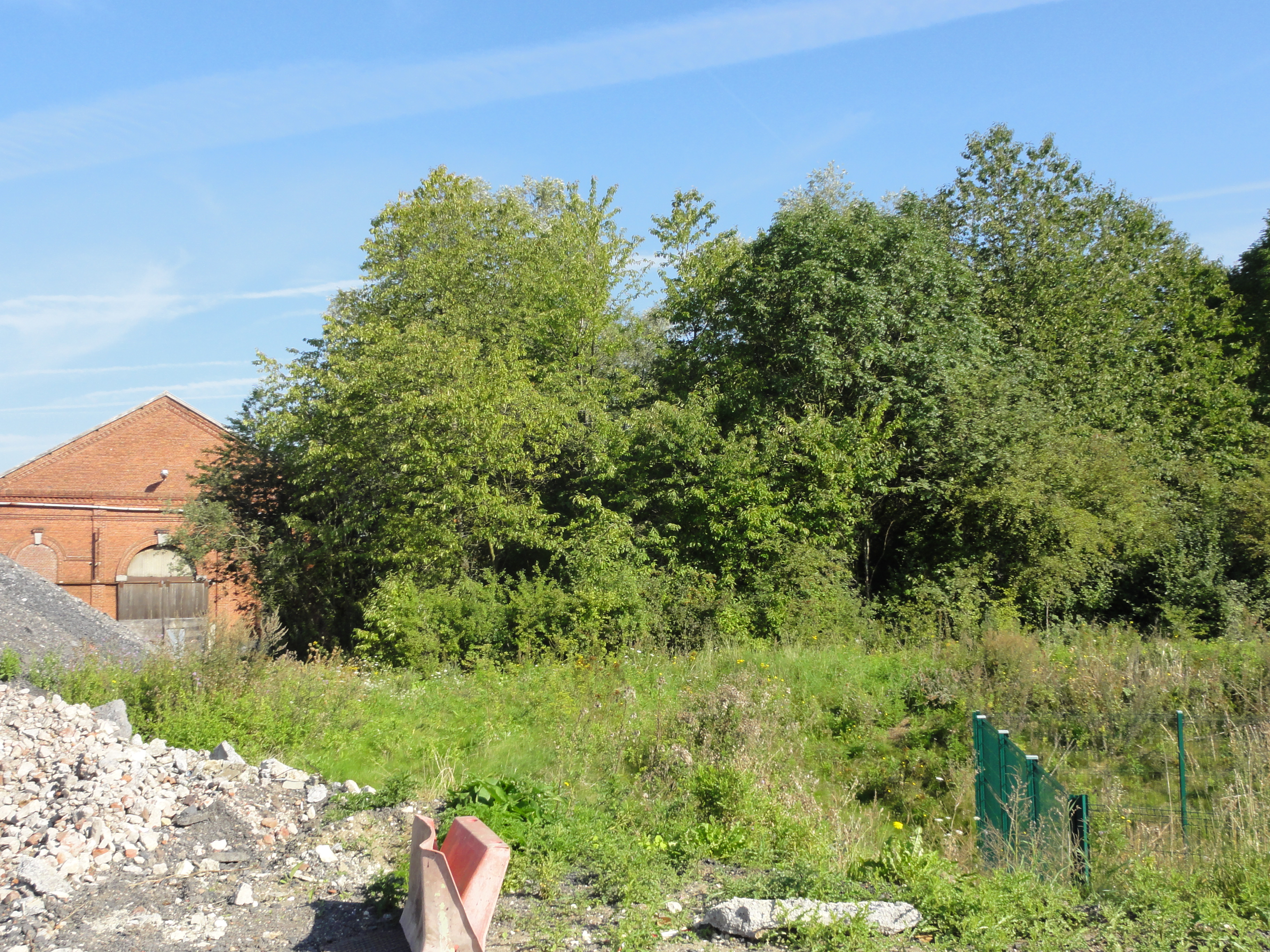
Le site du terril Boca.

Le terril no 167, Douchy, disparu, situé à Douchy-les-Mines, était le terril conique de la fosse de Douchy des mines de Douchy. Il a été intégralement exploité. Une zone industrielle s'étend sur une partie du site.

### Terrilno168, Boca
50° 18′ 32″ N, 3° 23′ 28″ E
Le terril no 168, Boca, disparu, situé à Douchy-les-Mines, était le terril conique de la fosse Boca des mines de Douchy. Il a été intégralement exploité, le site est boisé.

### Terrilno169, Lavoir de Lourches

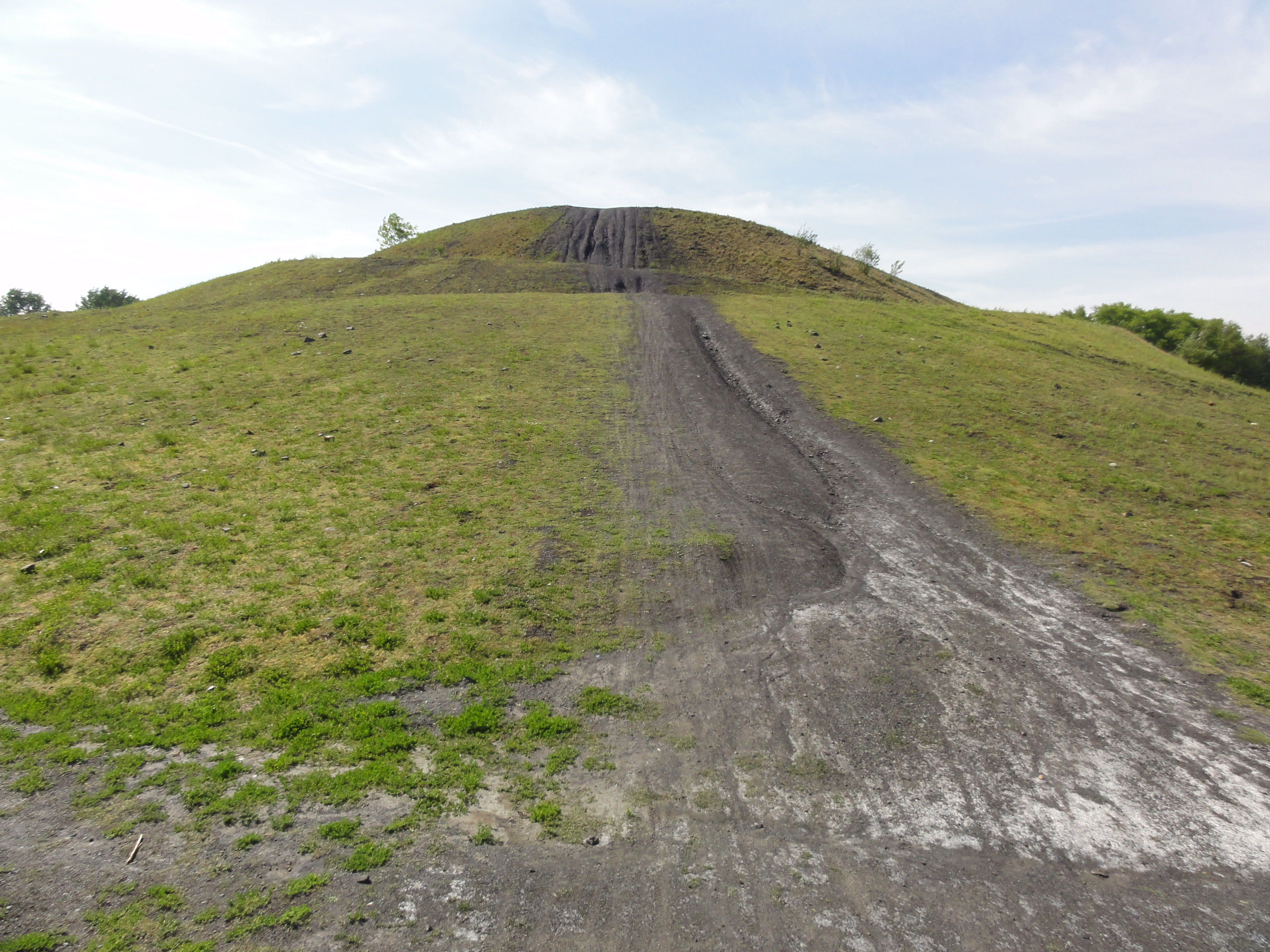
Le terril Lavoir de Lourches.

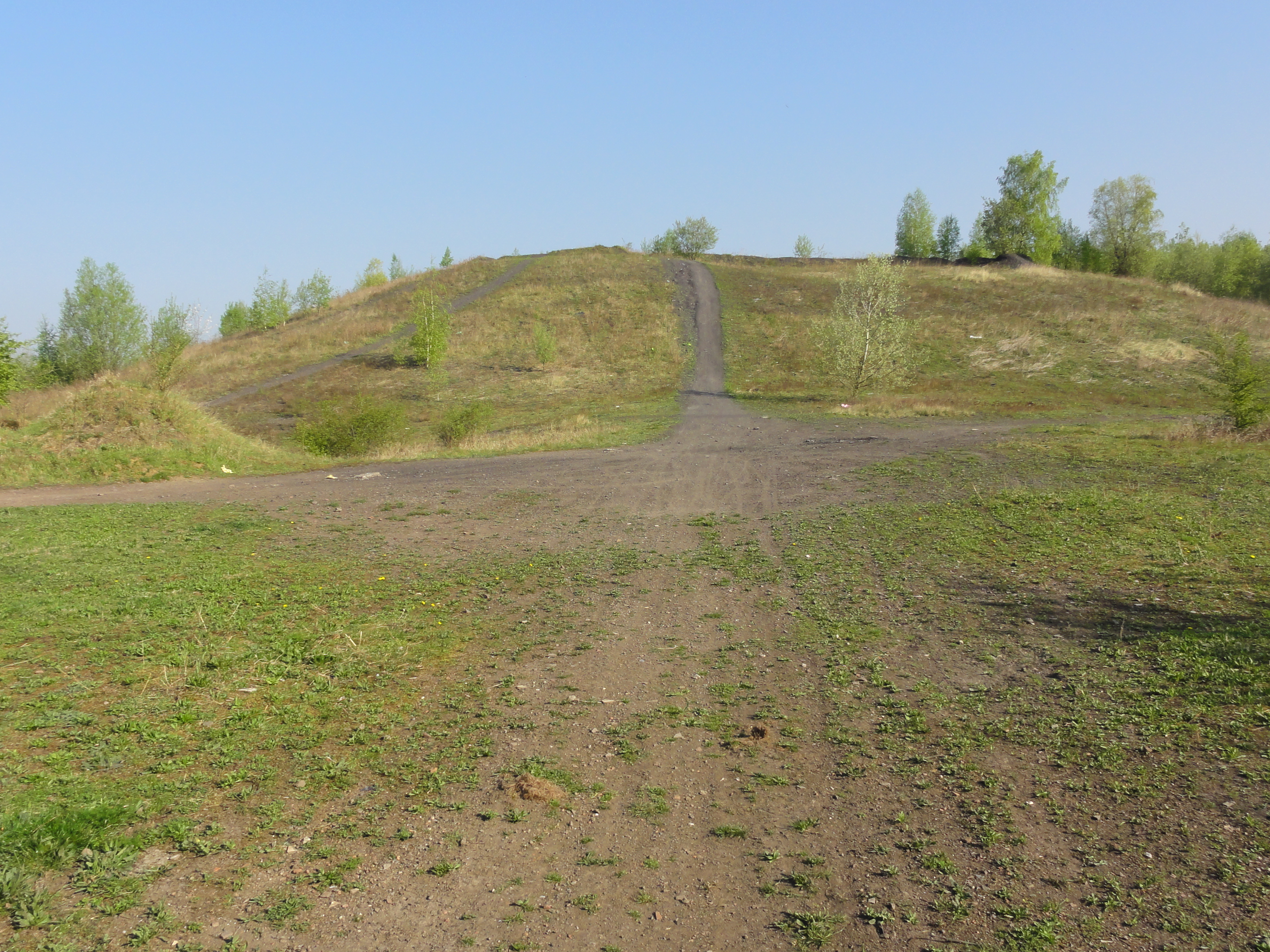
Le terril Schneider.

50° 18′ 11″ N, 3° 20′ 27″ E
Le terril no 169, Lavoir de Lourches, situé à Bouchain, était à l'origine un terril conique, formé par les déchets du lavoir de Lourches de la Compagnie des mines de Douchy. Il a été exploité, mais il reste tout de même une vingtaine de mètres.

### Terrilno170, Schneider
50° 19′ 05″ N, 3° 20′ 50″ E
Le terril no 170, Schneider, situé à Escaudain, est le terril conique de la fosse Schneider des mines de Douchy. Il a été partiellement exploité.

### Terrilno171, Mare à Goriaux

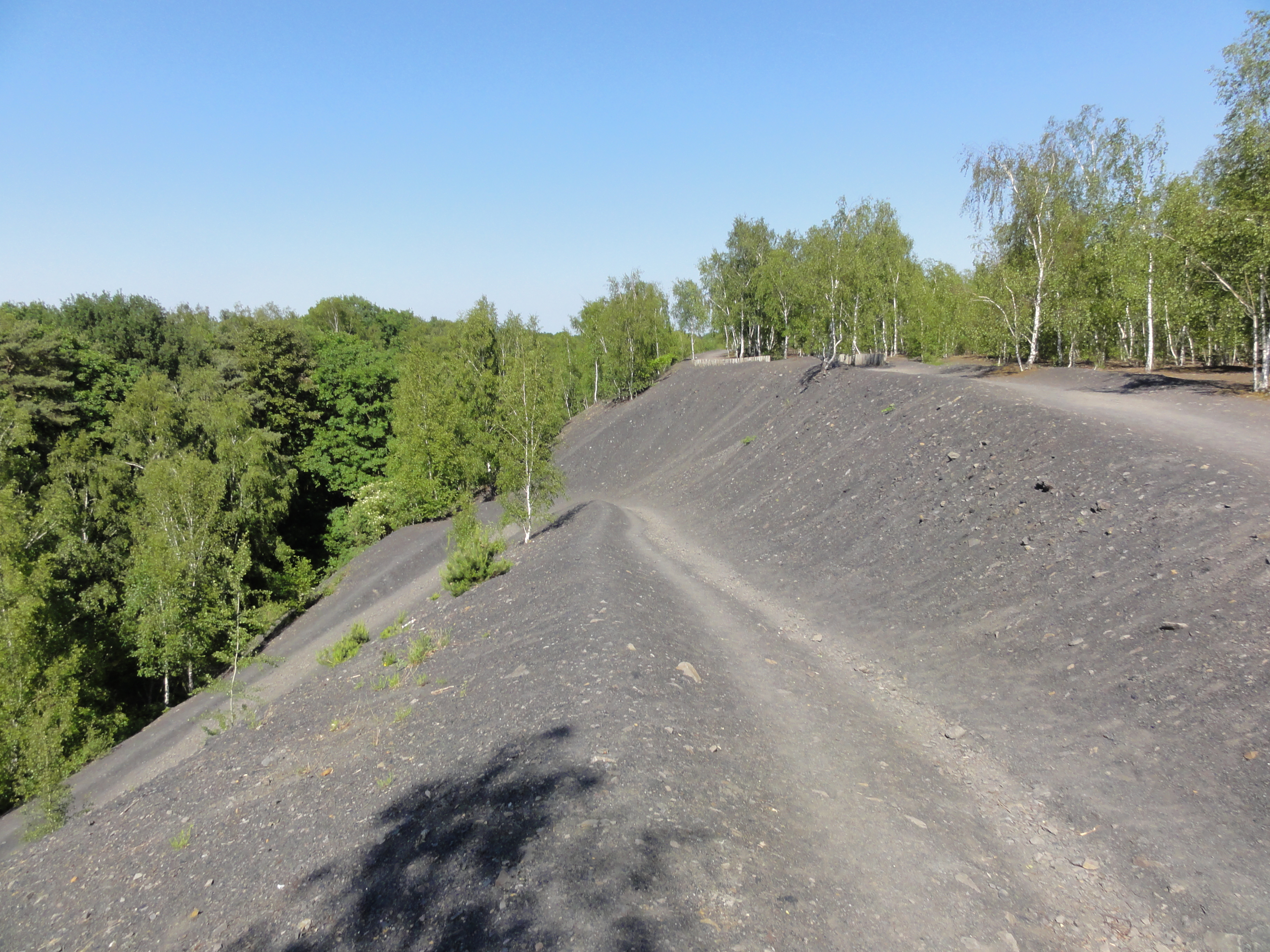
Le terril Mare à Goriaux.

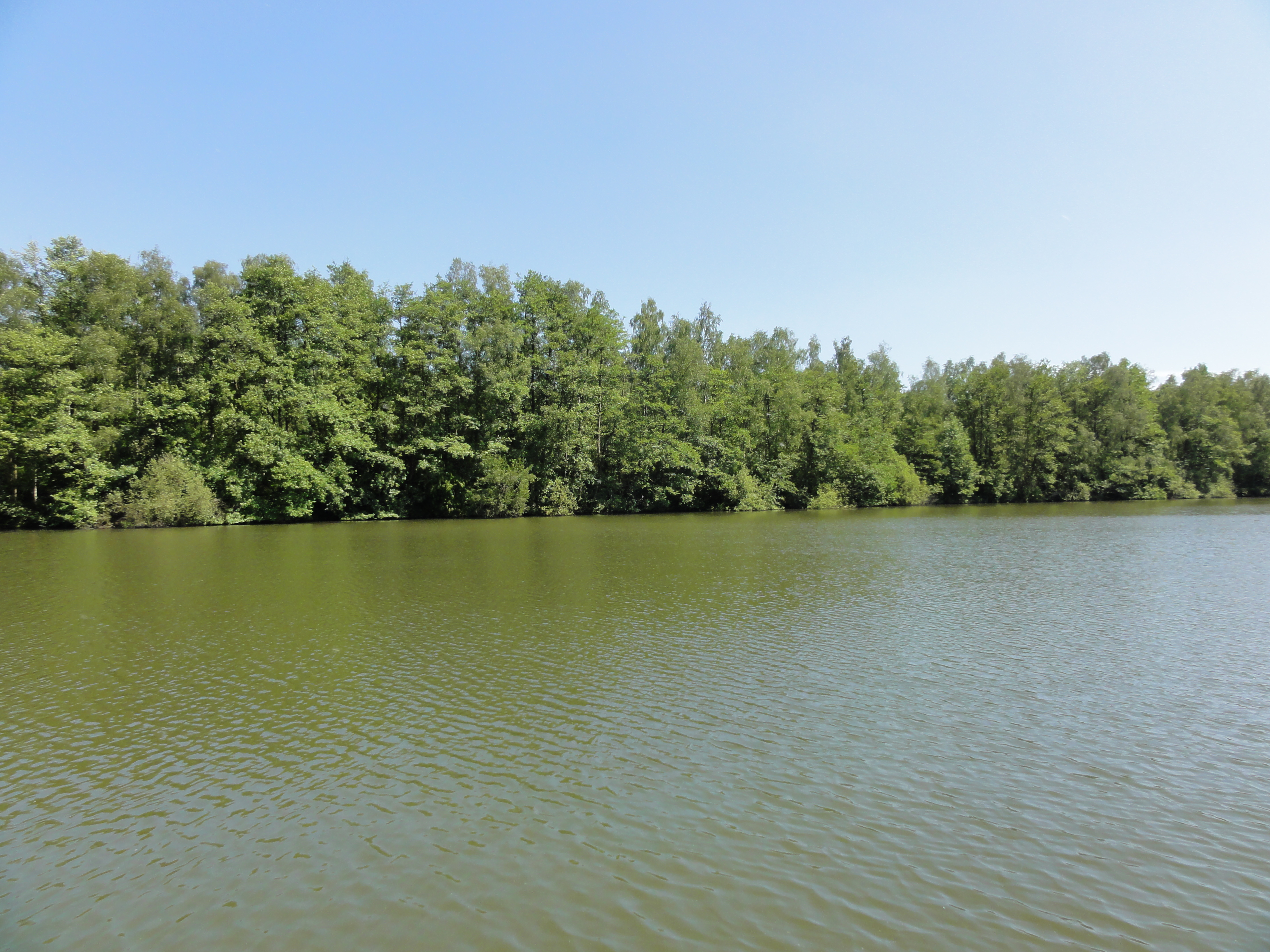
Le terril Prussien.

50° 23′ 38″ N, 3° 26′ 17″ E
Le terril no 171, Mare à Goriaux, situé à Wallers, est le terril plat de la fosse Arenberg des mines d'Anzin. Il s'étend sur près de deux kilomètres, et est entièrement préservé.

### Terrilno172, Prussien
50° 24′ 31″ N, 3° 27′ 13″ E
Le terril no 172, Prussien, est situé à Raismes, au nord du hameau de Vicoigne, à l'ouest de la fosse no 1 des mines de Vicoigne qui l'alimentait. Il est plat, de faible hauteur, étendu, et boisé. Un étang, créé par les affaissements miniers, symbolise sa limite ouest.

### Terrilno173, Vicoigne Est

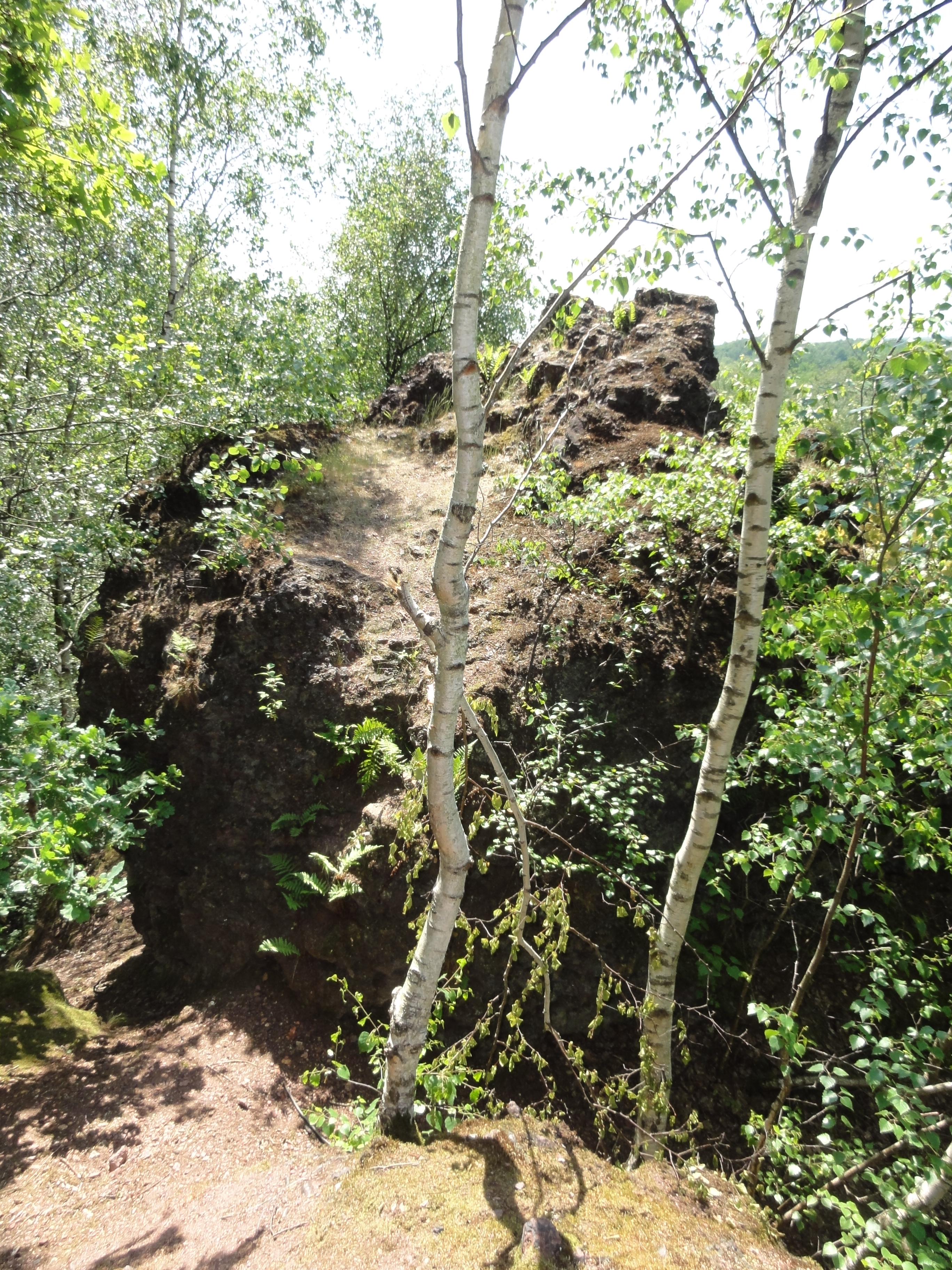
Le terril Vicoigne Est.

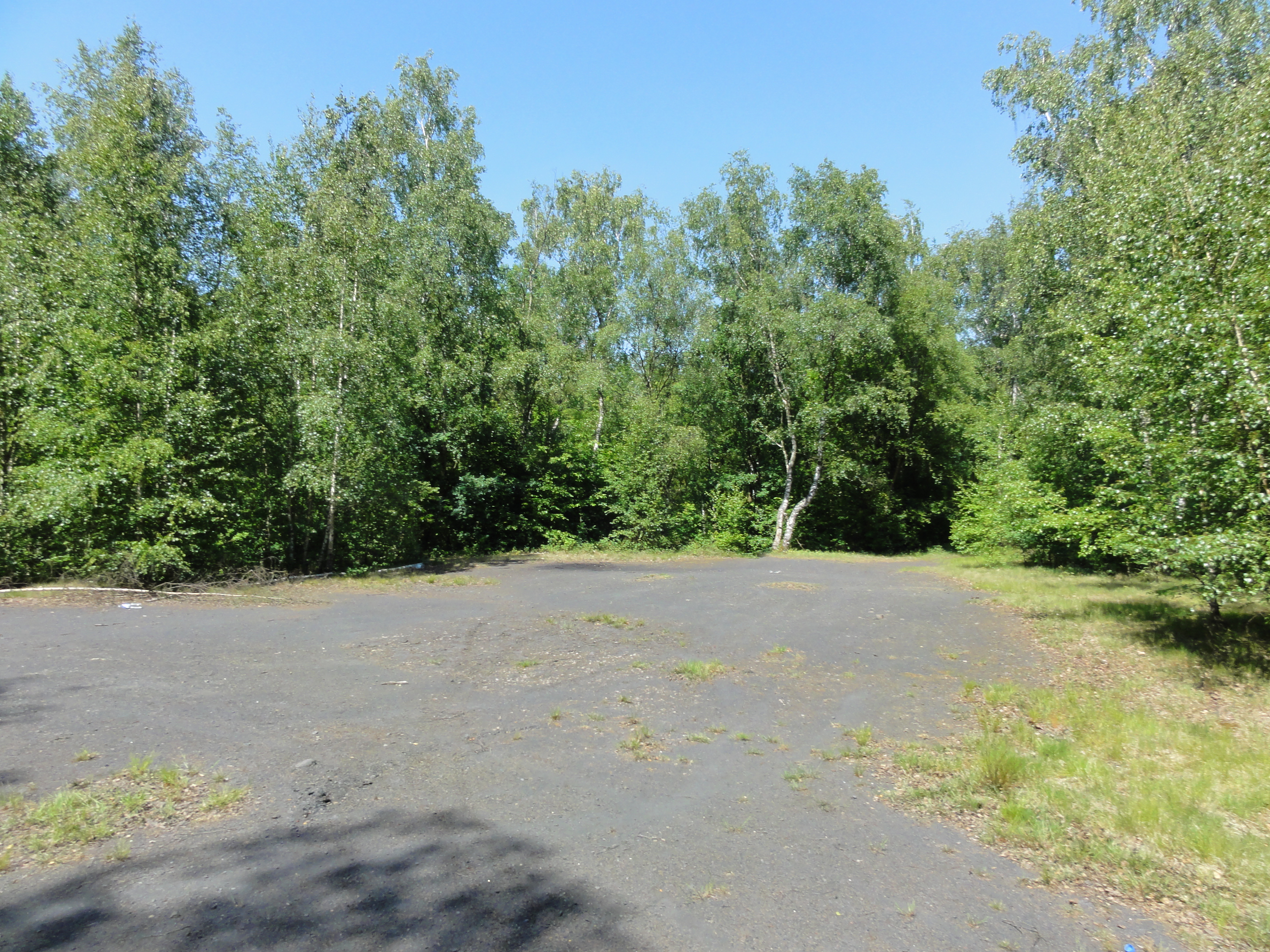
Le terril Vicoigne Ouest.

50° 24′ 38″ N, 3° 28′ 20″ E
Le terril no 173, Vicoigne Est, est situé à Raismes, dans le hameau de Vicoigne, au nord de la fosse no 4 des mines de Vicoigne, qui l'alimentait. Il est plat, de hauteur moyenne et boisé.

### Terrilno173A, Vicoigne Ouest
50° 24′ 28″ N, 3° 27′ 46″ E
Le terril no 173A, Vicoigne Ouest, est situé à Raismes, dans le hameau de Vicoigne, au nord de la fosse no 3 des mines de Vicoigne, qui l'alimentait. Il est plat, de faible hauteur, très étendu, et boisé.

### Terrilno174, Sabatier Sud

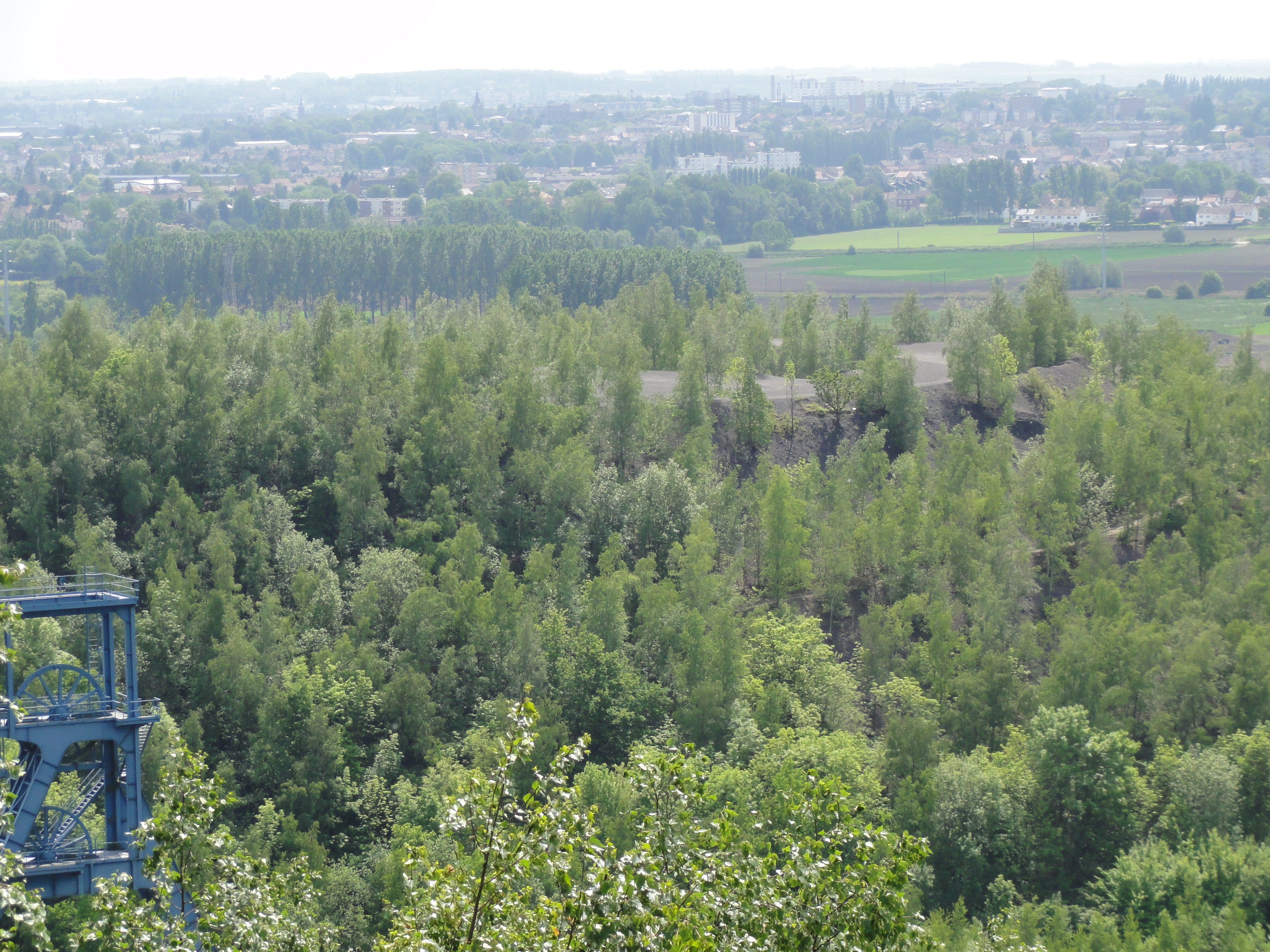
Le terril Sabatier Sud.

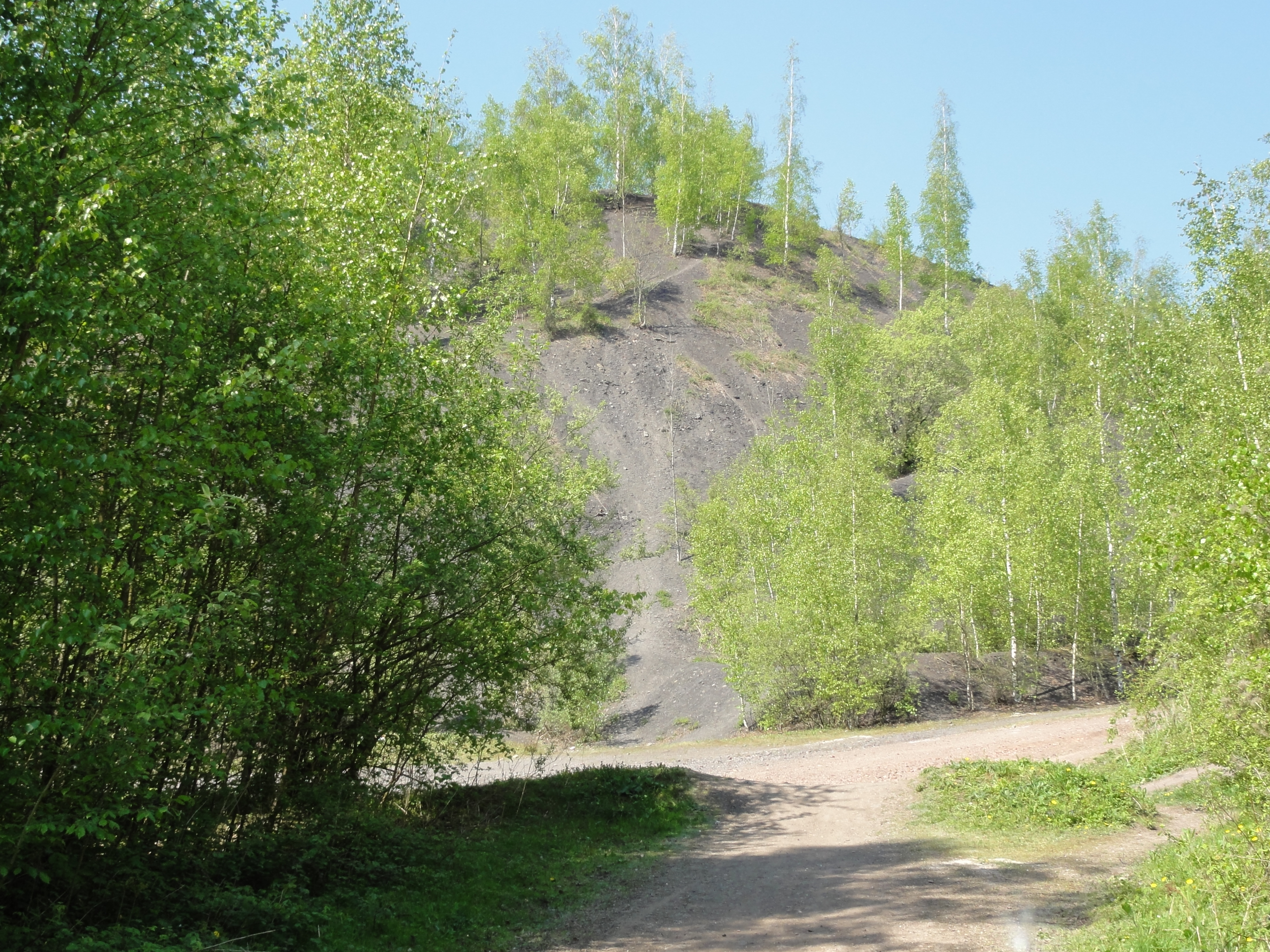
Le terril Sabatier Sud.

50° 24′ 12″ N, 3° 30′ 01″ E
Le terril no 174, Sabatier Sud, est situé à Raismes, au sud de la fosse Sabatier des mines d'Anzin, qui possède trois terrils. Il s'agit d'un terril conique dont le sommet a été exploité, mais il subsiste encore une grande partie du volume du terril. Le site est entièrement boisé.

### Terrilno175, Sabatier Nord

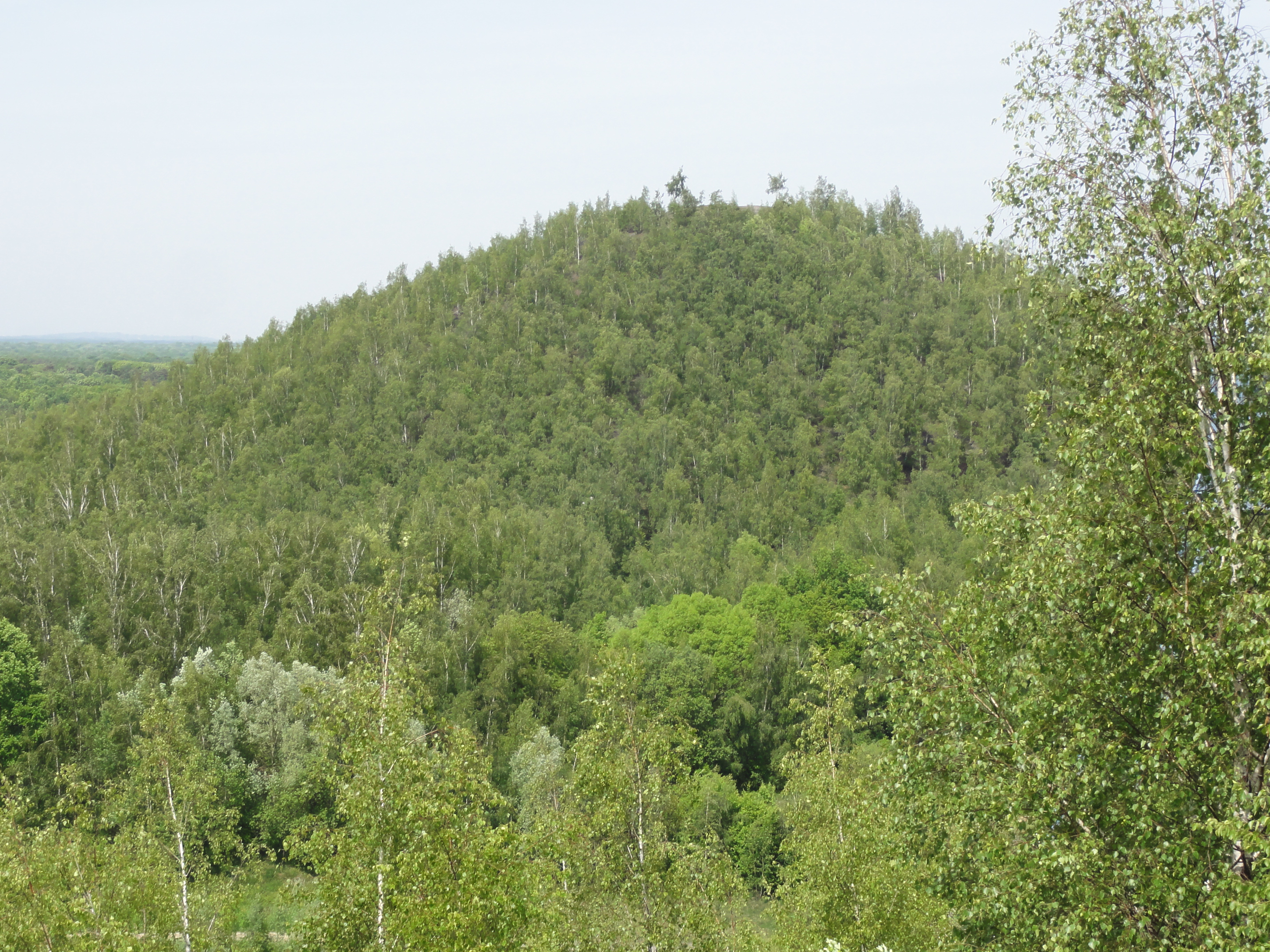
Le terril Sabatier Nord.

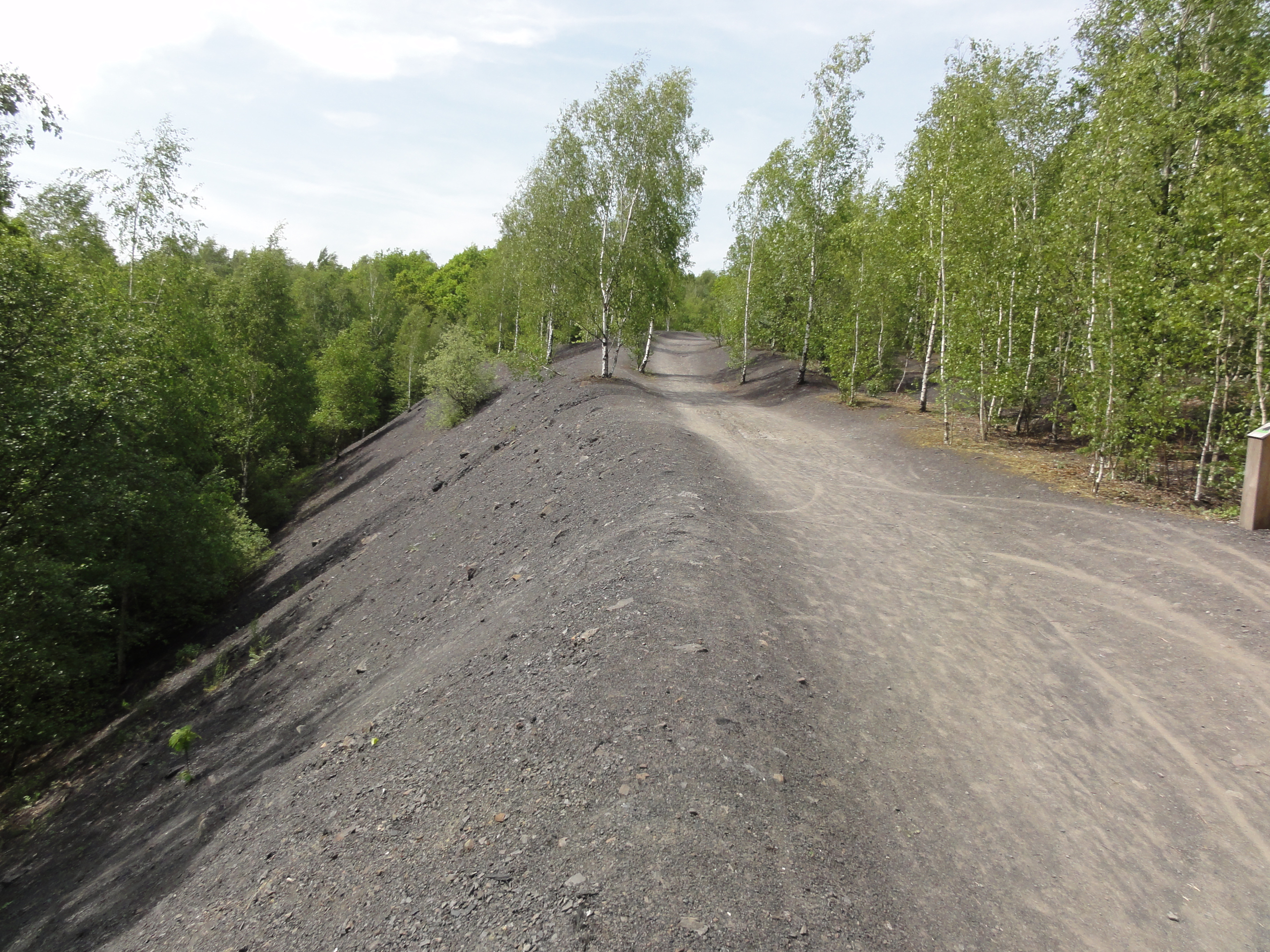
Le terril Sabatier Nord plat.

50° 24′ 30″ N, 3° 29′ 59″ E
Le terril no 175, Sabatier Nord, est situé à Raismes, au nord de la fosse Sabatier des mines d'Anzin. Il s'agit d'un terril conique entièrement boisé.

### Terrilno175A, Sabatier Nord plat
50° 24′ 32″ N, 3° 30′ 06″ E
Le terril no 175A, Sabatier Nord plat, est situé à Raismes, au nord de la fosse Sabatier des mines d'Anzin. Il s'agit d'un terril plat entièrement boisé.

### Terrilno176, Lavoir Rousseau

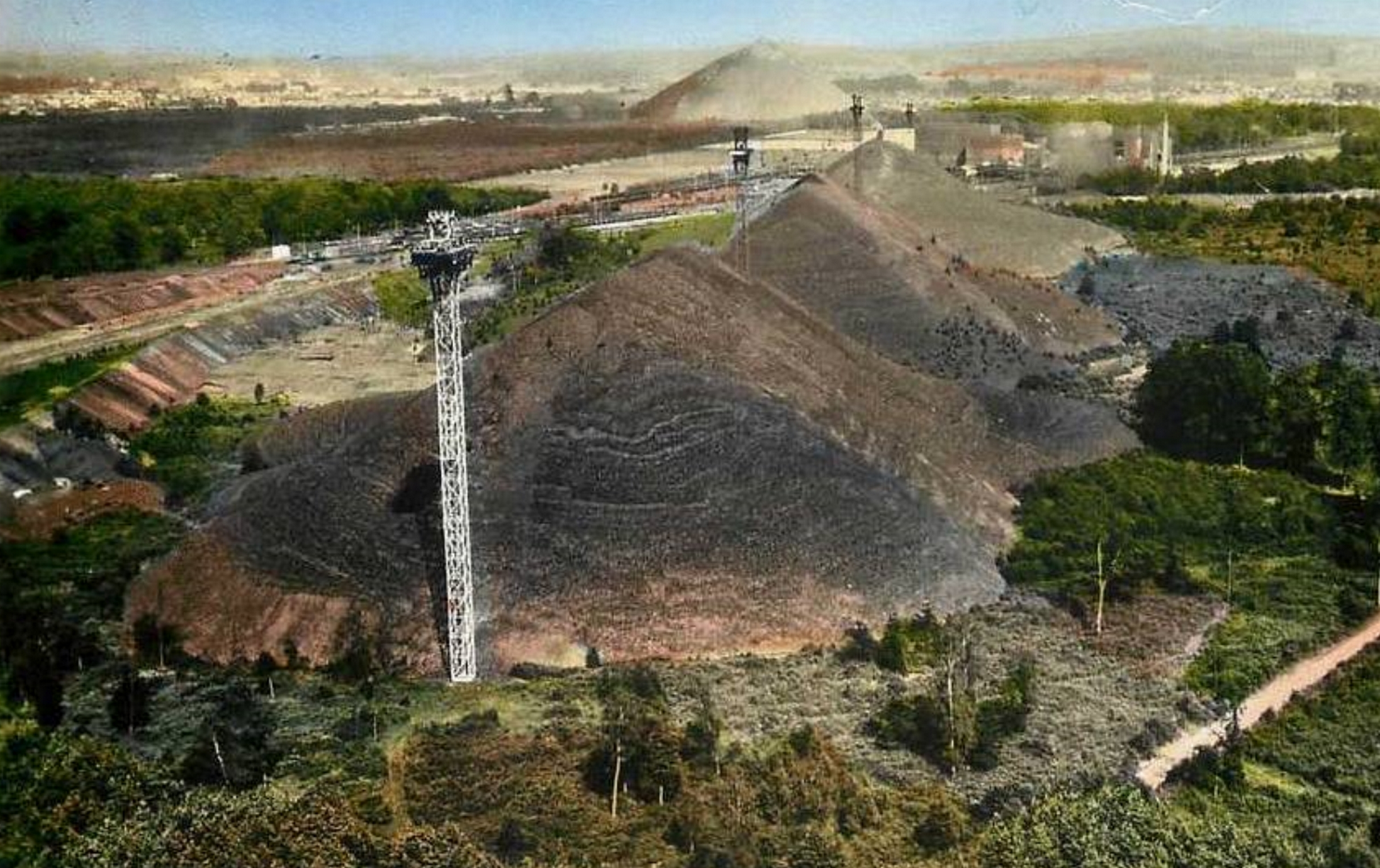
Le terril Lavoir Rousseau.

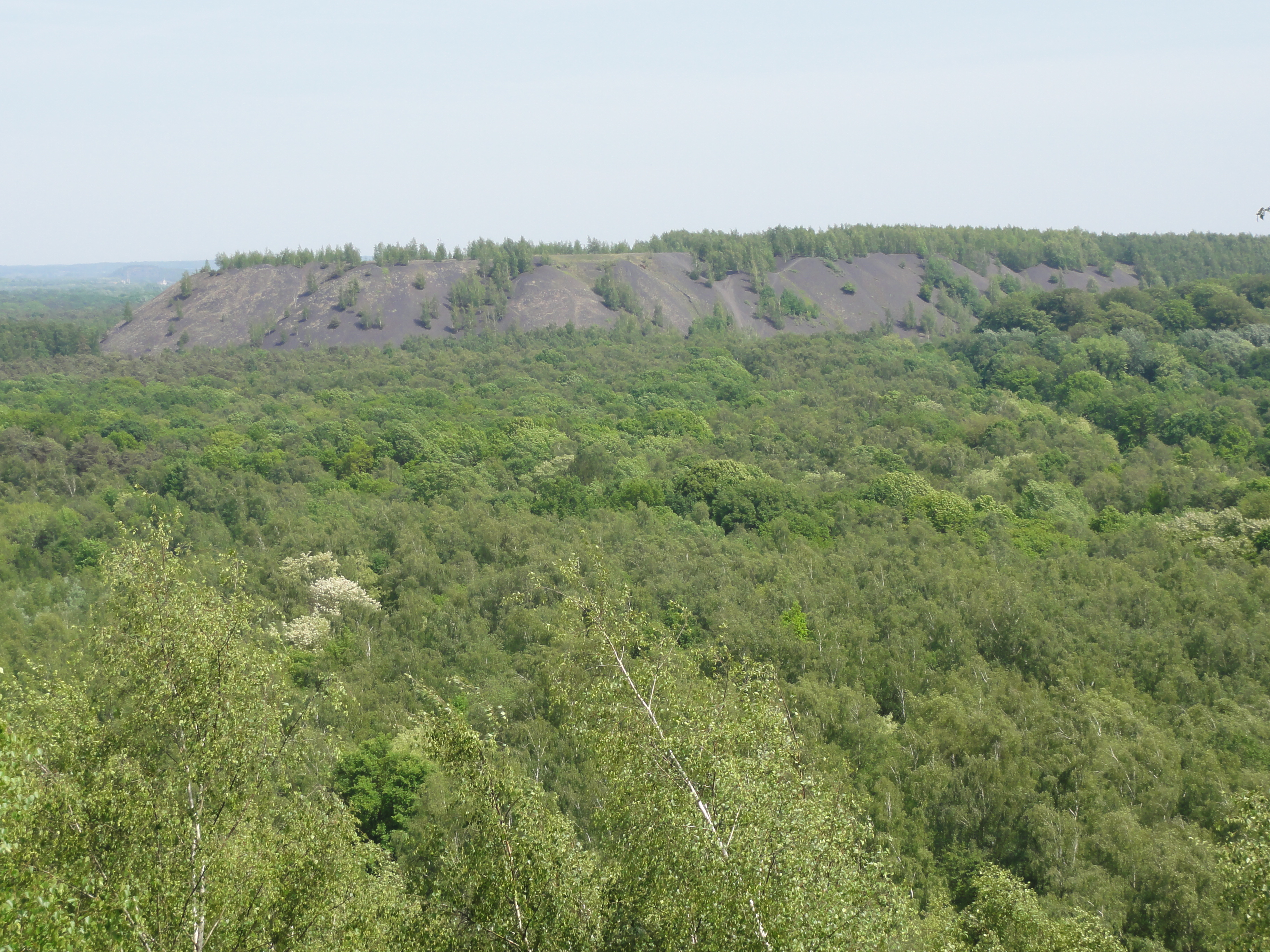
Le terril Lavoir Rousseau.

50° 24′ 49″ N, 3° 31′ 14″ E
Le terril no 176, Lavoir Rousseau, situé à Raismes, est un terril tabulaire boisé, constitué des déchets du lavoir Rousseau.

### Terrilno177, La Grange Est

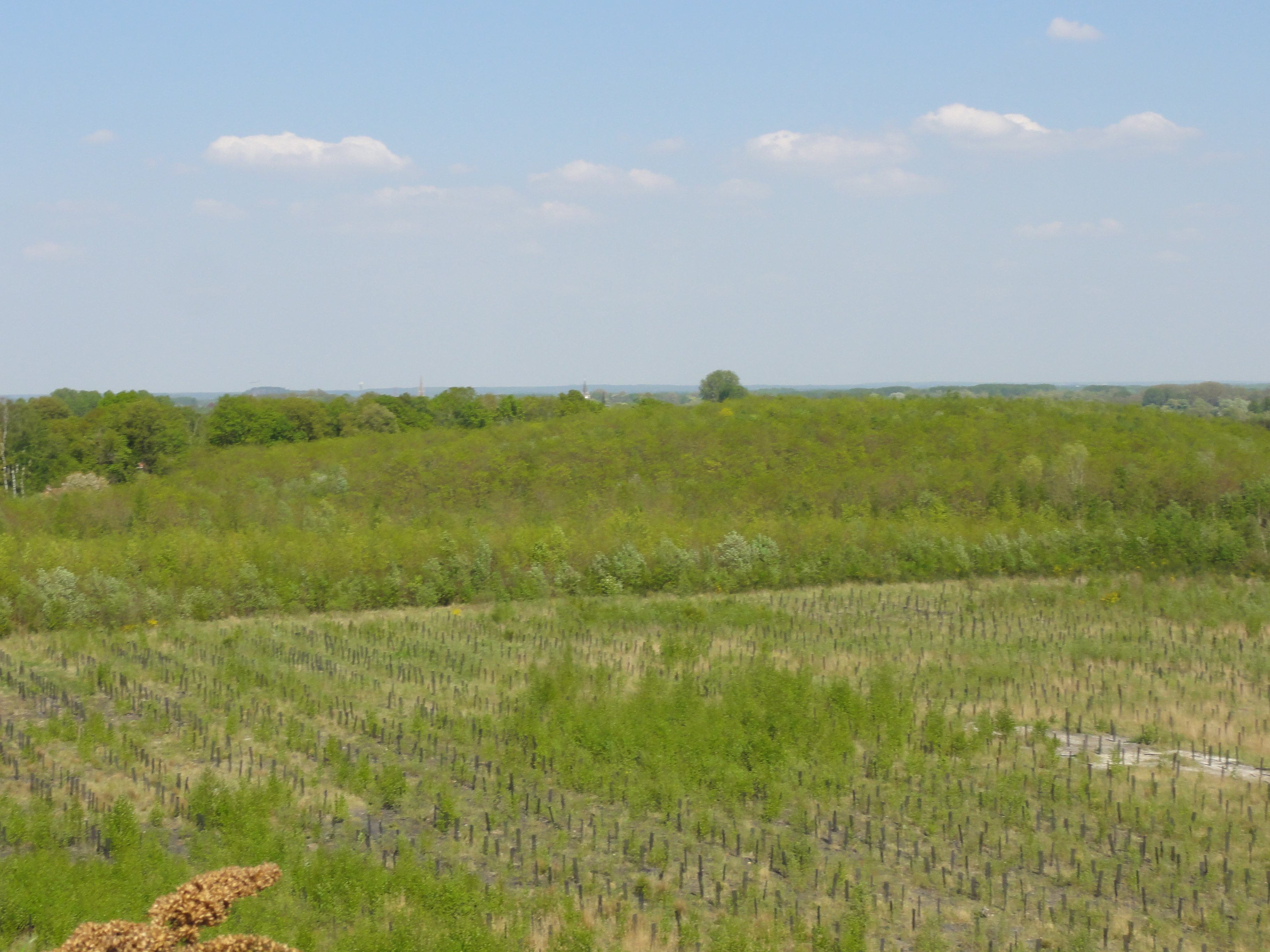
Le terril La Grange Est.

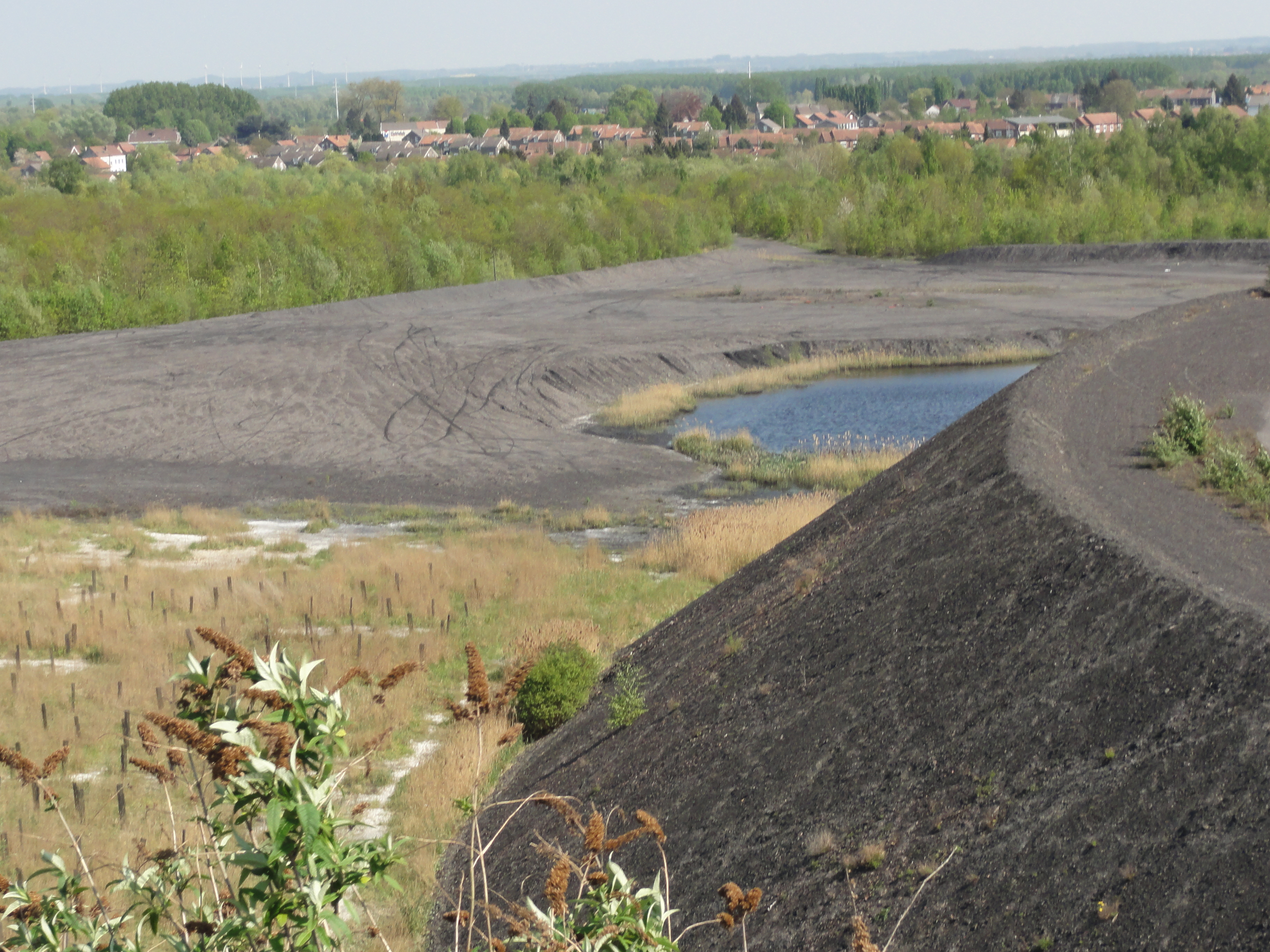
Le terril La Grange Ouest.

50° 25′ 03″ N, 3° 32′ 55″ E
Le terril no 177, La Grange Est, situé à Raismes, est le terril plat de la fosse La Grange des mines d'Anzin. Il a été exploité, et il ne reste que la base.

### Terrilno178, La Grange Ouest
50° 24′ 55″ N, 3° 32′ 39″ E
Le terril no 178, La Grange Ouest, situé à Raismes, est le terril conique de la fosse La Grange des mines d'Anzin. Il a été exploité, et il ne reste que la base.

### Terrilno179, Thiers
50° 24′ 12″ N, 3° 33′ 47″ E

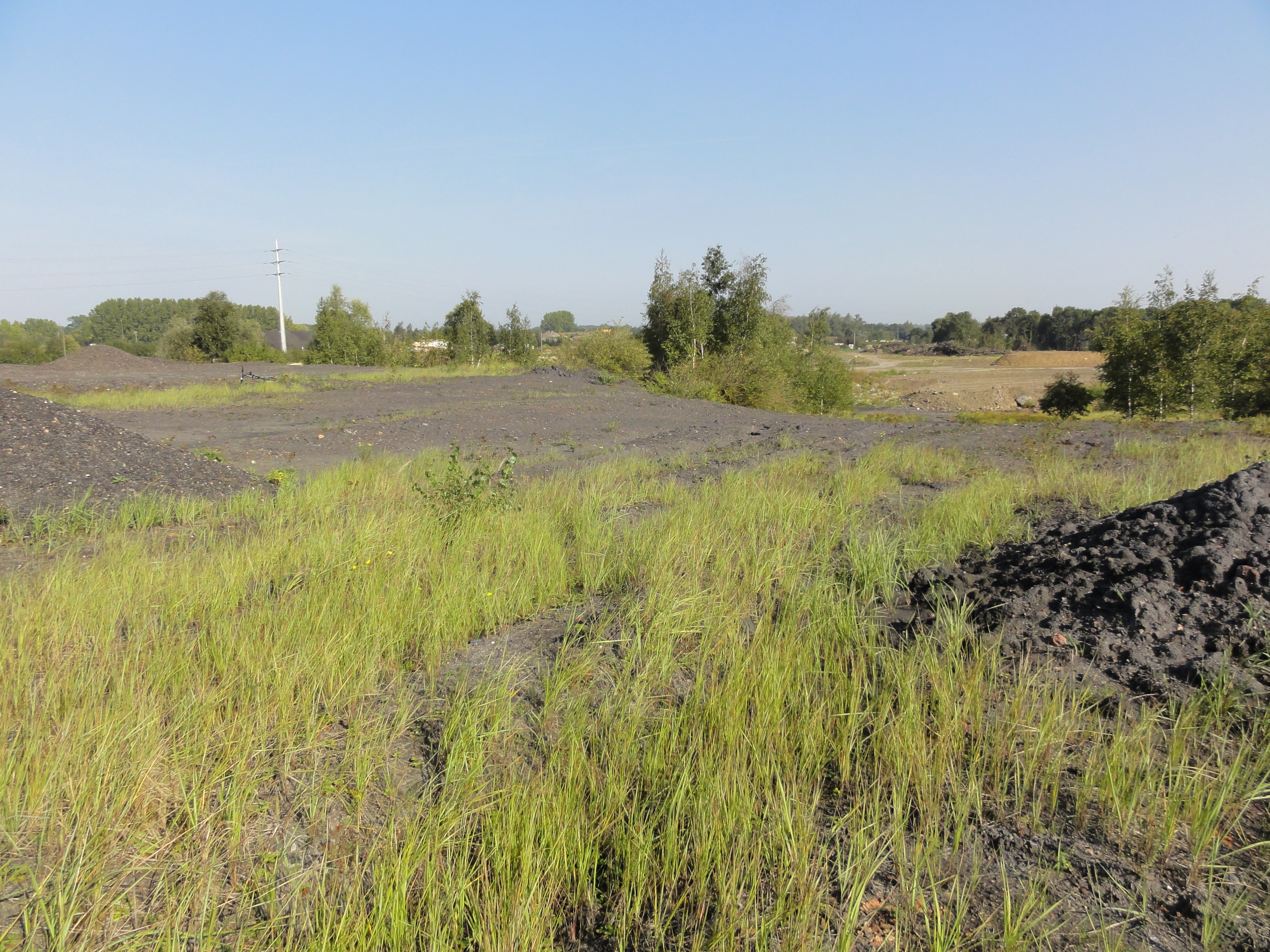
Le terril Thiers.

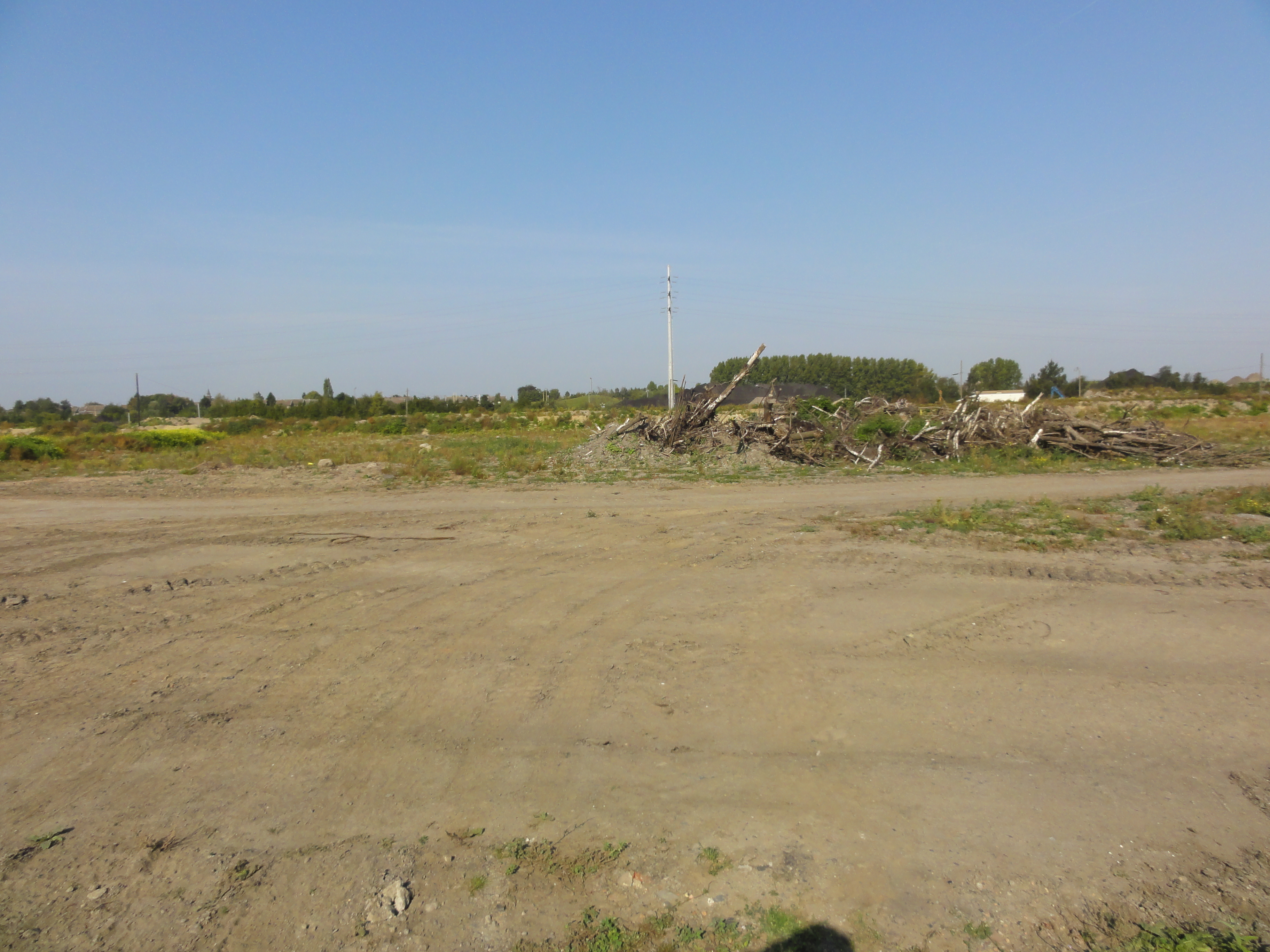
Le terril Mixtes sur 179.

Le terril no 179, Thiers, situé à Saint-Saulve, était le terril conique de la fosse Thiers des mines d'Anzin. Initialement haut de 83 mètres, il a été exploité par Tercharnor, il ne subsiste que la base.

### Terrilno179A, Mixtes sur 179
50° 24′ 15″ N, 3° 33′ 55″ E
Le terril no 179, Mixtes sur 179, situé à Onnaing, était le terril plat de la fosse Thiers des mines d'Anzin. Il a été exploité par Tercharnor, il ne subsiste que la base.

### Terrilno180, Remblais Petit Diable

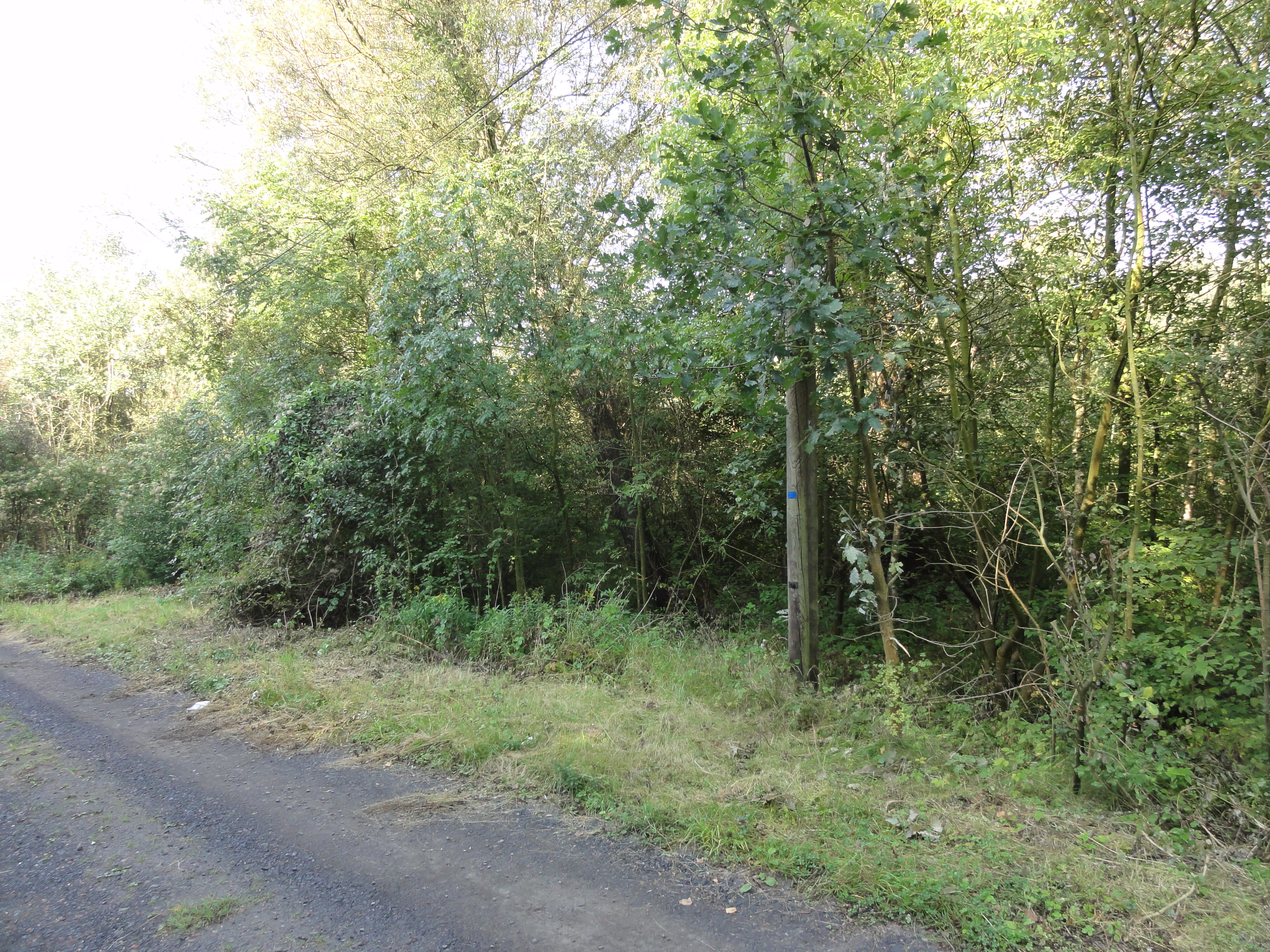
Le terril Remblais Petit Diable.

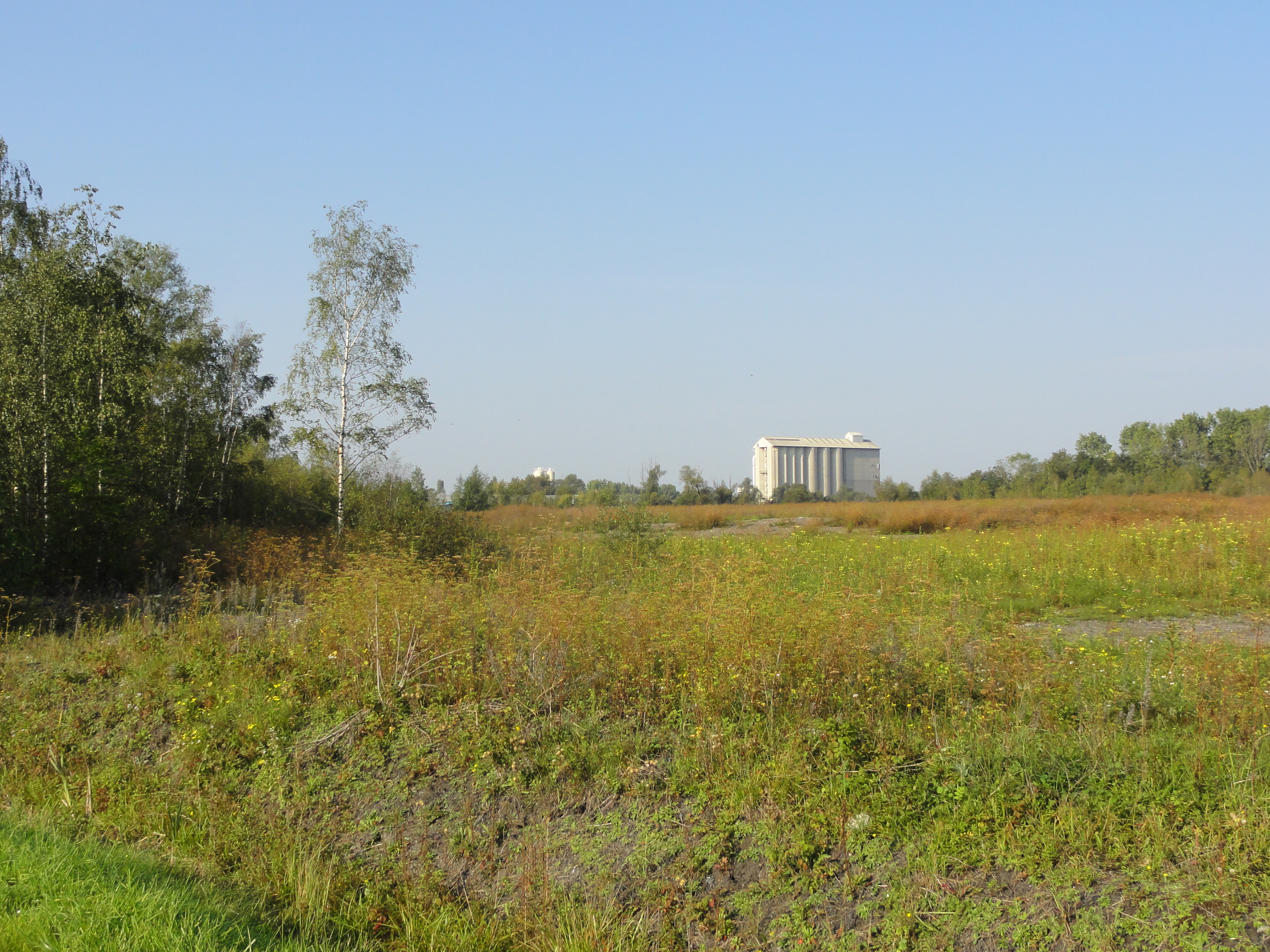
Le terril Cendres sur 180.

50° 24′ 06″ N, 3° 34′ 19″ E
Le terril no 180, Remblais Petit Diable, situé à Onnaing, est un terril plat. Initialement haut de quinze mètres, il a été exploité par Tercharnor.

### Terrilno181, Cendres sur 180
50° 23′ 43″ N, 3° 33′ 24″ E
Le terril no 181, Cendres sur 180, situé à Saint-Saulve, est un terril de cendres plat, issu du fonctionnement de la Centrale de Thiers. Initialement haut de neuf mètres, il a été exploité.

### Terrilno182, Bonnepart
50° 26′ 10″ N, 3° 34′ 22″ E

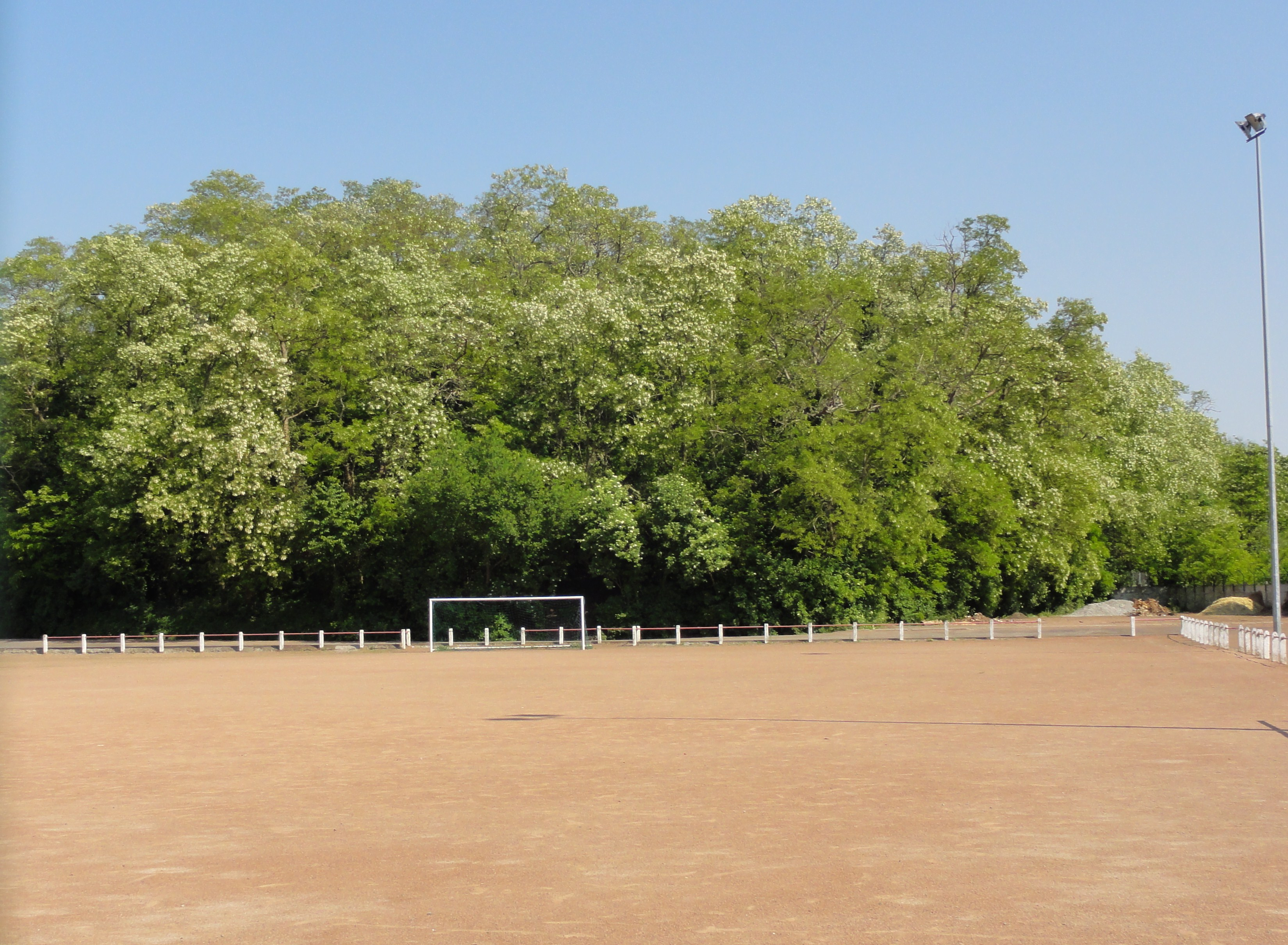
Le terril Bonnepart.

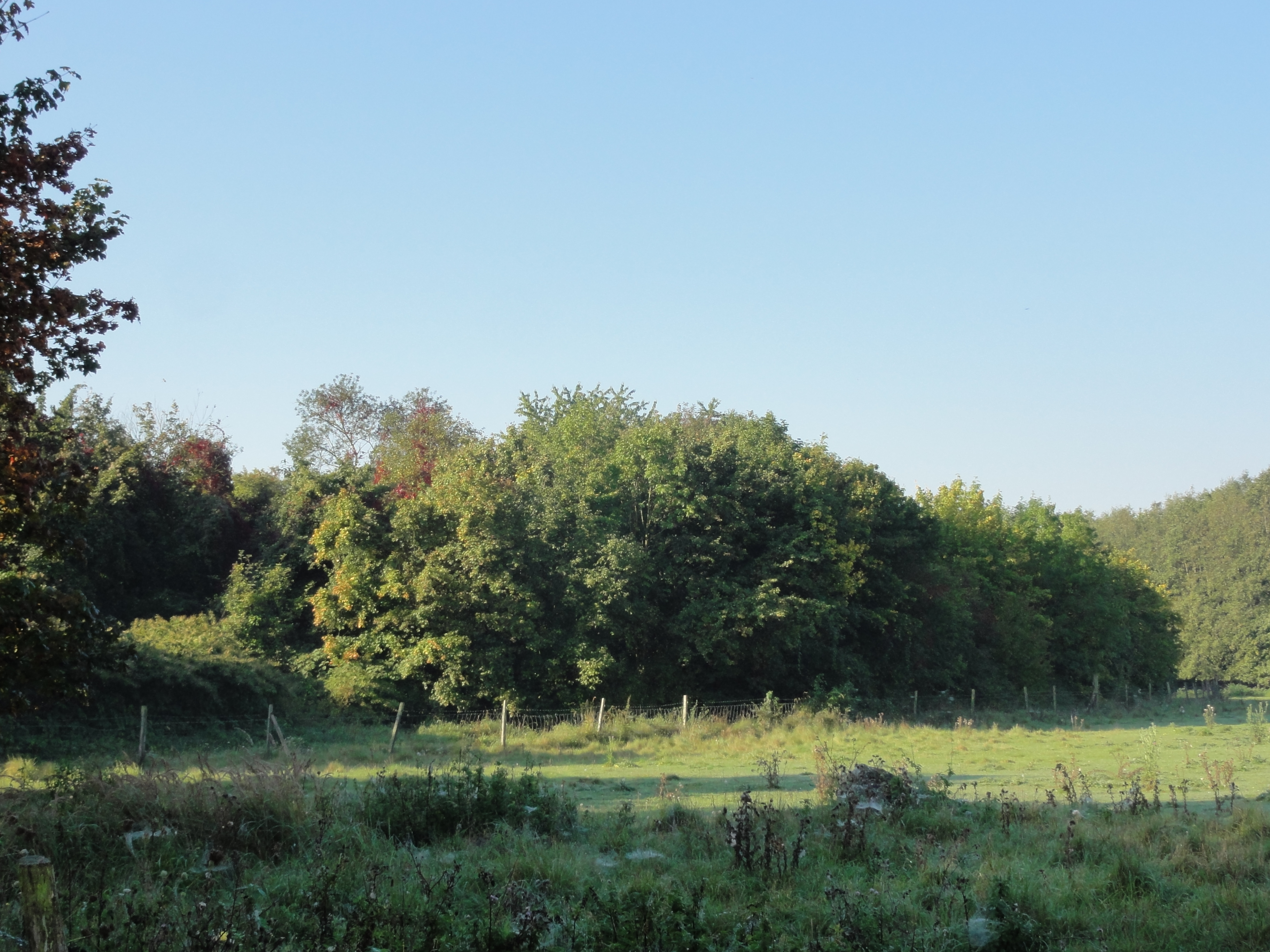
Le terril Soult.

Le terril no 182, situé à Fresnes-sur-Escaut, est le terril plat de la fosse Bonne Part des mines d'Anzin. De petite taille, il est entièrement boisé.

### Terrilno183, Soult
50° 25′ 31″ N, 3° 34′ 17″ E
Le terril no 183, Soult, situé à Fresnes-sur-Escaut, est le terril des fosses Soult no 1 et Soult no 2 des mines de Thivencelle. Il est entièrement boisé. Plus à l'est existe le terril cavalier de Soult, no 235.

### Terrilno184, Rôleur
50° 21′ 49″ N, 3° 32′ 39″ E
Le terril no 184, Rôleur, disparu, situé à Saint-Saulve, était le terril de la fosse du Rôleur des mines de Marly. Il s'agissait d'un terril plat très ancien. La zone a été urbanisée.

### Terrilno185, Agglomérés
50° 22′ 05″ N, 3° 29′ 35″ E
Le terril no 185, Agglomérés, disparu, situé à Valenciennes, était un terril plat. Intégralement exploité, un stade y a pris place.

### Terrilno186, La Réussite
50° 21′ 23″ N, 3° 28′ 59″ E
Le terril no 186, La Réussite, disparu, situé à La Sentinelle, était le terril plat de la fosse Réussite des mines d'Anzin. Il a été intégralement exploité. Une sortie de l'autoroute A23 passe sur le site.

### Terrilno187, Davy Sud
50° 21′ 04″ N, 3° 28′ 06″ E

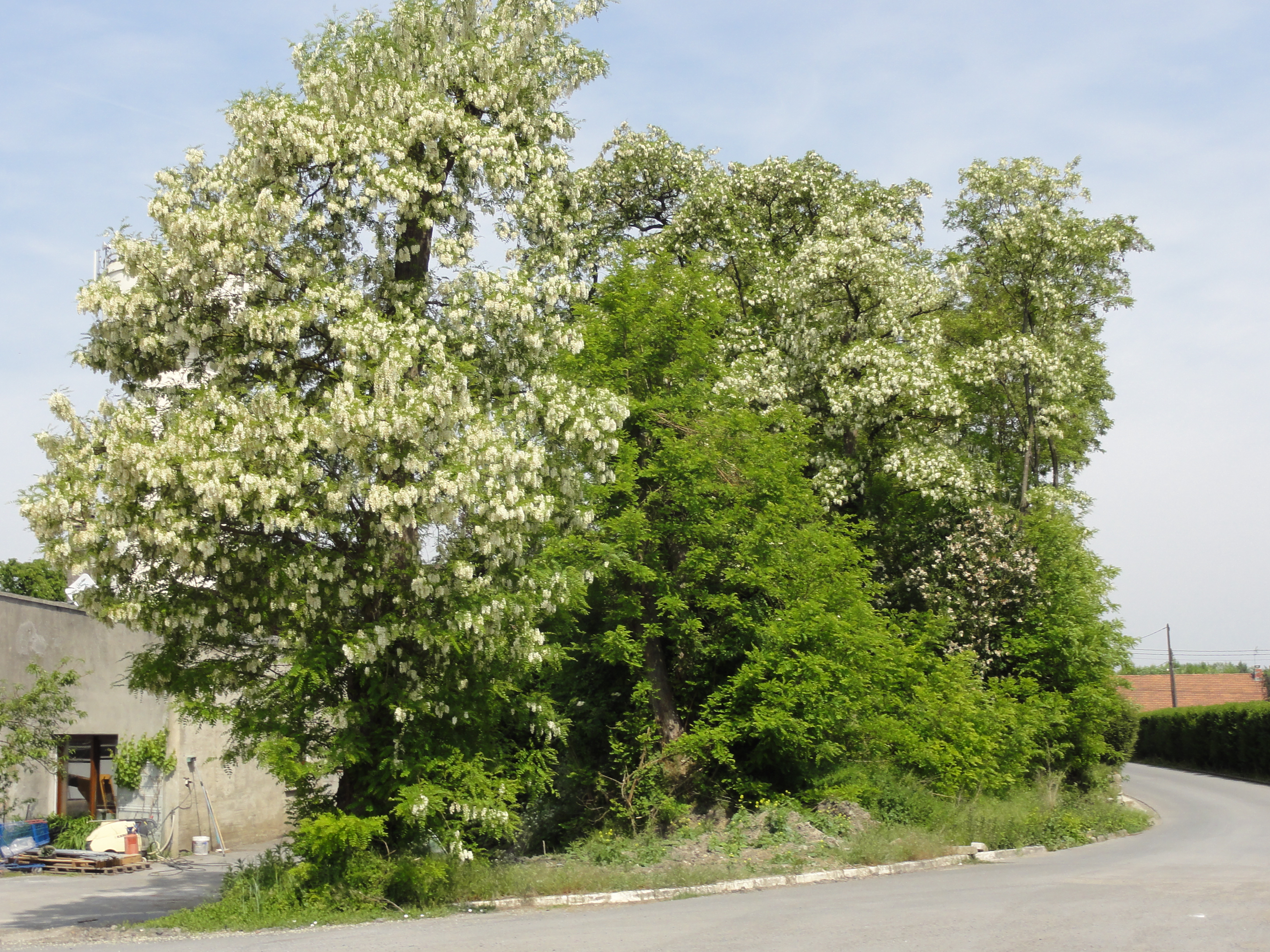
Le terril Davy Nord.

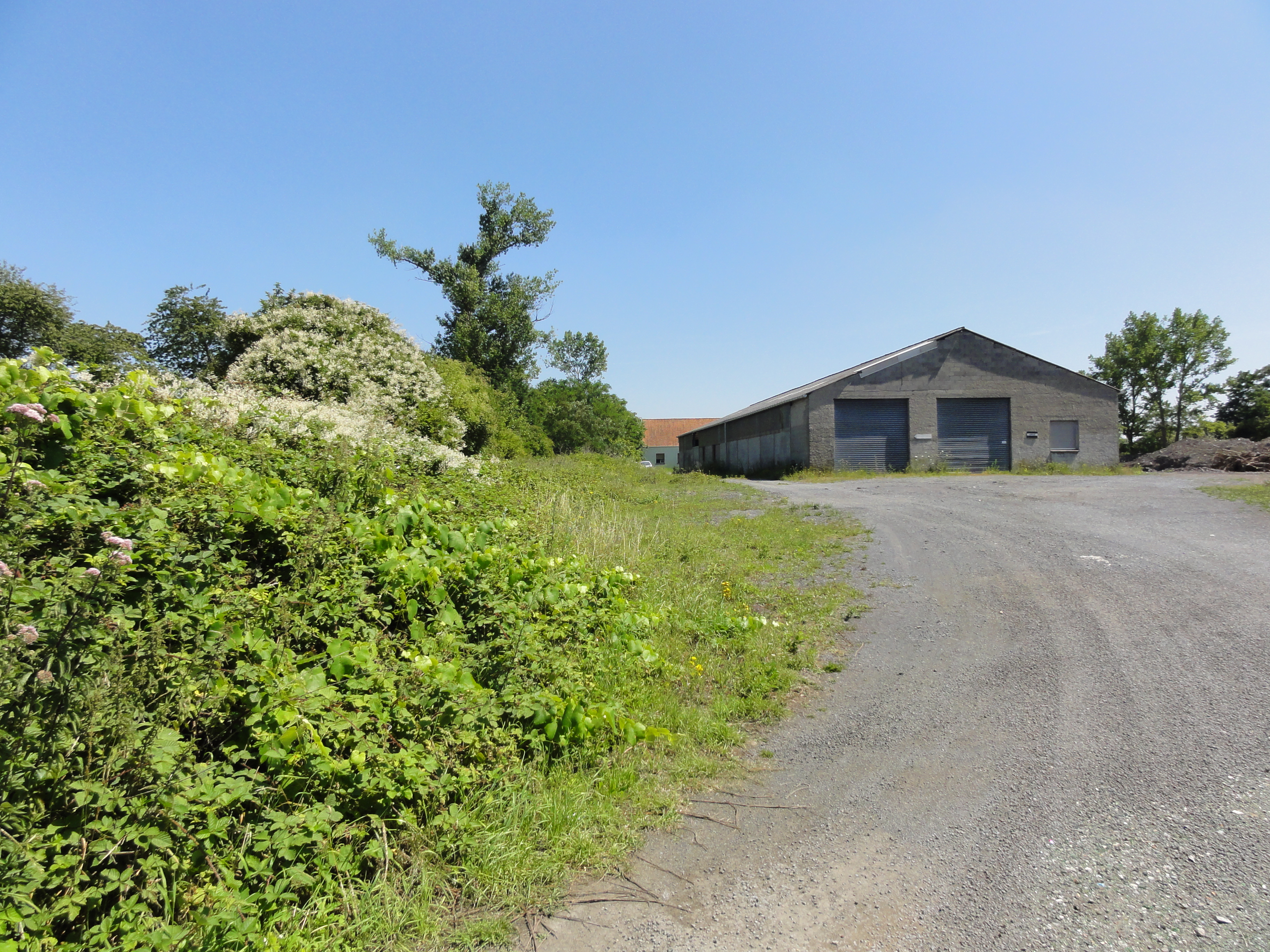
Le site du terril Davy Sud.

Le terril no 187, Davy Sud, disparu, situé à La Sentinelle, était le terril plat de la fosse Davy des mines d'Anzin. Il a été intégralement exploité.

### Terrilno187A, Davy Nord
50° 21′ 09″ N, 3° 28′ 04″ E
Le terril no 187A, Davy Nord, disparu, situé à La Sentinelle, était le terril plat de la fosse Davy des mines d'Anzin. Il a été intégralement exploité.

### Terrilno188, Saint Louis

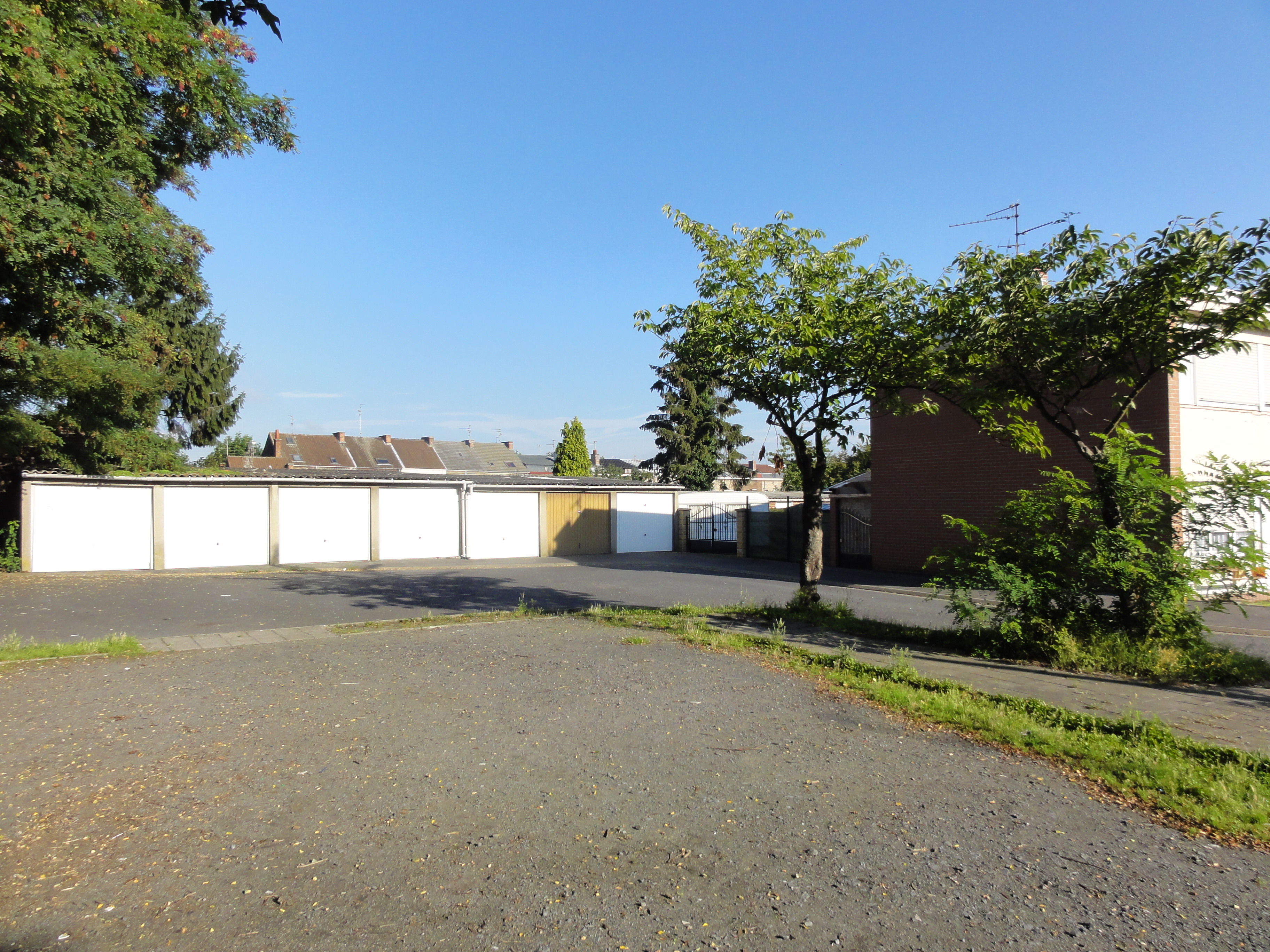
Le site du terril Saint Louis.

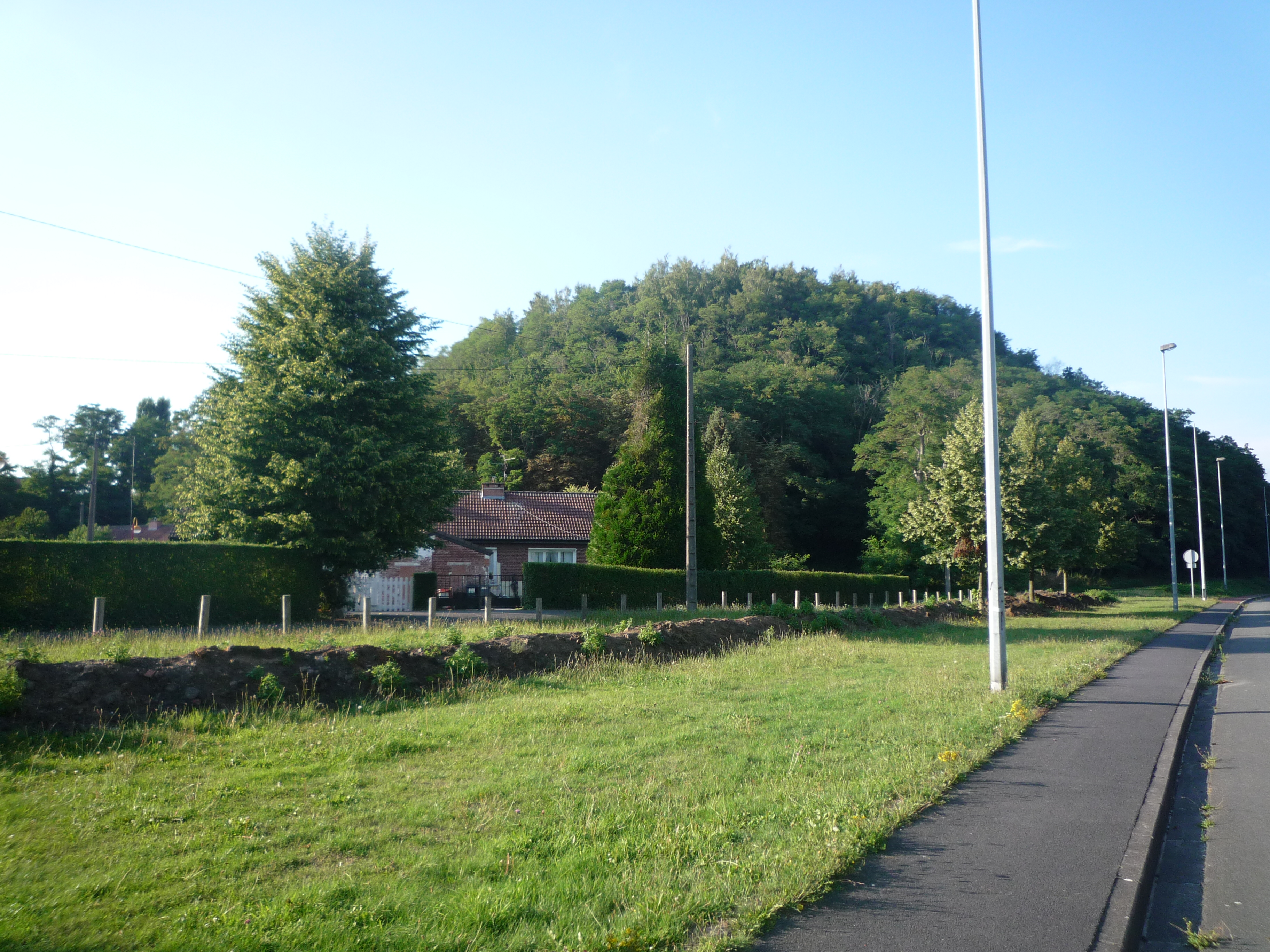
Trois des quatre terrils de la Bleuse Borne.

50° 22′ 37″ N, 3° 30′ 45″ E
Le terril no 188, Saint Louis, situé à Anzin, était le terril plat de la fosse Saint-Louis des mines d'Anzin. Il a été intégralement exploité, et la zone a été urbanisée.

### Terrilno189, Bleuse Borne plat
50° 22′ 51″ N, 3° 31′ 01″ E
Le terril n° 189, Bleuse Borne plat, situé à Anzin, est avec les terrils nos 189A, 189B et 218, un des quatre terrils de la fosse Bleuse Borne des mines d'Anzin. Plat, il est considéré comme disparu, puisque le Groupe de Valenciennes y a construit les habitations de la cité du Moulin, mais le terril est toujours de facto présent, puisque les habitations ont été construites par-dessus, sans que celui-ci n'ait été exploité. Il s'agit du terril le plus ancien, puisqu'il est plat. Cet ensemble de trois terrils est indissociable.

### Terrilno189A, Bleuse Borne gros cône
50° 22′ 49″ N, 3° 30′ 57″ E
Le terril no 189A, Bleuse Borne gros cône, situé à Anzin, est le terril conique le plus haut de la fosse Bleuse Borne. Il est entièrement boisé.

### Terrilno189B, Bleuse Borne petit cône
50° 22′ 53″ N, 3° 30′ 55″ E
Le terril no 189B, Bleuse Borne petit cône, situé à Anzin, est le terril conique le moins haut de la fosse Bleuse Borne. Entièrement boisé, il est situé au nord du gros cône.

### Terrilno190, Pont du Sarteau

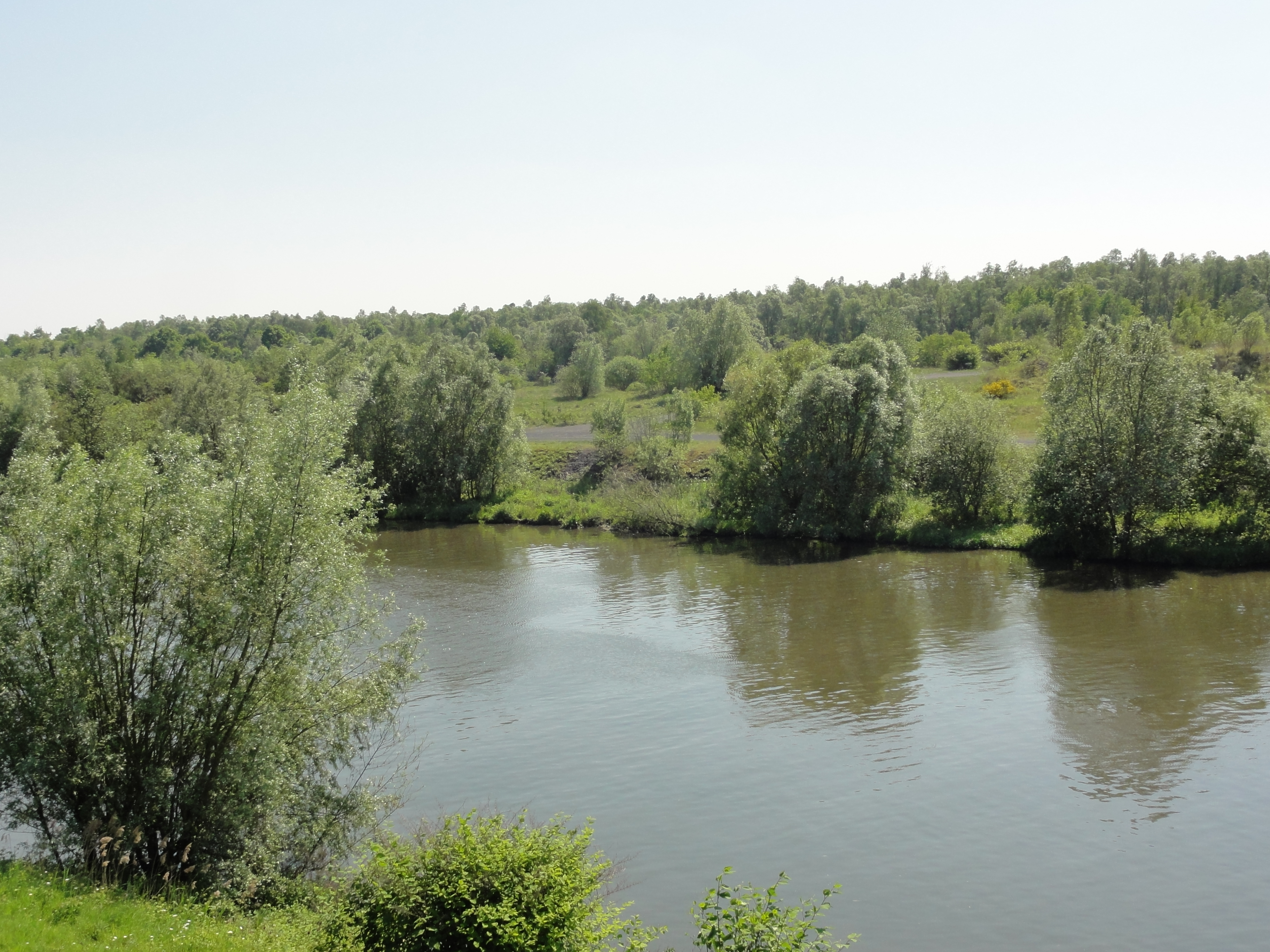
Le terril Pont du Sarteau.

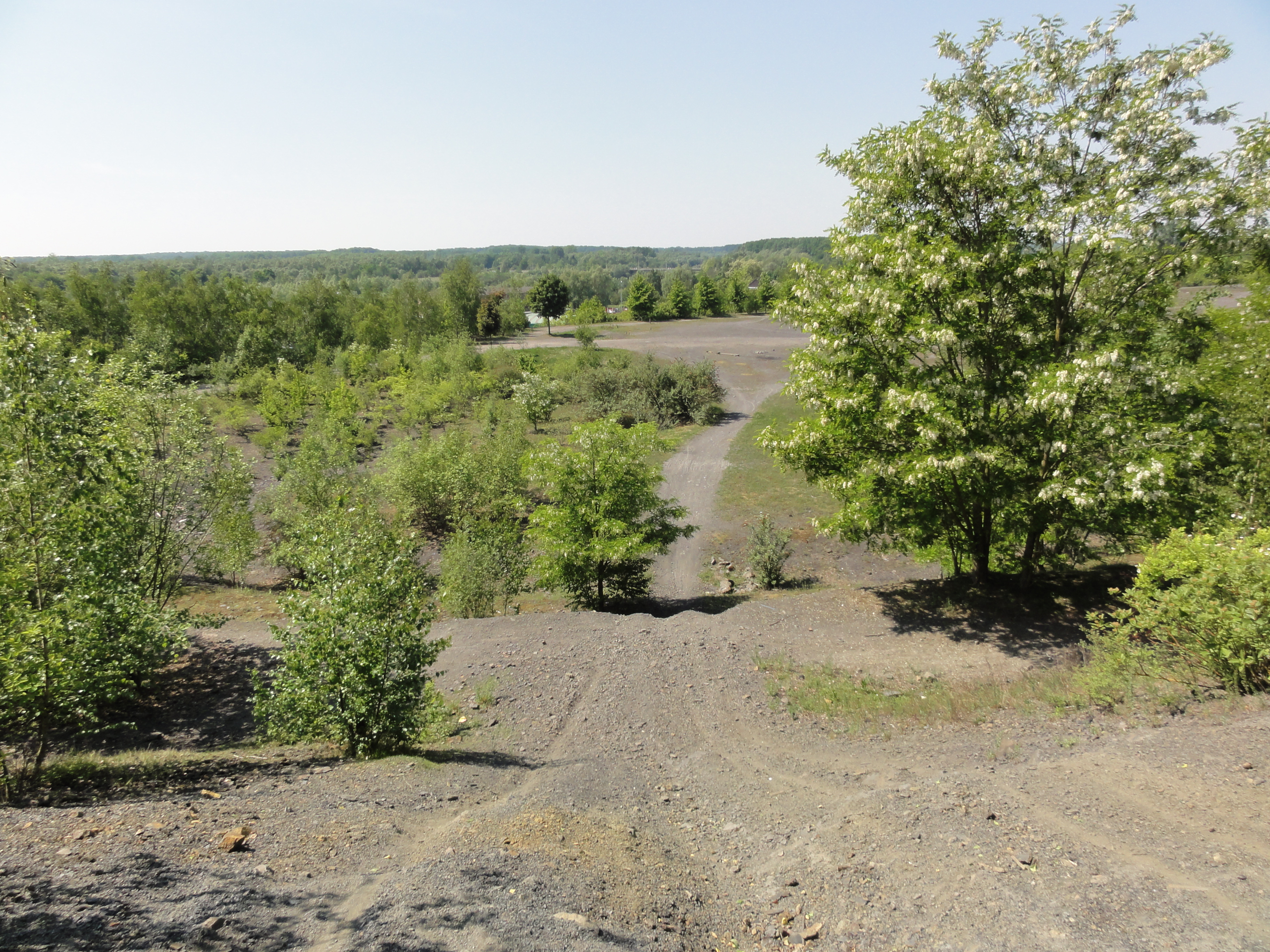
Le terril Vieux-Condé.

50° 26′ 55″ N, 3° 33′ 58″ E
Le terril no 190, Pont du Sarteau, est situé à Fresnes-sur-Escaut, au sud de la fosse du Sarteau des mines d'Anzin. Il est plat, étendu, de faible hauteur, boisé, et situé le long de l'ancienne ligne de Saint-Amand-les-Eaux à Blanc-Misseron.

### Terrilno191, Vieux-Condé
50° 27′ 10″ N, 3° 34′ 29″ E
Le terril n° 191, Vieux-Condé, situé à Vieux-Condé, est le terril de la fosse Vieux-Condé des mines d'Anzin. Il a été partiellement exploité, il en reste la base.

### Terrilno192, Saint Léonard

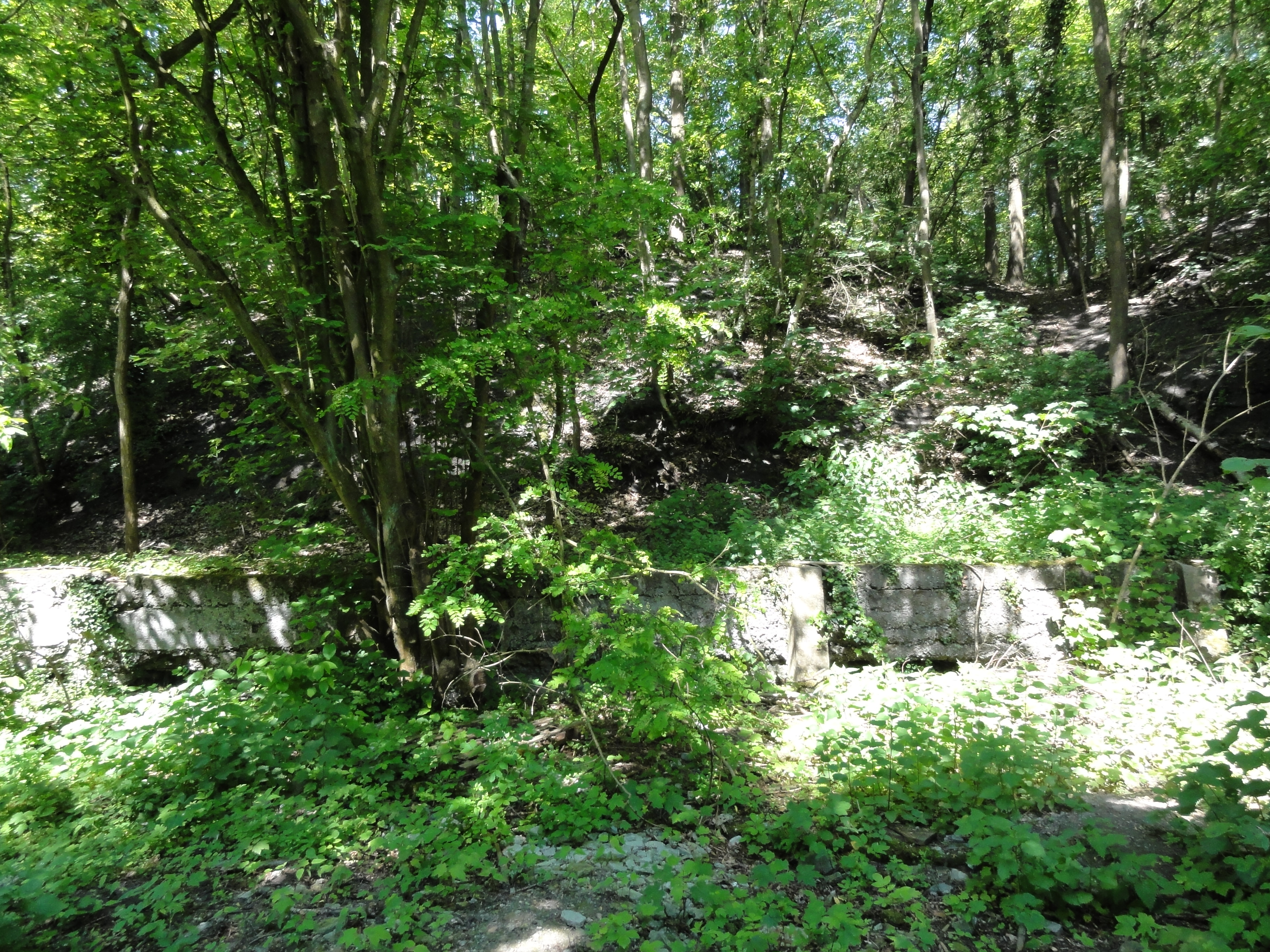
Le terril Saint Léonard.

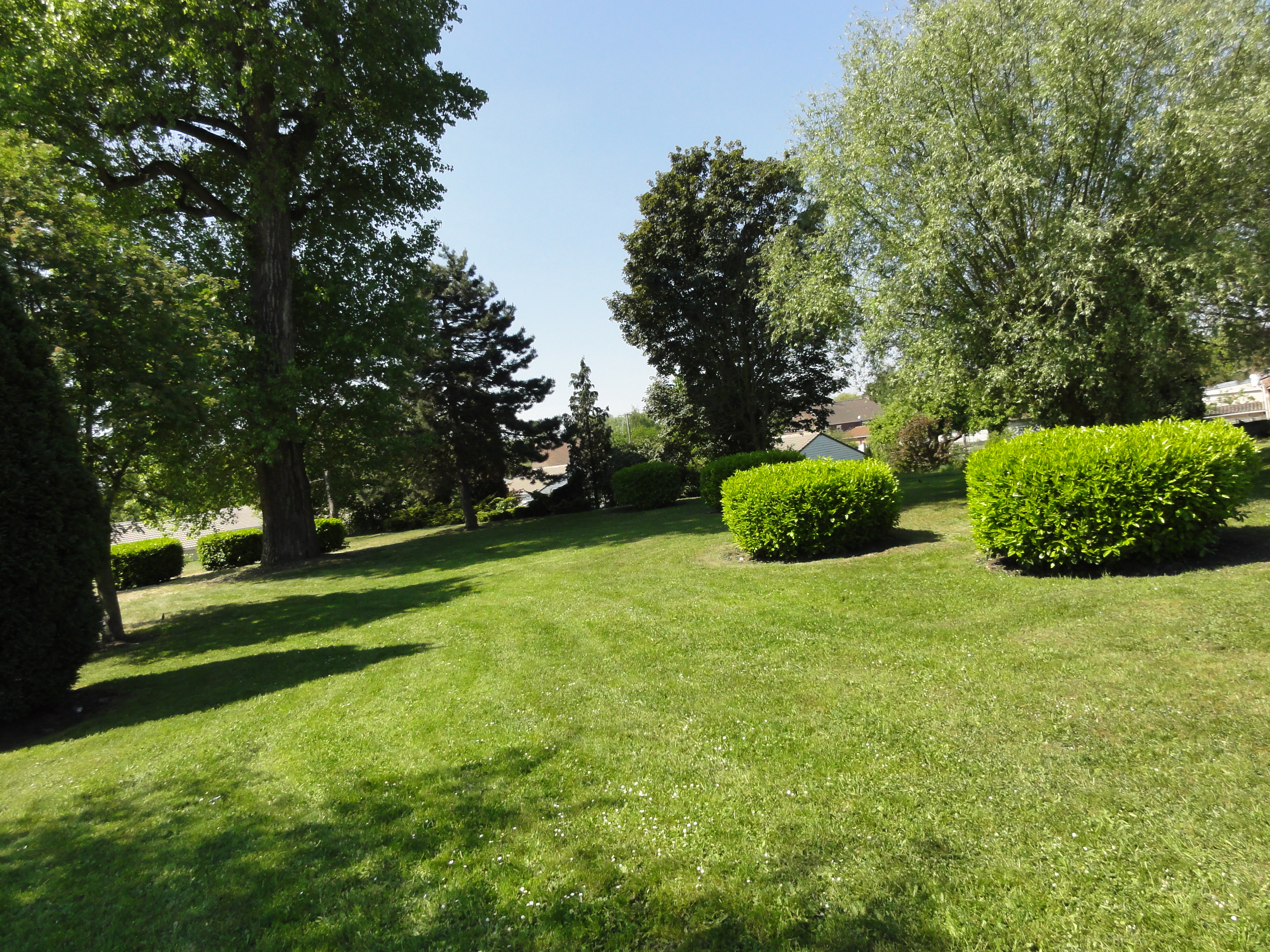
Le terril Trou Martin.

50° 27′ 45″ N, 3° 34′ 42″ E
Le terril no 192, Saint Léonard, situé à Vieux-Condé, est le terril de la fosse Saint-Léonard des mines d'Anzin. Non exploité, il est entièrement boisé.

### Terrilno193, Trou Martin
50° 27′ 44″ N, 3° 33′ 28″ E
Le terril no 193, Trou Martin, situé à Vieux-Condé, est le terril de la fosse Trou Martin des mines d'Anzin. Il semble exploité, et de très petites dimensions.

### Terrilno194, Acacias
50° 27′ 26″ N, 3° 35′ 51″ E

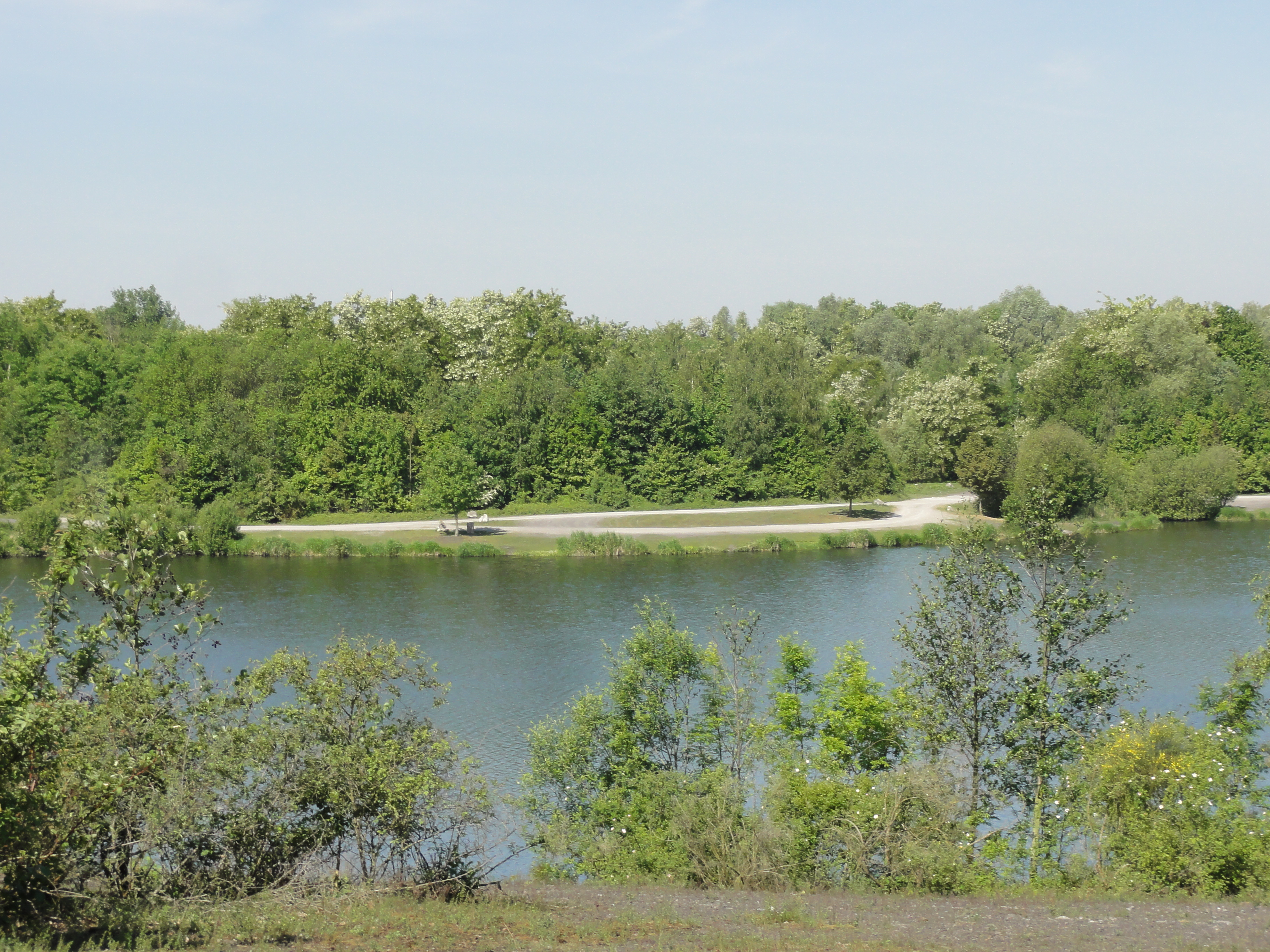
Le terril Acacias.

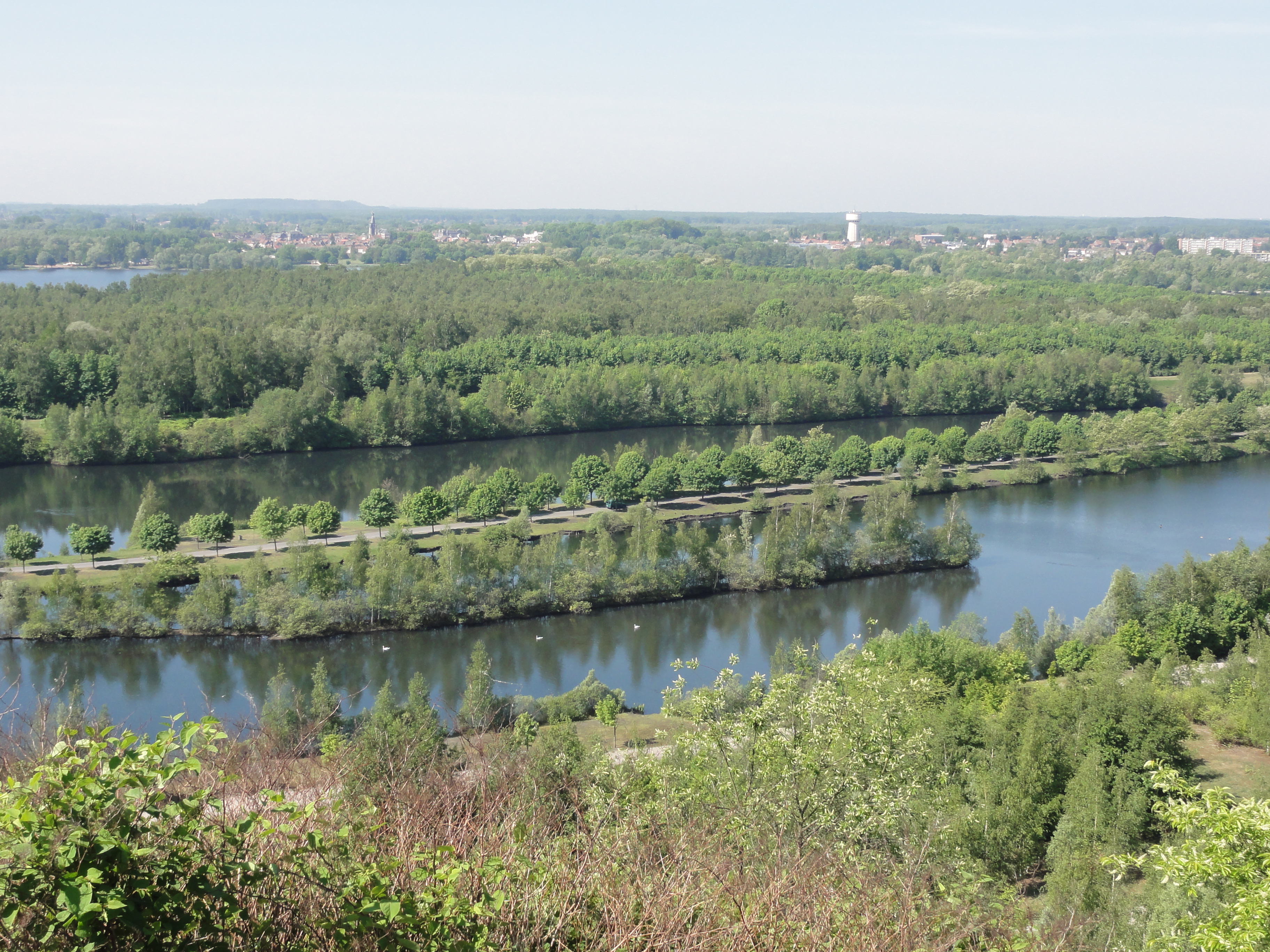
Le terril Ledoux Nouvelle Route.

Le terril no 194, Acacias, considéré comme disparu, est situé à Condé-sur-l'Escaut, sur les berges du lac. Il était alimenté par la fosse Ledoux des mines d'Anzin. Il a été exploité et il n'en subsiste quasiment plus rien.

### Terrilno195, Ledoux Nouvelle Route
50° 27′ 27″ N, 3° 36′ 26″ E
Le terril no 195, Ledoux Nouvelle Route, situé à Condé-sur-l'Escaut, est un des terrils de la fosse Ledoux des mines d'Anzin. Il s'agit d'un terril plat, et entièrement boisé.

### Terrilno195A, Ledoux Moulineaux

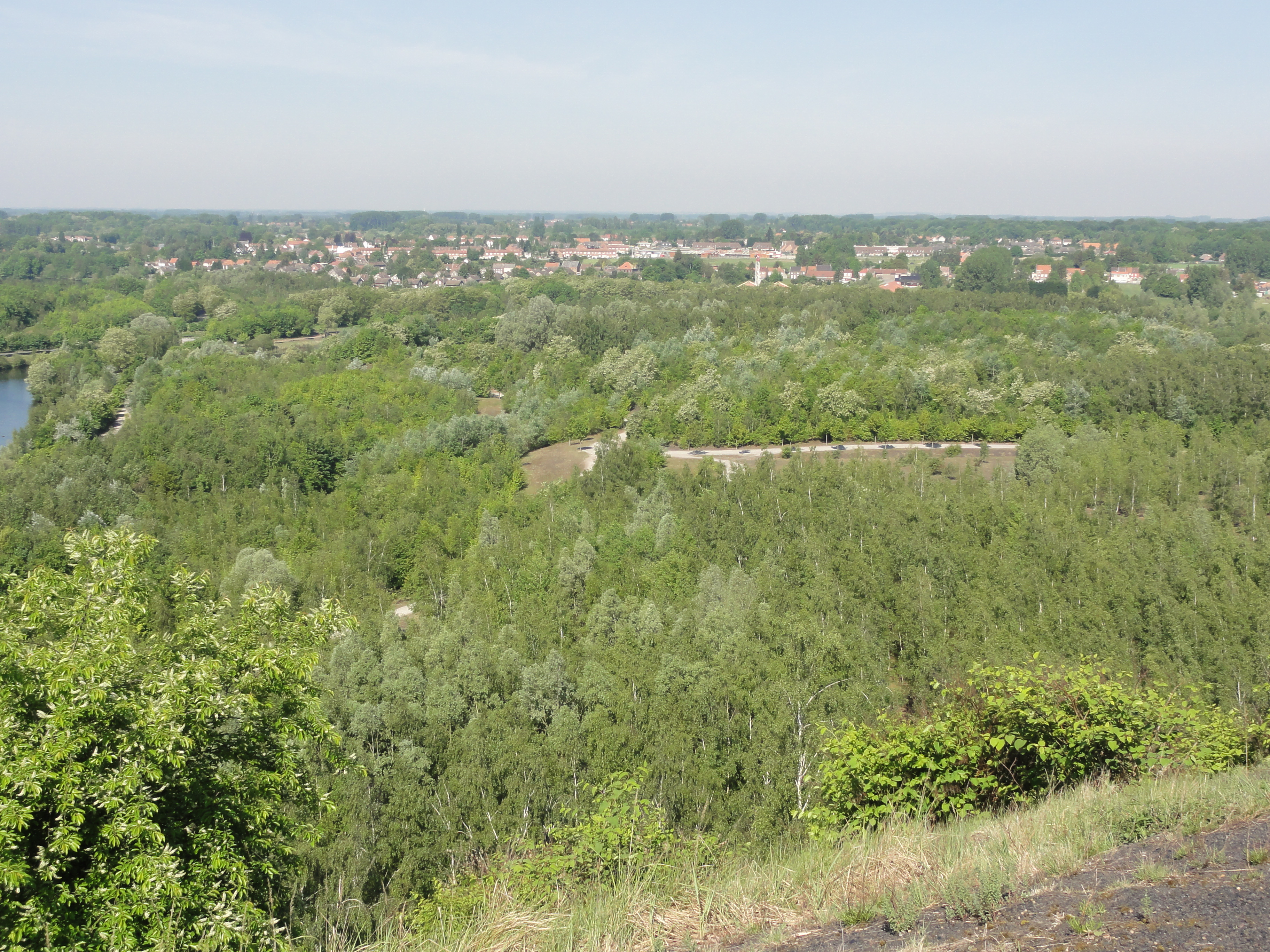
Le terril Ledoux Moulineaux.

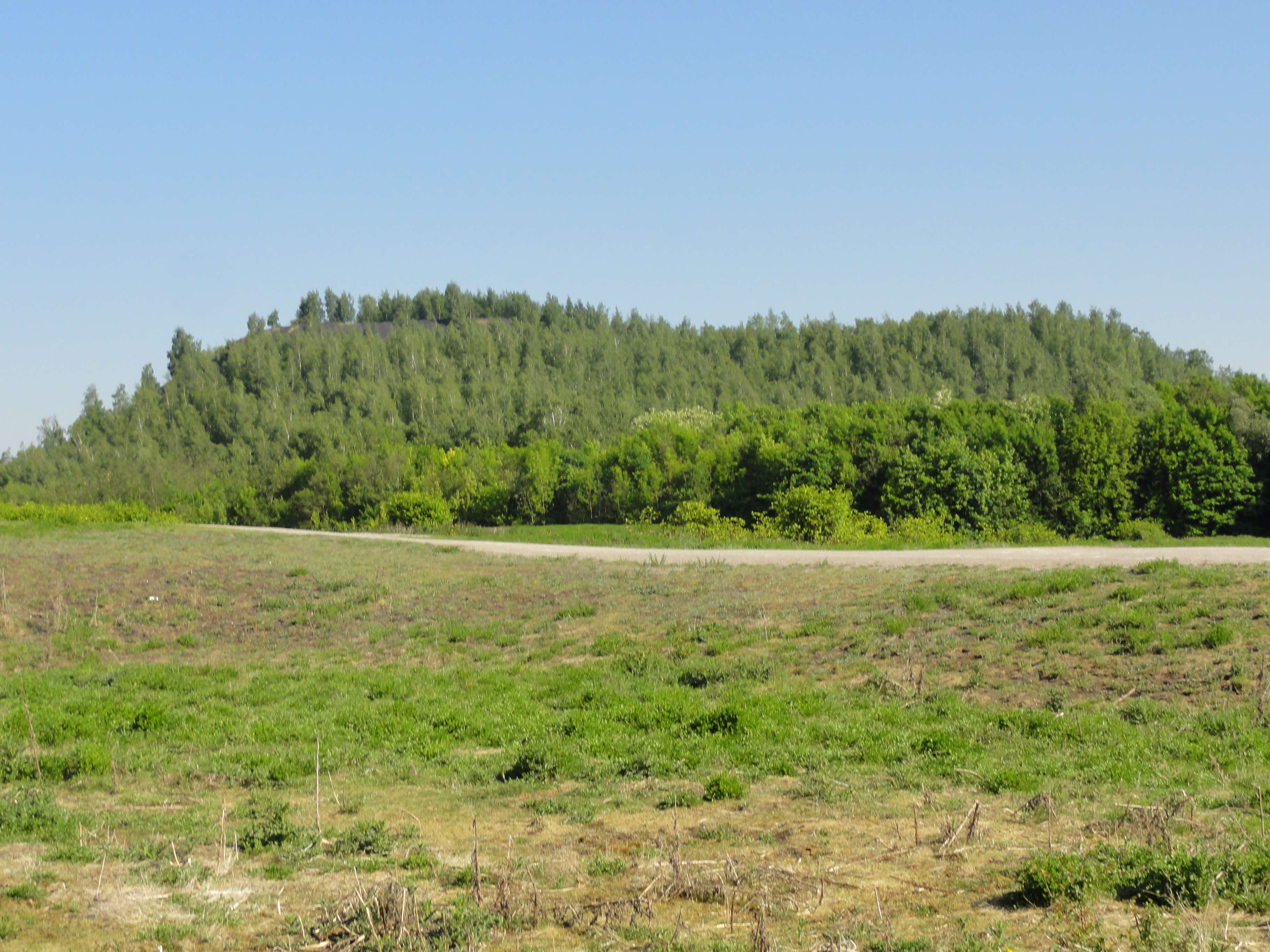
Le terril Ledoux Lavoir.

50° 27′ 47″ N, 3° 36′ 57″ E
Le terril no 195A, Ledoux Moulineaux, situé à Condé-sur-l'Escaut, est un des terrils de la fosse Ledoux des mines d'Anzin. Il s'agit d'un terril plat, et entièrement boisé.

### Terrilno196, Ledoux Lavoir
50° 27′ 35″ N, 3° 37′ 09″ E
Le terril no 196, Ledoux Lavoir, situé à Condé-sur-l'Escaut, est un des terrils de la fosse Ledoux des mines d'Anzin. Il s'agit d'un terril conique, et entièrement boisé.

### Terrilno197, Saint Pierre

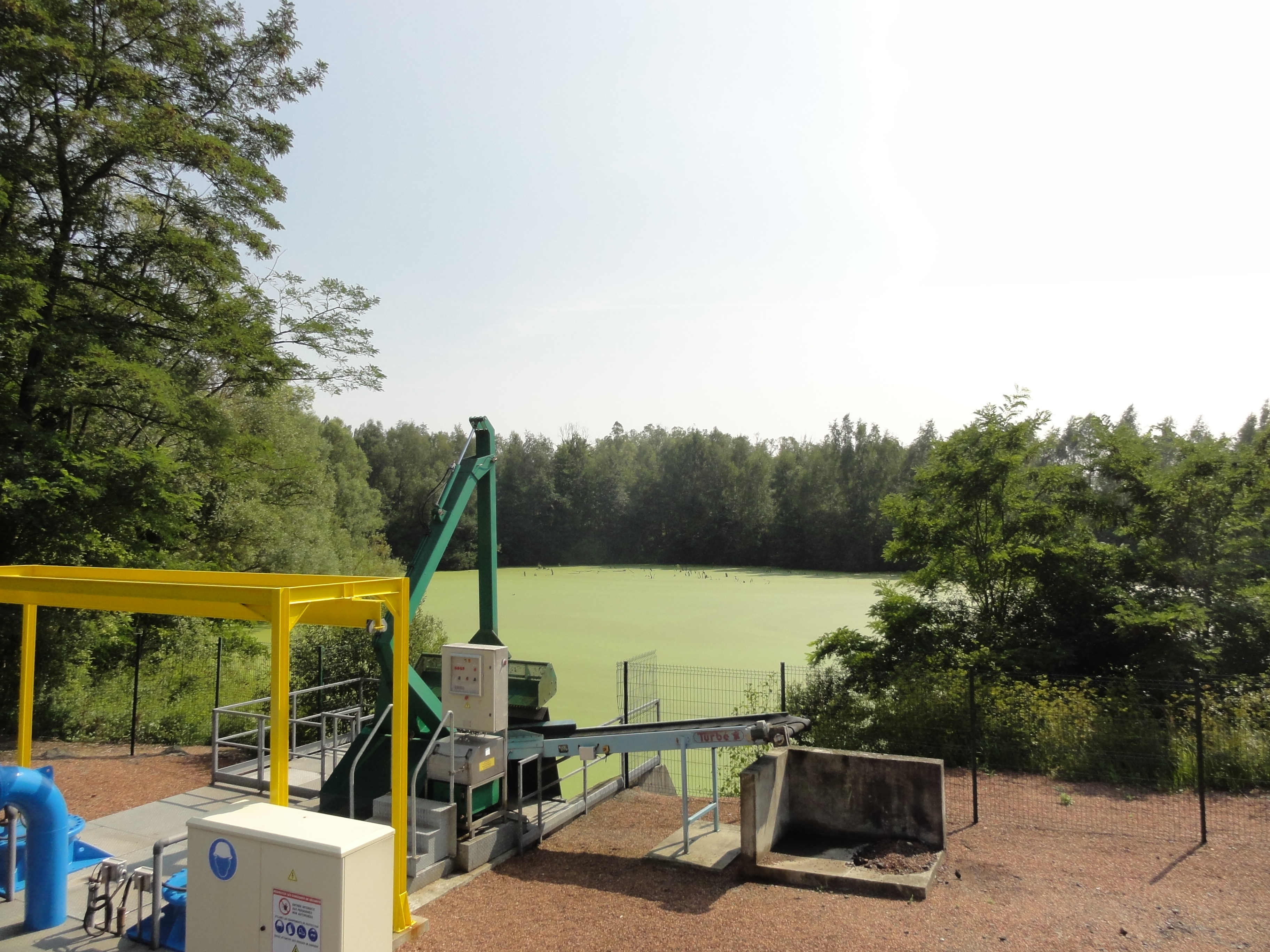
Le terril Saint Pierre.

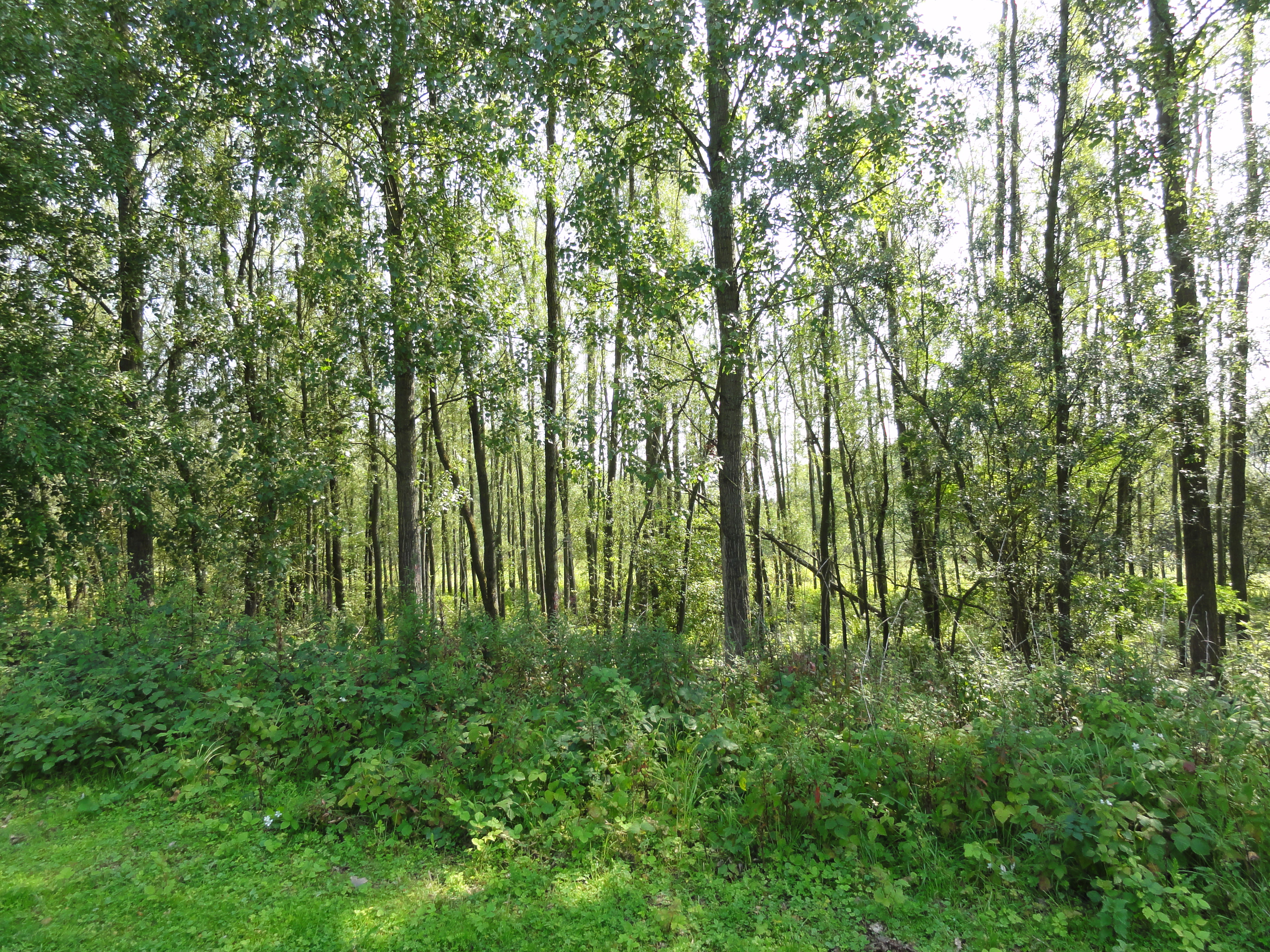
Le terril Saint Pierre.

50° 26′ 42″ N, 3° 36′ 35″ E
Le terril no 197, Saint Pierre, situé à Thivencelle, est le terril plat de la fosse Saint-Pierre des mines de Thivencelles. Il s'agit d'un terril plat, très étendu, et entièrement boisé.

### Terrilno198, 1 de Crespin

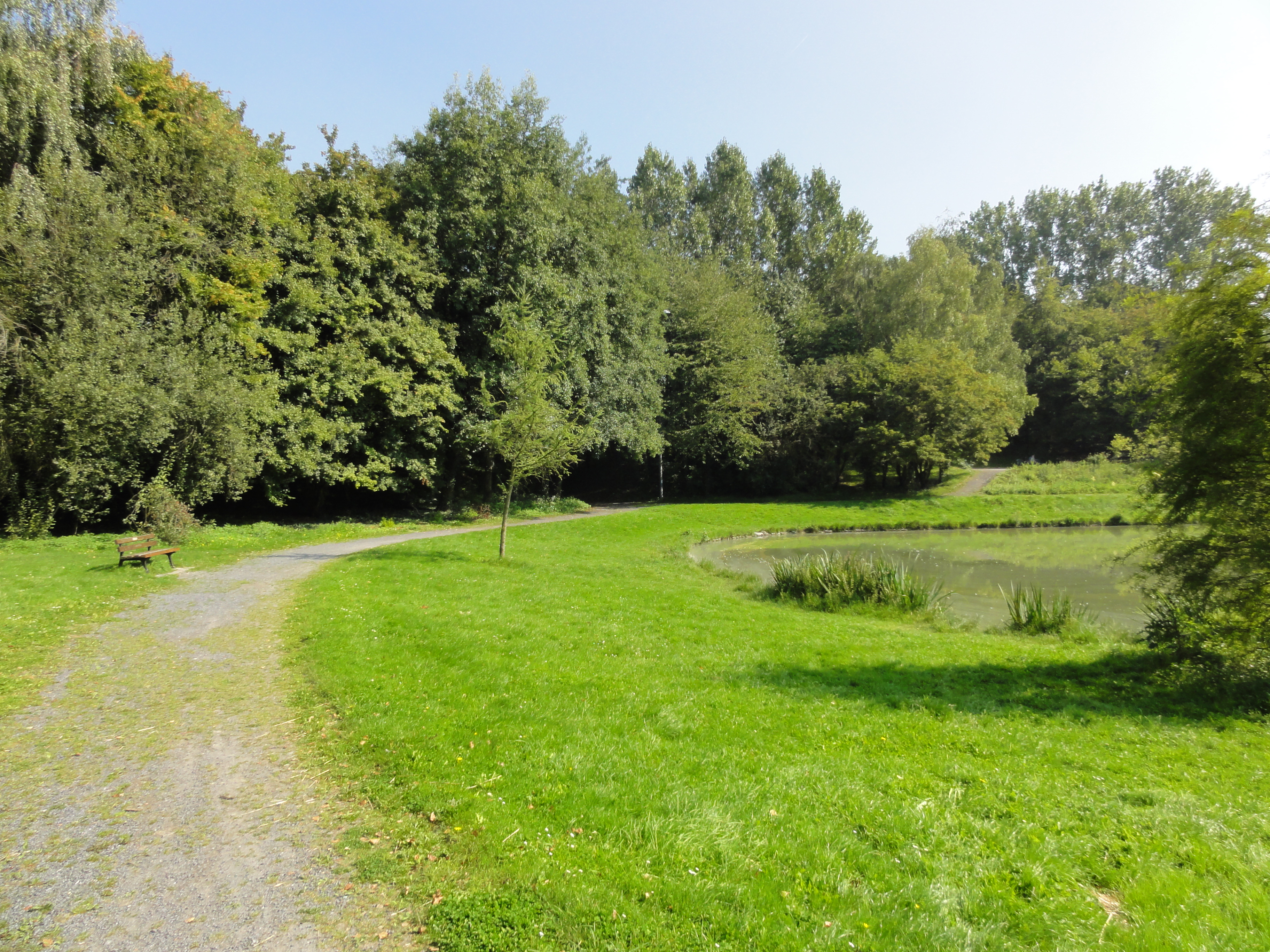
Le terril 1 de Crespin.

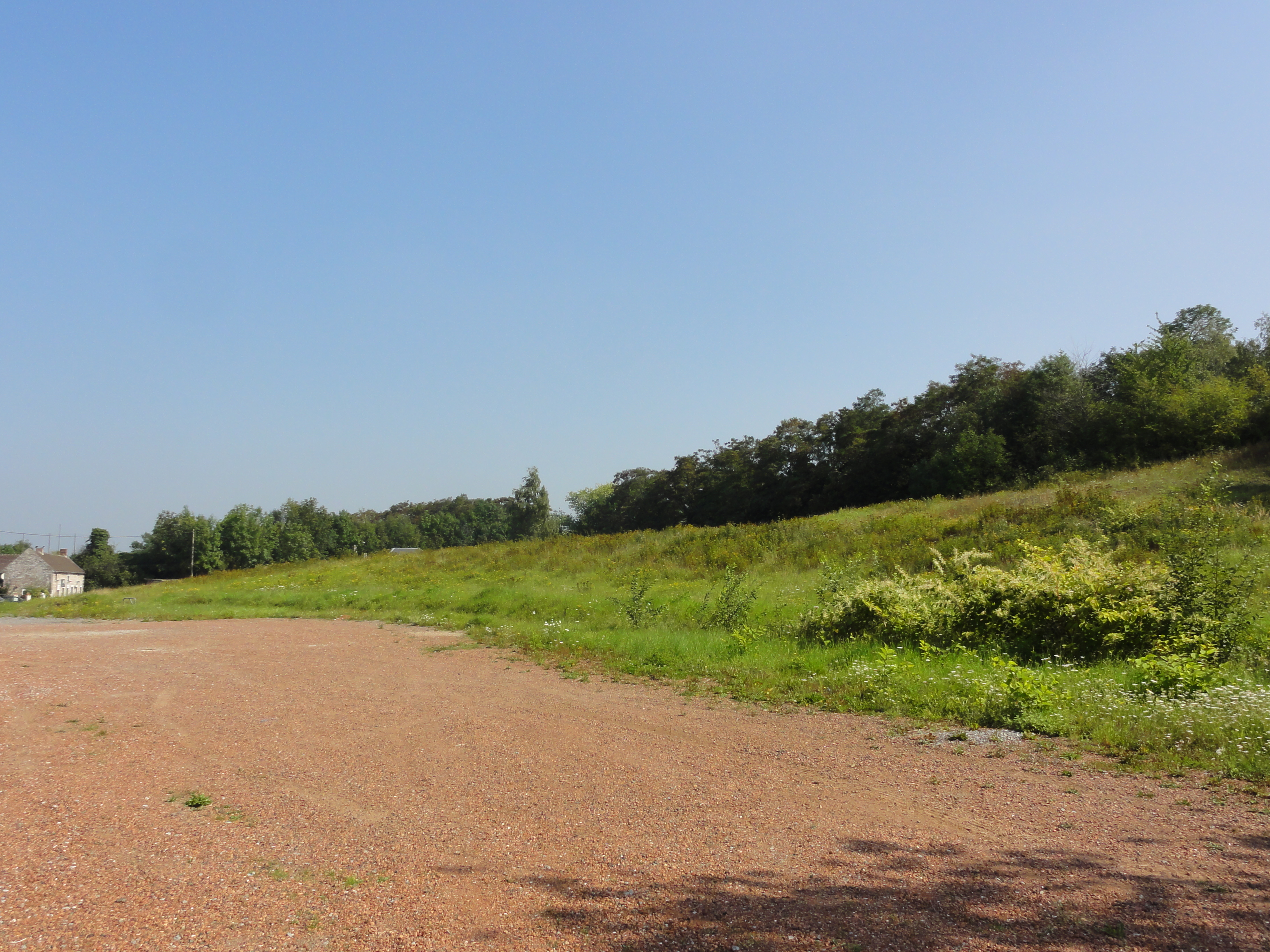
Le terril 2 de Crespin.

50° 23′ 23″ N, 3° 40′ 23″ E
Le terril no 198, 1 de Crespin, situé à Quiévrechain, est un des deux terrils de la fosse no 1 - 1 bis des mines de Crespin. Il s'agit d'un terril plat, et exploité.

### Terrilno199, 2 de Crespin
50° 23′ 33″ N, 3° 40′ 20″ E
Le terril n° 199, 2 de Crespin, situé à Quiévrechain, est un des deux terrils de la fosse no 1 - 1 bis des mines de Crespin. Il s'agit d'un terril plat, et exploité.

### Terrilno200, 2 de Crespin

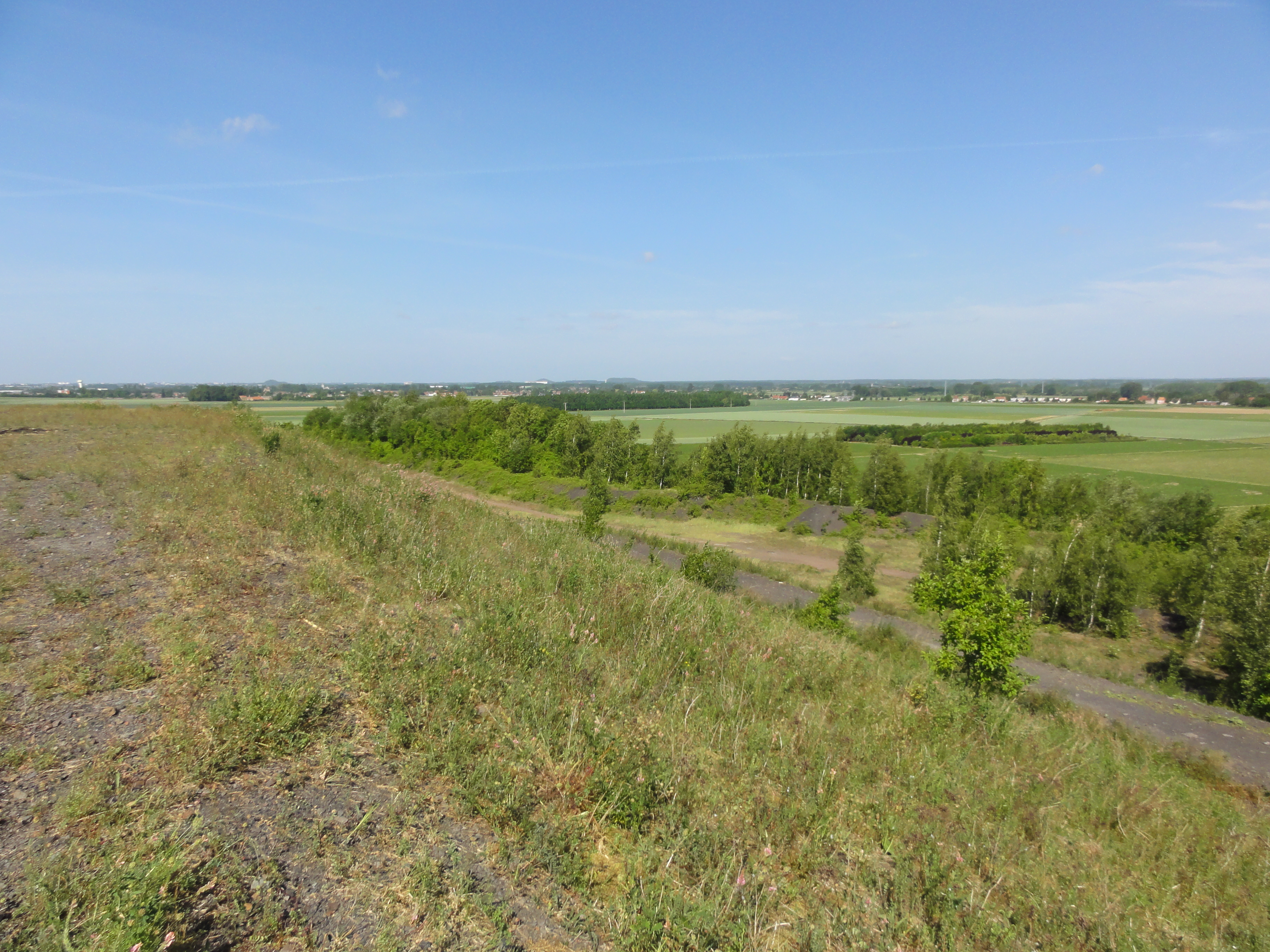
Le terril 2 de Crespin.

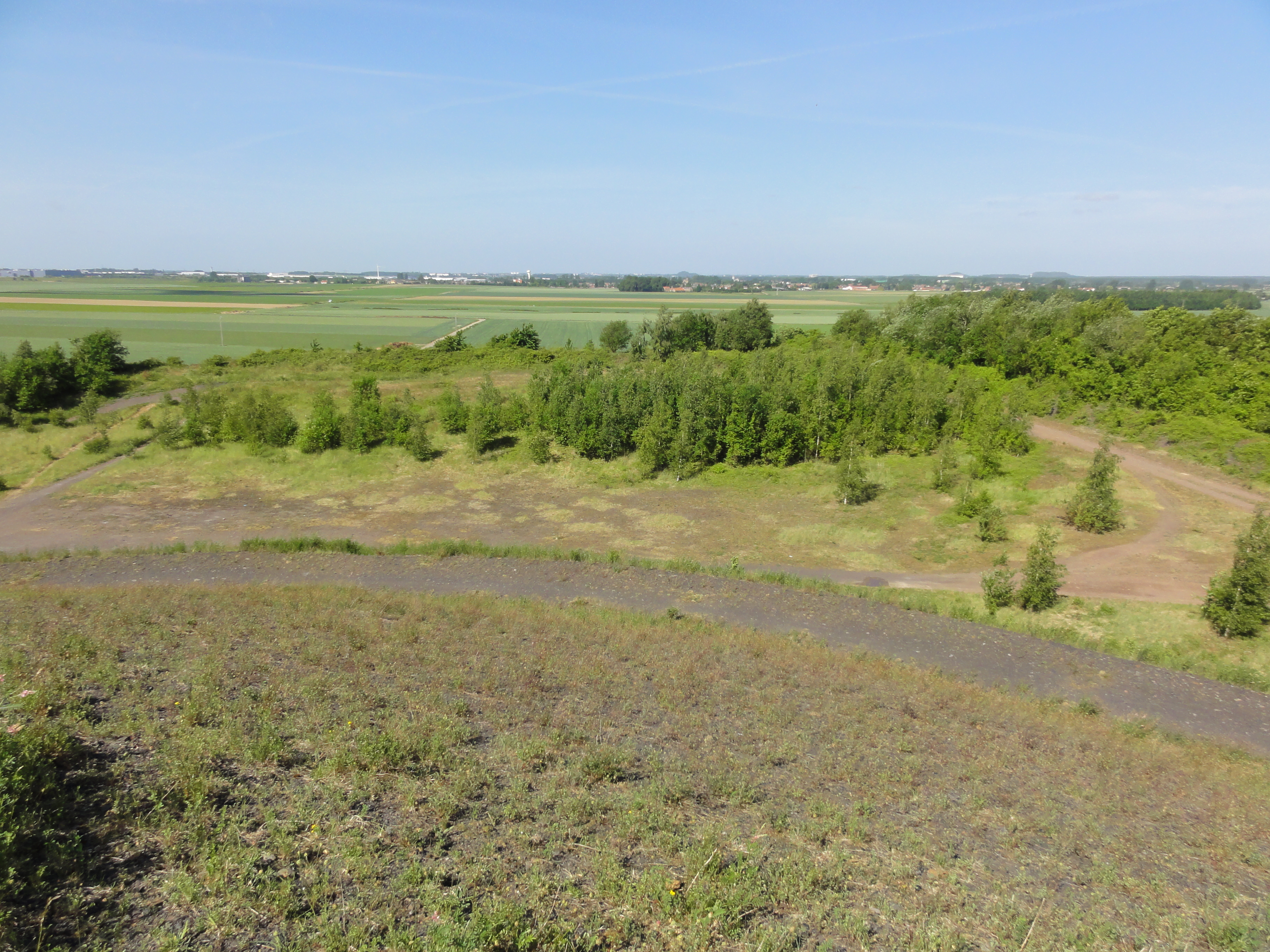
Le terril 2 de Crespin plat.

50° 23′ 16″ N, 3° 39′ 21″ E
Le terril no 200, 2 de Crespin, situé à Quiévrechain, est un des deux terrils de la fosse no 2 - 2 bis des mines de Crespin. Il s'agit d'un terril conique, et exploité, mais qui a conservé une vingtaine de mètres.

### Terrilno200A, 2 de Crespin plat
50° 23′ 18″ N, 3° 39′ 15″ E
Le terril no 200A, 2 de Crespin plat, situé à Quiévrechain, est un des deux terrils de la fosse n° 2 - 2 bis des mines de Crespin. Il s'agit d'un terril plat, et exploité.

### Terrilno201, Cuvinot
50° 24′ 06″ N, 3° 35′ 52″ E

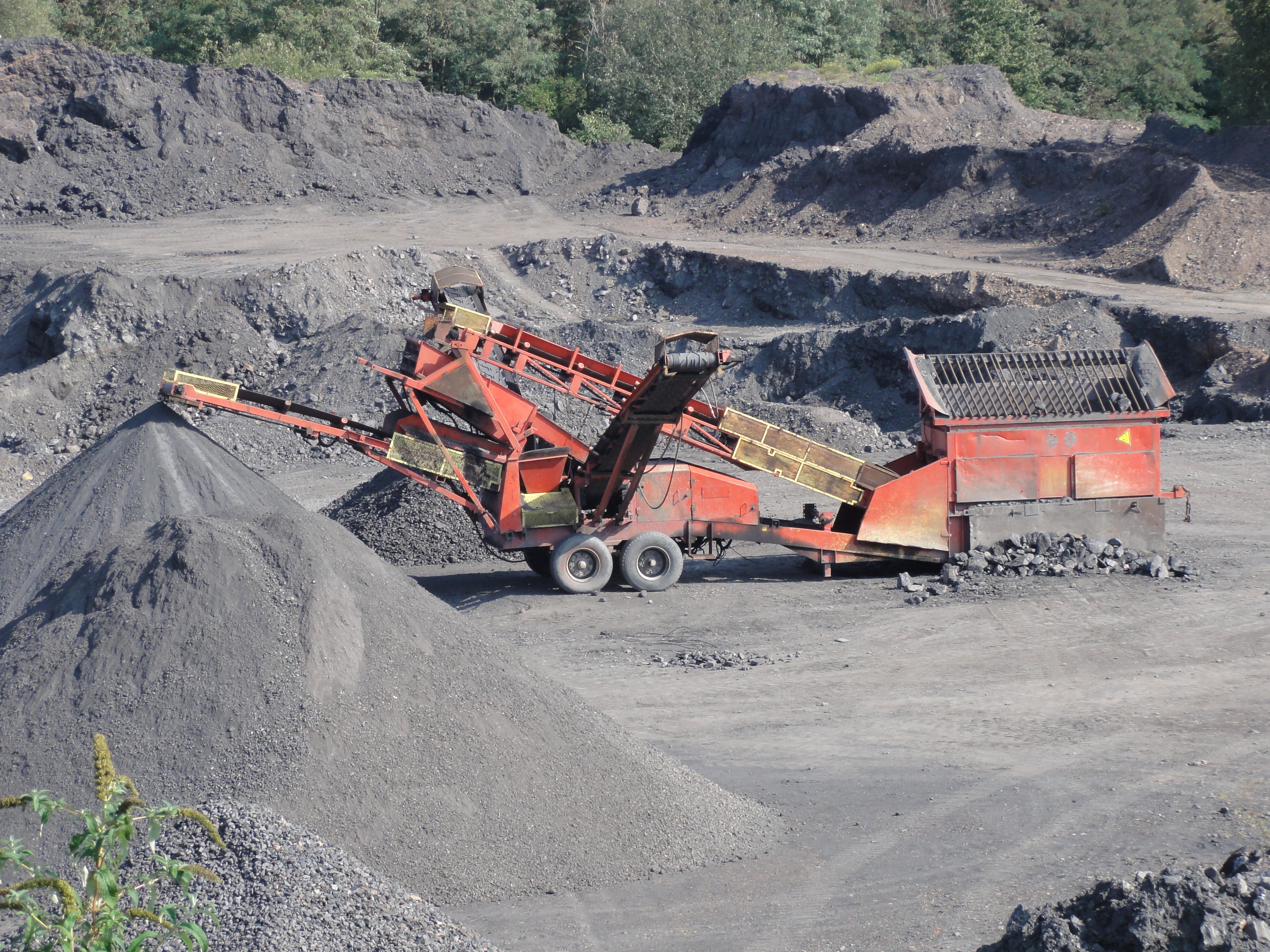
Les terrils Cuvinot.

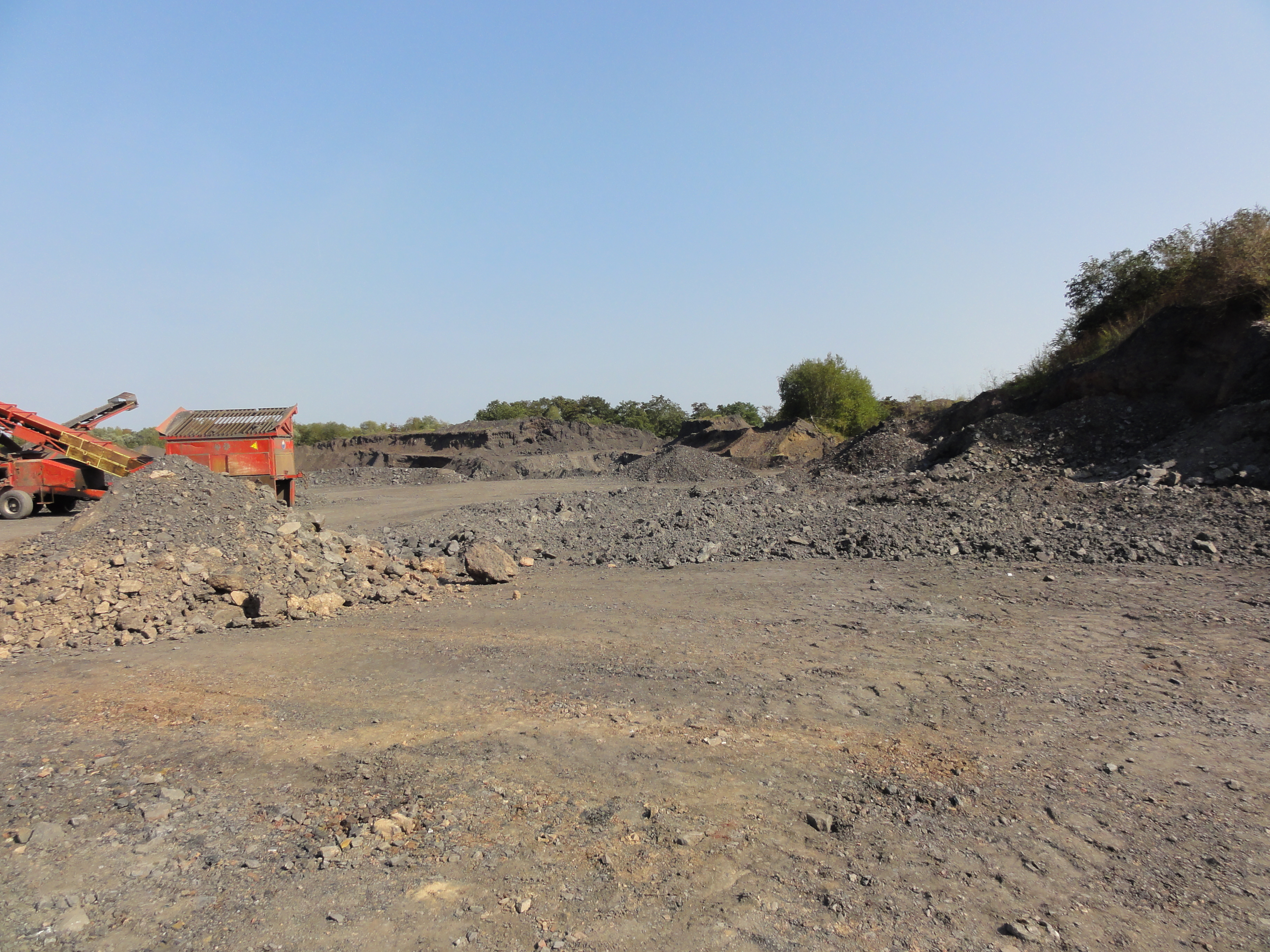
Les terrils Cuvinot.

Le terril no 201, Cuvinot, situé à Onnaing, est le terril de la fosse Cuvinot des mines d'Anzin. Exploité, il s'agissait d'un terril conique.

### Terrilno202, Cuvinot Ouest
50° 24′ 04″ N, 3° 35′ 49″ E
Le terril no 202, Cuvinot Ouest, situé à Onnaing, est indissociable du terril no 201, et plat. Ceux-ci ont été exploités.

### Terrilno203, Lières
50° 33′ 07″ N, 2° 23′ 59″ E
Le terril no 203, Lières, situé à Lières, est le terril de la fosse no 1 des mines d'Auchy-au-Bois, dont l'exploitation a duré de 1859 à 1881. Il ne subsiste plus que la base du terril, qui n'est pas dissociable des prairies des alentours.

### Terrilno204, Ames
50° 32′ 29″ N, 2° 23′ 57″ E
Le terril no 204, Ames, situé à Ames, disparu, était le terril de la fosse no 3 des mines d'Auchy-au-Bois, commencée en 1874, et abandonnée en 1888.

### Terrilno205, 1 de Drocourt

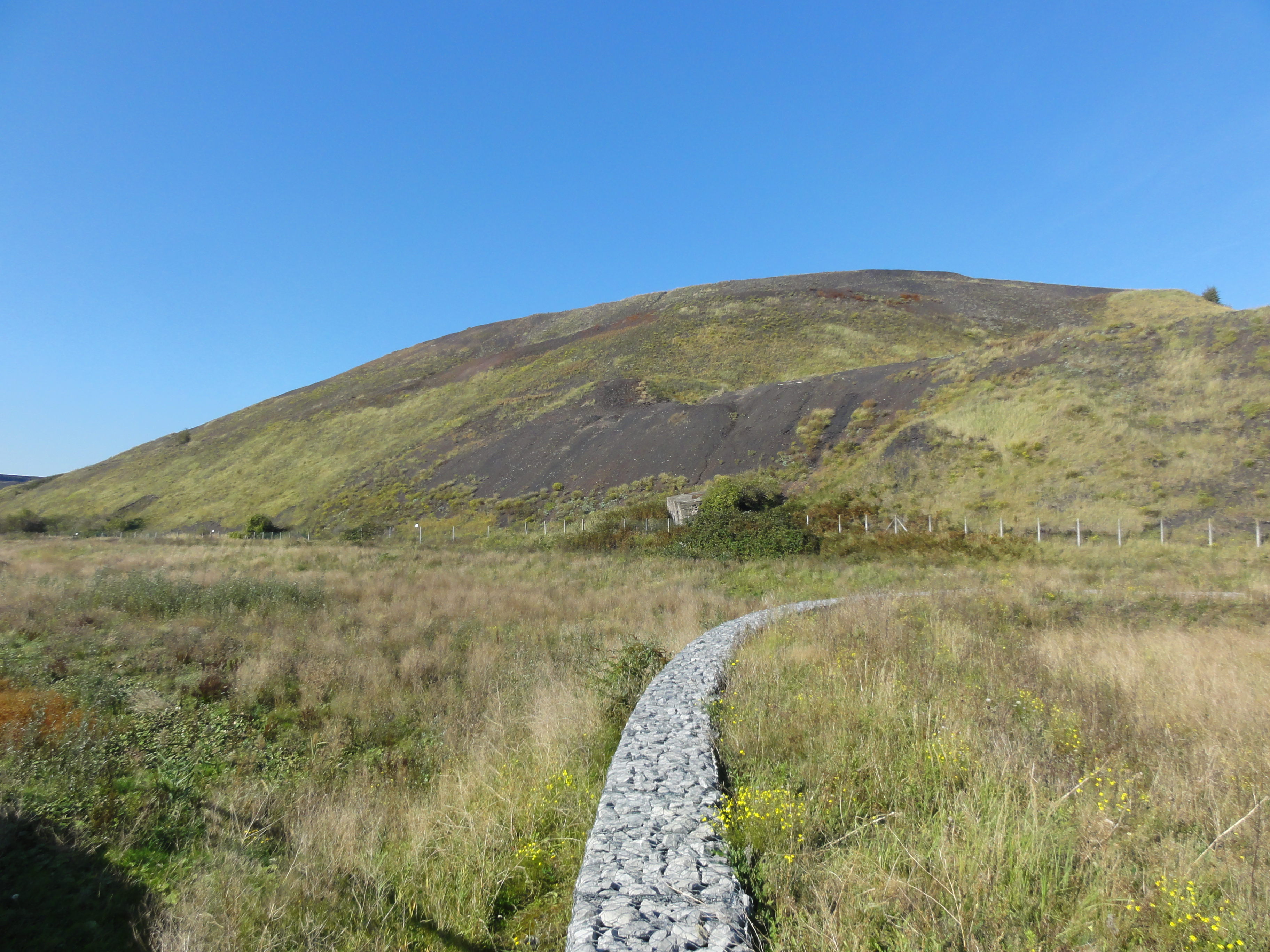
Le terril 1 de Drocourt.

50° 24′ 23″ N, 2° 56′ 02″ E
Le terril no 205, 1 de Drocourt, situé à Hénin-Beaumont, est un immense terril tabulaire, donc la surface est de forme triangulaire, alimenté par la fosse no 1 des mines de Drocourt. Il est situé au nord de l'ancienne cokerie de Drocourt, et, pour partie, sur le carreau de la fosse no 3 des mines de Drocourt.

### Terrilno206, Cavalier de Loison
50° 27′ 26″ N, 2° 51′ 33″ E
Le terril no 206, Cavalier de Loison, situé à Loison-sous-Lens, est un terril cavalier.

### Terrilno207, Cavalier d'Harnes

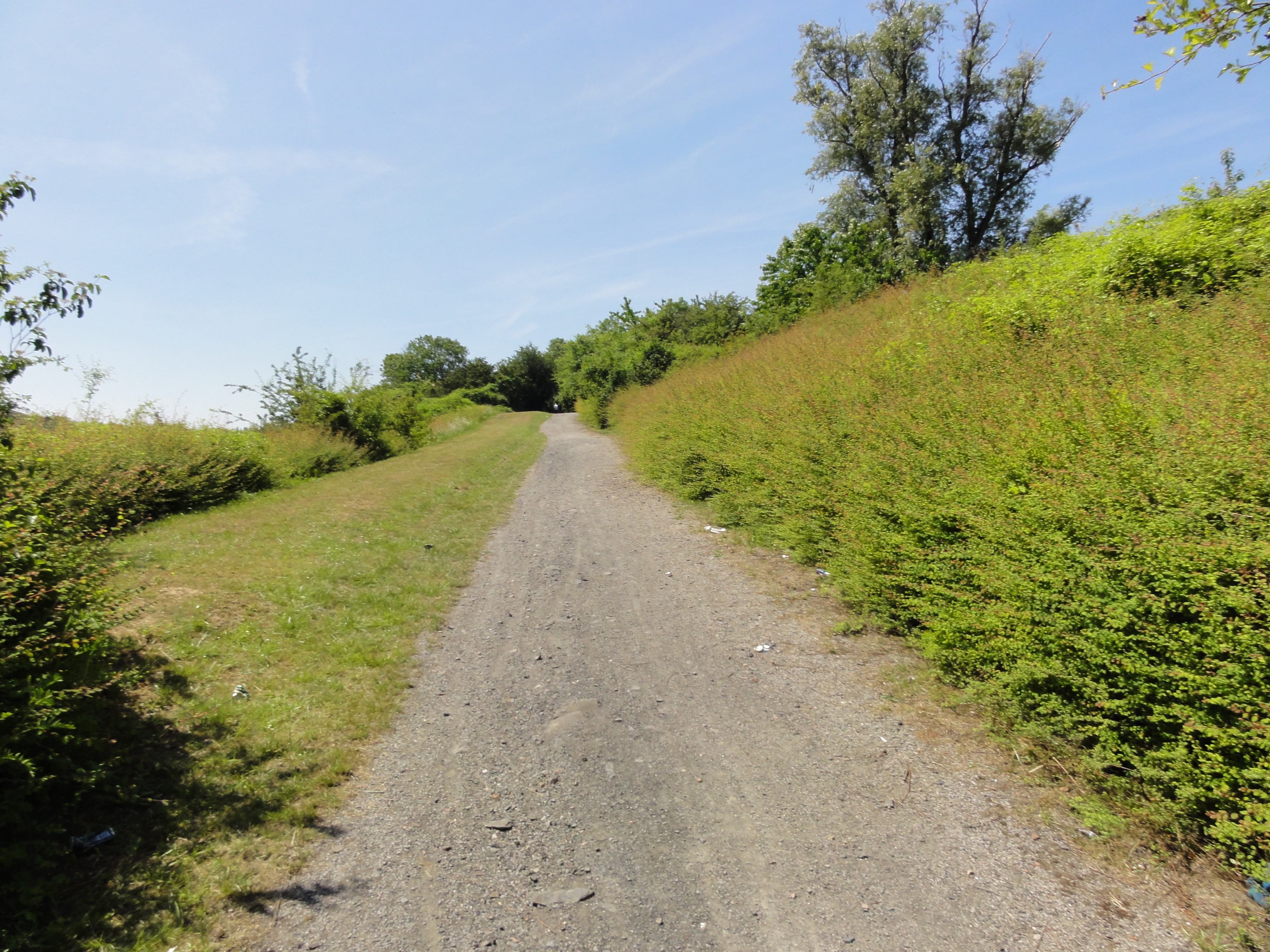
Le terril cavalier d'Harnes.

50° 27′ 15″ N, 2° 53′ 16″ E
Le terril no 207, Cavalier d'Harnes, situé à Harnes, est un terril cavalier qui relie la fosse no 21 - 22 au terril no 248, puis indirectement à la fosse no 24 - 25 des mines de Courrières.

### Terrilno208, Cavalier du Quart de Six Heures
50° 25′ 27″ N, 2° 54′ 23″ E
Le terril no 208, Cavalier du Quart de Six Heures, disparu, situé à Fouquières-lès-Lens, était un terril cavalier embranchant, au reste du réseau ferroviaire des mines de Courrières, la fosse no 6 - 14.

### Terrilno209, Cavalier de Noyelles-Godault

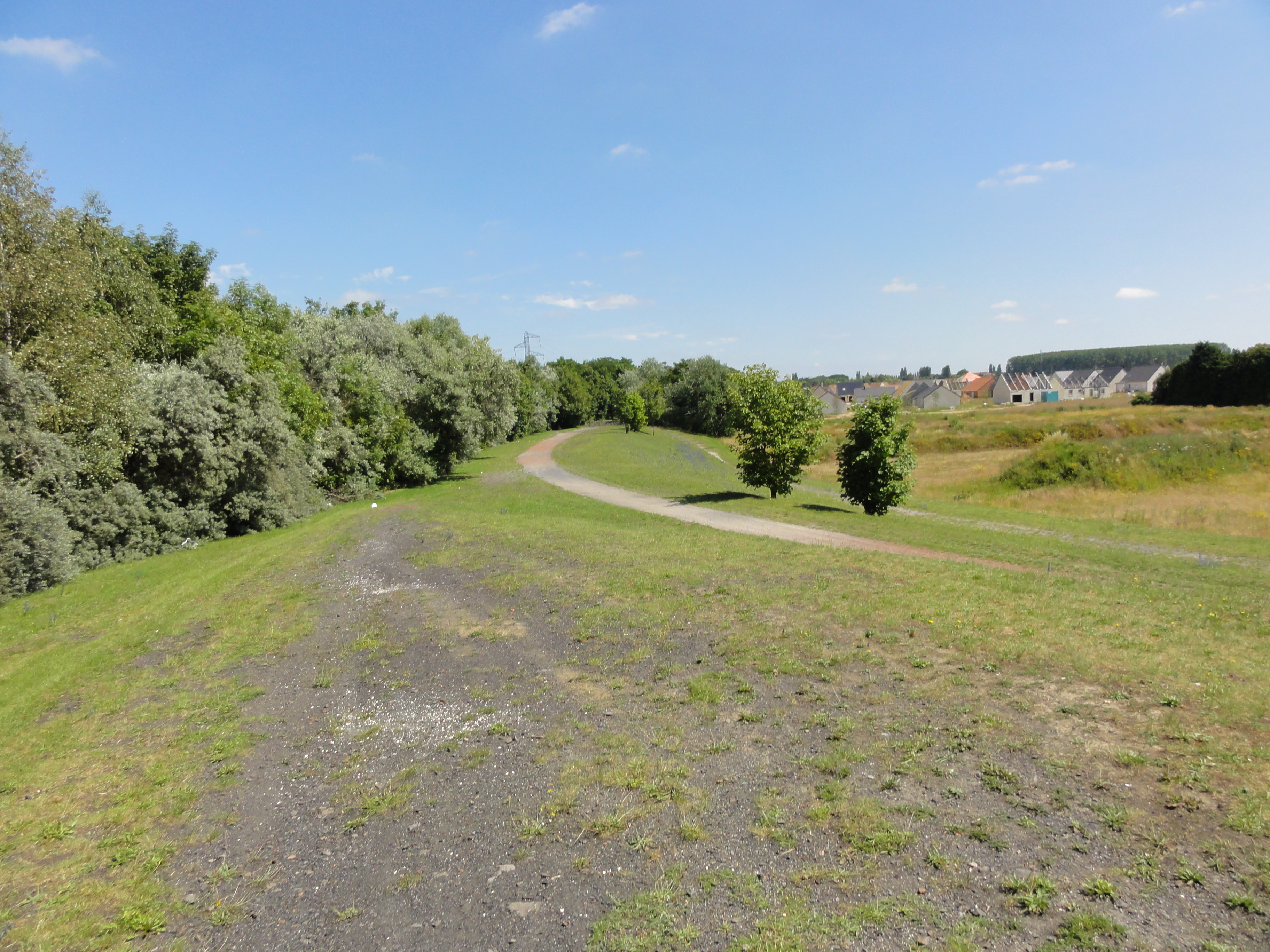
Le terril Cavalier de Noyelles-Godault.

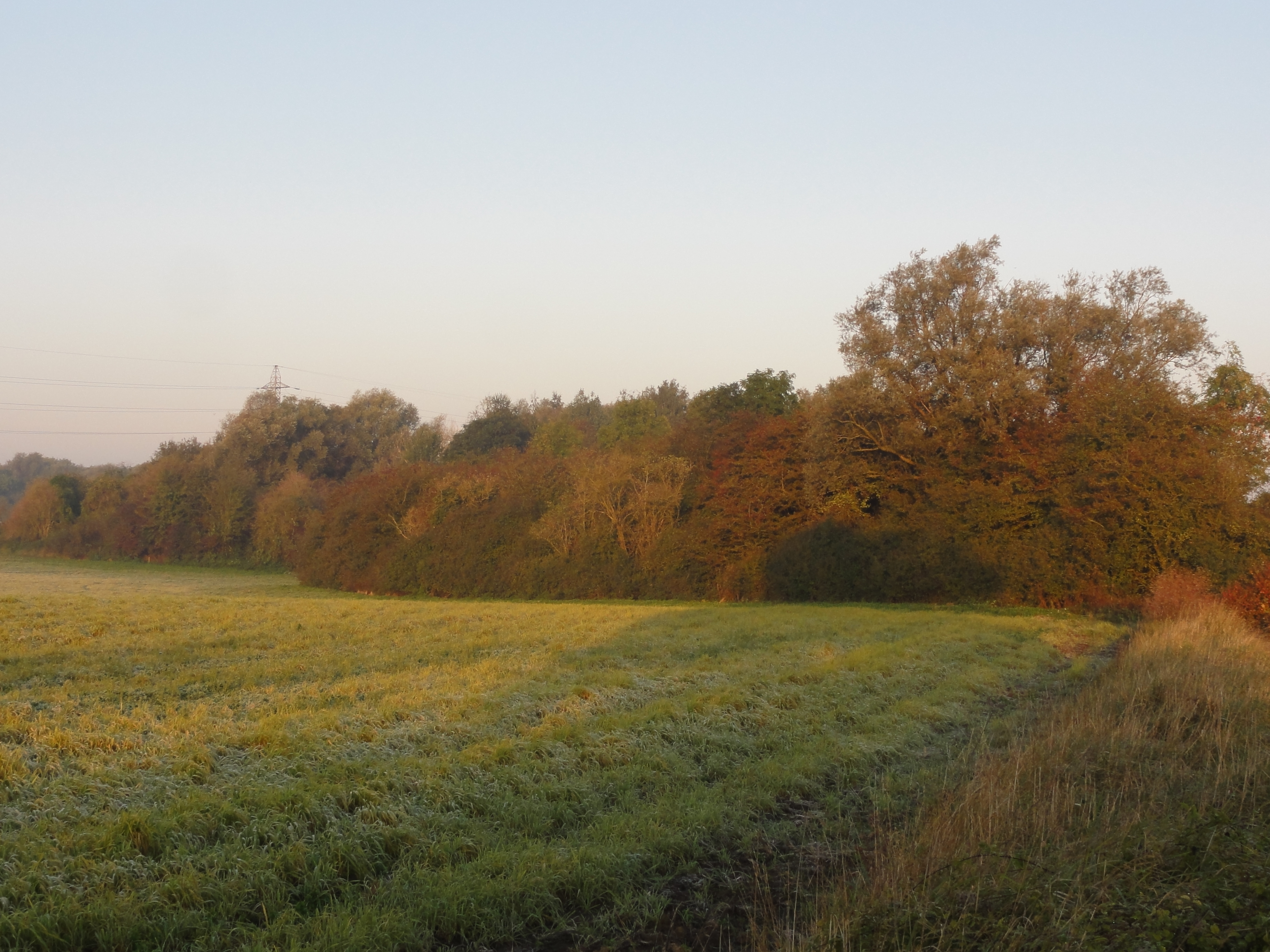
Le terril 16 - 18 d'Oignies.

50° 25′ 10″ N, 3° 00′ 21″ E
Le terril no 209, Cavalier de Noyelles-Godault, situé à Courcelles-lès-Lens et Noyelles-Godault, est un terril cavalier permettant de joindre les réseaux ferroviaires des mines de Dourges aux mines de l'Escarpelle. Il est situé au nord de la fosse no 4 - 4 bis des mines de Dourges.

### Terrilno210, 16 - 18 d'Oignies
50° 28′ 08″ N, 2° 57′ 31″ E
Le terril no 210, 16 - 18 d'Oignies, situé à Courrières, est le terril plat de la fosse no 8 - 16 des mines de Courrières. Il a été exploité.

### Terrilno210A, 16 - 18 d'Oignies

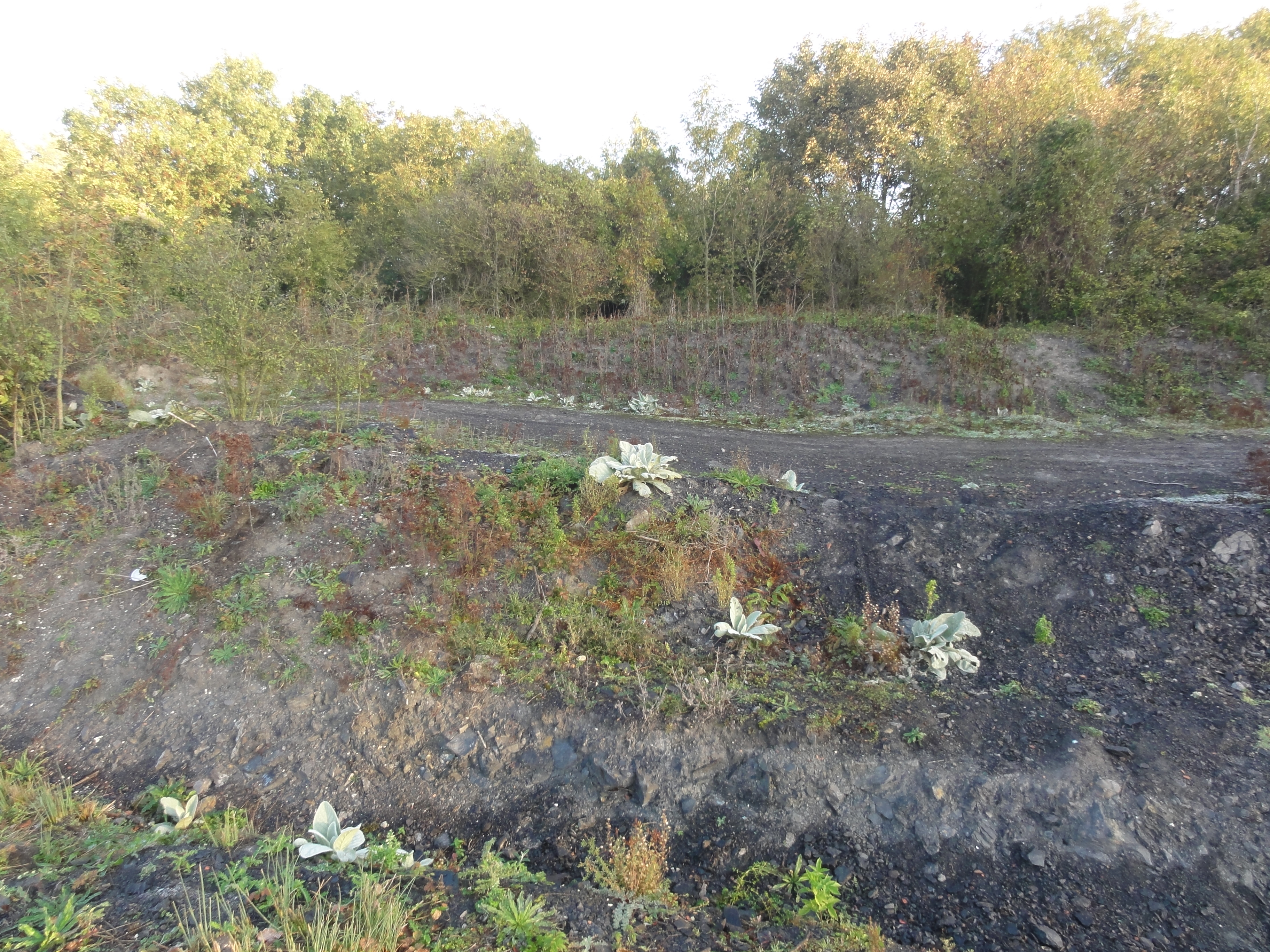
Le terril 16 - 18 d'Oignies.

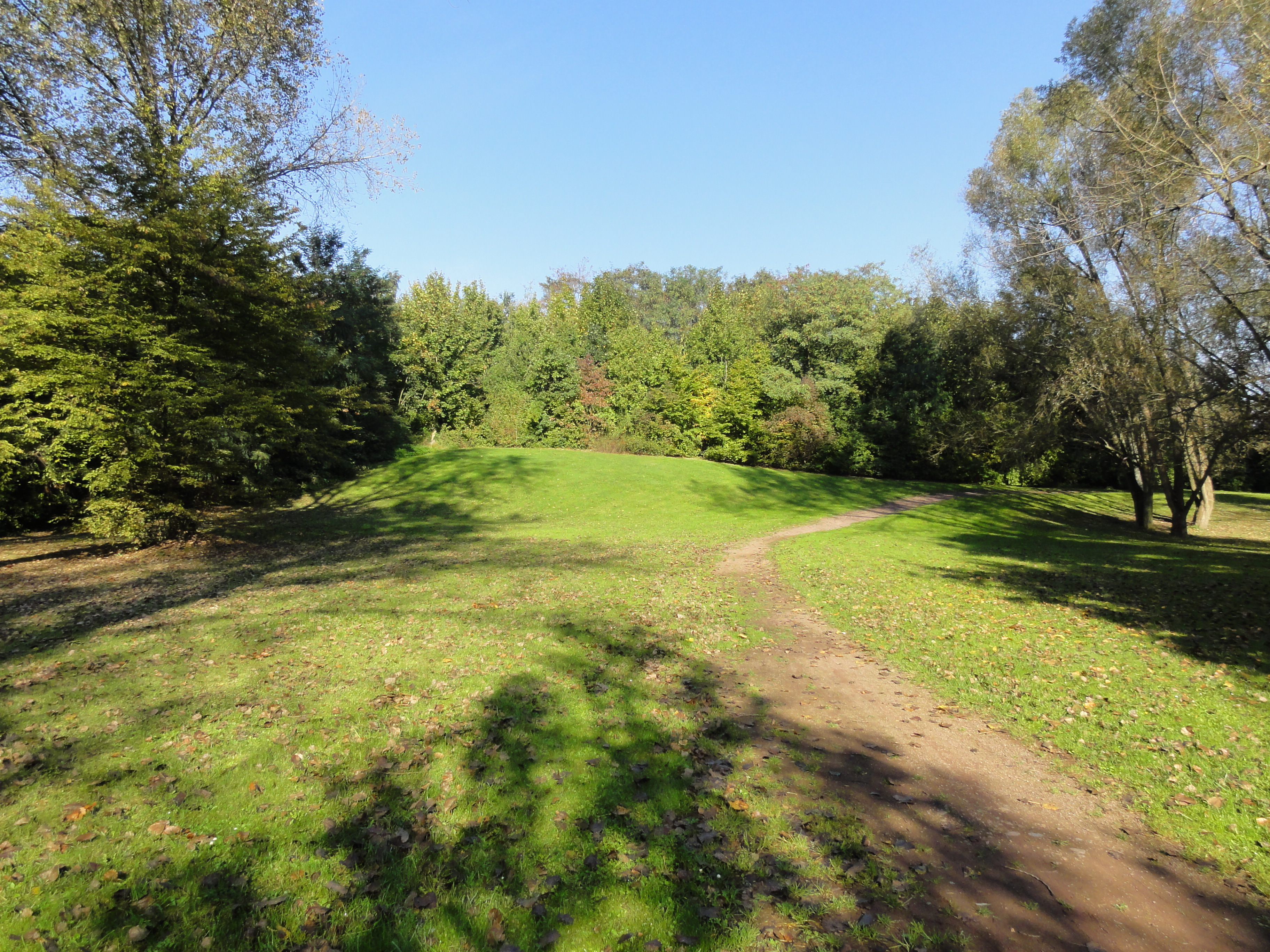
Le terril 3 d'Oignies.

50° 28′ 21″ N, 2° 57′ 43″ E
Le terril no 210A, 16 - 18 d'Oignies, situé à Courrières, est le terril plat de la fosse no 8 - 16 des mines de Courrières. Il a été exploité, et est situé au nord de la Deûle.

### Terrilno211, 3 d'Oignies
50° 28′ 21″ N, 3° 00′ 25″ E
Le terril no 211, situé à Libercourt, est le terril de la fosse no 3 des mines d'Ostricourt. Il a été exploité, et est situé à l'est de la ligne de Paris-Nord à Lille, à l'inverse du puits.

### Terrilno212, Cavalier du 10 de l'Escarpelle

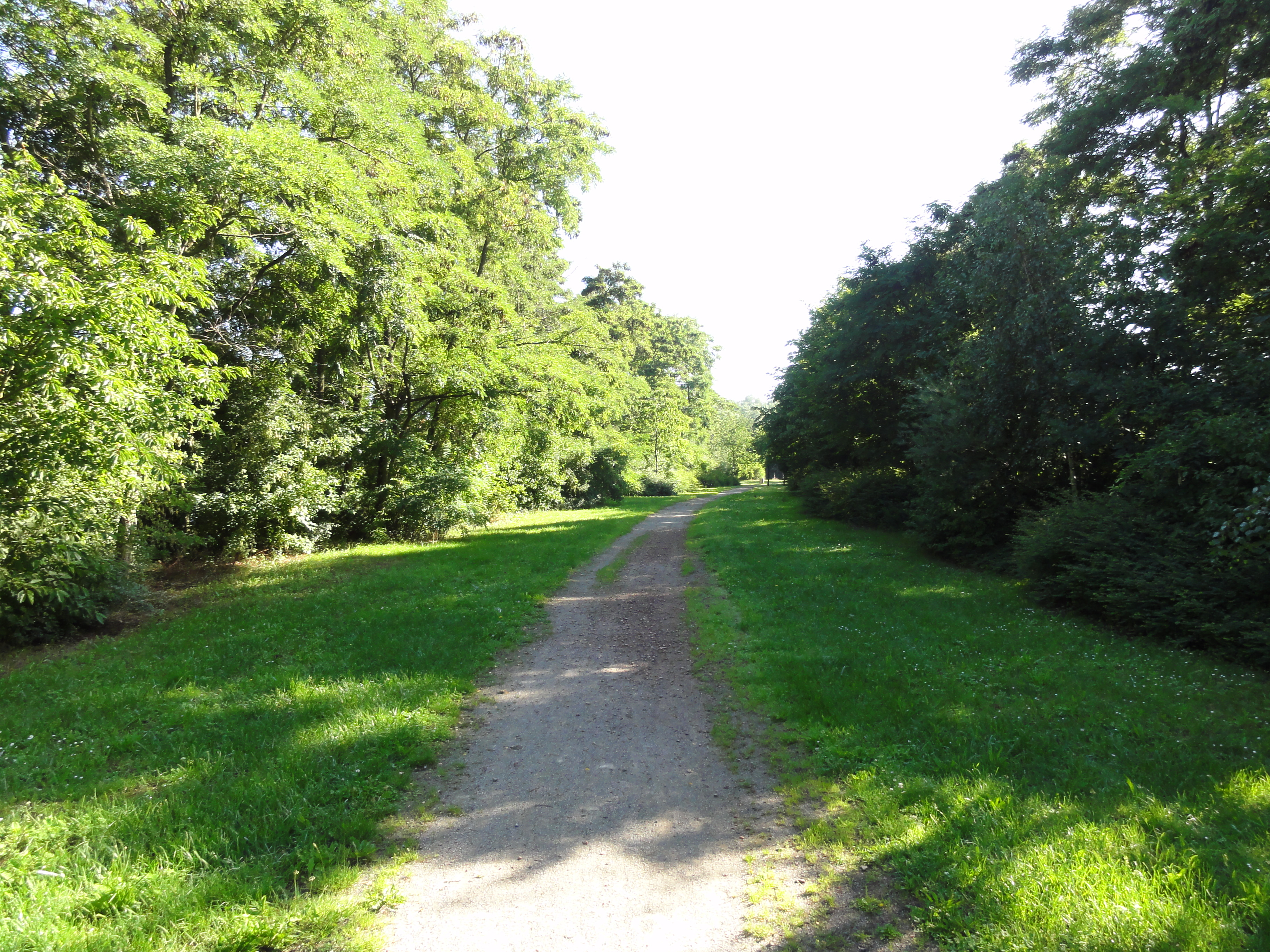
Le terril no 212.

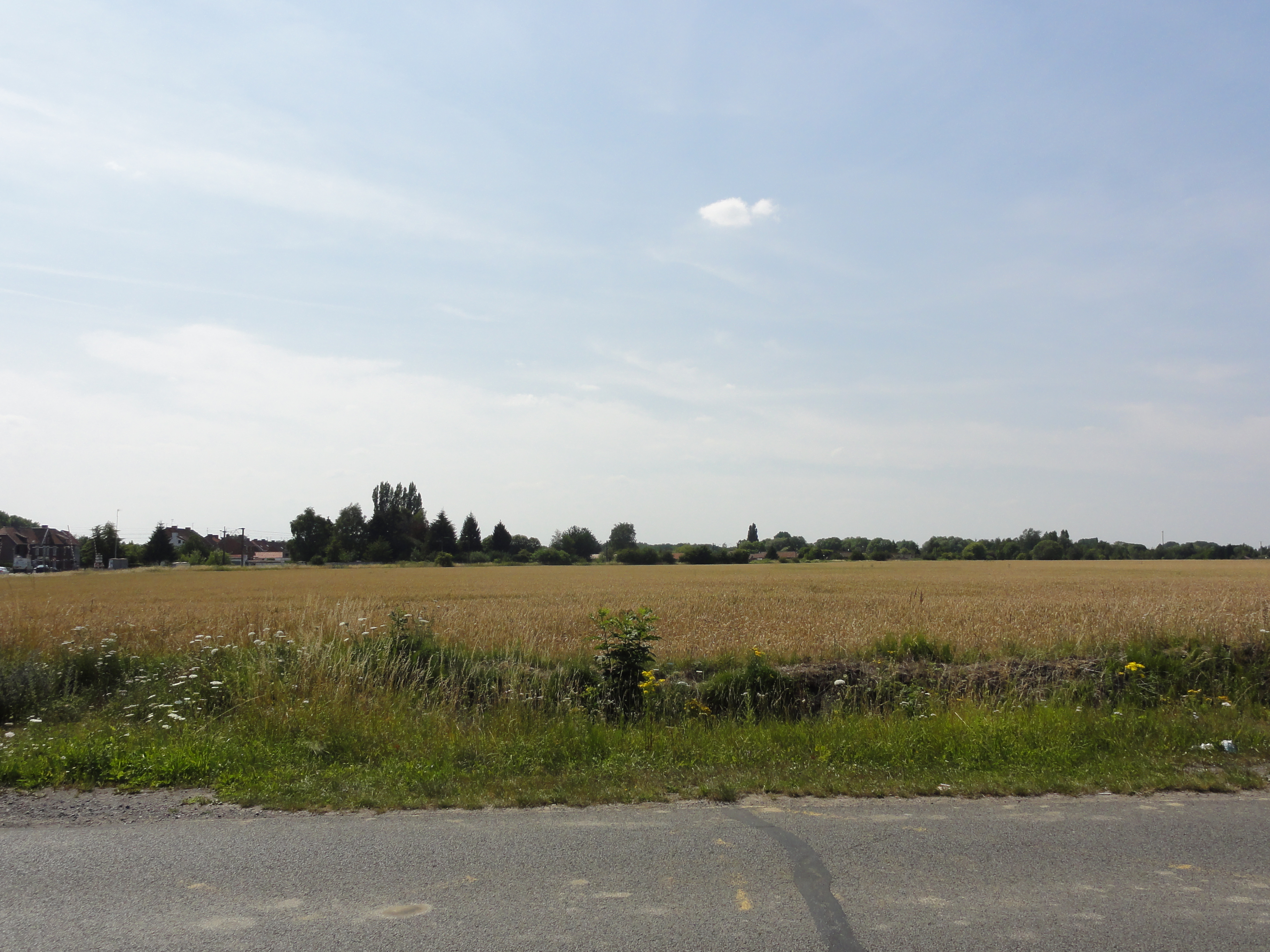
Le site du terril no 212A.

50° 26′ 44″ N, 3° 03′ 36″ E
Le terril no 212, Cavalier du 10 de l'Escarpelle, situé à Leforest, est le terril cavalier qui reliait la fosse no 10 des mines de l'Escarpelle à ses terrils nos 122 et 122A. Il a été exploité, mais le site est toujours un moyen d'accéder aux terrils.

### Terrilno212A, Cavalier du 10 de l'Escarpelle
50° 25′ 19″ N, 3° 04′ 14″ E
Le terril no 212A, Cavalier du 10 de l'Escarpelle, disparu, situé à Roost-Warendin, était un terril cavalier situé au nord de la ligne de Paris-Nord à Lille. Les terrains ont été rendus à l'agriculture. Il permettait de relier la fosse no 9 à la fosse no 10.

### Terrilno212B, Cavalier du 10 de l'Escarpelle
50° 24′ 54″ N, 3° 05′ 15″ E
Le terril no 212B, Cavalier du 10 de l'Escarpelle, disparu, situé à Auby et Roost-Warendin, était un terril cavalier reliant la fosse no 9 à la fosse no 10 des mines de l'Escarpelle. Il a d'une part été entièrement exploité, et d'autre part racheté par l'usine métallurgique pour étendre un bassin de décantation.

### Terrilno213, Cavalier de Roost-Warendin

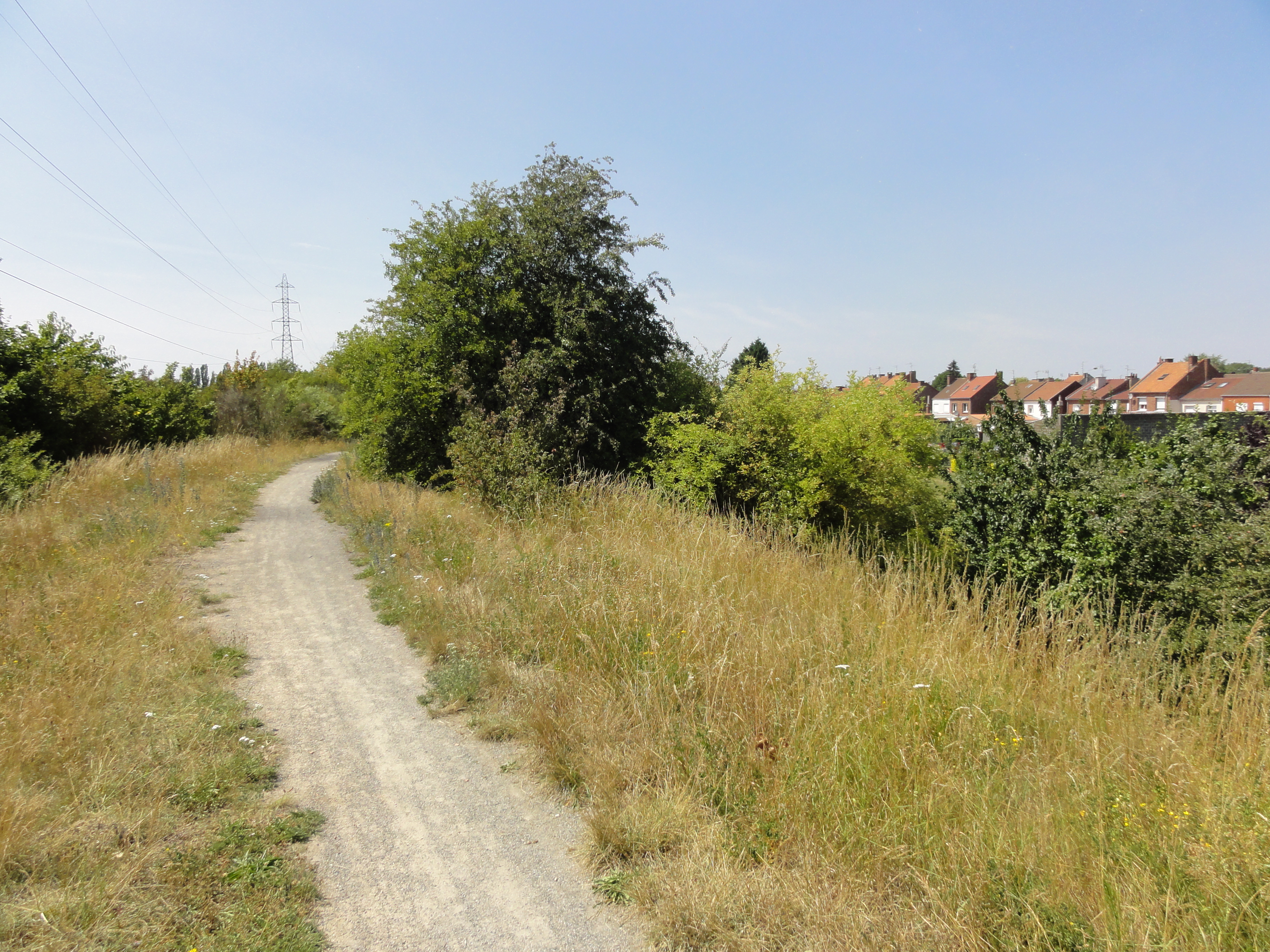
Le terril no 213.

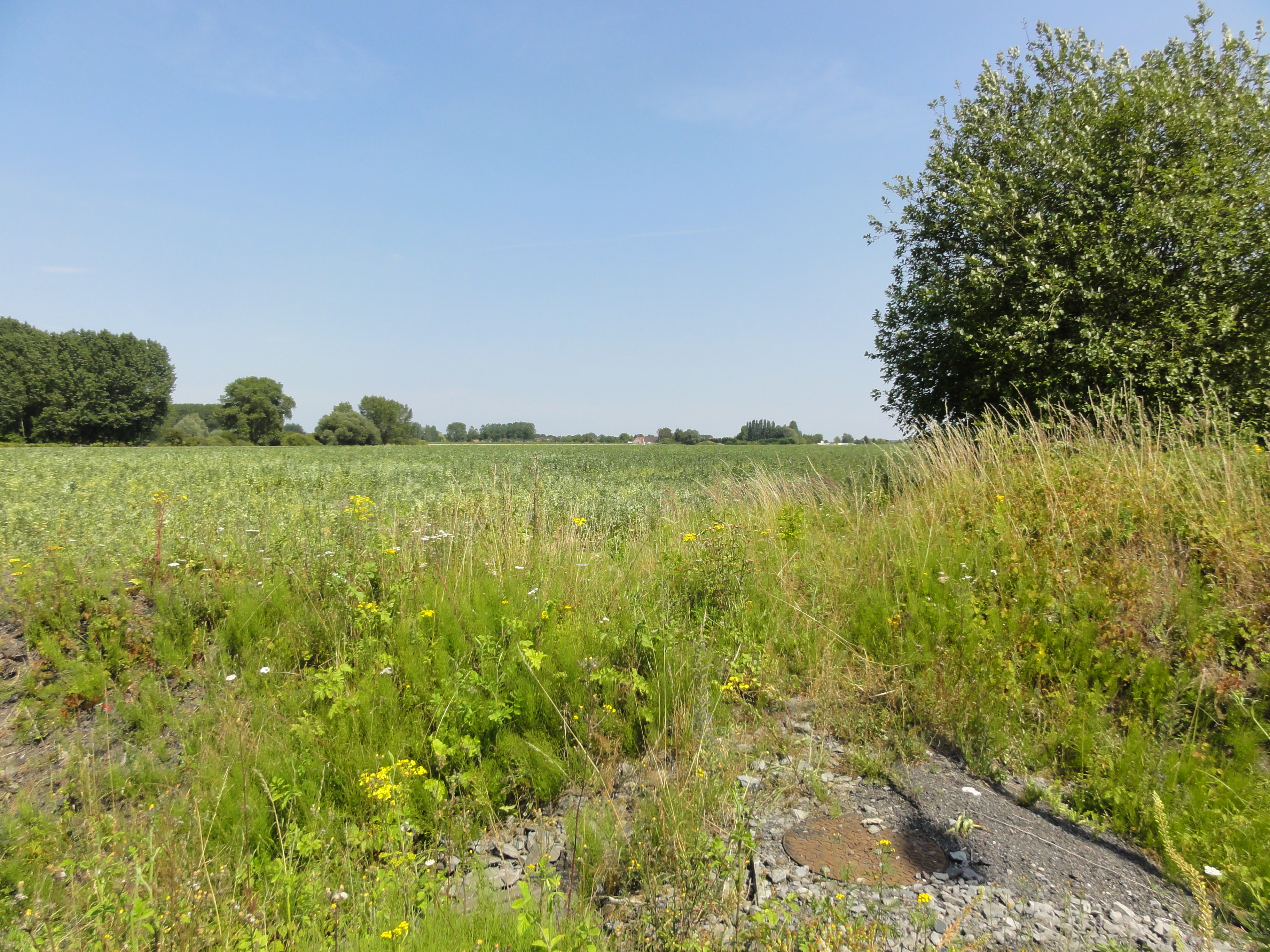
Le site du terril n° 213A.

50° 24′ 39″ N, 3° 03′ 41″ E
Le terril no 213, Cavalier de Roost-Warendin, situé à Auby, est un terril cavalier.

### Terrilno213A, Cavalier de Roost-Warendin
50° 25′ 11″ N, 3° 04′ 41″ E
Le terril no 213A, Cavalier de Roost-Warendin, disparu, situé à Roost-Warendin, était un terril cavalier. Il a été repris par les terres agricoles.

### Terrilno213B, Cavalier de Roost-Warendin

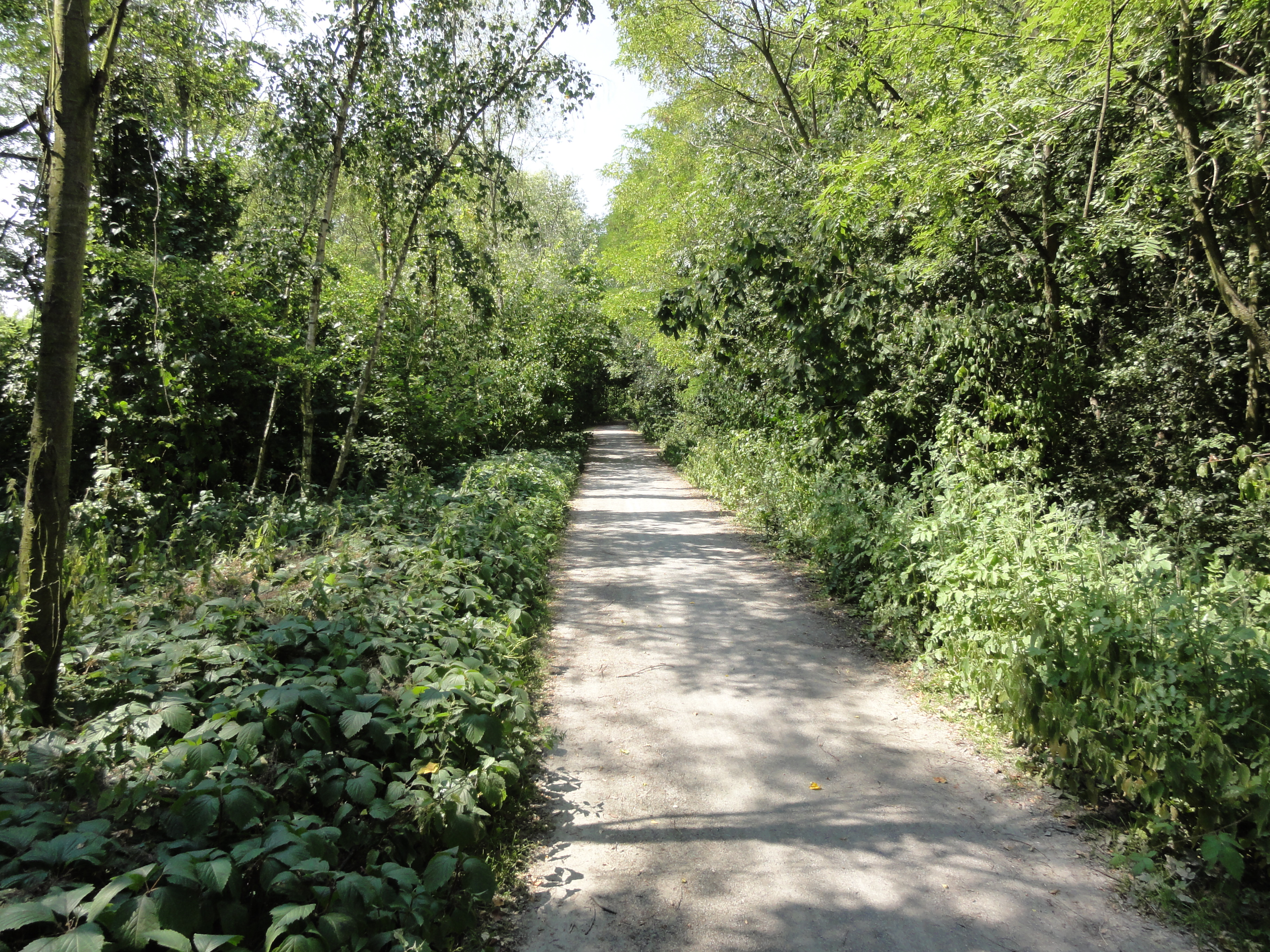
Le terril n° 213B.

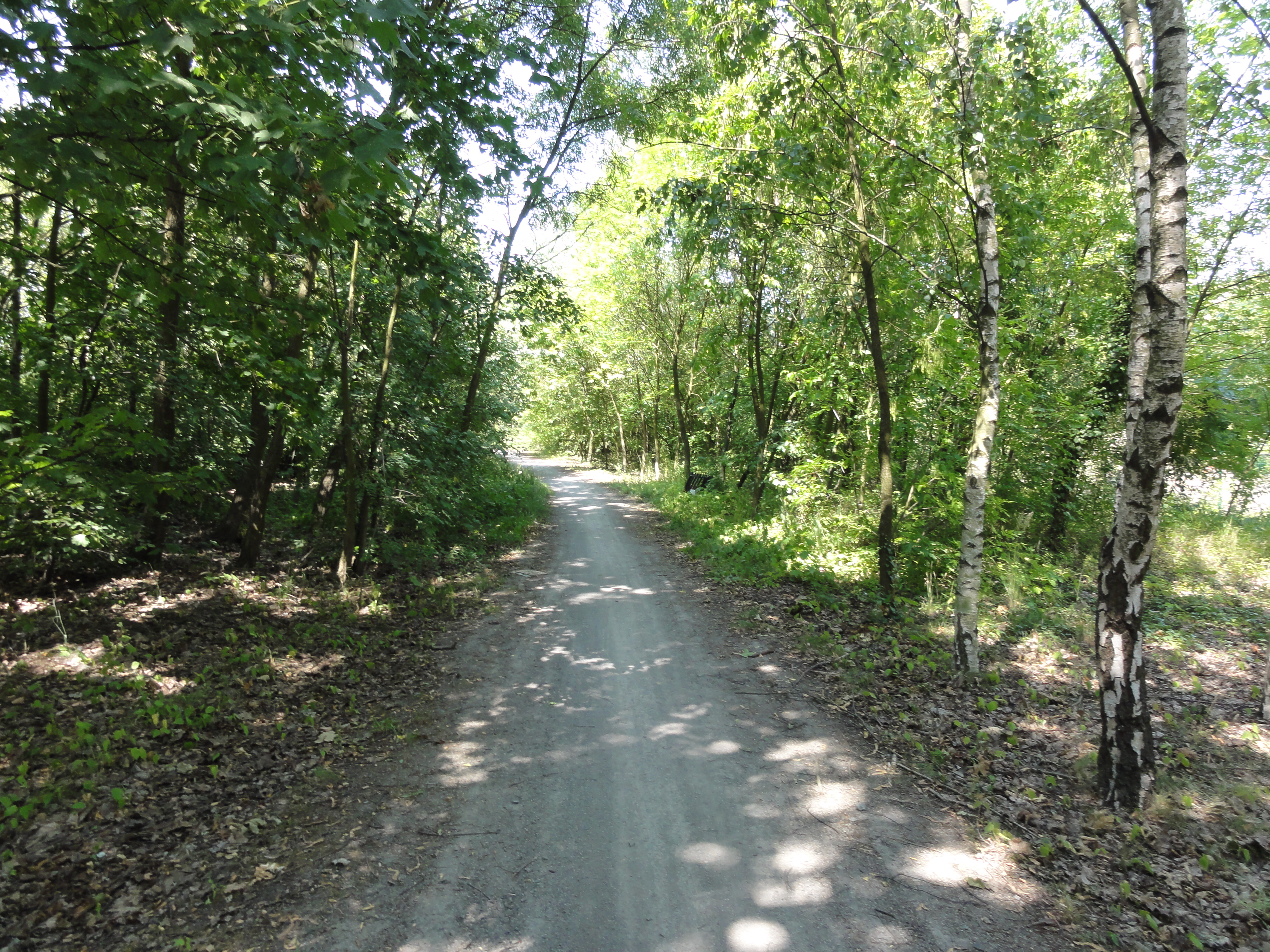
Le terril n° 213C.

50° 25′ 04″ N, 3° 04′ 11″ E
Le terril no 213B, Cavalier de Roost-Warendin, situé à Auby, est un terril cavalier. Il contourne le terril no 140.

### Terrilno213C, Cavalier de Roost-Warendin
50° 24′ 50″ N, 3° 04′ 18″ E
Le terril no 213C, Cavalier de Roost-Warendin, situé à Auby, est un terril cavalier, situé au sud du no 213B.

### Terrilno213D, Cavalier de Roost-Warendin

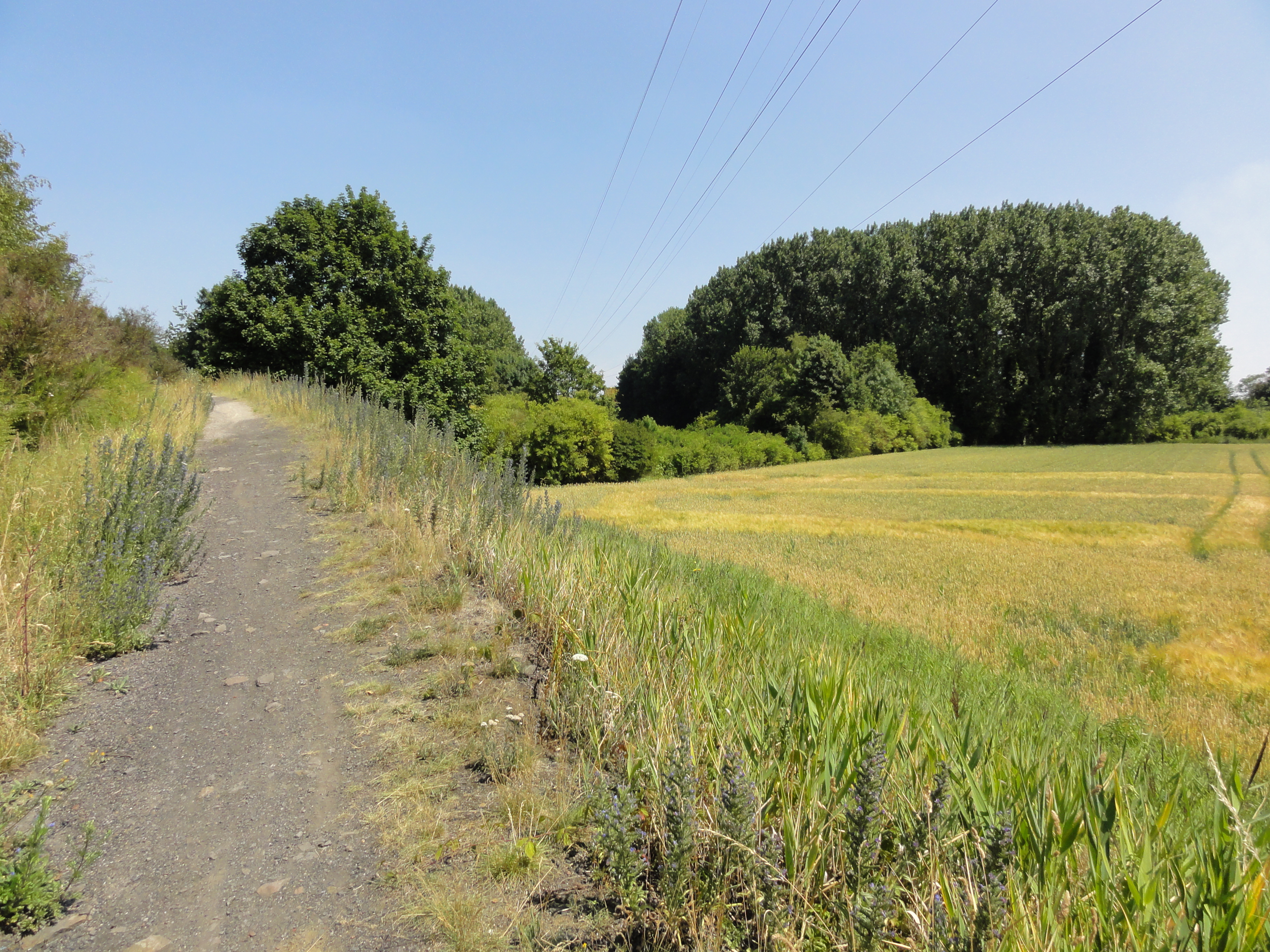
Le terril n° 213D.

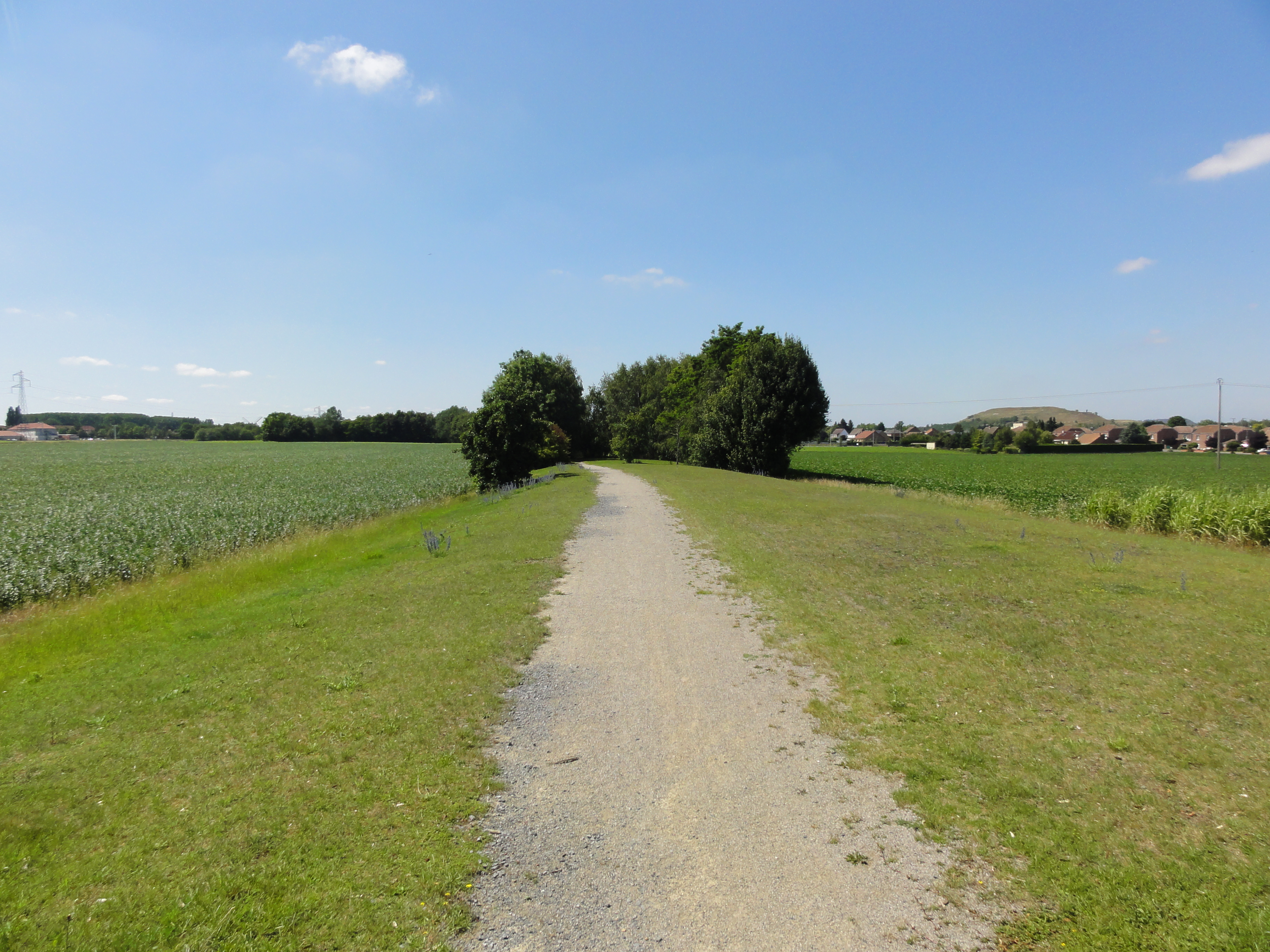
Le terril Cavalier de Courcelles.

50° 24′ 39″ N, 3° 04′ 00″ E
Le terril no 213D, Cavalier de Roost-Warendin, situé à Auby, est un terril cavalier, situé à l'est du no 213.

### Terrilno214, Cavalier de Courcelles
50° 24′ 52″ N, 3° 01′ 29″ E
Le terril no 214, Cavalier de Courcelles, situé à Auby et Courcelles-lès-Lens, est un terril cavalier qui permettait de relier la fosse no 7 - 7 bis des mines de l'Escarpelle au reste du réseau ferroviaire des mines de l'Escarpelle.

### Terrilno215, 4 de Liévin

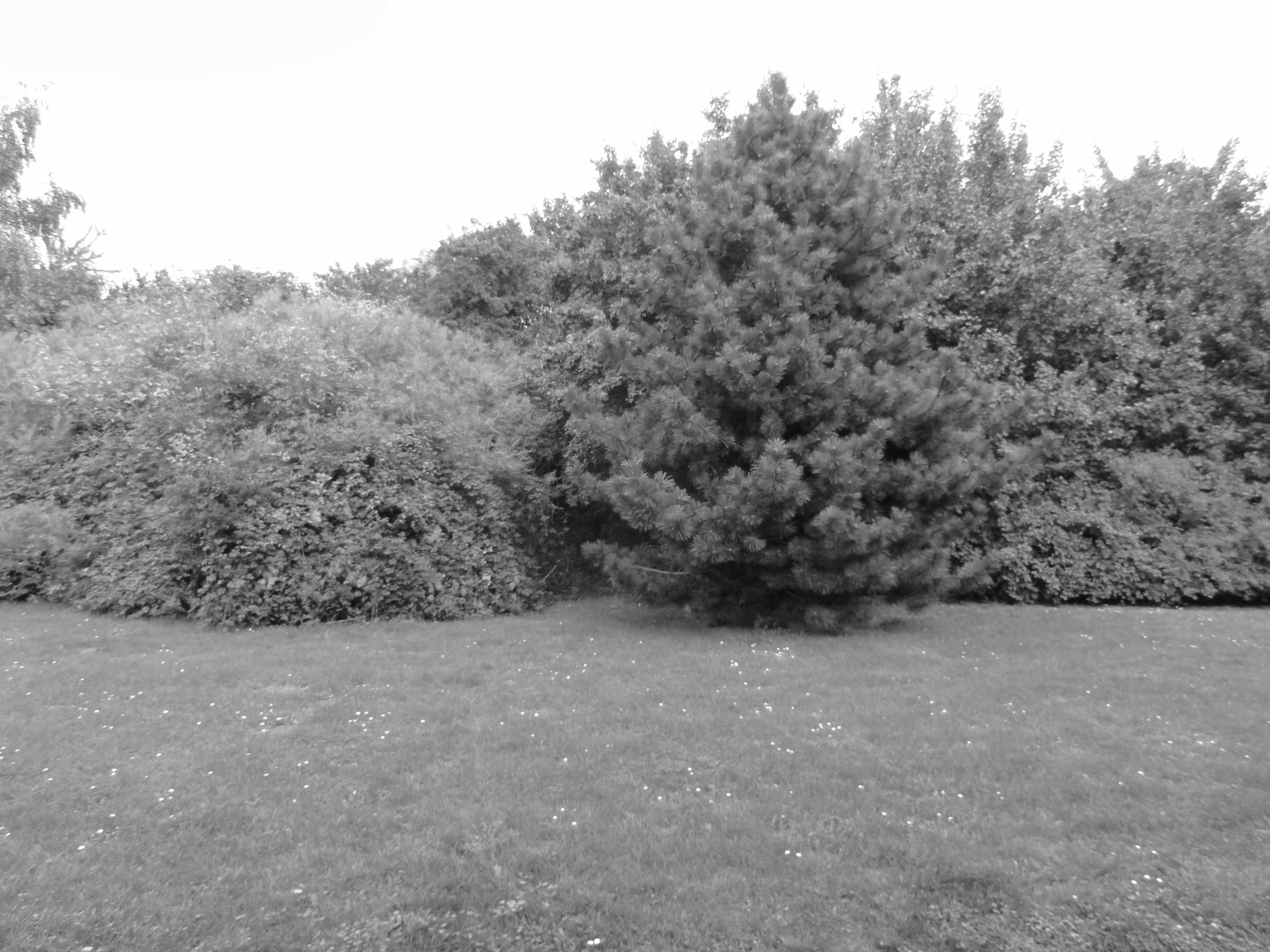
Le terril 4 de Liévin.

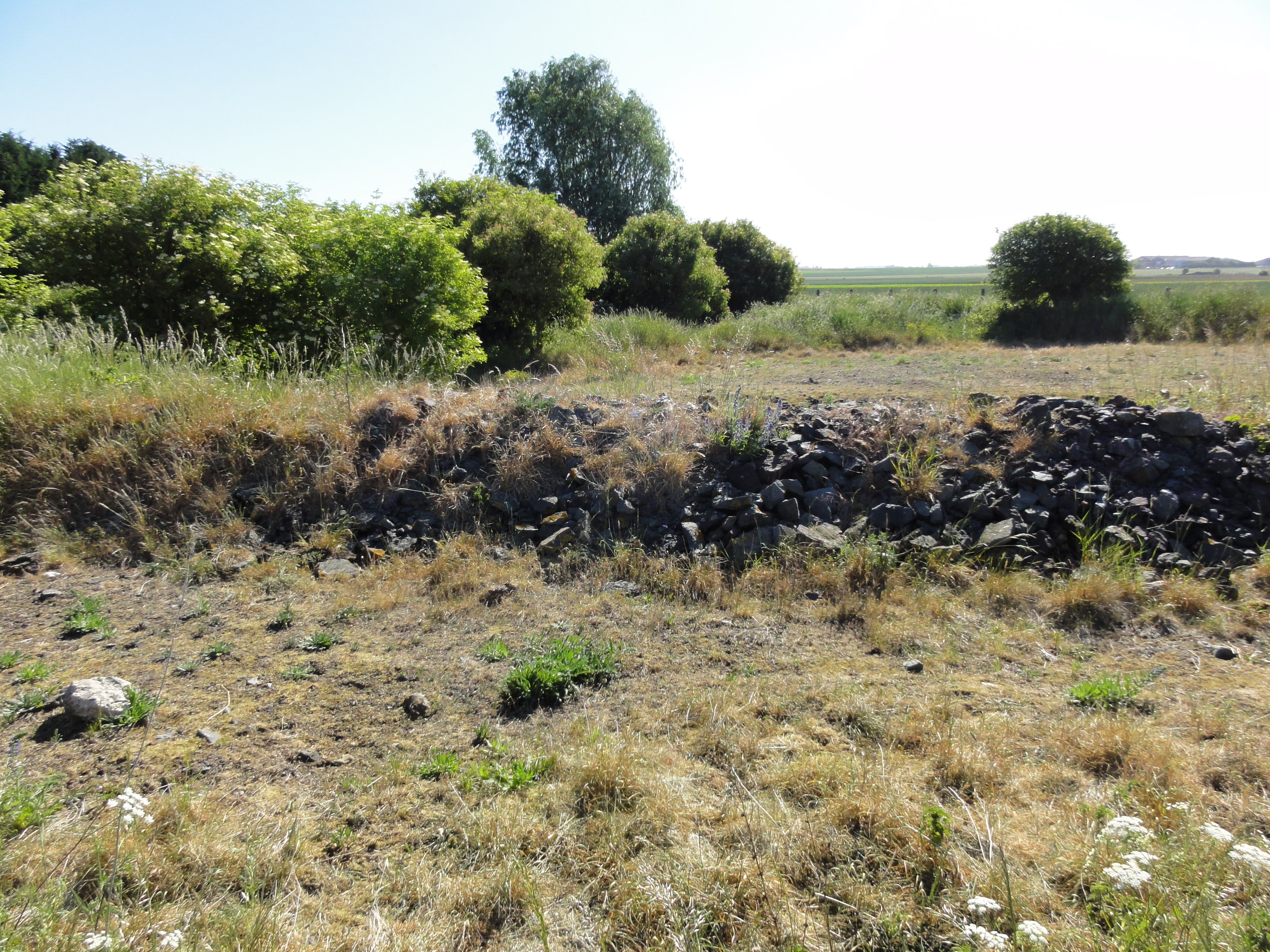
Le terril 8 de Liévin.

50° 24′ 30″ N, 2° 50′ 21″ E
Le terril no 215, 4 de Liévin, situé à Avion, est le terril plat de la fosse no 4 - 4 bis des mines de Liévin.

### Terrilno216, 8 de Liévin
50° 23′ 32″ N, 2° 50′ 49″ E
Le terril n° 216, 8 de Liévin, situé à Avion, est le terril de la fosse no 8 du Groupe de Liévin. Il est constitué des déblais qui ont été retirés lorsque le puits a été foncé.

### Terrilno217, Archevêque

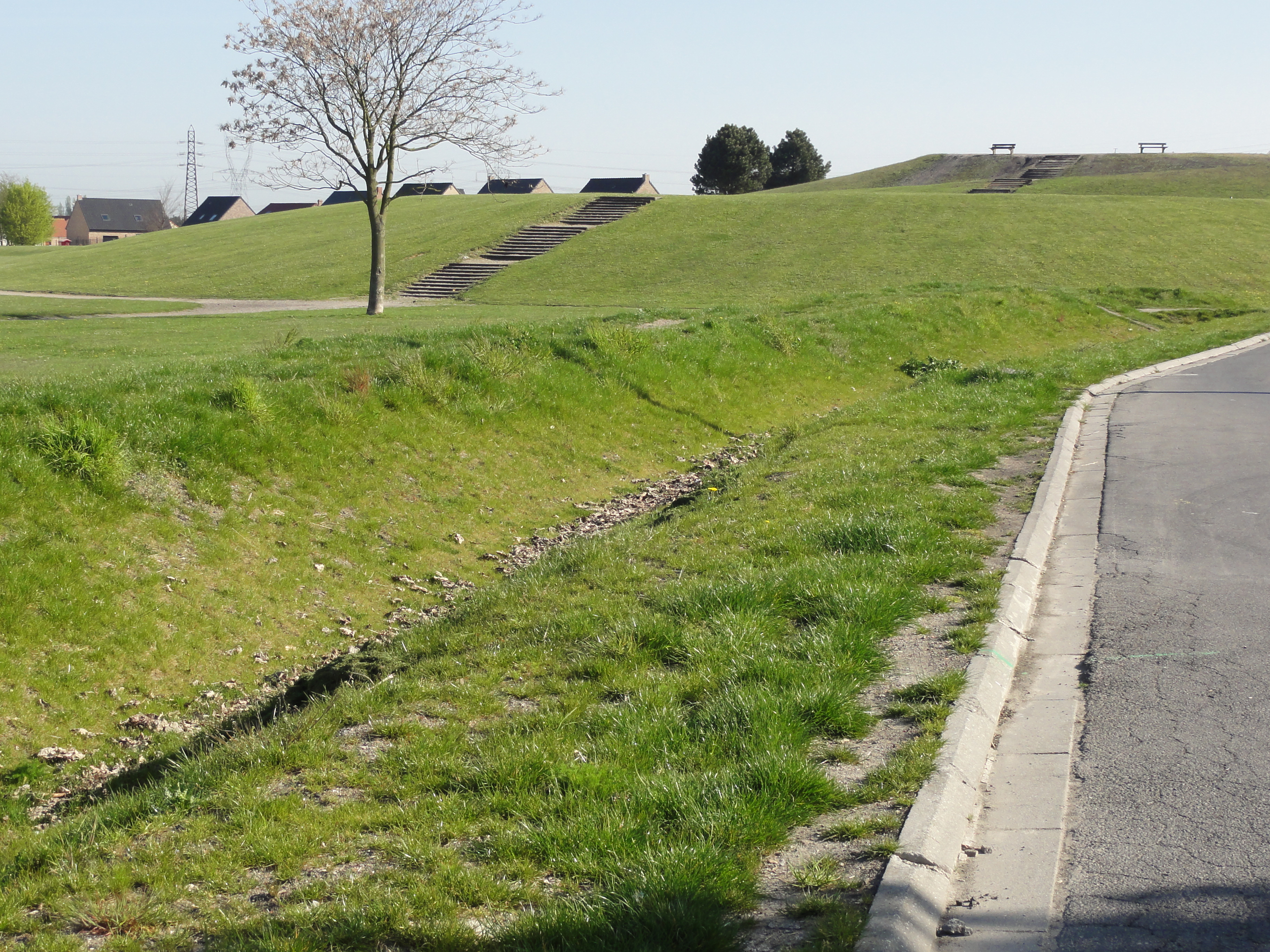
Le terril Archevêque.

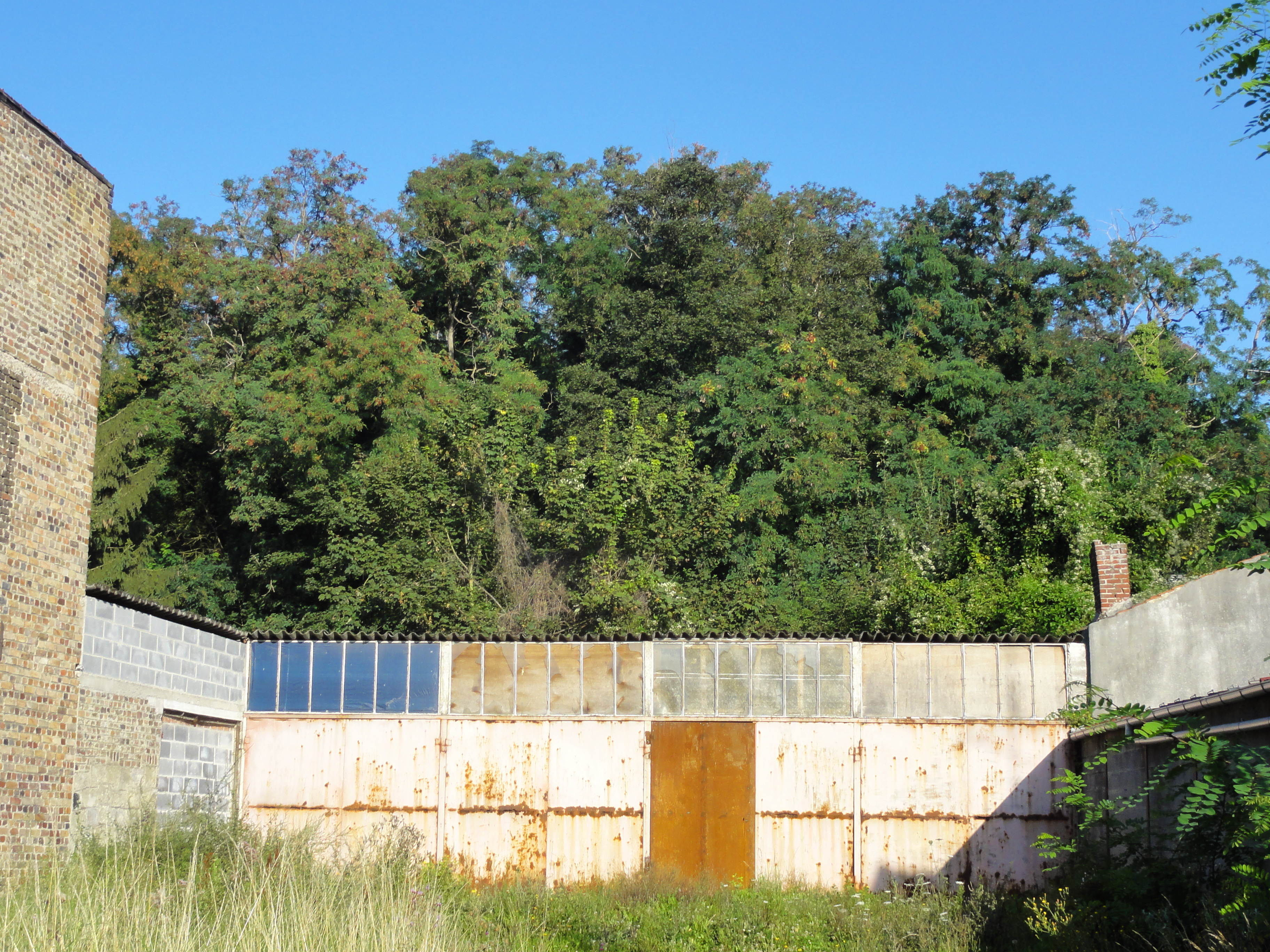
Le terril Bleuse Borne Mine Image.

50° 20′ 23″ N, 3° 15′ 26″ E
Le terril no 217, Archevêque, situé à Aniche, est le terril de la fosse Archevêque des mines d'Aniche.

### Terrilno218, Bleuse Borne Mine Image
50° 22′ 46″ N, 3° 31′ 05″ E
Le terril no 218, Bleuse Borne Mine Image, situé à Anzin, est un des quatre terrils de la fosse Bleuse Borne des mines d'Anzin. Il s'agit d'un terril conique, entièrement boisé, situé juste au sud de carreau de fosse. Les trois autres terrils, nos 189, 189A et 189B, sont situés à l'ouest, de l'autre côté de l'ancienne ligne de Somain à Péruwelz.

### Terrilno219, Vicoigneno2

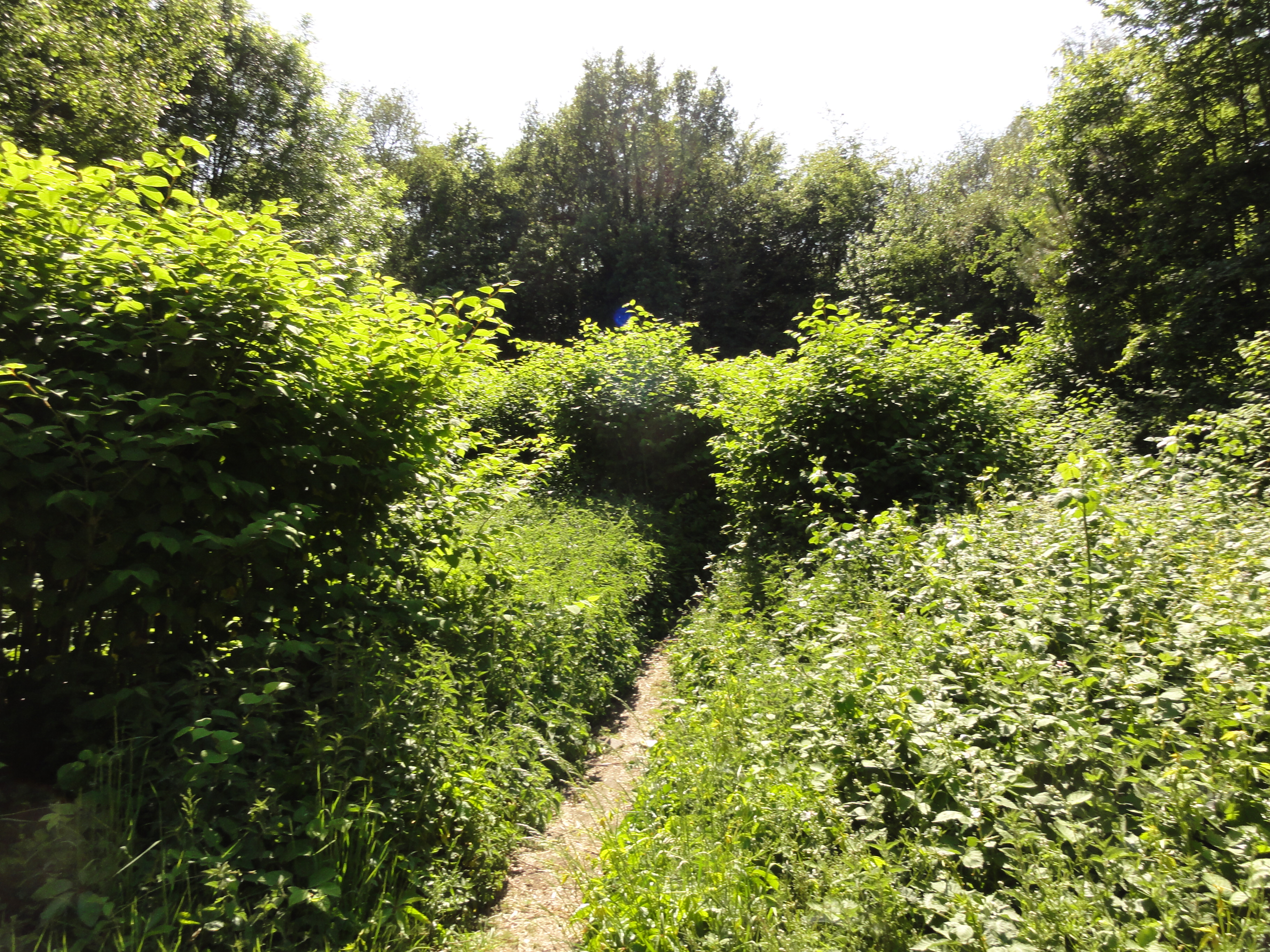
Le terril Vicoigne n° 2.

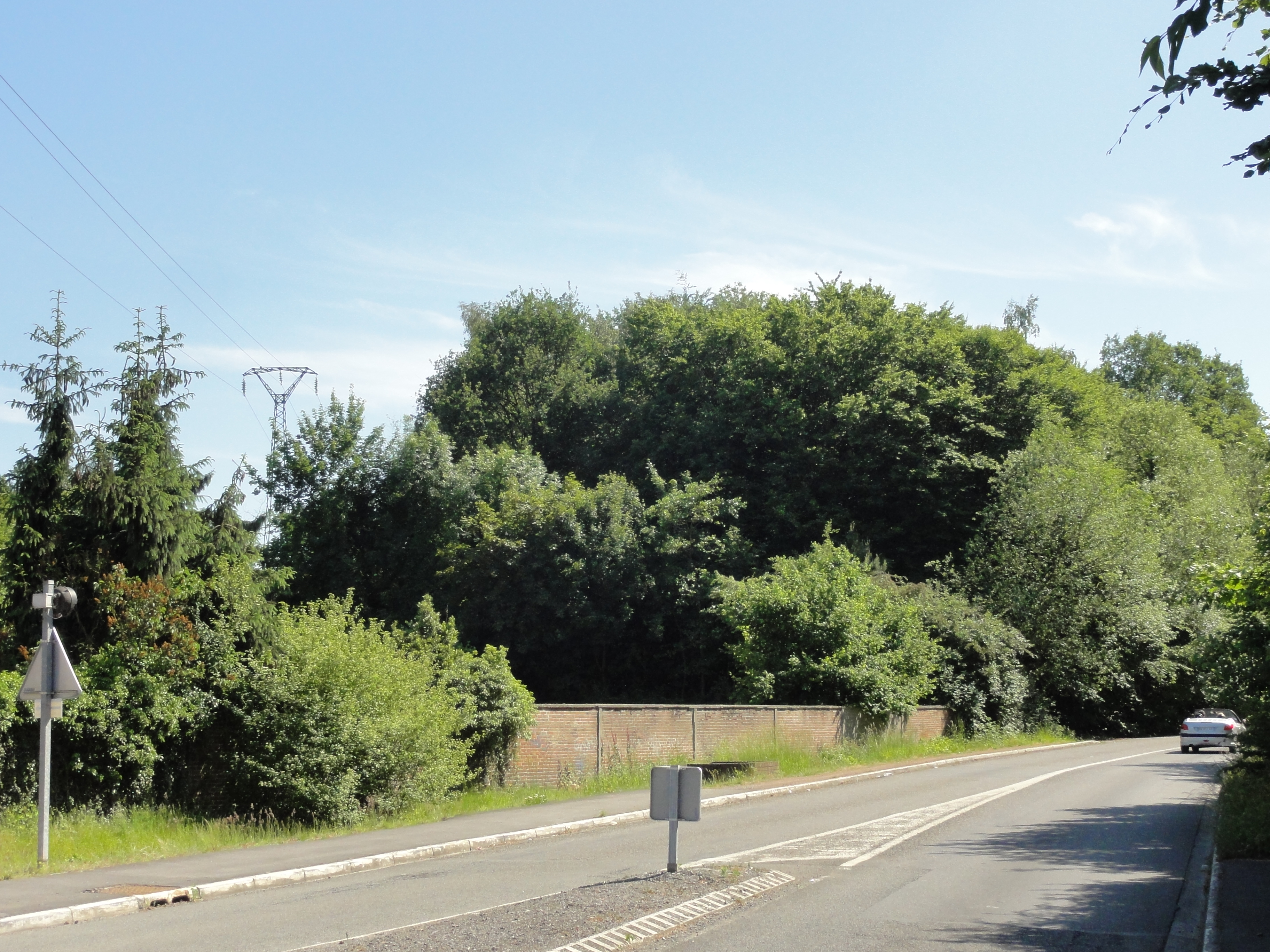
Le terril Vicoigne n° 2.

50° 24′ 05″ N, 3° 27′ 29″ E
Le terril no 219, Vicoigne no 2, situé à Raismes, est le terril de la fosse no 2 des mines de Vicoigne. Il est plat, de petite taille, et entièrement boisé.

### Terrilno220, Cavalier Delloye Sud

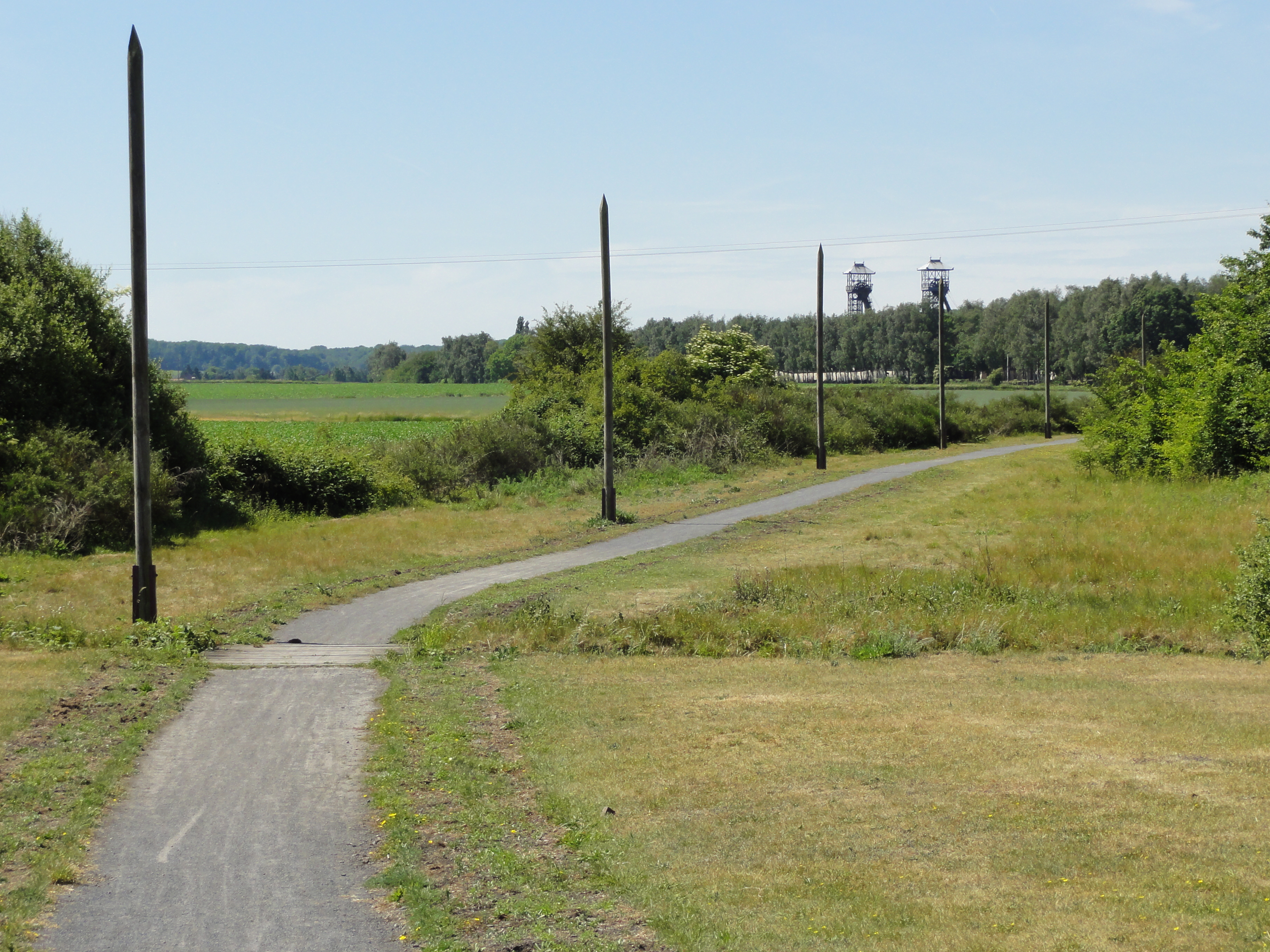
Le terril cavalier Delloye Sud.

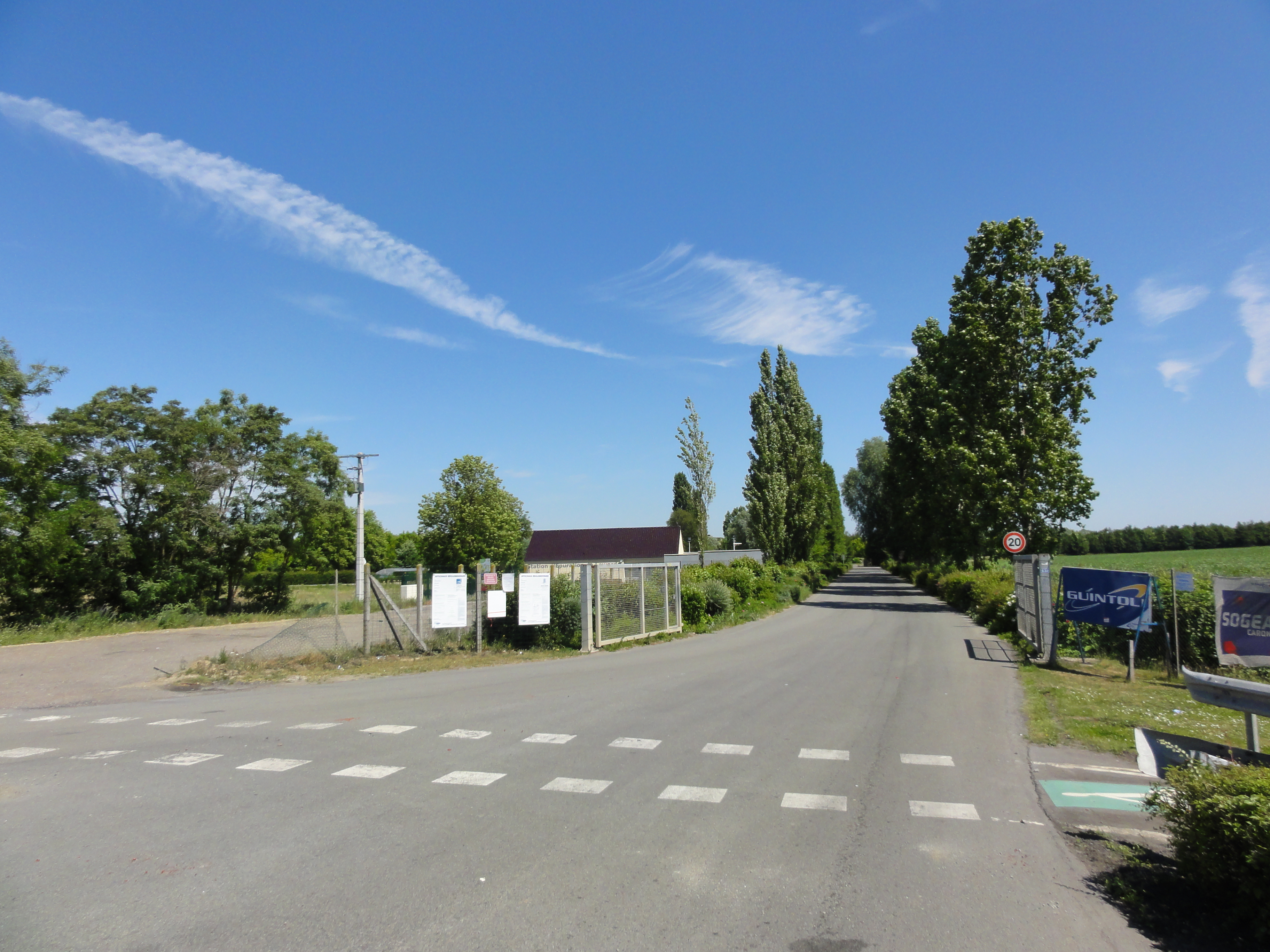
Le terril cavalier Delloye Nord.

50° 20′ 14″ N, 3° 10′ 34″ E
Le terril no 220, Cavalier Delloye Sud, situé à Lewarde, est un des deux terrils cavaliers de la fosse Delloye des mines d'Aniche. Il a été exploité.

### Terrilno220A, Cavalier Delloye Nord
50° 20′ 33″ N, 3° 10′ 49″ E
Le terril n° 220A, Cavalier Delloye Nord, situé à Lewarde, est un des deux terrils cavaliers de la fosse Delloye des mines d'Aniche. Il a été exploité.

### Terrilno221, 12 d'Oignies
50° 29′ 52″ N, 2° 56′ 31″ E

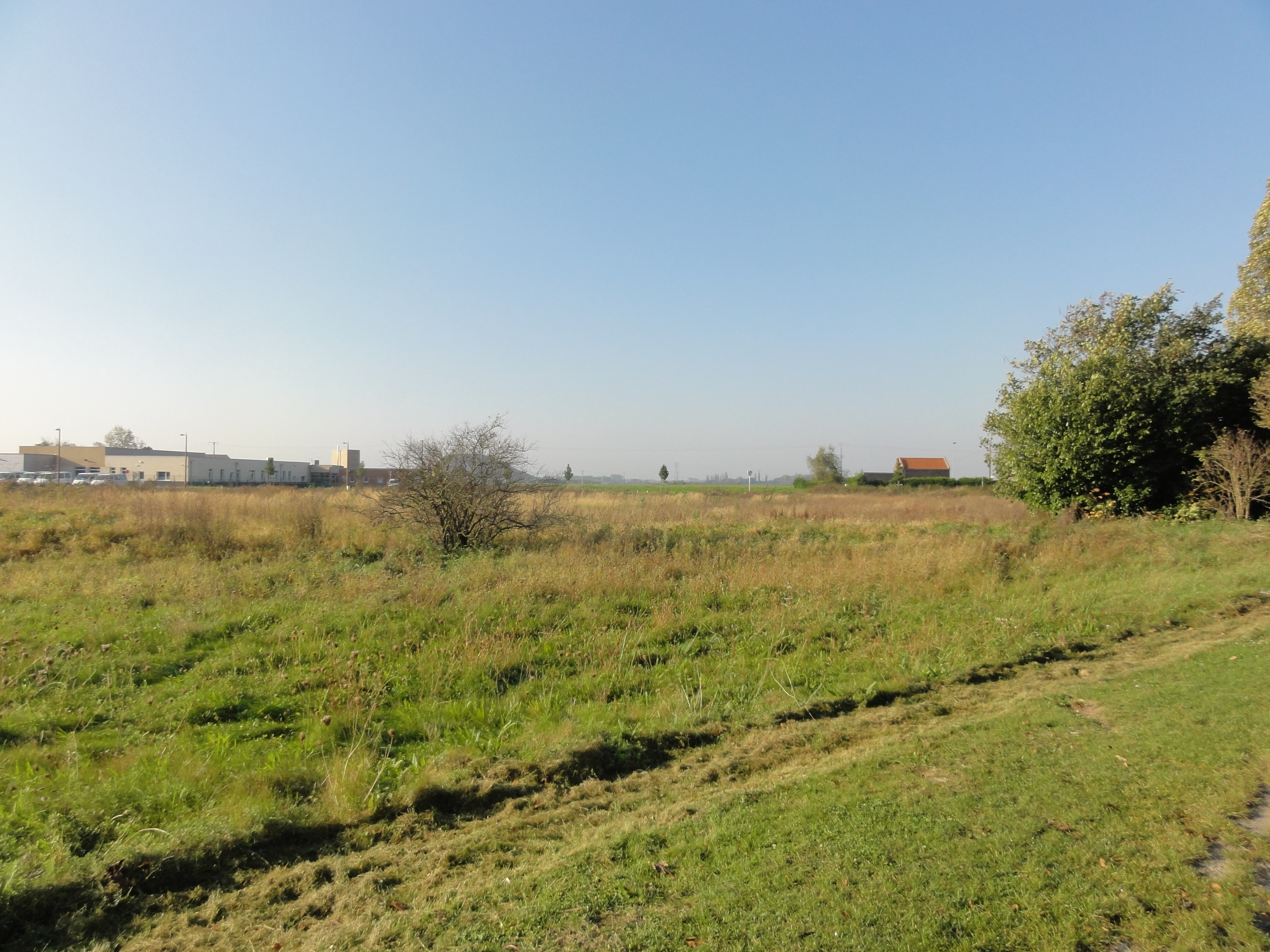
Le terril 12 d'Oignies.

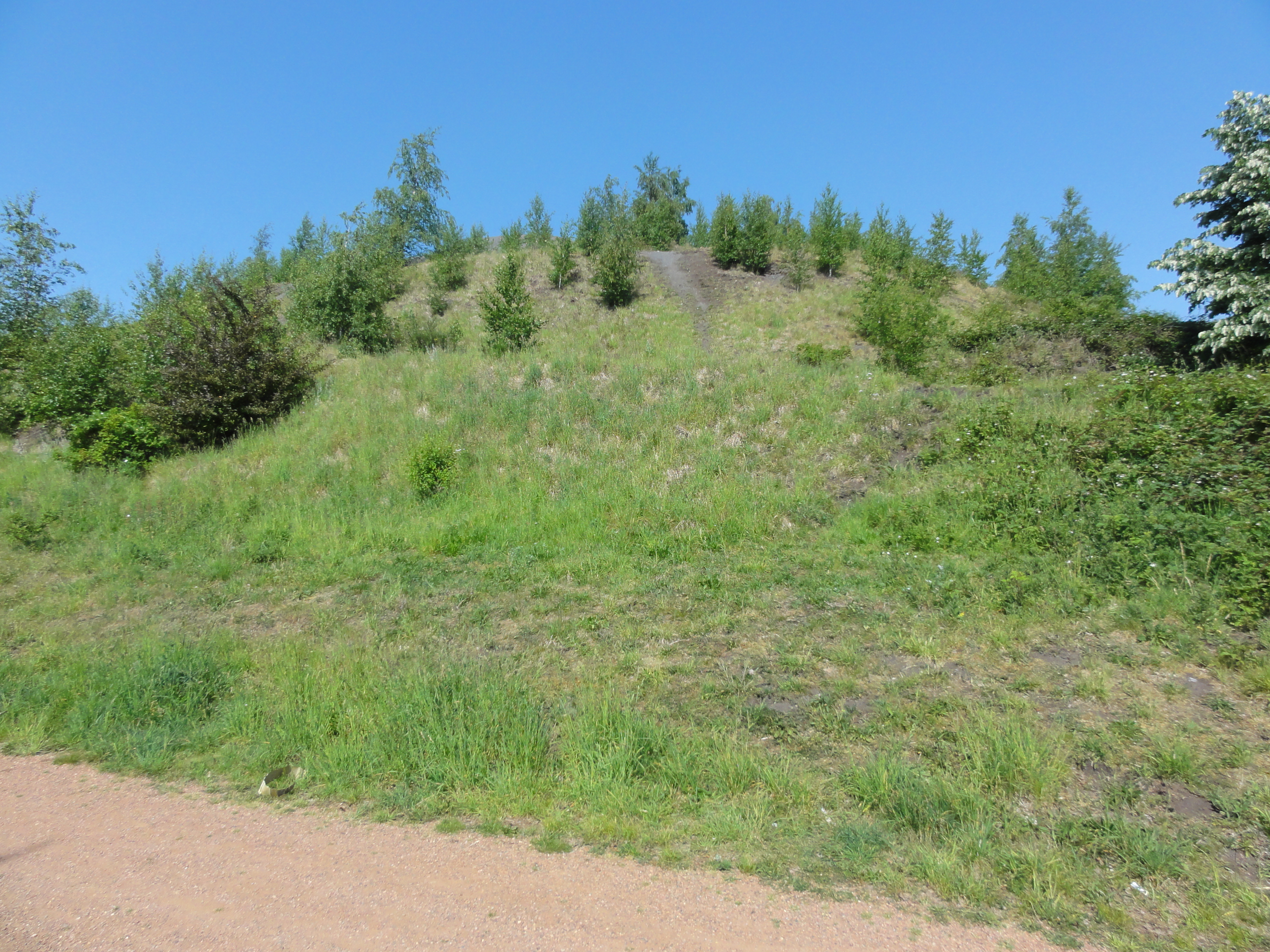
Le terril Saint Roch.

Le terril no 221, 12 d'Oignies, disparu, situé à Carvin, était le terril plat de la fosse no 2 des mines de Carvin.

### Terrilno222, Saint Roch
50° 19′ 09″ N, 3° 12′ 15″ E
Le terril n° 222, Saint Roch, situé à Monchecourt, est le terril conique de la fosse no 1 des mines d'Azincourt. Exploité, il subsiste toujours sur une vingtaine de mètres. Juste au sud se trouve le terril no 227.

### Terrilno223, Ex Sablière
50° 31′ 52″ N, 2° 32′ 56″ E
Le terril no 223, Ex Sablière, situé à Chocques, est un terril qui a été édifié en remblayant une sablière.

### Terrilno224, 12 de Béthune

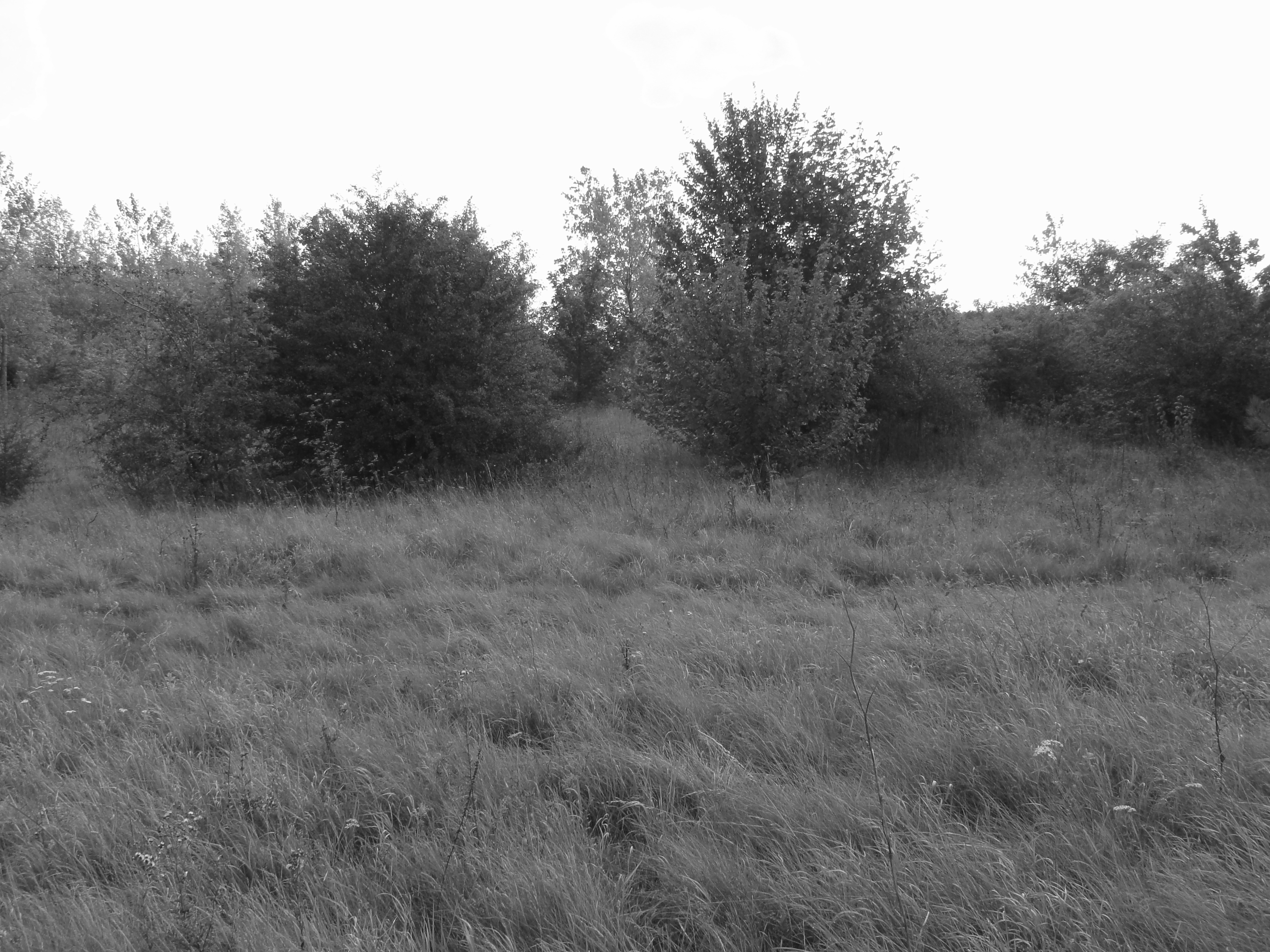
Le terril 12 de Béthune.

50° 29′ 18″ N, 2° 42′ 45″ E
Le terril no 224, 12 de Béthune, situé à Annequin, est le terril de la fosse no 12 des mines de Béthune. Il a été exploité.

### Terrilno225, Gare d'eau de Violaines
50° 31′ 15″ N, 2° 46′ 01″ E
Le terril no 225, Gare d'eau de Violaines, situé à Violaines, est un terril plat, isolé au sud de la Deûle, et au nord d'un lac.

### Terrilno226, 1 de Vimy
50° 22′ 51″ N, 2° 48′ 33″ E

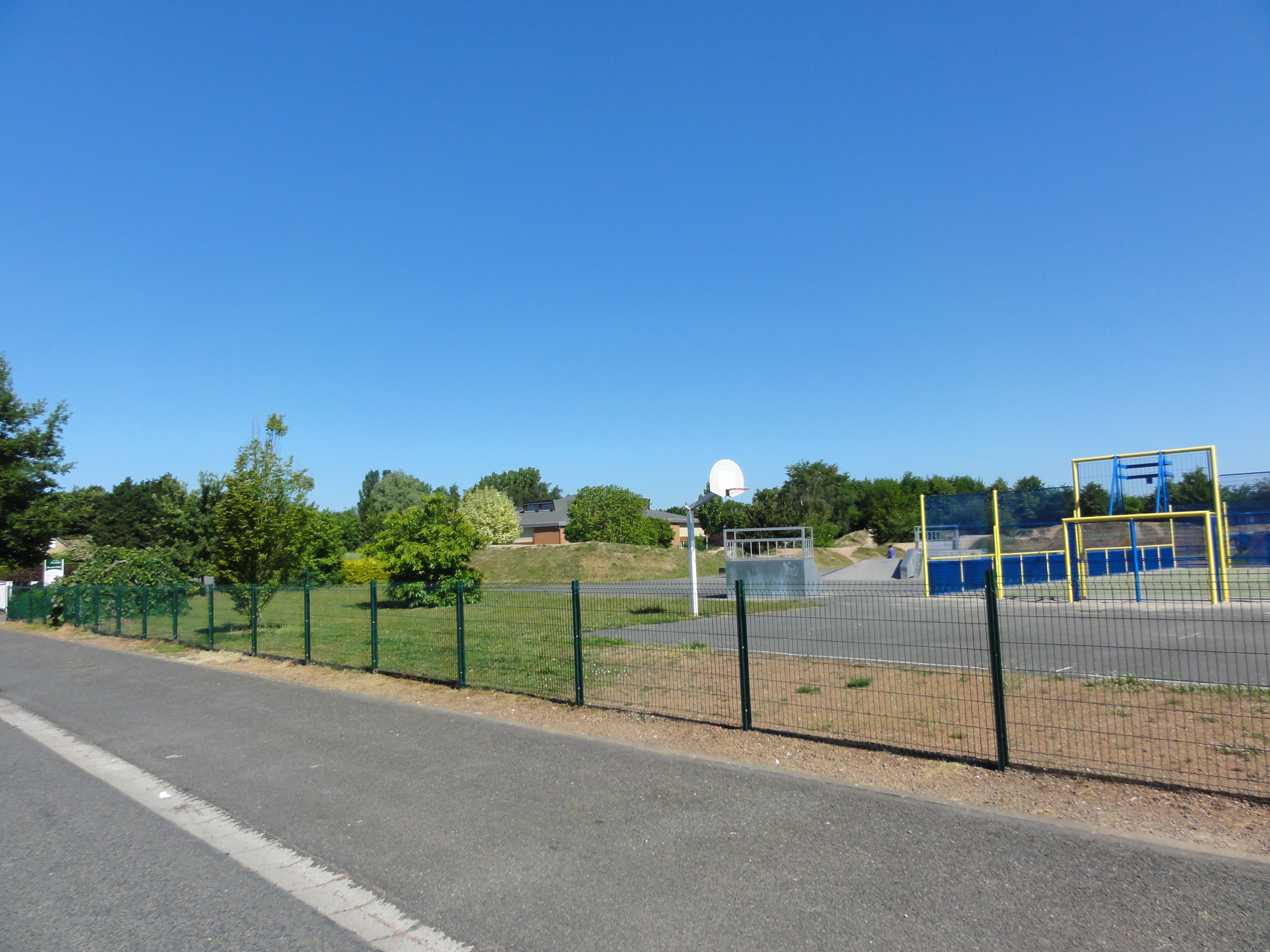
Le terril du 1 de Vimy.

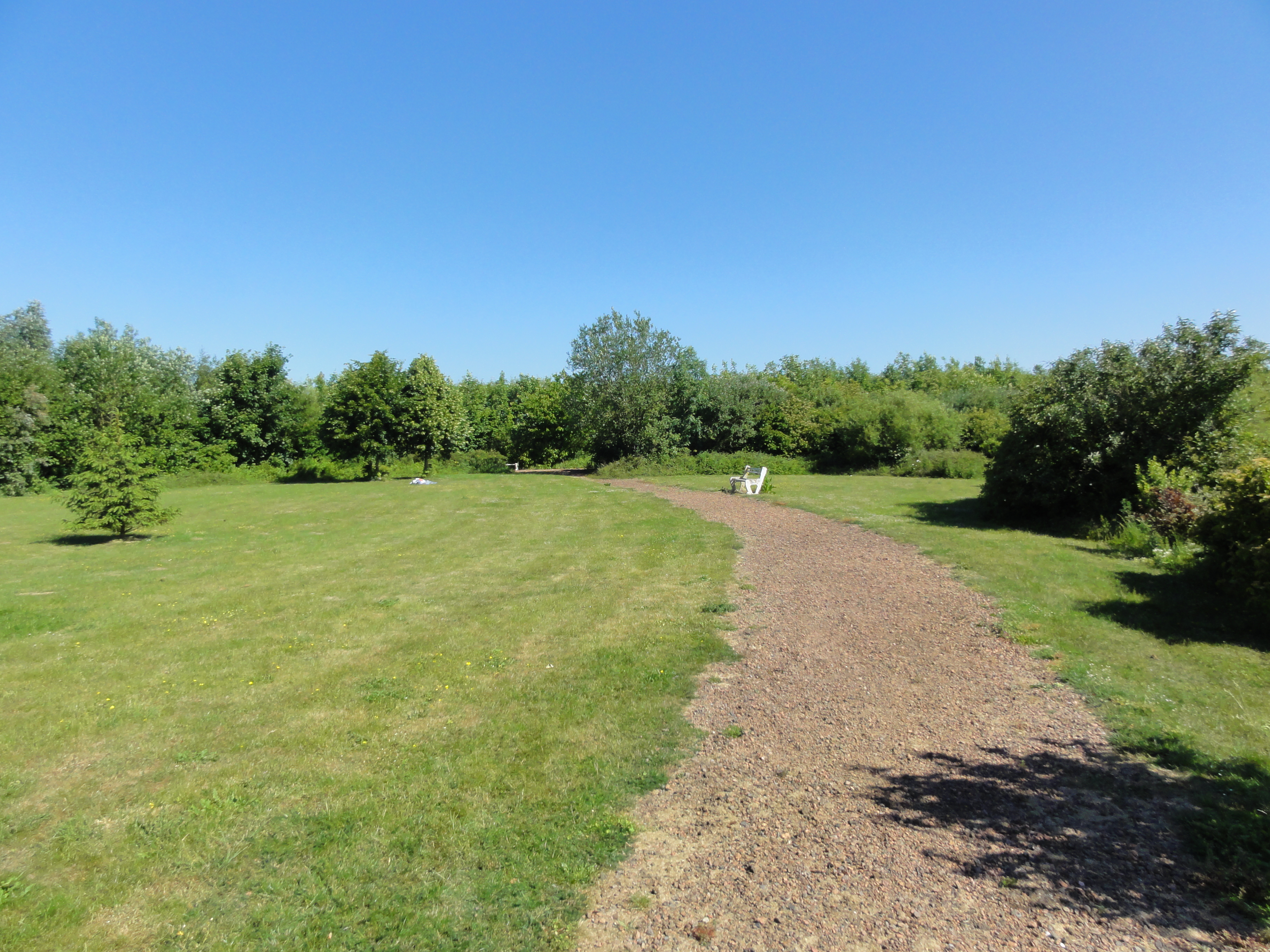
Le terril cavalier du 1 de Vimy.

Le terril no 226, 1 de Vimy, situé à Vimy, est le terril plat de la fosse no 1 - 1 bis des mines de Vimy-Fresnoy. Exploité, il est difficilement décelable.

### Terrilno226A, Cavalier du 1 de Vimy
50° 22′ 54″ N, 2° 48′ 51″ E
Le terril no 226A, Cavalier du 1 de Vimy, situé à Vimy, est un terril cavalier reliant la fosse no 1 - 1 bis des mines de Vimy-Fresnoy à la ligne Arras - Dunkerque-Locale, située plus à l'est. Il a été exploité.

### Terrilno227, 3 d'Azincourt
50° 19′ 01″ N, 3° 12′ 13″ E

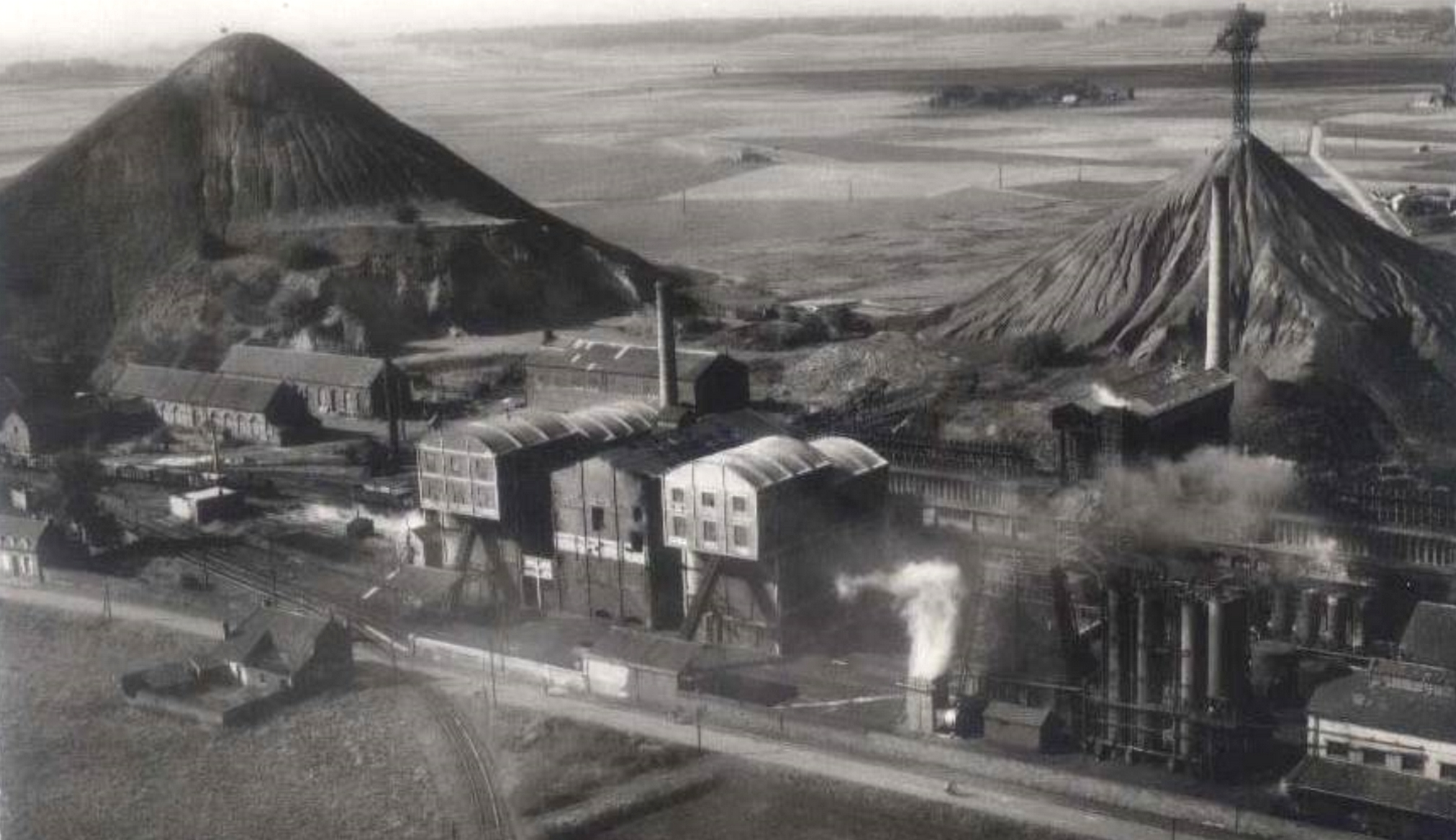
Les terrils nos 227 et 222, et en arrière-plan, le no 129.

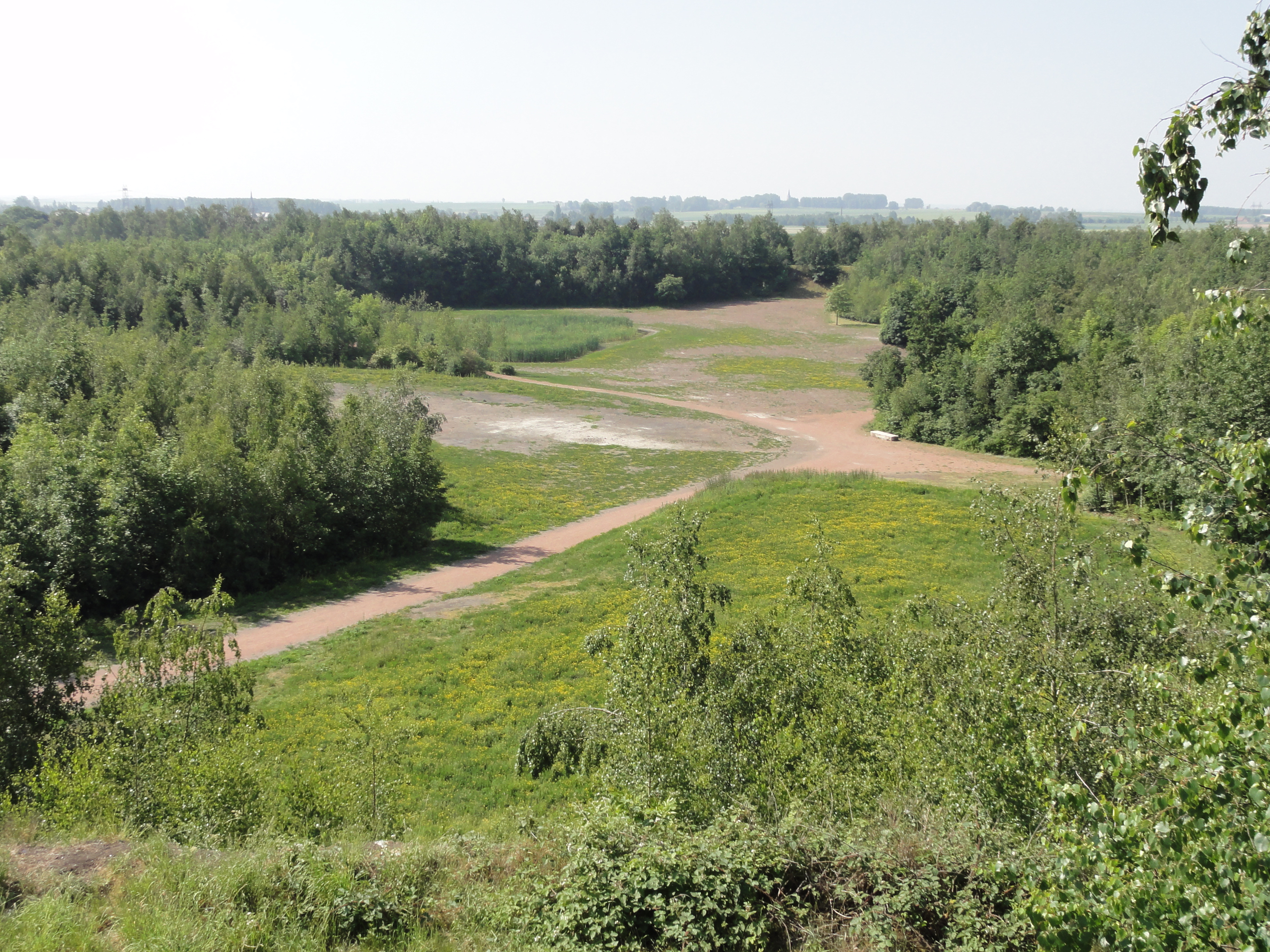
Le terril du 3 d'Azincourt.

Le terril no 227, 3 d'Azincourt, situé à Monchecourt, est le terril conique de la fosse no 3 des mines d'Azincourt. Exploité, il ne subsiste que la base. Le terril no 222 se situe juste au nord.

### Terrilno228, Ex Rivage de Béthune
50° 32′ 49″ N, 2° 38′ 16″ E
Le terril no 228, Ex Rivage de Béthune, situé à Annezin, est un terril plat, situé près du bras mort de l'ancien canal qui traversait Béthune.

### Terrilno229, Décharge Falande

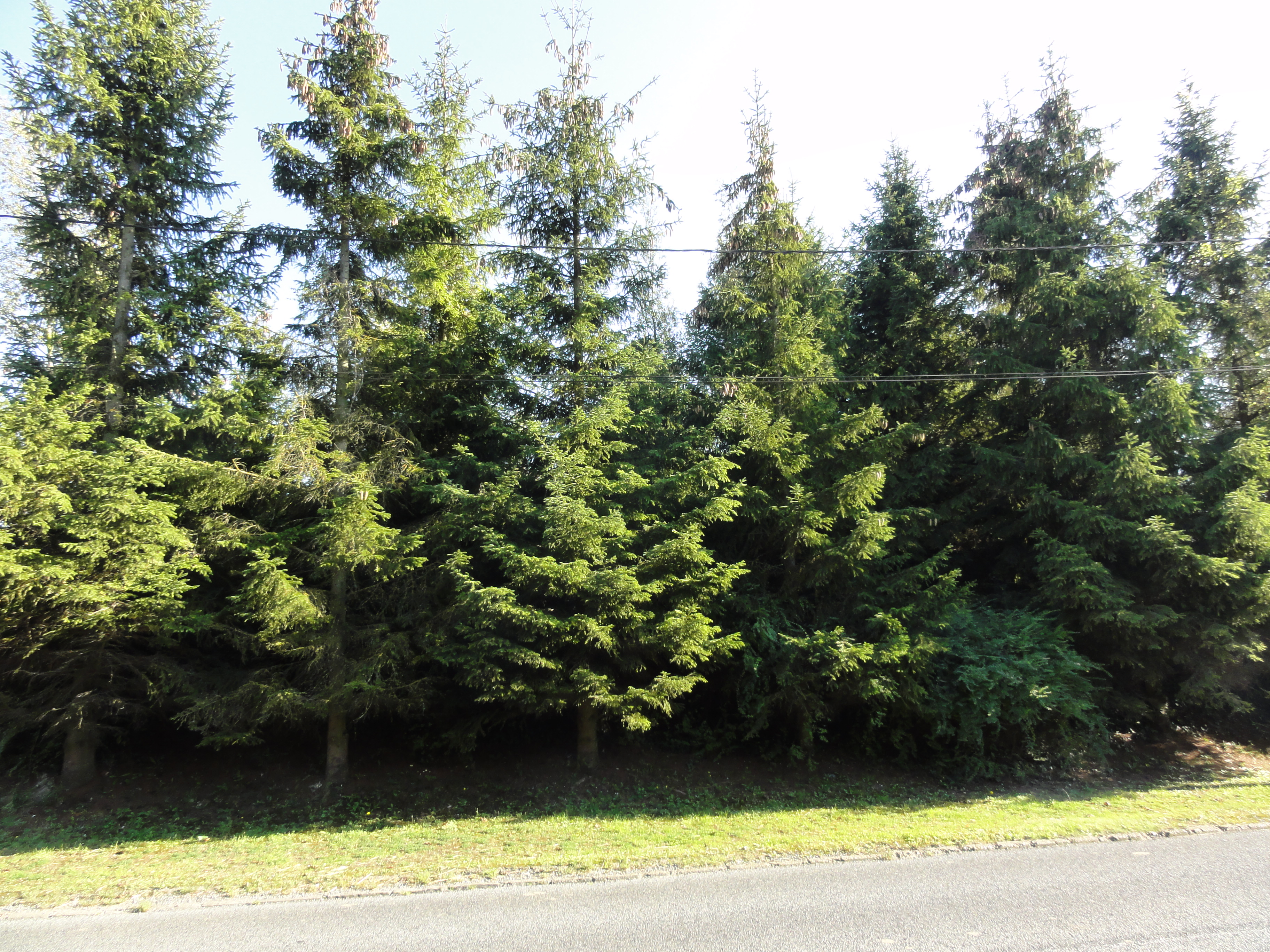
Le terril Décharge Falande.

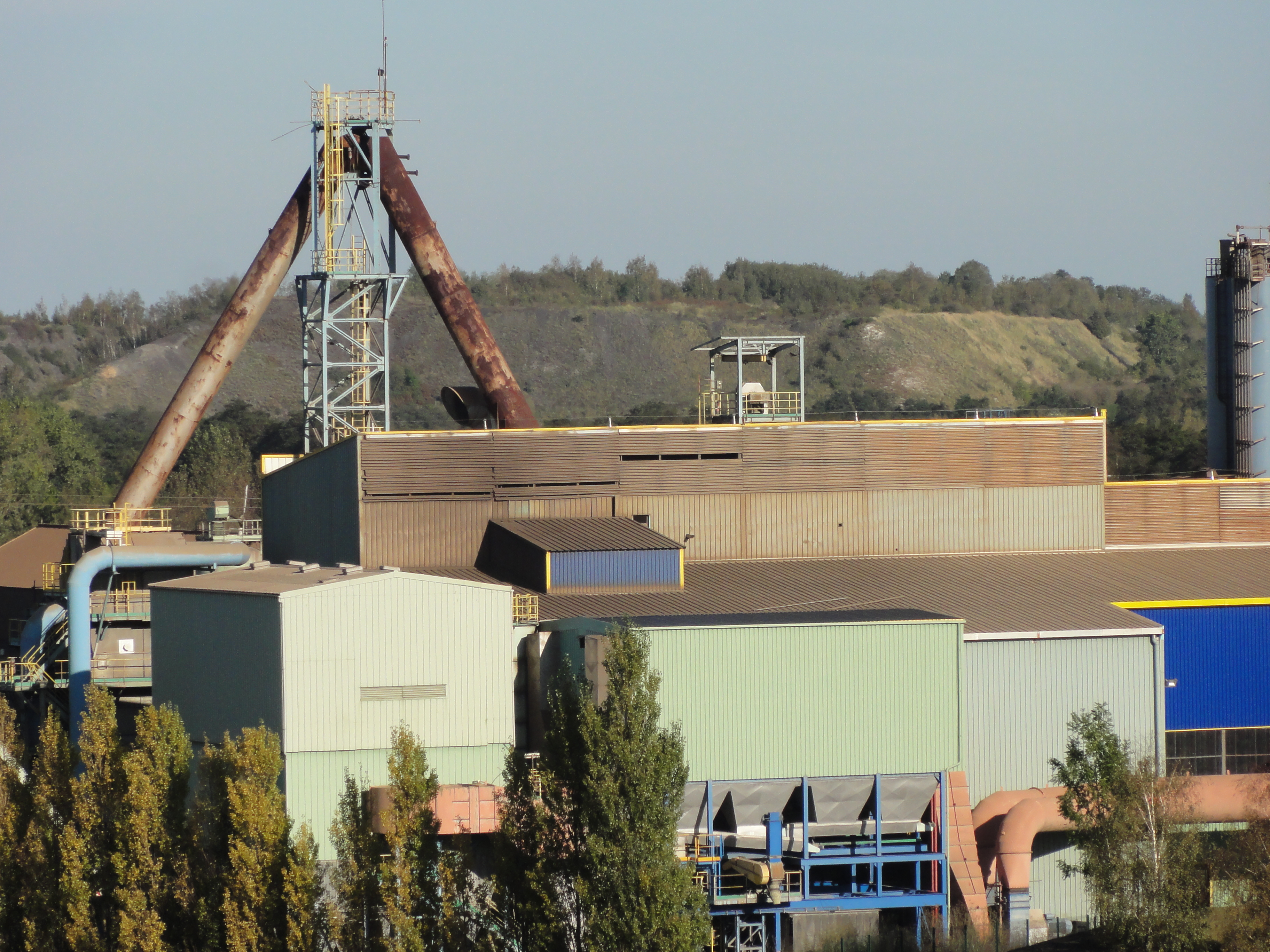
Les terrils du 7 - 19.

50° 28′ 40″ N, 2° 35′ 29″ E
Le terril no 229, Décharge Falande, situé à Haillicourt, est un terril cavalier permettant aux trains d'accéder aux terrils nos 25 et 26, Falande 1 Sud et Falande 2 Nord.

### Terrilno230, Remblais Marais de Fouquières
50° 26′ 14″ N, 2° 54′ 53″ E
Le terril no 230, Remblais Marais de Fouquières, situé à Fouquières-lez-Lens, est un des trois terrils créés par la Compagnie des mines de Courrières sur le Marais de Fouquières pour la fosse no 7 - 19, les autres étant les terrils nos 83 et 100.

### Terrilno231, Cavalier Rivage de Béthune
50° 32′ 40″ N, 2° 37′ 53″ E
Le terril no 231, Cavalier Rivage de Béthune, situé à Annezin, est un terril cavalier menant au rivage de Béthune.

### Terrilno232, Cavalier de Nœux
50° 29′ 55″ N, 2° 39′ 39″ E
Le terril no 232, Cavalier de Nœux, disparu, situé à Verquigneul, était un terril cavalier parallèle à la ligne d'Arras à Dunkerque-Locale, situé à l'est, débutant à la gare de Nœux-les-Mines, passant par-dessus cette ligne et joignant la fosse no 8 - 8 bis des mines de Nœux à Verquin. Le cavalier a été exploité, et les terrains rendus à l'agriculture.

### Terrilno233, Cavalier du 3 de Lens

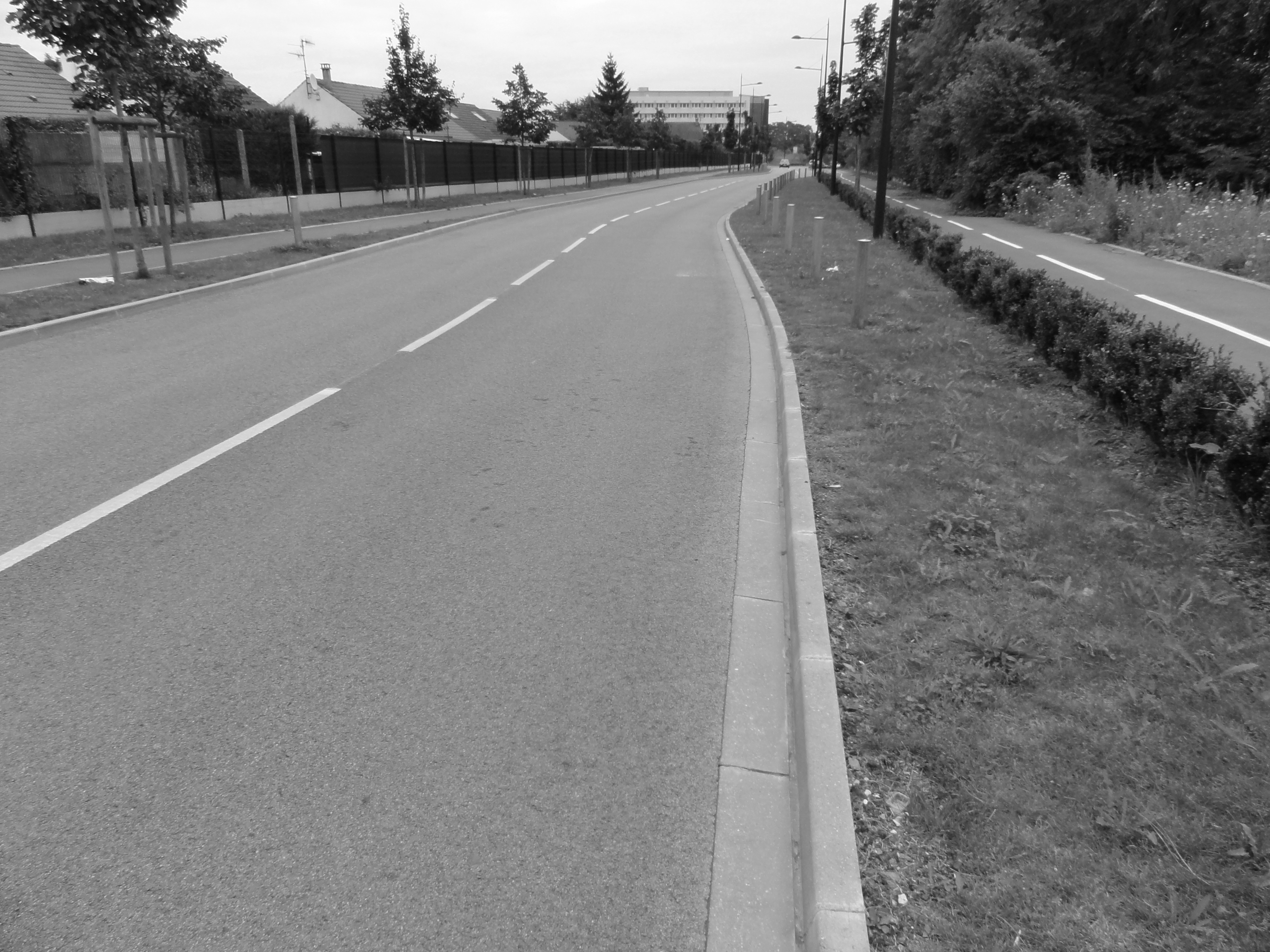
Le terril Cavalier du 3 de Lens.

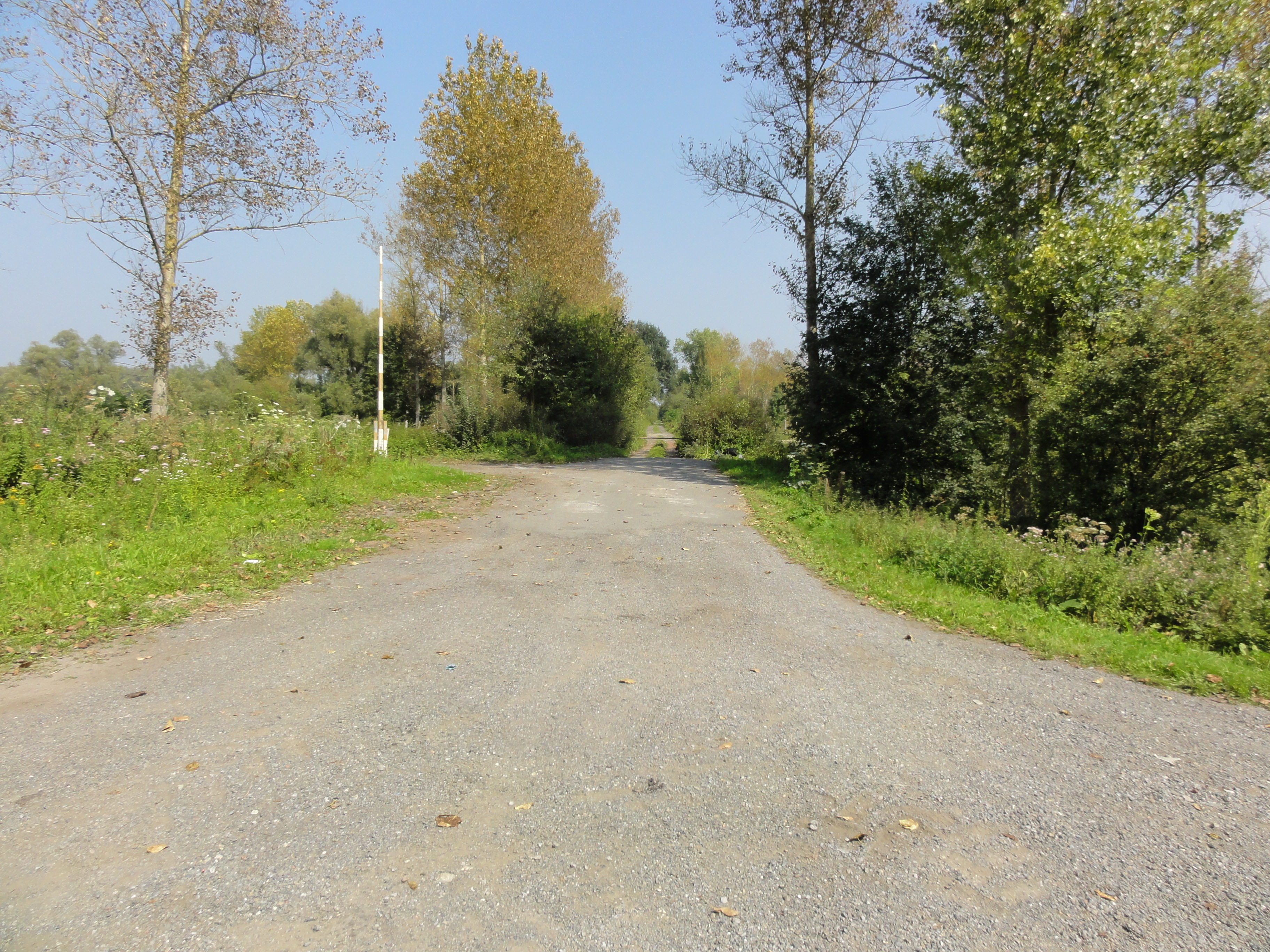
Le terril Stock de Sables de Fond.

50° 25′ 42″ N, 2° 47′ 12″ E
Le terril no 233, Cavalier du 3 de Lens, disparu, situé à Liévin, était un terril cavalier reliant la fosse no 3 - 3 bis des mines de Lens à la fosse no 9 bis. Une route a pris place sur une partie du tracé du cavalier.

### Terrilno234, Stock de Sables de Fond
50° 26′ 42″ N, 3° 37′ 21″ E
Le terril no 234, Stock de Sables de Fond, situé à Thivencelle, est un terril cavalier.

### Terrilno235, Cavalier de Soult

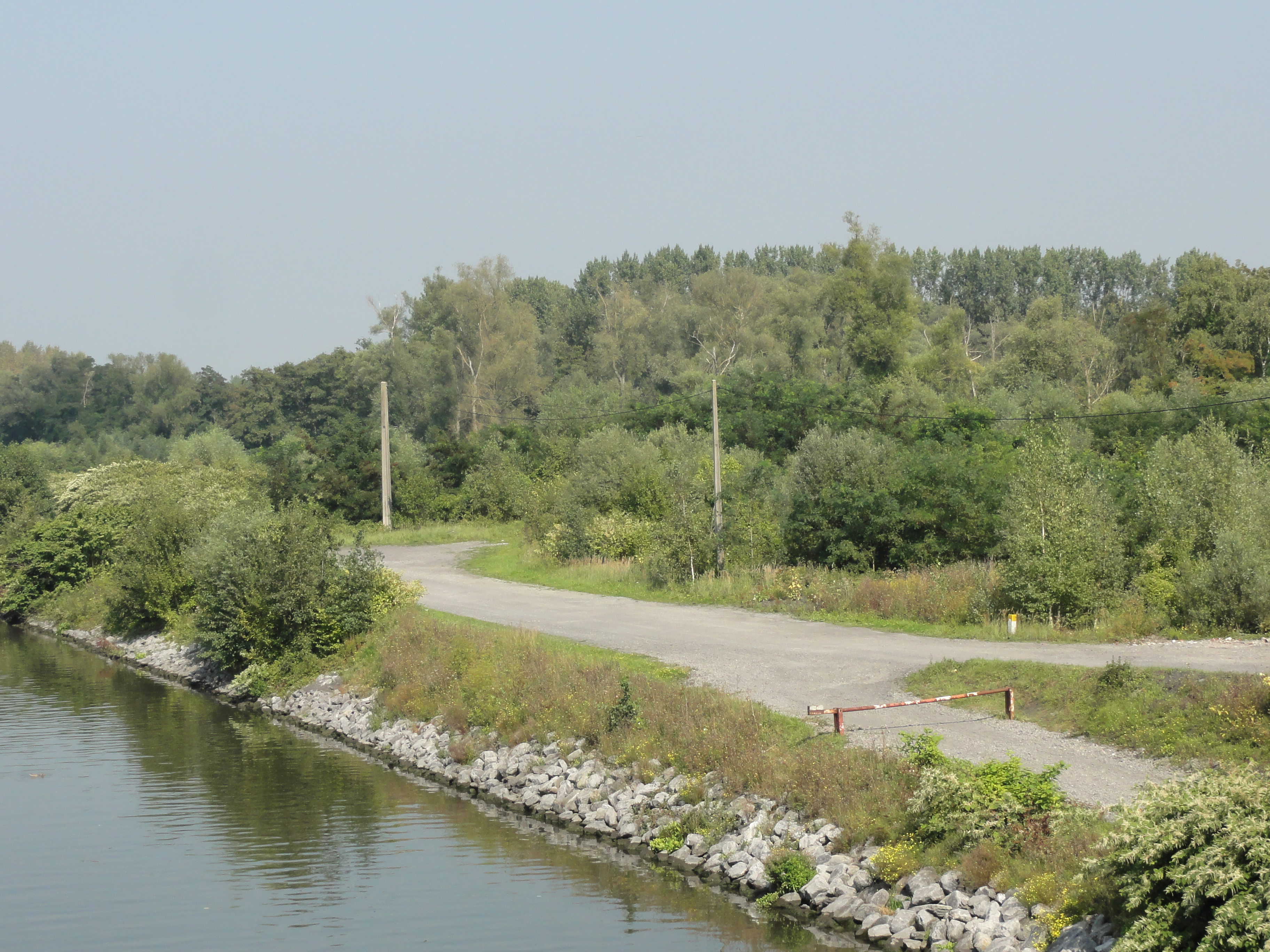
Le terril Cavalier de Soult.

50° 25′ 38″ N, 3° 35′ 00″ E
Le terril no 235, Cavalier de Soult, situé à Fresnes-sur-Escaut, est un terril cavalier qui permettait à la ligne ferroviaire reliant les fosses Soult des mines de Thivencelle à la fosse Saint-Pierre en passant par-dessus l'Escaut.

### Terrilno236, Cavalier de l'Écluse
50° 27′ 27″ N, 2° 51′ 46″ E
Le terril no 236, Cavalier de l'Écluse, situé à Loison-sous-Lens, est un terril cavalier près de la ligne de Lens à Don-Sainghin.

### Terrilno237, Cavalier Voie du 8 au 11

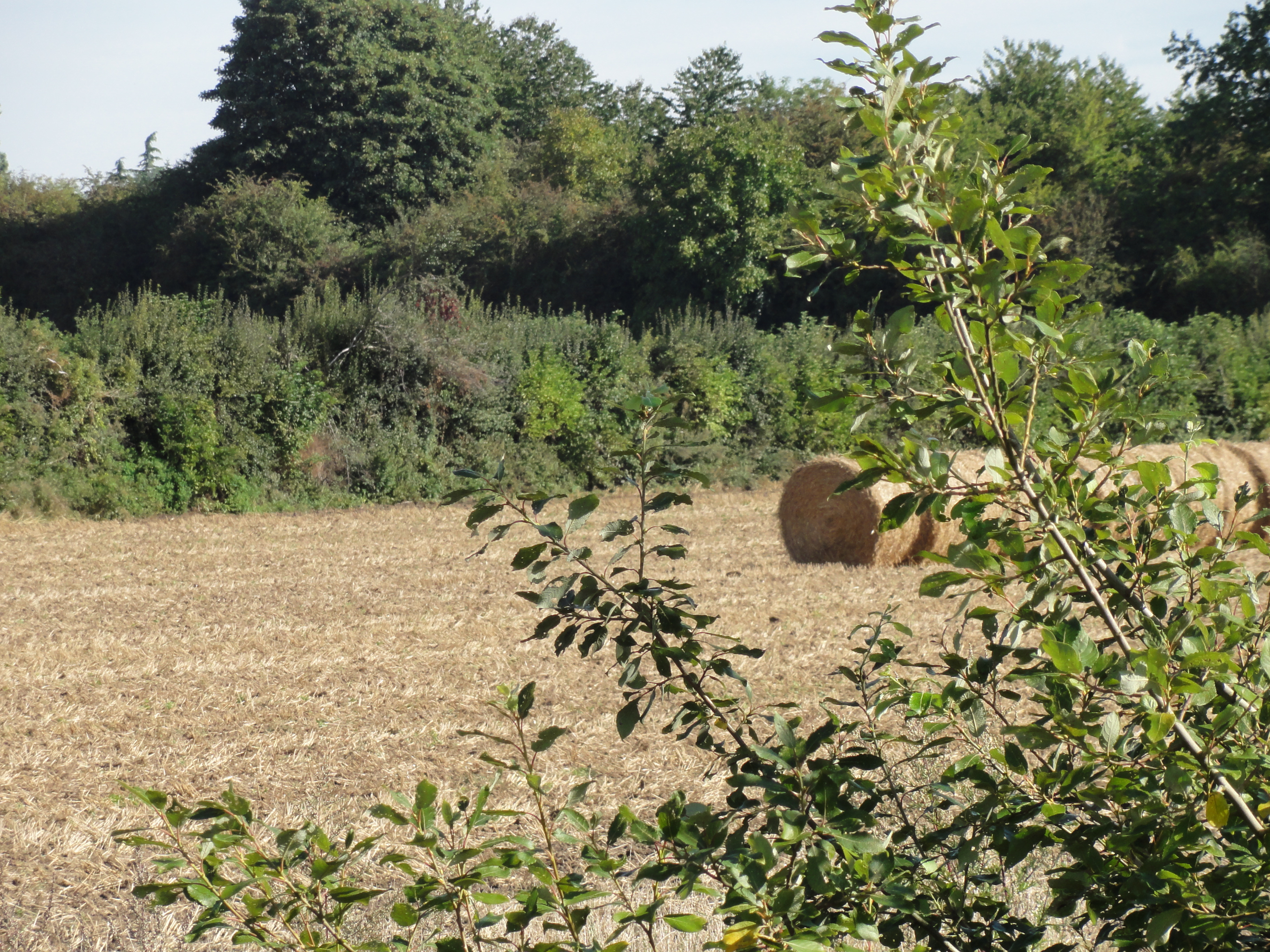
Le terril Cavalier Voie du 8 au 11.

50° 30′ 06″ N, 2° 38′ 51″ E
Le terril no 237, Cavalier Voie du 8 au 11, situé à Verquin, est un terril cavalier reliant la fosse no 8 - 8 bis des mines de Nœux à la fosse no 11.

### Terrilno238, Cavalier Voie du 5 au 7
50° 26′ 53″ N, 2° 36′ 05″ E
Le terril no 238, situé à Barlin, est un terril cavalier permettant de relier les fosses nos 5 - 5 bis et 7 - 7 bis des mines de Nœux. Il est situé près des terrils nos 38, 38A et 38B.

### Terrilno239, Cavalier du 10

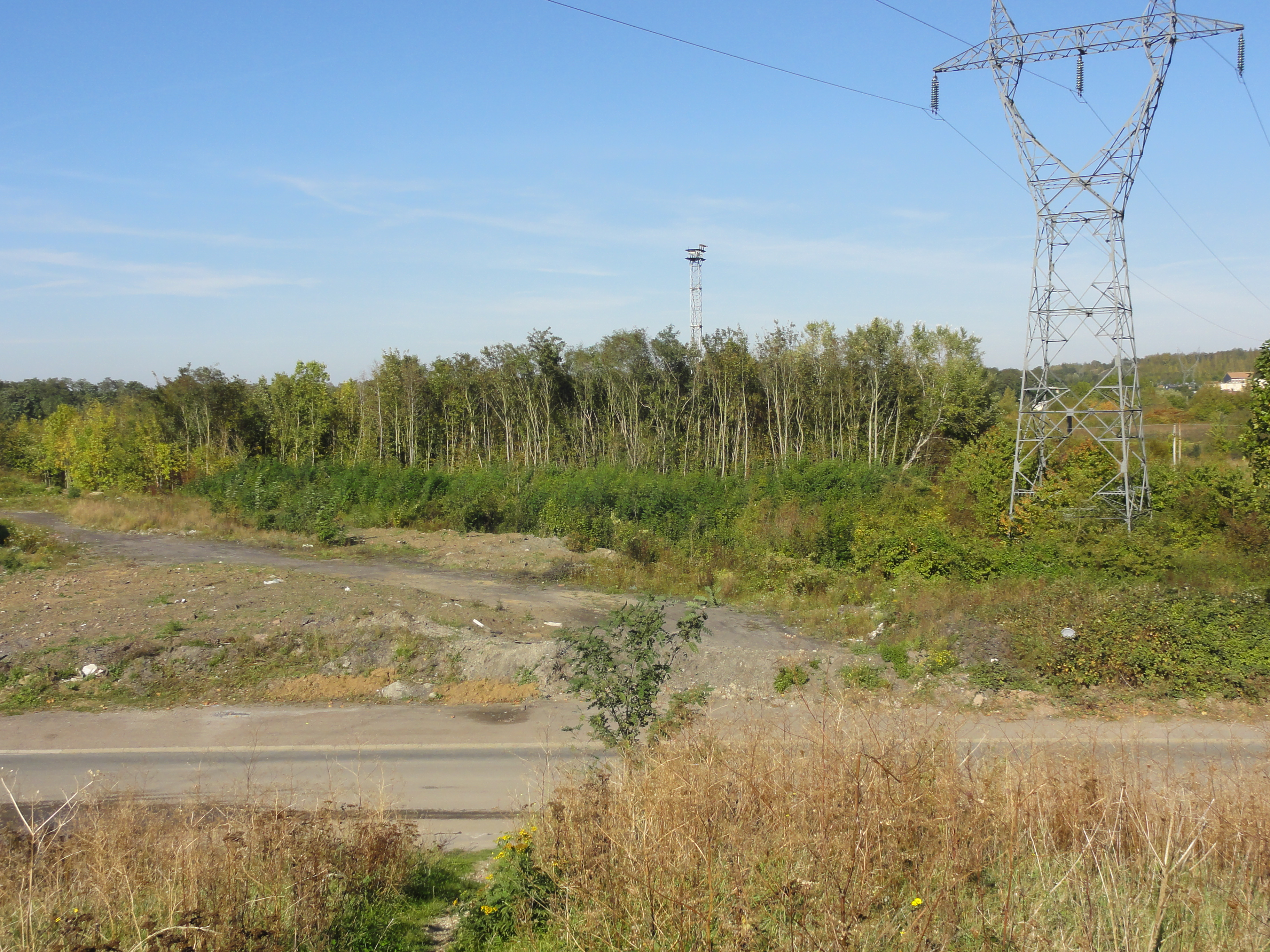
Le terril Cavalier du 10.

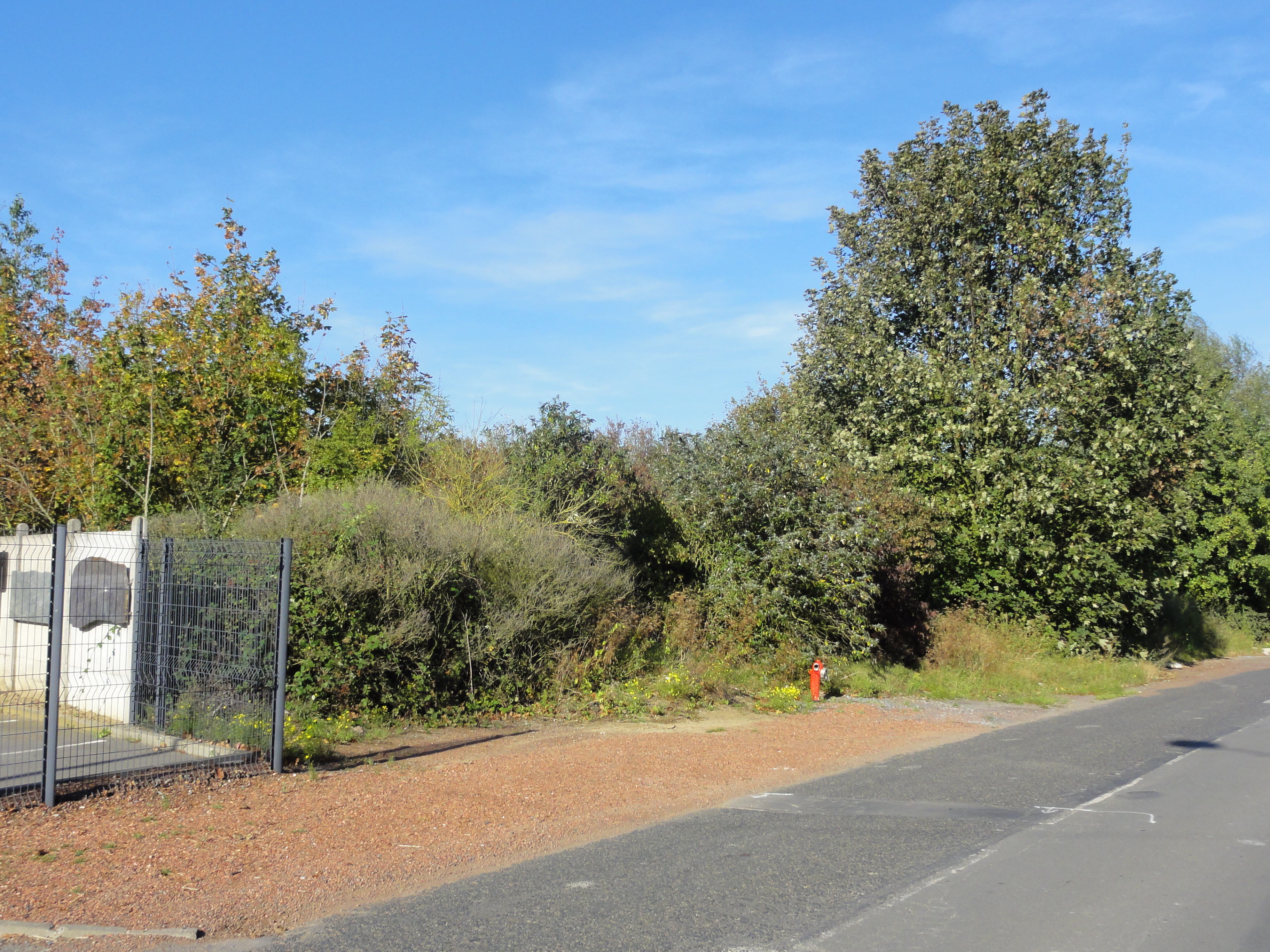
Le terril Cavalier du 23.

50° 24′ 52″ N, 2° 53′ 57″ E
Le terril no 239, Cavalier du 10, situé à Billy-Montigny, est un terril cavalier qui relie les terrils nos 104 et 104A à la ligne de Lens à Ostricourt.

### Terrilno240, Cavalier du 23
50° 25′ 47″ N, 2° 52′ 46″ E
Le terril no 240, Cavalier du 23, disparu, situé à Noyelles-sous-Lens, était le terril cavalier de la fosse no 23 des mines de Courrières. La fosse possédait un terril no 106, également disparu.

### Terrilno241, Cavalier de la voie du 3

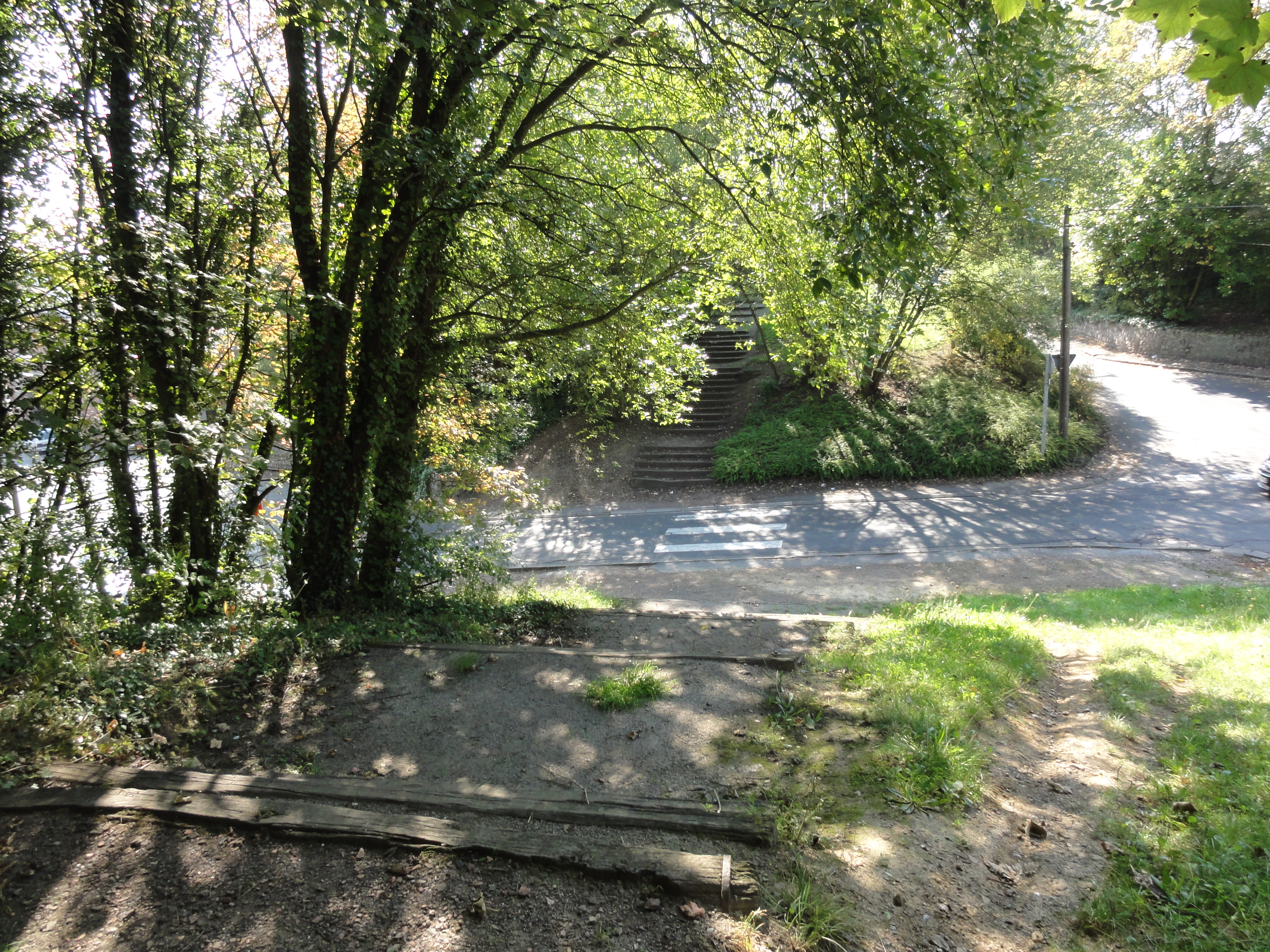
Le terril Cavalier de la voie du 3.

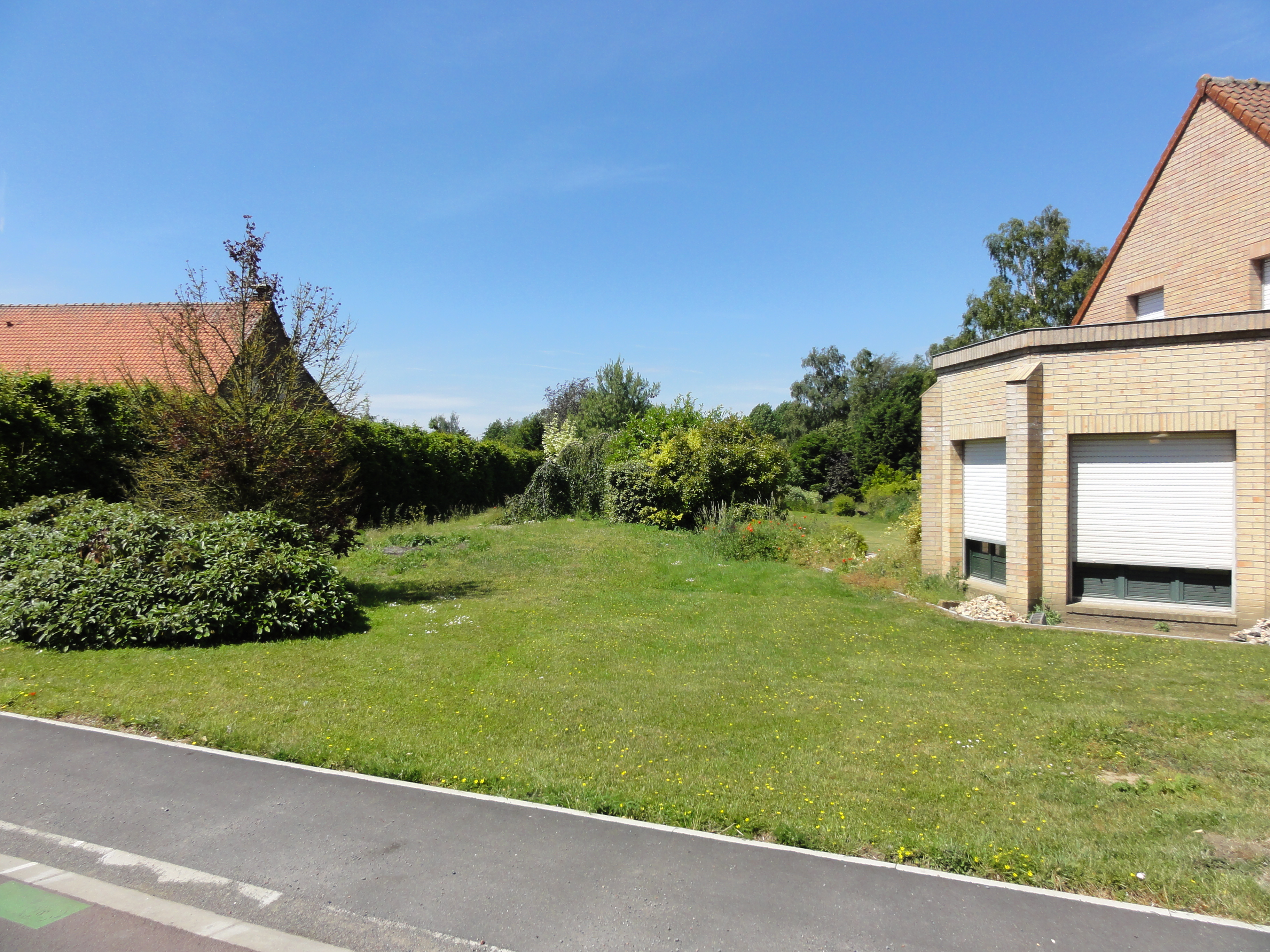
Le terril Cavalier Voie Fosse Dechy.

50° 29′ 07″ N, 2° 32′ 19″ E
Le terril no 241, Cavalier de la voie du 3, situé à Bruay-la-Buissière, est un terril cavalier reliant la fosse no 2 des mines des mines de Bruay à la fosse no 5 - 5 bis.

### Terrilno242, Cavalier Voie Fosse Dechy
50° 20′ 45″ N, 3° 09′ 40″ E
Le terril no 242, Cavalier Voie Fosse Dechy, situé à Lewarde, Guesnain et Dechy est un terril cavalier sur lequel passait la ligne Somain - Douai (Sud), et qui reliait Lewarde à la fosse Dechy des mines d'Aniche.

### Terrilno244, Fléchinelle Ouest

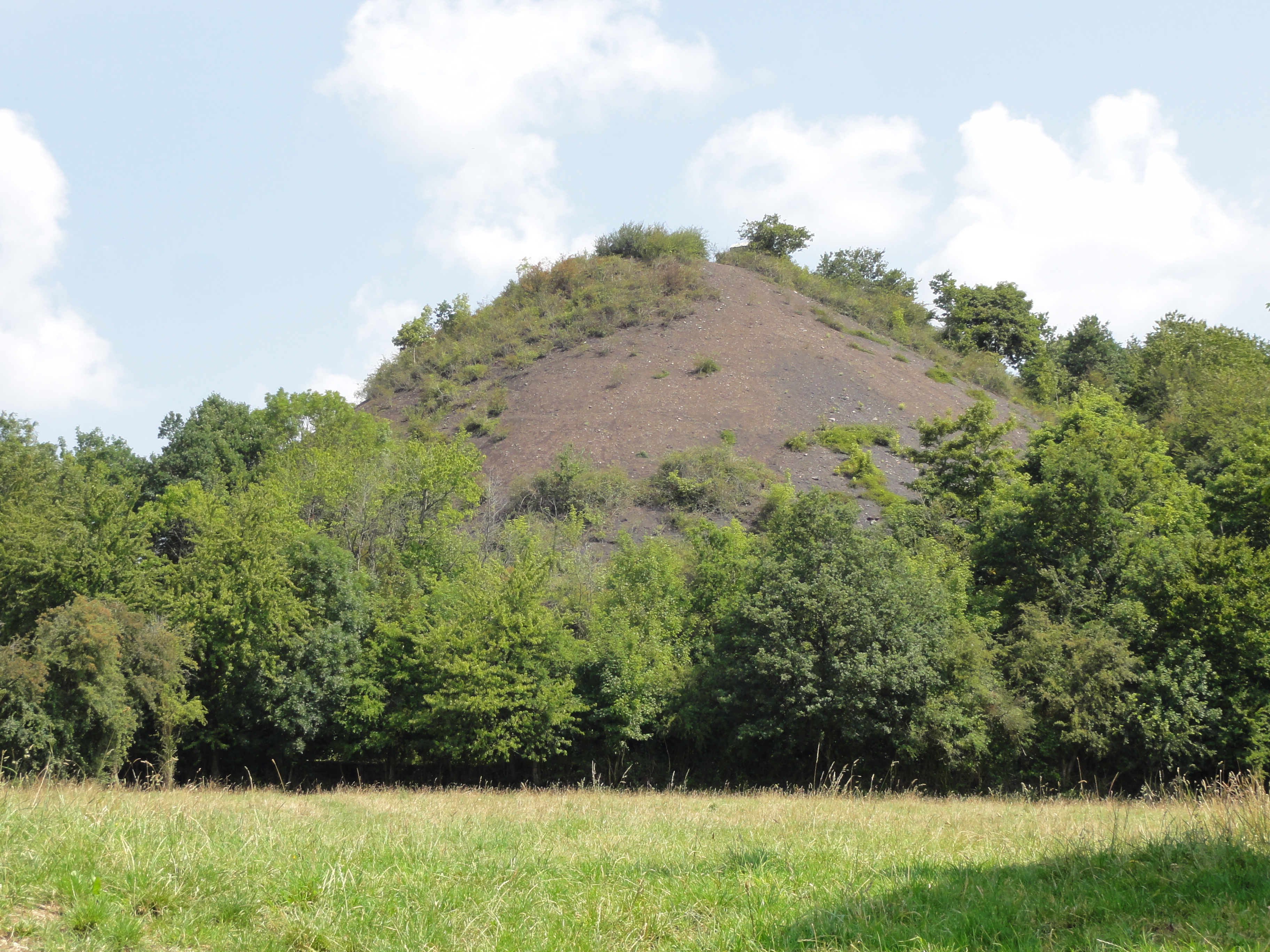
Le terril Fléchinelle Ouest.

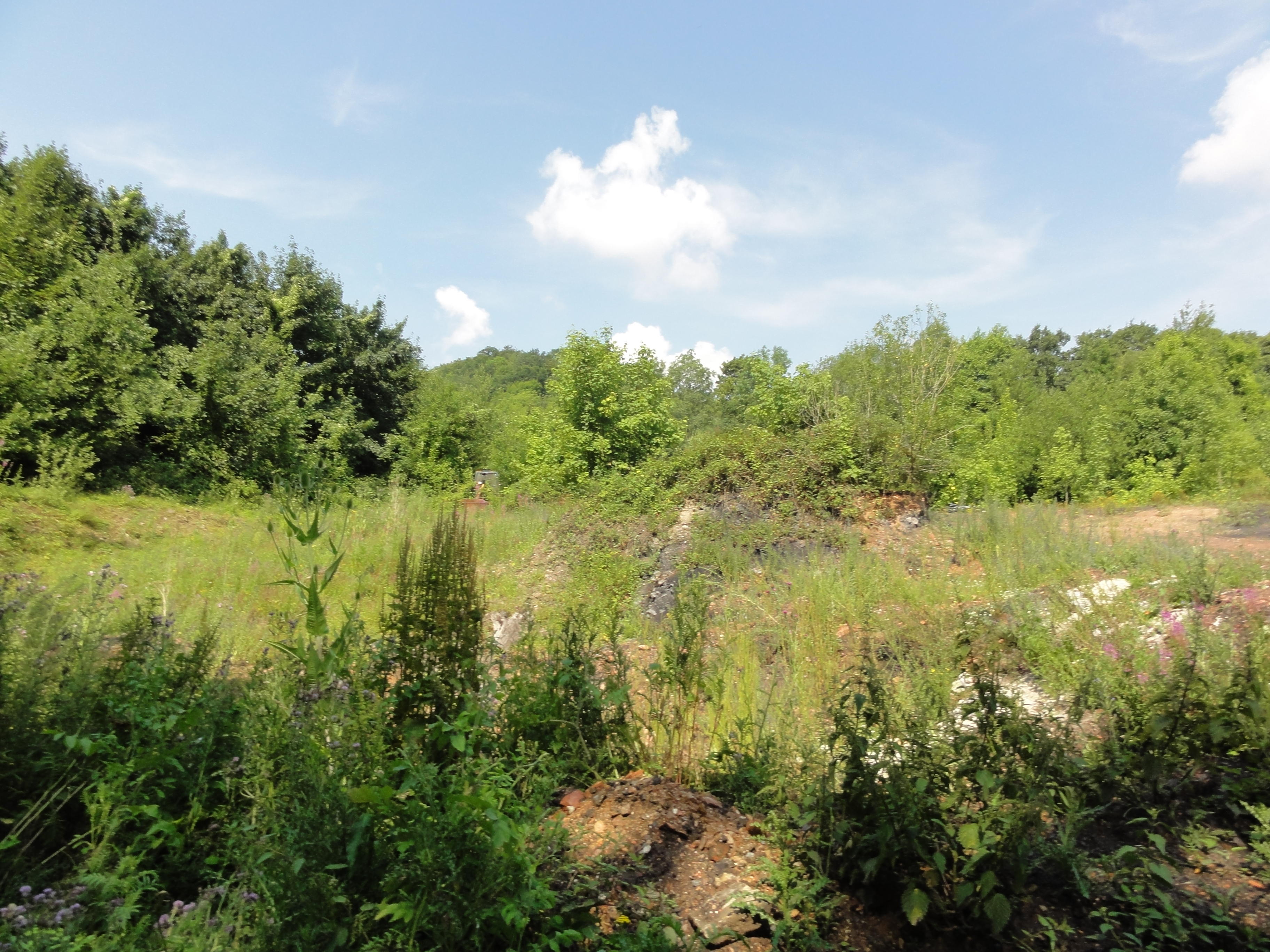
Le terril Fléchinelle Est.

50° 35′ 10″ N, 2° 18′ 23″ E
Le terril no 244, Fléchinelle Ouest, situé à Enquin-les-Mines, est le terril conique de la fosse de Fléchinelle de la Compagnie des mines de la Lys-Supérieure, ensuite devenue la fosse no 1 - 1 bis des mines de Ligny-lès-Aire, dont l'exploitation a cessé en 1928. Le terril, jamais exploité, est boisé.

### Terrilno245, Fléchinelle Est
50° 35′ 08″ N, 2° 18′ 38″ E
Le terril no 245, Fléchinelle Est, situé à Enquin-les-Mines, est l'autre terril de la fosse précédemment décrite. Plat, il est situé à l'est de la fosse et du terril conique, de l'autre côté de la route.

### Terrilno246, Cavalier du 4 ter au 7

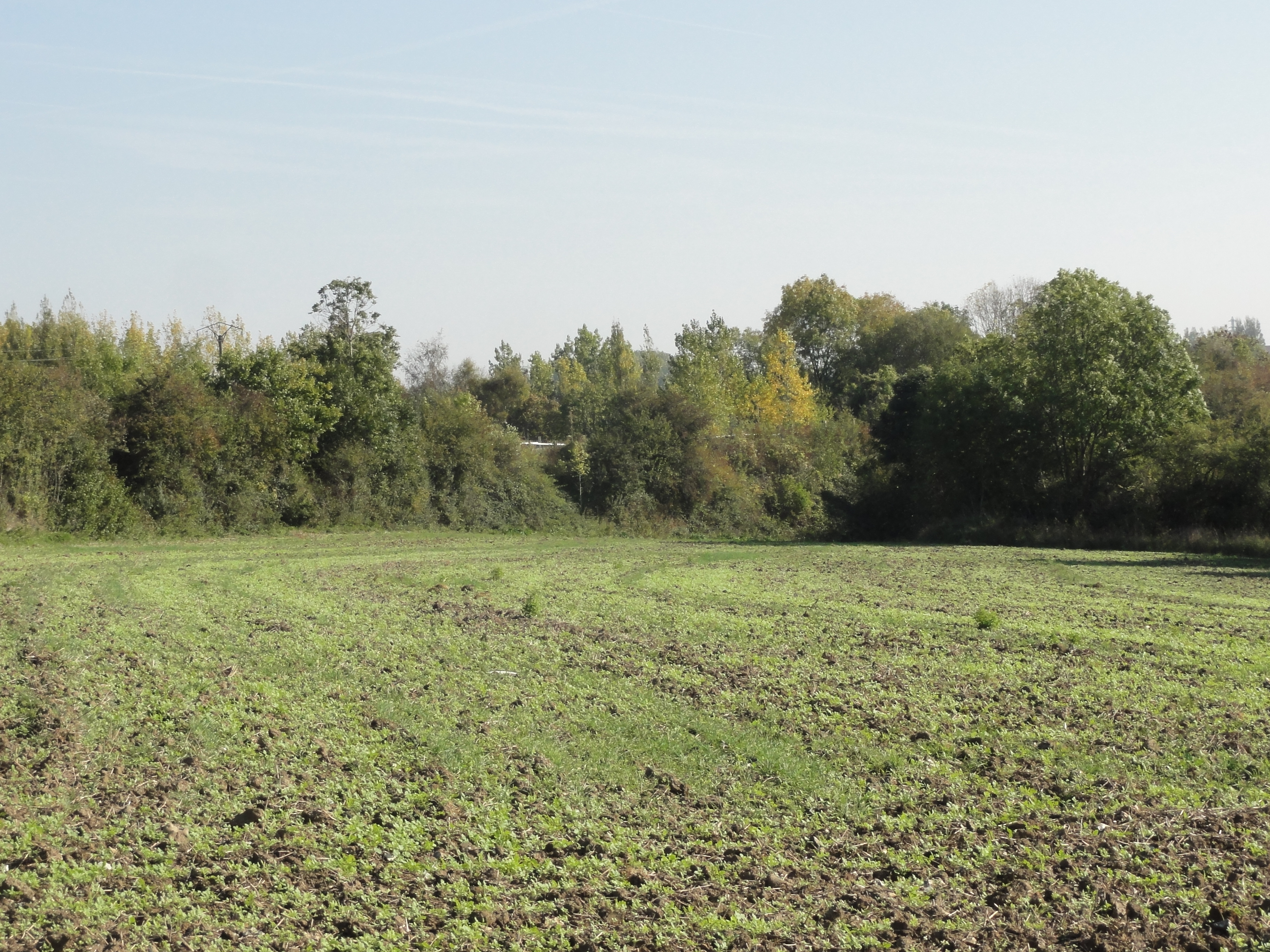
Le terril Cavalier du 4 ter au 7.

50° 30′ 50″ N, 2° 27′ 08″ E
Le terril n° 246, Cavalier du 4 ter au 7, situé à Auchel, est un terril cavalier permettant de relier la fosse no 4 ter des mines de Marles, ex no 1 des mines de Ferfay, à la fosse no 7 bis - 7 ter des mines de Marles, ex fosse no 4 - 4 bis des mines de Ferfay.

### Terrilno247, Cavalier du 2 d'Oignies à A1
50° 28′ 43″ N, 2° 58′ 56″ E
Le terril no 247, Cavalier du 2 d'Oignies à A1, situé à Libercourt, était un terril cavalier reliant la fosse no 2 des mines d'Ostricourt à l'autoroute A1. Il a été intégralement exploité.

### Terrilno248, Cavalier du 24 d'Estevelles

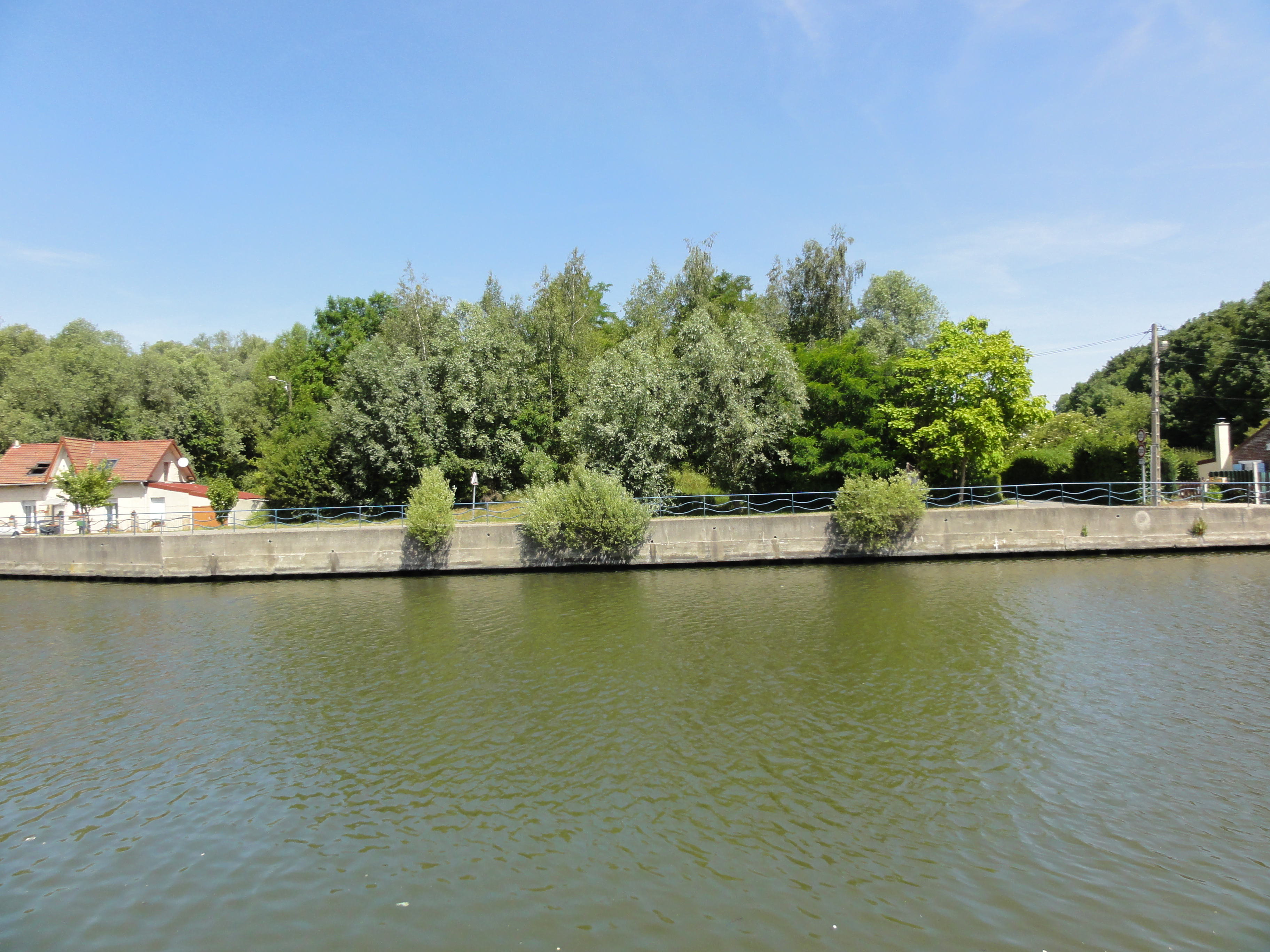
Le terril Cavalier du 24 d'Estevelles.

50° 28′ 21″ N, 2° 54′ 05″ E
Le terril no 248, Cavalier du 24 d'Estevelles, situé à Estevelles, Pont-à-Vendin et Annay, est un terril cavalier reliant la fosse no 21 - 22 à la fosse no 24 - 25 des mines de Courrières.

### Terrilno249, Cavalier du quai de vente

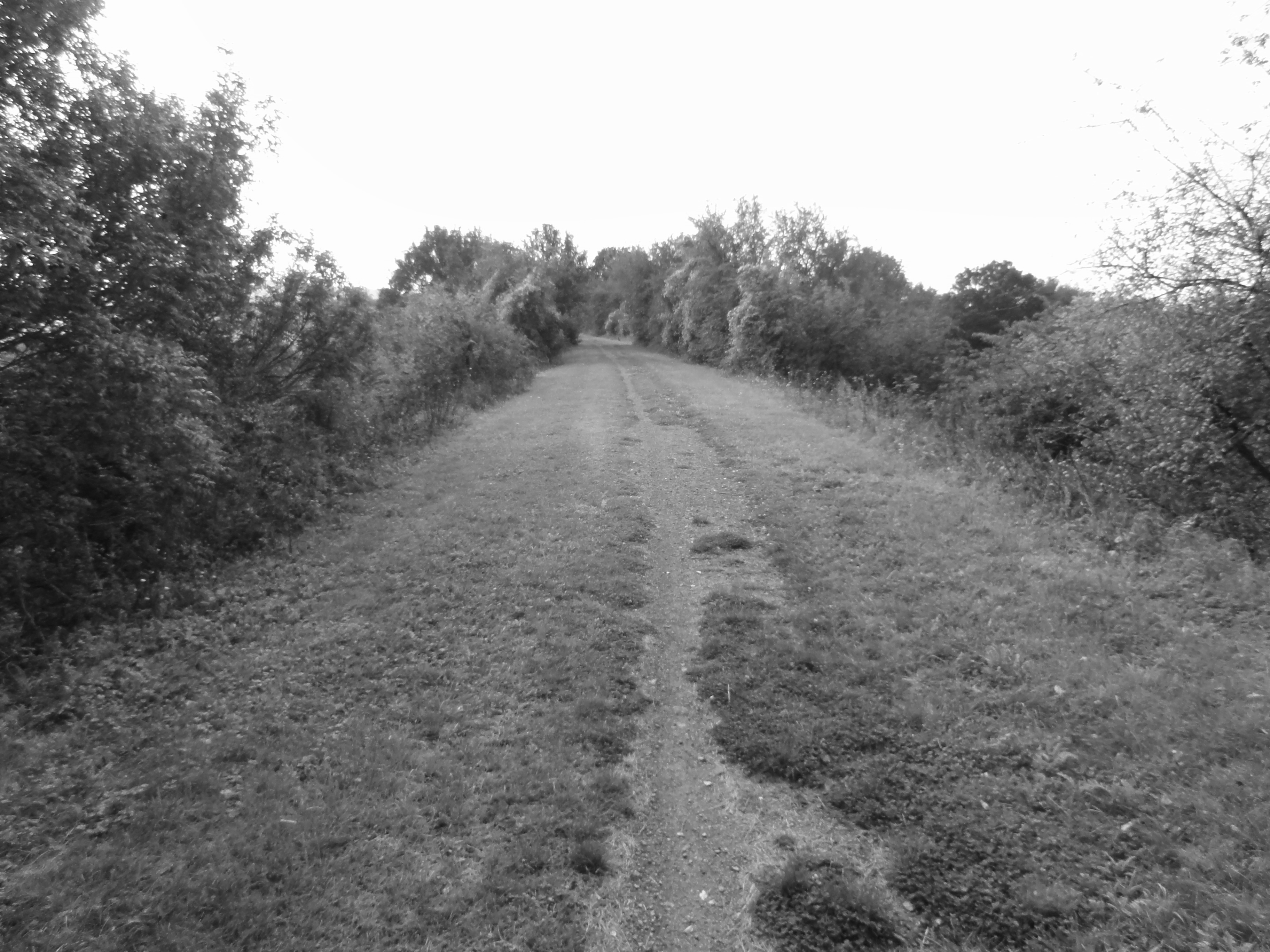
Le terril Cavalier du quai de vente.

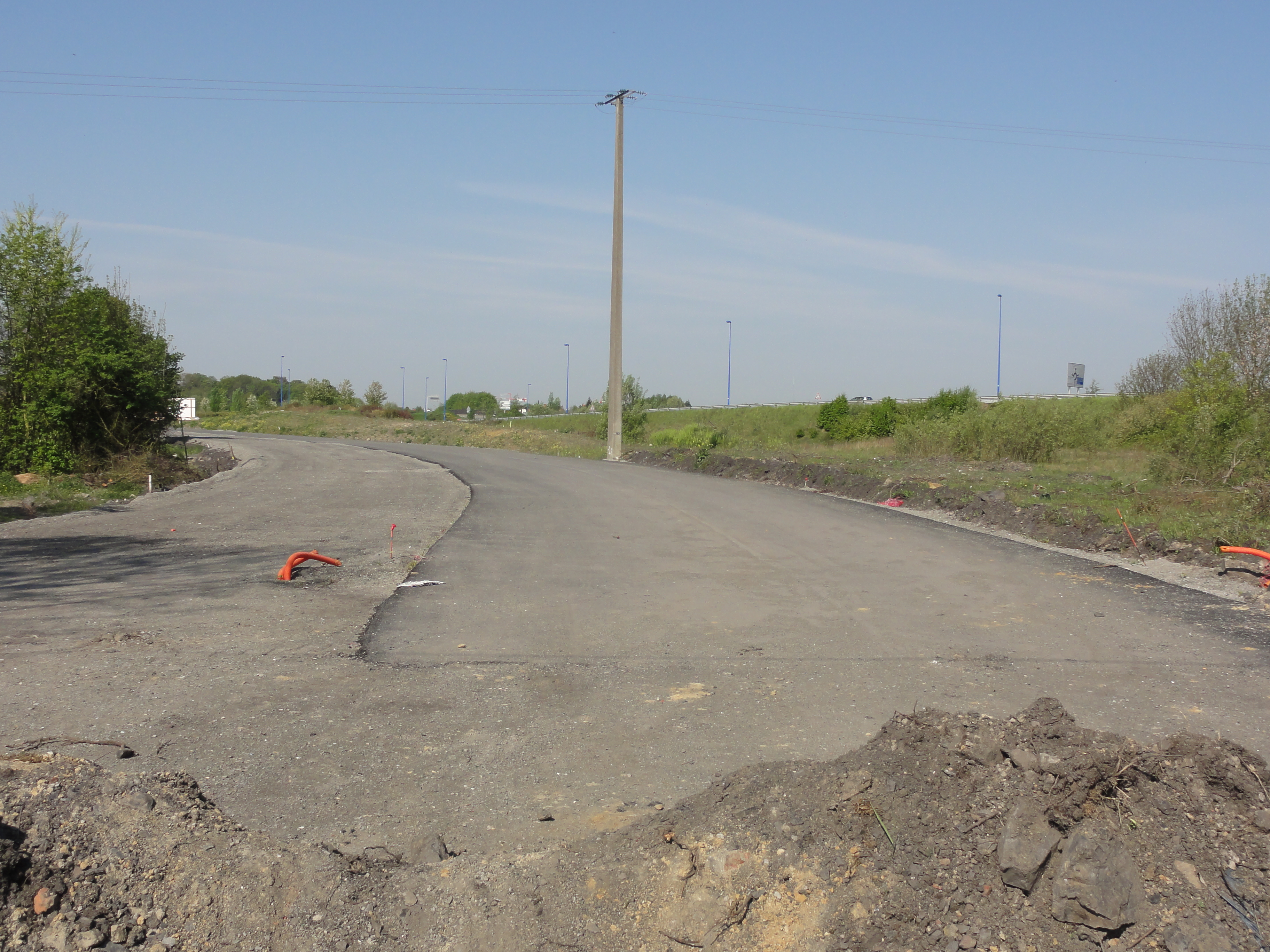
Le terril cavalier de Bonnel à Barrois.

50° 28′ 40″ N, 2° 43′ 47″ E
Le terril no 249, Cavalier du quai de vente, situé à Noyelles-lès-Vermelles, est un terril cavalier permettant la liaison d'une part de la fosse no 3 aux fosses nos 12 et 9 d'autre part. Il est situé au nord-ouest du terril conique no 49.

### Terrilno250, Cavalier de Bonnel à Barrois
50° 22′ 39″ N, 3° 10′ 50″ E
Le terril no 250, Cavalier de Bonnel à Barrois, situé à Lallaing, est un terril cavalier exploité, qui reliait la fosse Bonnel à la fosse Barrois.

### Terrilno251, Cavalier du site de Rieulay

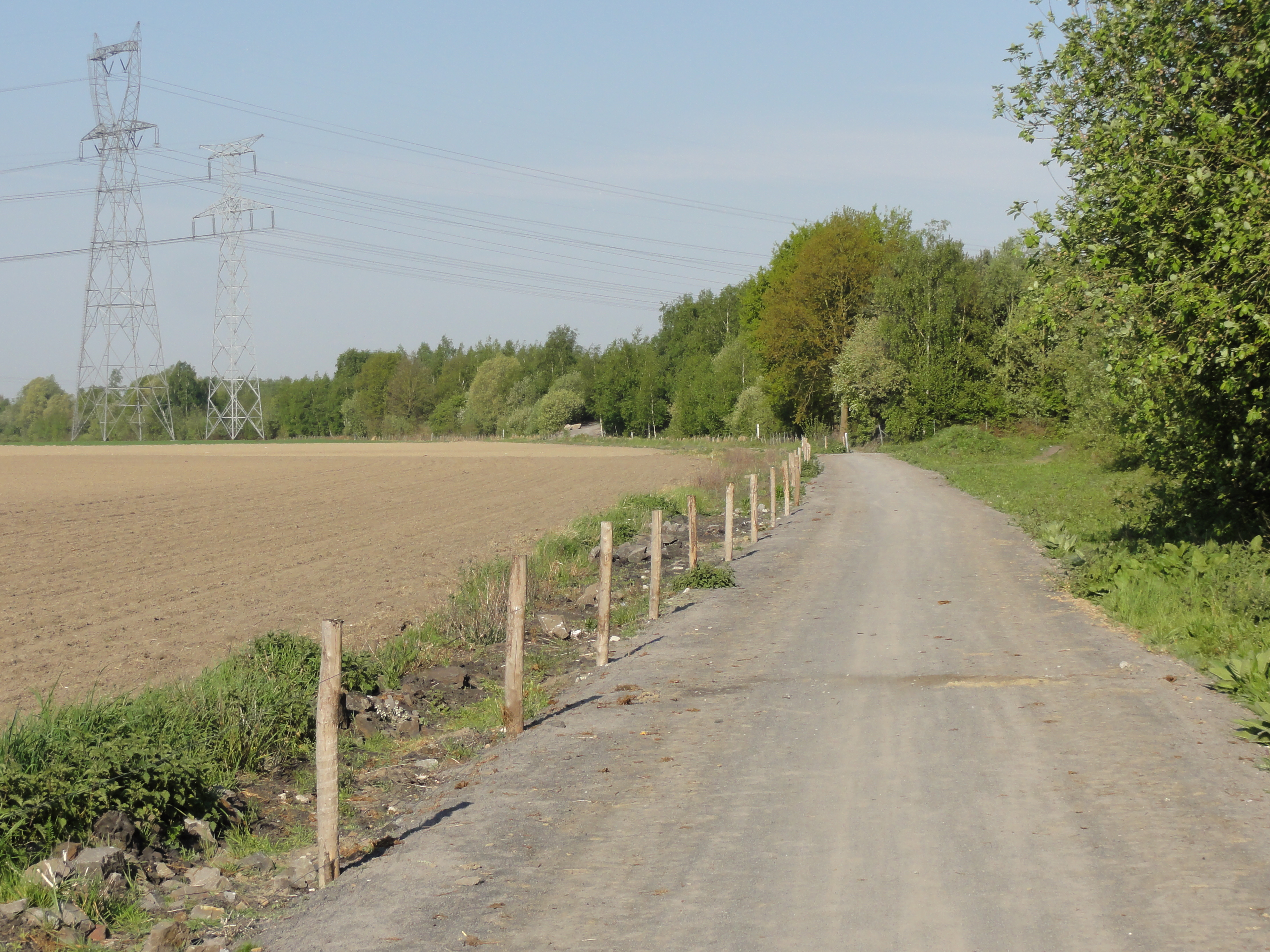
Le terril Cavalier du site de Rieulay.

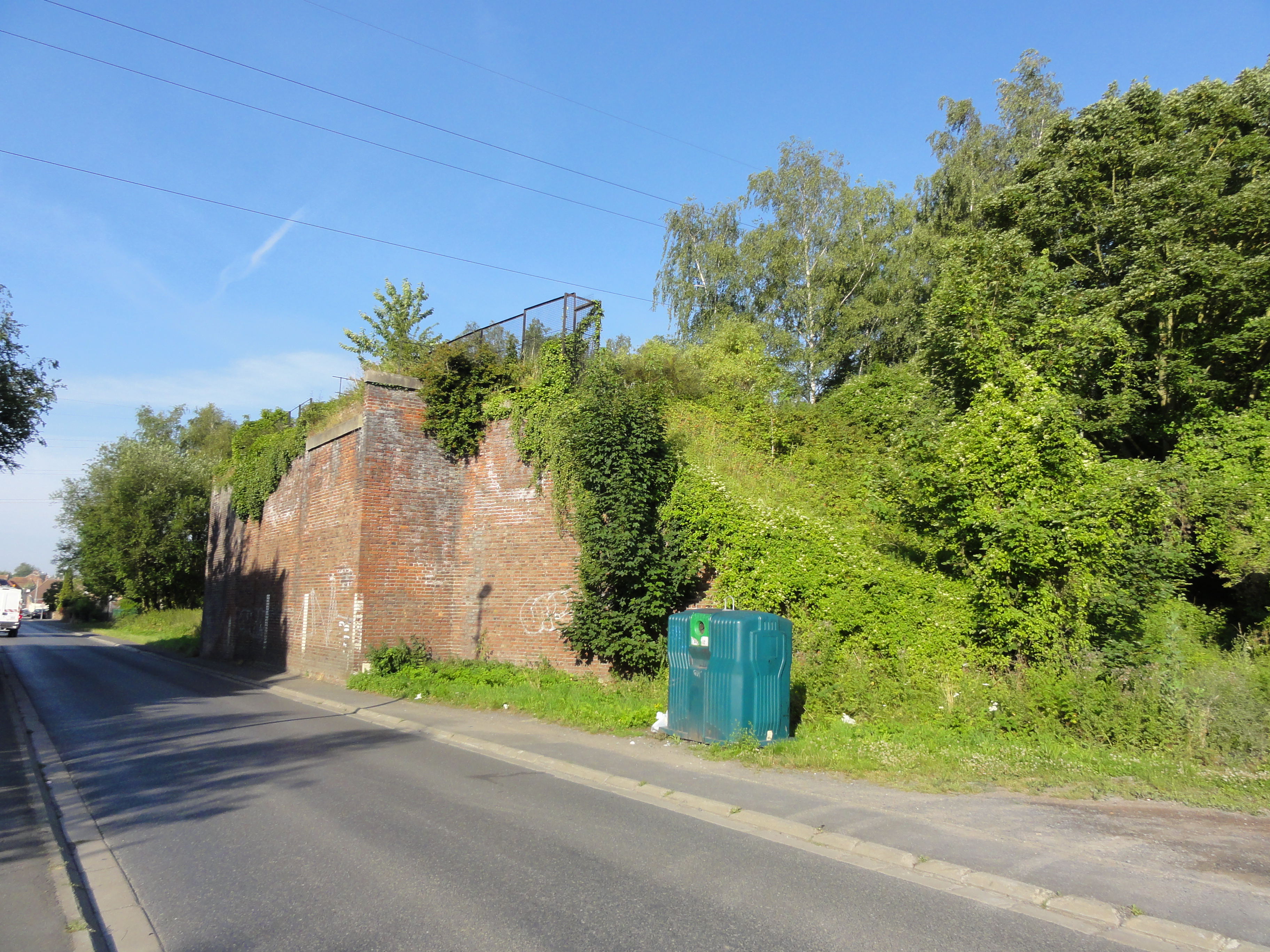
Le terril Cavalier du siège Notre Dame.

50° 22′ 35″ N, 3° 14′ 31″ E
Le terril no 251, Cavalier du site de Rieulay, disparu, situé à Rieulay, était un terril cavalier localisé au sud du terril no 144, dit de Rieulay.

### Terrilno252, Cavalier du siège Notre Dame
50° 22′ 16″ N, 3° 06′ 47″ E
Le terril no 252, Cavalier du siège Notre Dame, situé à Sin-le-Noble, est le terril cavalier de la fosse Notre-Dame des mines d'Aniche. Il est entièrement boisé.

### Terrilno253, Cavalier Barrois Lemay

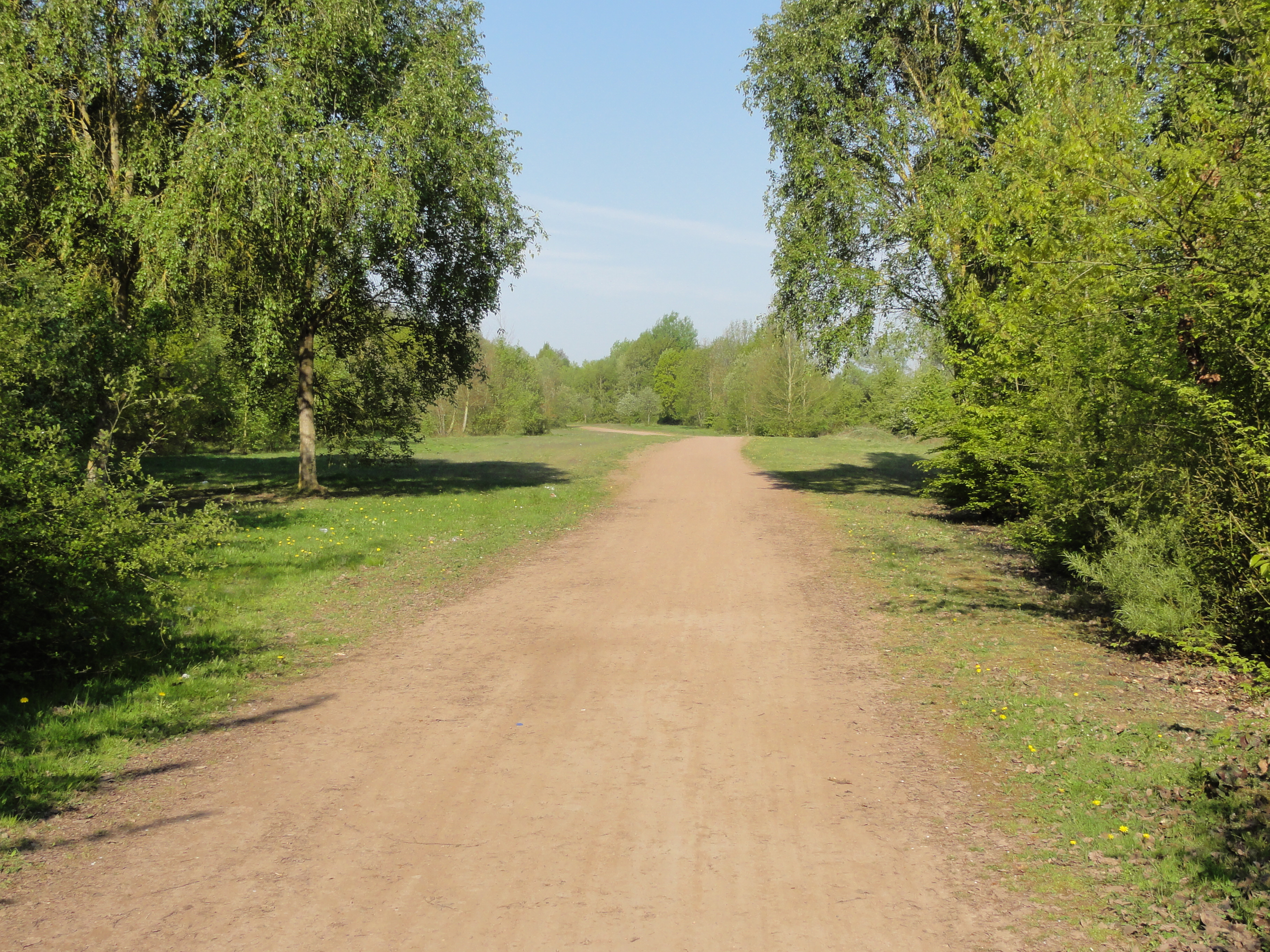
Le terril cavalier Barrois Lemay.

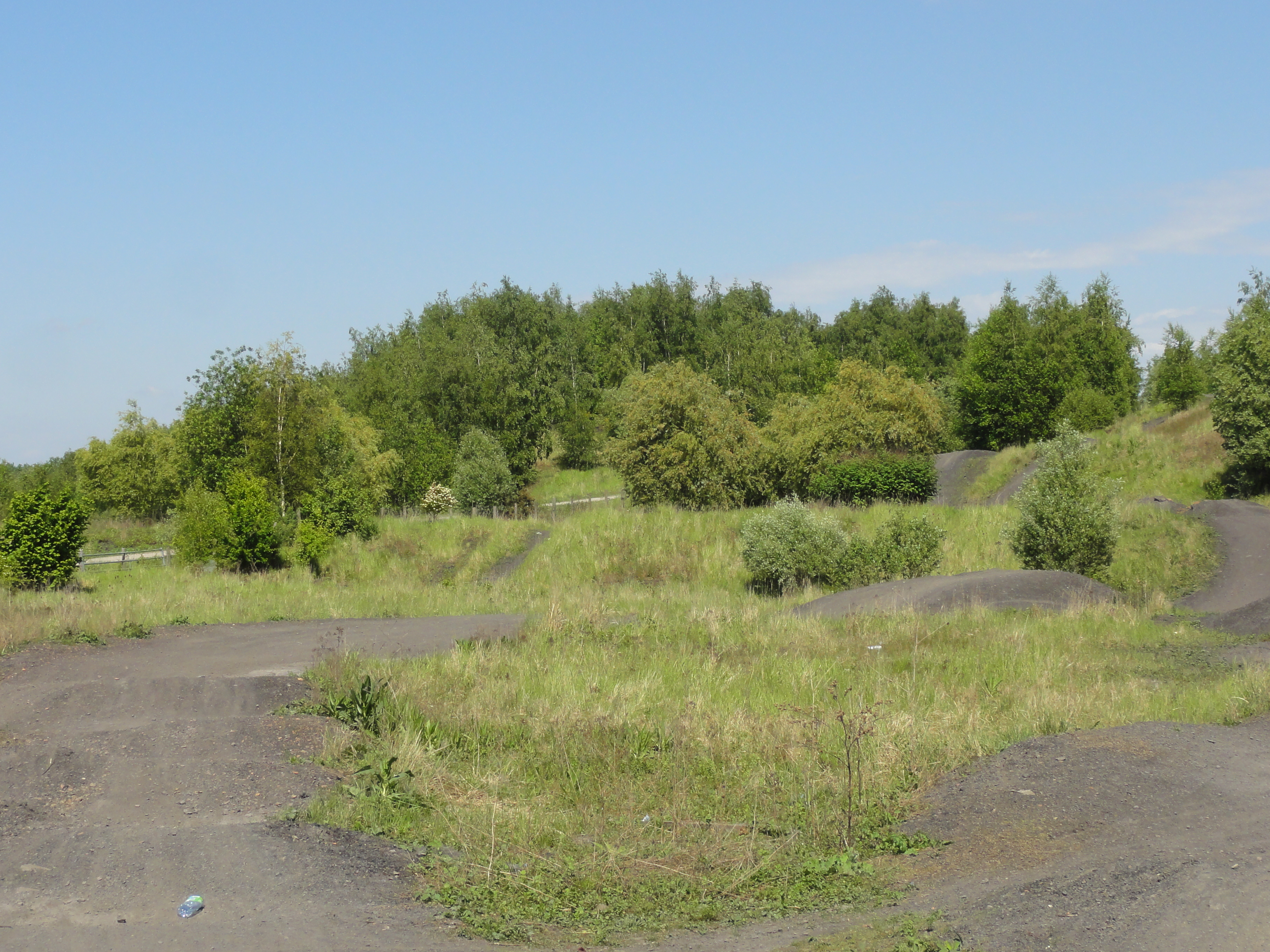
Le terril n° 254.

50° 22′ 15″ N, 3° 13′ 10″ E
Le terril no 253, Cavalier Barrois Lemay, situé à Pecquencourt, est le terril cavalier reliant la fosse Barrois à la fosse Lemay. En grande partie exploité, il ne subsiste que dans l'enceinte du stade de Pecquencourt, bien qu'il soit possible de le suivre au niveau du sol entre les deux fosses.

### Terrilno254
50° 22′ 54″ N, 3° 14′ 09″ E
Le terril no 254, situé à Pecquencourt, est un terril plat, partiellement exploité, accolé à l'ouest du terril de Rieulay. Il n'a pas de dénomination.

### Terrilno255, Cavalier Route de Bruille

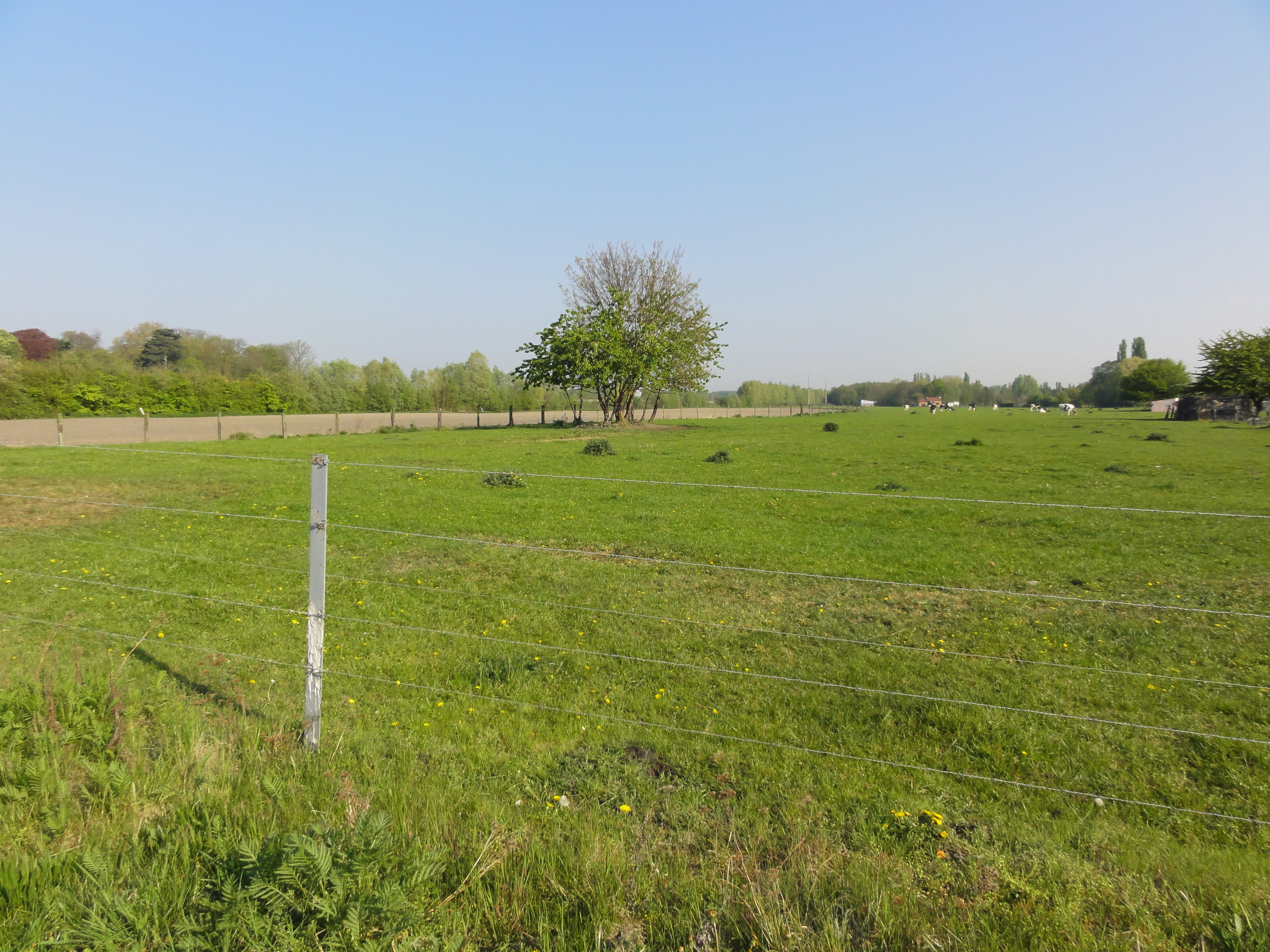
Le site du terril cavalier Route de Bruille.

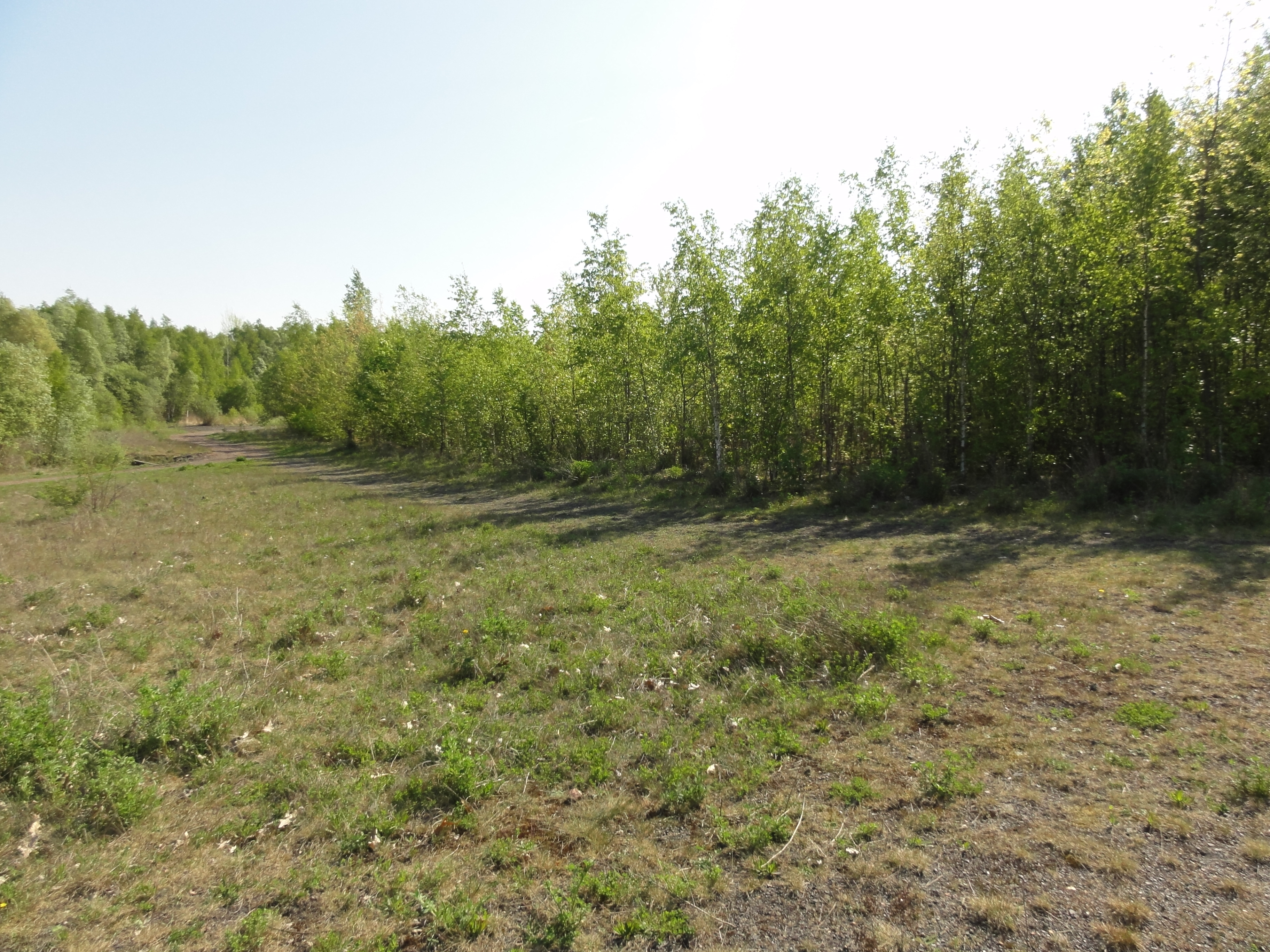
Le terril cavalier Triangle Barrois.

50° 22′ 04″ N, 3° 15′ 40″ E
Le terril no 255, Cavalier Route de Bruille, disparu, situé à Somain, était un terril cavalier reliant le pont qui surplombait le triage de Somain à la fosse De Sessevalle. Il a été intégralement exploité.

### Terrilno256, Cavalier Triangle Barrois
50° 22′ 31″ N, 3° 11′ 45″ E
Le terril no 256, Cavalier Triangle Barrois, situé à Pecquencourt, est un terril cavalier raccordant la fosse Barrois et la ligne Somain - Douai (Nord) aux terrils nos 143 et 143A, Germinies Sud et Germinies Nord.

### Terrilno257, Sablière du Pinson

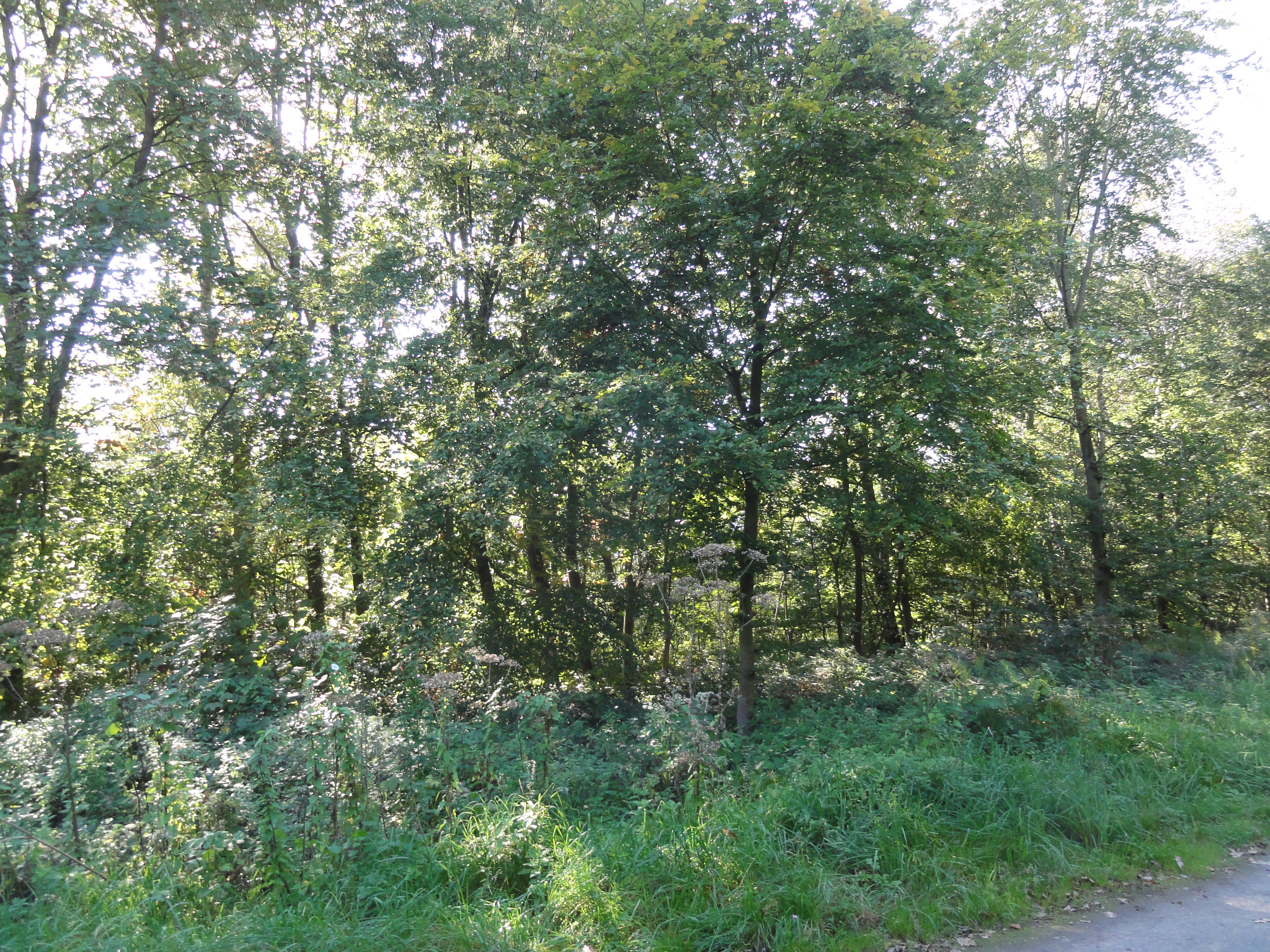
Le terril Sablière du Pinson.

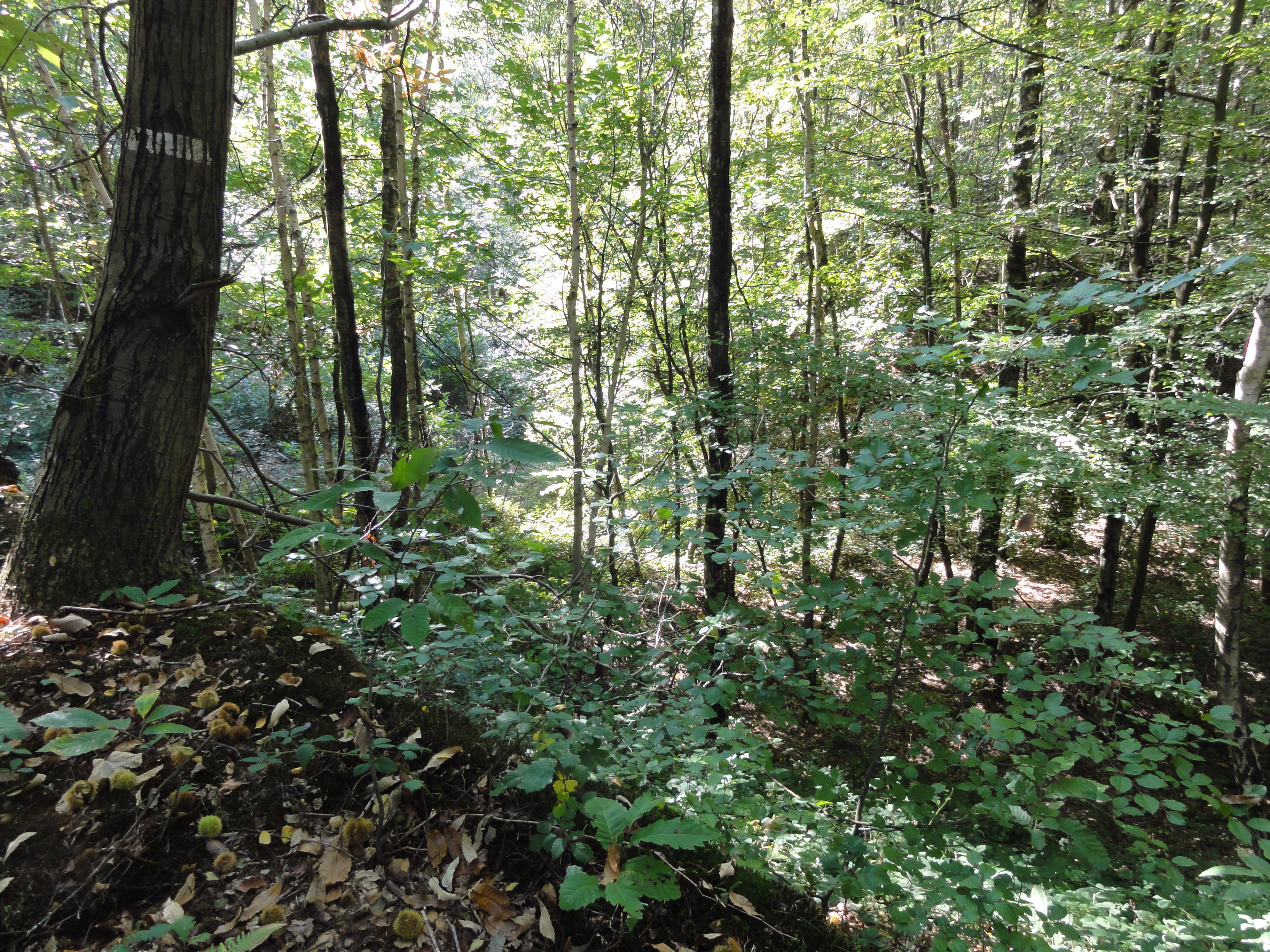
Le terril, Sablière du Bois des Dames.

50° 24′ 10″ N, 3° 31′ 37″ E
Le terril no 257, Sablière du Pinson, disparu, situé à Raismes, était un terril.

### Terrilno258, Sablière du Bois des Dames
50° 30′ 11″ N, 2° 33′ 07″ E
Le terril n° 258, Sablière du Bois des Dames, disparu, situé à Bruay-la-Buissière, était un terril édifié dans une sablière. Il a été exploité. Le site est entièrement boisé. Le terril est situé au sud-ouest des terrils nos 11 et 12.

### Terrilno259, Centrale électrique

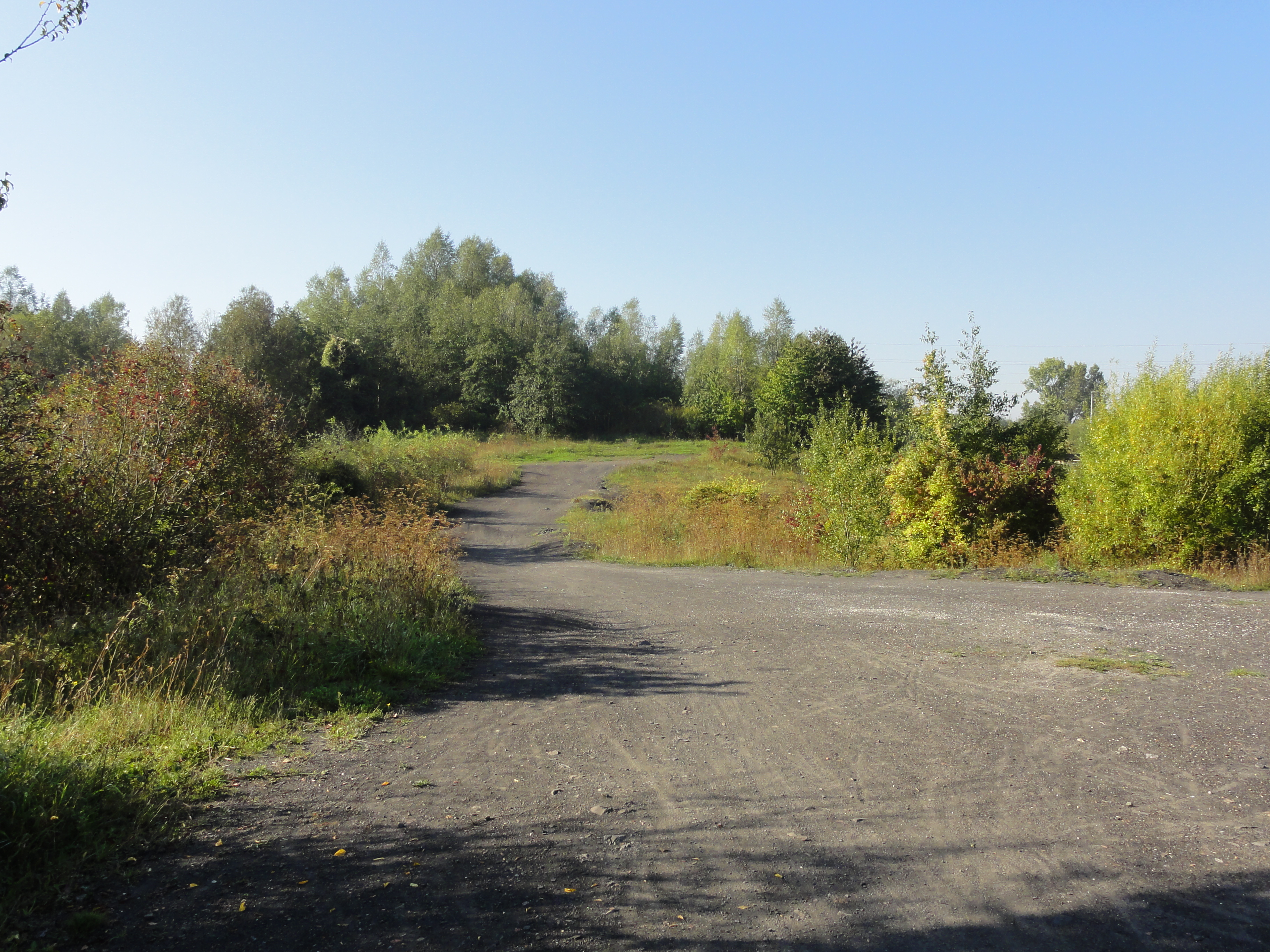
Le terril Centrale électrique.

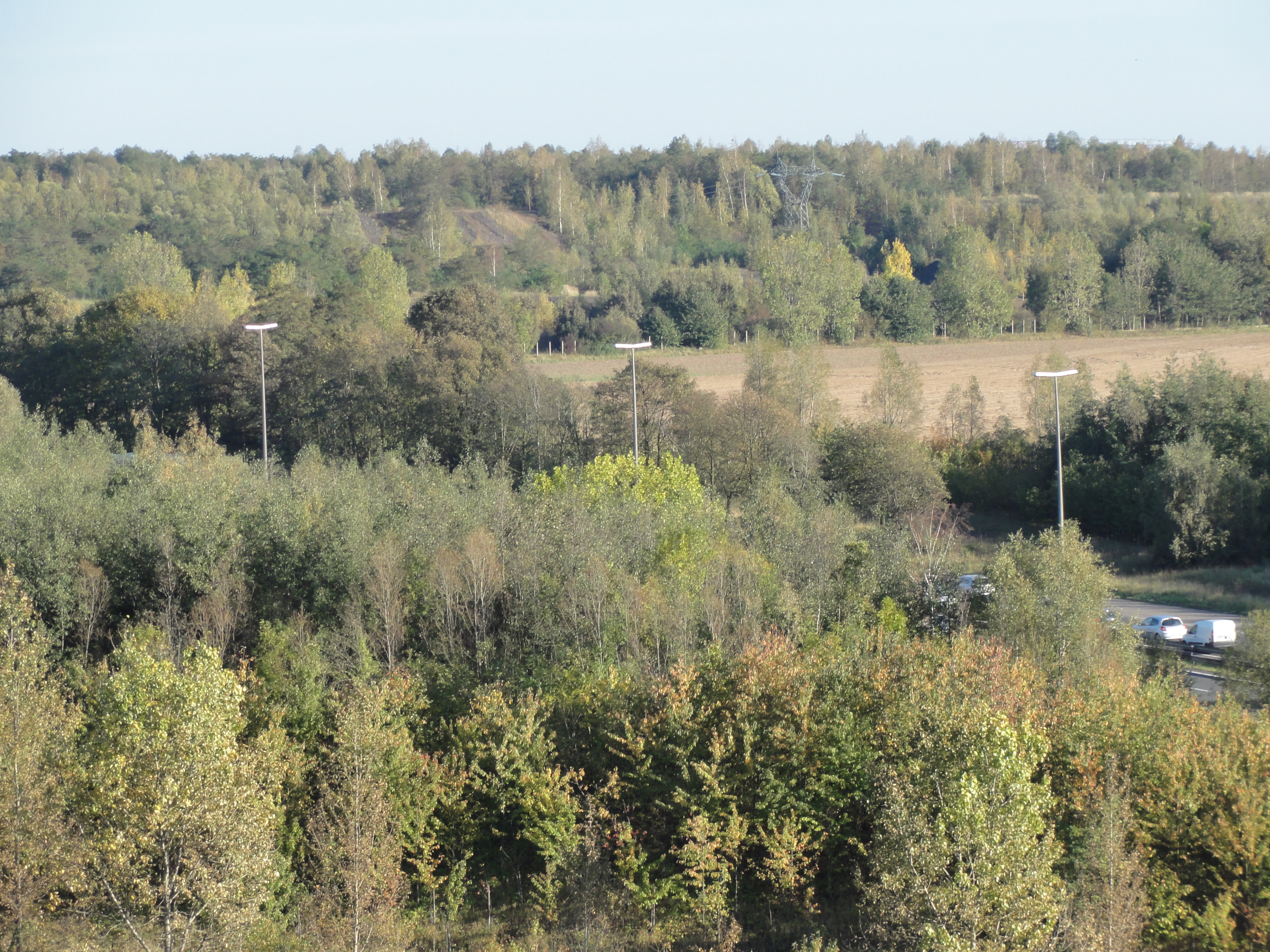
Le terril Lavoir de Fouquières.

50° 30′ 18″ N, 2° 34′ 31″ E
Le terril no 259, Centrale électrique, situé à Gosnay, est un terril de cendres plat, et partiellement boisé.

### Terrilno260, Lavoir de Fouquières
50° 25′ 43″ N, 2° 53′ 51″ E
Le terril no 260, Lavoir de Fouquières, situé à Fouquières-lez-Lens, est un des trois terrils du lavoir de Fouquières, avec les terrils nos 94 et 94A. Il semble avoir été partiellement exploité. Au sud du site se trouvent les bases des anciens terrils coniques exploités nos 95 et 95A.